# Pál-völgyi-barlang
A Pál-völgyi-barlang Budapest egyik idegenforgalmi célokra kiépített barlangja. A turisták számára kiépített hossz 500 m. Önálló barlang volt, de jelenleg a Pál-völgyi-barlangrendszer része. A Pál-völgyi-barlang a Duna–Ipoly Nemzeti Parkban lévő Budai-hegységben, Budapest II. kerületében található. A barlang felszíni védterülete, mintegy 4,7 ha a Duna–Ipoly Nemzeti Park kezelésében van mint önálló jogszabállyal védett, országos jelentőségű természetvédelmi terület. Magyarország fokozottan védett barlangjai közül az egyik volt.

## Leírás
A barlang bejárata Budapest II. kerületében, a Szépvölgyi út mellett lévő, már nem művelt, rekultivált, parkosított kőfejtőben, a Szépvölgyi út 162. sz. alatt van. A kőfejtő mellett parkoló található. A Kolosy térről induló 65-ös és 65A számú autóbuszok megállnak a kőfejtőnél.
A barlang hossza 13 465 m. Az üregrendszer K–Ny irányban 1020 m hosszú, É–D irányban 400 m széles. Függőleges kiterjedése 113,9 m, amelyen belül a legmélyebben elhelyezkedő pont a bejárattól 86,7 m-rel mélyebben, a Déli-szakasz Mozaik-terem nevű részében, a legmagasabban elhelyezkedő pont a bejárattól 27,2 m-rel magasabban, a Delfin-folyosó oldalágában lévő Kilátó-teremben található.
A kiterjedt járatrendszer befoglaló kőzete, a terület többi nagy barlangjaiéhoz hasonlóan, főleg felső eocén, sekélytengeri eredetű mészkő (Szépvölgyi Mészkő Formáció), amelyben gyakran kőzetalkotó mennyiségben vannak nagyméretű egysejtűek (Nummulites, Discocyclina) jellegzetes mészvázai. Mellettük néhány helyen kagylók (leginkább Pecten-félék), tengeri sünök és mohaállatok jó megtartású fosszíliái is megfigyelhetők a barlang falain, sőt a Liliomkertben és a Heliktites-terem térségében tengeri liliom nyéltagok is láthatók. A barlang térbeli elhelyezkedése többé-kevésbé követi az eocén mészkő D–DK-i, 25–30°-os rétegdőlését, ezért a mészkő fedőkőzetébe, a felső eocén márgába csak egy rövid felső járatszint (Alba Regia-folyosó) és néhány magasra harapódzott omlás (pl. Gyűrűs-terem) hatol fel. A mészkő fekükőzetei közül csak az eocén rétegsort bevezető, tűzkőtörmelékes alapbreccsa tárul fel néhány, a környezeténél mélyebbre nyúló járatban (pl. Alagsor, Kiskarácsony-ág).
A hálózatos, néhány helyen kifejezetten labirintus jellegű üregrendszer szerkezete hűen tükrözi az alapkőzetben lévő törésvonalak lefutását, amelyek közül a Decemberi-szakaszt, a Régi Részt és a Negyedik Negyedet magába foglaló központi zónában az ÉÉK–DDNy és ÉNy–DK irányú, a keleti zónában és a Déli-szakaszban pedig az ÉK–DNy irányú, majdnem függőleges törések dominálnak. A nyugati zónát képviselő Jubileumi-szakasz térségében jelentős szerepet játszanak a NyÉNy–KDK irányú törések és a bizonyos járatszakaszok (pl. Felfedező-ág, Kis-dóm, Ementáli-folyosó) mennyezetét meghatározó, lapos elmozdulási (feltolódási?) síkok is.

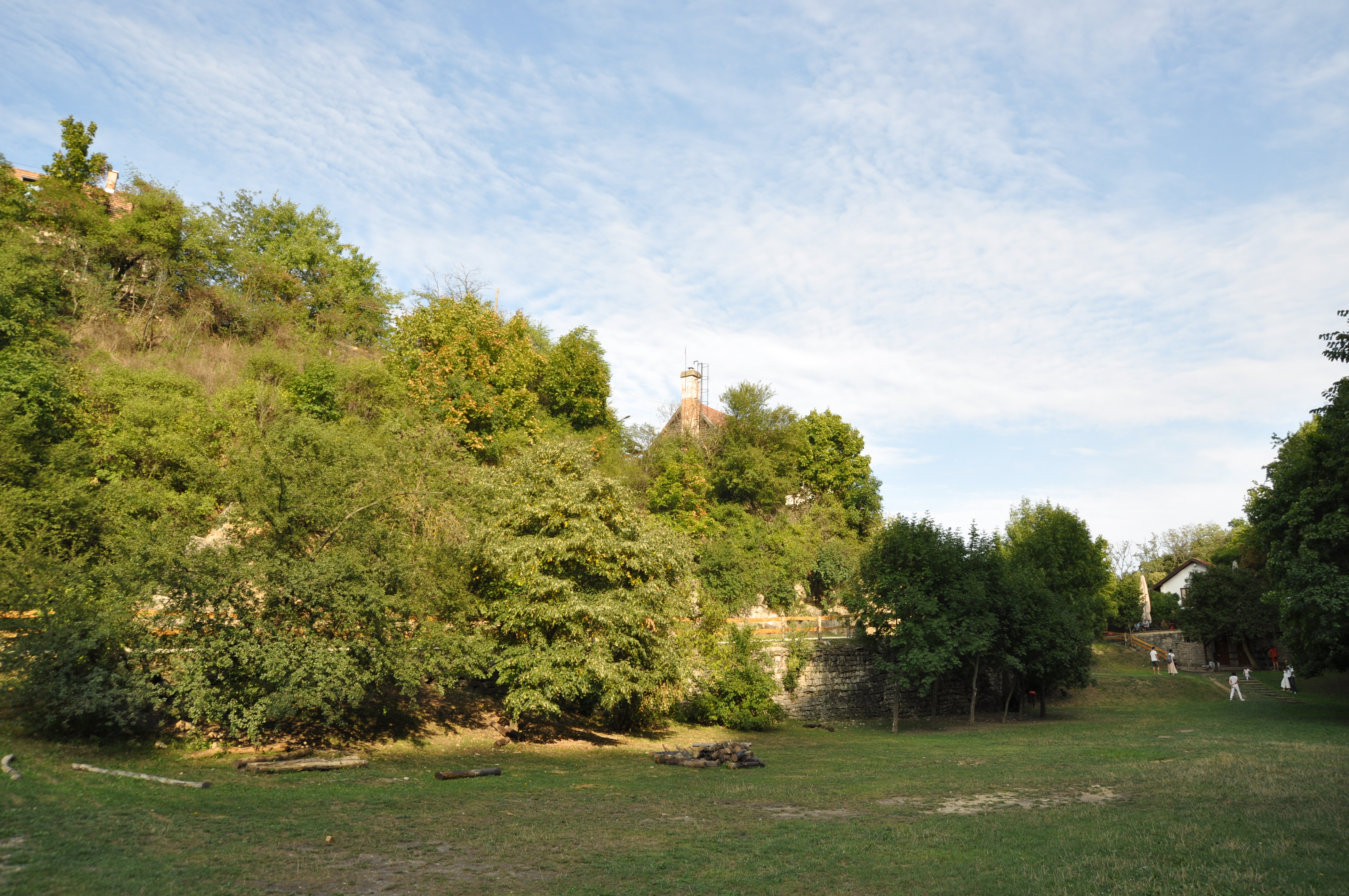
Részlet a barlang bejáratának helyet adó kőfejtőből

A tektonikus preformáció mellett a járatok helyének kijelölésében szerepet játszhatott az alapkőzet utóvulkáni, hidrotermális folyamatokhoz köthető megváltozása is, ami az egyes törésvonalak menti, pár dm-től 1–1,5 m-ig terjedő szélességű zónákban a mészkövet porózus, laza, magas kovasavtartalmú anyaggá alakította át. Ezek a kovás zónák a járatok többségének főtéjén előfordulnak, és a magasabb, kb. 160 m Bf. feletti szinteken (pl. Felső-lépcsős-folyosó, Delfin-folyosó, Nagy-fal) nagyon jól láthatók, ahol élesen elüt az alapkőzet sárgás színétől rozsdabarna szegéllyel határolt fehéres anyaguk.
A barlang térszerkezete és oldásformái egyaránt karsztvízszint alatti, freatikus zónában történt üregkioldódást mutatnak, amelynek valószínűleg legfőbb hatótényezője volt a törésvonalak mentén a mélyből feltörő langyos-meleg vizek és a hegység nyílt karsztos térszínei felől érkező, leszálló hideg karsztvizek találkozási zónájában fellépő keveredési korrózió. A napjainkban a Duna mentén feltörő hévforrások őseinek régi vízjáratait képviselő járatrendszer keletkezésének kezdete az alsó pleisztocén végén (kb. 1 millió év) lehetett. A Budai-hegység kiemelkedésével, valamint a Duna mélyebbre vágódásával egyre lejjebb süllyedő karsztvízszint következtében fokozatosan szárazra kerülő járatok legtöbbje már legalább 350 ezer évvel ezelőtt is légteres volt a 160 m tszf. körüli zónában elhelyezkedő vízszintjelző kiválások kormeghatározása alapján.

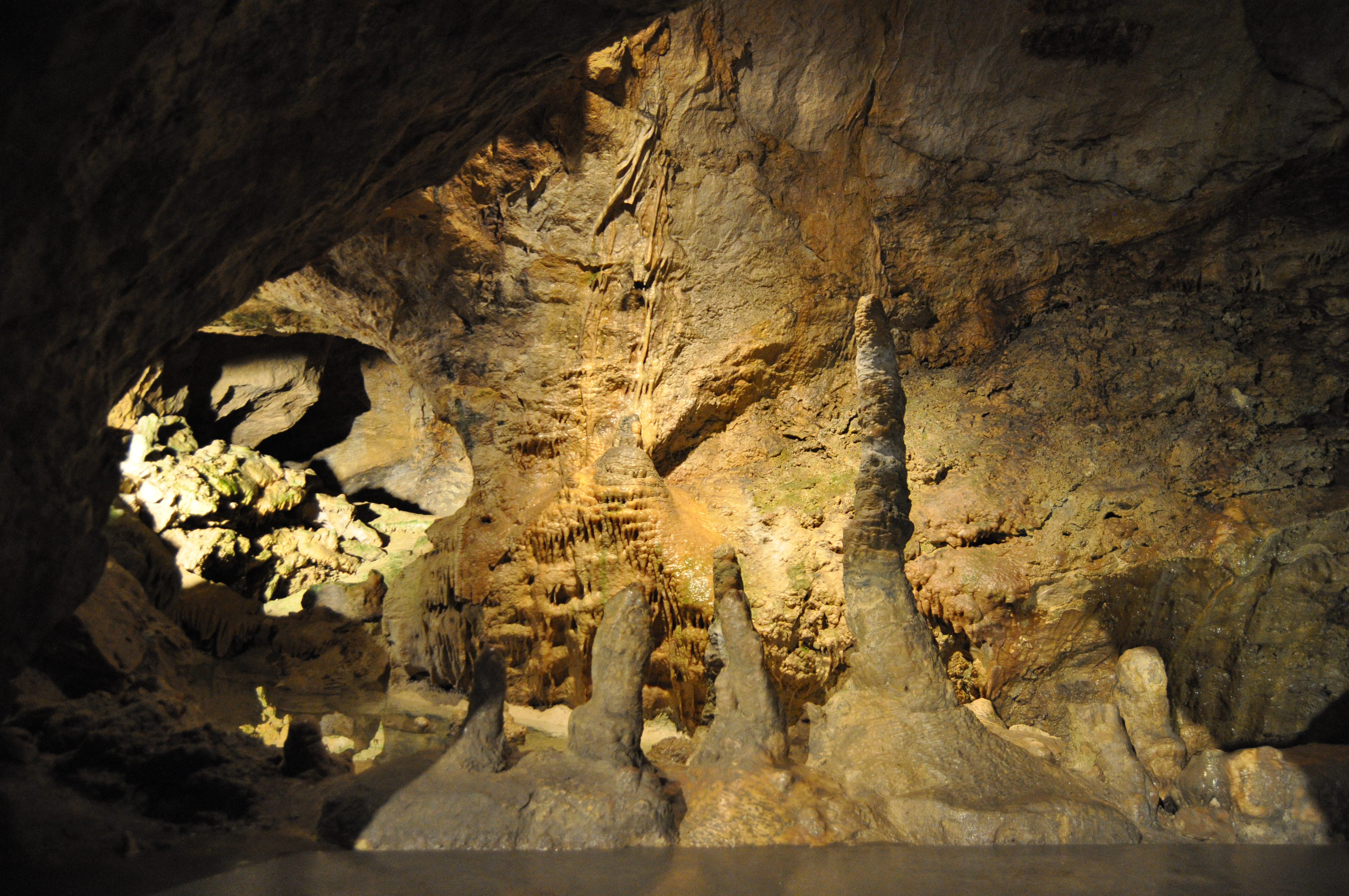
Részlet a barlangban található Meseországból

A barlang jelenleg inaktív hidrológiai szempontból. Legmélyebb pontja (Mozaik-terem) is a karsztvízszint felett található, de e helyi, függőkarsztvíz jellegű tároló szintjének megemelkedésekor (amelyben valószínűleg az épített emberi környezet vízcsőtörései is közreműködnek a megfigyelések szerint) itt akár létrejöhet 3 m vízmélységű tó is. Bár a barlangot (vagy legalábbis néhány részét) a múltban, minden bizonnyal a Szép-völgy bevágódásához kapcsolódva felszíni befolyó vizek hatása is érte. Ezek főleg a járatok feltöltésében, valamint üledékeinek áthalmozásában játszottak szerepet, de nem végeztek érdemi üregtágító munkát. Csepegő vizek, valamint az ezekből felgyülemlő sekély medencék azonban napjainkban is sok helyen megfigyelhetők, melyek ugyancsak hozzájárulnak cseppkőkiválásaikkal a barlang kitöltődéséhez.
A tektonikus előkészítés nemcsak a barlang alaprajzán, de a legtöbb folyosó alapvetően hasadék jellegű kifejlődésén is nyomon követhető. A járatok aránylag keskenyek, átlag 2 m szélesek, de magasságuk jelentős, néhány helyen elérik a 15–20 m magasságot. Maguk a járatszelvények azonban többnyire jellegzetesen aszimmetrikus, b, valamint d betűhöz hasonló alakúak. A kőzetdőléssel ellentétes irányban kiöblösödő, oldott alsó szelvényrészeikhez a mennyezeti kovás zónák kipergésével keletkezett, keskeny kémények kapcsolódnak. Ez a jelenség a barlang legmagasabban lévő, legidősebb részeiből álló Negyedik Negyedben (pl. Nyest-folyosó, Delfin-folyosó) figyelhető meg a legjobban, de észrevehető a legmélyebb zóna járataiban is kevésbé kifejlett formában.

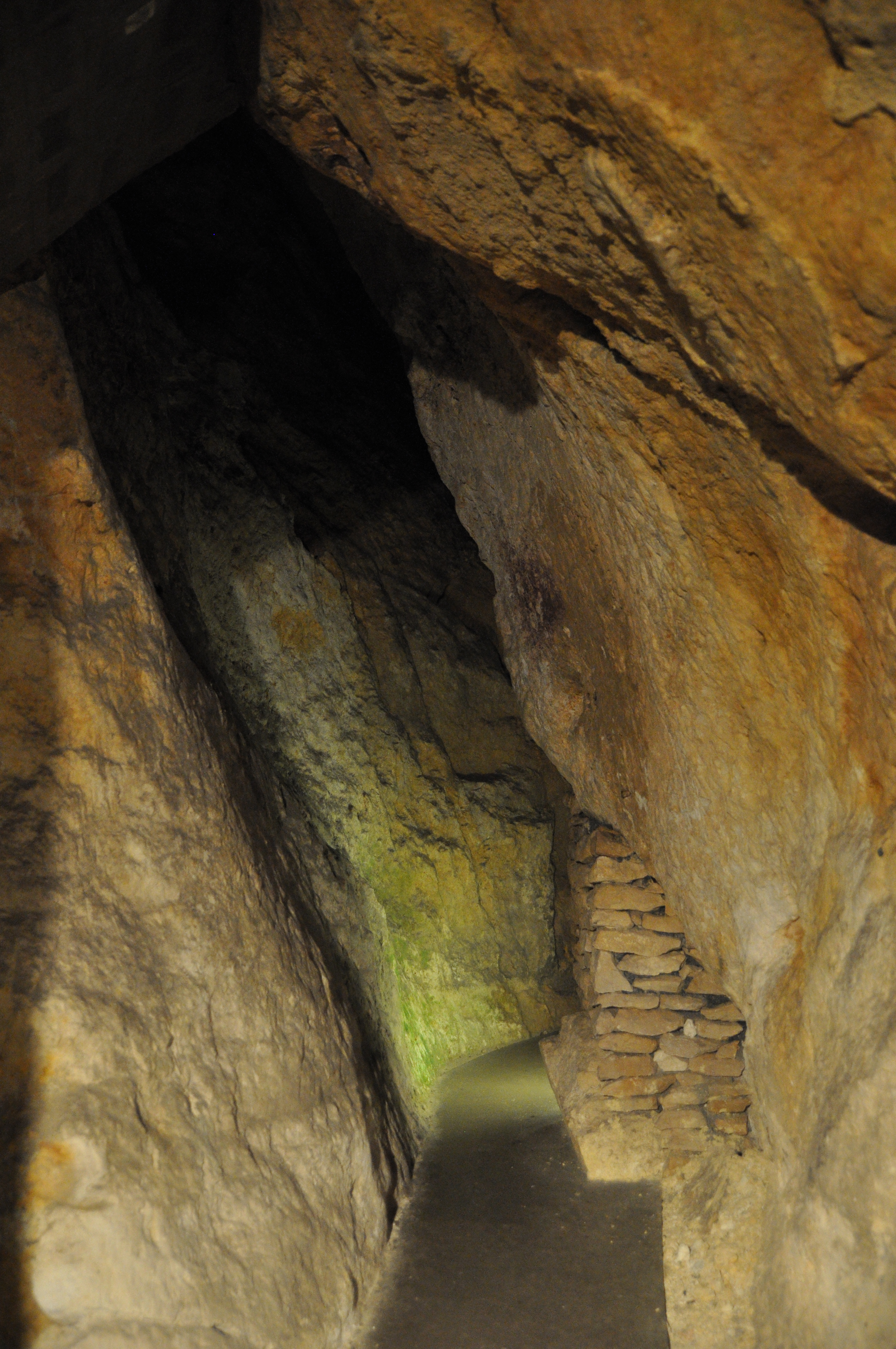
Részlet a barlang utcai ruhában járható részéből

Az oldott szelvényrészeket a lekerekített formák: hullámos vagy pár dm átmérőjű félgömbszerű bemélyedésekkel (ún. gömbüstökkel) gazdagon tagolt falfelületek és kisebb-nagyobb kiöblösödő oldalfülkék határozzák meg. Ezekhez néhány helyen zegzugos csatornák, melyek gömbüstök egymásba oldódásával keletkeztek, és a szálkőfőtébe mélyülő kis vakkürtők is társulnak. A hévizes kialakulású barlangok tipikus formaelemének tartott gömbfülkék viszont csak a Jubileumi-szakasz központi zónájára jellemzők. Itt a gömb vagy ellipszoid alakú, 1–5 m átmérőjű üregrészek kis ablakokkal egymásba nyíló láncolatai sajtszerűen bonyolult szövevényt képeznek. Bár a járatokat meghatározó törésvonalak zöme csak egy szintben oldódott ki, a barlang magasabb helyzetű részein előfordulnak egymás felett két független szintben keletkezett oldott üregrészek is. Ezeket a különböző járatszinteket függőleges, majdnem szabályos ellipszis vagy kör szelvényű aknák, valamint kürtők kötik pontszerűen össze. Mindezek az elemek a barlangot régen kitöltő víztömegben keletkező különféle áramlások, az eltérő töménységű és hőmérsékletű vizek találkozásakor fellépő keveredési korrózió, a vízből felszabaduló gázbuborékok, valamint a vízfelszín feletti falakra lecsapódó vízpára oldó hatásának eredményei.
A felszínről befolyó-beszivárgó hideg vizekhez köthető oldásformák csak kevés helyen fordulnak elő a Jubileumi-szakasz ÉNy-i részének néhány magasra felnyúló járatában (pl. Rányelő), ahol átlag 2 cm széles kis karrbarázdák és szabályos ujjbegykarrok csipkézik a falakat. A Röpde térségében pedig a magasból lehulló vízcseppek vájtak pár cm átmérőjű, akár m-es mélységet is elérő csöveket a kőzetbe. Sok helyen módosították a járatok arculatát az utólagos omlások. Néhány, tektonikusan jobban igénybe vett zónában kiterjedt omladéklabirintusok jöttek létre (pl. Prézli, Szépvölgyi-ág és Térképész-ág), ahol nem is lehet sokszor barlangfalról beszélni, csak az omladék bejárhatóságának határáról. A nagyobb termek többségének mai formáját is a réteglapok és repedések mentén felszakadozott, omlott felületek befolyásolják (pl. Titanic-terem, Apokalipszis-terem és Tollas-terem).
Törmelékes üledékekből áll a barlang aljzata. Szálkőtalp, a márgában keletkezett Alba Regia-folyosó egy rövid csőszakaszának kivételével, nem figyelhető meg benne. Nem ismert az üledékkitöltés teljes vastagsága, de a kitöltött alsó szelvényrészekbe néhány helyen pontszerű betekintést nyújtó, és a környező járatrészek jellemző talpszintjénél akár 10–20 m-rel is mélyebbre nyúló gyökérzónák (pl. Kút, Feneketlen-folyosó) alapján nagyon vastag lehet. A jelenlegi járattalp felett 2–3 m magasságban sok helyen látható üledékmaradványok pedig annak a bizonyítékai, hogy régen még magasabb volt a kitöltés szintje.
Az üledékkitöltés a majdnem minden tágasabb járatszakaszon előforduló omladéktömbökből, kőzet- és kovatörmelékből, illetve a kovás zónák kipergett, púderszerű anyaga mellett leginkább sárgásbarna, rétegzetlen agyagból áll, de szürkés-fehéres agyagrétegekkel tagolt vagy homokos betelepüléseket tartalmazó agyaglerakódások is több helyen vannak. Az agyagkitöltés ásványos összetétele alapján zömmel oldási maradékként, a kovás zónák málladékából eredeztethető. A Hágcsós-kürtő alján és az Osztrigás-folyosóban azonban biztosan felszíni eredetű, szenesedett növénytörmelékes agyagrétegek is vannak. A Huzatos-átjáróban megfigyelhető, jól kerekített márgakavicsokból álló álmennyezetből is felszíni behordódásra lehet következtetni.

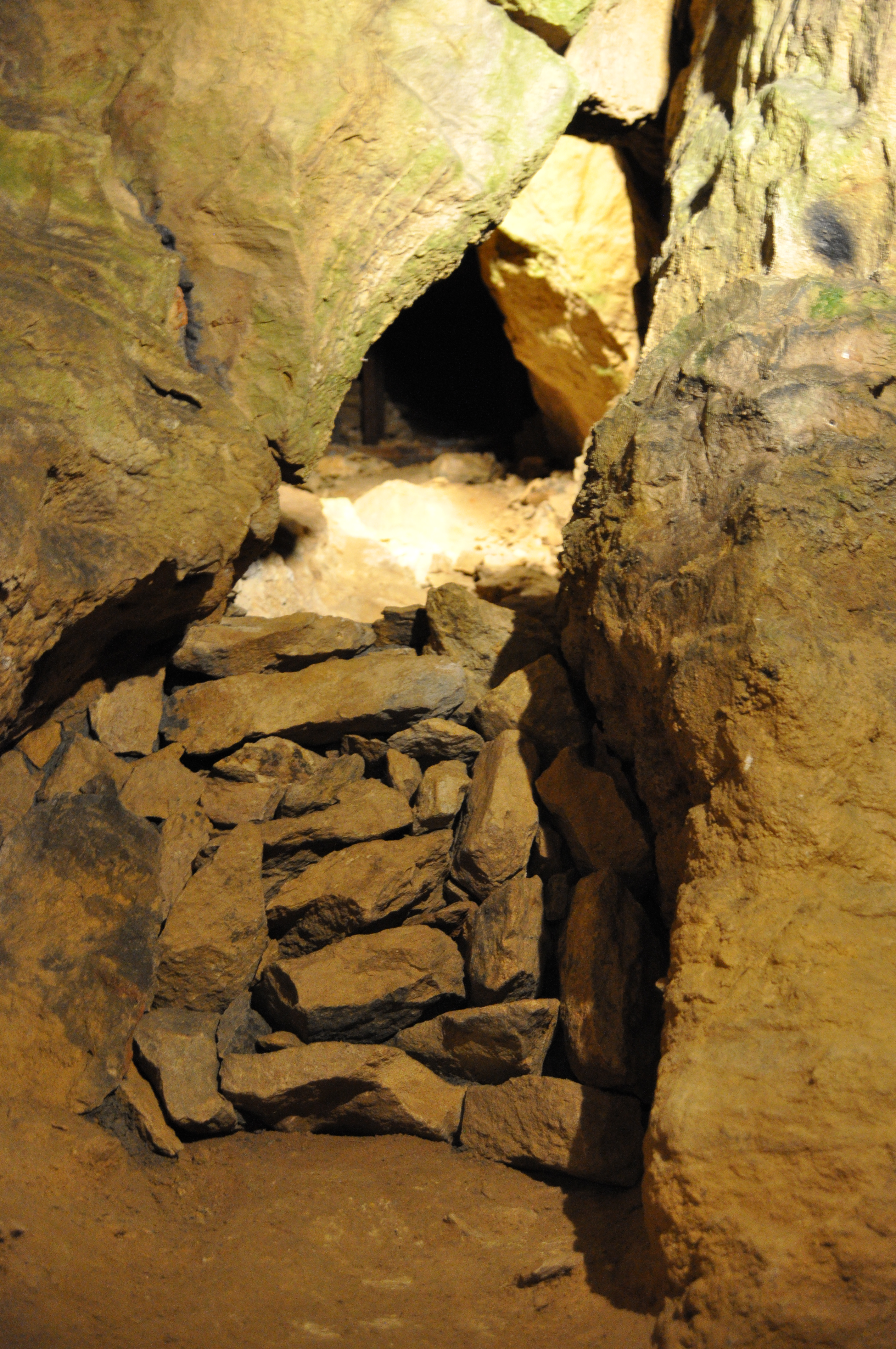
Részlet a barlang utcai ruhában járható részéből

Az agyagos üledékek felszínét a barlang mélyebb helyzetű részein látványos mikroformák: cseppvájta agyagkráterek és poligonális száradási repedések tagolják, melyekhez a mélyponton lévő Mozaik-terem főtéjén a falakat fedő vékony agyagfilm megfolyásával keletkezett, pár cm-es agyagsztalaktitok is társulnak. A Jubileumi-szakasz néhány járatában jellegzetesen fűrészfogas szélű, enyhén cementált agyaglefolyások jöttek létre. Az aljzat néhány pontján patakmederszerű vízfolyási nyomok is vannak, ezek egy része (pl. Patakos-ág) cseppkőcsoportok túlfolyó vizéhez kapcsolható, míg mások (pl. Alagsor, Junior-ág, Fodros-folyosó folytatása) hajdani intenzív vízbefolyásokat jeleznek, amelyek nem biztos, hogy természetes eredetűek voltak.
Bár a hosszú barlangban ásványkiválások tömegesen csak néhány részen mutatkoznak, a képződmények változatossága szerint az üregrendszer kiemelkedő, cseppköveinek gazdagságával pedig egyedülálló helyet foglal el a Budai-hegység barlangjai között. Magyarországi szinten is különlegességnek számítanak egyes képződményei. Ennek a kiválásegyüttesnek legidősebb tagjait a barlang kioldódása előtti mélykarsztos fázis több generációs, fennőtt barit- és kalcitkristályai képviselik, melyek 60–100 °C közötti hőmérsékletű vizekből váltak ki a folyadékzárvány-vizsgálatok szerint. Közülük a barit sárga, 0,5–2 cm élhosszúságú táblás kristályai leginkább teléres formában, a járatokat preformáló törések vagy harántrepedések falain helyezkednek el (pl. Háztető, Bombázó). A sokkal gyakoribb kalcit akár 5 cm élhosszúságot is elérő, szkalenoéderes vagy romboéderes kristályainak viszont kb. 24 előfordulása ismert a barlang falaiban feltáruló, kisebb-nagyobb őskarsztos üregek béléseként is (pl. Y-folyosó, I. vágány).
A barlangot régen kitöltő langyos-meleg vizekhez kötődő kiválások közül a fekete vas-mangános rétegekkel tagolt, vastag víz alatti kalcitbevonatok leginkább a Vetkőztető-hasadék térségében vannak. Míg a szintén kalcit anyagú karfiolok legösszefüggőbb előfordulásai a K-i zónában lévő Karfiol-teremben, valamint a Jubileumi-szakasz Paplanos-folyosó nevű részében vannak. Ennek a kiválási fázisnak a legelterjedtebb képződményei az egykori vízfelszíneken kialakult kalcitlemezek, melyek két határozott szintben, párkányokat képezve fordulnak elő a 200 m (Ötösök-folyosója, Turista-folyosó), valamint kb. 160 m (pl. Y-folyosó, Gyöngyös-folyosó, VB-folyosó) tszf. magasságban, de a köztes szinteken is néhány helyen mutatkoznak vékonyabb lemezkék. Bár ezek a párkányok több m-rel a mai járattalp felett húzódnak, a bázisukon fennmaradt törmelékdarabkák azt bizonyítják, hogy lerakódásuk eredetileg az aljzaton ment végbe. Sőt, a teljes hosszában kalcitlemezhíddal két szintre választott Kalcit-galéria nevű részben a hajdani agyagos aljzat száradási repedéseit is megőrizte a kiválásréteg alján lévő jellegzetes bordázottság.

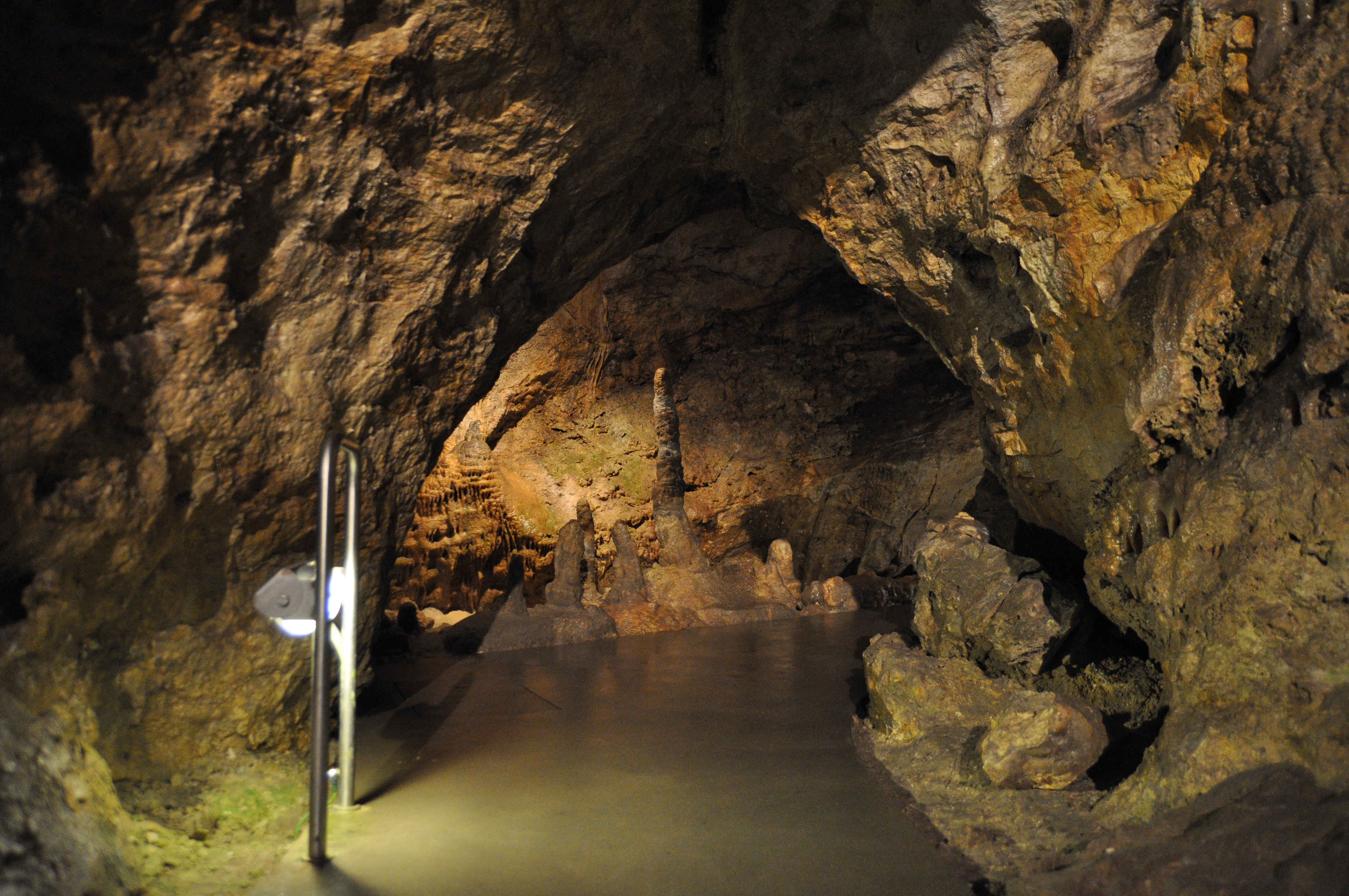
Részlet a barlang utcai ruhában járható részéből

A kalcitlemezkék pontszerű felhalmozódásával kialakuló karácsonyfa nevű képződmények tucatnyi képviselője is megfigyelhető a Jubileumi-szakaszban, amelyeknek ez a harmadik magyarországi előfordulási helye. A barlang másik különlegessége a hajdani barlangi tavak peremeit szegélyező, egymás alatt szabályos távolságra sorakozó majdnem vízszintes kiválásbordák, az ún. apadási szinlők, melyek Magyarországon először a Pál-völgyi-barlangban lettek felfedezve. Ezek a képződmények egytől-egyig szintén a kb. 160 m-es szinten helyezkednek el, leglátványosabb előfordulásaik a Fodros-folyosóban és a Kút térségében vannak.
A néhány budai barlangban hatalmas felületeket fedő borsókövek itt csak alárendelten, kisebb csoportokban fordulnak elő (leginkább a Jubileumi-szakasz néhány járatában). Viszont a kalcit apró pátkristályhalmazai borsókőhöz hasonló alakzatokat képeznek néhány másik helyen (pl. a Gyöngyös-folyosóban). Minden bizonnyal már légteres járatokban történt ezek kiválása, akárcsak az alapkőzetben lévő pirit mállásához köthető gipszkristályoké, amelyek pár mm vastag alabástromszerű kérgek, áttetsző, hártyavékony lemezkék és görbülő kis rostkötegek alakjában jelennek meg pl. az Óriás-folyosó, a Gipszes-folyosó és a Junior-ág egy-egy rövid részén.
A beszivárgó vizekhez kapcsolódó cseppkőképződmények azonban (ha nem is azonos gyakorisággal) a barlang minden részén megfigyelhetők, és közöttük az összes ismert magyarországi cseppkőtípus jelen van a cseppkődobok kivételével. A legtöbb cseppkőalakzat jelenleg is él, fejlődik. Színük jellemzően halványsárga, de láthatók narancssárga és hófehér, sőt, sötétbarna példányok is. Ezeknek a képződményeknek főtömege cseppkőlefolyásokból áll, amelyek leglátványosabb képviselőjeként a Jubileumi-szakaszban elhelyezkedő Narancszuhatag említhető. Míg a szintén gyakran előforduló függőcseppkövek közül a barlang Ny-i zónájának több pontján is látható, méteres szalmacseppkövek emelendők ki. A mennyezet és az oldalfalak további jellegzetes képződményei a szépen sávozott cseppkőzászlók (pl. Csipkerózsika-folyosó, I. vágány), valamint a görbült, horgas vagy ágas-bogas heliktitek, melyek néhány helyen (pl. Ezüst-utca, Heliktites-terem) akár 0,5 m átmérőjű csoportokat is képezhetnek.

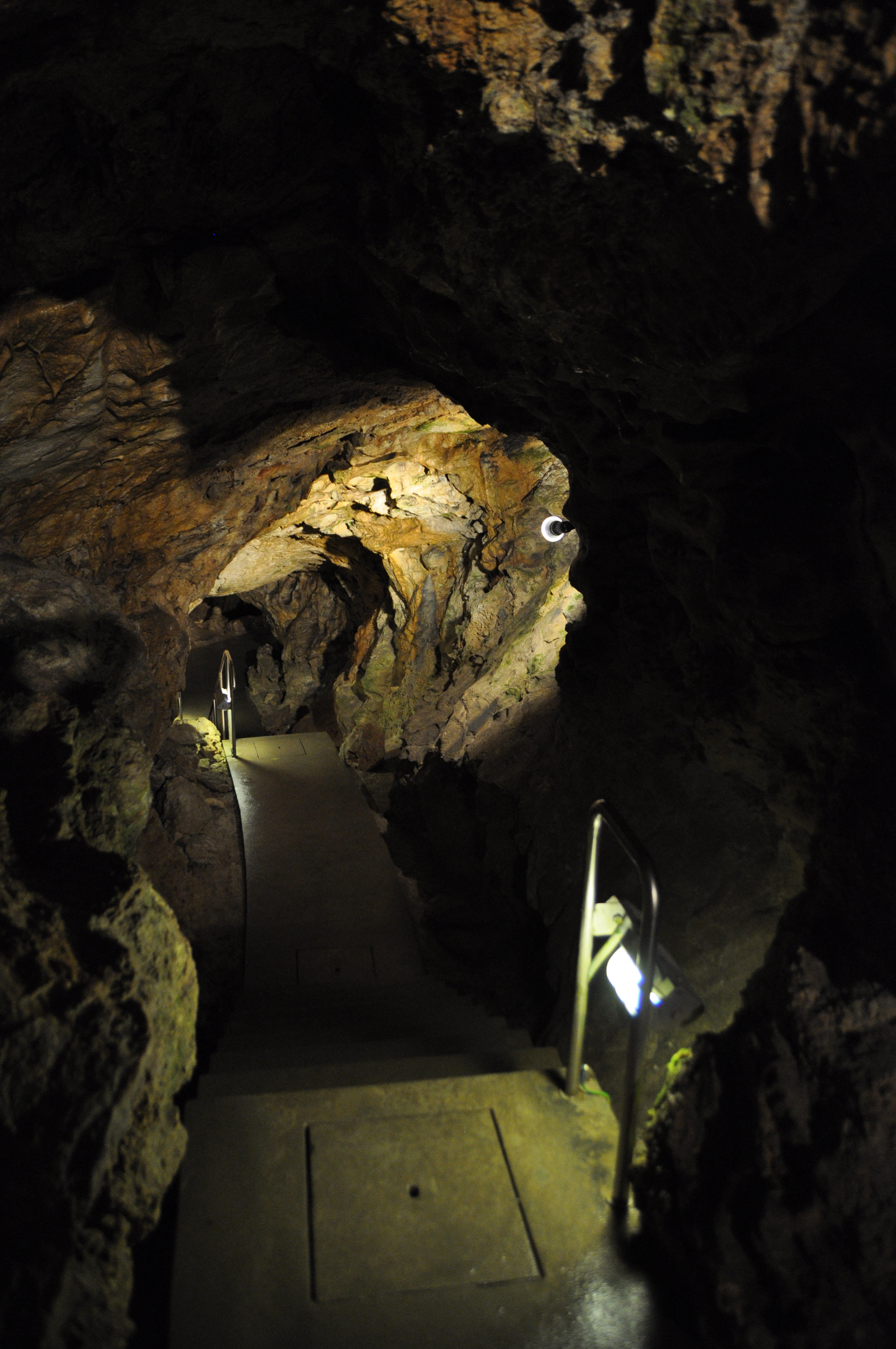
Részlet a barlang utcai ruhában járható részéből

A laza, agyagos aljzat miatt ritkák a jól fejlett állócseppkövek és cseppkőoszlopok. Ez utóbbiak közül viszont az Óriás-folyosó egyik falkiszögellésén álló, jó 3 m magas, emberderéknyi cseppkőoszlop-pár nemcsak a Budai-hegység legnagyobb, de minden bizonnyl a Pál-völgyi-barlang legidősebb cseppköve is. A képződménycsoport egy leszakadt darabjából végzett abszolútkor-határozás 290±44 ezer évet mutatott annak legfiatalabb részén is. Helyettük a legtöbb aljzati képződményt kiterjedt cseppkőbekérgezések, cseppvájta mélyedéseket bélelő cseppkőcsészék és kisebb-nagyobb cseppkőmedencék alkotják. Néhány medencékben (pl. Gipszes-folyosó, Gyöngyös-folyosó) barlangi gyöngyök is vannak, néhány medence belsejét pedig hegyes kis kalcitromboéderek (ún. medence-pátok) bélelik (pl. HOSE-terem). Néhány helyen a nyugodt vizű medencék peremeit gallérként szegélyező cseppkőszinlők, sőt a Delfin-folyosó 1998-ban megtalált oldalágának végpontján (ennek a formának egyetlen magyarországi előfordulásaként) a vázkristályszerű, üreges kelyhek pár cm-es példányai is láthatók.
A nagy kiterjedésű barlang változatos földtani, ásványtani és morfológiai értékeihez nagyban hozzájárul az 1980-tól feltárt részek gyakorlatilag természetes állapotban való tanulmányozhatósága, amelynek fenntartása miatt csak a kijelölt ösvényeken közlekedhetnek még a barlangkutatók is. A barlang nem csak a földtudományok területén kínál bőséges témát a kutatóknak. Az itt telelő denevérállomány is jelentős a Budai-hegységben. Bár a 15 éve történő megfigyelések alapján az állomány jelentősen csökkent az 1950-es évekhez viszonyítva, még mindig átlag 100–120 példány (főleg kis patkósdenevér) tartózkodik itt telente. Sajátos, szinte csak a Decemberi-szakaszra és a Régi Részre kiterjedő területi eloszlásukban minden bizonnyal a klimatikus adottságok játszanak közre. Ezek eddig vizsgált paraméterei közül mind a hőmérséklet, mind a radonaktivitás-koncentráció a bejárattól távolodva egyre kiegyenlítettebb és lassan emelkedő tendenciával jellemezhető. A mélyponti Mozaik-teremben állandó 11,7 °C hőmérséklet és a barlang átlagos radonszintjének kétszeresét képviselő, 4,2 kBq/m³ aktivitáskoncentráció mérhető.
A barlang fentiekben vázolt sajátosságainak és természeti értékeinek feltárását célzó kőzettani, tektonikai, üledékföldtani, morfológiai, ásványtani és klimatológiai vizsgálatok, valamint hidrológiai és denevér-megfigyelések mellett a legrészletesebb kutatások a barlang és felszíni környezete kapcsolatának jobb megismerésére irányultak, mert a barlangnak a legjelentősebb veszélyeztető tényezőt felszínének az új feltárásokat megelőző beépülése jelenti. Ezeknek a vizsgálatoknak az alapján azonban, melyek a közeljövőben egy, a Phare-program által finanszírozott távmérőhálózattal is kiegészülnek, az épített emberi környezet leginkább nem az épületek súlyával veszélyezteti a barlangot: a legtöbb járat ugyanis 40–50 m-t meghaladó mélységben húzódik, ahol a fedő kőzettömeg súlyához képest elhanyagolható az épületek többletterhelése. Az igazi veszélyforrást az olyan közvetett hatások jelentik, mint az intenzív vízbefolyásokat okozó csőtörések és a beszivárgó vizek minőségének megváltozása, ami leginkább a sózással fagymentesített közutak alatti stabil klorid-, valamint a szennyvízbeszivárgásokra utaló erőteljes nitrát- és alkalmi bakteriális szennyeződésekben nyilvánul meg. Mindezek nem csak a karsztvízminőség szempontjából jelentenek problémát: sok csepegés alatt kimutatható már a cseppkövek kezdődő visszaoldódása is.

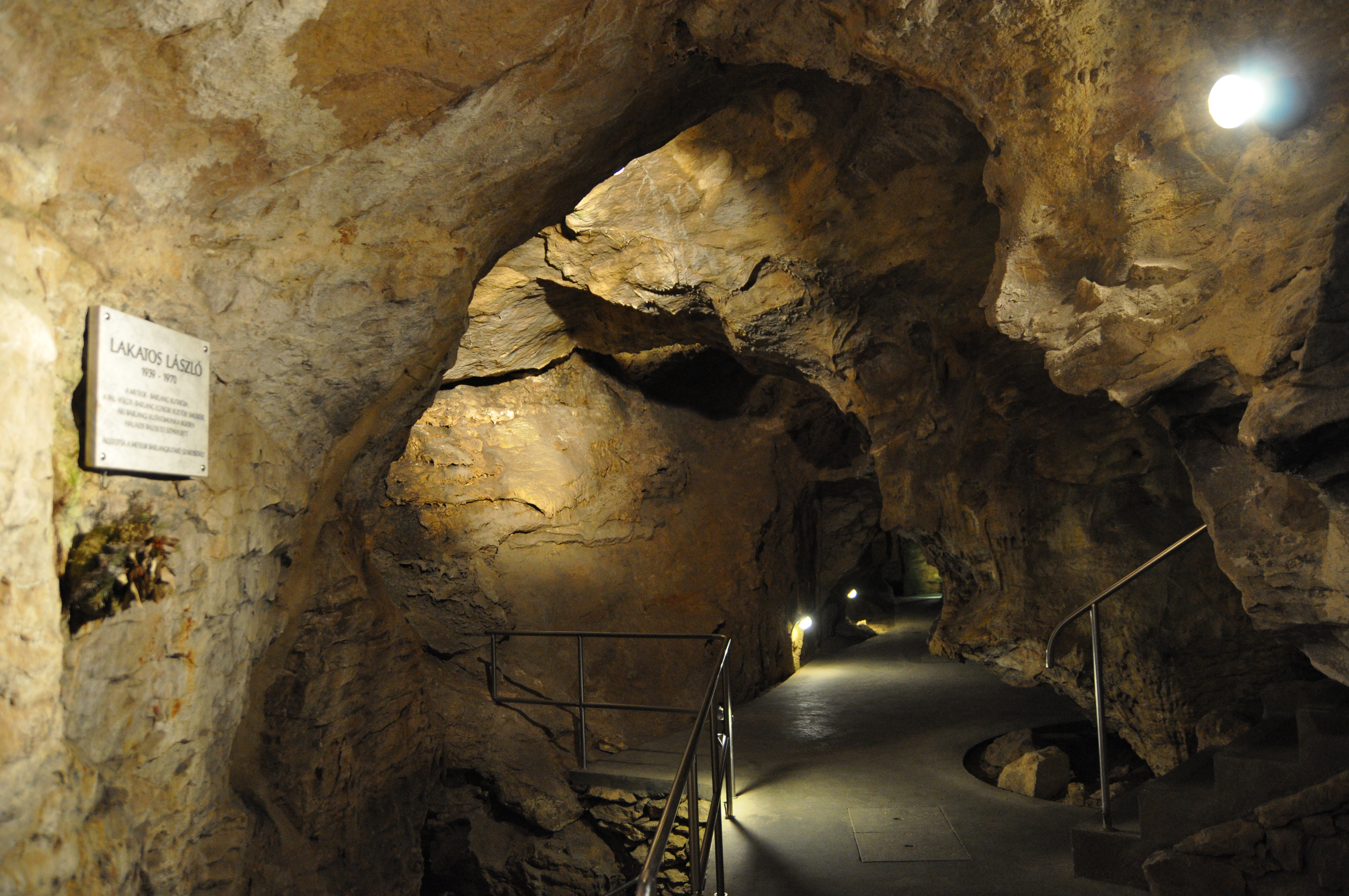
Részlet a barlang utcai ruhában járható részéből

Fokozottan védett méretei, kialakulásmódja, formakincse és ásványkiválásai miatt lett, de denevérvédelmi és idegenforgalmi szempontból is jelentős a barlang, amelynek kb. 500 m hosszú szakasza tekinthető meg a nagyközönségnek. A túraútvonal a 20. század első felében létrehozotthoz képest 1989-ben, a barlangkutatók Budapesten rendezett 10. világkongresszusa alkalmából az Ötösök folyosója nevű rész kiépítésével bővült, ami a bányafalhoz vezető Bekey-folyosóra nyitott Kijárattal immár útvonalismétlés nélküli megtekintést tesz lehetővé.
Az 1997-től 2001-ig tartó teljes rekonstrukció eredményeként az idegenforgalmi rész nemcsak műszaki megoldásaiban lett korszerűbb, de néhány, eddig kitöltött járatrész kitakarításával megújult látványában is. Itt a látogatók (évente átlag 30 000 fő) kényelmes lépcsőkön és betonjárdákon haladva, villanyvilágítás mellett ismerkedhetnek a járatlabirintus jellegzetességeivel: a kovás zónák mentén felharapódzott Lóczy-teremmel, a Keresztezés és a Boszorkánykonyha üstös oldásformáival, a tág Színház-terem kiváló akusztikájával, a Hosszú-folyosó magasba nyúló hasadékával, a Turista-folyosó kalcitlemez-lerakódásaival, a Meseország cseppkőalakzataival, majd az Ötösök-folyosója nevű rész torkolatában a Károly-kút cseppkőmedencéjével és a Rádium-terem mély aknájával. A barlang többi része a Duna–Ipoly Nemzeti Park Igazgatóság engedélyével tekinthető meg. Bejárásához (a Jubileumi-szakasz néhány járatának kivételével) csak alapfelszerelés kell. A nagyobb letöréseknél a közlekedést vaslétrák segítik, de az egyébként könnyű mászást néhány helyen kellemetlenül szűk hasadékok és kuszodák tagolják, és az omladékokon történő átkeléshez is fokozott elővigyázatosság kell.

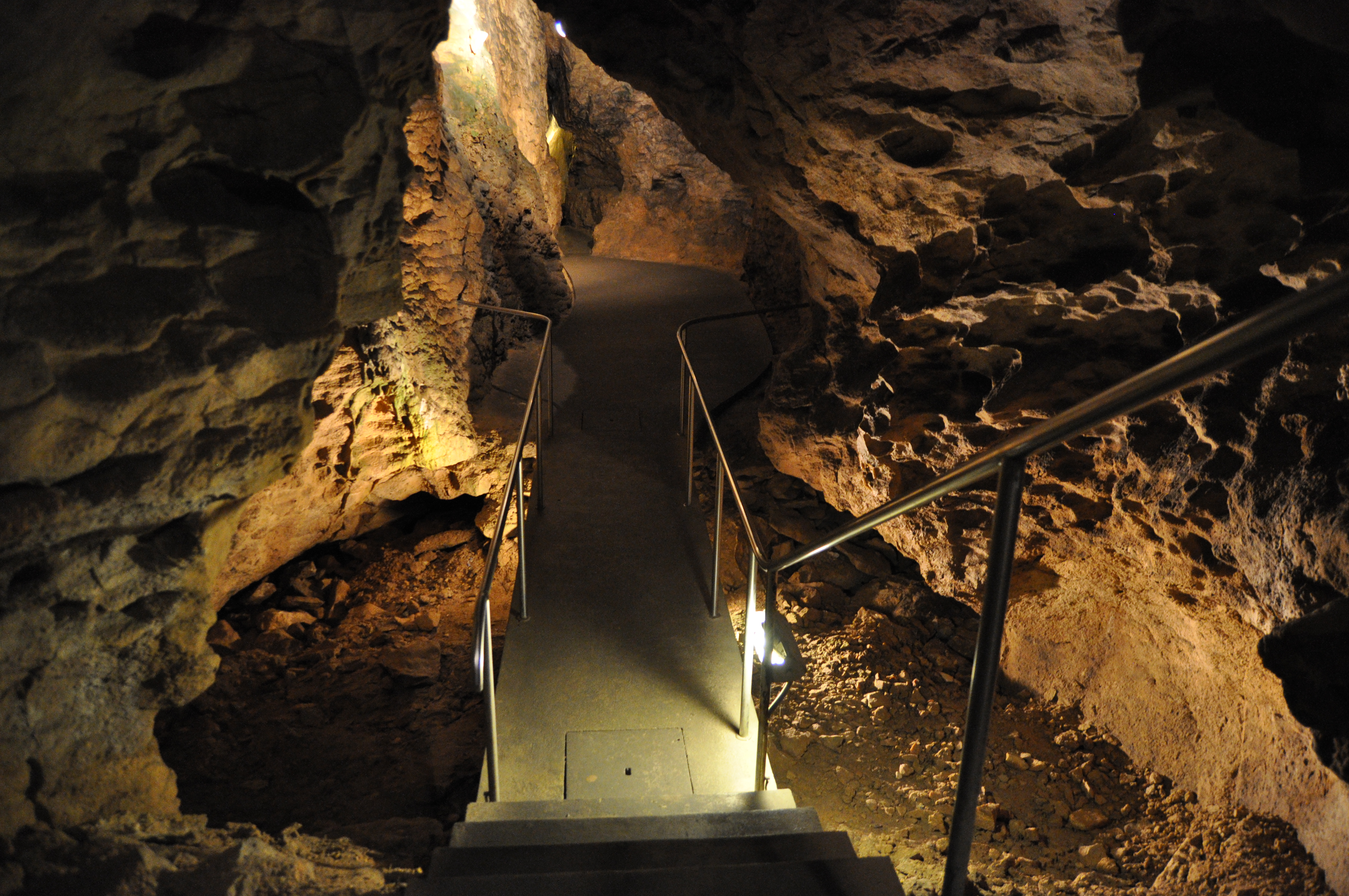
Részlet a barlang utcai ruhában járható részéből

1970-ben volt először Pál-völgyi-barlangnak nevezve a barlang az irodalmában. Előfordul a barlang az irodalmában Birka-barlang (Bertalan 1976), Lóczy-barlang (Bertalan 1976), Pál-völgy Cave (Kordos 1977), Pálvölgyi-barlang (Bekey 1913), Pálvölgyi barlang (Kadić 1919), Pálvölgyi-cseppkőbarlang (Leél-Őssy 1957), Scholtz-barlang (Scholtz 1920), Szépvölgyi-barlang (Horusitzky 1938) és Szépvölgyi barlang (Dudich 1932, Láng 1957) neveken is.

## Kutatástörténet

### 1911
A Turisták Lapja 1911. évi évfolyamában kiadott és Kazay Endre által írt ismertetés szerint a Budai-hegység alapját alkotó triász dolomit, valamint az arra települt eocén  és alsó oligocén rétegek nagyon alkalmas kőzetek ahhoz, hogy bennük barlangok képződjenek, ezért nem kell messzire menni Budapesttől amiatt, hogy a nagyon érdekes cseppkőképződést minden szépségével, változatával meg lehessen tekinteni. Több apró, Buda környéki barlang közül a Pál-völgyben, a Gugger-hegyben elhelyezkedő barlang az, amely leginkább átkutatásra érdemes. A szövevényes járatokkal és szép cseppkőképződményekkel rendelkező barlangot azonban nem könnyű bejárni. Erre a barlangra Kazay Endre ásványgyűjteménye miatt hívta fel Kazay Endrének a figyelmét vegysegédje, Tödter Gyula (Juliusz). Tödter Gyula telente majdnem minden vasárnapját ennek a barlangnak a megfigyelésével tölti el. Annyit beszélt Tödter Gyula Kazay Endrének a barlang szépségeiről és járatairól, hogy végül elhatározta annak megtekintését és felmérését, amit el is végzett három bejárással.

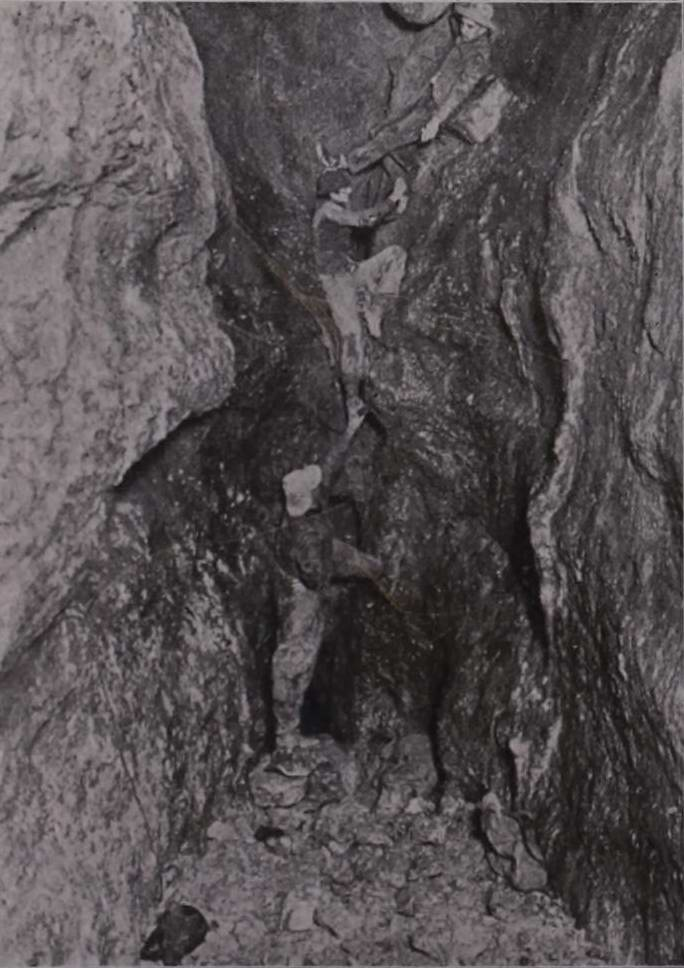
Pál-völgyi-barlang, a Rádium-terem bejárata (Bekey Imre Gábor 1916-ban publikált fényképe)

1910 decemberében jött el a budai expedíció ideje és kora reggel a Kolosy tértől a Szépvölgyi úton bő 1,5 km-t gyalogolva a 18. pénzügyőri őrhely mellett letértek Kazay Endréék a bal oldali dűlőútra, ahonnan 200 m-re van a régi, Holtzspach-féle kőbánya, amely jelenleg az Egyesült Tégla- és Cementgyár RT tulajdona. A kőfejtő a Gugger-hegy ÉK-i oldalában, a bányaőr háza a magas Szépvölgyi úton van. Budapest legújabb térképén sem a kőbánya, sem a nagy bányaőrház nem látható. A barlangba tapasztalt vezetővel és a téglagyár igazgatóságától kért engedéllyel szabad bemenni. Az engedélyt birtokolva jelent meg az őrnél Kazay Endre és Tödter Gyula. Itt Kazay Endre nagy meglepetésére Tödter Gyula elkezdett vetkőzni, aki figyelmeztette őt, hogy bújjon bele a raktáron lévő egyik agyagos, sáros ruhába, mert ez itt úgy szokás. Megfelelően felöltözve ment ki műszereivel tanulmányozni a terepet Kazay Endre. Az őrháztól balra, a hegy lábánál található ÉK-re néző bejáratot egy kútkávaszerű ajtó zárja le. A régi bejárat a lehordott hegy oldalából, az előbbi bejárattól 37 lépésre É-ra helyezkedik el. Innen azonban a lejárat csak nagyon szűk kéményeken át vezet a barlangba és ezért jelenleg nem használják. A bejárattól Ny-ra van egy másik barlang bejárata. Ez a barlang szintén érdekes, de veszélyes járatú.
A barlang lezárt ajtajánál várta Kazay Endre Tödter Gyulát, aki jól megnézte őt, mert úgy nézett ki Kazay Endre a nyakába akasztott két hőmérővel, kezében a barlang felméréséhez szerkesztettt szögmérővel, rajztömbbel, gyertyával, batyuval, colstokkal és bányairánytűvel, mint egy élő meteorológiai állomás. Tödter Gyula megjegyezte, hogy Kazay Endre ezeket a többnyire törékeny holmikat 20 m-nél tovább így nem tudja épen vinni. A legszükségesebb dolgok Kazay Endrénél maradtak, de a hőmérőket gondosan elcsomagolva Tödter Gyula vette magához úgy, hogy Kazay Endre biztos lehetett abban, azok nem fognak az úton eltörni.
Az őr kinyitotta a bejárat ajtaját és Kazay Endre nagyon meglepődött, amikor meglátta maga előtt a 32 cm széles, kissé balra dőlő, 35° lejtésű nyirkos sziklarepedést, amelynek iránya vízszintesen 143° volt. Gyertyát, rajzmappát, szögmérőt és még magát is tartani egyszerre, valamint még rajzolni is eleinte szokatlan volt, de később fogait is használva ezeknek a műveleteknek némelyikéhez, és a kényelmetlenséget már nem nagyon vette észre. Két kezét kitárta, mint egy feszület, és átpréselte magát a 4 m hosszú hasadékon, miközben elgondolkodott azon, hogy milyen lehet a régi bejárat, ha ez az új a jobb. Amikor másodszor járt a barlangban, akkor egy kb. 70 tagból álló turistatársasággal nézte meg a barlangot. 15 hölgy is volt a társaságban, akik bányamanónak voltak öltözve és akik mindvégig jól bírták az út fáradalmait.

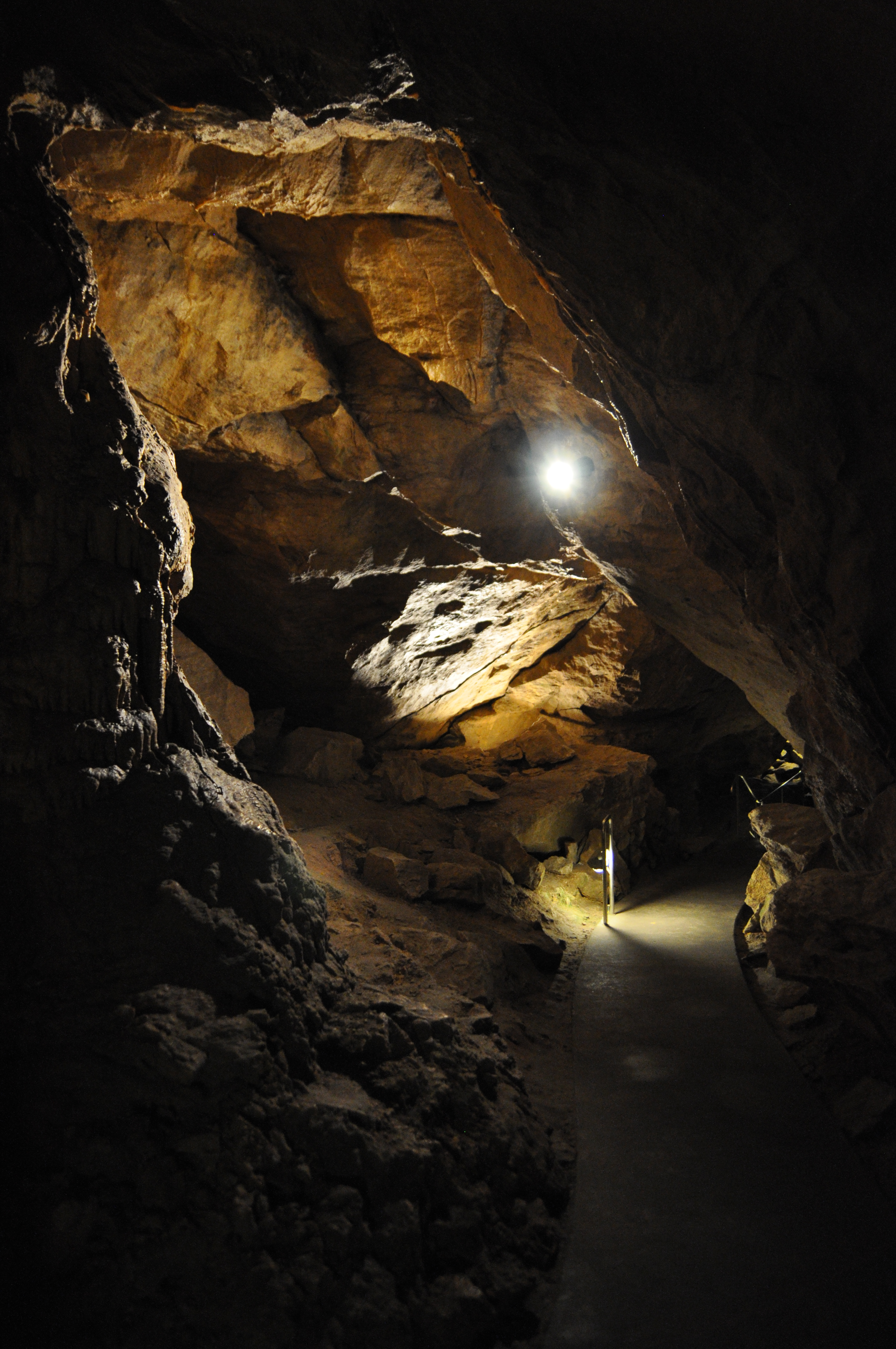
Részlet a barlang utcai ruhában járható részéből

A társaság nagyobbik része jobban meglepődött a bejáratnál, mint Kazay Endre az első látogatásakor, de a 70 látogató közül csak egy nem akart bemenni, pedig neki volt a legnagyobb turistakokárdája. A bejárat nehézségén a szó szoros értelmében túlesve, egy magasabb, 2 m átmérőjű kis csarnokba jutottak, melynek falán jól megfigyelhető volt a víz koptató hatása és itt is, mint az egész barlangban, sok Pectunculus kagyló volt a falakon. A kagyló héjának fésűs bordázata a lekoptatott mészkősziklából ujjnyira meredezett ki néhány helyen. Öt kagylófajt gyűjtött össze Kazay Endre emlékül a harmadkori tengerfenék üledékéből. Ebből a kis csarnokból folyamatosan lefelé vezet az út, és két lépcsőfokon (kb. 2 m magas) lehet lejutni a sziklatömbökkel fedett Előcsarnokba, amely a bejárattól kb. 11 m-re van. A tág csarnok folyosója még mindig lejtősen az első állomáshoz, a 4 m tág teremben található Nagykőhöz vezet. A 4 m³-es, lapos kőtömbnél a folyosó kereszt alakban négyfelé ágazik: szemben a Színház, jobbra a Labyrint, balra a Kőhíd felé.
Itt lerakták felesleges holmijaikat és először balra mentek a 3 m széles folyosón. Az út 27°-os lejtőn vitt lefelé és az egyre meredekebb úton néhány m-es lépcsős bevágások is vannak a talajban. Jobb oldalon egy alacsony, szűk nyíláson és még szűkebb folyosón bekúszhat a Kápolna nevű részbe az, aki befér. A Kápolna egy teljesen kerek, 15–20 m magas és 2,5 m széles üreg, amelyet egykor vízforgatag moshatott ki. Falain is spirális koptatások vannak. A Kápolnából DNy-ra egy 5 m hosszú folyosó kezdődik, amelyet át lehetne törni a nem messze lévő Színház felé. A folyosón visszakúszva, a DK-i irányt megtartva a Nagykőtől 15 m-re az út egy hirtelen, meredek lejtővel látványosan magas és tág terembe vezet, melynek bal oldalán egy kőtömb fekszik a 4 m-es mélység felett, ez a Kőhíd. A terem meredek falai öt felé vezető utat mutatnak. Kazay Endrének a második kirándulásakor néhányan tudományos expedíciót szerveztek. A gyengébbeket a látványos teremben hagyták, míg Kazay Endre és a többiek Scholtz úr erős kezének segítségével átmentek a Kőhídon, hogy a terem É-i oldalából induló folyosórendszert bejárják.
A Kőhíd Ny-i végéből felvezető meredek folyosó ovális irányban visszavezet a Kőhíd ÉK-i végéhez és Nagy kőrforgalom a neve. Kazay Endréék az ÉK-i folyosón 45°-os emelkedőn mentek előre egyenesen É-ra, amíg egy útvesztőbe értek, amelyből nem tudtak az alattuk lévő társasághoz visszajutni. Sok kiabálás, fütyülés, a vezetők sípjelzése után megérttették a mélyben lévőkkel (azok nagy örömére), hogy eltévedtek az expedíció tagjai és vezetőt kérnek. A várt vezető Tödter Gyula személyében megérkezett és nagyon elégedett volt, hogy ő az eltévedtek megmentője. Amikor a nyaktörő úton lejutottak, akkor vették észre, hogy el sem tévedtek, hanem nem mertek elindulni azon az úton, amelyen végül lejutottak. Tödter Gyula megemlítette: lehet, hogy mégis eltévedtek volna. A Kőhíd terméből még két széles, magas mennyezetű, 5 m hosszú üreg nyílik DK-i és DNy-i irányokba. Az utóbbi 21°-os emelkedővel halad és a végén lezuhant kőtömbökkel el van torlaszolva, de Kazay Endre szerint tovább is járható, ezért érdemes lenne megtisztítani. A Nagykőhöz visszatérve, a folyosó falát bal oldalon néhány helyen jól fejlett kalcitkristályok borítják. Az 1 cm magas, háromélű kristályok halmazokat alkotnak, fényük a gyertyalángnál meg-megcsillan.

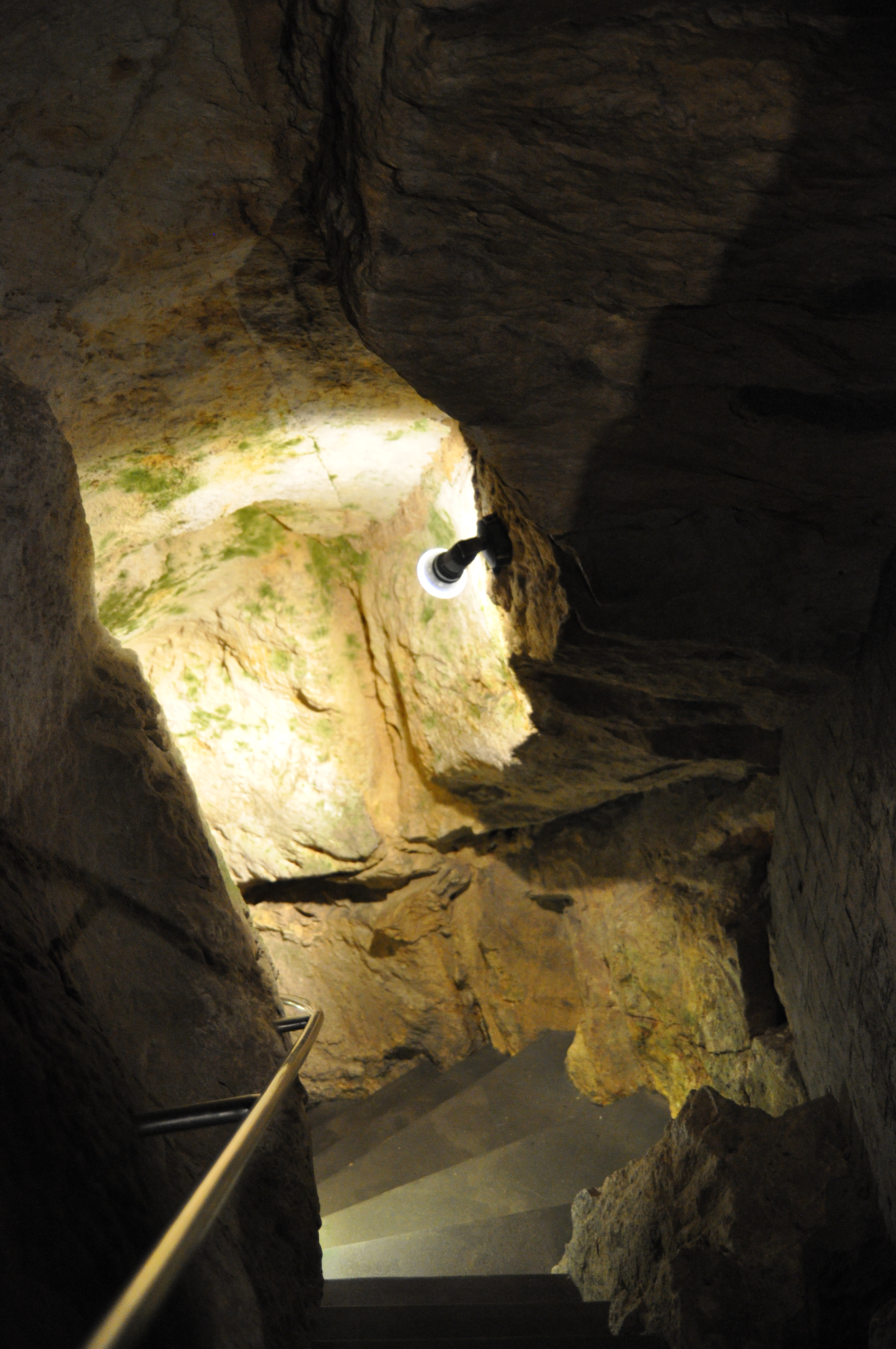
Részlet a barlang utcai ruhában járható részéből

Lerakott holmijaikat magukhoz vették és kis pihenő után elindultak a Nagykőtől ÉNy-ra vezető folyosón, hogy megtekintsék a Labyrintot. Az 1,5 m széles, kényelmes folyosó 19 m hosszú és 30°-os emelkedővel halad hármas elágazású végéhez: jobbra a tág folyosó nagyon meredeken visz a régi bejárathoz, balra egy borzlyuk nagyságú üregbe, a Kutyaszorítóba és közöttük ÉNy-ra folyamatosan felfelé kapaszkodva a Labyrintba lehet jutni, amely szintén a régi bejárathoz vezet. A Labyrint járata csak 20 m hosszú, de fel-le, jobbra-balra kanyarodva úgy tűnik, mintha 50 m hosszú lenne. A Labyrint bejáratától 7 m-re a bal oldali falat magasan borítja a folyton lerakódó cseppkő. 5 m-es K-i irányt véve egy szűk kürtőn kell felfelé vergődni a Régi bejárat magas boltozatú és 7 m széles termébe. A bejárat 16 m hosszú, 30°-ban emelkedve ÉK-re néz. Ezt a bejáratot veszélyes használni, mert nagy kőtömbök szakadnak le mennyezetéről.
A bejárat DNy-i végében egy kőoszlop alatt vezet le a kijárás egy nagyon szűk kürtőn keresztül a Kutyaszorító melletti, fent említett meredek folyosóra. A kijárás mellett egy 13 m mély, kerek nyílású, földes szélű szakadék tátong, melybe még létra segítségével sem akart leereszkedni Kazay Endre, mert szélei omladoznak. A kijárás szűk csatornáján leereszkedve térde beszorult két kiálló szikladarab közé és ezért nem bírt felkúszni, csak nagy fájdalommal és megerőltetéssel tudta magát lefelé préselve kimenteni valóban szorult helyzetéből. Innen gyorsan leszánkázott az agyagos folyosó meredek lejtőjén a Kutya-szorító bejáratáig. A Kutyaszorítóba a keresztfolyosóból oldalt is vezet egy bejárat, amely az általuk bejárt csatornával hurokszerűen össze van kötve. A járathoz illik a neve, mert tényleg kutyának való az út, még annak is szoros. Hogy el lehessen képzelni az átjárás nehézségeit, megemlítette, hogy Tödter Gyula átkúszását az oldalzsebében lévő egy doboz hölgy cigaretta akadályozta meg, ezért csak úgy tudott átkúszni, hogy a cigarettát a kezében maga előtt tartotta.
A kezükben lévő gyertyával még világítani is kellett, Kazay Endrének pedig mérnie és rajzolnia is. Az átkelés nem ment könnyen. Az a legkisebb baj, ha valaki leégeti a bajuszát, vagy legjobb esetben sötétben marad, míg lesz annyi helye, hogy gyufát gyújthasson. Ez az út azonban csak 7 m hosszú, kezdetben D-i irányba vezet 37°-ban emelkedve, majd ÉNy-ra fordulva egy 29 m hosszú, bár alacsony, de az előbbihez képest széles folyosóval folytatódik folyamatosan lefelé lejtve egy kőülőkéig, amelynél egy 2,5 m-es mély kúton keresztül kell leereszkedni egy DNy-ra nyíló folyosóba. Leereszkedés alatt azt kell érteni, hogy amikor le akart ereszkedni, a lába sem ért le a földig, amikor pedig leereszkedett, az orra is a földhöz ért. Azt, hogy a térkép hogyan nézett ki az út végén, az ezután alapítandó barlang múzeumban bárki megnézheti. Itt a folyosó megint elágazik: É-ra egy mélyedés az Inczelógó, mely jobbra-balra elágazva a Scholtz próbán át a Színházhoz, valamint a Plökl-falon át a Rádiumterembe vezet DNy-ra, amelyen tovább kell haladni. A Tamás-út vezet a Miczi-terembe, ahol ebédelni és pihenni szokás.

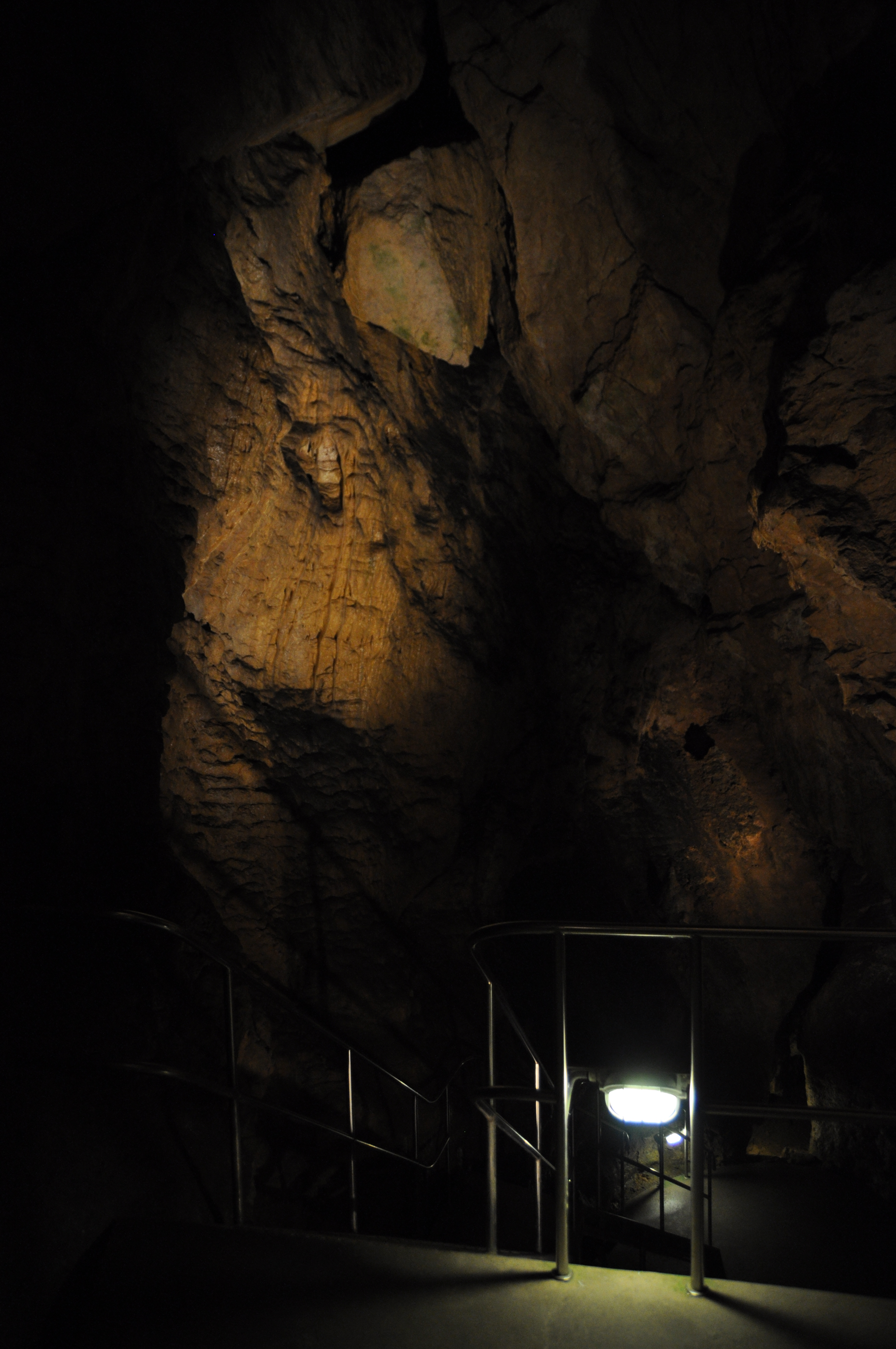
Részlet a barlang utcai ruhában járható részéből

(A folyóirat szerkesztője megjegyezte, hogy ugyan nem tartják megfelelőnek ezeket a humorosan hangzó barlangrészneveket, azért sem, mert tudomásuk szerint az itt említett nevekkel megjelölni kívánt barlangrészeknek más neveik is használatban vannak, de közlik őket, hogy addig is lehessen utalni a barlangrészekre, míg hivatalosan alkalmasabb neveket kapnak.) A Tamás-út az Incze-lógótól mérve 39,5 m hosszú, amelynek elején kb. 10 m-es részen 46°-os emelkedéssel kell felkapaszkodni a Guszti-noszogató csúcsán található 2 m magas sziklára, amelynek egy megrongált sztalagmit miatt Disznófej a neve. Innen a kényelmesen járható út a 00-án és a Kupolán át 29°-ban lejtve megy tovább. Az úton viszonylag erős légmozgás észlelhető, amely minden bizonnyal a Kupolán át áramlik ki a barlangból és a folyosó végén található Konyha és Dohányzó nevű részekből teljesen kiviszi a füstöt.
A Kupola környékén sokszor lehet megfigyelni alvó denevérek csoportját, külön a vörös, külön a fekete színűeket. A denevérek vagy a Mozgó kő feletti magas kürtőn, vagy a Kupolán keresztül jutnak a barlangba. Turista szempontból a Miczi-terem a legérdekesebb része a barlangnak. A magas mennyezetű és 3 m átmérőjű terem szintén tipikus keresztfolyosó, éppen úgy, mint a többi terem. Falait az elején, a bal oldalon folyamatosan képződő cseppkőréteg fedi be. A bejárattal szemben lévő fal jobb sarkában áll a szépen kinéző Méhkas majdnem 2 m magas sztalagmitja, amely felett függőcseppkövekkel van a fal borítva. A terem bal oldala félkör alakban mélyed be és ennek a mélyedésnek a magas sziklapadját szokták ebédlőhelynek használni. A terem mennyezetén cseppkőképződmények láthatók. A terem D-re kiszélesedő részében két nagyon szép cseppkőalakzat áll, a Teknősbéka és mellette a Szobor sztalagmitjai, melyek mögött DK-i irányba a Pincze nevű üreg, DNy-ra a szűk Piller-járaton keresztül a Nusi-terembe vezető út nyílik.
A Nusi-terembe javasolt arccal felfelé fordulva bekúszni, hogy gyönyörködni lehessen a 2 m átmérőjű és 65 cm magas üreg függőcseppkövekkel borított mennyezetének szépségén. Az alacsony boltozatról lefelé növő cseppkövek egészen be fogják tölteni ezt az üreget idővel. Ebéd után a Miczi-teremből ÉNy-ra a 3 m széles Cabarén át folyamatosan felfelé haladva az első elágazás bal oldalon a Károly-medencze, melynek mélyen elhelyezkedő teknőjében mindig édes víz van. A kirándulók innen merítenek főzővizet az ebédkészítéshez. A víz olyan magas mészrétegen szűrődik át, mint a barlang felső fala, de mégsincs benne feloldott mész. Ez a cseppkőképződés folyamatával magyarázható. A Károly-medenczétől jobbra lévő oldalfolyosó elején tátong egy mély üreg, amely függőlegesen lefelé vezet a Rádium-terembe. Mérőzsinór segítségével lett megmérve, hogy ez a terem 22 m magas.
Tödter Gyula elbeszélése szerint ebbe az üregbe pár évvel ezelőtt egy turista kötélen leereszkedett, társa pedig fent maradt a nyílásnál. A kötél azonban nem ért le az üreg aljáig, de a meggondolatlan fiatalember leugrott az üreg fenekére. Ekkor elaludt a gyertyája és már nem tudta elérni a kötelet a kezével. Ezért társának felkiáltott, hogy dobjon le gyufát. Társa ledobta az egyetlen doboz gyufát a mélységbe, de a gyufa vízbe esett és használhatatlan lett. A fent lévő turista, Schremar Károly a Tamás úton és az Inczelógón át sietett társa segítségére, de az Inczelógón túl, a Mozgó kő környékén elcsúszott és elaludt gyertyája. Nem tudott tehát segíteni társának és sötétben maradtak mindketten. Schremar Károly óriási küzdelemmel mégis felkúszott a Mozgó kő feletti 38 m magas kürtőn a felszínre és éjfél után visszasietett tűzszerszámmal és kötelekkel, hogy segítsen kétségbeesett társának.

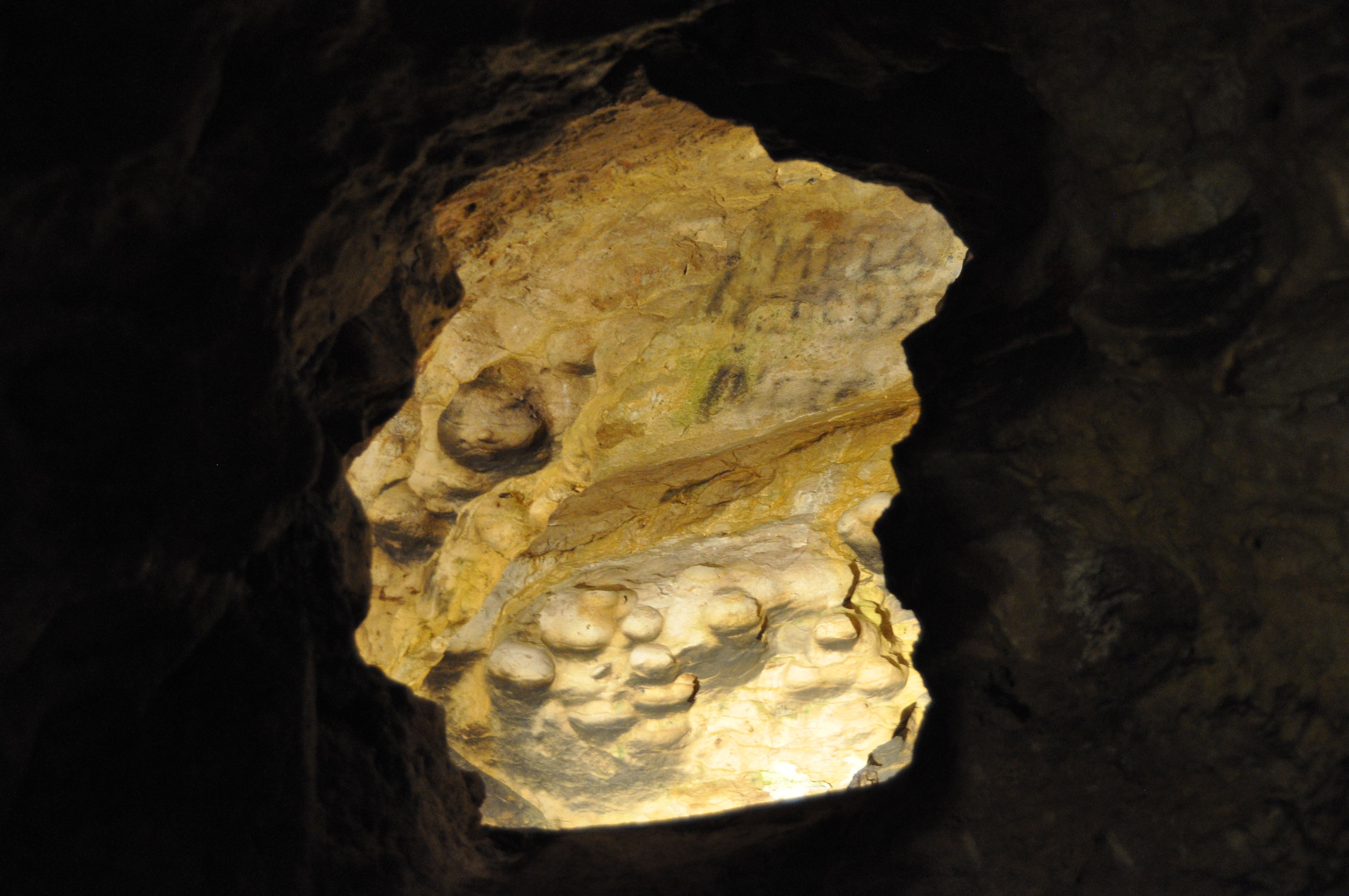
Részlet a barlang utcai ruhában járható részéből

A Rádium-terem alján az út a Jordán-fal és a Plökl-fal kapaszkodóin át vezet vissza az Inczelógóhoz. Az emelkedő átlag 35° nagyságú. Ezt az utat még nem járta be Kazay Endre, ezért az utat egy leírás adatainak felhasználásával, pontozott vonallal rajzolta le a térképre. Az utat ÉNy-i irányba folytatva, a folyosó bal oldalát borító cseppkőképződmények közül a vastag Elefántormány, majd a 41° emelkedésű kapaszkodó falán a Niagara érdemelnek említést. Ezeknek a képződményeknek az elhagyása után az egyre meredekebb úton, melynek Ödönpróba a neve, egy kisebb visszakanyarodó folyosóba lehet jutni. Ez a Kis körforgalom. Tovább haladva az út 35°-os lejtővé válik és egy szűk nyíláson keresztül, agyaggal fedett aljzaton a Bekey folyosó érhető el, amelyben nyáron víz gyűlik össze. A folyosó falán látszódnak a lerakott iszap különböző magasságai. Itt már nem járható a folyosó. Ezen a helyen Bekey Imre Gábor megpróbált robbantással utat törni előre, de ennek eredményét még nem ismeri Kazay Endre. Vannak olyanok, akik szerint a folyosónak ez az ága lehet, hogy összeköttetésben van a Solymári-ördöglyukkal. Ennek megállapítása a barlang érdekességét rendkívül emelné.
Megint visszatérve a Miczi-teremhez, a teremben felfüggesztett hőmérő 1910. december végén 9,6 °C hőmérsékletet jelzett, Kazay Endre második barlangjárásakor (1911. szeptember 10.) pedig 10,3 °C volt a hőmérséklet. Az őszi és a téli hőmérséklet között az eltérés 0,7 °C. Kazay Endréék felkészültek az út folytatására és Kazay Endre megbeszélte Tödter Gyulával a bejárt utak topográfiai helyzetét, majd visszamentek a Tamás-úton az Inczelógóhoz. Itt a nevének megfelelően, levegőben lógva kell leereszkedni a 6 m-es és majdnem függőleges úton. A bal oldali folyosót, amely a Rádium-terembe vezet, nem merték bejárni, mert kevés gyertyájuk maradt és nem akarták, hogy a sötétben maradva, nekik is a Mozgó kő kürtőjén kelljen felkapaszkodniuk a szabadba.

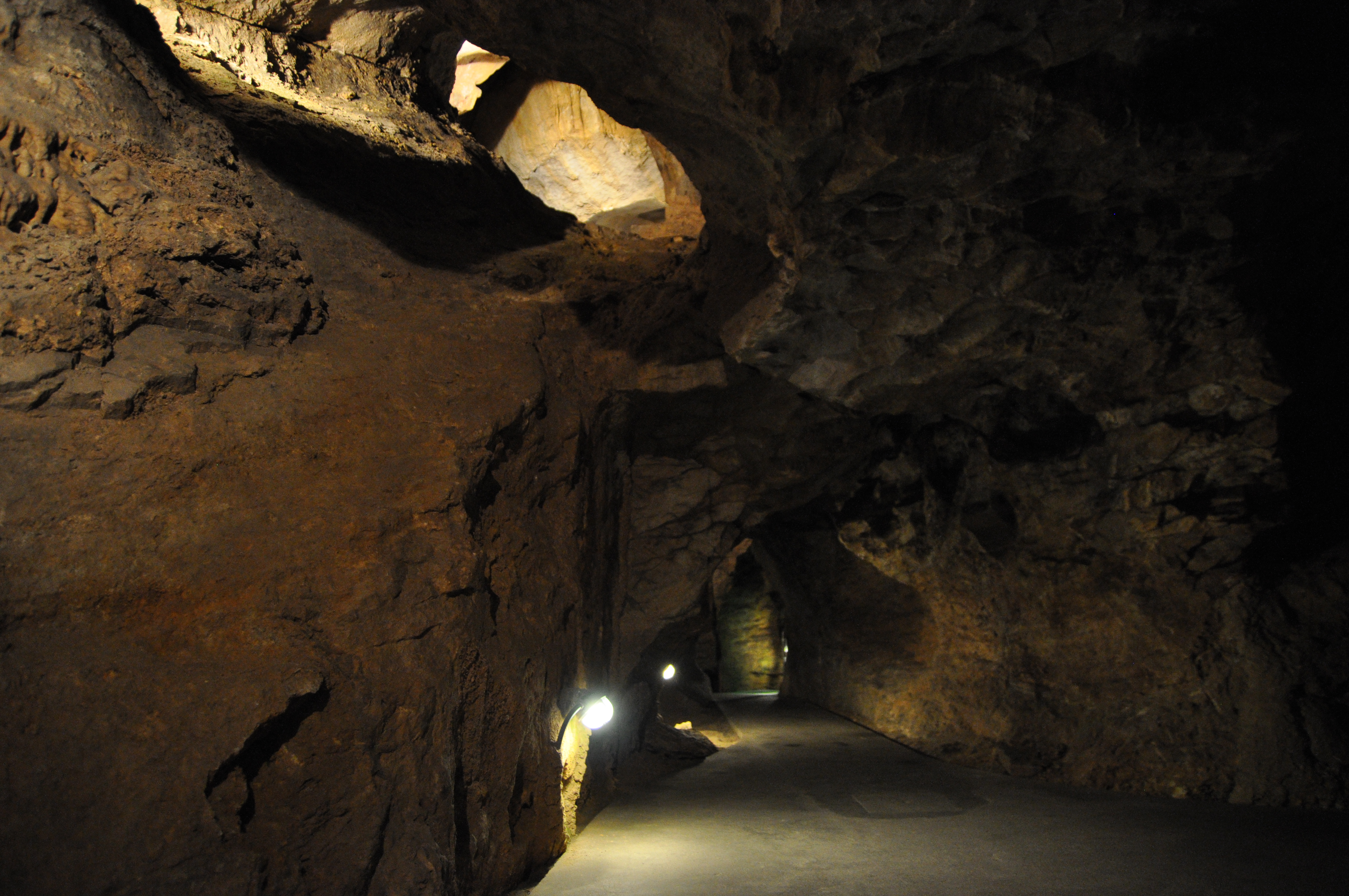
Részlet a barlang utcai ruhában járható részéből

Enyhén kanyarodva tértek rá a jobb oldali folyosóra, amely a Kornél-kéményen keresztül balra, DK-re tart. A 65,5° esésű kémény olyan mély, hogy Kazay Endrének spárgára kötve kellett leeresztenie hátizsákját a lent álló Tödter Gyulához, Kazay Endre pedig fogai közé szorította a szögmérőt és összes kapaszkodási tudását összeszedve lefelé kezdett ereszkedni. Egyrészt az ebéd után elfogyasztott tea (sok rummal), másrészt a már jelentkező fáradtság miatt annyira elbágyadt, hogy minden erőlködése ellenére elvesztette egyensúlyát és Tödter Gyulára zuhant. Gyertyáik elaludtak és a rémülettől meg sem tudott szólalni Kazay Endre, mert nem dohányzott, ezért nem volt nála gyufa, valamint élénken élt még képzeletében a Rádium-terem esete. De megkönnyebbülten hallotta, hogy Tödter Gyulánál megzörren a gyufásdoboz. Egy pillanat alatt világos lett és a sápadt gyertyafénynél két sáros, szintén sápadt arc meredt egymásra. Kazay Endre fogínye vérzett, kézfeje kissé meghorzsolódott, a szögmérő pedig használhatatlanná vált. Volt nála azonban egy bányairánytű tartaléknak, amellyel megállapíthatta az út még előttük álló részének irányát.
A baleset után nevetve folytatták az utat a Színházhoz vissza, amely a Kutyaszorító folyosója alatt, azzal párhuzamos irányban halad. A folyosó eleje nagyon szűk és 50° lejtésű. Alig bírták magukat a sziklarepedésből kialakult vízmosásos folyosón, amelynek Scholtz-próba a neve, átpréselni. A Scholtz-próba 5 m hosszú és 30 cm széles. Az út további része magas falak között halad, kb. 20 m hosszú, 80 cm széles és falain jól látható a víz koptató hatása. A 20. m-nél hirtelen emelkedéssel két bástya állja el az utat. Az alsó 2 m magas, ezen pedig a 4 m-es igazi Bástya áll. Amikor először járt a barlangban Kazay Endre, akkor csak két lábbal, valamint négykézláb volt járható a veszélyes út, de harmadik barlangtúráján egy korábban ott járt turistacsapat létrákat hagyott azon a helyen. Most csodálkozott magán, hogy ide korábban létra nélkül is fel tudott jutni.

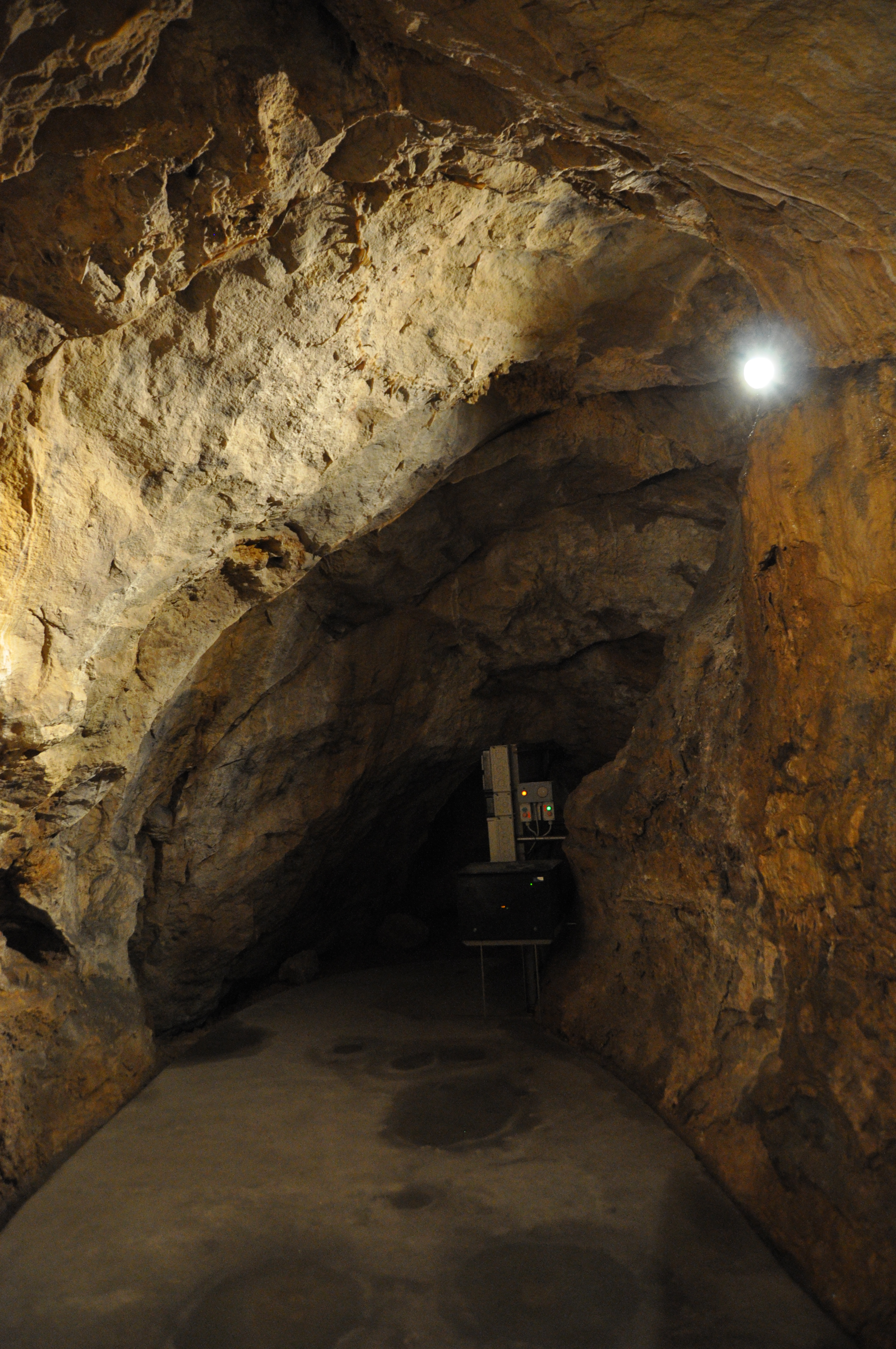
Részlet a barlang utcai ruhában járható részéből

A Bástya túlsó oldala csak 1,5 m magas, ahol nagyon könnyen le tudtak jutni. Ettől a helytől 8 m-t haladva lehet elérni a Színházba vezető 5,5 m magas és 45° meredek kapaszkodót. Mellette majdnem egyenesen felfelé nyílik egy tág kürtő, amely szintén a Színházban ér véget. A Színház látványos, háromszög alakú és 20 m magas terem. D-i nyúlványát Rókalyuknak, ÉK-re tekintő 11 m magas kijáratát Páholynak nevezik. Kazay Endre első látogatásakor a magas és majdnem függőleges falú kijáraton Kazay Endréék kötélen kapaszkodtak fel, de a tág kürtőben legutóbb létra volt elhelyezve. A létrán bár félve, de örömmel sietett fel, mert vége volt az expedíciónak. A Páholyból az út ÉK-re, a Nagykőhöz tart. A bal oldalon lévő üreg előtt található egy szép sztalaktit, az Orgona. Ez a képződmény Kazay Endre utolsó látogatásakor nagyon meg volt rongálva. Olyan nagy méretűek voltak vízszintes, friss repedései, hogy azokat csak földrengés okozhatta. Az 1911. július 8-ai kecskeméti földrengés előtti napon Kazay Endre Schaumbach nevű vegyész ismerőse járt a barlangban és akkor ő az Orgonát épnek látta. Jelenleg azonban nemcsak az Orgona, hanem a Színházból a Nagykőhöz vezető út mennyezete is annyira repedezett volt, hogy Kazay Endréék futva menekültek ki a folyosóból.
A Páholyból D-re és DK-re nyílik még két vakfolyosó. A D-i folyosó aránylag magas, 4 m széles és kb. 10 m hosszú. A fárasztó út végén már teljesen lefoglalta Kazay Endre figyelmét a napfény iránti vágy, illetve az amiatt érzett öröm, hogy annyira pontosak voltak mérései, hogy a rajzon a kivezető út iránya pár fok eltéréssel tényleg a Nagykőhöz vezetett vissza. Egy erőteljesen kiáltott Halló után nyitották ki nekik a bejárat ajtaját, majd megfigyeléseiket elmondva egymásnak megmosakodtak az őrnél és magukra vették ruháikat. A barlang majdnem eléri a 400 m hosszúságot és legmélyebben fekvő pontja a Bástya talapzatánál van. Ha valaki reggel 9 órakor megy be a barlangba, akkor ebédre eljuthat a Miczi teremig, ahol 1,5 órát pihenve, a többi látnivaló megtekintése után, fél 5-kor már a felszínen lehet. A látogatáshoz legalább 6 gyertya kell. Az ismertetésben publikálva lett a barlang Kazay Endre által 1911-ben rajzolt alaprajz térképe, amelynek elkészítéséhez Kazay Endre mérte fel a barlangot. A térképen az utak hosszúságai vetületileg vannak ábrázolva, mert máshogy szerkesztve eltorzult volna az alaprajz, és nem feleltek volna meg a valóságnak az irányok. Egy 30°-ban lejtő és 20 m hosszú út hosszúsága ezen a vetületen csak 17 m.

### 1913–1919
A Turisták Lapja 1913. évi évfolyamában az olvasható, hogy a pál-völgyi barlang nem régóta van kutatva, mert a kőbánya sem több 30 évesnél. 1904-ben a véletlen hosszú és eredményes barlangkutatások előidézője lett. A bánya K-i részében egy legelő birka alatt leszakadt a laza agyagréteg és az állat belezuhant egy mély üregbe. A bányafelügyelő fia, Bagyura János az állat kimentése miatt bemászott az üregbe és csodálkozva látta, hogy az üregnek van folytatása. A jelenleg Pálvölgyi-barlang néven ismert barlangrészt ezért Birka barlangnak is el lehetne nevezni. A baleset után nem sokkal később Jordán Károly, aki a kőbányában lévő korábban ismert barlangokat kutatta, társaival megint kiment a bányába és ekkor a kis Bagyura János elvezette a kutatókat az újonnan felfedezett üregbe, valamint az általa már akkor bejárt onnan nyíló folyosóba.

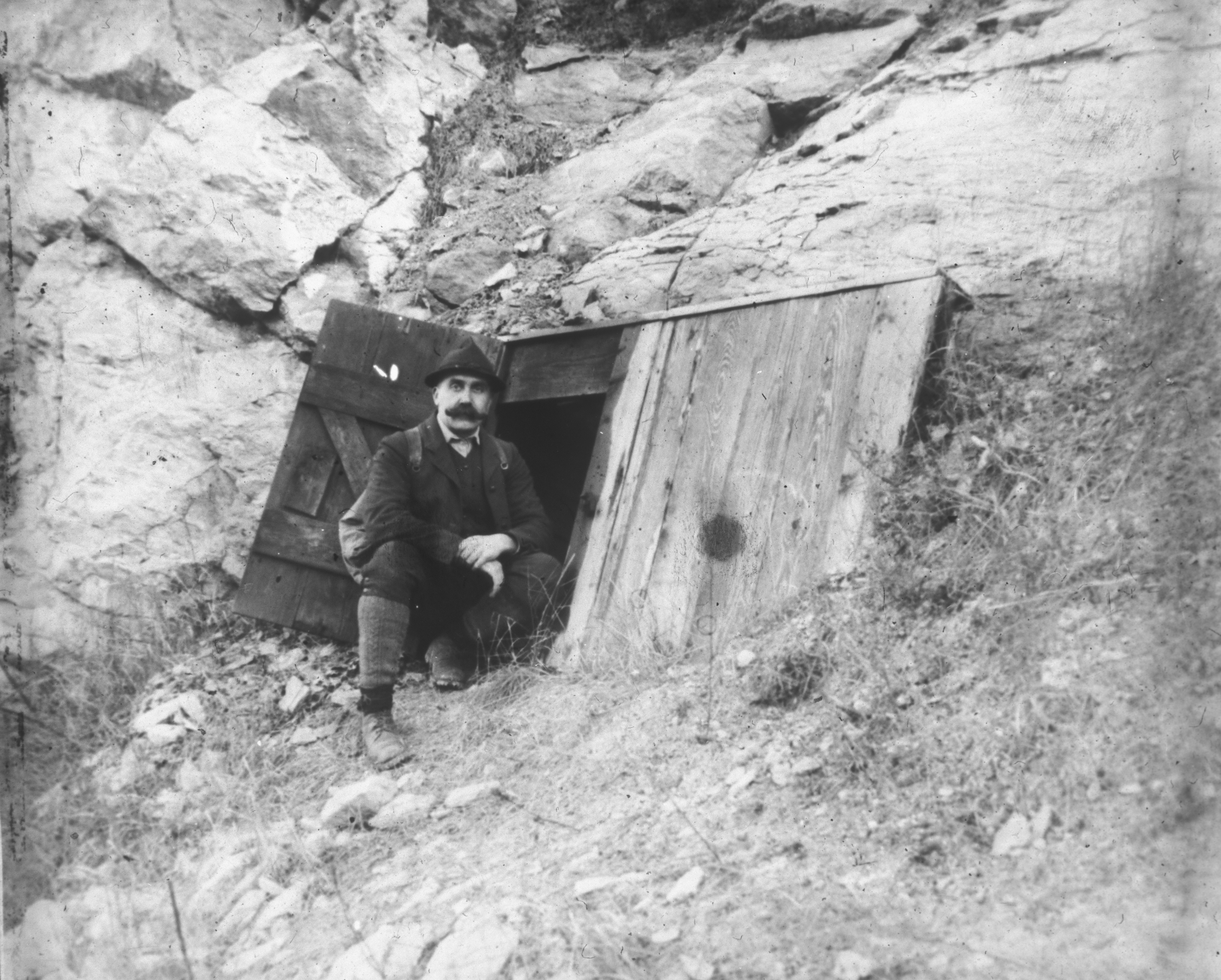
A Pál-völgyi-barlang egykori második bejárata 1910-ben

A kutatók aznap a Kőhídig és a Színházig vezető járatokat járták be. A következő vasárnapokon átvizsgálták a a Kőhíd mögötti Nagy-Körforgalom szűk csatornáit. Azután a mélyen elhelyezkedő Színház hatalmas termébe hatoltak le, majd onnan lejjebb a Bástya nevű részen és Magas-folyosón át az akkor még nagyon szűk Scholtzpróba nevű részig. Legutoljára maradt a Nagy-Kőtől Ny-ra lévő Labirintus-folyosó átkutatása, ahol a régi bejárat alacsony lejtős járatának találkozása közelében az akkor még nem kiásott Kutyaszorító megkerülése után a látszólag vakon végződő Emeleti-folyosóig jutottak. Itt is ki kellett ásni az út folytatását. A sikereken fellelkesülve Jordán Károly és társai a 8 m mély Inczelógónál a Geológus-folyosót terpesz támasztékban traverzálva fedezték fel a Plökl-falat és a Jordan-falon át a mélyen fekvő Rádium-terem nevű részt. Később az Inczelógó mellett D-i irányban húzódó folyosót járták be a Kupola nevű részig.
Abban az időben a Kupola nevű résznél végződő folyosó sarkában a kutatókat megint a véletlen vezette tovább. 1906. június 15-én egy omladékkő eltolódása miatt keletkezett kis nyíláson keresztül erős légáramlás hatolt be, amely arra figyelmeztette Scholtz Pál Kornélt és társait, hogy folytatása van a folyosónak. Elkezdték tágítani a nyílást és több órás nehéz munka után annyira kitágult a szűk rész, hogy Bagyura Tamás bemászhatott rajta. Rövid idő múlva már jelezhette a bátor ifjú, hogy egy terembe, a jelenlegi Miczi-terembe és az Ebédlőbe jutott. Társai követték és ujjongva rohantak az Ötösök folyosóján végig, ahol felfedezték a Kis-Körforgalom nevű részt. 1909 februárjában Bekey Imre Gábor és társai az Ebédlőből a 20 m hosszú Piller-folyosó elől eltávolítva a sziklatorlaszokat, a barlang eddig ismert legszebb sztalagmitjait fedezték fel. 1910-ben Bekey Imre Gábor dinamittal új járatokat fedezett fel.

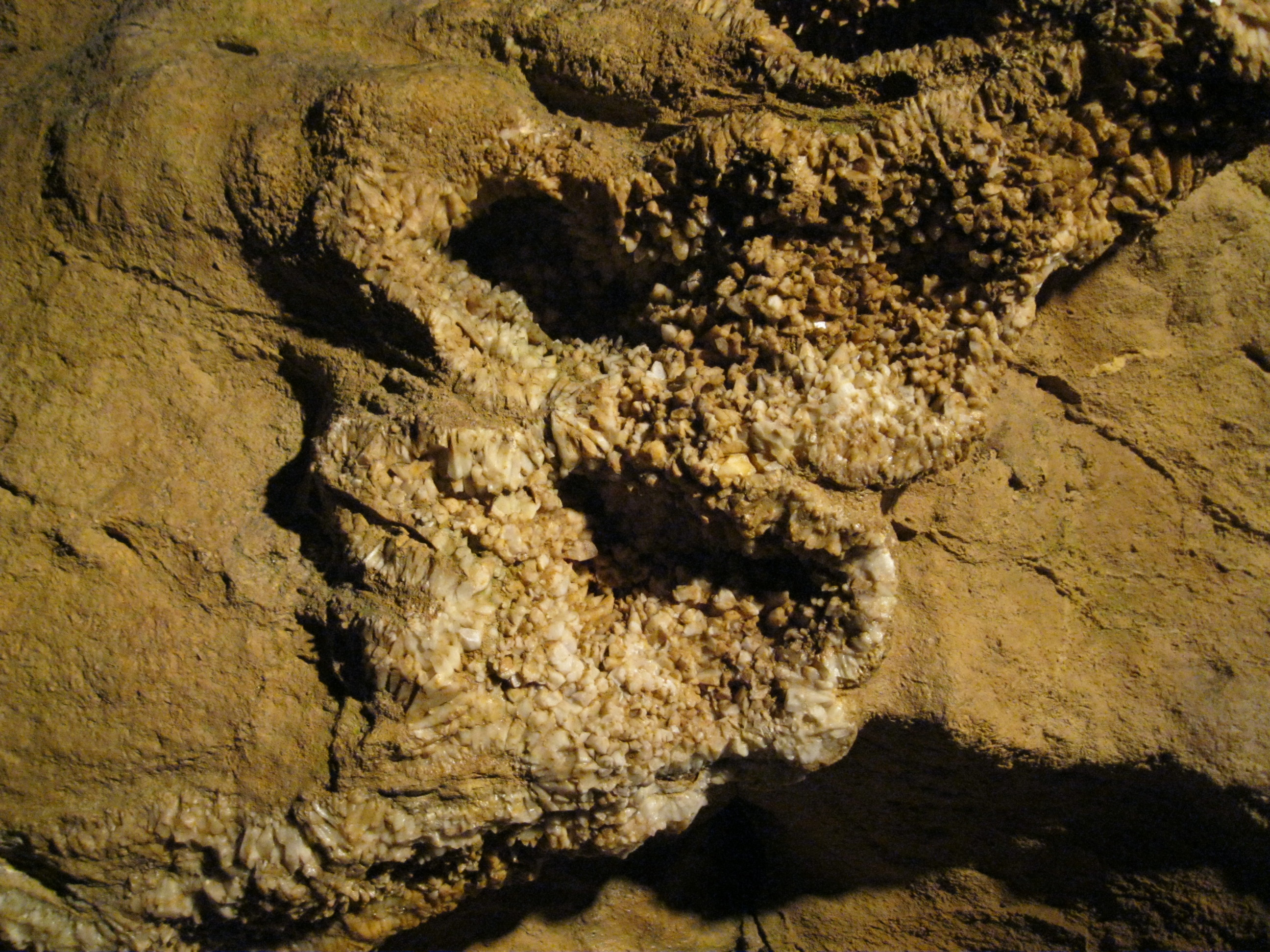
Kristályok a Pál-völgyi-barlangban

A Turisták Lapja 1915. évi évfolyamában meg van említve, hogy Kazay Endre és Tödter Gyula (Juliusz) a Pál-völgyi-barlang felmérése és közlése után, október egyik napján a Máriaremetei-szurdok néhány barlangját átkutatták.

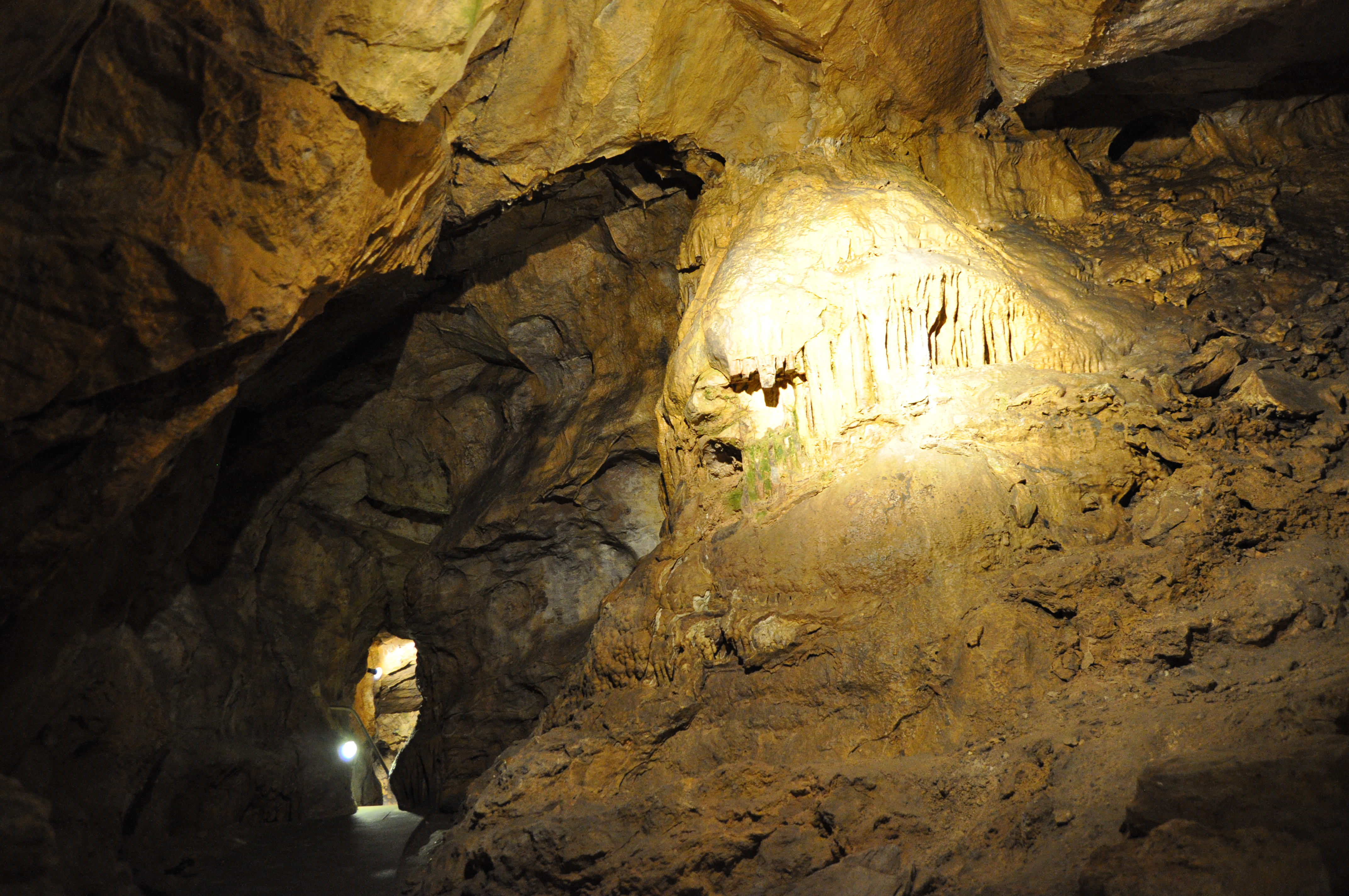
Részlet a barlang utcai ruhában járható részéből

A Turisták Lapja 1916. évi 1. számában kiadott és Bekey Imre Gábor által írt tanulmány szerint két helyen robbantott dinamittal Bekey Imre Gábor a pálvölgyi barlangban. A Kiskörforgalom jobb oldali szárnya végén, ahol le kell ereszkedni az éles sziklabordán, a fenéknek egy szűk sziklahasadékán át nagy erővel áramlik fel a hideg levegő. Csak 3 m mélységig sikerült leereszteni a kutatólámpát és a látvány nem sokat ígért. Ettől a nyílástól 8 m-re, a folyosót két részre választó éles sziklalap jobb oldali szűk résén előrehaladva, egy hasonló fenékhasadékból is erősen áramlott fel a hideg levegő. A kutatólámpa nagy mélységben egy fokozatosan táguló folyosót vagy termet sejtetett. A második nyílás helyén a folyosó tágabb és egy hatalmas sziklaék kellemetlenkedik az ember feje felett, amely lezuhanással fenyeget. Ez az ék egy többszáz kg-os sziklatömbre támaszkodik.
Ebben a vakon végződő folyosóban ritkán jár látogató. Az ide torkolló sziklarészt eleinte ki akarta vésetni Bekey Imre Gábor. Felfogadott két napszámost egy éjszakára és elindította őket megfelelő útbaigazítással. A napszámosokat Bagyura János vezette. Bagyura János azonban félreértette Bekey Imre Gábort és a napszámosokat a Rádium-terembe eresztette le köteleken és csak akkor jött rá tévedésére, amikor az idősebbik Bagyura megtalálta őket. A sziklamászáshoz nem szokott és az éjféli idő miatt a titokzatos barlang mélységében amúgy is babonás napszámosokat a holmijaikkal együtt fel kellett vinni a sima falon. Mire a Kiskörforgalom végére értek, addigra elmúlt éjfél. Szomjasak és éhesek lettek, majd fáradtan ledőltek pihenni. Azonban a gyárban kellett lenniük reggel 5 órakor. Tehát elindultak ezért kifelé, de mindkét bejárat ajtaja be volt zárva. Nem volt más lehetőség, mint a Geológus-folyosó mennyezetébe torkolló és 22 m magas Mozgó-kúton térd- és könyöktámasszal felmászni, majd onnan lemászni a bánya meredek falán. Olyan fárasztó és veszélyes volt ez a túrájuk, ami gyakorlott barlangkutatóknak is nehéz lett volna. A két kőmunkást többé semmilyen ígérettel nem lehetett megkérni arra, hogy a barlangba bemenjenek.

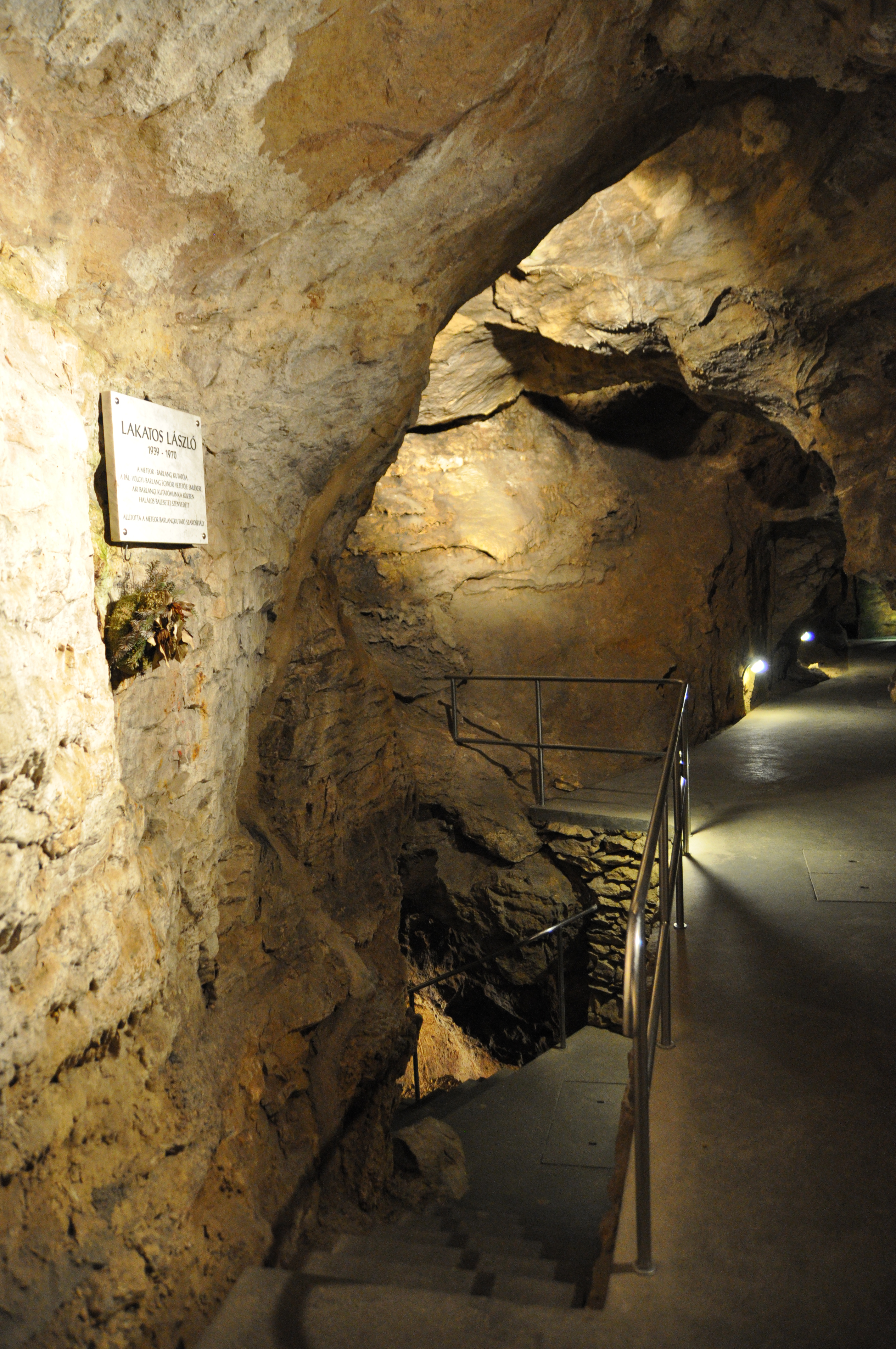
Részlet a barlang utcai ruhában járható részéből

Ezután az Egyesült Tégla- és Cementgyár Részvénytársaság Szépvölgyi úti gyárának vezetőjét, Gilly urat kérte meg Bekey Imre Gábor, hogy adjon neki dinamitot és szakmunkásokat. Miután ezeket megkapta, 1910. február 13-án reggel 7 órakor Bekey Imre Gábor és társai lekísérték a két napszámost a második sziklahasadékig, ahol rögtön elkezdtek fúrni. A márványkemény, nummuliteszes mészkő nagy nehézségeket okozott, mert kristályos rétegeket kellett néhány helyen átfúrni. Ezért rövid idő alatt kicsorbult az acélfúró. Tovább kellett dolgozni ezzel a csonka szerszámmal. Ezalatt az idő alatt Bekey Imre Gábor visszavezette társait a felszínre, hogy megvizsgálhassák a kőbánya D-i sziklafalán látható sok merőleges hasadékot, mert elképzelhető volt, hogy kívülről is be tudnak jutni az átrobbantani kívánt járat folytatásába.
A Mozgó-kút magasan elhelyezkedő, szűk nyílásától lefelé húzódó, a Plökl-falat és a Rádium-termet is átszelő merőleges nagy hasadékkal párhuzamosan halad, attól Ny-ra 46 m-re egy másik hasadék, amely a szerző szerint a Kiskörforgalmat az ott található két szűk fenékhasadék irányában keresztben metszi. A bányafal alján kitágul ez a hasadék és ott 8 m-ig álló helyzetben be lehet menni. Itt azonban nagyon sok agyagot kellene kiásni és csak így lehetne továbbjutni. A hasadék tetején tölcsér figyelhető meg, de ez is eliszaposodott. Nem volt lehetőség a kívülről való bejutáshoz. Visszatértek a barlangba. A napszámosok éppen befejezték az 1,5 m mély fúrólyukat. Előszedték a testükön felmelegített dinamitpatronokat, óvatosan begyömöszölték azokat a lyukba, elhelyezték a kanócot és meggyújtották.
Kb. 40 m-re menekült Bekey Imre Gábor társaival, de a munkások a robbantáshoz közelebb, egy mellékjáratban feküdtek hasra. Olyan erős volt a robbantással okozott légnyomás, hogy elfújta gyertyáikat és Bekey Imre Gábort a falhoz vágta. A mennyezet minden laza köve kimozdult és leesett. Azt gondolták, hogy a folyosó összedől és eltemeti őket. Úgy viselkedett a szűk folyosó, mint egy puskacső. Elfojtott lélegzettel siettek vissza a dinamit és a kanóc által okozott kellemetlen, nehéz és átható levegőben, az elhullott denevérekkel teli folyosón. A munkások a földön sötétségben ültek, mert a légnyomástól a lámpájuk falnak repült. A kirobbantott rés kevés reményre adott okot, mert eldugult mázsás kőtömbökkel. Másfél óráig kellett még vésni és feszítőrudakkal dolgozni benne, amíg akkora rés keletkezett, amelyen meg lehetett próbálni átjutni. Végül leszakadt az utolsó sziklatömb is a mélységbe és Bagyura Tamás vékony teste, két éles és hegyes szikladarab között, átfért a nagyon szűk nyíláson.
10 kg-os pöröllyel utána még fél óráig dolgoztak azon, hogy Bekey Imre Gábor is átférjen, aki a kirobbantott nyílást Gilly-kapunak nevezte el. A Gilly-kapu merőlegesen lefelé húzódó, vállszélességű, szűk és ovális nyílás volt, amelyen keresztül sok nehézséggel kellett átpréselni a testet. Ezen a szűkületen túl átmenet nélkül olyan tág lett a járat, hogy csak kötélen tudtak leereszkedni a 7 m-rel mélyebben húzódó folyosó aljáig. Jelenleg azonban már annyira ki van tágítva, hogy kötél használata nélkül is le lehet ereszkedni benne. A kürtő mélyen van barázdálva és egy elvonult magas vízállás nyomai láthatók benne. A folyosó fenékszélessége 3–4 m, legfeljebb 1 m magas és el van iszapolva rendkívül finom agyaggal. Az első leszálláskor ez az agyag keresztül-kasul volt repedezve és még nedves volt felülete. A hónapokkal korábban ide ledobott vessző kirügyezett a talajba mélyedve. Térden kúszva haladtak előre és 5 m megtétele után a folyosót emberderék szélességű, felfelé szűkülő sziklarepedés szelte át keresztben. Ezt a sziklarepedést Nyomdászprésnek nevezte el a szerző. Itt ki lehet egyenesedni.

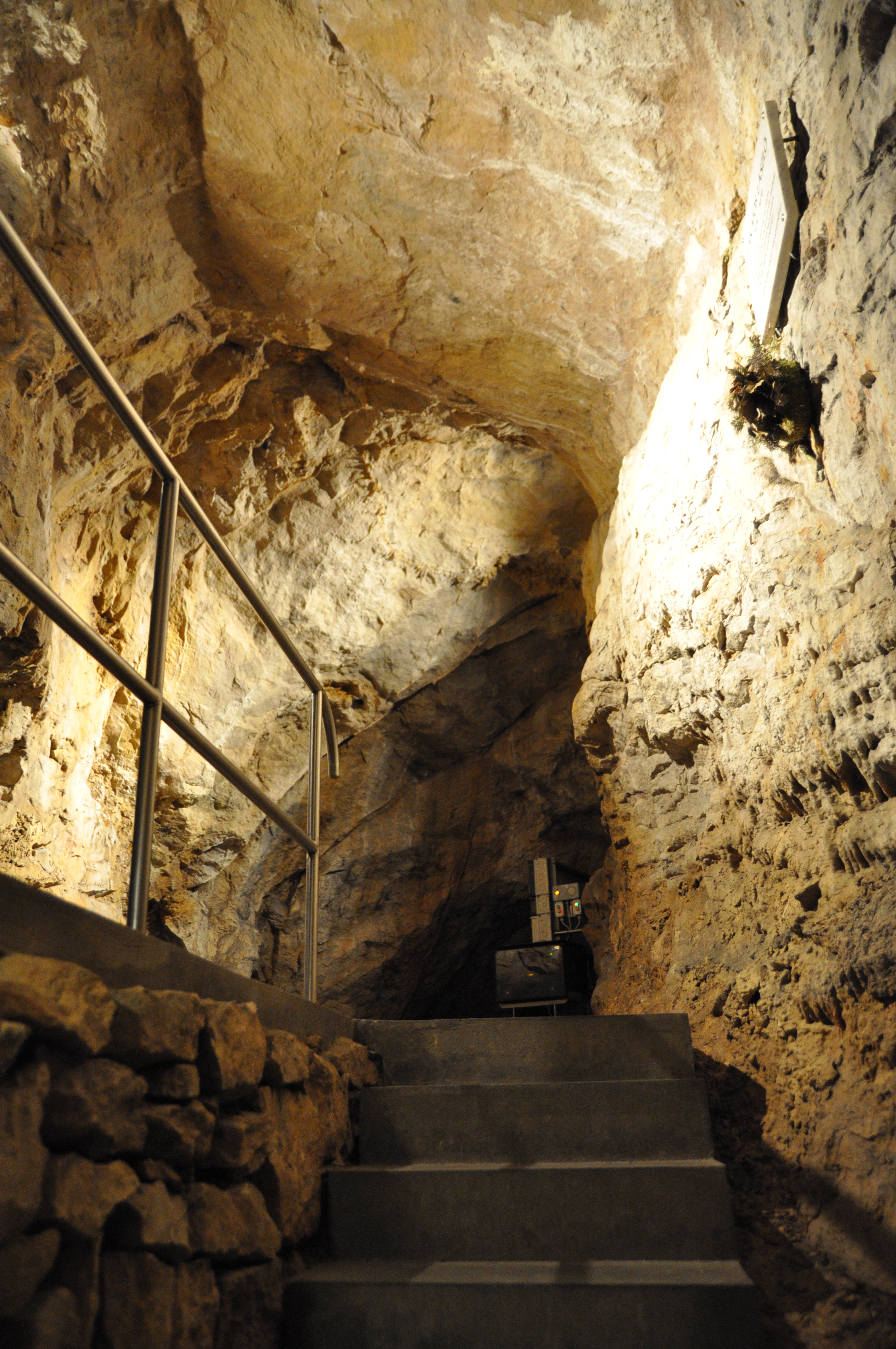
Részlet a barlang utcai ruhában járható részéből

A hasadék szűk K-i szárnyához csatlakozik a Kiskörforgalom sziklabordája alatti mély rés, amelynek kirobbantása nem járt volna eredménnyel, mert azon nem tud ember átférni. A hasadék Ny-i szárnyán Bagyura Tamás és Schneemahr Károly nyomdászok kb. 20 m-ig jutottak el és sok üreget, odút találtak, de vissza kellett fordulniuk, mert rendkívül összeszűkültek a falak. A Nyomdászprés után hason csúszva haladtak Bekey Imre Gáborék előre az agyagos és alacsony folyosón 5 m-t addig, amíg elértek egy fejük felett tátongó kürtőhöz. A folyosóból jobbra és balra mélyen eliszaposodott járatok nyíltak, de ezeket nem tudták átkutatni. A folyosóban lévő iszapba 1,5 m-t leástak, de nem érték el a sziklafeneket. Valószínűleg a hordalék legalább 2 m vastag. A kürtőt 2 m-re elhagyva sziklatorlasz elé lehet jutni, ahol fel lehet egyenesedni. Az eddig megtett út hossza 12 m. Innen az 1,5 m magas torlasz megmászása után egy 10 m hosszú folyosó következik, amely néhány helyen 8 m magas. Az elvonult magas vízállás nyomai itt is láthatók a bordaszerűen kivájt, világossárga és száraz sziklafalakon.
A folyosó eleje 2 m széles, a vége 1 m-re szűkül és néhány átvájt nyíláson keresztül egy vállszélességű kürtőbe nyílik. A folyosó elején hatalmas omladéktömbökkel van kitöltve az aljzat. A folyosóban terpeszjárásban, támaszkodva kell haladni. Közepén egy szűk nyíláson át lebújva, hasoncsúszva lehet csak továbbjutni és így lehet elérni egy rendkívül keskeny, függőleges sziklanyílást, amelyet tágítani kellett az első bejáráskor, de jelenleg is csak oldalt fekve lehet átbújni rajta. Innentől a folyosó megint széles és alacsony jelleget mutat. A mennyezet hosszában nagy magasságban húzódó keskeny hasadék vonul végig, amelyen át sok iszapos agyag jutott be. A folyosó 7 m után egy törmelékkúpnak ütközik, melyet balra elkerülve, még 4 m-t lehet előrecsúszni. A továbbhaladást egy másik törmelékkúp akadályozza meg. Ez a robbantással feltárt barlangrész, melynek Bekey Imre Gábor nevét adták társai, eddig 33 m hosszú.
A második bejáráskor Szaffka Tihamér és Hefty Gyula Andor társaságában Bekey Imre Gáborék alaposan átnézték a második törmelékkúpot és a kikotort kövek között egy balra haladó keskeny sziklarést találtak. A magukkal hozott kapával 4 órán át ástak itt felváltva, hasonfekve a nyirkos és hideg talajon, de a leeső sok törmelék mindig eltemette a rést. Ennek ellenére kikotortak egy rést, amely nagyon biztatónak tűnik. Ezen a helyen a folyosót keresztben átszeli egy törmelékkel kitöltött széles hasadék úgy, hogyha el lehetne távolítani a törmelékkúpot, akkor nemcsak az eredeti irányban előre, de balra és jobbra is szabaddá válna az út. A törmelékkúpok pontosan a folyosók találkozásánál jöttek létre. Ha akad bátor és kitartó vállalkozó, akkor csak idő kérdése a továbbjutás.

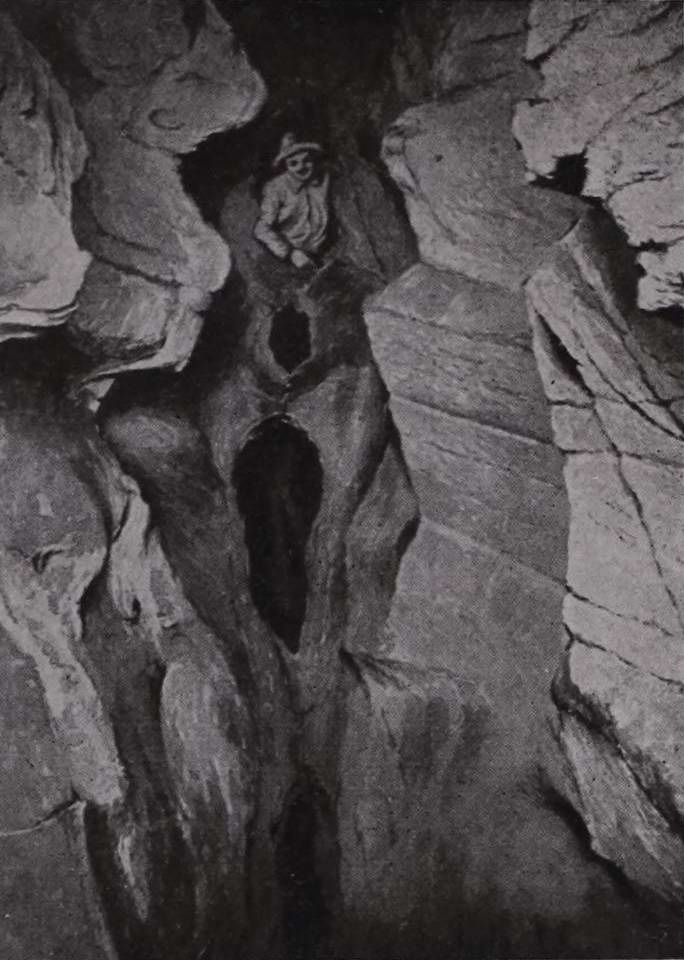
Pál-völgyi-barlang, Bekey-folyosó (Bekey Imre Gábor fényképe)

A Bekey-barlang kirobbantása után még egyszer próbálkozott dinamitrobbantással a Pálvölgyi-barlangban Bekey Imre Gábor. A bánya külső falán megfigyelhető egy hatalmas repedés, amely közel a tetőhöz beletorkollik a Mozgó-kútba, a barlangban átszeli a Plökl-falat, a Jordán-falat és a Rádium-termet. Ennek a repedésnek mélysége is van, mely legjobban a Rádium-teremben észlelhető. 5 m-re le lehet ereszkedni benne, de a terem előtti szűk csatornában a részletes kutatáskor 57 m-re tudta leereszteni a kutatólámpát Bekey Imre Gábor. Ekkor megfigyelte a lámpa kilengését is, melyből arra következtetett, hogy a rés helyenként kitágul. A tág, folyosó jellegű termek feneke leginkább úgy alakult ki, hogy a mennyezetről lehulló sziklatömbök a lefelé szűkülő falak közé beékelődtek, hidat alkottak, ezért a fenék alatt valószínűleg üregek vannak, de ezeket az alámosott iszap és agyag akár be is temethette. A Rádium-terem is ilyen folyosó és ezért a fenék kirobbantása eredményesnek ígérkezett.
A csatornát és a Rádium-terem bejárata közelében lévő helyet szemelte ki a robbantáshoz Bekey Imre Gábor. Szerzett megint két napszámost és néhány kg dinamitot. A leszállás azonban majdnem meghiúsult, mert előző éjjel ellopták az összes mászókötelét, pedig 14 m mély, rendkívül sima, meredek és kiöblösödő falon kellett leereszkednie. Nem ijedt meg és elindult kötél nélkül. Egymás hátára kapaszkodva másztak fel a falakon és utolsónak maradt társukat egy összesodort kabát segítségével húzták fel a magasba. Ez a kabát segítette őket a falon le is. A teremhez vezető csatornában kezdték el először a munkát. Előbb a köveket és az agyagot kellett eltávolítani, de ezt csak térdelve lehetett elvégezni. Bekey Imre Gábor is segített és a csákánnyal dolgozó munkásoktól átvette a kiemelt nagy köveket, majd a mögötte lévő üregbe hajigálta őket. Néhány perce dolgoztak már, amikor hirtelen eszébe jutott, hogy hová is helyezték emberei a dinamitot. A mögötte lévű üreg fenekén volt a dinamit egy papírdobozban. Egyik követ a másik után hajította a dobozra és csak kicsin múlt, hogy felrobbanjon a dinamit és mindannyiukat darabokra tépje. Szerencsére lágy agyagból állt az üreg feneke és csillapította az ütést. Ha van egy darab kő a dinamit alatt, akkor már nem élnek.
Ugyanekkor egymásután több baj érte őket. Nagy acetilénlámpájuk felrobbant és csak kevésen múlt, hogy ki nem ütötte a szemüket. Új lámpát és vizet kellett hozni, hogy tovább dolgozhassanak. Ezt Bekey Imre Gábornak kellett elvégeznie, mert kísérő nélkül a munkások ki sem találtak volna. A Jordán-fal előtt a munkások vállára állt, majd a bal oldali repedésbe szorította térdét és karját, így vergődött fel kötél nélkül, nagy fizikai megterhelésnek kitéve. A Levélszekrényen kibújva, guggolva lecsúszott a kiálló szikláig és 2 m magasból leugrott a sziklatömbök közé. A falhoz ragasztott égő gyertyája viszont fent maradt. Úgy gondolta, hogy ez nem gond, mert van még egy gyertya a zsebében. A nyirkos levegőtől átnedvesedett gyufát azonban nem tudta meggyújtani. A kiöblösödő falra visszamászni rendkívül kockázatos lett volna, és ha sikerül, akkor is megint le kellett volna ugrania és eközben elaludhatott volna a láng. A munkások nem tudtak utána menni, kívülről pedig nem várhatott segítséget.

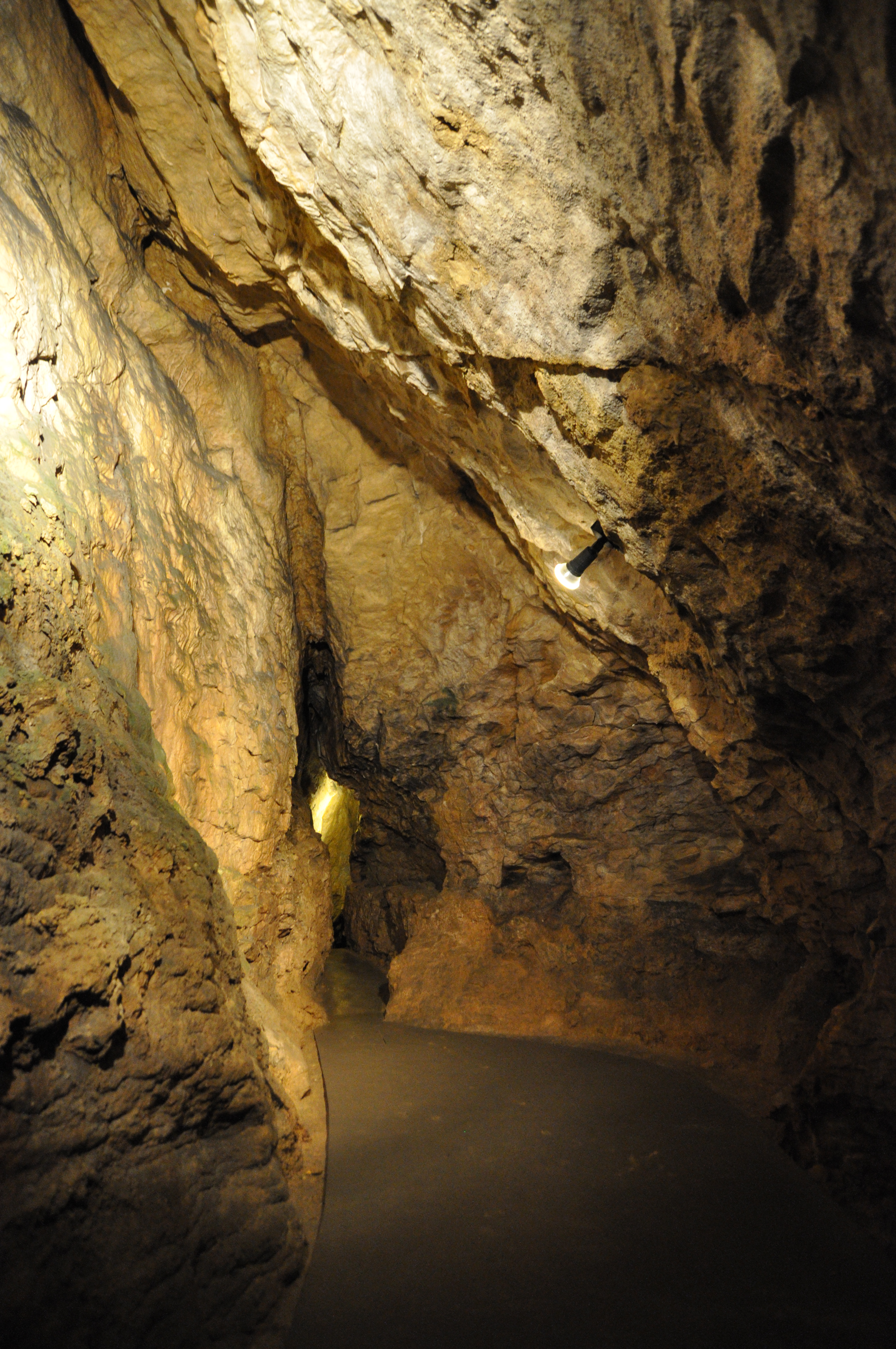
Részlet a barlang utcai ruhában járható részéből

A kis gyertyacsonk már pislákolt, ezért cselekedni kellett gyorsan, tétovázás nélkül. Nem maradt más lehetősége, mint sötétben átvergődni a barlangon. A gyertya utolsót lobbant és a parázsló kanóc elhaló fénye mellett kapaszkodott le a kevés fogást nyújtó, kiöblösödő Plökl-falról arra az összehordott kő Piramisra, amely nélkül csak egy nagyon kockázatos ugrással lehetett volna innen lejutni. Minden bizonnyal lábtöréssel végződött volna a fenékre hullott, felfelé meredő éles és hegyes kövek közé, sötétben 4 m magasból leugrani. A Piramisról ülő helyzetben lecsúszva vergődött le valahogy, és amikor a koromsötétben megpihent a köveken, akkor gondolta csak át, hogy mennyire veszélyes helyzetben van. Az a halotti csend, amely a teljes sötétség egyik velejárója, rendkívül rossz hatással van az idegekre. Az időnként lehulló nehéz vízcseppek zaja százszoros erővel hallatszik a fülben. A képzelet annyira megélénkül, hogy az ember látni véli a környezet körvonalait. Eleinte majdnem dübörög a szív, kihagyó, ritmus nélküli a működése. Ezek azonban csak múló jelenségek, mert az életösztön a gondolkodó embert arra kényszeríti, hogy fegyelmezze nyugtalan idegeit és tervszerűen cselekedjen.
Lehunyta szemeit és nekitámaszkodott a nyirkos falnak. Néhány perc múlva már megnyugodott és négykézláb, óvatosan, tapogatózva kúszott a mennyezetről lehullott és beékelődött kőtömbök alatt, azokon át a Geológus-folyosóba. Legfontosabb a továbbhaladásnál az irány megállapítása és a tájékozódás. Ez nem könnyű olyan helyen, ahol sokfelé elágazó folyosók, megmászandó mélységek és meredek falak vannak. Csak olyan barlangból lehet sötétben kijutni, amelyet alaposan ismerünk. Aki nem tud visszaemlékezni minden helyre, az bent reked. Óvatos kúszás után érkezett a Jani-szoros elé, amelynek szűk, tekervényes és merőleges csatornáját nagyon fárasztó mozgással sikerült megmásznia. Több helyen beverte fejét és véresre sebezte kezeit, de most nem foglalkozhatott ezzel.
A Pálvölgyi-barlangra jellemző, hogy magas és alacsony folyosók is vannak benne. Az ezekben lévő omlások szűk résein átbújt, de a Kutyaszorító előtti nagy szikláról leesett, mert úgy emlékezett, hogy a szikla alacsonyabb, mint a valóságban. Különösebb baj nélkül gurult le az omladék közé a meredek lejtőn. Itt megpihent, hogy áttekintse a helyzetet, mert ezen a helyen több repedés keresztezi a szűk átbújót, ezért könnyen el lehet tévedni. Szerencsésen átbújt az omladéktömbök szűk résein és a magas Labyrintus-folyosóban gyorsan a Nagykő elé jutott. Innen már nem volt nehéz kijutnia, mert egy gyenge fénysugár jelezte az irányt a még távol lévő kijárat felől. Kiért a szabadba. Majdnem 1,5 órán át tartott a sötétben való kijutás. Nem pihent, hanem rögtön vizet, gyufát és gyertyát vitt le az elcsüggedt munkásoknak. A robbantás azonban a nem megfelelő eszközök miatt eredménytelen lett. Ettől kezdve Bekey Imre Gábor nem ment acéltokos öngyújtó, elektromos lámpa és hátizsákba rakott gyufa nélkül barlangba.

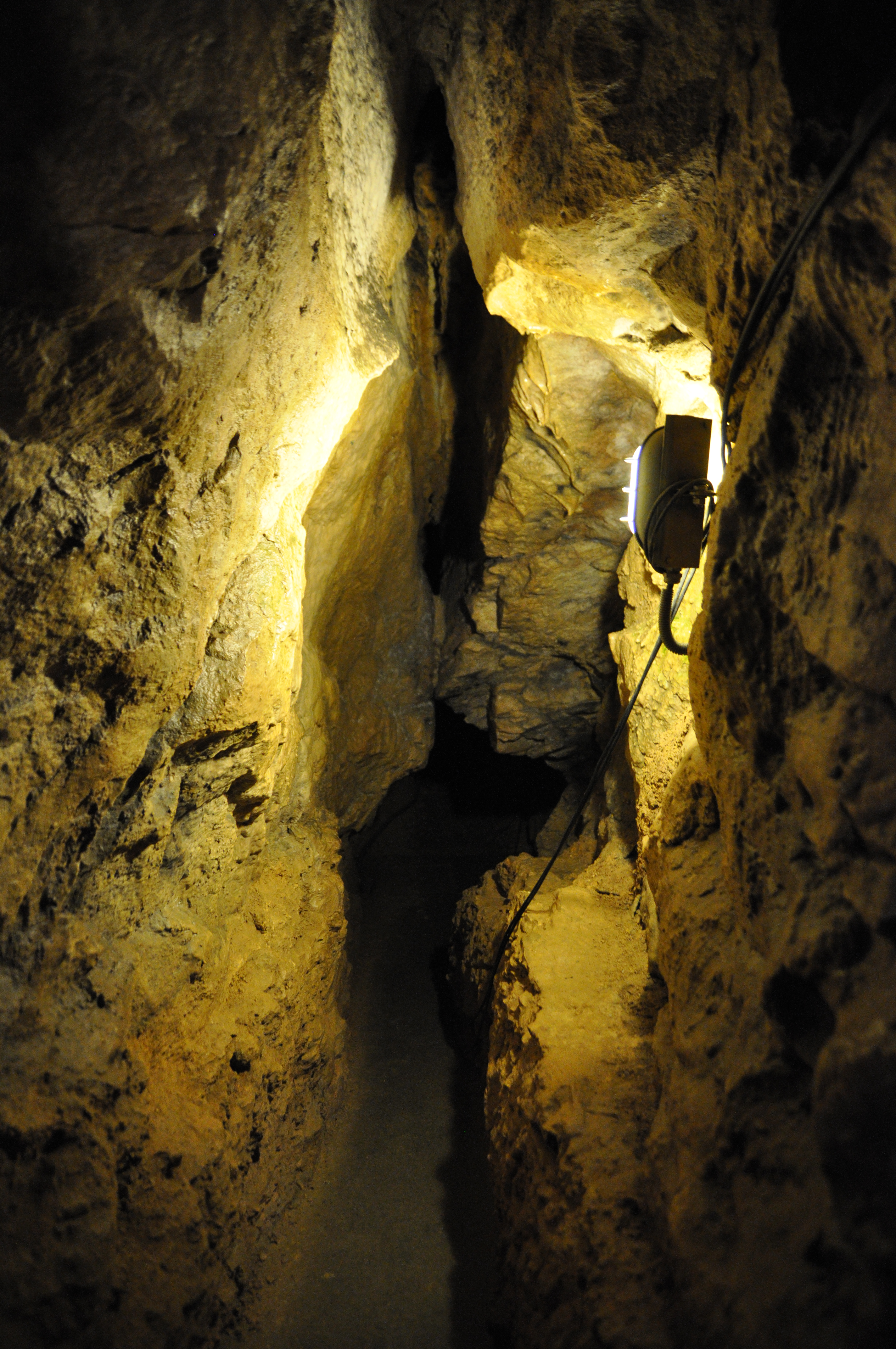
Részlet a barlang utcai ruhában járható részéből

Hasonlóan kalandos körülmények között jutott ki a barlangból mentés közben egy környéken élő fiatalember, Schneemahr Károly. Két diák észrevétlenül besurrant a barlangba és egyikük az Ötösök folyosójáról a Hefty-kürtőn át kötélen leereszkedett a 22 m mély Rádium-terembe. Vissza azonban már nem tudott mászni, ahogy ez eddig egyedül még senkinek nem sikerült. Szerencséje volt, hogy társa nem követte, mert akkor mindketten éhenhaltak volna. A Rádium-terem úgy működött, mint egy csapda. A fenti fiatalember kimenekült a barlangból, de elfelejtett ijedtében segítséget hozni. A megrémült várakozó szülők a reggeli órákban Schneemahr Károlyt kérték fel a barlang átkutatására, aki a segítségkérő hangok után indulva megtalálta a mászókötelet az Ötösök folyosóján. De ahelyett, hogy segítőtársat hozott volna magával, ő is lemászott a diákhoz a Rádium-terembe, így most mindketten foglyok lettek.
Mivel Schneemahr Károly alacsony volt, ezért nem tudott felmászni a Tordai-falon, a kötélen pedig lehetetlen volt visszajutni. Kémlelés közben észrevett egy, a Jordán-fallal párhuzamosan húzódó keskeny részt, amelyen felfelé préselve magát megpróbált eljutni a Plökl-fal mögötti teraszra. Eközben a gyertya kiesett kezéből és most teljes sötétségben, a rendkívül összeszűkült falak között, éles kiszögellésektől véresre sebezve, állandóan a beszorulás veszélyének kitéve, csak az ösztönére hagyatkozva kijutott az ölelő falak közül. A Plökl-falról le kellett ugrania és ekkor annyira megütötte magát, hogy órákig hevert eszméletlenül a kövek között. Majd átbújt a kövek alatt a Geológusok folyosójára és itt a folyosó falain terpesztámaszban majdnem négy emeletnyi magasságig felmászott, hogy a Mozgó-kúton át kimásszon a felszínre. Csak a kiáramló légmozgás irányította. Ezután a bravúros mászás után a Jordán-fal alatti rést Schneemahr-szorosnak nevezték el Bekey Imre Gáborék. A feltárók csákánya jelenleg már ezt a részt is elpusztította. A tanulmányban publikálva lett 4 fekete-fehér fénykép, amelyeket Bekey Imre Gábor készített. Az első fényképen a Rádium-terem bejárata látható. A második fényképen a Jordán-fal van bemutatva. A harmadik fényképen a Bekey-folyosó egyik része van megörökítve. A negyedik fényképen a Gilly-kapu kirobbantott rése figyelhető meg.
A Turisták Lapja 1916. évi 5. számában megjelent közleményben az van írva, hogy a Pál-völgyi-barlang érdekében a barlangot bérlő Magyar Amatőrök Egyesülete beadványt nyújtott be Budapest tanácsához. A beadványban a barlang feltárását és hozzáférhetővé tételét kérte az egyesület arra hivatkozva, hogy a barlang világraszóló nevezetesség, amely Budapest idegenforgalmának fejlesztésére megfelelő. Budapest tanácsa a beadványt véleményezés miatt a Magyar Turista Egyesület elnökének (Thirring Gusztávnak) és Thirring Gusztáv javaslatára a Magyar Királyi Földtani Intézetnek adta ki. Mindkét vélemény azonos abban, hogy a barlang nem világraszóló nevezetesség és a pálvölgyi barlang miatt külföldi sohasem fog Budapestre jönni.
A barlangot azonban nem kell teljesen elhanyagolni, mert az a körülmény, hogy Budapest közvetlen közelében láthat barlangot a közönség, indokolttá teszi, hogy a barlang át legyen alakítva kedves kiránduló- és szórakozóhellyé. A földtani intézet igazgatója, Lóczy Lajos azt is javasolta, hogy a barlang a szirakuzai latomiák mintájára barlangflórával legyen körülvéve és a barlangbejárat legyen kitágítva, ha ezt a barlangfalakon látható repedések megengedik. A Magyar Turista Egyesület megjegyezte a tervvel kapcsolatban, hogy a barlang (amennyire az egyesület ismeri) a közönségnek csak akkor lesz kényelmesen járható, ha abban nagy repesztésekkel lesznek közlekedő folyosók kialakítva. Akkor azonban megnő annak a veszélye, hogy természetes barlang helyett mesterségesen létrehozott üregeket fognak a látogatók látni és a barlang emiatt nem lesz nagyon érdekes.
A Turisták Lapja 1916. évi 6. számában napvilágot látott közleményben az olvasható, hogy a folyóirat előző számában (5. szám) megjelent, Pál-völgyi-barlangról szóló írás miatt, Kovachich József (tanár, a Magyar Turista Egyesület tagja) hosszú nyilatkozatot küldött a szerkesztőségnek, melyben kifejezte sajnálkozását amiatt, hogy a szóban forgó közlemény (írójának tájékozatlansága miatt) a barlangot nem megfelelően mutatja be, és a barlang megtekintésétől elriasztja a közönséget. A barlang azonban napjainkban már, jelenlegi bérlőinek szakszerű munkája miatt, annyira könnyen bejárható lett (robbantások és sziklarepesztések nélkül), hogy a barlang nagy része akár ünneplő ruhában is veszélytelenül, kényelmesen látogatható (a barlangot felkereső érdeklődők számára). A nyilatkozat kitér arra is, hogy a főváros tanácsát köszönet illeti amiatt, hogy a Magyar Amatőrök Országos Egyesületének kérését részletesen vizsgáltatta. Úgy tűnt, hogy Budapest megkezdi az út rendezését, felvezetteti a vízvezetéket, segíti a MAOE-t, de végül a beadvány lekerült a napirendről.
Mivel a Turisták Lapja 5. számában megjelent közleményt Thirring Gusztáv írta, ezért ő válaszolt Kovachich József írására. Kiemelte, hogy a közleményt csak annak a beadványnak az alapján írta, melyet a MAOE a barlang járhatóvá tétele miatt beadott a főváros tanácsához és melyet a tanács véleményezés céljából neki átadott. Ha Kovachich József valami olyat találna ebben a közleményben, ami szerinte a barlang bérlőit dicséri vagy elmarasztalja, az csak azokra vonatkozik, akik a tanács elé terjesztették a beadványt, és nem a barlang jelenlegi bérlőire, akikre azért sem célozhatott Kovachich József a hozzászólásában, mert nem az ő beadványukról volt szó. Thirring Gusztáv nem tudott arról, hogy már nem a MAOE bérli a barlangot, hanem a Magyar Turista Egyesület néhány tagjából alakult társaság kezeli.

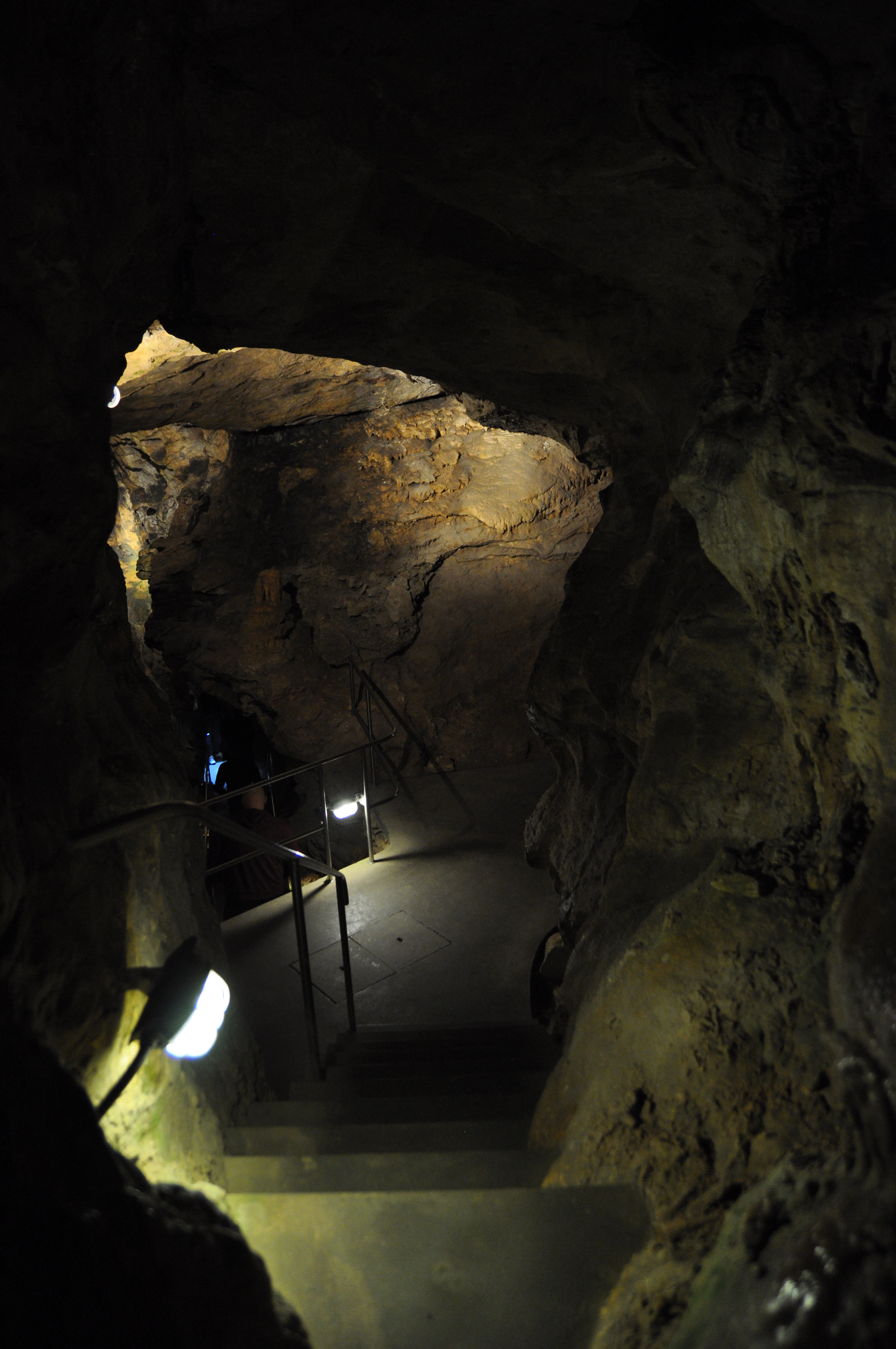
Részlet a barlang utcai ruhában járható részéből

Thirring Gusztáv többször is átnézte az általa a Turisták Lapja 5. számában megjelentetett, Pál-völgyi-barlangról szóló közleményt, de abban semmi olyat nem talált, aminek személyes, dicsérő vagy elmarasztaló a jellege. Szerinte vitathatatlan, hogy a közlemény tárgyilagos. Mivel Budapest tanácsa hivatalosan kikérte (75.785/1915. szám) véleményét, ezért felelőssége tudatában és a Magyar Királyi Földtani Intézet igazgatójától, Lóczy Lajostól kapott információ alapján nyugodtan jelenthette ki, hogy a Pál-völgyi-barlang nem páratlan geológiai látványossága a Földnek (aminek a beadvány túlzott lelkesedéssel tartja) és ezért ez a barlang nem fogja emelni Budapest idegenforgalmát, mert nem fognak a barlang miatt Budapestre jönni a külföldiek.
A Thirring Gusztáv által 1915. augusztus 31-én, a főváros kérésére készített jelentésben az is le van írva, hogy az viszont tény, hogyha a nagyváros közelében található kiterjedt barlang járhatóbbá lenne téve, akkor Budapest közönségének érdekes kiránduló- és szórakozóhelyévé válna. Ezért nem kell elutasítani a javaslatnak azt a részét, hogy a barlang, amely egy érdekes és tanulságos természeti képződmény, legyen járhatóbbá téve. Ha tehát Budapest komolyan foglalkozna azzal, hogy a főváros közönségének érdeklődését felkeltő ilyen kirándulóhelye legyen, akkor az erre fordított csekély költség nem tűnik veszendőnek azért, mert a barlang látogatásáért szedhető belépődíjak fedeznék a barlang fenntartási, idővel talán a megtekinthetővé tétel költségeit is. Mivel azonban a barlang járhatóbbá tétele olyan szakkérdés, melyben nem érzi illetékesnek magát Thirring Gusztáv, ezért javasolta, hogy a tanács keresse meg a Magyar Királyi Földtani Intézetet. Az intézetet kérje, hogy vizsgáltassa meg a barlangot és ezeknek a vizsgálatoknak az eredményei alapján tegyen javaslatot amiatt, hogy mi módon és milyen áldozatok árán értékesíthetné a főváros ezt a barlangot a közönség ismereteinek gyarapodására és szórakoztatására.
Thirring Gusztáv úgy gondolta, hogy az általa készített jelentésben ez az ártatlan természeti csoda, a barlang nincs kisebbként kezelve, mint amilyen valójában, és a jelentés nem alkalmas arra, hogy a barlang megtekintésétől teljesen elriassza a közönséget, ahogy azt Kovachich József vélte. Thirring Gusztáv annyit tudott a földtani intézet véleményéről, jelentéséről, amennyit a hírlapokból meg lehetett tudni róla. Ezeknek a közléseknek az alapján az intézet javasolta azt is, hogy barlangflórával legyen a barlang körülvéve, hogy így jobban meg legyen kedveltetve a barlang a közönséggel. Thirring Gusztáv szerint ezért sem az ő jelentése, sem a földtani intézet szakvéleménye nem lehetett az oka annak, hogy a MAOE beadványának ügyével nem foglalkozik a főváros tanácsa. Ha a látogatók el lettek riasztva a barlangtól, akkor ez inkább azok a közlemények és képek miatt lehet, amelyek a barlang bejárásának nehézségeit kiemelik, jól észrevehetően felnagyítják és sohasem arról szóltak, hogy a barlang már annyira járhatóvá lett téve, hogy a barlangban végig lehet menni minden veszély nélkül, akár ünneplő ruhában is kényelmesen.

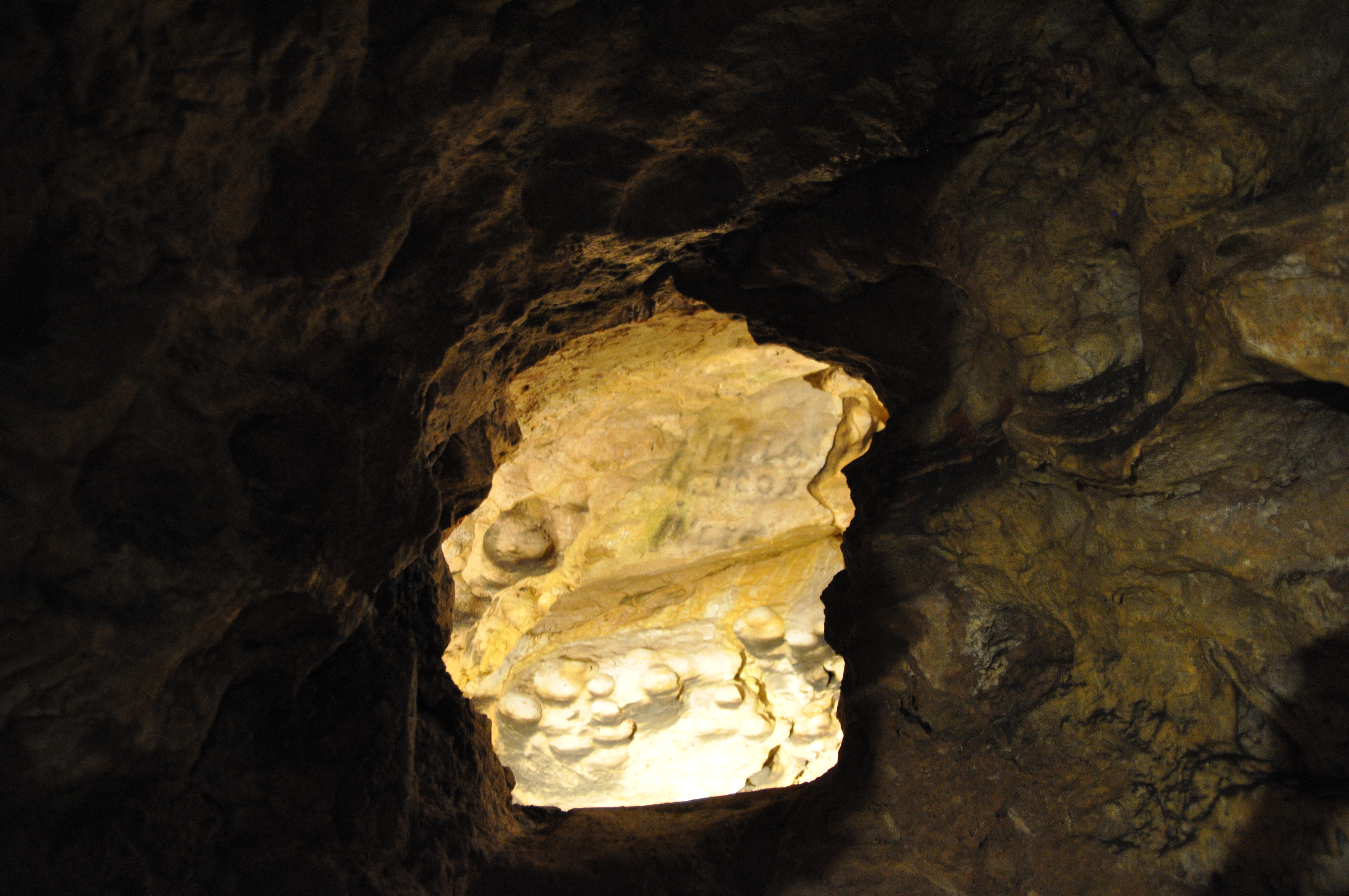
Részlet a barlang utcai ruhában járható részéből

Az 1919. évi Barlangkutatásban publikált, Kadić Ottokár által írt jelentésben szó van arról, hogy 1917 tavaszán kezdte el Kadić Ottokár kutatni Budapest legnagyobb üregét, a Pálvölgyi barlangot. A barlang bonyolult szerkezetére való tekintettel, a mérést egyszerű, de jól bevált eszközökkel: mérőlécekkel és kompasszal végezte. A mérések adatai alapján 1:100 méretarányú alaprajzot és szelvényeket készített, melyek jól bemutatják a barlang üregeit. A felméréseknél mindig a barlang őre, Walter Károlyné segített Kadić Ottokárnak. A barlang bonyolult szerkezetét és keletkezését más helyen, kicsit később fogja részletesen ismertetni Kadić Ottokár.
Az 1919. évi Barlangkutatásban lévő, Scholtz Pál Kornél által írt beszámoló szerint a budapesti barlangok iránti érdeklődés főleg akkor nyert nagyobb lendületet, amikor 1904. június 23-án Scholtz Pál Kornél és Bagyura János felfedezték a pál-völgyi kőbánya nagy barlangját. A kőbányában lévő barlangok közül addig csak a Harcsaszájú-barlang volt járható. Ez a felfedezés gyorsan sok természetkedvelőt hozott össze, akik nagy kedvvel kezdték el feltárni az új barlangot. A kutatók között volt a felfedezőkön kívül pl. Jordán Károly, Jordán Viktor, Plökl Antal, Schneemahr Károly és Bagyura Tamás. Több évig tartó munkával a kutatók a Pálvölgyi-barlang összes eddig ismert üregét feltárták és azok közül néhányat hozzáférhetővé tettek a nagyközönség részére. A világháborúban csökkent az intenzitása ezeknek a munkálatoknak. Majdnem az összes barlangkutató bevonult katonai szolgálatra és majdnem teljesen megszűnt a barlang kutatása. Így a barlang elárvult és más kezekbe került. Azt először az Anonymus Asztaltársaság, később a Magyar Amatőrök Országos Egyesülete, majd pedig a Pálvölgyi Barlang Társaság bérelte ki, leginkább amiatt, hogy a barlangban kedélyes és barátságos összejöveteleket rendezzenek. Ekkor azonban nem sok minden történt a barlang feltárása miatt.

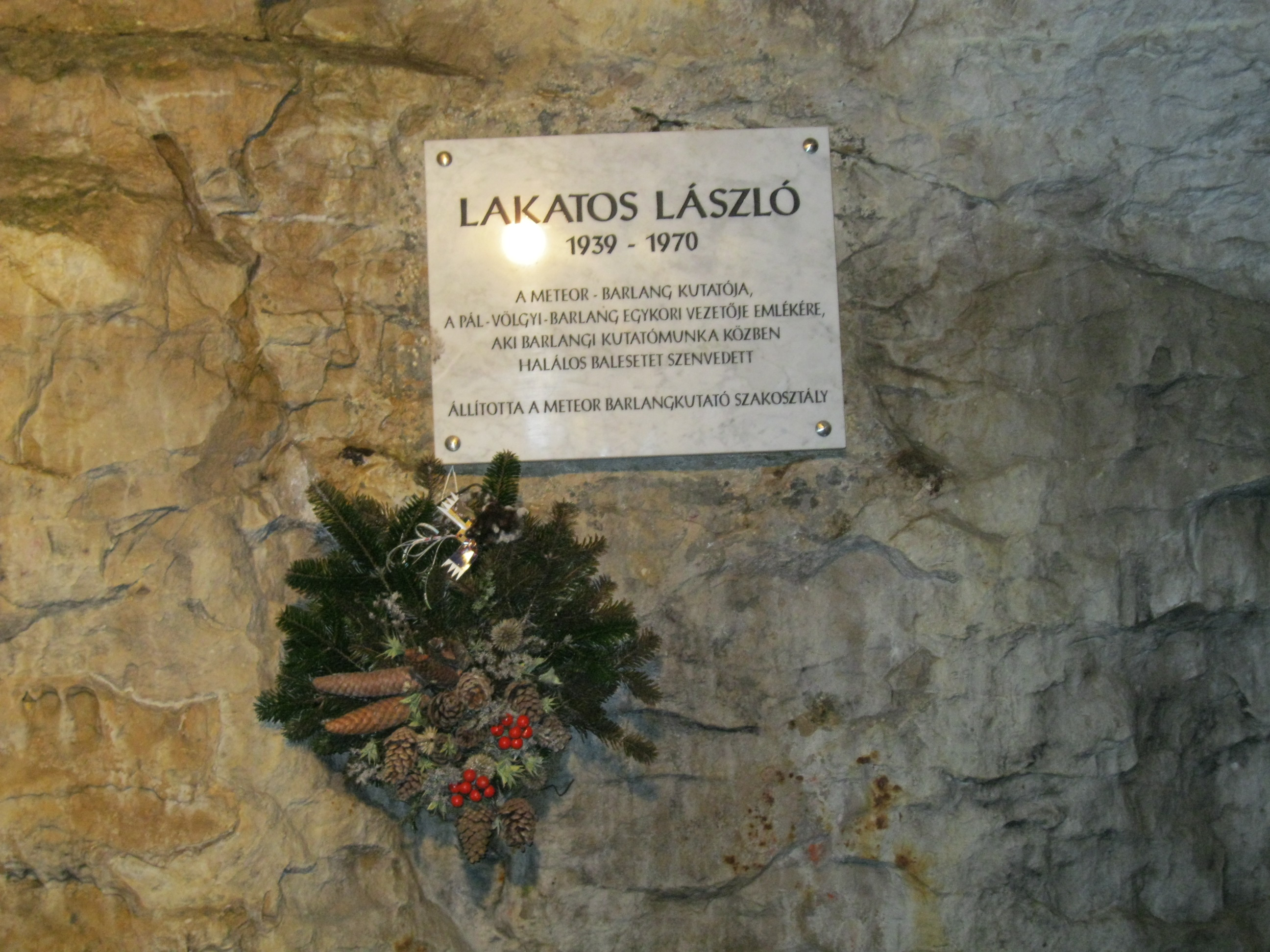
A barlangban elhelyezett Lakatos László emléktábla

A világháború után, 1919-ben, a visszatért barlangkutatók megint kezükbe vették a barlang ügyét és a Pálvölgyi Barlang Társaság néhány tagjával szövetkezve az 1919. április 27-én tartott közgyűlésen a Pannónia Turista Egyesületen belül megalapították a Pannónia Turista Egyesület Barlangkutató Szakosztályát. A tanácsköztársaságban mindig az a veszély fenyegette a szakosztályt, hogy a Pál-völgyi-barlangot elveszik tőlük. A munkakedvet az csökkentette, hogy a tagok fárasztó munkájának gyümölcsét esetleg más fogja élvezni. A román betöréskor a katonailag lefoglalt karbid hiánya hátráltatta a barlangban végzendő munkát.
A szakosztály alakuló ülésén Kadić Ottokár (a szakosztály tagja) az előadásában bemutatta a Pál-völgyi-barlangnak azt az 1:100 méretarányú térképét, melyet 1917–1918-ban, Lóczy Lajos megbízásából készített. A szakosztály a barlang néhány, még ki nem épített részét kívánta a nagyközönség számára hozzáférhetővé tenni. A szakosztály tagjai tervezték, hogy rendezik a Bástya–Scholtz-próba–Rádium-terem és a Peti-folyosó részeket, ami lehetővé tenné egy 8-as alakú körút bejárását. Ebből a tervből 1919-ben csak a Bástya, a Scholtz-próba és a Peti-folyosó rendezését tudták elvégezni. A következő évben folytatni akarták a szabályozó munkát. Emellett szárazzá tették a Kőhíd-terem nedves talaját, valamint rendezték a barlang bejáratát és a hozzá vezető utat.
Lóczy Lajos megbízásából Kadić Ottokár felméréseket végzett a pál-völgyi kőbánya barlangjaiban és ebben a munkában a Pannónia Turista Egyesület Barlangkutató Szakosztálya támogatta Kadić Ottokárt. Ekkor kutatás és felmérés történt a Pál-völgyi-barlang Radium-terem nevű részében. A felmérésnél a szakosztály tagjai (Frölich Árpád, Bagyura János, Jilek Antal, Som Imre, Ruzitska Gyula, Pürner József, Frei Hermann és mások) segédkeztek. Marczell György a szakosztály meteorológus tagja a barlang néhány üregébe hőmérőket tett, majd a barlangban, 14 napos ciklusokban végzett hőmérséklet- és nedvességméréseket. Máris nagyon érdekes adatokat kapott eddigi megfigyeléseivel. A barlangot 1919-ben felkereste ezernél több látogató, közöttük sok iskola és testület is, melyeknek szakszerű útbaigazításokkal szolgáltak a szakosztály vezetői. Ezzel a szakosztály eleget tett annak a feladatának, hogy a barlang természeti szépségeit ismertté és kedveltté tegye a nagyközönség számára.

### 1920

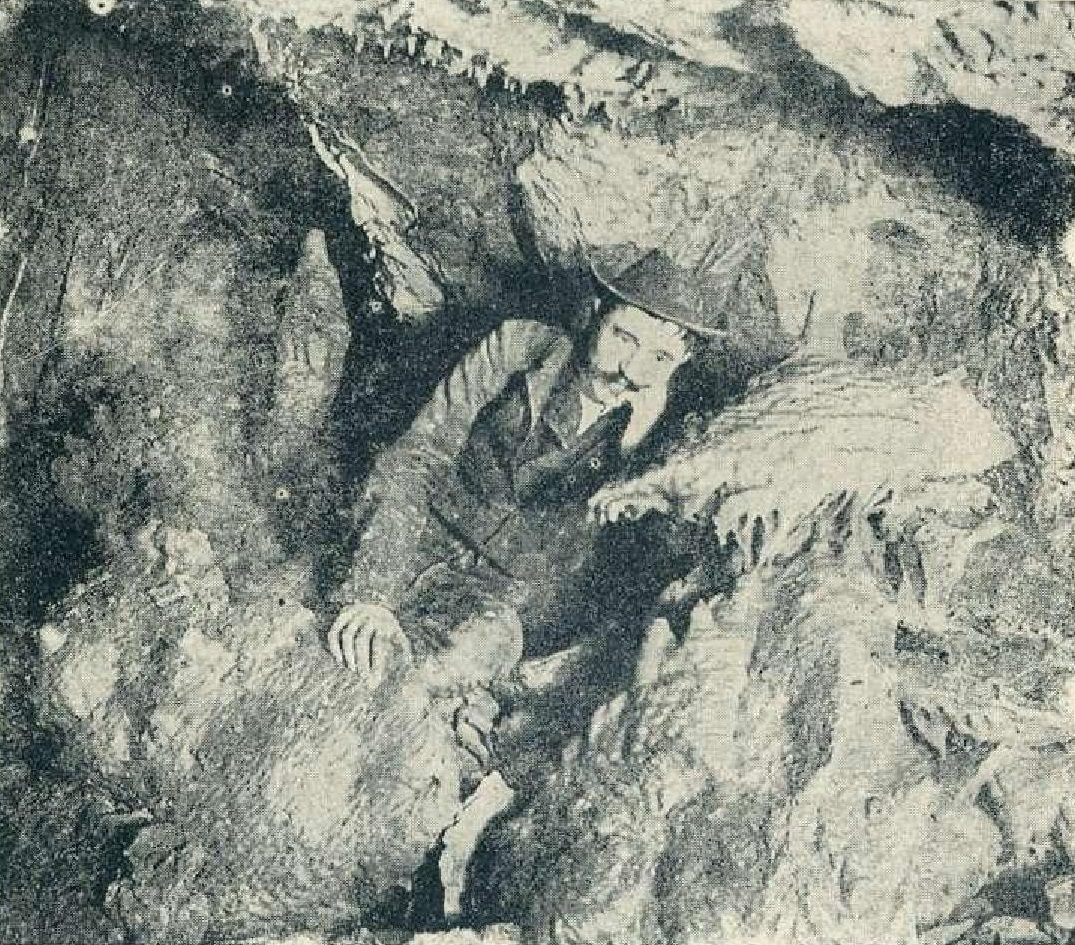
A Pál-völgyi-barlang egyik része (1920-ban publikált fénykép)

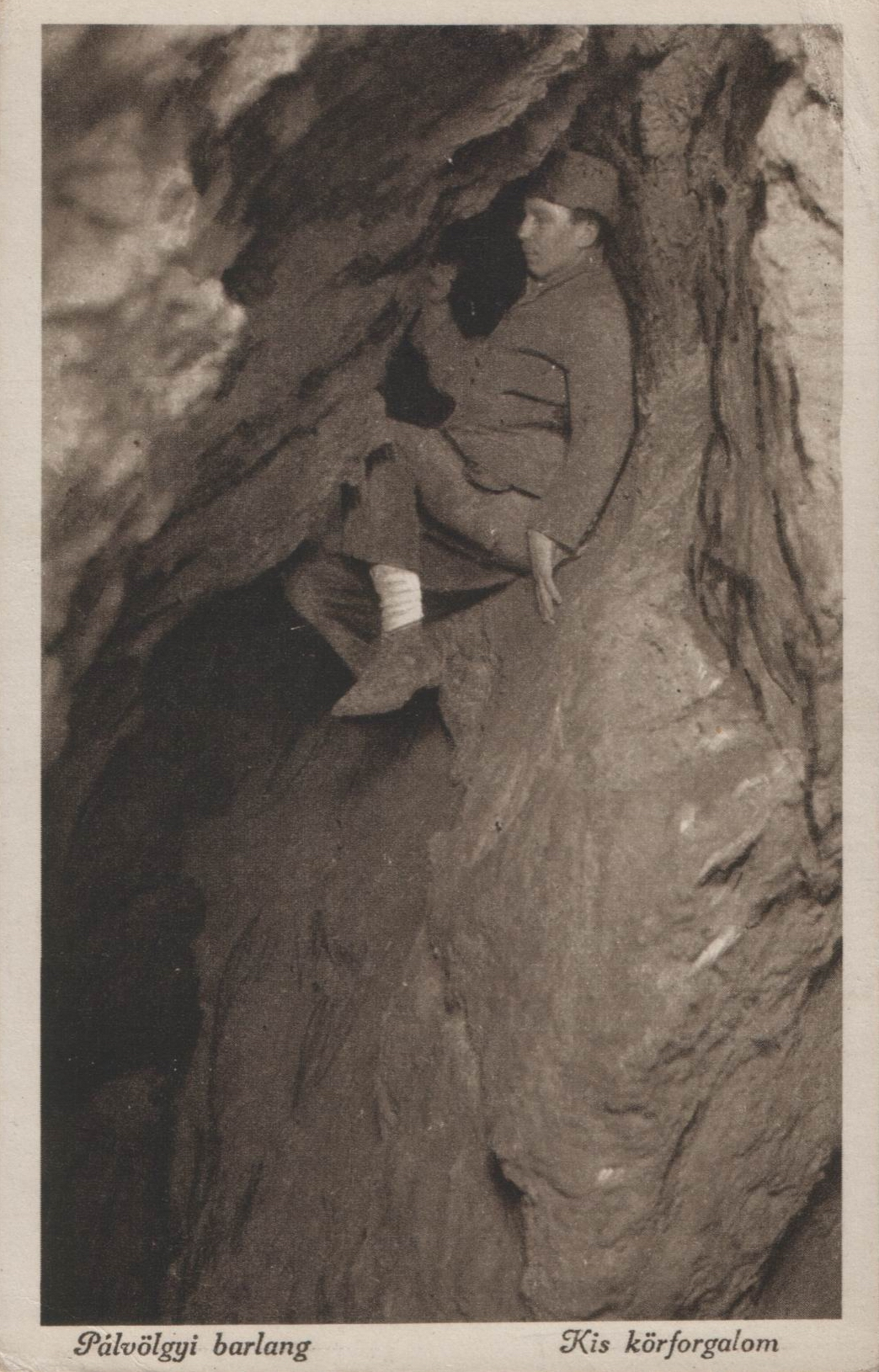
A Pál-völgyi-barlang Kis Körforgalom nevű része (Bekey Imre Gábor fényképe)

Az 1920. évi Barlangkutatásban megjelent a Pannónia Turista Egyesület Barlangkutató Szakosztályának 1920. évi tevékenységéről egy jelentés, amely szerint 1920-ban (ahogy 1919-ben is) a szakosztály működése leginkább a Pál-völgyi-barlang (Scholtz-barlang) karbantartása és rendezése körül forgott. Mindenekelőtt a Bejárati-terem, a Felső és Alsó lépcsős folyosó, illetve a Széles-folyosó kőlépcsőjét javítgatták a szakosztály tagjai, és ahol kellett, ott megint átépítették. Néhány helyen fakorláttal látták el a lépcsőket. A Sextagonba vezető korhadt, régi falépcsőt újjal pótolták. A Színházba levezető nagy falépcsők kicserélése miatt pedig elkezdték az előmunkálatokat. A szakosztály nagyrabecsült pártfogója, az elhunyt Lóczy Lajos emlékére kegyeletük és tiszteletük jeléül a szakosztály tagjai a Lóczy-terem DK-i sarkában fehér márványból készült emléktáblát helyeztek el és erre a célra építettek egy terméskőből összecementezett oszlopot. Az emléktáblát megható és lélekemelő ünnepségen, 1920. október 17-én leplezték le.
1920-ban nagy munka volt a barlang bejárata előtti térség rendbetétele, teraszok és kőfalak építése, illetve a lejtők begyepesítése. A barlangot tudományosan kutatók közül az egyik Cholnoky Jenő volt, aki a barlangot és annak környezetét többször meglátogatta. Marcell György folytatta a tavaly elkezdett meteorológiai megfigyeléseit. A barlangot 1920. január 6-tól november 21-ig a szakosztály ügyeletes tagjainak segítségével 1050 férfi, 461 hölgy és 48 gyermek, összesen 1564 személy látogatta meg. A szakosztály irodalmi tevékenységéhez sorolható Kadić Ottokárnak, a szakosztály tagjának a Pál-völgyi-barlangot ismertető dolgozata. A Pál-völgyi-barlangról szóló tanulmányból a szakosztály sok különlenyomatot rendelt és azokat az érdeklődőkhöz juttatta. A tagok sajátkezűleg végezték a barlangban és a kőbányában végzett nehéz fizikai munkát, a barlanglátogatók vezetését és minden egyéb munkát.
Az 1920-ban napvilágot látott, Budapest Duna-jobbparti környéke című kiadványban szó van arról, hogy a Pálvölgyi barlang az újlaki templomtól (a villamosmegállótól) 25 percre van (zöld jelzésű turistaút). A templomtól a Szépvölgyi utcán kell felmenni a pénzügyőri házhoz (az út bal oldalán található a Pál-völgyi-barlang vendéglő), majd a Szépvölgyi utca 82. sz. házhoz. A Pannónia Turista Egyesület bérli a házat, amelyet menedékházként használhatnak a barlanglátogatók. A bal oldalon lévő, hatalmas kőfejtő oldalában van a Pálvölgyi barlang ajtóval elzárt bejárata. A barlangot, amelynek tulajdonosa az Újlaki Tégla- és Mészégető RT, 1919 óta kezeli és karbantartja a PTE barlangkutató szakosztálya. A szakosztály kiépíti és hozzáférhetővé teszi a barlang járatait. A barlang nagyon érdekes, de túravezető kell megtekintéséhez. Kedden és pénteken nem látogatható. Vezető és védőruha a menedékházban kérhető, de ajánlott rossz ruhában vagy vitorlavászon barlangkutató ruhában menni. A szokásos útvonalakra személyenként 5 korona a belépődíj.
A Pál-völgyi-barlang a legkiterjedtebb barlang a környéken (926 m hosszú). A kőfejtő meredek falain sok, túlnyomórészt ÉK és DNy irányú repedés van, melyek mentén a barlang folyosói a víz kilúgozó hatása, a korrózió miatt létrejöttek. A függőleges hasadékokból magas és keskeny, a rétegződés irányát követő meglazulásokból pedig alacsony és széles folyosók lettek. A hasadékok kereszteződésében végül kisebb-nagyobb termek alakultak ki. Hiányoznak a nagy, csarnokszerű üregek, a barlang egyetlen nagyobb ürege a Színház nevű, kupolás csarnok. Mivel korrózió miatt keletkezett, ezért egyáltalán nincsenek folyóvíz nyomai (kavics, homok, iszap) benne. Ehelyett kőomladék és barlangi agyag tölt ki néhány járatot és termet. Ezek a kitöltések néhány helyen a főtéig érnek, ezért nagyon megnehezítik a közlekedést a barlangban. A barlang nemrég, kőfejtés miatt nyílt meg, ezért nem lehet kitöltésében prehisztorikus emberi és állati maradvány. Cseppkövek és cseppköves bekérgezések csak helyenként figyelhetők meg a barlangban, a barlang legnagyobb részében nincs cseppkődísz. A barlang hőmérséklete télen-nyáron majdnem ugyanakkora. Több helyen érezni légáramlást.
A jelenlegi nagy barlangot Scholtz Pál Kornél és Bagyura János 1904-ben fedezték fel, akik feltárták és járhatóvá tették a barlang legtöbb részét. Kadić Ottokár a barlangot 1917–1918-ban felmérte részletesen. (Tőle származik a barlangnak a könyvben publikált alaprajz térképe.) A Pál-völgyi-barlangon kívül, a Pál-völgyben lévő kőbányában nyílik néhány kisebb barlang és sziklaüreg. A pálvölgyi barlangok leginkább kémény- és repedésmászás gyakorlására alkalmasak. Simaságuk, nedvességük és sárosságuk annyira megnehezítik a sziklákon a mászást, hogy csak nagyon óvatosan lehet falat mászni bennük. Biztos, jó fogást csak a friss repedések és törések, esetleg cseppkőképződmények vagy cseppkővel bevont (cementált) kisebb-nagyobb kődarabok nyújtanak. Általában a fogások és az állások teljesen simák és kifelé lejtenek, ezért kevés biztonságérzetet nyújtanak. Ennek ellenére nagyon érdekes és szép mászótúra a Pál-völgyi-barlangban a Rádium-terem, a Mozgókémény, a Gilly-kapu, a Scholtz-próba és a Kornél-kémény.
Az 1920. évi Barlangkutatásban kiadott könyvismertetésben, amely a Budapest Duna-jobbparti környéke című könyvről szól, meg van említve, hogy a könyvben le van írva a Pálvölgyi barlang. A könyvismertetés szerint a könyvben publikálva lett a barlang alaprajz térképe.
Az 1920. évi Barlangkutatásban napvilágot látott egy beszámoló a Lóczy Lajos emléktábla leleplezésről, amely a Pálvölgyi barlangban, 1920. október 17-én történt. A beszámoló szerint a Pannónia Turista Egyesület Barlangkutató Szakosztálya le akarta róni kegyeletét és tiszteletét Lóczy Lajos iránt, ezért elhatározta, hogy a szakosztály pártfogója, Lóczy Lajos tiszteletére emléktáblát helyez el a Pálvölgyi barlang (Scholtz-barlang) Lóczy-termében.
Emiatt, a szakosztály tagjai, 1920 nyarán, a Lóczy-terem DK-i sarkában (terméskőből, cementkötéssel) oszlopot építettek, amelybe aztán elhelyeztek egy fehér márványtáblát. A márványtábla szövege: „Dr. Lóczy Lajos kiváló földrajztudósunk és geologusunk emlékére hálás tisztelettel emelte a Pannónia Turista-Egyesület Barlangkutató Szakosztálya 1920. október havában”. Az emléktábla ünnepélyes leleplezése 1920. október 17-én a barlang előtti térségen a Magyar Királyi Földművelésügyi Minisztérium, valamint 31 tudományos és turisztikai egyesület képviselői, a szakosztály tagjai és nagyszámú ünneplő közönség előtt volt tartva. Az ünnepélyt Scholtz Pál Kornél, a szakosztály elnöke nyitotta meg. A megjelent testületek képviselőinek üdvözlő beszédei után, Cholnoky Jenő tartott magasszárnyalású ünnepi beszédet. Az ünnepi szónoklatok után az összegyűltek bevonultak a barlangba, ahol a Himnusz eléneklése mellett az emléktáblát leleplezték. Az ünnepélyen nem volt pompa és fényűzés, de annál bensőségesebb és magasztosabb volt.
A Természet 1920. évi évfolyamában lévő, Kadić Ottokár által írt tanulmányban az van írva, hogy Budapest természeti nevezetességei között a barlangok foglalnák el az első helyet, ha a hozzáférhetőségük meg lenne könnyítve. Enélkül még most is csak a vállalkozó természetű turisták és a szakemberek ismerik Budapest környékének gyönyörű barlangjait, és ezek közül a legnagyobbat, a Pál-völgyi-barlangot. A pál-völgyi barlangok nem régóta ismertek. Felfedezésük és feltárásuk rövid történetét Bekey Imre Gábor vázolta fel a Turisták Lapja 1913. évi évfolyamában. A főváros közelében lévő, tekintélyes nagyságú, Pál-völgyben lévő barlang felfedezésére vonatkozó adatokat Scholtz Pál Kornél szóbeli közlése alapján írta le Kadić Ottokár.
1914 júniusában turistatársaság kirándult a pál-völgyi kőbányához, hogy annak addig megismert üregeit felkutassa. Ekkor Scholtz Pál Kornél a kőbánya D-i falában szűk, vízszintes repedést vett észre, amelybe gyertyával bevilágított és látta, hogy nagy üreg van beljebb. Feszítővassal felszakított két márgalapot, hogy bemászhasson az üregbe, majd ebben nagy kőtuskókon lekúszva egy mélyebbre vezető folyosóhoz érkezett. Közben az üregbe kötélen porhanyós márgaporba süppedezve nehezen jutott el a folyosónak ahhoz a részéhez, amelynek később Keresztezés lett a neve. Visszatért a társasághoz és velük együtt bement megint az üregbe. Még aznap a jelenlegi pál-völgyi nagy barlangnak Kőhíd és Színház nevű termeiig, később pedig a látszólag vakon végződő Emeleti folyosóig jutottak.
Jordán Károly és társai később felfedezték a 8 m mély Incelógónál a Plökl-falat és a Jordán-falon át a mélyen fekvő Rádium-terem nevű részt. Később az Incelógó mellett D-i irányban húzódó folyosót a Kupola nevű részig átkutatták. Az akkortájt itt végződő folyosó sarkában a kutatókat megint a véletlen vezette tovább. 1906-ban egy omladékkő eltolódása miatt keletkezett kis nyíláson át erős légáramlat hatolt be, amelyből arra következtettek Scholtz Pál Kornél és társai, hogy folytatása van a folyosónak. Elkezdték a bontást és további nehéz munkával annyira kibővítették a nyílást, hogy át tudtak bújni azon. Kis idő múlva egy folyosón végigmenve, új terembe, a mostani Mici-terembe és az Ebédlőbe érkeztek.

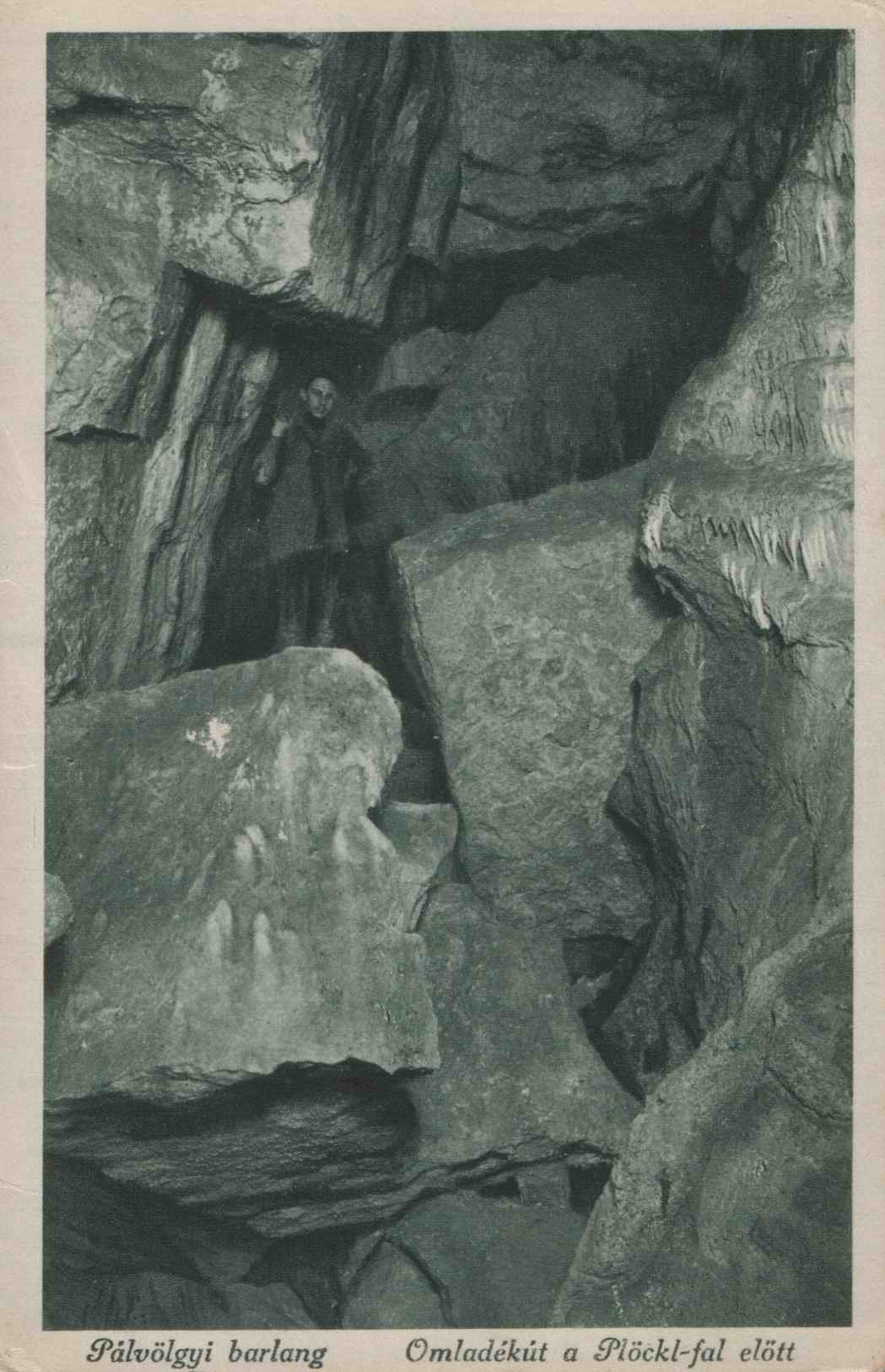
Omladékút a Plöckl-fal előtt (Bekey Imre Gábor fényképe)

Itt megfigyelték, hogy a barlang folytatódik más irányban is. Örömmel ujjongva szaladtak végig a keskeny és hosszú Ötösök-folyosója nevű részen, ahol megtalálták a Körforgalmi folyosót. 1909-ben Bekey Imre Gábor és társai az Ebédlőből a 20 m hosszú Pillér-folyosó előtt felhalmozódott kőtorlaszokat eltávolították és felfedezték a barlang legszebb cseppköves üregét. Bekey Imre Gábor 1910-ben, dinamitrobbantásokkal tágította a Körforgalmi folyosó környékén folytatódó Bekey-folyosót. A pál-völgyi barlangok kutatóinak ezután leginkább az volt a törekvése, hogy a barlang, amelyet addig csak gyakorlott turisták közelíthettek meg, az érdeklődő közönség számára is hozzáférhetővé váljon. Először a régi bejárat alacsony nyílását kellett leásni, befalazni és ajtóval felszerelni. Így megszűnt az új bejárat szűk hasadékán át történő kínos bejutás. Később szétrobbantották a barlang tág üregeiben összegyűlt kőtömböket, kitöltötték a réseket törmelékkel és az egészet agyaggal egyenlítették ki. Ugyanez történt néhány folyosóban is. Lépcsőket raktak a lejtős járatokban az azokban fekvő kőtömbökből. Így a barlang két legjelentősebb szakaszát a Kőhídig és a Színházig olyan állapotba hozták, hogy ott veszély és nehézség nélkül városi ruhában végig lehet menni.
Ezt a munkát később a Magyar Amatőrök Országos Egyesülete folytatta. Az egyesület tagjai a barlangot és a bányához tartozó épületeket kibérelték, valamint kezükbe vették a barlang kezelését. Az egyesület 1915-ben beadványt küldött a fővárosnak, amelyben kérte a barlang teljes feltárását és rendbetételét. Budapest akkori vezetősége támogatta az ügyet. Az ügyhöz kapcsolódóan 1915. december 22-én Lóczy Lajos által vezetve bizottság járt a helyszínen, hogy bejárva a barlangot javaslatot tehessen a fővárosnak. A bizottság tagjai között volt Auer Lipót állatkerti felügyelő is. Lóczy Lajos a helyszíni szemle alapján jelentést nyújtott be a fővárosnak. A jelentésnek az a lényege, hogy a barlangot és a kőbányát hogyan kellene átalakítani a köz számára. Azóta több év telt el anélkül, hogy Budapest részéről ebben az ügyben intézkedés történt volna. De ez idő alatt sem szünetelt a barlang kutatása.
Lóczy Lajos 1917-ben tett javaslatára elhatározta a főváros tanácsa Budapest újabb, részletes földtani felvételét. Ehhez a munkához kapcsolódóan tervbe vették a Budapesthez tartozó barlangok kutatását. Ennek a feladatnak a végrehajtásával Kadić Ottokár lett megbízva. Kadić Ottokár által vezetve, 1917 tavaszán, háromszögelési méréssel meg lettek állapítva a kőbányák főbb mérőpontjai, melyek alapján folytatta Schréter Zoltán a további méréseket, majd elkészítette a kőbányák részletes térképét. A Gugger-hegy aljába mélyített bánya térszíni viszonyait a mellékelt térkép (1. ábra) mutatja be. (Ez az ábra nem lett publikálva a tanulmányban.) A pál-völgyi kőfejtőt és az abból nyíló barlangot a fővárosi állatkert külső, hegyvidéki telepévé szervezve, az tényleg az egyik látványossága lehet Budapestnek. Ez a főváros lakóit az eddiginél jobban fogja vonzani a hegyek közé és tanulságos szórakozó helye lesz a fiataloknak.

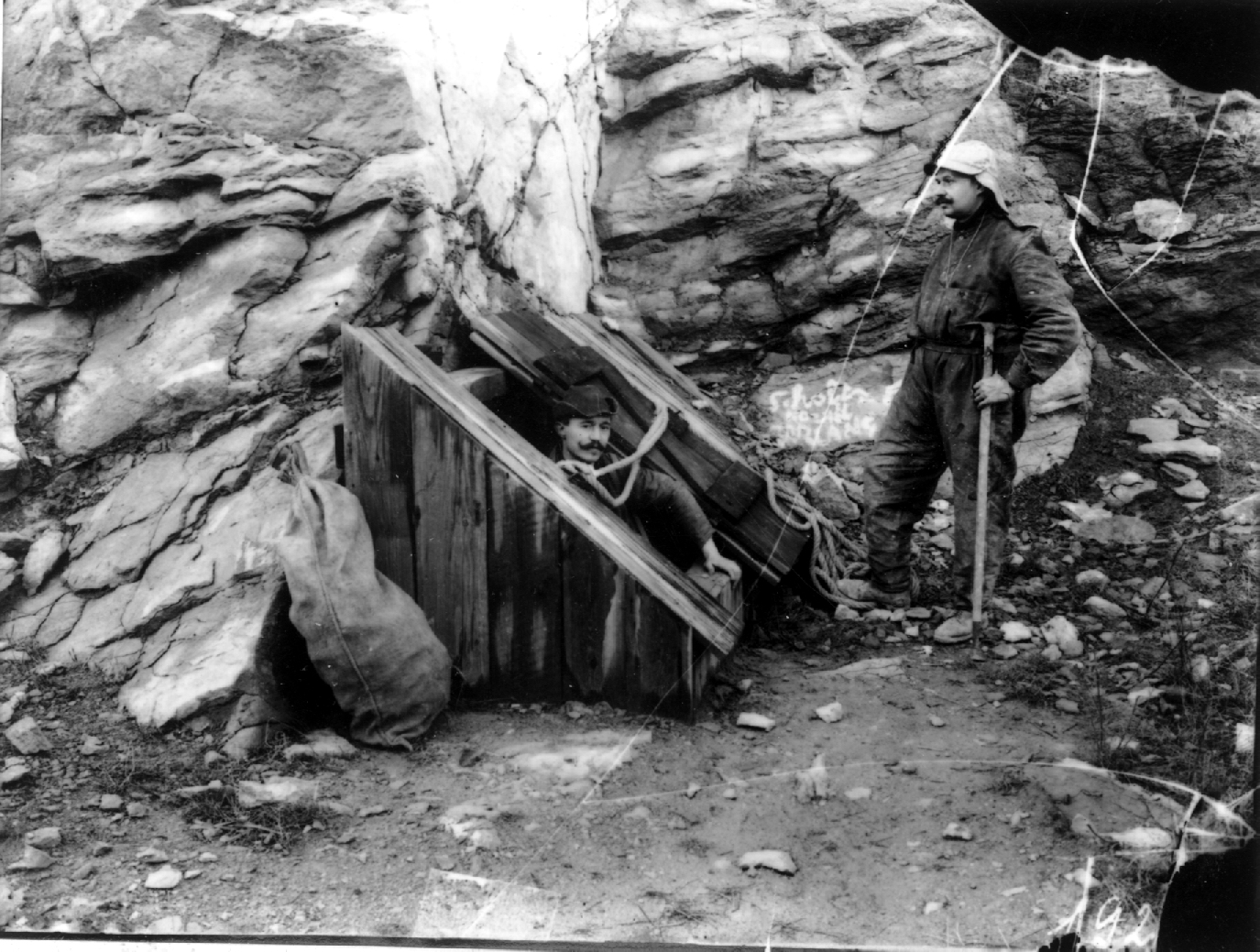
A Pál-völgyi-barlang egykori első számú bejárata (Bekey Imre Gábor fényképe)

A javasolt változtatások megvalósításához nem kell nagy befektetés (abban a keretben, amit az ottani városrész nemsokára bekövetkező, elmaradhatatlan rendezése is szükségessé tesz). Először a barlanghoz vezető utakat kellene rendbehozni és befásítani. A megvalósításhoz Lóczy Lajos szerint lényeges átalakítások kellenek: pl. könnyebb és kellemes hozzájutás, ültetvények és térszínrendezések. Maga a barlang és környéke olyan átalakításban szolgálhat legjobban a tanulságos érdeklődésnek, amely kiterjed az egész kőfejtőre és környezetére. Más városok példája alapján az elhagyott kőfejtőt növényhonosítással, a mészkőhegységek jellemző növényeinek ültetésével széppé lehet tenni. A barlangba be lehet telepíteni az örök sötétséget kereső, jellemző barlangi állatokat és gondozni lehet azokat a barlangban. A városi vízvezeték felhasználásával a barlang egyik tág csarnokában kellene létrehozni egy vízmedencét és azt élővízzel, vagyis lefolyással ellátni.
A Lóczy Lajos által javasolt és Kadić Ottokár által is felsorolt teendők a következők röviden: a pál-völgyi kőbányát barlangjaival, épületeivel és a barlang feletti szántófölddel együtt közvagyonná kell nyilvánítani. A Pál-völgyi-barlangot és a kőbánya többi kisebb barlangját is a fentebb közölt terv szerint rendezni kell és a hozzájuk férést meg kell oldani. A pál-völgyi kőbányát úgy lehet tanulságos kirándulóhellyé átalakítani, hogy az kis méretben a karszthoz hasonló képet mutasson. Az így átalakított bányatelepet kaintnövényekkel kellene beültetni és kaintterületeken előszeretettel élő állatokkal benépesíteni. A barlangban barlangi vizekben élő állatok számára akváriumot kell építeni. A bánya előtti menedékház egyik szobájában célszerű volna egy kis barlangi gyűjteményt felállítani, a falakat pedig magyarországi barlangok fényképeivel és térképeivel díszíteni. Az egész telepre, de különösen a barlangba be kell vezetni a villanyvilágítást. A közelben futó vízvezetéket a telepig és a barlangi akváriumba kell vezetni. Végül a telephez vezető utat kell rendbe tenni és befásítani.

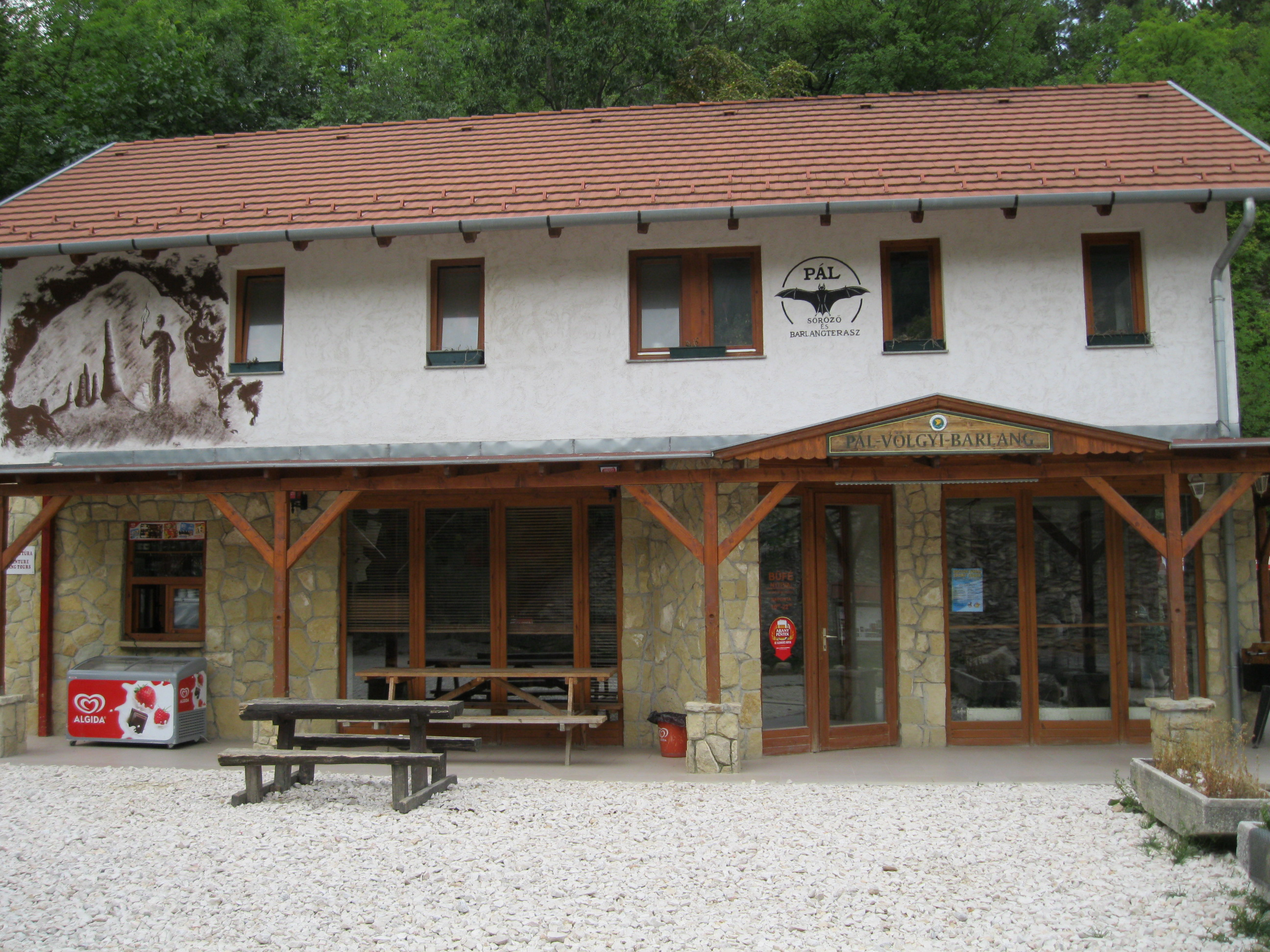
A Pál-völgyi-barlang fogadóépülete

A Pál-völgyi-barlangban néhány helyen cseppkövek és cseppköves bekérgezések is megfigyelhetők. Szemet gyönyörködtető szépségű a barlang kőzetének, különösen felsőbb, márgás rétegeinek változatos felületi színe. A világossárga színnek egészen a sötétbarnáig minden átmenete és az árnyalatok legkülönbözőbb összetétele előfordul itt, ami magával ragadóvá tesz egyes barlangrészeket. Egész évben majdnem ugyanakkora a barlang hőmérséklete. A barlang bejárata a kőbánya D-i meredek falában helyezkedik el. Ez régen alacsony nyílás volt, melyen átbújni csak lehajolva lehetett. A bejárat után nagy kőtömbökön átkúszva tudtak a barlangba jutni a látogatók. Később kibővítették és fallal elzárták ezt a nyílást, amelyen jelenleg ajtó van.
A bejáraton át belépve a vízszintesre kiegyengetett kis teraszról, aránylag alacsony és nem nagyon nagy üregbe, a Bejárati terembe lehet jutni. Innen lefelé a lépcsőkön, amelyek márgalapokból vannak rakva, mélyebben elhelyezkedő üregbe, a Lóczy-terembe érkezik a látogató. Ez közepes nagyságú, szabálytalan körvonalú üreg, amely magasan fent kupolaszerűen záródik. A teremből többfelé lehet elindulni. A Lóczy-terem DK-i végéből 10 m hosszú lefelé menő folyosón le lehet ereszkedni a mélységbe. A Keresztezéstől négy irányba ágaznak el a járatok: ÉNy-ra, ahonnan érkezik az előbb ismertetett út, DK-re, ÉK-re és DNy-ra. DK-i irányba haladva a Kettős-terembe lehet jutni. A terem első üregéből szűk hasadék vezet a mélyebben található Kápolna öblös üregébe. A másik üregből néhány, agyagba vájt lépcsőn lehet bejutni a barlang első nagyobb üregébe, a Kőhíd-terembe. Ez viszonylag magas, de nem nagyon széles, meredek falú, hosszúkás üreg, amely DNy-ra 11 m hosszú, DK-re pedig 17 m hosszú. Hátrafelé szűkül és vakon végződő folyosókkal bővül. Innen a Kőhidon keresztül lehet a Labirintba érkezni. Itt könnyen el lehet tévedni a sok útvesztőben.

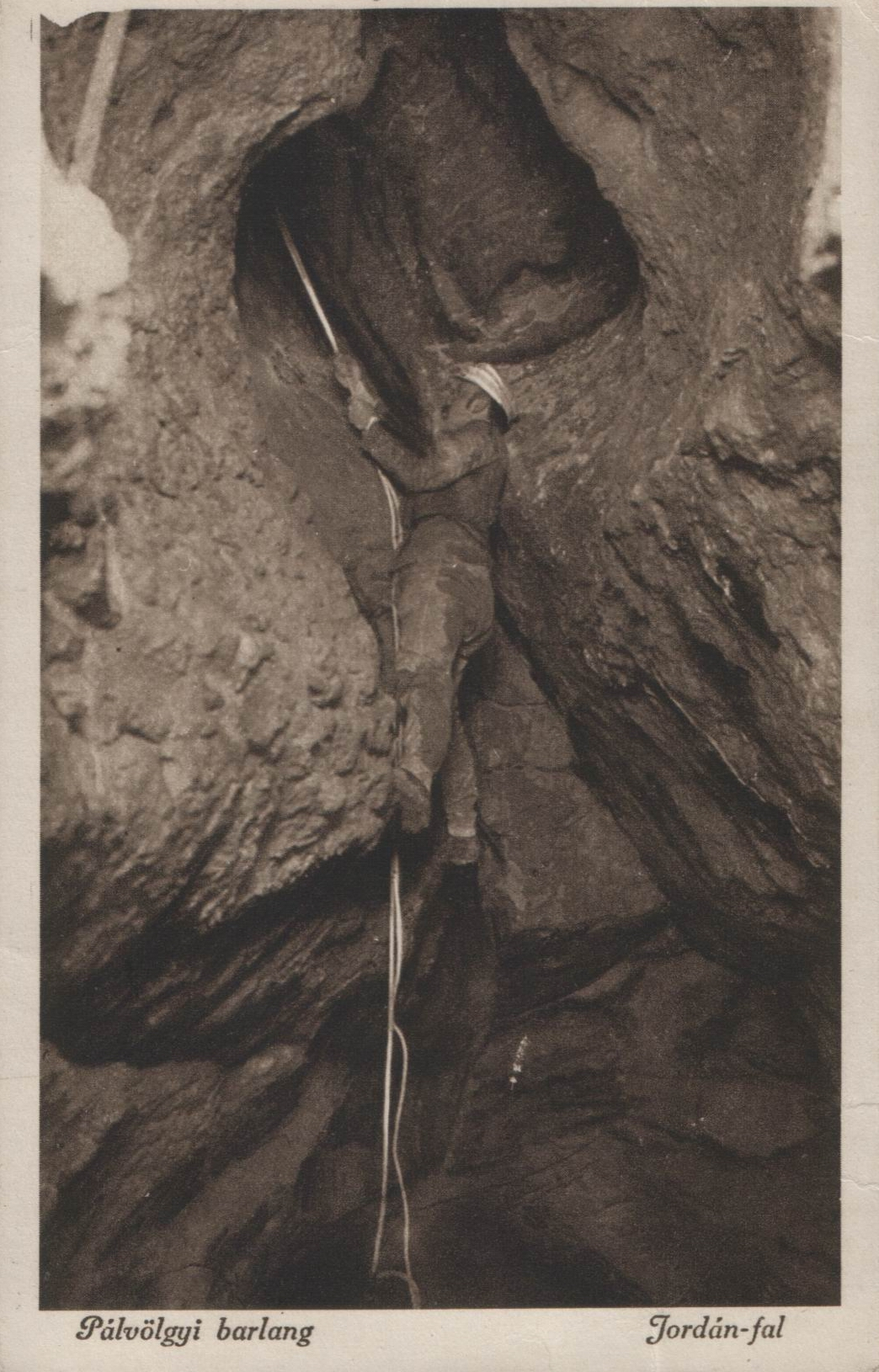
Jordán Károly a Pál-völgyi-barlangban lévő Jordán-falon

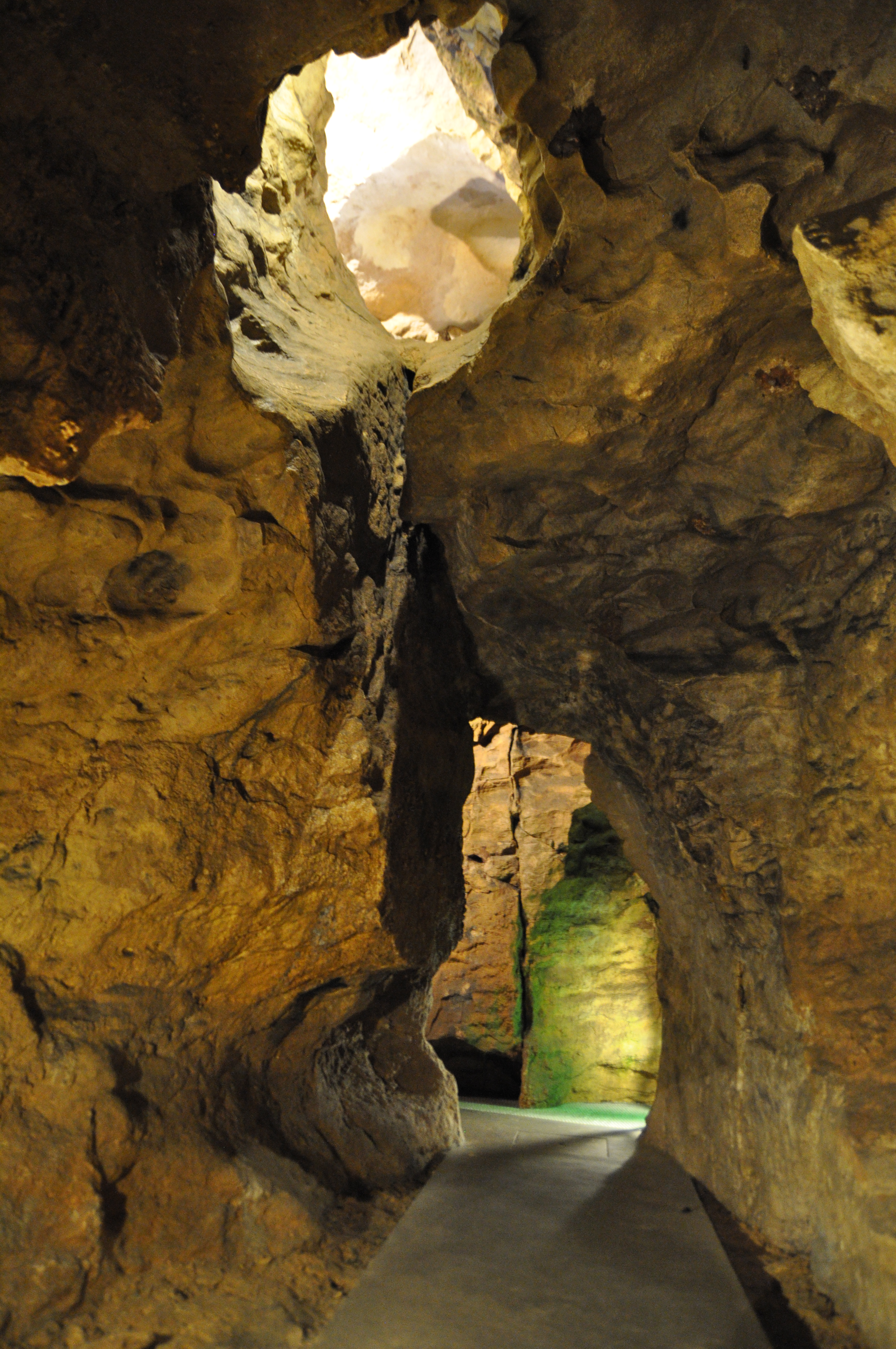
Részlet a barlang utcai ruhában járható részéből

A Keresztezéshez visszatérve ÉK-re kell tovább menni. A terem ebben az irányban látszólag vakon végződik, de jobbra, egy lecsúszott sziklatömb mellett, szűk nyíláson átbújva, egy felfelé menő közepes terembe, a régi Előcsarnokba lehet jutni, majd innen szűk hasadékon átpréselődve a kőbányában ér véget az út. A Keresztezéstől DNy-ra egy 24 m hosszú, alacsony járat van, a Széles folyosó, amely a végén Ny felé kibővül egy oldalsó kőfülkével, D-re pedig szűk nyílással zárul. Szép, orgonasípalakú cseppkövekkel van díszítve az oldalsó fülke és a nyílás között kiugró szeglet. Átbújva az említett szűk nyíláson és egy kis falépcsőn leereszkedve 16 m hosszú, elég tág terem következik, amelynek fenekét gondosan kiegyenlítették vízszintesre. A terem legnagyobb része K-i irányba terjed és vakon ér véget. A szűk nyílással (amelyen át ide lehet jutni) szemben egy mélyebben található, kőtörmelékkel teledobált üreg nyílik. A terem ÉNy felé két folyosóra ágazik el. Ezek közül az egyik ÉNy-ra kanyarodik, a másik meredeken felfelé, a Színházhoz csatlakozik. Kis pódium emelkedik a terem K-i sarkában, amely annak a jele, hogy itt a turisták hangversenyezni szoktak, ezért ennek a teremnek Kabaré lett a neve.
A Kabaréból ÉNy-ra a 6 m hosszú, lépcsőkkel ellátott Színházi folyosón lehet felmenni. A folyosó legmagasabban lévő pontjához érve lenézve lehet látni a barlang legnagyobb üregét, melyet Színháznak neveztek el a barlang első kutatói. Ez 20 m hosszú, átlag 5 m széles és néhány helyen 12 m magas, hatalmas csarnokszerű üreg, amelynek egységes képét egy közbeeső nagy szikla szakítja meg az alsó részében. Ez alatt a szikla alatt lépcsőkön mélyebbre ereszkedve 10 m hosszú folyosóba lehet érkezni, amelynek túlsó végén nagy sziklatorlasz, a Bástya nehezíti meg a továbbhaladást. Ez a folyosó felfelé széles kürtőn keresztül összefügg a Színház nagy üregével. A színházi csarnok ÉK-i részében a mennyezetről hatalmas sziklarészlet nyúlik le, amely ÉK-ről határolja a Színházat. Ugyanitt, közel a mennyezethez a később leírandó Cseppköves folyosó nyílik.
Az eddig leírt barlangrészek rendbe vannak téve és ezekbe szokták vezetni az érdeklődő látogatókat. A barlang nagyobb része azonban még természetes állapotban van. Ezt csak jártasabb turisták keresik fel. Ennek fekvése és részeinek elnevezése a mellékelt térképen látható. Egy egész napot igénybe vesz a teljes barlang bejárása, és ahogy az a vázlatos leírásból megállapítható, rendkívül bonyolult és kissé fárasztó, de nagyon érdekes és a maga nemében páratlanul élvezetes turisztikai látnivaló. A dolgozatban látható a barlang alaprajz térképe, melyet Kadić Ottokár készített. A tanulmányban van 5 fekete-fehér fénykép, amelyek bemutatják a barlangot.
A Turistaság és Alpinizmus 1920. májusi füzete Pál-völgyi-barlang füzet volt. A folyóiratban lévő és Kadić Ottokár által írt publikáció egyes részei (előzetes ismertetésként) megjelentek A Természet 1920. évi évfolyamában. A Turistaság és Alpinizmusban kiadott cikk szerint a pálvölgyi barlangokat nem régóta ismerik. Felfedezésük és feltárásuk rövid történetét egyik dolgozatában Bekey Imre Gábor írta le (1913). 1914-ben turistatársaság kirándult a pálvölgyi kőbányába, hogy felkutassa annak addig megismert üregeit. Ekkor Scholtz Pál Kornél a kőbánya D-i falában szűk repedést észlelt, amelybe gyertyával bevilágított és látta, hogy nagy üreg van beljebb. Ezt közölte társaival, majd a társaság bement az új üregbe és még aznap a jelenlegi pálvölgyi nagy barlang Kőhíd és Színház nevű termeiig elértek a társaság tagjai. Később Scholtz Pál Kornél, Jordán Károly, Plökl Antal, Bagyura Tamás, Bekey Imre Gábor és a barlang egykori őre, Walter Károly a feltáró munkát folytatták, ezért évről-évre újabb, szebbnél-szebb részeket ismertek meg.

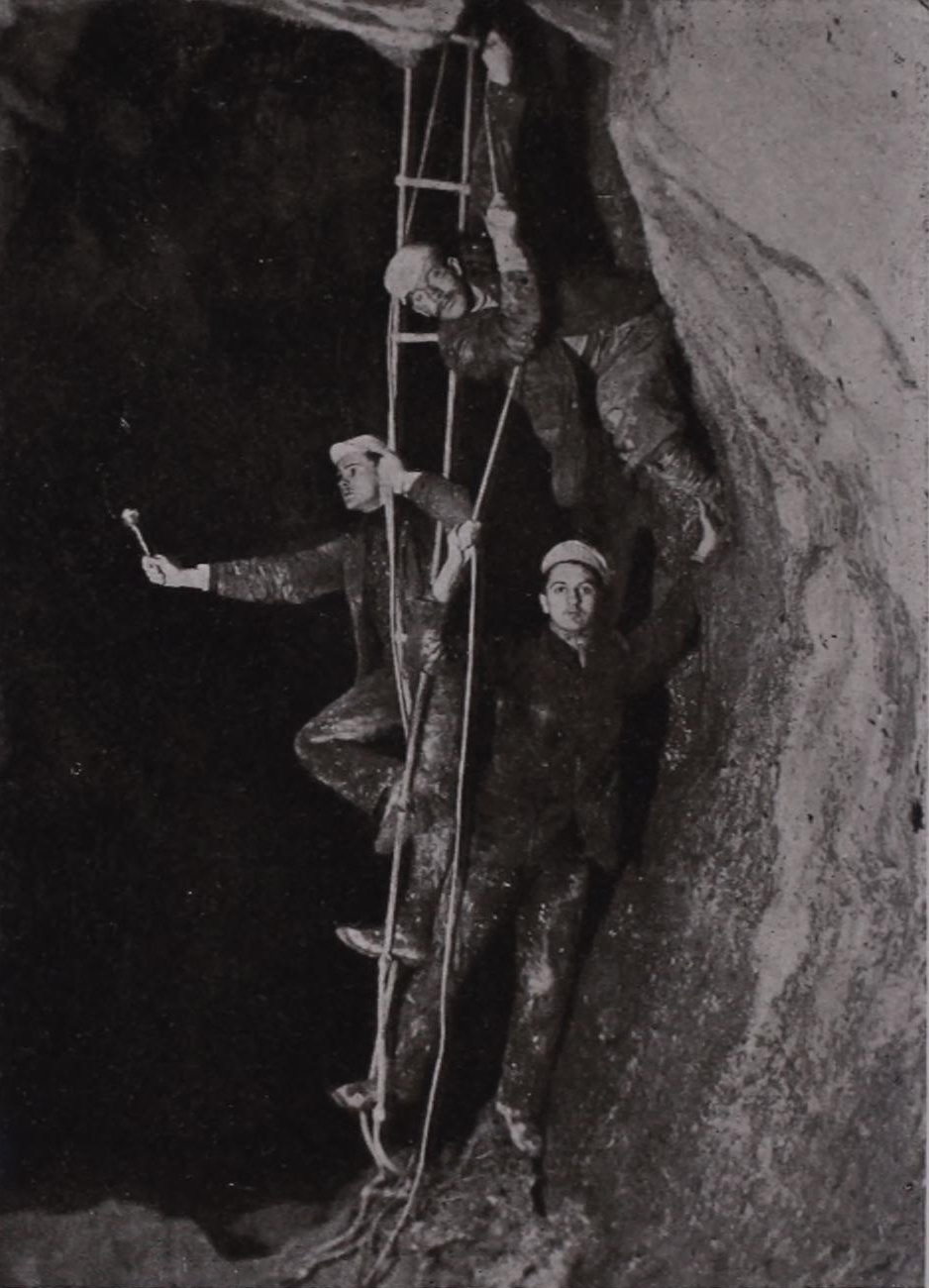
Pál-völgyi-barlang, Rádium-terem, Hefty-fal (Csepcsányi Tibor 1920-ban publikált fényképe)

A pálvölgyi barlangkutatóknak ezután leginkább az volt a célja, hogy a barlangot, melyet addig csak gyakorlott turisták közelíthettek meg, hozzáférhetővé tegyék az érdeklődő nagyközönségnek is. Először a régi bejárat alacsony nyílását kellett leásni, befalazni, majd ajtót szerelni rá. Így felesleges lett az új bejárat szűk hasadékán keresztül történő nehéz bejutás. Ezután szétrobbantották a barlang tágabb üregeiben összegyűlt kőtömböket, kitöltötték törmelékkel a hézagokat és végül ezeknek az üregeknek a talpát agyaggal kiegyengették. Ugyanez történt néhány folyosóban is, míg a lejtős járatokban a bennük heverő kőtömbökből építettek lépcsőket. Ezzel a barlang két legjelentősebb részét olyan állapotba hozták a Kőhídig és a Színházig, hogy azok veszély és nehézség nélkül városi ruhában megtekinthetők lettek. Az elkezdett munkát később a Magyar Amatőrök Országos Egyesülete folytatta. Kibérelte a barlangot a bányához tartozó épületekkel együtt és átvette a barlang kezelését. Ez az egyesület 1915-ben azzal a kéréssel fordult Budapest tanácsához, hogy a főváros tegye rendbe a barlangot és környezetét. Emiatt 1915. december 22-én bizottság járt a helyszínen Lóczy Lajos vezetésével. A helyszíni szemle alapján Lóczy Lajos szakvéleményt írt a fővárosnak.
Azóta eltelt néhány év úgy, hogy nem intézkedett Budapest ebben az ügyben. De ez idő alatt sem szünetelt a barlang kutatása. 1917-ben Lóczy Lajos javaslatára a főváros tanácsa elhatározta Budapest új, részletes földtani felvételét és ehhez a munkához kapcsolódóan tervbe lett véve Budapest barlangjainak tudományos kutatása. Lóczy Lajos vezetésével 1917 tavaszán meg lettek állapítva a kőbányák főbb mérőpontjai háromszögeléssel, melyek alapján Schréter Zoltán további méréseket végzett, majd elkészítette a kőbányák részletes térképét. Kadić Ottokár lett megbízva a Pál-völgyi-barlang részletes felmérésével, aki 1917–1918-ban, 35 nap alatt elvégezte a felmérést. A barlang bonyolult szerkezetére való tekintettel végezte a mérést egyszerű, de jól bevált eszközökkel (kompasszal és mérőlécekkel). A mérések adatai alapján készítette el a barlangot 1:100 méretarányban szemléltető, a barlang alaprajzát és szelvényeit ábrázoló térképet.
A Pálvölgyi barlang (Scholtz-barlang) Budapesten, a Budai-hegység Hármashatár-hegy csoportjának abban a részében található, amelynek Pálvölgy a neve. Itt a Látó-hegy és a Mátyás-hegy aljain évtizedeken át fejtették a felső eocén márgás mészkövet, ezért hatalmas kőbányák jöttek létre mindkét hegy oldalában. A Pál-völgyi-barlang a Látó-hegy aljába vájt nagy kőbánya D-i falában van. Sok hasadék van a kőbánya meredek falain. A hasadékok leginkább ÉK-i és DNy-i irányba húzódnak, de vannak más irányú repedések is, pl. olyanok is, melyek a rétegződés irányában keletkeztek a réteglapok meglazulása miatt. A barlang ezeknek a hasadékoknak a mentén jött létre a víz lúgozó hatása, a korrózió miatt. A függőleges repedésekből magas és keskeny, a rétegződés irányát követő meglazulásokból alacsony és széles folyosók lettek. Végül a hasadékok metszéspontjaiban kisebb-nagyobb termek alakultak ki. Nagy, csarnokszerű üregek nincsenek a barlangban. A barlang egyetlen nagyobb ürege a Színház nevű kupolás csarnok.

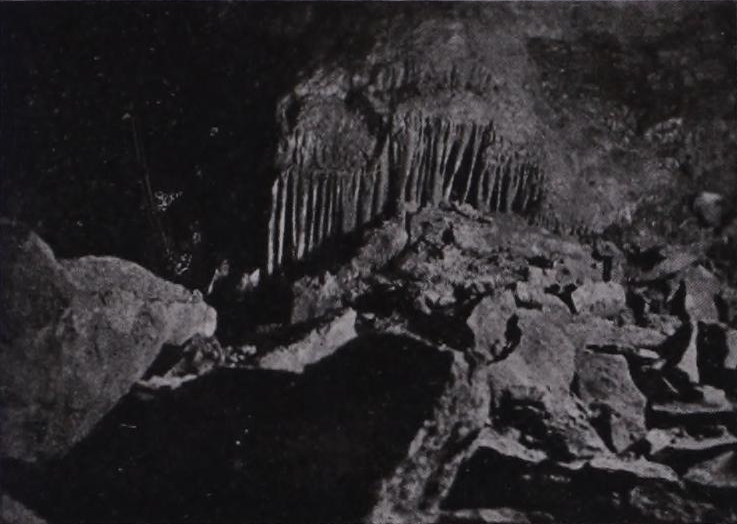
Pál-völgyi-barlang, Orgonasípok (Scholtz Pál Kornél 1920-ban publikált fényképe)

Mivel korróziós eredetű barlang, ezért nincsenek nyomai (kavics, homok, iszap) a folyóvíznek benne, ezek helyett kőomladék és barlangi agyag tölt ki néhány járatot és termet. Néhány helyen ezek a kitöltések a mennyezetig érnek és megnehezítik a barlangban történő közlekedést. Kőfejtéssel nyílt meg nemrég a barlang, ezért nem gondolható, hogy kitöltésében történelem előtti emberi és állati maradványok vannak. Csak helyenként találhatók benne cseppkövek és cseppköves bekérgezések. A barlang legtöbb részében nem fordul elő cseppkő. Aránylag egyenletes télen-nyáron a barlang hőmérséklete. Több helyen észlelhető légmozgás, ezért jó lenne a barlang levegőjét meteorológiai szempontból megvizsgálni. Ezek után a szerző áttért a barlang vázlatos leírására. A leíráshoz mellékelve lett a barlang Kadić Ottokár által 1918–1919-ben készített alaprajz térképe (amelyen fel vannak tüntetve a barlang részeinek elnevezései) azért, hogy a leírás jobban érthető legyen.
A Pálvölgyi barlangnak a pálvölgyi kőbánya meredek D-i falában, a Duna szintjétől 105 m-rel magasabban van a bejárata. A bejárat régen jelentéktelen vízszintes rés volt, amelyen nehezen lehetett keresztülbújni és a nagy kőtömbökön végigkúszva a barlangba jutni. Később kibővítették, fallal elzárták ezt a nyílást és jelenleg ajtó van a bejáraton. A bejáraton belépve alacsony kis üreg, a Bejárati terem található, amelynek eleje vízszintes terasszá van kiépítve. Ezen a teraszon napfényben lehet megszerezni a barlang által nyújtott első élményeket. Megfigyelhető, hogy a terem sárga és világosbarna mészmárgapadok között keletkezett. A mészmárgapadok rétegei DK-re 15°-ra dőlnek és emiatt az egész terem tetőszerűen végződik fent. Innen márgalapokból rakott kőlépcsők vezetnek egy 5 m-rel mélyebben elhelyezkedő, ugyancsak vízszintesre kiegyengetett talpszintű üregbe. Ezt az üreget az itt dolgozó kutatók Lóczy-teremnek nevezték el. Ez egy közepesen nagy, szabálytalan körvonalú, magasan és kupolaszerűen záródó üreg, amelyből több irányba lehet menni.

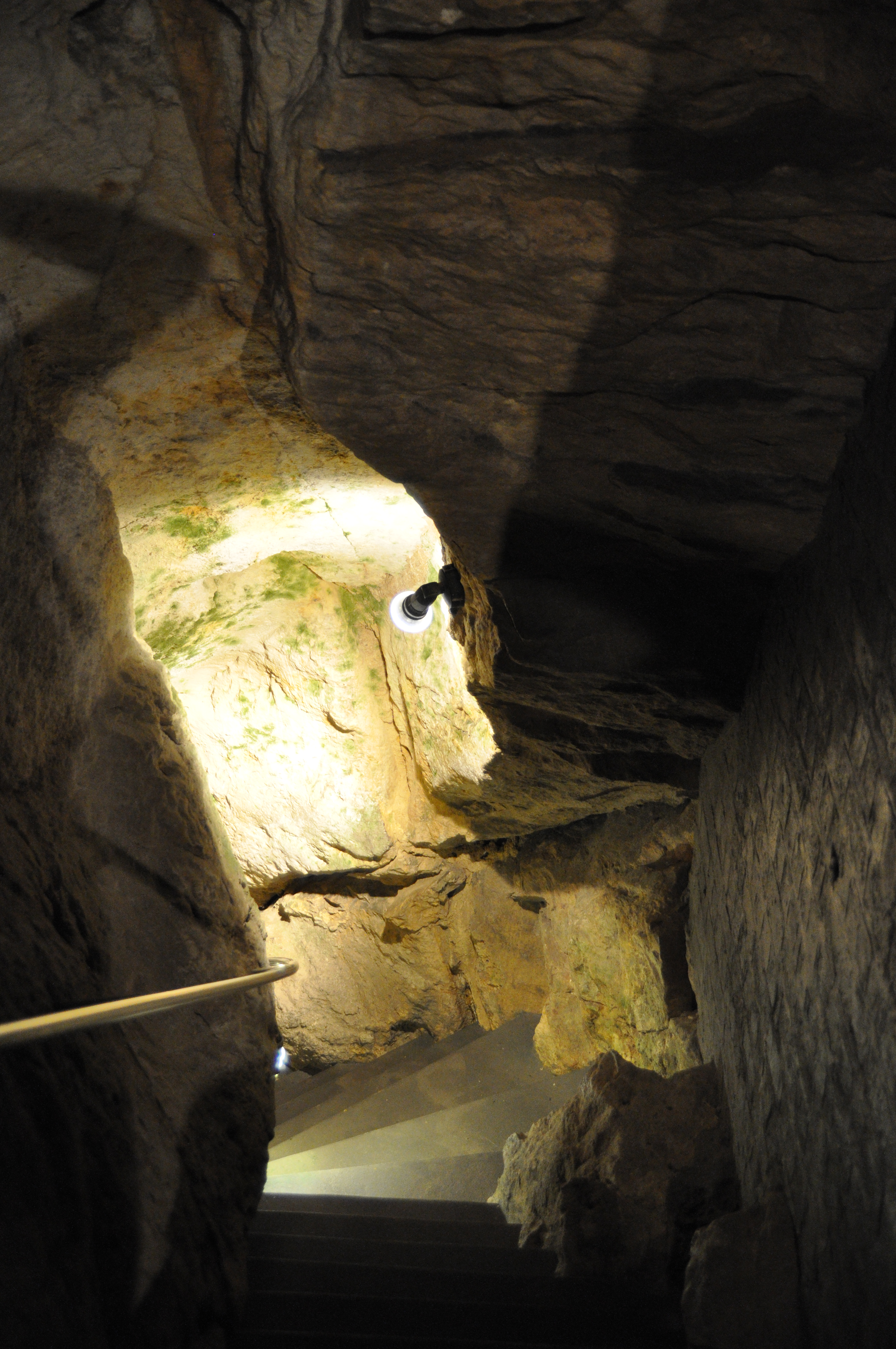
Részlet a barlang utcai ruhában járható részéből

A Bejárati-termet a Lóczy-teremtől a Ny-i falból kiszögellő sziklarész választja el. Ez alatt a sziklarész alatt közvetlenül kis nyílás tátong, amely kőfallal van körülrakva és egy nagyon bonyolult, kőomladékkal kitöltött barlangrészbe, a Kutyaszorítóba vezet. A Lóczy-terem ÉNy-i vége egy felfelé hajló hasadékban, a Meredek-hasadékban ér véget. Ennek a hasadéknak az alját 2 m magas kőfallal építették alá, hogy a felülről lehulló kőtörmeléket és laza agyagot feltartsa. Emiatt a hasadékba nehezen és nem veszélytelenül lehet felmászni. Omladék zárja el alacsony végét. A Lóczy-terem D-i sarkában, a bejárattal szemben lépcsők vannak, amelyek kőfalba vannak építve. A lépcsők szűk résen keresztül egy szomszéd üregbe, a később bemutatandó Nagykő-terembe vezetnek. Az említett kőfal mellett egy DK-i irányba tartó, 10 m hosszú és keskeny folyosó, a Felső lépcsős folyosó vezet meredeken a mélységbe. Ennek a folyosónak az eleje eredetileg nagyon alacsony volt, ezért 2,5 m magasságig felfaragták porhanyós málladékból álló mennyezetét, alját pedig kirakták kőlépcsőkkel.
A Felső lépcsős folyosón leereszkedve 18 m mélyen elhelyezkedő terembe lehet érkezni, amely két, egymással majdnem derékszöget bezáró folyosó metszéspontján alakult ki és ezért Keresztezésnek nevezhető. Ezt a termet két részre választja egy D-re kiugró vékony kőfal. Az egyik teremrész a Felső lépcsős folyosó tengelyében található és annak alját alkotja. Ennek a teremrésznek az ÉNy-i végében lépcsőkön lehet közlekedni, DK-i vége pedig vízszintesre van kiegyenlítve. A másik teremrész az előbbire merőlegesen, ÉK-i irányba húzódik. Ez egy szabálytalan körvonalú üreg, amelynek felfelé kanyarodik mészkőtörmelékes alja. Két ablakszerű nyílás figyelhető meg a két teremrész közötti sziklafal felső részében. A Keresztezés nevű teremből négy irányba lehet menni: ÉNy-ra (vissza az eddig bemutatott részekhez), DK-re, ÉK-re és DNy-ra.
DK-re ugyanabban a lejtős hasadékban folytatódik az út, amelyen idáig lehetett jönni. Kb. 12 m hosszú keskeny és magas folyosón, az Alsó lépcsős folyosón részben kőből rakott, részben a talajba vágott lépcsőkön leereszkedve egy 26 m mélyen lévő, hirtelen kiszélesedő, két üregből álló teremben, a Kettős-teremben találjuk magunkat. Ennek a teremnek első üregéből szűk hasadék halad egy mélyebben található és öblös üregbe, a Kápolnába, míg a másik üregből néhány, agyagba vájt lépcsőn lemenve a barlang első nagyobb üregébe, a Kőhíd-terembe érkezik a látogató. Ez viszonylag magas, de nem nagyon széles, hosszúkás, meredek falú üreg, amely DNy-ra 11 m hosszú, DK-re pedig 17 m hosszú, hátrafelé egyre szűkülő és vakon végződő folyosókkal bővül ki.
A lépcsőktől balra kb. 4 m mély gödör helyezkedik el, amelyet a fal mellett hosszú kőtuskó, a Kőhíd hidal át. Ezen át lehet menni a terem ÉK-i részében meredeken felfelé haladó, rögtön az elején elágazó és egészen a végén összekapcsolódó két folyosóba. A párhuzamosan húzódó folyosókat magasra felhalmozott nagy kőtömbök töltik fel, melyek között nagyon bonyolult a kúszás-mászás, ezért a barlangnak ezt a részét találóan lehet Labirintusnak nevezni. Az eddig bejárt barlangszakasznak Nagy körforgalom a neve, mert a vezető egy 8-as alakú úton kalauzolja végig a látogatót. De ezt az utat csak akkor lehet ilyen alakban megismételni, ha nagyon figyel a barlangban járó a kövekre festett jelzésekre, mert anélkül könnyen el lehet tévedni itt a sok útvesztő járatban.
A Keresztezéshez visszatérve ÉK-re lehet folytatni az utat. Látszólag vakon végződik ebben az irányban a terem, de jobbra, egy lecsúszott sziklatömb mellett, szűk nyíláson átbújva egy felfelé húzódó közepes terembe, a régi Előcsarnokba jut a látogató. Ez egy ÉK-i irányba húzódó, 12 m hosszú és viszonylag alacsony üreg, amely felső részében a Ny-i falból kiálló sziklarész miatt kissé összeszűkül, majd megint tág lesz, végül pedig egy 4 m hosszú és nagyon szűk repedéssel ér véget, amely a kőbányába vezet egy kis nyíláson keresztül. Ez volt a barlang bejárata egy ideig, de jelenleg le van zárva csapóajtóval. A Keresztezéshez megint visszatérve, a bejárás DNy-i irányban egy 24 m hosszú, alacsony és széles járatban, a Széles-folyosóban folytatható, amely Ny-ra egy oldalsó fülkével kibővül, D-re pedig szűk nyílással végződik. Az oldalfülke és a nyílás közötti kiugró részt szép, orgonasípokra emlékeztető cseppkövek díszítik. Ezt a jelenleg már megrongált cseppkőcsoportot Orgonának nevezték el a turisták. A folyosó alja részben agyaggal van kitöltve, részben pedig kisebb-nagyobb kőtömbökön kell átkúszni.
Az említett szűk nyíláson átbújva és egy falépcsőn leereszkedve 16 m hosszú, viszonylag tág terem következik, amelynek feneke alaposan vízszintesre van egyengetve. A terem legnagyobb része K-i irányba terjed és vakon ér véget. Az említett szűk nyílással szemben egy mélyebben húzódó, kőtörmelékkel teli üreg nyílik. ÉNy felé a terem két folyosóra ágazik, amelyek közül az egyik ÉNy-ra kanyarodik, a másik ellenben meredeken felfelé, a Színházba vezet. A terem K-i sarkában kis emelvény foglal helyet, amely annak a jele, hogy itt a turisták hangversenyezni szoktak. Ezért ennek a teremnek Kabaré lett a neve.
A Kabaréból ÉNy-i irányban a 6 m hosszú, lépcsőkkel ellátott Színházi-folyosón kell felfelé menni. A folyosó legmagasabb részére érve a látogató maga előtt látja a barlang leglátványosabb üregét, amelynek a barlang felfedezői a Színház nevet adták. Ez hatalmas csarnokszerű, 20 m hosszú, átlag 5 m széles és helyenként 12 m magas üreg, amelynek egységességét alsó részében egy közbülső nagy szikla töri meg. Ez alatt a szikla alatt lépcsőkön mélyebbre ereszkedve 10 m hosszú folyosóba lehet érkezni, amelynek túlsó végén nemrég még nagy sziklatorlasz, a Bástya állta el az utat. Az itt összegyűlt kőtömbök nagyobbik részét 1919-ben a barlangot járhatóbbá tévő kutatók távolították el, ezért manapság vízszintes kőpárkányról falépcsőkön lehet menni a később bemutatott Hosszú-folyosóig. A nevezett folyosó felfelé széles kürtővel kapcsolódik a nagy üreghez.
A Színház csarnokának ÉK-i részén a mennyezetről hatalmas sziklatömb nyúlik le, amely a Színház üregét ÉK-ről határolja. Ugyanitt, közel a mennyezethez nyílik a később bemutatott Cseppköves-folyosó. A Színházba régebben akár a Színházi-folyosóból, akár a Cseppköves-folyosóból sima és meredek falon kellett leereszkedni kötélhágcsón. Jelenleg a Színházi-folyosó felső végéből két hosszú falépcsőn kell lemenni a Színház aljára. Az eddig leírt barlangrészek rendbe vannak téve, ezekbe szokták vezetni az érdeklődőket. De a barlang nagyobbik része még természetes állapotban van, amelyet csak gyakorlott turisták keresnek fel.

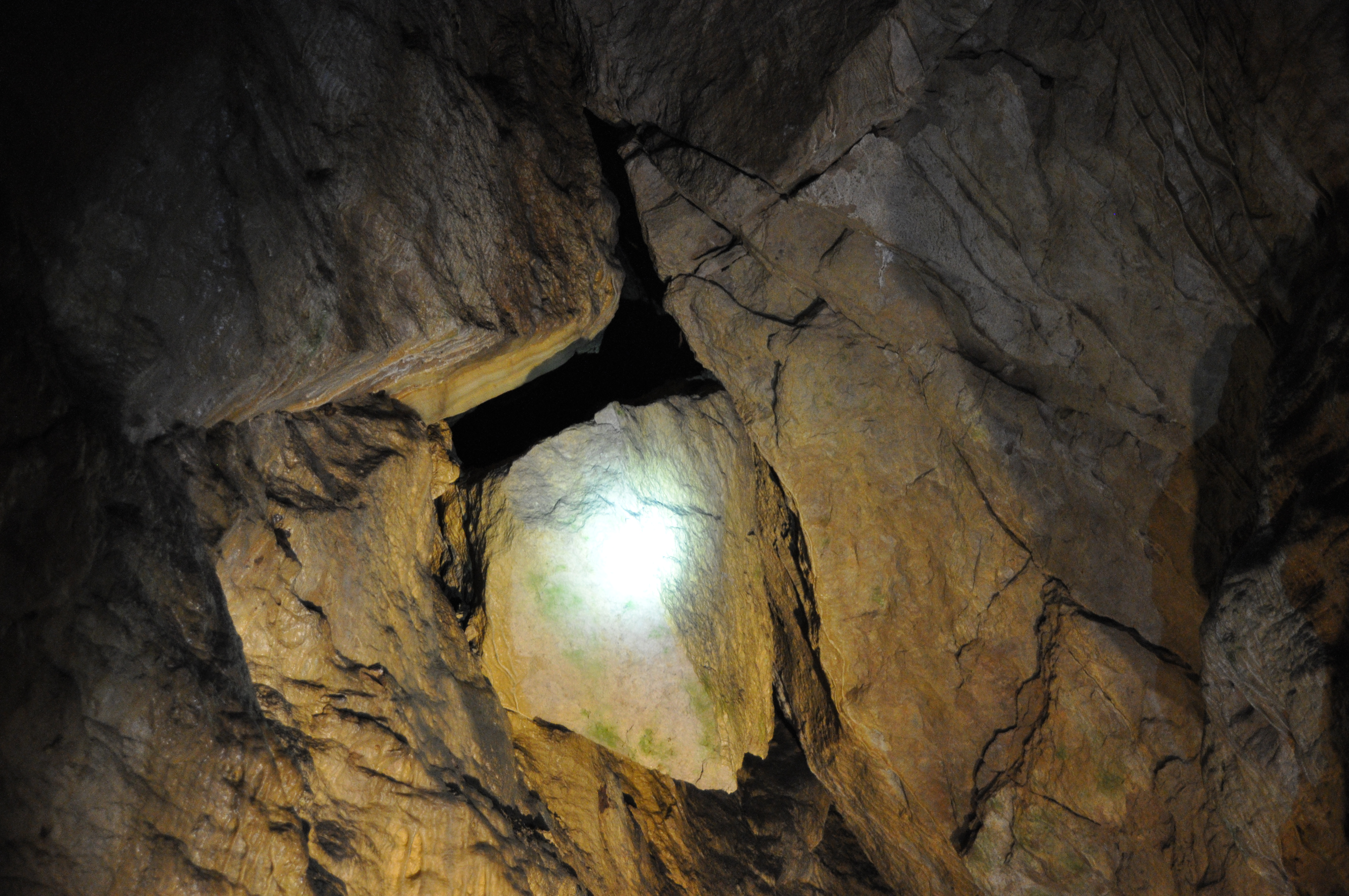
Részlet a barlang utcai ruhában járható részéből

Ide tartozik a Kabaré szűk nyílásával szemben található mély üreg is, amelybe leereszkedni rakott kőfalon kell. Ez egy DNy-i irányba húzódó, közepes nagyságú és megnyúlt terem, amelyet egy mélyebben és egy magasabban lévő részre oszt a közepén kiálló szikla. Ez a Szikla-teremnek nevezett üreg, amelynek elülső része lejtősen befelé dől és tele van dobálva kőtörmelékkel. Ennek a résznek a hátsó, alsó részében látható az említett sziklafal, amelyet jobbról megkerülve és a fal mellett kőtömbökön átcsúszva lehet a felső részbe jutni. A felső üreg hátulsó része után egy ugyancsak DNy-i irányban fekvő, 14 m hosszú, alacsony és szűk folyosó, a Hód-járat van. Ennek a folyosónak az utolsó 3 m-es részén hason csúszva kell átmenni és akkor egy majdnem K-i irányba tartó, 14 m hosszú keskeny üreg, a Keskeny-terem következik. Ez is összeszűkül hátrafelé, ezért a végén megint nagyon szűk lyukon kell átvergődni, amely után 16 m hosszú és keskeny folyosó járható be. Ennek alján két egymás mellett lévő agyagdomb van és ezért ezt a járatot Dombos-folyosóra lehet elnevezni. Ebből a folyosóból ÉK-re, 14 m hosszú és alacsony üregbe lehet bújni, amelyet alakja miatt Lapos-teremnek nevezett el Kadić Ottokár. A Lapos-teremben annyira összeér a mennyezet az aljzattal, hogy nem lehet tovább menni.
A Kabaréba visszatérve és az utat ÉNy-ra folytatva hamar elágazás következik. Az egyik ág Ny-ra egy rövidebb, a másik ÉNy-ra egy hosszabb folyosóhoz kapcsolódik. A rövidebb ág, a Színházi-folyosóval párhuzamosan haladó Mellék-folyosó, amely egy 8 m hosszú, alacsony és szűk járat. A folyosó hátrafelé kis nyílással fejeződik be. Ezen átbújva kerek, fülkeszerű üreg van, amely összefügg a Színház csarnokával egy nagyobb felső nyílással és egy kisebb alsó nyílással. A hosszabb folyosó 28 m hosszú és szabálytalanul futó járat, amely néhány egymástól elválasztott, de szűk résekkel és alacsony lyukakkal egymáshoz kapcsolódó üregből áll. Ez a folyosó kiszélesedik a végén és a Nagykő-terem alá nyúlik, ahonnan nagy kőtömbök között felfelé kapaszkodva a Nagykő-terem tekinthető meg. Ez a kényelmetlen járat tehát a Kabarét köti össze a Nagykő-teremmel és ezért ötletesen Összekötő-folyosó a neve.

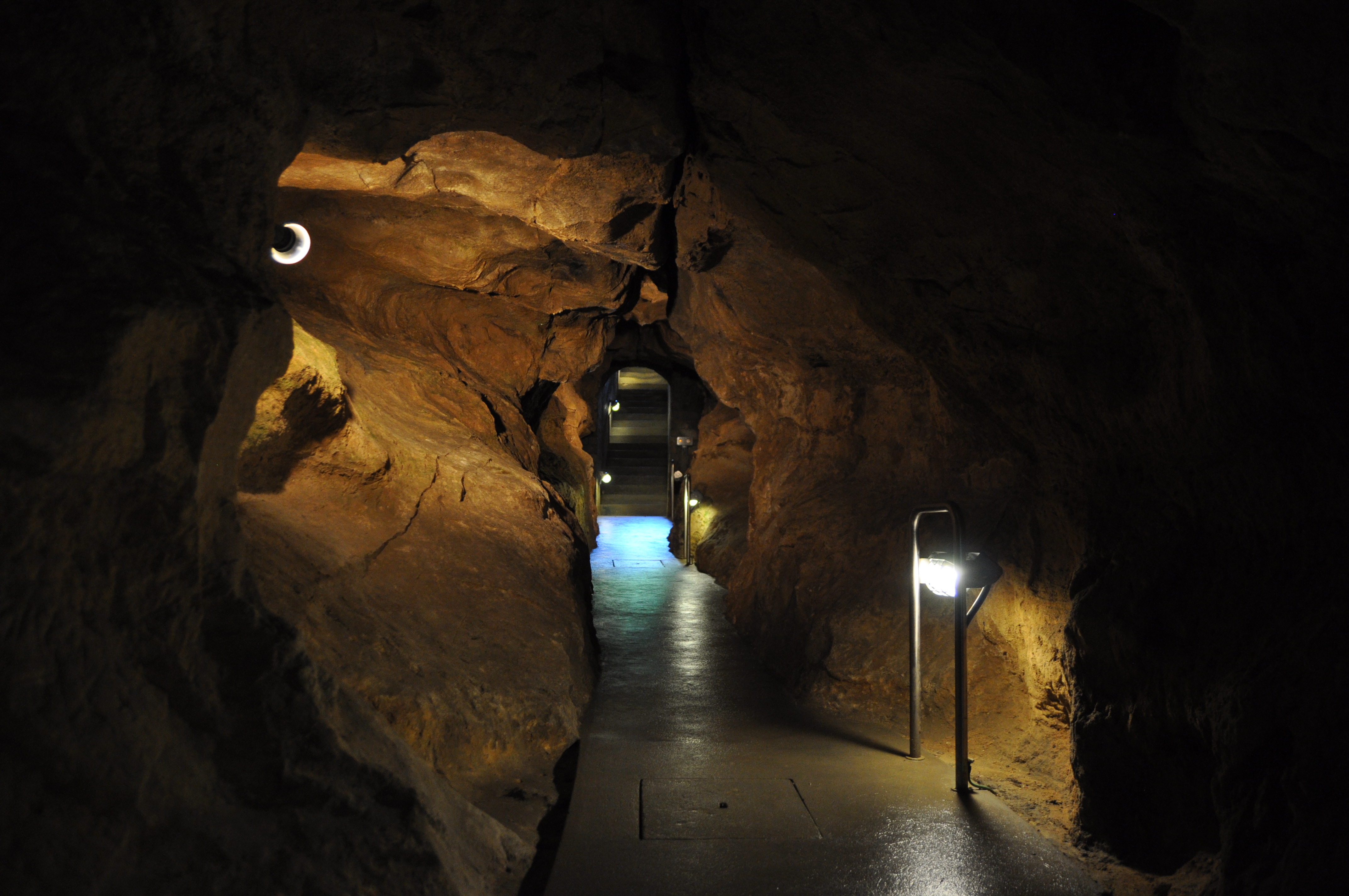
Részlet a barlang utcai ruhában járható részéből

A többi, nehezebben járható barlangrészhez a Lóczy-terem D-i szegletében lévő szűk hasadék visz. Ezen átbújva, majd agyagos lejtőn lecsúszva kisebb, szabálytalan körvonalú üreg van, melynek közepén hatalmas, lapos kőtömb figyelhető meg. Ez az előbb említett Nagykő-terem. Ennek a teremnek az É-i sarkában, a kőtuskók között, a teremnek nevet adó kőtömb alatt lévő alacsony üregbe lehet jutni, ahonnan néhány helyen hasoncsúszva, néhány helyen hajlott testtartásban haladva az Összekötő-folyosón keresztül a Kabaré helyezkedik el. A Nagykő-terem ÉNy-i részéből alacsony és 30 m hosszú folyosó, a Peti-folyosó ugyancsak ÉNy-i irányban, a most már jól kitágított Gizi-szoroson keresztül az Incelógó nevű helynél ér véget.
Az Incelógó 8 m mély szakadék, amelyet annak idején a Rádium-terem felfedezői terpesztámaszban traverzálva másztak végig. (Fröhlich Árpádnak, a Pannónia TE elnökének jegyzete: ez a traverzálás a Geológus-folyosón keresztül jelenleg is nehéz mászóteljesítménynek számít az ügyes sziklamászók számára.) Jelenleg egy oldalsó repedésen balra, kis létrán lehet eljutni a sáros, 8 m-es kéményhez, majd azon technikás mászással kell lemászni a mélységbe (rendes út). (Fröhlich Árpádnak, a Pannónia TE elnökének jegyzete: vagy pedig kötélen kell leereszkedni a szakadékba.) Az Incelógótól egyébként egy leginkább DNy-i irányban haladó, 40 m hosszú járat vezet a Scholtz-teremhez. Ennek a járatnak az elülső része magas és keskeny hasadék, amelyben leomlott kőtömbökön felfelé kapaszkodva a járat legmagasabban lévő részéhez, egy alacsony nyíláshoz visz az út. Ezt a turistáknak való utat legcélszerűbb Turista-folyosónak nevezni.

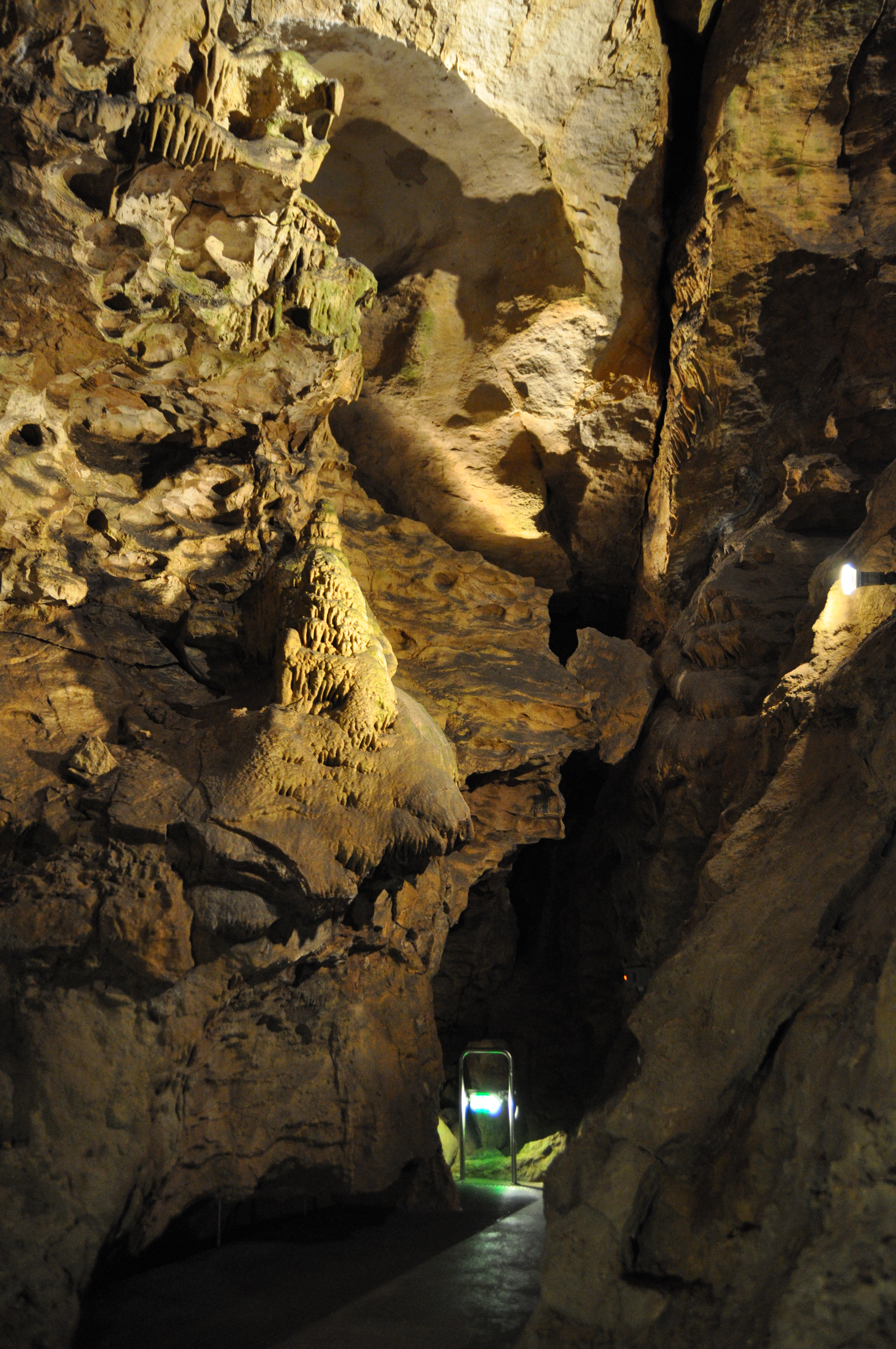
Részlet a barlang utcai ruhában járható részéből

Mielőtt a Turista-folyosóból balra, tehát DK-re folytatva lenne a bejárás, azelőtt kisebb nyíláson átbújva törmelékkel kitöltött, tág és lefelé menő üregbe, a Bagyura-terembe lehet kitérőt tenni. Ennek a teremnek a hátulsó részében lévő, szűk és 6 m hosszú járatban hason kell végigcsúszni. Így érhető el egy kicsi üreg, a Walter-terem. Innen indul egy 24 m hosszú, szűk és cseppkővel teljesen bekérgezett folyosó a Színház felé. Ez a már szóba került Cseppkő-folyosó, amely a Színház ÉK-i falában, a főte alatt nyílik. A Turista-folyosóba visszatérve és ebben folytatva a bejárást, először a már említett alacsony nyíláson kell átbújni, ahonnan tovább kényelmesen lefelé tartva közepes nagyságú üregbe, a Scholtz-terembe, vagyis a turisták híres Miczi termébe lép a látogató. Ez szabálytalan körvonalú és cseppkövekben gazdag terem, amelyben pihenni és ebédelni szoktak azok a barlangkutatók, akik a teljes barlang bejárására vállalkoznak.
Ebből a teremből megint többfelé lehet menni. DNy-ra szűk lyukon átvergődve 16 m hosszú és alacsony üreg következik, amely cseppkövekkel tele van. Ez a Cseppkő-terem, vagy ahogy a turisták becézik: Nusi-terem. DK-re egy fokozatosan alacsonyodó és enyhén lejtő, omladékkal majdnem egészen kitöltött, 26 m hosszú járat fekszik és vakon ér véget. Ez a turisták Pincéje, vagyis helyesebben a Pince-folyosó. A Scholtz-terem ÉNy-ra magas, széles és felfelé tartó folyosóvá válik, amelynek legmagasabb pontjához érve található a magas Erkély. Jobbra egy tág kürtő vezet a mélységben fekvő, később bemutatandó Rádium-terembe. Balra egy kis odúban van a barlang ivóvize, egy mindig vízzel teli, cseppköves kis medence, a Károly kútja. Ny-ra a folyosó folytatását képezi egy 44 m hosszú, keskeny és különböző magasságú hasadék, az Ötösök folyosója. Végighaladva ezen a hosszú folyosón és annak végét elérve van egy elágazás. A jobb oldali ág az eddigi irányban folytatódik. A bal oldali mély és szűk hasadék, amely először ÉNy-ra tart, majd É-ra kanyarodik és az előbbivel megint összeér. Ez a turisták Körforgalom nevű barlangrésze, amelynek traverzálva szokták megmászni bal oldali ágát.
Innen tovább szűk hasadék vezet a nagyon szaggatott kis üregbe, a Sarok-üregbe. Itt néhány m-nyi mélységbe leereszkedve ÉK-i irányba tartó, keskeny és magas hasadék érhető el. A hasadék az elülső alsó részében kiszélesedik és ezáltal alacsony termet képez, amelynek iszapos feneke van. Itt van a barlangban az egyetlen olyan rész, amelyben időnként állóvíz nyomai fedezhetők fel és ezért ezt az alacsony üreget Iszapos-teremnek nevezte el Kadić Ottokár. Ezután a hasadéknak az a szűk járata következik, amelyet Bekey Imre Gábor dinamitrobbantásokkal tárt fel. Ennek a járatnak Bekey-folyosó a neve. Ez kissé kibővül a folyosó végén és két párhuzamosan haladó rövid odúval ér véget. A hosszabb odú végén felülről leomlott törmelékhalom zárja le a további utat. A törmelékkúp felett fekvő betömött kürtő állítólag kiér a kőbányáig. Egyúttal itt van a barlang vége.

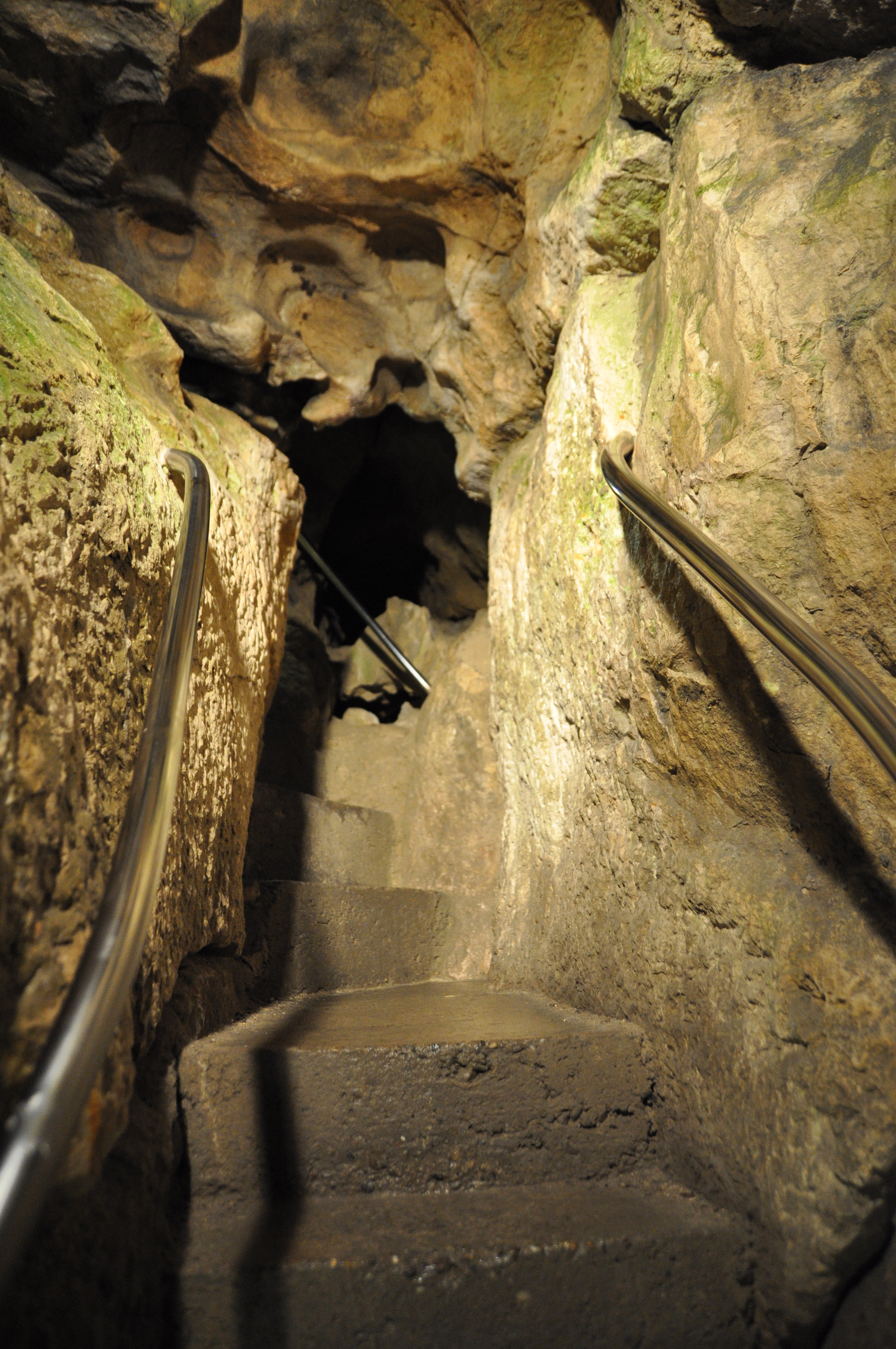
Részlet a Pál-völgyi-barlang kiépített részéből

A barlang legnehezebben megközelíthető és ezért a turisták által legkedveltebb szakasz a Radium-terem rész. Kötélhágcsó és biztosítás nélkül nem ajánlott megmászni ezt a szakaszt. A túra az Erkélynél kezdhető, ahonnan a tág akna falán kötélhágcsón (vagy kötélen) meredek és sima falon kell a tág aknában ereszkedni. (Fröhlich Árpádnak, a Pannónia TE elnökének jegyzete: ellenkező irányba, felfelé csak kötélhágcsó használatával lehet bejárni a kürtőt, szabad mászással nem.) Az aknafenéken már a Radium-terem alja van. Ez egy ÉK-i irányba haladó, 10 m hosszú és hajó alakú üreg, amelynek DNy-i része az akna torkához kapcsolódik, ellenkező vége pedig összeszűkül és 6 m hosszú mély hasadékban ér véget. Ebbe a szűk hasadékba dobott kő hosszú ideig tartó eséséből tekintélyes mélységre lehet következtetni. Ezen áttraverzálva és bal oldalt alacsony résen átbújva a Radium-teremhez hasonló, de annál kisebb, nagyon magas terem van.
Innen meredek falon, a Jordán-falon kötélhágcsón a magasba kapaszkodva és alacsony lyukon átbújva lefelé, a Jordán-terembe kell leereszkedni. (Fröhlich Árpádnak, a Pannónia TE elnökének jegyzete: kötélhágcsó nélkül csak jó mászóknak sikerül a Jordán-falon feljutni, amely a nehéz fizikai munka – 10–15 m-es nagyon meredek falon egy kötélen felhúzódzkodni – miatt, valamint a fal nedvessége és áthajlása miatt van.) A Jordán-terem a Rádium-teremmel egy szűk repedés miatt közvetlenül is összefügg. Azonban annyira szűk ez a repedés, hogy rajta alig lehet átvergődni. A Jordán-teremből egy szűkületen (Levélszekrény), majd 4 m magas falon, a Plökl-falon lemászva a 9 m hosszú Plökl-terembe, és innen nagy kőtömbökön felfelé kapaszkodva egy DK-i irányba húzódó, keskeny és nagyon magas hasadékba, a Geológus-folyosóba lehet jutni. Teremmé szélesedik a Geológus-folyosó ÉNy-i vége. Ebben a teremben (Omladék-terem) sok kőtömb van. A Geológus-folyosó ellenkező irányban lévő, DK-i vége keskeny folyosóvá alakul, amely 15 m hosszú és az Incelógóhoz vezet.
(Fröhlich Árpádnak, a Pannónia TE elnökének jegyzete: ellenkező irányban az Incelógótól a Geológus-folyosón át traverzálva lehet elérni a Plökl-terembe, a 4 m magas és különös alakú Plökl-fal előtti kőrakáshoz. A kőrakásra állva két könnyed lépéssel és egy erős felhúzódzkodással kell a fal tetejére lépni. De néhány lépés után újabb akadályhoz, a Levélszekrényhez ér a barlangjáró. Ennek a falnak a nyitott kéményén csak úgy lehet feljutni, ha egy balra található, nagyon lejtős kis párkányt bal állásnak felhasználva, jobb lábbal egy különös mozdulattal a falon tartózkodó alá korábban odaállt társa vállára rálép a turista, majd kidőlés közben elkap egy jó biztos fogást és azon feltolódik a felső ember.
Innen, miután társát felhúzta, aránylag nehéz mászással lehet feljutni a Jordán-terem feletti nyeregbe. 30 m-es kötelét kibontja a turista és befűzi az erre nagyon alkalmas lyukba, majd dublán ledobja a kötelet a nyereg másik oldalán lévő szűk kéménybe. A rövid kéményen le kell mászni és a még viszonylag enyhén lejtő falon (Jordán-fal felső része) a kötél segítségével elérhető egy szűk nyílás. Az esetleg fennmaradt kötelet itt rendbe kell tenni és le kell dobni, majd az abseilt bevéve óvatosan le lehet ereszkedni az egyre meredekebbé váló falon. 3 m-es szabad függés után elérhető a biztos talaj. Eddig tartott a lejövetel legnehezebb része. Innen egy keveset hason csúszva, majd egy szűk repedést jó állásokon terpeszben átmászva elérhető a Rádium-terem.)

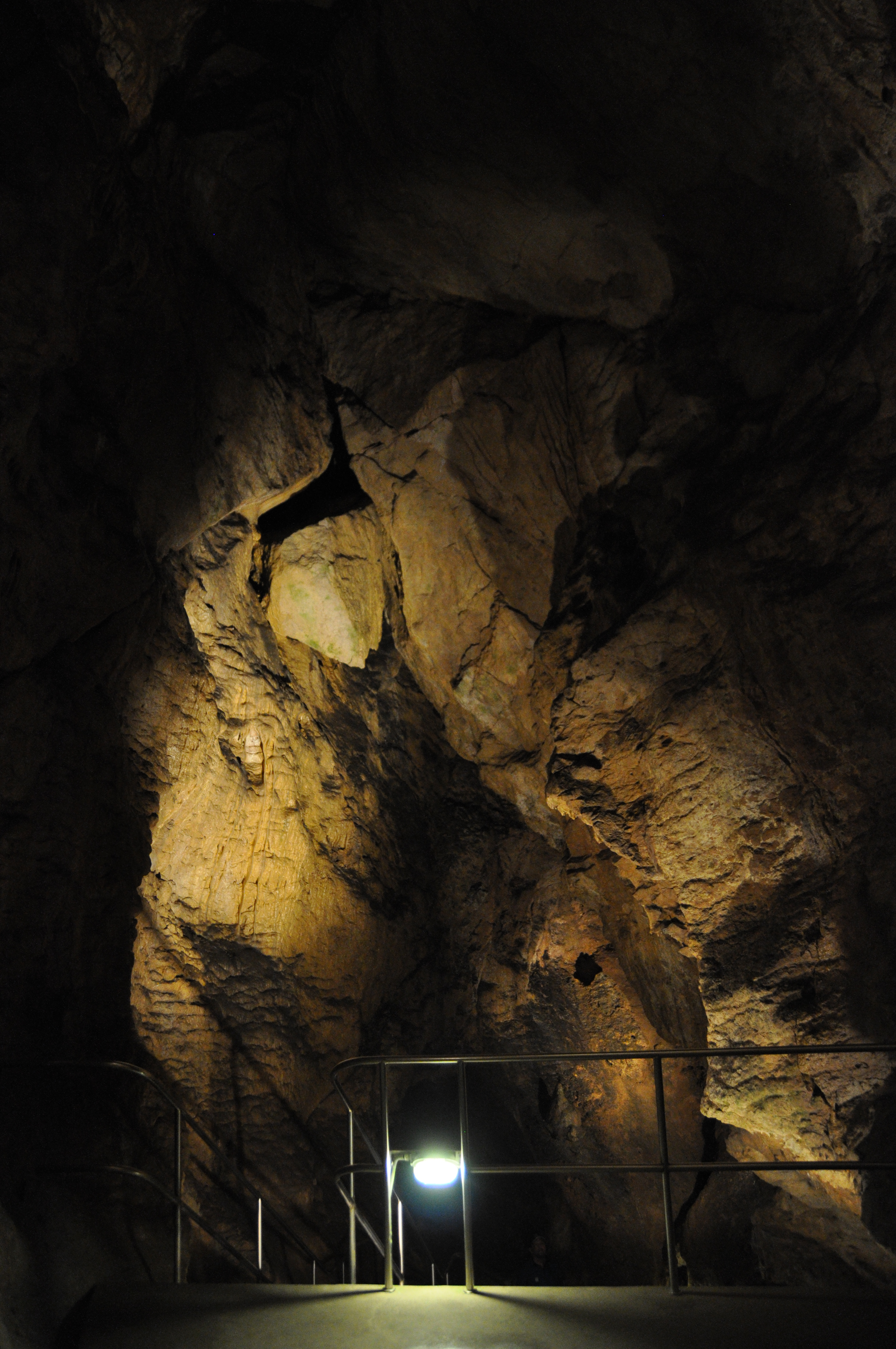
Részlet a barlang utcai ruhában járható részéből

A Geológus-folyosó felfelé magas kürtőbe, a Mozgókéménybe megy át, amelyen keresztül ki lehet menni a kőbányába terpesztámasztékban felmászva. Ez a legnehezebb mászóútja a barlangnak. Az Incelógónál a Geológus-folyosóból, a már említett szűk oldalhasadékon át lehet mászni a Turista-folyosóba. A barlangot bejáró azonban most inkább forduljon ehelyett jobbra és itt a Geológus-folyosót harántoló szűk és rövid hasadékba, a Kornél-kéménybe kell leereszkedni. Innen pedig egy DK-i irányba menő, 46 m hosszú és magas hasadékban, a Hosszú-folyosóban kell folytatni az utat. Ennek a folyosónak az elülső részében 6 m hosszú és nagyon szűk hasadékon, a Scholtz-próba nevű részen átvergődve tágabb rész következik, amelyben a Bástyáig kényelmesen lehet sétálni. Itt a már említett falépcsőn keresztül a Színházba jut a turista, majd innentől a már ismert úton végigmenve, a kőbányában fejeződik be a barlangtúra. A barlang 926 m hosszú. Egy egész nap kell a teljes barlang részletes bejárásához. A bejárás, ahogy az ebből a vázlatos leírásból is látható, rendkívül bonyolult és fárasztó, de nagyon érdekes és a maga nemében egészen különleges turistavállalkozást jelent.
A Pál-völgyi-barlang a Budai-hegység egyik, eddig nem a jelentőségének megfelelően kezelt, természeti látványossága, amelynek bonyolult és érdekes járatait Budapest nagyközönsége alig ismeri. Ennek egyik fő oka az, hogy még csak egy kicsi része járható a barlangnak, míg a barlang többi része csak gyakorlott turistáknak és sziklamászóknak tekinthető meg. Ami eddig történt a barlang feltárásának ügyében az lelkes természetkedvelők munkájának köszönhető, akik szorgalomból, anyagi támogatás nélkül és maguk végezték feltáró munkájukat. De ahhoz, hogy a barlang meg legyen nyitva és veszély nélkül látogatható legyen a barlangjárásban gyakorlatlan érdeklődők számára is, nagyobb áldozatok kellenek.
Alapos munkát kell végezni itt, mely leginkább abból állna, hogy a néhány teremben és folyosóban lerakódott barlangi agyag és kőtörmelék szabályosan el legyen helyezve. A túl magasra felhalmozódott talajrészeket le kell ásni, a nagy mélyedéseket pedig fel kell tölteni. Ezáltal kiegyenlítődnének az aljzat magassági különbségei. A meredek helyekre falépcsőket, a kevésbé meredek lejtőkre kőlépcsőfokokat kell építeni. Ahol a talaj apró kőtörmelékből és agyagból áll, ott nem nehéz a szabályozó munka, de olyan járatokban, ahol nagy kőtömbök vannak a talajon, ott nehéz kőmunka szükséges. Ezeken a helyeken a lehullott kőtömböket először robbantással és szétzúzással fel kell darabolni, majd csak azután következhet a kődarabok szabályos elrendezése és agyaggal betakarása.
A barlang járhatóságának könnyítése miatt végzett munkánál még arra is figyelni kell, hogy érintetlenek maradjanak az üregek természeti szépségei és felesleges változások ne történjenek a munkálatok során a barlangban. A munka csak a felhalmozott anyagok tervszerű elrendezéséről szóljon. A barlang szilárd kőfalait érintetlenül kell hagyni, ami könnyen megvalósítható, ha a munka megfelelően van irányítva. Elég, ha egyelőre a főjáratok vannak rendezve és a nagyközönségnek megnyitva. A nehezebben járható mellékjáratokat azonban jelenlegi állapotukban kell hagyni a sziklamászó turistáknak, azok speciális igényeinek kielégítésére. A Lóczy Lajos által írt szakvélemény szerint, amelyet Budapest tanácsának emiatt az ügy miatt készített, alkalmas a barlang és környéke arra, hogy a főváros lakosságának látványossággal, kirándulóhelyül és a sportolás egyik központjaként szolgáljon.

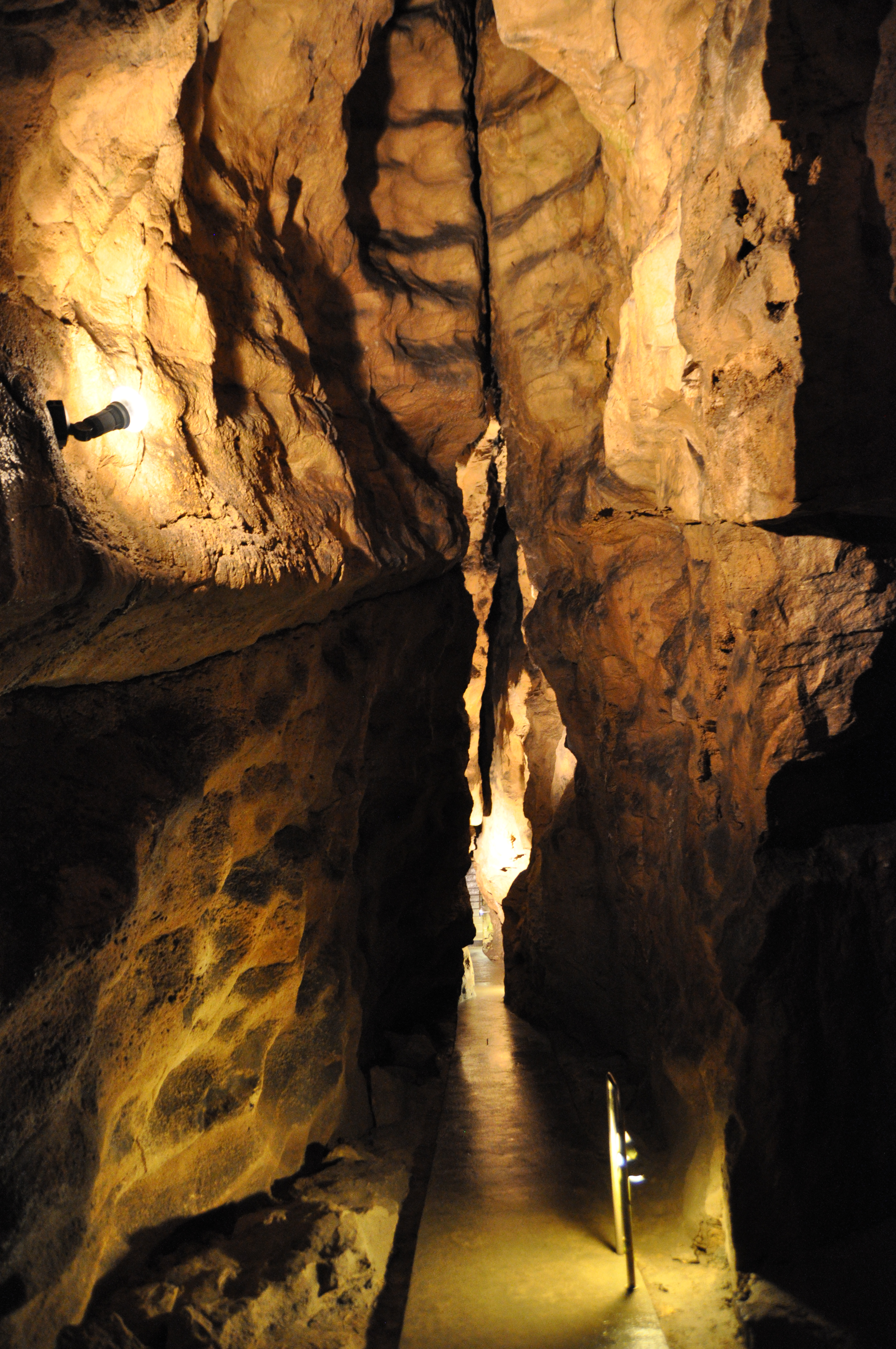
Részlet a barlang utcai ruhában járható részéből

Ennek megvalósulásához azonban Lóczy Lajos szerint alapvető átalakítások kellenek, pl. a barlang könnyebb és kellemesebb megközelítése, ültetvények telepítése és felszíni területrendezés. A barlang és környezete olyan átalakításban lehet legjobban érdekes bemutatóhely, amely kiterjed a teljes kőbányára és környezetére. Más városok példáját alapul véve az elhagyott kőfejtőt növényhonosítással, mészkőhegységekre jellemző virágú és fás flóra ültetésével széppé lehet varázsolni. A barlangba be lehetne telepíteni a barlangi sötétséget kedvelő állatokat. A városi vízvezeték segítségével a barlang egyik tág csarnokában medencét kellene kialakítani és azt élővízzel, vagyis lefolyással ellátni. Alapul lehetne venni a szirakúzai elhagyott antik kőfejtőket, amelyek be vannak fásítva és a nemzetközi idegenforgalom látványosságai.
A pál-völgyi kőfejtőt és az abból nyíló barlangot a fővárosi állatkert külső, hegyvidéki telepévé szervezve, az tényleg az egyik látványossága lehet Budapestnek. Ez a főváros lakóit az eddiginél jobban fogja vonzani a hegyek közé és tanulságos szórakozó helye lesz a fiataloknak. A javasolt változtatások megvalósításához nem kell nagy befektetés (abban a keretben, amit az ottani városrész nemsokára bekövetkező, elmaradhatatlan rendezése is szükségessé tesz). Először a barlanghoz vezető utakat kellene rendbehozni és befásítani. A barlang eddigi feltárásában és rendbetételében, mint már említve volt, több lelkes turista és a barlang egykori őre szerzett kiváló érdemeket. A fentebb leírt feladatok végrehajtására 1915-ben vállalkozott a Magyar Amatőrök Országos Egyesülete, amely átszerveződött 1918-ban Pálvölgyi Barlang Társasággá. 1919-ben pedig ennek a társaságnak néhány tagja összefogott a háborúból visszatért barlangkutatókkal és a Pannónia Turista Egyesületen belül barlangkutató szakosztályt alapítottak, amelynek célja Magyarország barlangjait bejárni. A szakosztály sok feladata közül az elsők közé sorolta a Pál-völgyi-barlangnak és kőbányájának rendbetételét, majd az elmúlt évben elkezdte a munkát.
Kadić Ottokár kívánta, hogy a következő évek végre rendezettebb viszonyt hozzanak és lehetőség nyíljon arra, hogy Lóczy Lajos szép terveit megvalósíthassa a szakosztály. A barlang végleges rendezése nemcsak a szakosztályon, hanem a főváros és a nagyközönség anyagi és erkölcsi támogatásán is múlik. Ezért a magyarországi barlangkutatás ügyében, és főleg a Pál-völgyi-barlang érdekében a főváros illetékeseihez és a főváros művelt közönségéhez azzal a kéréssel fordul a szakosztály, hogy a szakosztály törekvését szíves érdeklődésükkel, a barlang látogatásával és esetleges adományokkal támogassák. A szakosztály vezetősége szívesen nyújt útbaigazítást a barlang látogatásához (Pannónia Turista Egyesület Barlangkutató Szakosztálya, III. kerület, Szépvölgyi utca 82.). A barlang az újlaki templomnál található villamosmegállótól (7-es, 11-es, 65-ös villamos) 25 perc alatt érhető el a Szépvölgyi úton (fehér-zöld-fehér turistajelzés). A barlang bejáratánál menedékkunyhó van, ahol a látogató vezetőt és védőruhát kap. Kedd és péntek kivételével bármely nap látogatható. A szokásos útvonalakra személyenként 5 korona a belépődíj.

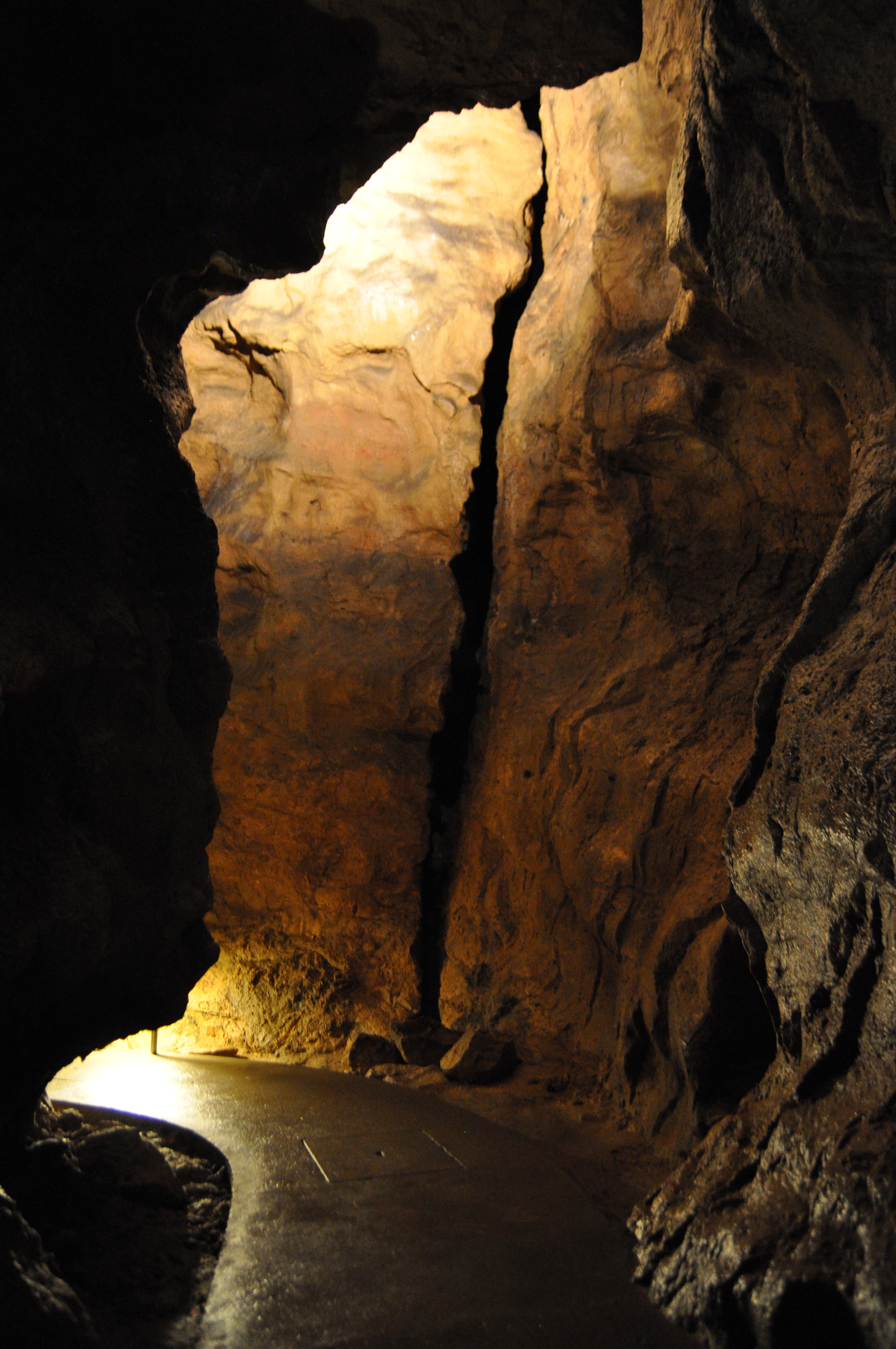
Részlet a barlang utcai ruhában járható részéből

A most következő – ruházat, felszerelés és sziklamászások nevű – részeket Fröhlich Árpád, a Pannónia TE elnöke írta. Ruházat, felszerelés: a barlangban végzendő sziklatúrákhoz legjobban megfelel a nagyon erős vitorlavászonból készült teljes ruha, melynél a zubbony és a nadrág egybe van varrva, mint pl. a kazántisztítók vagy a kéményseprők ruhája. Kalap helyett legjobban megfelel a szintén vitorlavászonból készült keskenyernyőjű sapka. Persze akinek nincs ilyen, bármilyen ócska, rossz ruha megfelel. Lábbelinek mindenképp szöges bakancsot kell használni, mégpedig ritkán elhelyezkedő szögekkel. Csak a sarkon és az orron legyenek sűrűn a szögek. Jobb a fonott kötél, mert a sodrott kötél átnedvesedik a barlangban és nagyon kemény lesz, gyűrűzik. Gyűrűsszög vagy kötélgyűrű nem nagyon kell. Ha vezető nélkül megy le a látogató az általa még ismeretlen barlangba, akkor ajánlott előzetesen tájékozódnia a barlang alakjáról, vázlatot készítenie az É-i irány megjelölésével a barlang alaprajzáról és iránytűt vinnie magával. A karbid a legmegfelelőbb világítóanyag, mégpedig erős bányászlámpákban használva, de ilyenkor is ajánlott tartalékba egy szál gyertyát és egy doboz gyufát vinni arra az eshetőségre, ha kialszik vagy elromlik útközben a lámpa.
Sziklamászások: a pálvölgyi barlangok leginkább kémény- és repedésmászás gyakorlására alkalmasak. Simaságuk, nedvességük és sárosságuk annyira megnehezítik a sziklákon a mászást, hogy csak nagyon óvatosan lehet falat mászni bennük. Biztos, jó fogást csak a friss repedések és törések, esetleg cseppkőképződmények vagy cseppkővel bevont (cementált) kisebb-nagyobb kődarabok nyújtanak. Általában a fogások és az állások teljesen simák és kifelé lejtenek, ezért kevés biztonságérzetet nyújtanak. Ennek ellenére azonban nagyon érdekes és szép mászótúra a Pálvölgyi barlangban (Scholtz-barlang) a Rádium-terem, a Mozgókémény, a Gilly-kapu, a Scholtz-próba és a Kornél-kémény.
A dolgozatba bekerült 11 fekete-fehér fénykép, amelyek bemutatják a barlangot. Az első képen a barlangban lévő Színház-terem látható (Silberer Nándor fényképe). A másodikon a barlangban lévő Orgonasípok figyelhetők meg (Scholtz Pál Kornél fényképe). A harmadikon a pálvölgyi kőbánya környéke van megörökítve (Silberer Nándor fényképe). A negyediken az Ötösök-folyosóján lévő Hefty-kürtő szemlélhető meg (Bekey Imre Gábor fényképe). Az ötödiken a Jordán-fal van bemutatva (Bekey Imre Gábor fényképe). A hatodikon a Bekey-folyosó bejárata látható a robbantás után (Bekey Imre Gábor fényképe). A hetediken a Bekey-folyosó figyelhető meg (Bekey Imre Gábor fényképe). A nyolcadikon a Rádium-terem van megörökítve (Bekey Imre Gábor fényképe). A kilencediken a Színház nagy sztalagmitja szemlélhető meg (Bekey Imre Gábor fényképe). A tizediken a Plökl-fal felé vezető omladékút látható (Bekey Imre Gábor fényképe). A tizenegyediken a Rádium-terem Hefty-falán lógó három fiatalember figyelhető meg (Csepcsányi Tibor fényképe).

### 1921–1933

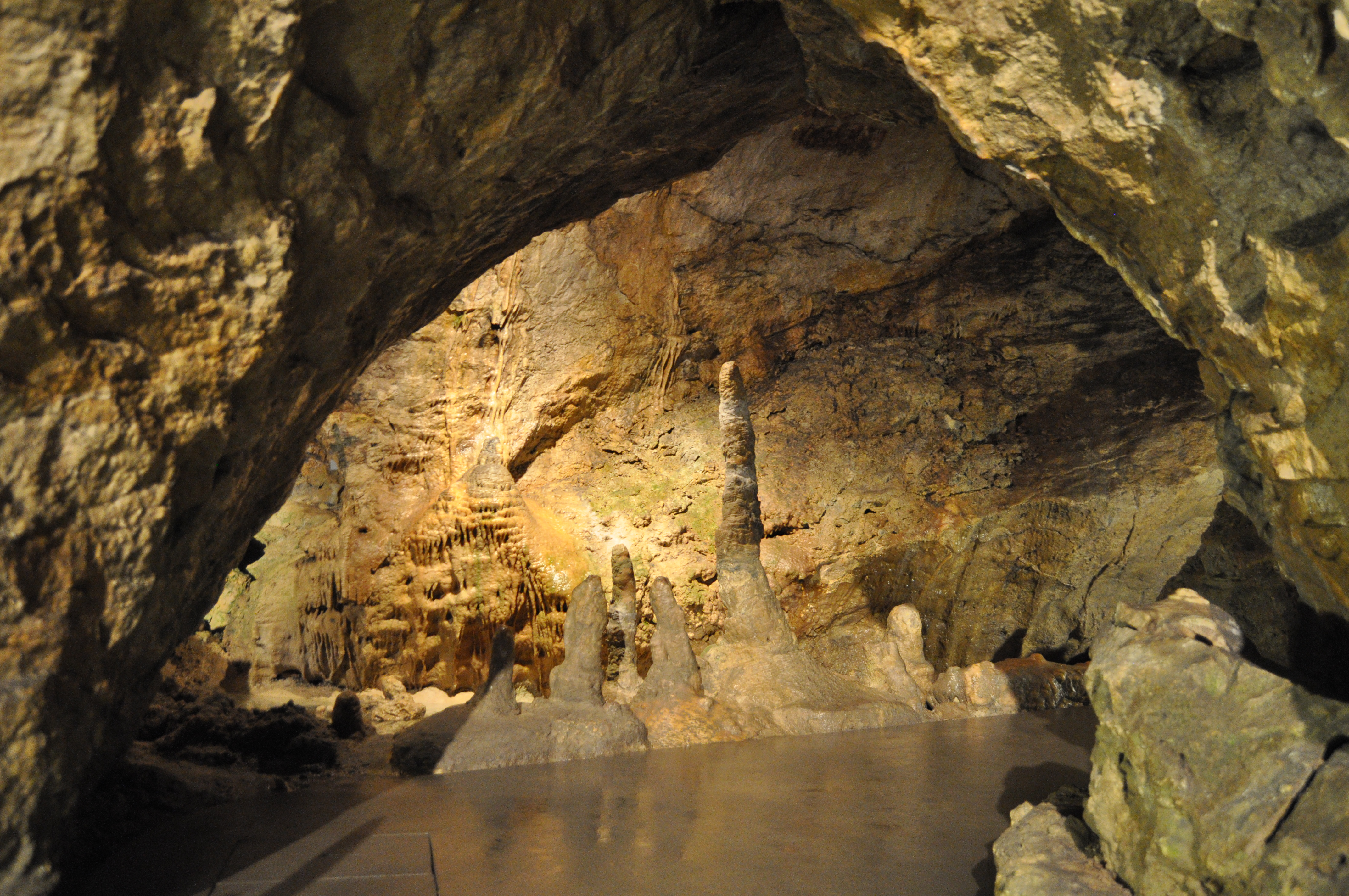
A barlangban található Hófehérke és a hét törpe nevű sztalagmitcsoport

Az 1921. évi Barlangkutatás szerint Kadić Ottokár, a Magyarhoni Földtani Társulat Barlangkutató Szakosztályának 1921. február 26-án tartott szakülésén, A Pálvölgyi barlang fölmérésének eredményei címmel ismertette az 1918. és 1919. években, a Pál-völgyi-barlangban végzett tanulmányainak eredményét. Egyúttal bemutatta a részletesen felmért barlang alaprajzát és metszeteit. A Pannónia Turista Egyesület Barlangkutató Szakosztályának 1921. évi tevékenysége főleg a Pálvölgyi-barlang karbantartása és rendbetétele volt. A Hód-járat előtt található nagy sziklatömböt a szakosztály tagjai lebontották és az így nyert kövekből a Sextagon felé lépcsőket építettek. A Sextagont és a Peti-folyosót összekötő járat elején lerakódott barlangi agyagot kiásták, ezért itt egy kis terem jött létre.
Ebben az évben is folytatta Marczell György meteorológus a barlang meteorológiai viszonyainak megfigyelését. Kadić Ottokár (Tasnádi Kubacska András és a szakosztály tagjainak segítségével) ebben az évben felmérte a pál-völgyi kőfejtő udvarát, majd elkészítette a kőfejtő részletes térképét. A térképen jól láthatók a pál-völgyi barlangok bejáratai, hasadékai és az itt feltárt rétegek tektonikai és rétegtani viszonyai. A szakosztály (ezen kívül) a barlang előtti terület lejtős részeit befásította, rózsabokrokkal és dísznövényekkel ültette be. A szakosztály a barlang iránt érdeklődő közönség számára, ünnep- és vasárnapokon fenntartott ügyeletes vezetőszolgálatot. A barlangot 1921-ben is sok iskola, egyesület és intézet látogatta meg. A 3000-et meghaladta a látogatók száma. Külföldiek közül 42 olasz, 14 német, 2 svájci és 1 norvég járt a barlangban.

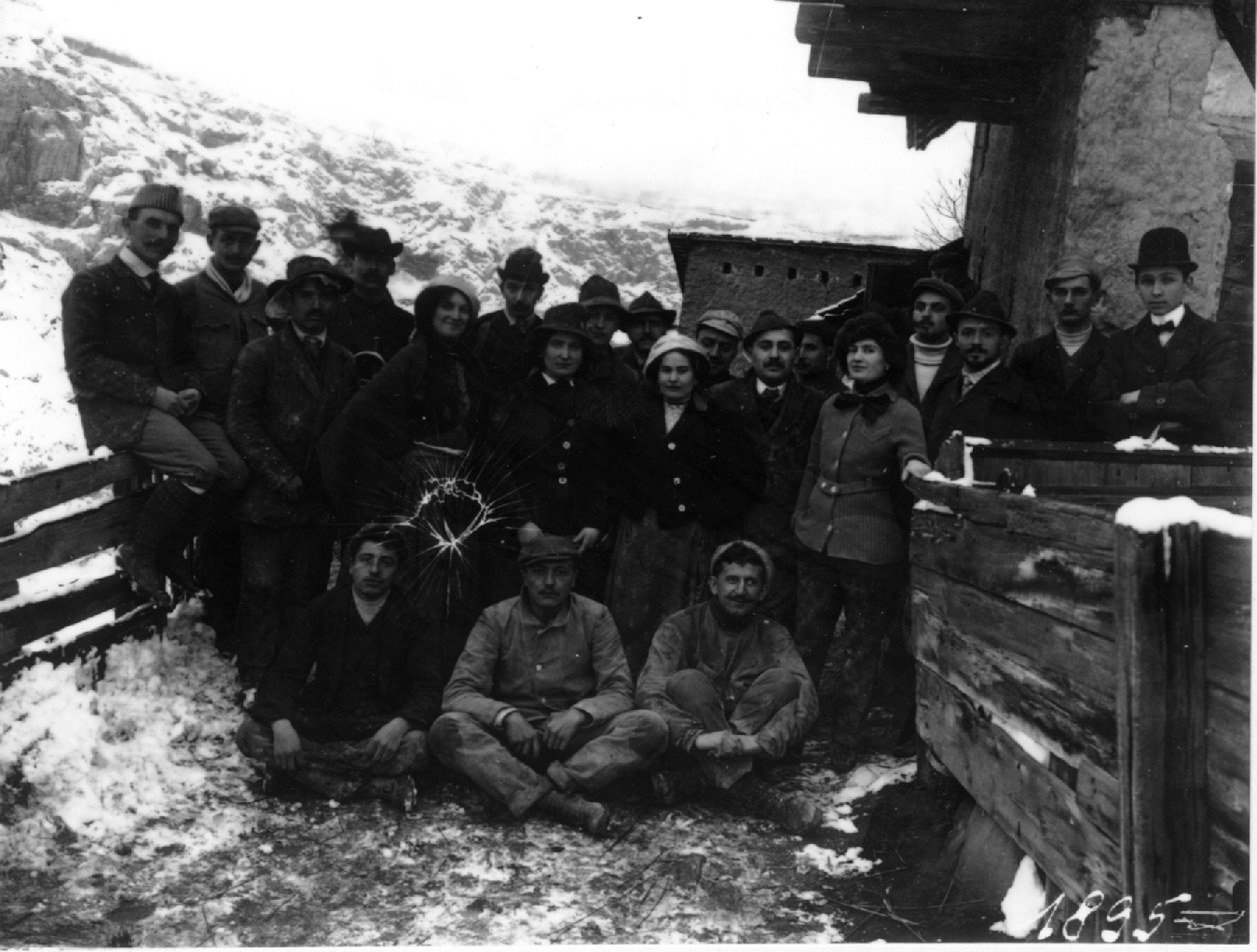
Kirándulók a pál-völgyi kőfejtőben lévő bányaőrháznál 1910-ben (Bekey Imre Gábor fényképe)

Az 1922. évi Hidrológiai Közlönyben kiadott, Scherf Emil által írt tanulmányban az olvasható, hogy a Budai-hegységben, a Pál-völgyi-barlangban látottak alapján Scherf Emil úgy képzeli el a karsztvízjárat-kialakulás első fázisát, hogy a diszlokációs hasadékok mentén feltört hévizek a hasadék mellékkőzetét az idők folyamán átkristályosították, azaz laza kristályporrá változtatták, amelyet később a keringő karsztvizek a kristálypor nagy viszonylagos felülete miatt könnyen feloldhattak, talán elvihették mechanikailag is. A Pál-völgyi-barlangban, amely a Szépvölgyi úttal párhuzamos és arra merőleges diszlokációs hasadékoknak köszönheti kialakulását, jelenleg is vannak még olyan részek, amelyek a diszlokációs vonal mentén feltört hévizek által elváltoztatott kőzettel (bryozoás márga) vannak kitöltve.
Az 1922–1925. évi Barlangkutatásban megjelent, Kadić Ottokár által írt jelentésben, amely a Magyarhoni Földtani Társulat Barlangkutató Szakosztály 1925. január 31-én tartott évzáró gyűlésén felolvasott jelentés kivonata, meg van említve, hogy 1924-ben Tasnádi Kubacska András és Véghelyi Lajos megtalálták a Pálvölgyi barlangban a kis patkósdenevér (Rhinolophus hipposideros) és a hegyesorrú denevér (Myotis oxygnathus) denevérfajokat. Az 1924-ben megjelent, Budapest Duna-jobbparti környéke című kiadványban majdnem ugyanaz lett publikálva a Pál-völgyi-barlanggal kapcsolatban mint az 1920-ban kiadott útikalauzban. Az 1924-ben napvilágot látott könyv szerint a Pál-völgyi-barlang az újlaki templomtól (a villamosmegállótól) 25 percre van (zöld és sárga jelzésű turistaút). A könyvben csak az van említve a belépődíjjal kapcsolatban, hogy belépődíjat kell fizetni a barlang megtekintéséhez.
A Pannónia Turista Egyesület Barlangkutató Szakosztálya 1924-ben, nehéz munkával és nagy költséggel cserélte ki vaslépcsőre a Pálvölgyi-barlang Színház nevű termébe vezető két elkorhadt, régi falépcsőt. Ezért a barlang utcai ruhában is bejárható lett a Bástya nevű részig. Emellett a szakosztály tagjai állandóan javítgatták a barlang útjait és lépcsőit, illetve vezették a látogatókat. Ez a lelkes munka az egyik fő oka annak, hogy évről-évre fokozódik a látogatók érdeklődése a barlang iránt. 1924-ben 2297-en tekintették meg a barlangot. Ez azt jelenti, hogy többen látogatták meg 1924-ben a barlangot, mint előző évben. Budapestnek ez az érdekes természeti látványossága magára vonta a legmagasabb körök figyelmét is. Ugyanis a barlangot 1924. október 26-án Rakovszky Iván, Bethlen István és a miniszterelnök neje is meglátogatták.

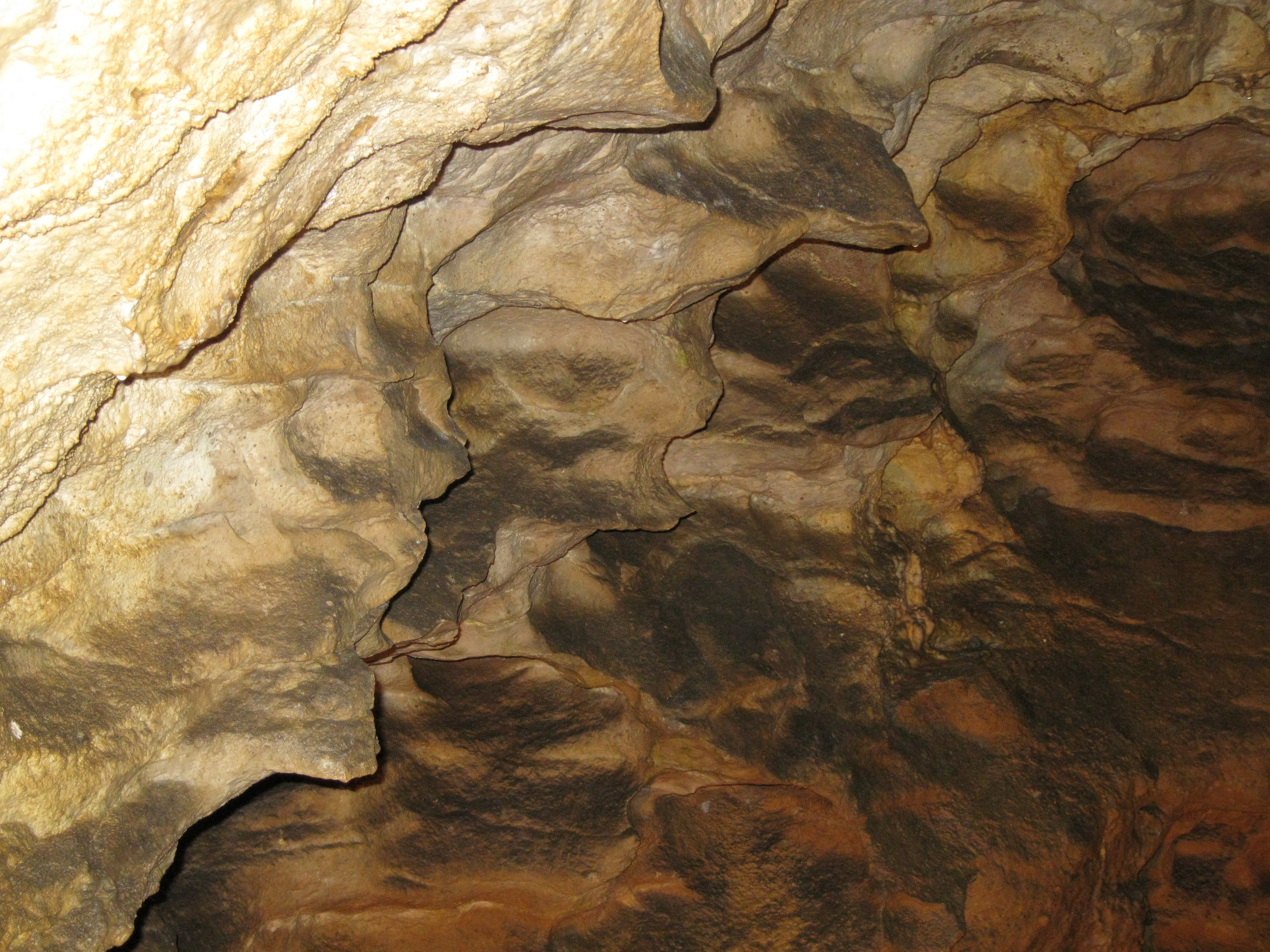
A barlangban megfigyelhető oldott formák

Az 1925. évi Földrajzi Közleményekben lévő, Cholnoky Jenő által írt elnöki megnyitóban az olvasható, hogy a Pál-völgyi-barlang egész rendszere arra utal, hogy benne először felülről lefelé mozgott a víz, és normális karszterózióval vájta ki a barlang bonyolult üregeit. De később megváltozott a barlang hidrológiája és a barlangot travertínóval töltötte ki az alulról jövő meleg víz. A travertínó kitöltésben csodálatos, finom megtartású, mediterrán kori tengeri kagylók találhatók, pedig a barlang a pliocénnél régebben nem alakulhatott ki. A pliocén sivatagkorban volt a hegység elkarsztosodva. A pleisztocénben törhetett csak fel a melegforrás és a fosszíliák kétségtelenül felülről kerültek bele a melegforrások tölcsérjeibe a mészkövet takaró mediterrán üledékből. Ma már azon a vidéken semmi nyoma sincs ennek az üledéknek. A melegforrások kitörésének megszűnése után megint megfordult a barlangrendszer hidrológiája. Jelenleg ismét víznyelőbarlang. Tehát először víznyelő, aztán vízöntő, és jelenleg megint víznyelő a barlang. Azt nem lehet tudni, hogy miért. Azt sem lehet tudni, hogy milyen mozgás történt a barlang környékén.
Az 1926. évi Barlangvilágban lévő hivatalos jelentésekből az tudható meg, hogy a Magyar Barlangkutató Társulat választmánya által felkarolni akart, Magyarországon lévő három barlang egyike a Pálvölgyi barlang. Már magában az a körülmény, hogy ez a barlang Budapest szélén helyezkedik el, arra kötelezi a társulatot, hogy megkülönböztetve kezelje a barlangot. A Pálvölgyi barlangot a Pannónia Turista Egyesület Barlangkutató Szakosztálya kezeli és bérli. A szakosztály a barlang néhány részét rendbehozta és a látogatók számára hozzáférhetővé tette, ezért a társulatnak a barlanggal kapcsolatban csak az a feladata, hogy tudományosan kutassa a barlangot és elkészítse a barlang monográfiai leírását.

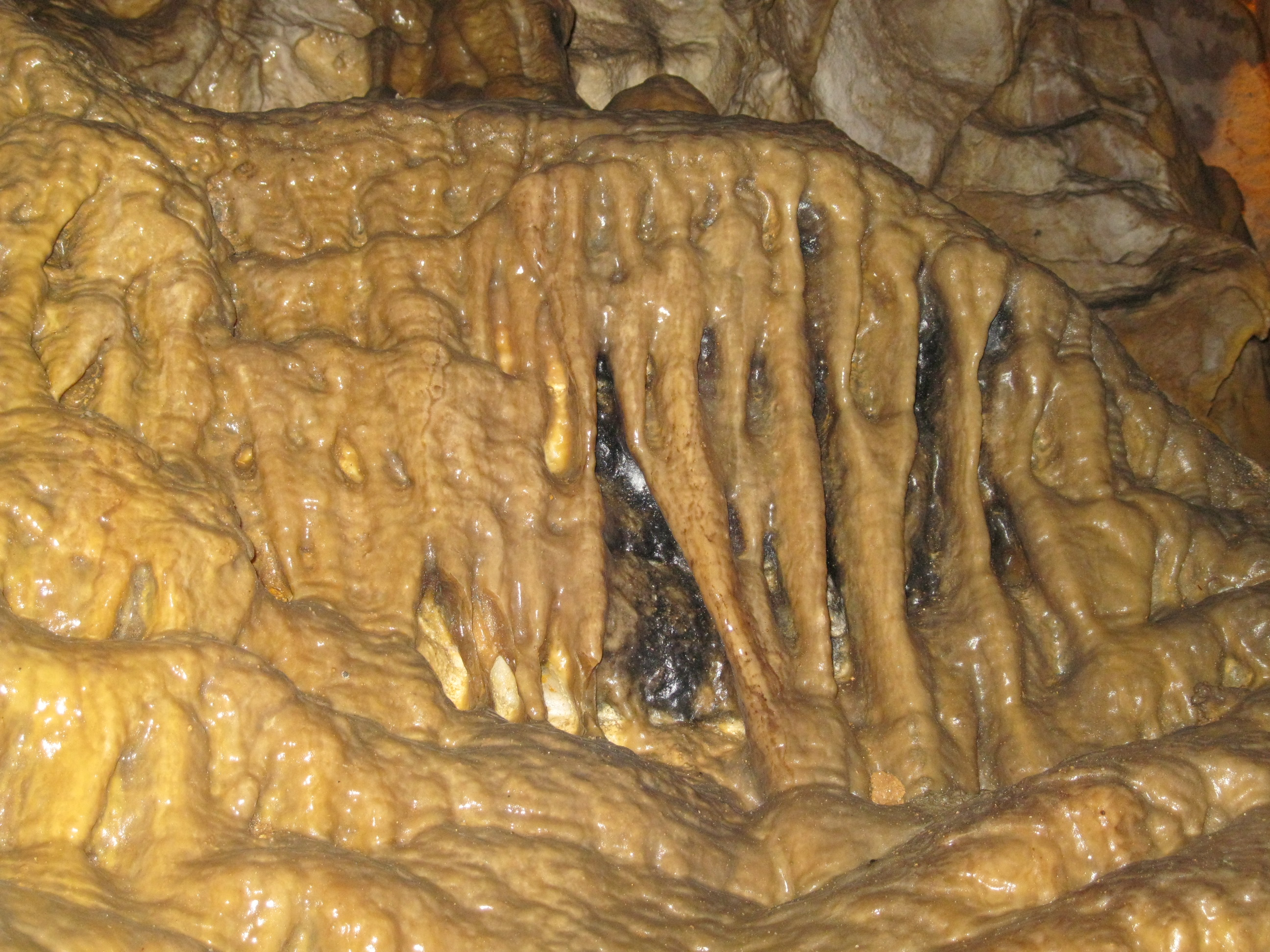
A barlangban megfigyelhető cseppkövek

A választmány az 1926. május 27-én tartott ülésén, a barlang tudományos kutatására kijelölte a következő bizottságot (Magyar Barlangkutató Társulat Pálvölgyi Bizottsága): a barlang környékének földrajzi vizsgálatára Cholnoky Jenőt, a barlang környékének földtani felvételére Schréter Zoltánt, a barlang meteorológiai viszonyainak megfigyelésére Marcel Györgyöt, a barlang részletes leírására és kalauzának szerkesztésére Kadić Ottokárt. A Magyar Barlangkutató Társulat Pálvölgyi Bizottság vezetősége a következő volt: Elnök: Kadić Ottokár főtitkár. Alelnök: Aczél Frigyes választmányi tag. Jegyző: Silberer Nándor választmányi tag. A nevezett kutató tagokon kívül a bizottság pártfogó tagjai lettek Gerlach Pál választmányi tag, Pürner Rudolf rendes tag, Sebők József választmányi póttag, Som Imre pénztáros és Zilahy Dezső választmányi tag. A Pálvölgyi barlang után a Solymári-ördöglyuk a legnagyobb és legérdekesebb barlang, amely Budapest határához legközelebb van.
Az 1926. évi Barlangvilágban publikált, Mayerfelsi Maier István által írt tanulmányban az van írva, hogy a magyarországi barlangkutatás történetében az 1919-ben kezdődő korszak a Buda környéki barlangok kutatásával, nevezetesen a Pálvölgyi barlang rendszeres tanulmányozásával vette kezdetét, amit Kadić Ottokár, Cholnoky Jenő, Marcell György, illetve a Pannónia Turista Egyesület tagjai végeztek. Az 1926–1927. évi Barlangkutatásban szó van arról, hogy Tasnádi Kubacska András az 1923–1924-ben végzett denevér-megfigyelések során, a budai Pálvölgyi barlangból három denevérfajt, hegyesorrú denevért (Myotis oxygnathus), közönséges denevért (Myotis myotis) és kis patkósdenevért (Rhinolophus hipposideros) gyűjtött.

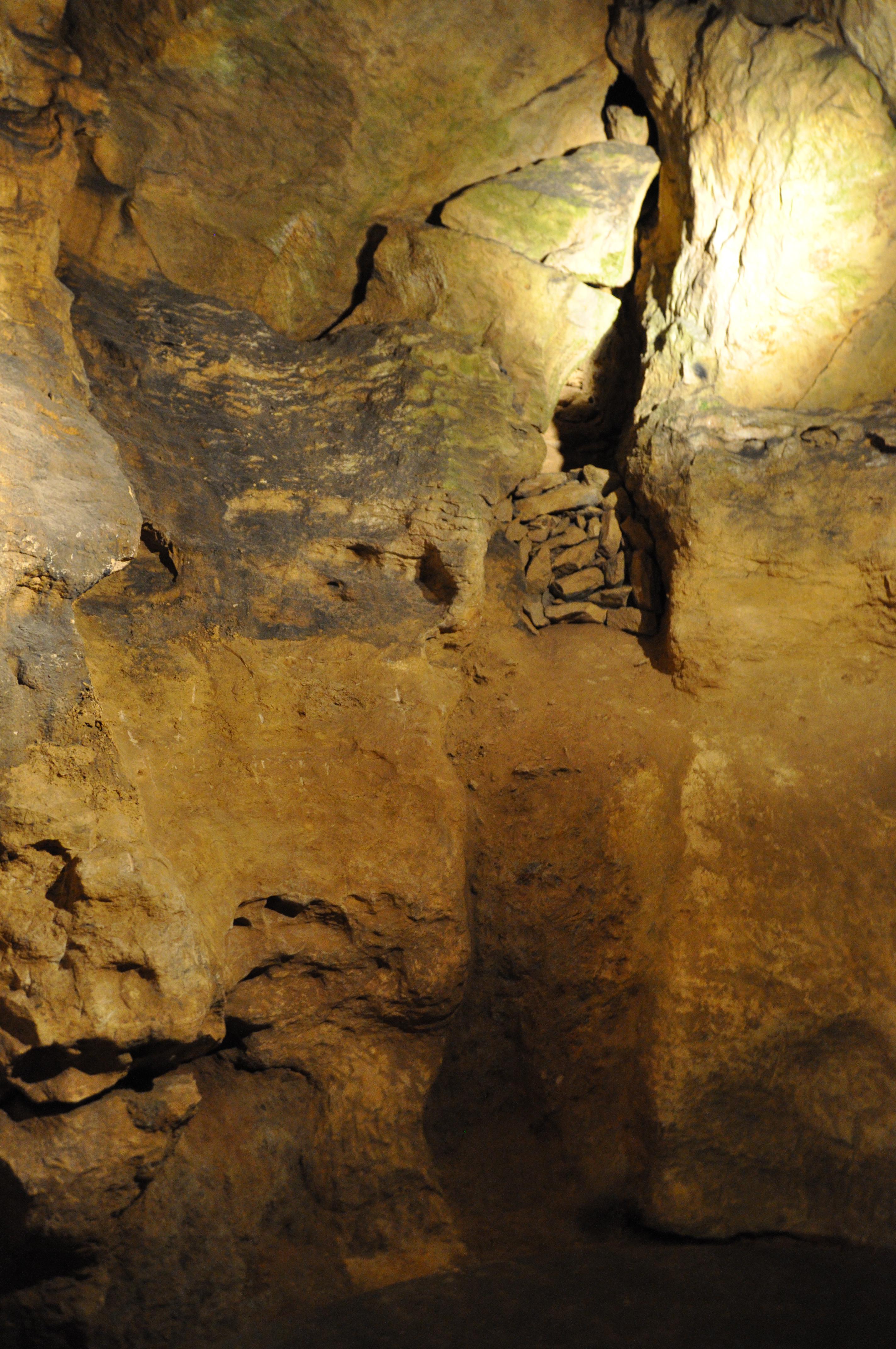
Részlet a barlang utcai ruhában járható részéből

Az 1930. évi Hidrológiai Közlönyben lévő tanulmány szerint furcsa, hogy a majdnem függőleges barlangokban, például a Budapest tőszomszédságában lévő Pálvölgyben, általában olyan helyen vannak a felül-belül zárt üregek, ahol a barlang fala az alatta lévő üreg felé hajlik, és nem ott, ahova esnie kellett volna a víznek. A Budai-hegyek legjellegzetesebb, kétségkívül hasadékmenti barlangjában, a Pálvölgyi barlangban minden olyan helyen, ahol a barlang kőzete ereszként hajlik előre, megtalálhatók többé-kevésbbé jellegzetesen mind a nagyobb, belül-felül zárt homorú üregek, mind a cseppkővel elegyengetett, vagy még felismerhető ujjbegy benyomásszerű kioldások.
Az 1930. évi Turistaság és Alpinizmusban lévő, A Pálvölgyi barlang negyedszázados múltja című tanulmányban az olvasható, hogy a Pannónia Turista Egyesület Barlangkutató Szakosztálya 1929. szeptember 29-én, egészen különös és szokatlan esemény negyedszázados évfordulójának megünneplésére gyűlt össze. Ugyanis ebben az évben múlt el 25 éve annak, hogy néhány megszállott turista Budapesten, a pálvölgyi kőfejtőben felfedezett egy nagy kiterjedésű barlangot. Kevés európai nagyváros lehet büszke arra, hogy sokfajta művelődési, természeti és történelmi értékei között barlangja is van. Emiatt a 25 éve történt felfedezést fontos és ritka eseménynek kell tekinteni, azért is, mert akkor történt a felfedezés, amikor a magyarországi barlangkutatás még nem volt megszervezve országosan. Ennek az eseménynek a jelentőségét mindez növeli, és megérdemli, hogy most bővebben foglalkozzunk a feltárás történetével.
A pálvölgyi kőfejtőben évtizedek óta tartó kőbányászat sok üreget tárhatott fel. Az akkori kőfejtésnek áldozatul eshetett sok szép barlangrész és cseppkőképződmény. Erre a jelenlegi kőfejtő falain lépten-nyomon megfigyelhető sok cseppkőbekérgezésről lehet következtetni. Akkoriban nem gondolt arra senki, hogy milyen nagy kárt okoz az itteni kőbányászat azzal, hogy darabokra szedi Budapest egyik legkiválóbb természeti emlékét. Nem jutott eszébe senkinek, hogy tiltakozzon a Föld egyik legérdekesebb barlangjának elpusztítása ellen, és megmentse a barlangot az utókor számára. Akkoriban nem volt törvény (mint ahogy még jelenleg sincs) arra, hogy meg lehessen akadályozni az ilyen rombolást. Ezért az emberi kultúra, Budapest rohamos fejlődése könnyen diadalmaskodni tudott a környező természet fenséges alkotásai felett.
Csak néhány lelkes, a természetért rajongó turista figyelte, tehetetlenül ugyan, de annál nagyobb érdeklődéssel az itt folyó kőbányászatot. Figyelték az egymásután megnyíló szebbnél-szebb üregek sorsát és összeszedték a kőfejtés közben letört sok szép cseppkövet. Csak a Harcsaszájú-barlang volt akkor a kőbányában található barlangok közül ismert, míg a többi üreg kiterjedését senki sem ismerte. Ezeket szűk hasadékok, felhalmozódott kőtörmelék és agyag zárták el a külvilágtól. Hogy a hegyoldal belseje mit rejt magában ezeken a torlaszokon túl, azt csak úgy lehetett megtudni, ha el vannak távolítva a gátak, és így fel vannak tárva az üregek.

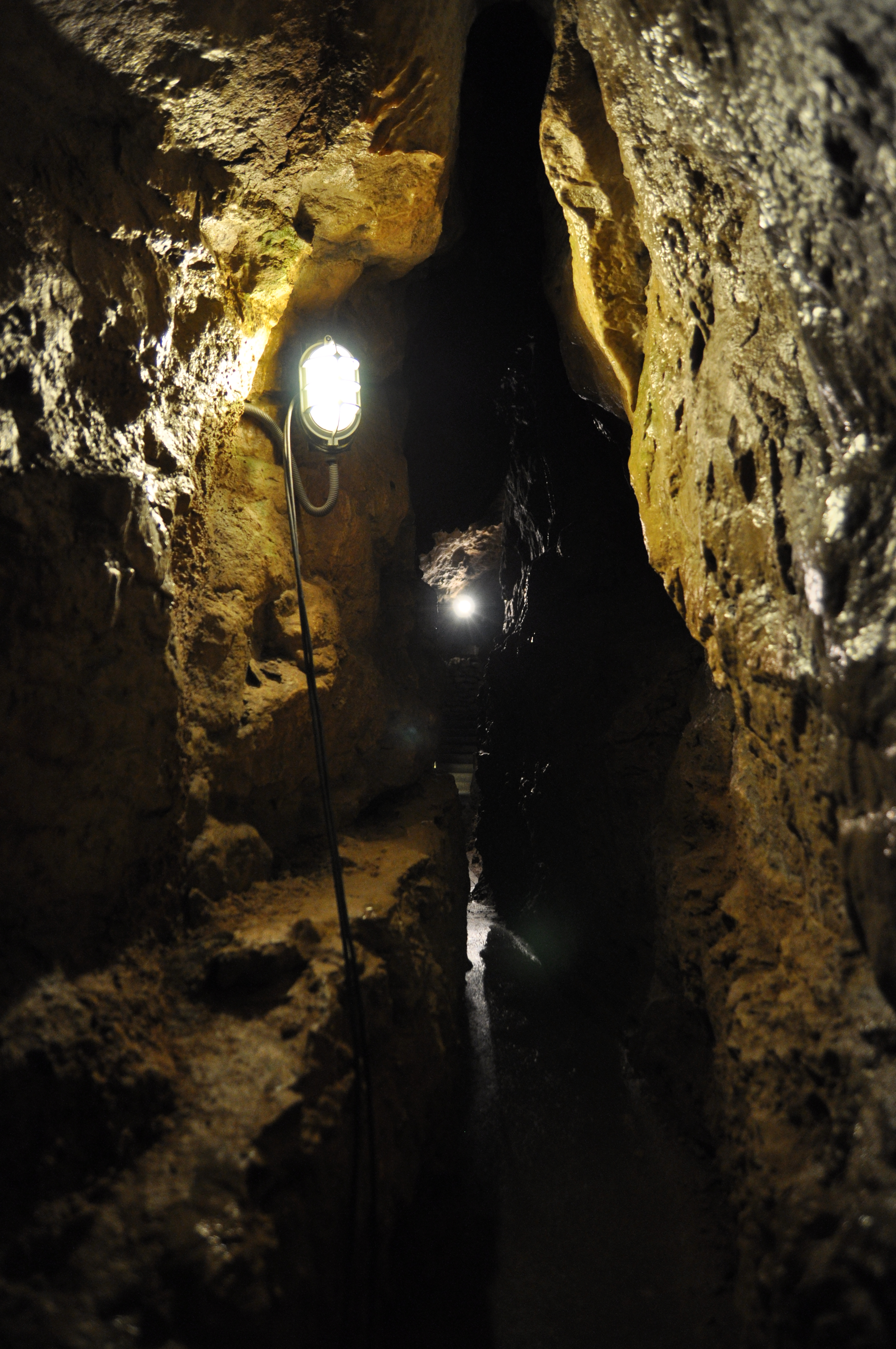
Részlet a barlang utcai ruhában járható részéből

Erre a munkára vállalkozott az a kis turistacsapat, amely 1904. június 23-án megjelent a pálvölgyi kőfejtőben, hogy átkutassa az ott található rejtélyes üregeket. Bagyura János és Scholtz Pál Kornél a kőfejtő D-i falába nyúló üregek átvizsgálására, a többiek pedig a kőbánya épülete mellett lévő, kútszerűen a mélységbe nyúló zsomboly bejárására vállalkoztak. Scholtz Pál Kornél gyertyával a kezében mászott be a jelenlegi nagybarlang akkoriban még alacsony bejáratán és a sok kőtuskó, kőtörmelék között befelé kúszva elért egy tágabb üregig. Nem folytatta tovább útját, hanem visszamászott a kőbányába, majd örömmel közölte társaival, hogy talált egy nagy üreget. Ekkor az egész társaság bemászott a felfedezett üregbe és a meredek kőfalakon le- és felkúszva bejárta a barlang elülső részét egészen a Színházig. Ez a Pál-völgyi-barlang felfedezésének rövid története.
A barlang elbűvölő szépségein fellelkesülve és a továbbkutatás vágyától hajtva a pálvölgyi barlangkutatók rövidesen megszervezték a pálvölgyi barlangkutatók csoportját, amelynek a felfedezőkön kívül Jordán Károly, Jordán Viktor, Plökl Antal, Bagyura Tamás, néhai Schneemahr Károly és mások voltak első tagjai. Ez a kutatócsoport a vasárnapi szabadidőt felhasználva, több évig tartó kitartó munkával feltárta és rendbetette a barlang legnagyobb részét. Ez hatalmas munka volt, melyet, mivel nem rendelkeztek anyagi eszközökkel, saját kezükkel kellett a kutatóknak elvégezniük.
Leghamarabb a barlangba történő egyszerű bejutást kellett megoldani. Az a hasadék, amelyen először másztak be a barlangba a kutatók, annyira ki volt töltve kőtörmelékkel és agyaggal, hogy inkább a mellette található második hasadékot használták bejáratnak, ahol csak egy szűk résen kellett átbújni ahhoz, hogy be lehessen menni a barlang belső részeibe. Később, amikor a barlang belseje már némileg rendbe lett téve, akkor került sor az eredeti bejárat átalakítására. Kiásták az itt felhalmozódott törmeléket, eltávolították az útban lévő nagy kőtömböket, kiegyengették az üregek aljait, a meredekebb folyosókba falépcsőket, a kevésbé meredek járatokba pedig kőlépcsőket építettek. Az itt dolgozó barlangkutatók ezzel a munkával a Pál-völgyi-barlangot néhány év alatt olyan állapotba hozták, hogy nehézség nélkül meg lehetett tekinteni elülső részét.
A Pálvölgyben később a munka vesztett lendületéből és a világháború alatt, amikor a barlangkutatók legnagyobb része bevonult katonai szolgálatra, majdnem teljesen megszűnt. Most mások kezébe került az elárvult barlang. Először az Anonymus Asztaltársaság, később pedig a Magyar Amatőrök Országos Egyesülete bérelte ki a barlangot, leginkább amiatt, hogy ott kedélyes és barátságos összejöveteleket tartsanak. Az utóbbi egyesület később átszerveződött Pálvölgyi Barlang Társulattá és leginkább a barlang további feltárását, rendbehozását tűzte ki feladatának. Először a társulat a fővároshoz fordult azzal a kéréssel, hogy a barlangot, mint Budapesten található természeti emléket, vegye pártfogásába és tegye lehetővé anyagi támogatásával annak fellendítését. Az ügy a Magyar Királyi Földtani Intézethez került, ahol néhai Lóczy Lajos, az intézet akkori igazgatója pártfogásába vette az ügyet, a barlangot megvizsgáltatta, és megint ajánlotta felkarolását a fővárosnál. Ekkor történt a barlang felmérése, amelyet Kadić Ottokár végzett. Eddig nem valósultak meg azok a szép tervek, amelyeket Lóczy Lajos a barlang és környékének rendbetétele miatt javasolt a fővárosnak. Lóczy Lajos neve egybeforrt a barlanggal és emiatt a barlang későbbi bérlői a nagy tudós iránt érzett hála és kegyelet jeléül róla nevezték el a barlang első termét.

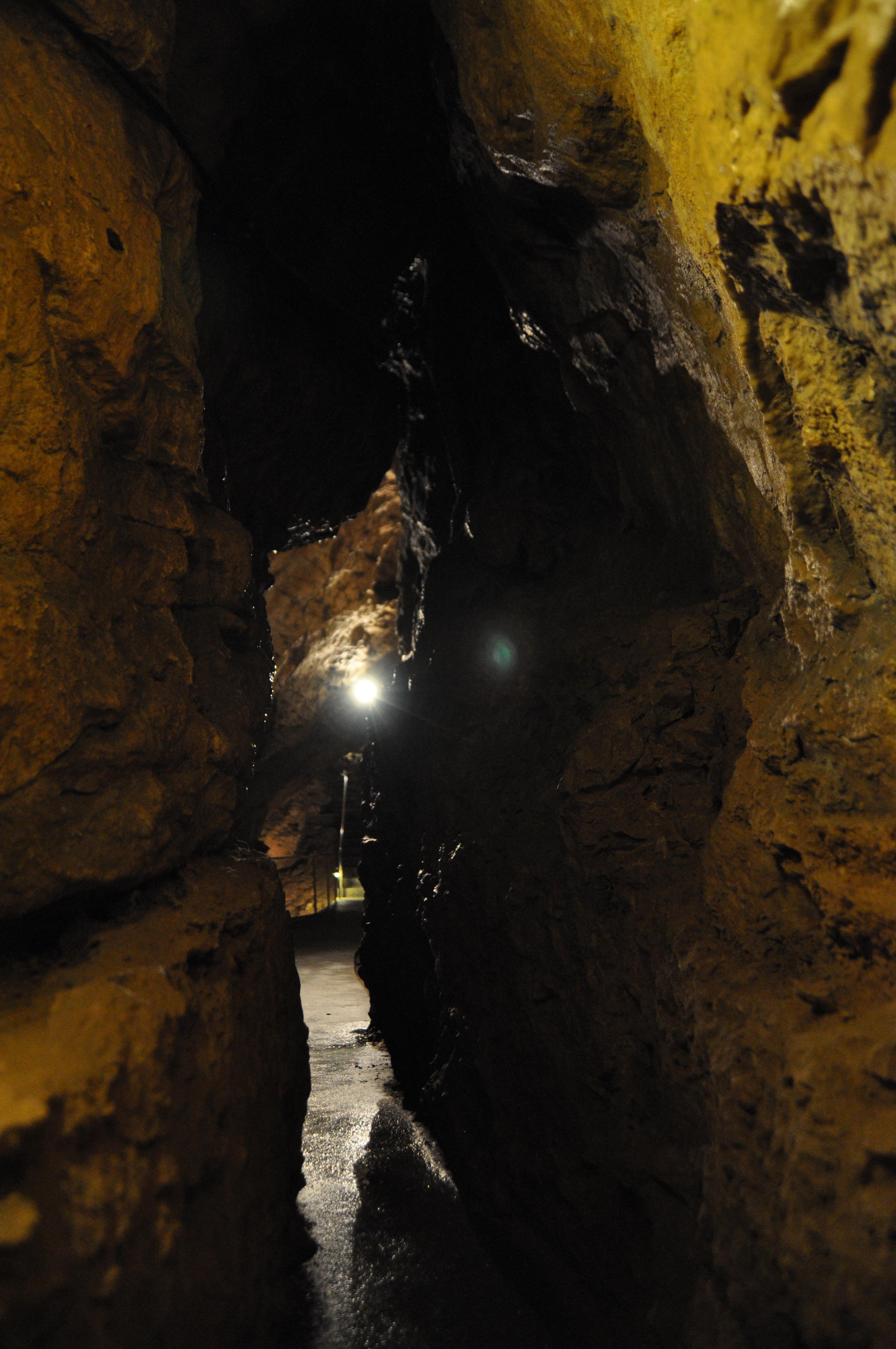
Részlet a barlang utcai ruhában járható részéből

A világháború után a harcterekről visszatért barlangkutatók a barlangot megint kezükbe vették és 1919. április 27-én a Pálvölgyi Barlang Társaság néhány tagjával szövetkezve a Pannónia Turista Egyesületen belül megalakították a barlangkutató szakosztályt. Ennek a szakosztálynak első elnöke Scholtz Pál Kornél, titkára Atzél Frigyes, jegyzője Kerth József és első barlangmestere Bagyura János lett. A szakosztály a barlang fejlesztését tűzte ki céljául, de ez a háború miatt kialakult nehéz anyagi viszonyok és társadalmi megrázkódtatások miatt rendkívül nehéz volt. A szakosztálynak azonban a kitűzött feladatok közül egyet-mást sikerült megvalósítania.
A pálvölgyi barlangkutatók leginkább arra törekedtek, hogy a rendbehozott barlangrészek állapotát megóvják, és megszervezzék a barlang látogatóinak vezetését. Az időközben megrongált turista-berendezéseket részben újjáépítették, részben pedig megjavították. Ezek közé a munkálatok közé tartozik a Lóczy-teremből vezető lépcsők újraépítése, a Színházba vezető falépcsőknek vaslépcsőkkel történő kicserélése, a Peti-folyosó és a Bástya nevű barlangrészek rendezése, majd a kapu megépítése a barlang bejáratában. A Pannónia Turista Egyesület Barlangkutató Szakosztályának szorgalmas tagjai végezték ezt a nagy munkát és a régi társasághoz hasonlóan a barlangért feláldozták vasárnapi szabadidejüket, sőt gyakran éjszakai pihenésüket is.
Az 1926-ban megalakult Magyar Barlangkutató Társulat első feladatai közé tűzte ki a Pál-völgyi-barlang idegenforgalmának fellendítését, és emiatt állandó pálvölgyi bizottságot szervezett. A bizottság tevékenységének köszönhető, hogy a főváros anyagi támogatásával a barlang villanyvilágítást kapott, ezért az 1927-ben Magyarországon tartott, nemzetközi barlangkutató kongresszus résztvevői villanyfényben láthatták a barlangot. A legújabb eredmény, amelyet a barlang érdekében sikerült elérni az, hogy a barlang tulajdonosának, az Egyesült Tégla és Cementgyár RT-nek a vezérigazgatósága elengedte a barlangért eddig fizetett bérleti díjat. Ez kedves ajándék volt, amellyel a részvénytársaság, mint barlangtulajdonos meglepte a kutatókat a barlang felfedezésének 25 éves évfordulója alkalmából.
25 év telt el azóta, hogy Budapestnek ez a pompás természeti emléke fel lett fedezve. Sok rajongással és sok reménnyel kezdődött el ennek a barlangnak a feltárása és rendbetétele. Ha az elkezdett munka abban az iramban 25 éven keresztül egyformán tartott volna, akkor jelenleg Budapestnek olyan, utakkal, lépcsőkkel, áthidalásokkal, korlátokkal és más turista-berendezésekkel felszerelt, villanyfényben úszó természeti látványossága lenne, amilyet egyik európai nagyváros se tud felmutatni, egyszerűen azért, mert nincs ilyen barlangja. Sok csalódás érte a kutatókat ebben az elmúlt 25 évben. Nem sejtette senki akkoriban, hogy világháború, kommunizmus, ellenséges megszállás és az ezek miatti sok szenvedés ennyire megkötik majd a barlangkutatók kezeit ebben a hazafias vállalkozásban. Egy újabb negyedszázados jövő küszöbét átlépve, új remény és önbizalom tölti meg a barlangkutatók lelkét. Az előttük álló újabb jövő új munkakedvet ad nekik és arra ösztönzi őket, hogy az önhibájukon kívül álló mulasztásokat barlangukkal szemben a lehető legrövidebb idő alatt pótolják és barlangukat a következő években teljesen rendezve, abban a fénypompában lássák, amelyben 25 évvel ezelőtt képzeletükben látták. A dolgozatban publikálva lett egy fekete-fehér fénykép, amelyen a barlangban található Színház-terem látható. A fényképet Silberer Nándor készítette.

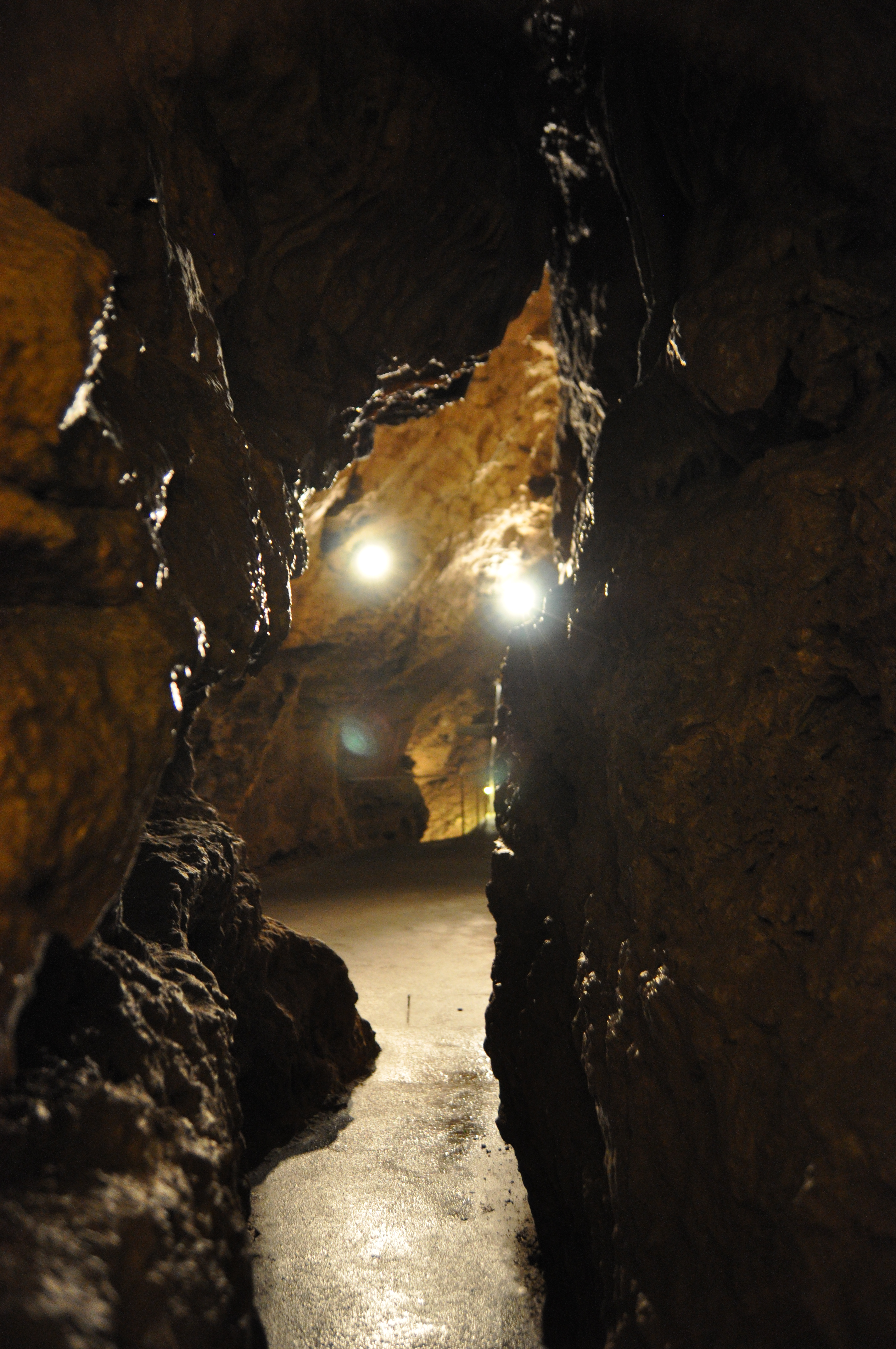
Részlet a barlang utcai ruhában járható részéből

Az 1931-ben napvilágot látott, Természetvédelem és a természeti emlékek című könyvben az van írva, hogy a Pálvölgyi barlang a Budai-hegység Pálvölgy nevű részében, Budapest határában helyezkedik el. Bejárata a Látó-hegy lábánál sok évvel ezelőtt nyitott kőbánya D-i falán, a Duna szintje felett 105 m magasságban van. A barlangot a felső eocén márgás mészkő kitermelése miatt, sokáig végzett kőfejtéssel tárták fel, ezért a barlangban nincsenek prehisztorikus emberi, vagy állati nyomok. A barlang folyosói a kőzetben található különböző irányú hasadékok mentén, a víz kilúgozó hatására, korrózió miatt jöttek létre. Ezek közül a korróziós repedések mentén keletkezettek magasak és keskenyek, míg a kőzet rétegzettségének irányát követő meglazulások szerint kialakultak laposak és szélesek. A barlang korróziós eredete miatt az egyes járatokban és a termekben sok kőomladék és barlangi agyag van. A barlangban csak néhány helyen találhatók cseppkövek és cseppköves bekérgezések.
A különböző magasságban elhelyezkedő, változatosan, sok nehézséggel megközelíthető termek különböző alakja érdekes látványt nyújt, és azok sokaságának (Bejárati-terem, Lóczy-terem, Keresztezés, Kettős-terem, Kápolna, Kőhíd-terem, Kabaré, Színház (legnagyobb üreg), Szikla-terem, Keskeny-terem, Lapos-terem, Nagykő-terem, Valter-terem, Cseppkő-terem, Scholtz-terem, Sarok üreg, Iszapos-terem, Rádium-terem, Jordán-terem, Plökl-terem, Omladék-terem stb.), illetve az azokat összekötő járatok (Meredek hasadék, Kutyaszorító, Felső lépcsős folyosó, Alsó lépcsős folyosó, Labirintus, Cseppköves folyosó, Mellékfolyosó, Összekötő folyosó, Peti folyosó, Gizi szoros, Ince-lógó, Turista folyosó, Pince folyosó, Ötösök folyosója, Geológus folyosó, Hosszú folyosó stb.) megismeréséhez a nem eléggé feltárt barlangban történő nehéz közlekedés miatt egy egész nap, és különleges turisztikai vállalkozás szükséges.
A bejárás nehézségei miatt van az, hogy a Pál-völgyi-barlang jelenleg is a Budai-hegység nem eléggé értékelt természeti látványossága, melyért eddig Budapest nem hozott olyan, az értékével arányos áldozatot, mellyel a barlang feltárása biztosítható, és a feltárással ezt a kétségkívül érdekes természeti emléket a nagyközönségnek könnyen megtekinthetővé tenni lehetne. Ezt a főváros idegenforgalmának növeléséhez és a turisztika fejlesztéséhez fűződő fontos érdekek nagyon kívánatossá tennék. A barlang feltárásáért eddig végzett munka lelkes természetbarátok fáradozásának eredménye, mely ugyan tiszteletre méltó tevékenység, de eddig a barlangnak csak egy kis részét tette alkalmassá arra, hogy könnyen bejárható legyen. Ahhoz, hogy a barlang minden veszély és nehézség nélkül megtekinthető legyen, nagyobb áldozatok kellenek, amit ez a szép természeti emlék meg is érdemel és amit Budapestnek a természetkedvelő közönséggel szemben nem mellőzhető kötelessége, az idegenforgalomhoz és a turisztika fejlesztéséhez fűződő fontos érdeke nagyon sürget. A Solymári-ördöglyuk nagy kiterjedése és bonyolult szerkezete miatt a Pál-völgyi-barlanghoz hasonlóan elsőrangú turisztikai látványosság.

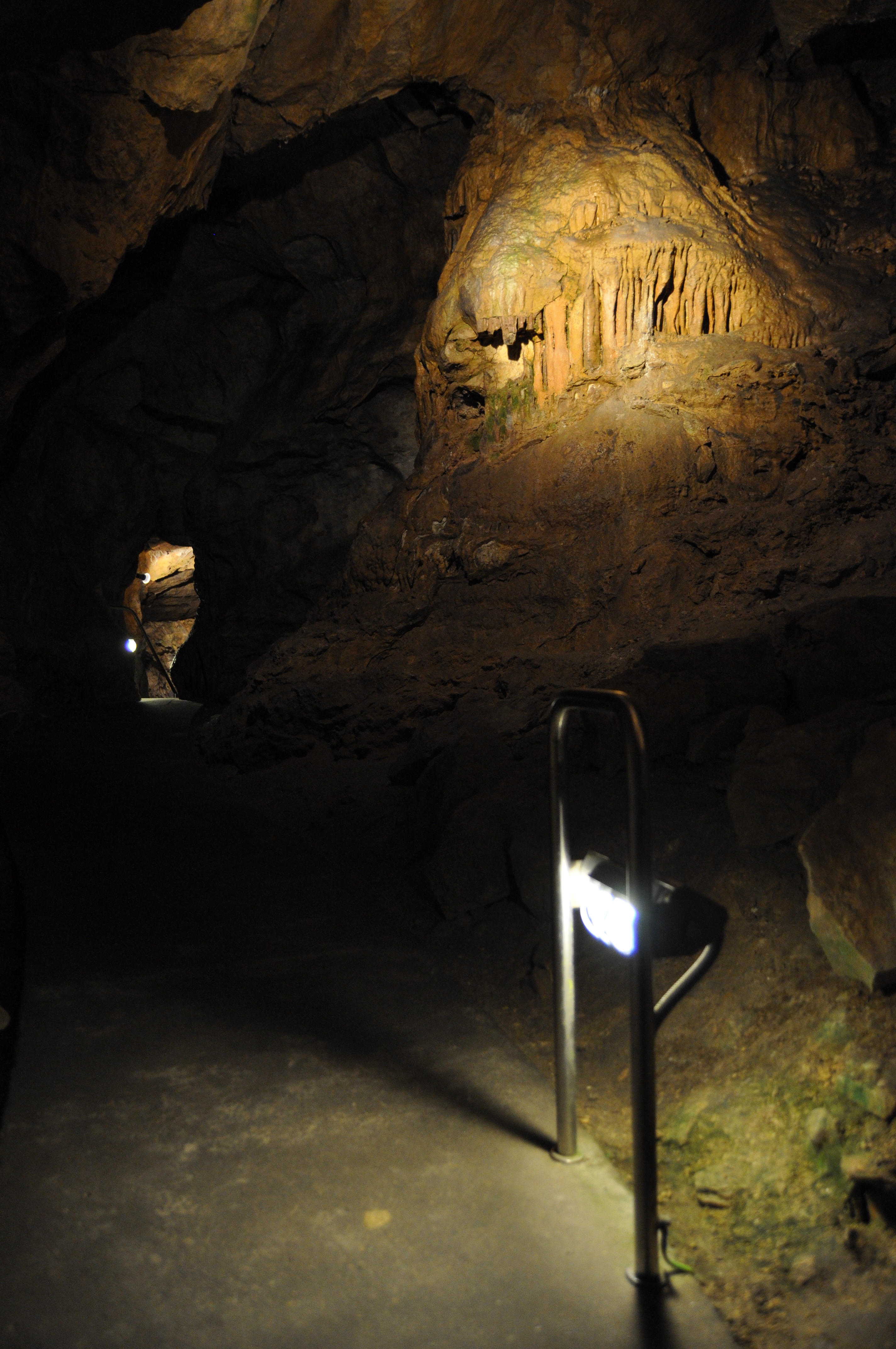
Részlet a barlang utcai ruhában járható részéből

A Turisták Lapja 1931. évi évfolyamában lévő, Budapest – barlangváros című publikációban szó van arról, hogy Budapesten a barlangok szempontjából a Pálvölgy vezet. A régebben itt virágzó kőfejtés tárta fel a Pálvölgyi barlangot és a kőfejtő többi kisebb üregét. A Pál-völgyi-barlangtól 1 km-re lett felfedezve a Szemlő-hegyi-barlang. Ha Budapest a szemlőhegyi és pálvölgyi barlangokat kezébe venné és azokat megfelelően rendezné, olyan látványos barlangparkot hozna létre, amilyen semelyik más városban nincs. A Turisták Lapja 1931. évi évfolyamában lévő, A turistaság és a hazai barlangkutatás című cikkben meg van említve, hogy a Pannónia TE barlangkutató tagjai állították talpra a Pálvölgyi-barlangot, Magyarország egyik legnagyobb, legérdekesebb és jelenleg legjobban rendezett barlangját.
Az 1931. évi Földrajzi Közleményekben megjelent egy hír, amely szerint 1931. április 12-én, Cholnoky Jenő vezetésével, félnapos (8 órától 13 óráig) kirándulás történt, amelyen részt vettek Baldauf Ernő, Bicsérdy Lajos, Csik József, Flesch Klári, Hegedűs Ferenc, Hetey Magda, Hetey József, Gorka Béla, Grünstein Mihály, dr. Horváth Károly, ifj. Horváth Károly, Kéz Andor, Koch Ferenc, Korpáry Zoltán, Pápa Vilmos, Petrovics Mária, Révay Zoltán, Schmiedl Sándor, Szőts Endre, Tepleczky Aladár, Wieser Vilmos és Réthly Antal. A társaság a Szemlő-hegyi-barlang meglátogatása után megtekintette a nagy Pálvölgyi cseppkőbarlangot.
A Turisták Lapja 1931. évi évfolyamában lévő, A lillafüredi barlangok idegenforgalmi jelentőségéről című tanulmányban meg van említve, hogy a Baradla-barlang, az Abaligeti-barlang, a Pál-völgyi-barlang, a Solymári-ördöglyuk és Magyarországon lévő sok másik barlang olyan természeti kincsek, amelyeknek megfelelő kihasználása nagyon elősegítené a barlangok környezetében élő lakosság jólétét. Ezeknek a barlangoknak kutatása és rendbetétele a legsürgősebb idegenforgalmi feladat. A Magyar Barlangkutató Társulat ezeknek a barlangoknak az ügyét állandóan a felszínen tartja és az illetékeseknél mindig sürgeti rendbetételüket. Ennek az évek óta tartó kitartó igyekezetnek eddig alig volt valami látszata, mert azok a körök, amelyektől barlangjaink fellendítése várható, az ügyet közömbösen kezelik.

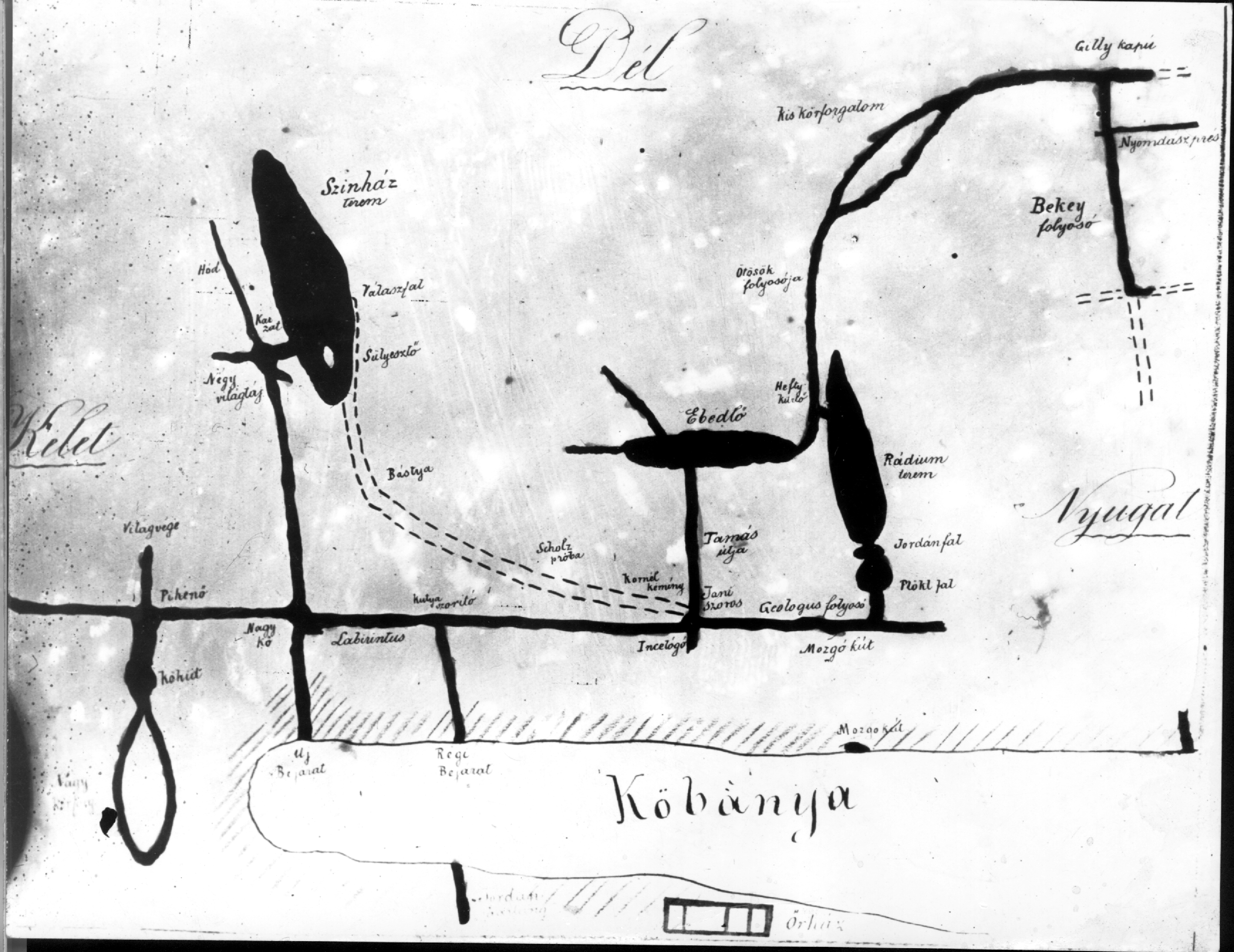
A barlang 1910-ben készült alaprajz térképe (Bekey Imre Gábor munkája)

Az 1931. szeptember 14-i Budai Naplóban az van írva, hogy a pálvölgyi cseppkőbarlang a főváros egyik idegenforgalmi látványossága lehetne, mert az aggteleki és a nemrég megnyitott lillafüredi barlangokon kívül nincs Magyarországon cseppkőbarlang, de nehéz megközelíteni. Nemsokára ezen is segít Budapest, mert az újlaki templomtól a barlangig vezető Szépvölgyi utat jövőre 18 m szélességben teljesen átépíti. Ez a nagy jövőjű út jelenleg még rossz állapotban van, de már folynak a földmunkák és az ősszel kiépítik az összes közművet. A Turisták Lapja 1932. évi 4. számában meg van említve, hogy a turistáknak köszönhető a pálvölgyi barlang feltárása. Az 1932. évi Barlangvilágban kiadott, Cholnoky Jenő által írt tanulmányban meg van említve, hogy a Magyarországon lévő barlangok között a leggyönyörűbb barlangok teraszbarlangok. Ilyen a Pál-völgyi-barlang is. A Szemlő-hegyi-barlang sokkal idősebb, mint a Pál-völgyi-barlang. Az 1932-ben napvilágot látott, Természetvédelem és a természeti emlékek című könyvben meg vannak ismételve a könyv 1931. évi kiadásának Pál-völgyi-barlangot tárgyaló részei.
Az 1932-ben napvilágot látott, Dudich Endre által írt könyvben az olvasható, hogy a Pálvölgyi barlang (1. sorszám) a Budai-hegységben, a budapesti Pálvölgyben, a Látó-hegy lábánál található kőfejtőben van. 1904-ben fedezték fel. A villanyvilágítással ellátott barlang jelenleg Budapest leghosszabb barlangja. Eredetét tekintve leginkább korróziós barlang, amely a hegy kőzetének rétegrései és hasadékai mentén alakult ki. Keskeny és magas folyosókból, valamint lapos és széles üregekből áll. Nagy termek csak a hasadékok keresztezésénél jöttek létre. Kevés benne a cseppkő. Legnagyobb csarnoka a kupolás Színház. A könyv barlangot ismertető része 10 irodalmi mű alapján lett írva. Az összeállításban meg van említve a Budai-hegység barlangjai között egy Szépvölgyi barlang nevű barlang (4. sorszám) is. Ez a barlang egy irodalmi mű alapján lett említve.
Az 1932. évi Barlangvilág 3–4. füzetében megjelent beszámoló szerint az 1927-ben tartott, német és magyar barlangkutatók első kongresszusa, amely Magyarországon volt megrendezve, miatt gondoskodni kellett arról, hogy Budapest legkiválóbb barlangja, a Pál-völgyi-barlang legalább részben ki legyen világítva villannyal. A Magyar Barlangkutató Társulatnak sikerült elérnie a fővárosnál azt, hogy a Szépvölgyi utcán lévő villanyvezetéket a zsidó temetőtől a barlangig, ez 300 m-es út, meghosszabbítsa a barlangig. A fővárostól a társulat 1200 pengőt kért azért, hogy testvéregyesülete, a Pannónia Turista Egyesület Barlangkutató Szakosztálya a barlangba vezethesse a villanyt. Így sikerült a barlang legjobban kiépített szakaszait a Bejárattól a Bástya nevű részig felszerelni villanyvezetékkel. A szakosztály tagjai végezték a szerelő munkát.
Az 1933. évi Barlangvilág 2. füzetében közölve lett, hogy 1932-ben a Pannónia Turista Egyesület Barlangkutató Szakosztály tevékenységének legfőbb célja most is a Pál-völgyi-barlang fejlesztése volt. A szakosztály vezetősége leginkább arra törekszik, hogy a barlang elülső része minél kényelmesebben bejárható legyen a látogatóknak. Emiatt a szakosztály tagjai az első túra utolsó szakaszát, a Színháztól a Bástyáig vezető utat 1932 nyarán kiépítették. Aki ismerte ezt a részt régi állapotában, az tudja, hogy a tagok milyen nagy munkát végeztek ezen a helyen. A Bástya alatti süllyesztőn hatalmas, leszakadt kőtömbök álltak az útjában a kényelmes továbbhaladásnak. Csak szétzúzással tudták ezeket innen eltávolítani. Hogy milyen ez a munka ott lent a barlangban, ahová háton kell lehordani minden anyagot, arról csak az kaphat tiszta képet, aki abban maga is részt vett. Ebből a nehéz munkából főleg Pálfy Gyula, a szakosztály tagja vette ki a részét.

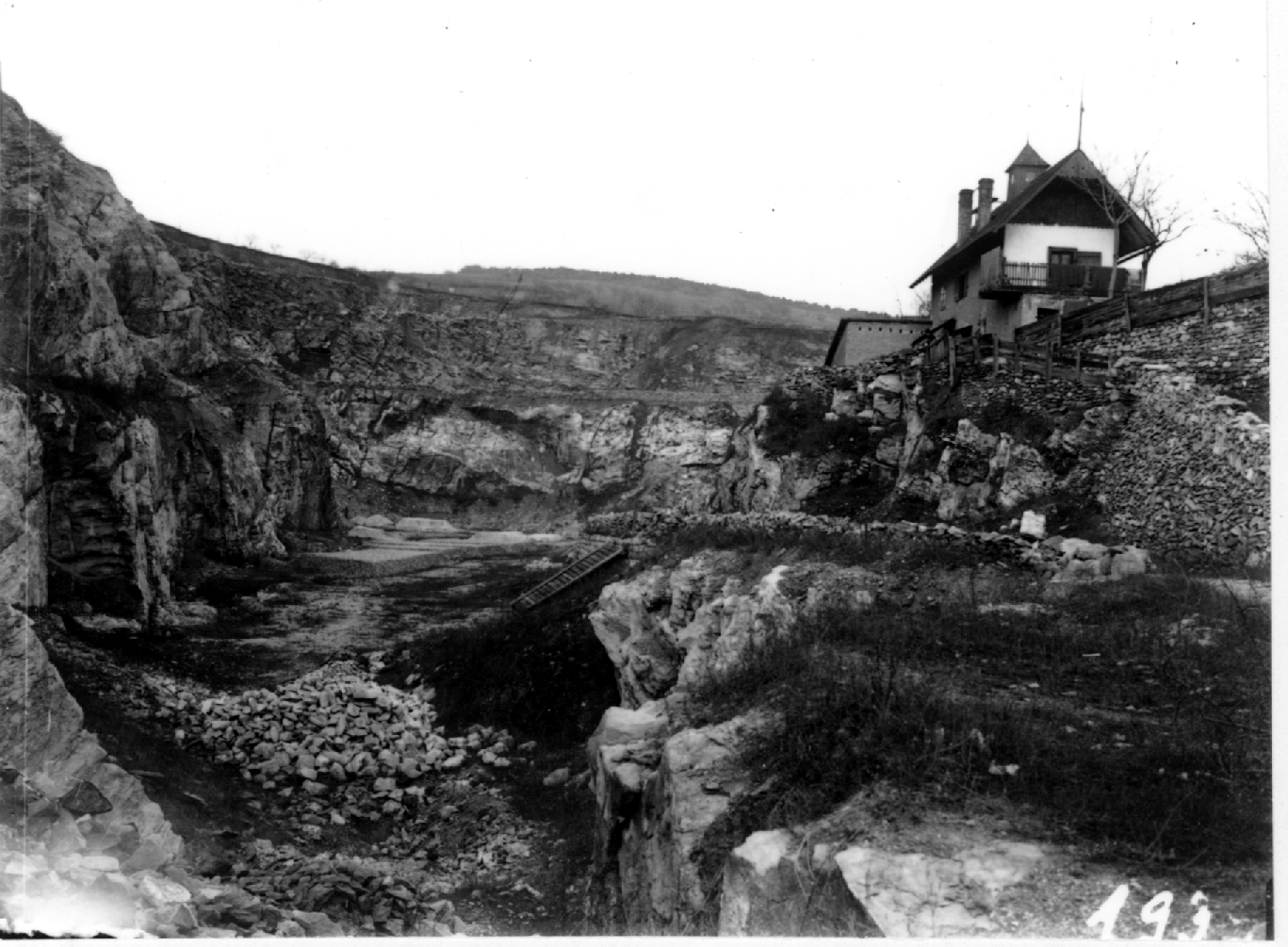
A Pál-völgyi-barlang bejáratának helyet adó kőbánya 1910-ben (Bekey Imre Gábor fényképe)

A barlangot látogatókat 1932-ben is csak a szakosztály tagjai vezették. Ebben a munkában Gittinger Károly járt elől, aki 25-ször vezetett, utána Accipiter Ottó 17, Csernyák Béla 16, Szarka Lajos 12 és Westwinkel József 11 esetben végzett vezető és ügyeletes szolgálatot. Horina Ferenc volt a kedd esti munkatúrák legszorgalmasabb résztvevője, aki 18-szor dolgozott a barlangban, utána Csernyák Béla és Gittinger Károly következnek. A fent említett tagok a felsorolt munkákat ellenszolgáltatás nélkül, kizárólag lelkesedésük miatt, valamint az ügy iránt érzett szeretetből hajtották végre és a szakosztály többi tagjának követendő példát nyújtottak ezen a téren. A barlangot megtekintők száma csökkent ebben az évben is. Az 1931. évi 4800 látogatóval szemben 1932-ben 3502 látogató tekintette meg a barlangot. Közülük az első túrát 3390-en, a második túrát 51-en, a harmadik túrát 61-en járták végig. A külföldi látogatók közé 14 német, 11 osztrák, 8 román, 8 cseh, 4 olasz, 4 holland, 3 amerikai, 2 francia, 1 lett, 1 ceyloni, 1 norvég, 1 török és 1 lengyel látogató tartozott. A forgalom évről-évre való csökkenése az uralkodó és fokozódó közgazdasági viszonyok következménye. Legjobb bizonyíték erre az, hogy a barlangot megtekintő iskolai növendékek legtöbbjének még 24 fillérje sincs, ezért gyakran ingyen kellett 50–60 gyermeket levezetni.
Az 1933. évi Barlangvilág 3–4. füzetében az van írva, hogy a Pál-völgyi-barlang 1929-ben ünnepelte 25 éves fennállásának jubileumát. A Pannónia Turista Egyesület Barlangkutató Szakosztályának tagjai ebből az alkalomból jól sikerült ünnepélyt rendeztek, amelyen a kormány, Budapest, több tudományos társulat és turistaegyesület képviselője, illetve a magyarországi barlangkutatók színe-java részt vett. Ezen az ünnepélyen, Cholnoky Jenő elnök képviselte a Magyar Barlangkutató Társulatot, aki ünnepi beszédében kifejtette a barlang jelentőségét. A szakosztály (a jubileumi ünnepélyhez kapcsolódóan) megépítette a barlang új főkapuját. A szakosztály tagjai foglalkoznak az egyik kényelmetlenül járható folyosó szabályozásával jelenleg. Az 1933. évi Barlangvilág 3–4. füzetében lévő, Szemlő-hegyi-barlangról szóló tanulmány szerint a Szemlő-hegyi-barlang a közeli Pál-völgyi-barlanghoz hasonlóan nummuliteszes mészkőben jött létre, hasadékai azonban felfelé, a mészkőre vízszintesen települt bryozoás márgába is felnyúlnak. A Szemlő-hegyi-barlang és a Pál-völgyi-barlang főjáratai, függetlenül a kőzet rétegzésétől ÉK–DNy-i irányban terjedő hasadékok mentén keletkeztek. A Szemlő-hegyi-barlang kialakulása azonos a Pál-völgyi-barlang keletkezésével.

### 1934–1937

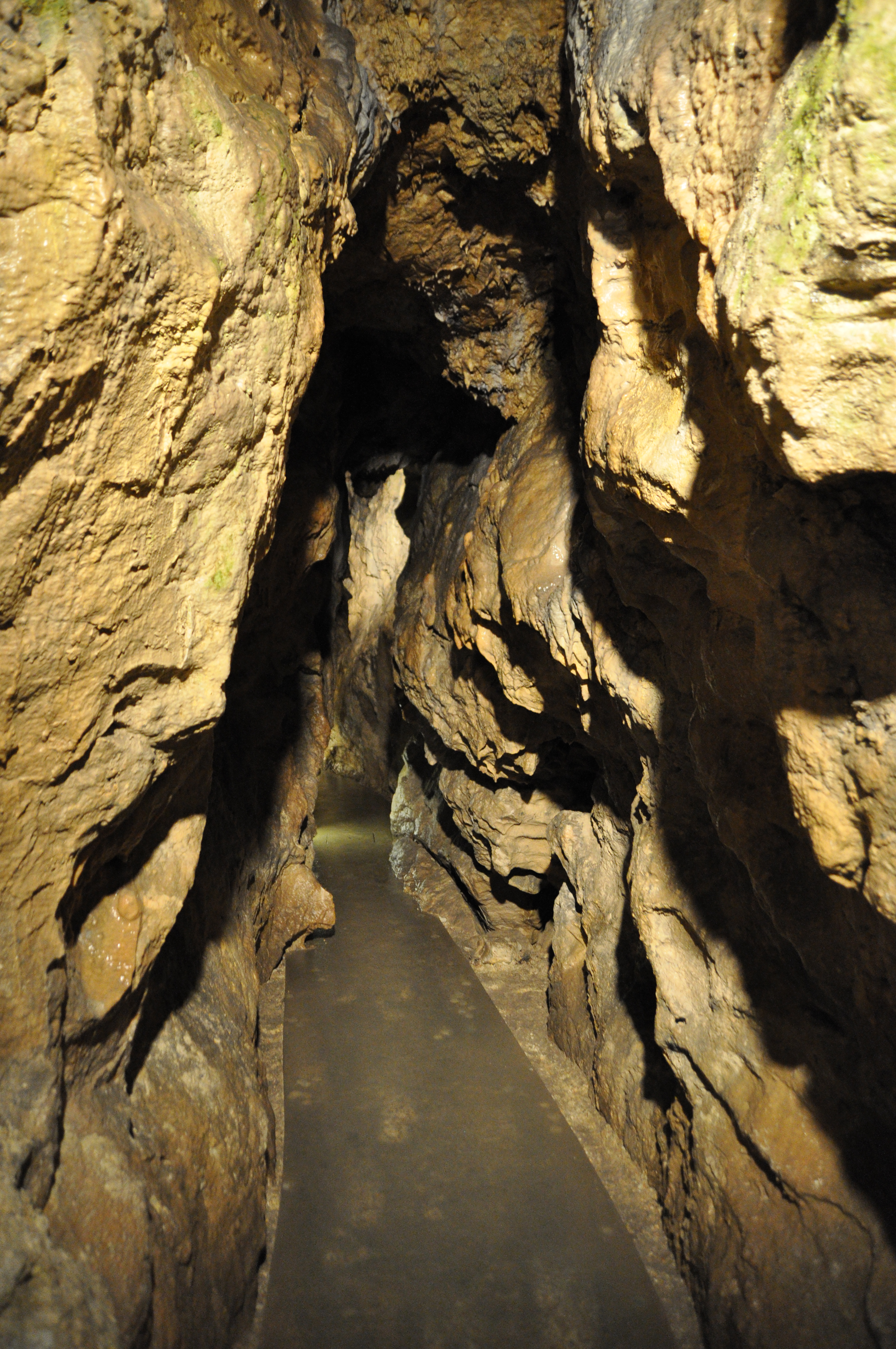
Részlet a barlang utcai ruhában járható részéből

Az 1934. évi Barlangvilágban napvilágot látott tanulmány szerint a Pál-völgyi-barlang körül elhelyezkedő részt Pálvölgynek hívják. Az ópleisztocénban folytatódott a hőforrások tevékenysége, amelyek a Szemlő-hegyi-barlangnál és a Ferenc-hegyi-barlangnál kissé alacsonyabban, a Pál-völgyi-barlangban törtek elő és a Pálvölgyi-árok vízfolyását tették állandóvá. Az alsó völgyszakaszon a bevágódás jelentékenyebb, főleg a Pál-völgyi-barlangtól lefelé, a 180–140 m-es magassági szint között. A Pál-völgyi-barlang fiatalabb a Szemlő-hegyi-barlangnál (Cholnoky, 1932., 10. old.) és a Ferenc-hegyi-barlangnál. Az Alföld alól jövő hévíz az eocén és oligocén rétegek szélén tört fel, a Pál-völgyi-barlangban is (Cholnoky, 1919., 75. old.). A barlang mészkőben lévő járatai a pliocén végén történt karsztosodáskor jöttek létre (Cholnoky, 1925., 144. old.).
A barlang bejárata 205,76 m magasan van, legnagyobb mélysége ismeretlen, de a Szemlő-hegyi-barlang analógiájára kb. 150–160 m lehet. A Szemlő-hegyi-barlangéval azonos fejlődése (Kadić, 1933., 1. old. [Az 1. oldalon nincs ilyen információ. A 2. és a 3. oldalon van ez említve a Borbás Ilona által hivatkozott tanulmányban.]). A Pál-völgyi-barlang járatai a terület tektonikájában uralkodó ÉK–DNy és ÉNy–DK irányú törések mentén keletkeztek. Az ÉK–DNy irányú diaklázisok mentén magas, 2–4 m keskeny, felsőszakasz jellegű folyosók alakultak ki. Ahol keresztezték egymást a törések, csarnokszerű üregek jöttek létre, amelyek közül legnagyobb a Színház. A barlang feneke nagyon szabálytalanul húzódik, le és fel halad, néhány helyen aknaszerű mélyebb folytatásokhoz vagy hasadékokhoz vezet. A barlang mészkőben elhelyezkedő járatai a normális erózió munkájának következményei, melyhez a szépvölgyi medence víznyelője szolgáltatta a csapadékvizet. A bryozoás márgában található járatait, ugyanúgy mint a Szemlő-hegyi-barlangban, a hőforrások mechanikai és kémiai munkája hozta létre.
Helmuth Cramer ezt tagadja. Helmuth Cramer ismertette Cholnoky Jenőnek (Cholnoky, 1925., 144–145. old.) és Scherf Emilnek (Scherf, 1928., 68–69. old. [Scherf Emil tanulmánya a Hidrológiai Közlöny 1922. évi, 2. évfolyamában jelent meg.]) a barlang kialakulásáról alkotott véleményét, és kijelentette, hogy az övé a Scherf Emilétől nagyon eltér (Cramer, 1929., 88. old.). Véleménye lényegileg azonban nem egyéb, mint Cholnoky Jenő véleménye a barlang kialakulásáról. Csak abban tér el Cholnoky Jenő véleményétől, hogy a hőforrások által a barlangban lerakott anyagot nem travertínónak, hanem gejziritnek tartja. Egyébként Helmuth Cramer szerint is először víznyelő volt a barlang (Cramer, 1929., 83. old.), majd hőforrások törtek fel benne. A víznyelő aktivitását a hőforrások feltörésekor ő is folytatólagosnak tartja, legalább a barlang egy részében, ahol az állóvízből aragonit és barit rakódott le. Szerinte azonban a hőforrások nem bővítették a járatokat, a feltörési zóna járatait elapadásukkor inkább eltömítették gejzirittel. A feltörés megszűnése után az időszakos folyó vizek (Cholnoky Jenő második víznyelőbarlangja) eltávolították a gejzirit nagyrészét az üregekből (Cramer, 1929., 88–89. old.). Jelenleg a teraszbarlang száraz, a víz normális úton, a felszínen csapolódik le a Szépvölgyi-medencéből.

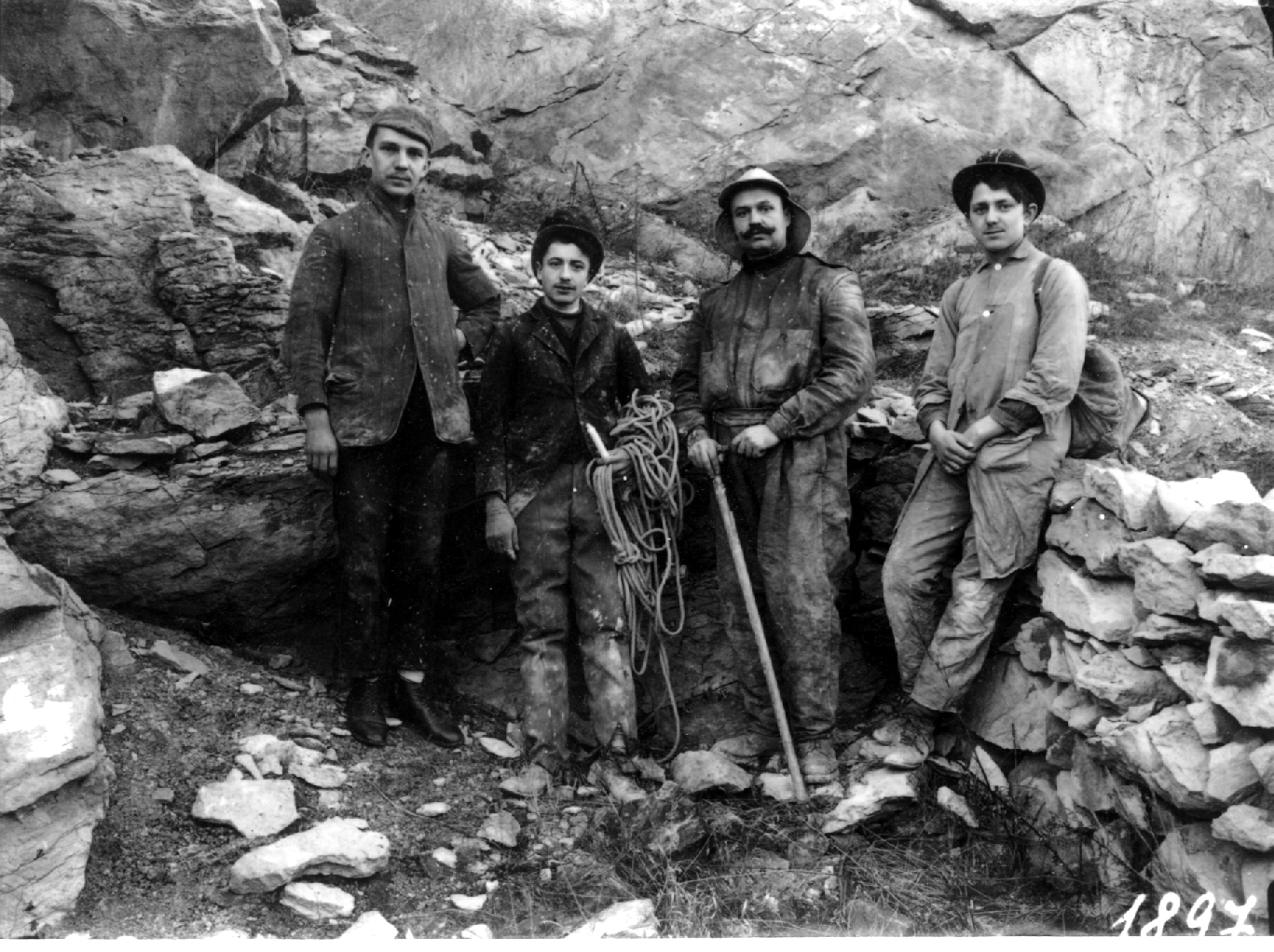
A Pál-völgyi-barlang kutatói 1910-ben

A barlangban megfigyelhető gejzirit fehéres szürke vagy fehéres sárga, néhány helyen vasoxidtól barnás kőzet. Ugyanazok a fosszíliák vannak benne, mint a bryozoás márgában, csak a kisebb fosszíliák a bryozoás márga elkovásodása után történt kőzetfeloszlás miatt megsemmisültek, és csak lenyomatban (negatívban) maradtak meg. A nagyobb kövületek csak a korrózió nyomait mutatják (Cramer, 1929., 88. old.). Helmuth Cramer a gejzirit lerakódását Schréter Zoltántól vette át, aki a hőforrások lerakódását elkovásított bryozoás márgának tartja (Schréter, 1911., 218. old.), így vizsgálódásának eredménye legnagyobb részt ismert megállapításokat tartalmaz (Cholnoky Jenő morfológiai, Schréter Zoltán kémiai magyarázatát követi), részben vitatható. Önálló eredményének azt lehet elfogadni, hogy feltételesen megállapította a mészkő járatait kitöltő gejzirit helyét és hogy felismerte a második víznyelőbarlang regeneráló tevékenységét. A barlangban ritkák a cseppkőképződmények, de azért nagyon szép bekérgezések találhatók sárga, nagyon csillogó, finom kristályú mészcseppkőből. Az omlások gyakoriak, a barlang feneke főleg törmelékanyagból áll, szinte sehol sincs típusos barlangi agyag. Összes járatainak hossza 980 m.

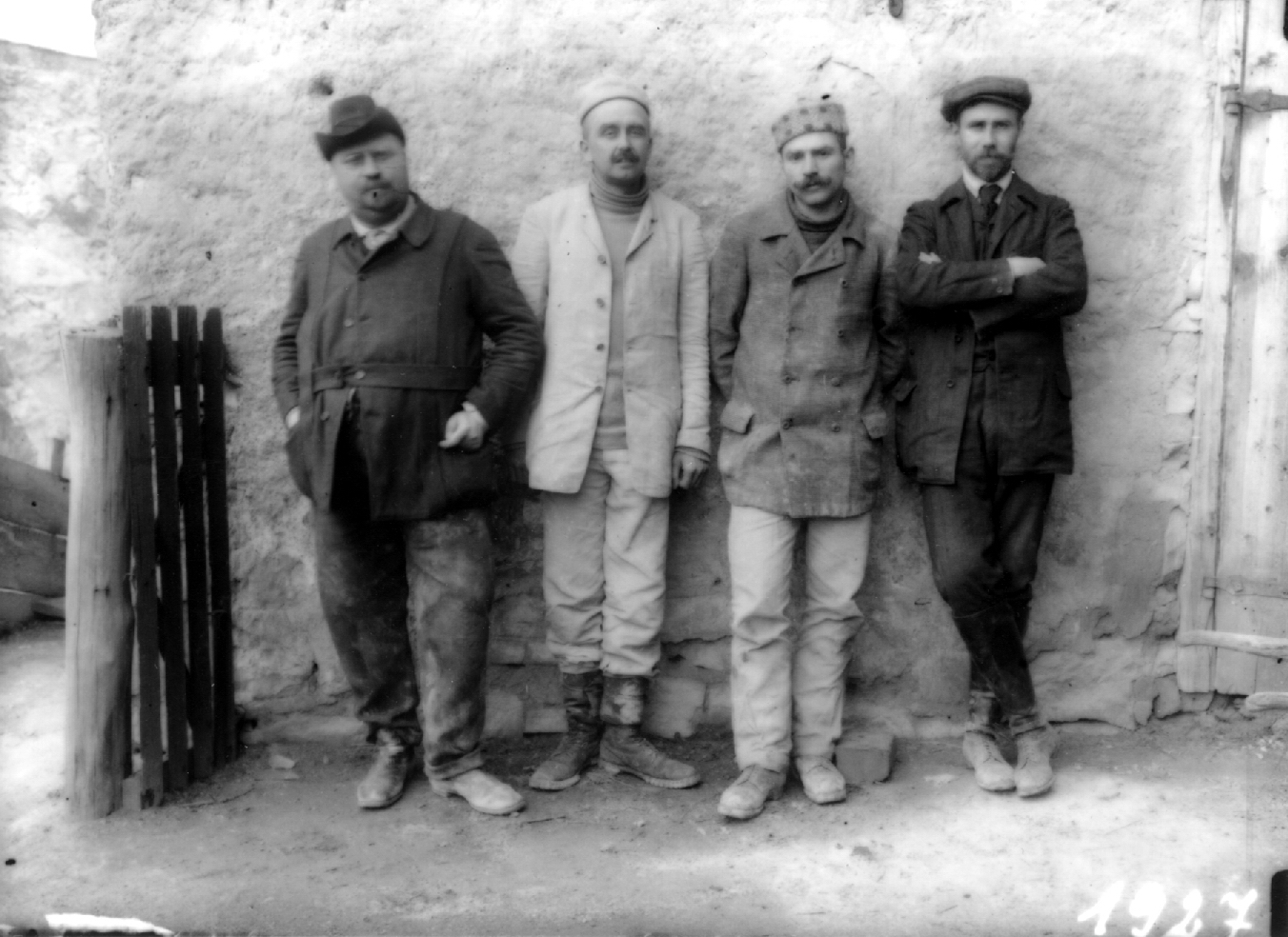
A Pál-völgyi-barlang kutatói 1910-ben

Kőrobbantáskor fedezték fel. Feltárását Scholtz Pál Kornél és Bagyura János 1904-ben kezdték meg (Kadić, 1930., 122. old. [Valójában a hivatkozott munka 138. oldalán van erről szó.]). Azóta tanulmányozása folyamatosan tart. Kadić Ottokár mérte fel és térképezte. A Pannónia Turista Egyesület tulajdona a barlang. A pál-völgyi kőbánya falában a Pál-völgyi-barlang bejáratán kívül sok kisebb barlangbejárat van. Sokat lehetne és kellene tenni a barlangok megfelelő berendezése és karbantartása miatt. De a jelenlegi nehéz gazdasági viszonyok között nem remélhető, hogy erre a célra nagyobb befektetést áldozzanak. Pedig a Pál-völgyi-barlang közelsége és szépsége megérdemelné, Budapest nagyvárosi jellege pedig, különösen idegenforgalmi szempontból, egyenesen megköveteli.
A Pannónia Turista Egyesület Barlangkutató Szakosztály 1935. évi tevékenységéről szóló beszámoló alapján a szakosztály férfi tagjai közül néhányan teljes szabadságukat, vagy legalább egy-két hetet a Pál-völgyi-barlangnak szenteltek. Ezért 1935-ben a kapcsolótábla és az elektromos vezetékek teljesen rendbejöttek. A barlangban szintén történt néhány változás, leginkább a lépcsőket cserélgették és a korlátokat javítgatták a szakosztály tagjai. Barlangi életmentés címmel fényképeket készítettek, amelyeket a Nemzeti Magazin és a külföldi sajtó is leközölt. 1935. június 1-jén rádióközvetítés volt, amelyen a szakosztály tagja, Kessler Hubert ismertette a barlang nevezetesebb részeit, augusztusban pedig sajtóbemutató volt. Mindkettő nagyon növelte a barlang látogatottságát. Az évekig tartó stagnálás miatt az egyesület tagjainak turistatársai, a nagyközönség és az iskolák kezdték elfelejteni a barlangot. Emiatt az egyesület tagjai minden eszközt megragadtak, hogy felkeltsék az érdeklődést megint.
Ez kétféle módon történt. Egyrészt a tagok sűrűn látogatták a turistaegyesületeket, részt vettek összejöveteleiken, kirándulásaikon és előadásaikon. Minden ilyen alkalmat a szakosztály céljaira próbáltak felhasználni. Ezért részt vettek a Magyar Barlangkutató Társulat szakülésein, illetve a Magyar Turista Egyesület, a Budapesti Turista Egyesület, a Magyar Munkások Turistaegyesülete és más egyesületek összejövetelein és kirándulásain. Propaganda szempontból, a már említett rádióközvetítésen és sajtóbemutatón kívül, a szakosztály módot talált arra, hogy plakátjait minél több helyen kifüggessze és testvéregyesületei barlangjaiban túrázzon. Ezért háromszor a Baradla-barlangban, egyszer-egyszer az Anna-barlangban, a Szent István-barlangban, a Tapolcai-tavasbarlangban és az Abaligeti-barlangban túrázott a szakosztály. Majdnem minden világrészből felkeresték a látogatók a Pál-völgyi-barlangot. Európából 116-an, osztrákok, lengyelek, németek, olaszok, csehek, angolok, jugoszlávok, hollandok, franciák, görögök, oroszok, lettek és belgák. Amerikából, Ázsiából, Indiából, Afrikából és Jávából 13-an tekintették meg a barlangot. A magyarországi látogatók száma, beleszámítva a megszállott területet is, 6786 volt.

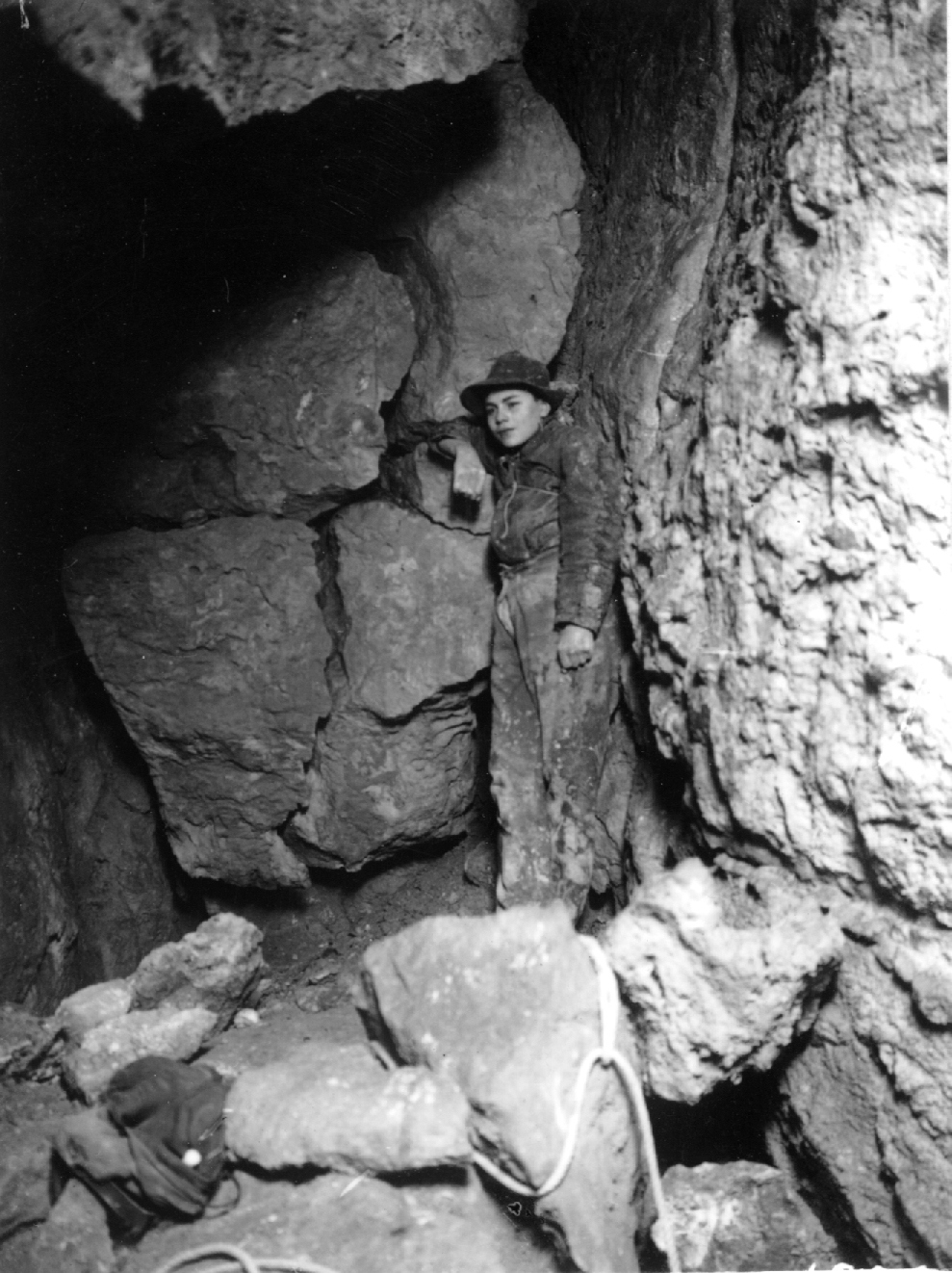
Pál-völgyi-barlang, Ötösök-folyosója 1910-ben (Bekey Imre Gábor felvétele)

A látogatók közül 6325 személy fizetett, 690-en díjmentesen nézték meg a barlangot. Ez utóbbiak főleg szegénysorsú tanulók voltak. Hivatalos vezetés csak vasárnapokon és ünnepnapokon volt. Az 1. számú túra 120 napon, a 2. számú túra 20 napon és a 3. számú túra 3 napon lett megtartva. A szakosztály tagjai részt vettek a látogatók vezetésében. Az 1. számú túrán 176 túranapot tartott 17 vezető, a 2. számú túrán 20 túranapot tartott 8 vezető és a 3. számú túrán pedig 3 túranapot tartott 2 vezető. Ha ezeket a számadatokat összehasonlítjuk a régebbi számokkal, akkor látható igazán, hogy 1935-ben a barlang látogatottsága mennyire nőtt. A tagok közül megemlítendő pl. Schmitz Nándor, aki a sajtóbemutatót és a rádióközvetítést, amelyek nagyon jó reklámmódszerek, megszervezte és lehetővé tette. A szakosztály felkérte a Pál-völgyi-barlang régi pártfogóját, Kadić Ottokárt, hogy csatlakozzon a szakosztály barlangmentő törekvéseihez és vegye megint kezeibe a barlang tudományos kutatását. Ő azt elvállalta és lépéseket tett a fővárosnál amiatt, hogy a barlang további feltárását és fejlesztését Budapest anyagilag támogassa. A szakosztály és a Magyar Barlangkutató Társulat között bensőséges, testvéri együttműködés jött létre.
A Magyar Barlangkutató Társulat 1936. január 28-án tartott választmányi ülésén az ügyvezető elnök jelentette, hogy a társulat beadvánnyal fordult a fővároshoz, amelyben a Pál-völgyi-barlang rendezésére és fejlesztésére 10 000 pengőt kért. Ezt a kérést Sipőcz Jenő főpolgármesternél Győry Tibor államtitkár támogatja. Az 1936. évi Barlangvilágban lévő, Kadić Ottokár által írt összefoglaló szerint 1935-ben a Pannónia Turista Egyesület Barlangkutató Szakosztálya és a Magyar Barlangkutató Társulat megállapodott egymással abban, hogy a társulat megpróbál anyagi eszközöket szerezni a Pál-völgyi-barlang további fejlesztésére, a szakosztály viszont hozzájárul a Barlangvilág kiadásához. Az 1936. évi Barlangvilágban lévő, Bogsch László által írt tájékoztatóban meg van említve, hogy Bogsch László örül annak, hogy a Magyar Barlangkutató Társulatnak sikerült egyezséget kötnie a Pannónia Turista Egyesület Barlangkutató Szakosztályával. Az egyezség értelmében a szakosztály a barlangkutató munkáját a társulattal együtt végzi. Ez az együttműködés, az erők egyesítése ugyanannak a célnak az érdekében valószínűleg előnyére lesz a Pál-völgyi-barlangnak.

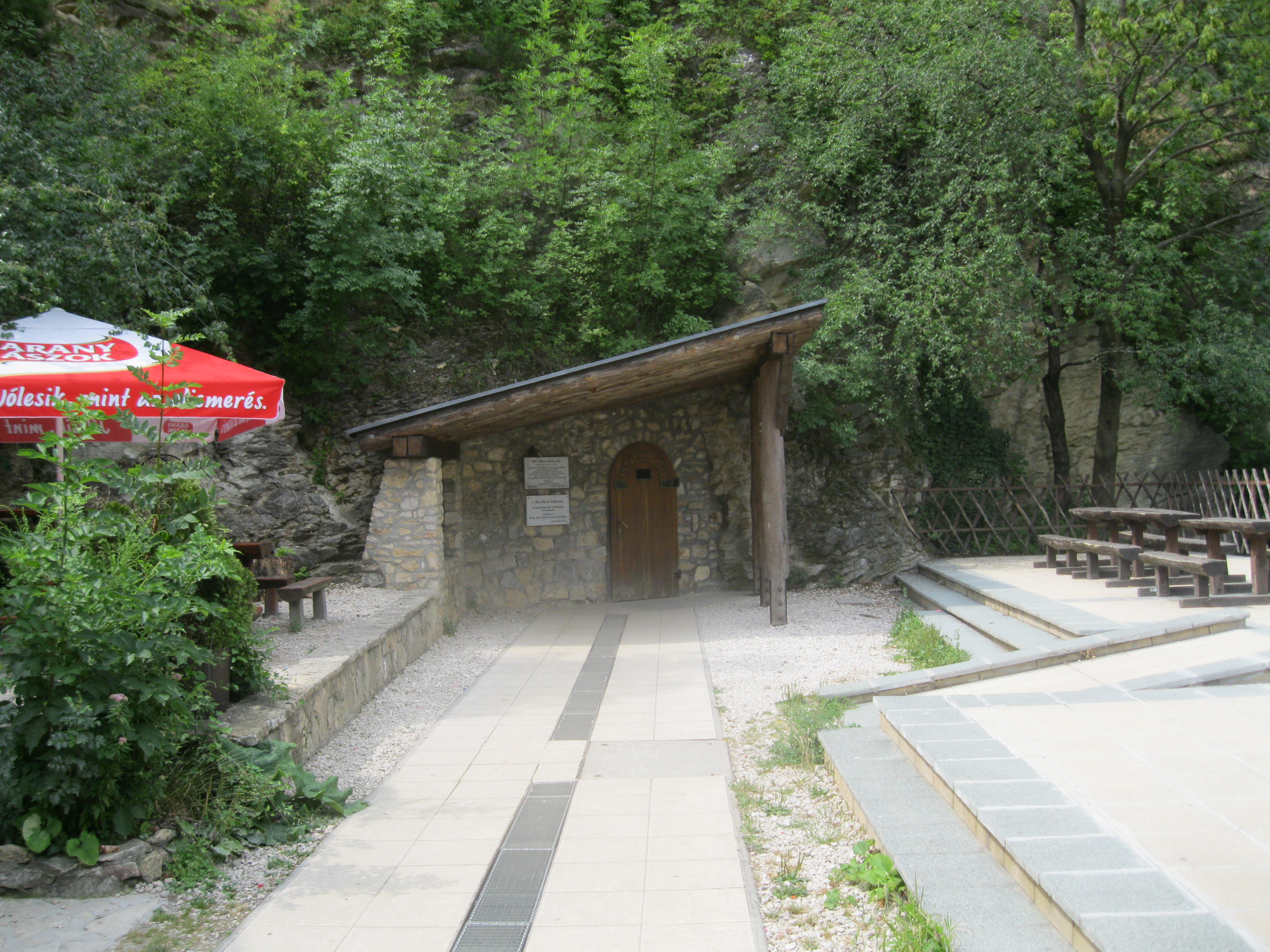
A Pál-völgyi-barlang bejárata 2011-ben

Az 1937. évi Barlangvilágban megjelent, Kadić Ottokár által írt áttekintésben az van írva, hogy az eredményekben gazdag 1935. év után 1936-ban a Pál-völgyi-barlang körül megint kissé csökkent a munkalehetőség. A belépődíjakból keletkezett csekély bevétel az előre nem látható és állandó kiadásokra lett költve és ezért a barlangban végzendő érdemi munka megint háttérbe szorult. Nyáron a sok eső miatt összeomlott a bejárattal szemben lévő utcai támfal, ezért a belépődíjak jelentős részét ennek helyreállítása emésztette fel. A fennmaradt pénzből az utcai lejárat egy részét széles betonlépcsőkkel látták el. A barlangban csak a Bástya környékén történt némi betonmunka. Ez volt minden, amit 1936 nyarán a rendelkezésre álló kevés pénzből tenni lehetett.

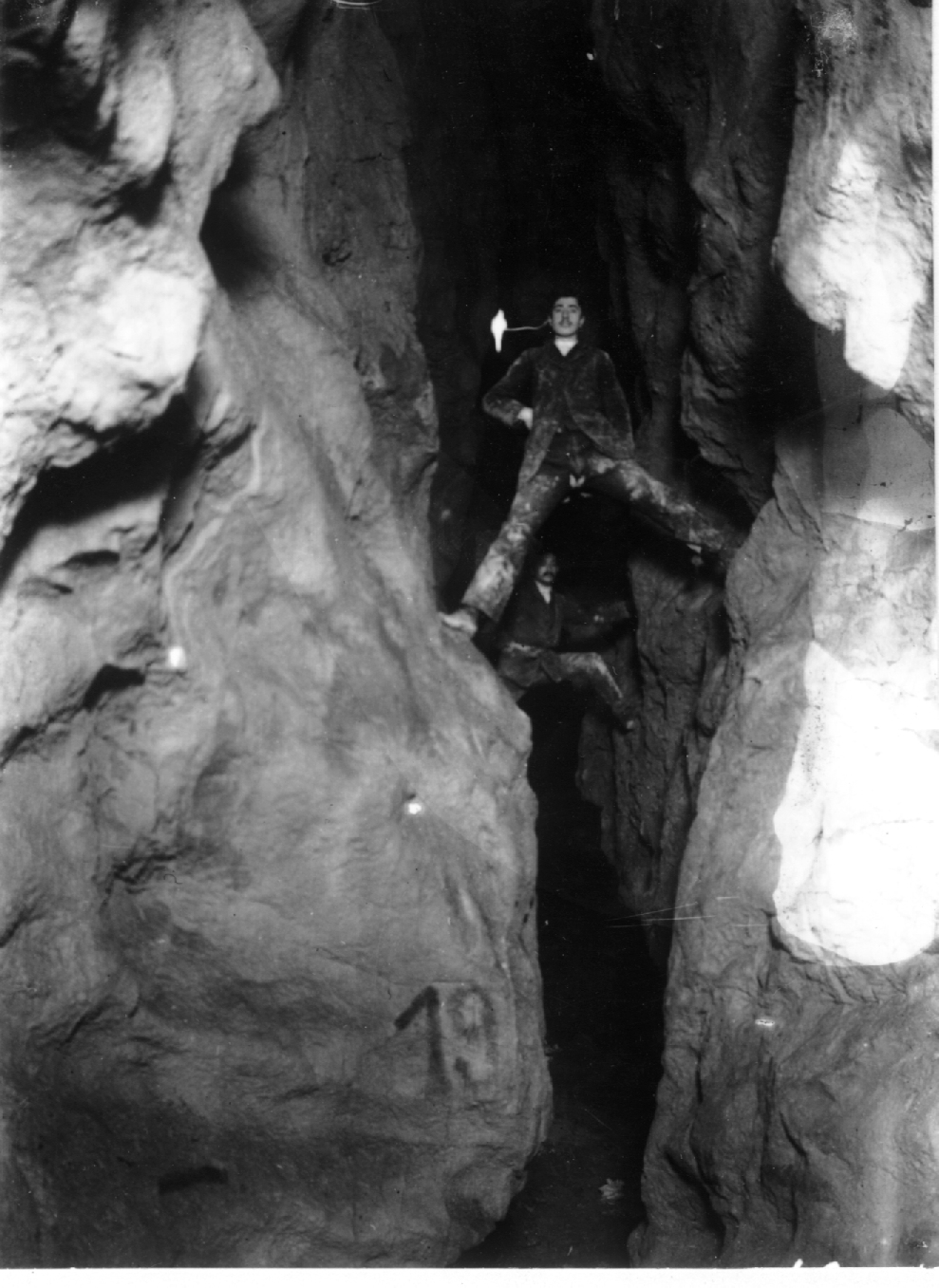
A Pál-völgyi-barlangban lévő Magas-folyosó (Bekey Imre Gábor felvétele)

A barlang látogatottsága kielégítő volt a tavaszi esőzések és az azzal járó hideg időjárás ellenére. A barlangot 1936-ban 5593-an látogatták meg, közöttük 1679 tanuló és 264 külföldi volt. A külföldiek között volt 125 osztrák, 55 német, 15 olasz, 12 svájci, 10 francia, 6 lengyel, 6 észak-amerikai, 5 román, 5 angol, 4 belga, 4 holland, 3 lett, 3 finn, 2 dán, 2 új-zélandi és egy-egy görög, svéd, egyiptomi, batáviai, ausztráliai és indokínai. Sokan nézték meg a barlangot az elszakított részek magyarjai közül is. Ők kb. 140-en voltak. A látogatók vasárnapi vezetésében a szakosztály majdnem minden tagja részt vett. Legtöbb vezetést Westvinkel József, ifj. Szarka Lajos, Csernyák Béla, Farkas Károly, Atzél Frigyes és Albert Gusztáv vállaltak. Hölgyek közül a vezetésben Buthemuth Mária tűnt ki legjobban. A szakosztály remélte, hogy a régóta kilátásba helyezett fővárosi segélyt megkapja, amivel a barlangi körforgalom 20 éve húzódó ügye végre megoldódhat.
Az 1937-ben megjelent, Szeghalmy Gyula által írt könyvben szó van arról, hogy a Hármashatár-hegy közelében van a Pál-völgyi-barlang. Majdnem Buda közepén, a rózsadombi villanegyedtől É-ra egy hatalmas barlangvidék fekszik a Föld mélyén: a Szemlő-hegyi-barlang, a Ferenc-hegyi-barlang és a Pál-völgyi-barlang vidéke. Ezeket a nemrég feltárt barlangjáratokat a Föld mélyén áramló karsztvíz és feltörő hőforrások a pliocénben és a pleisztocénben hozták létre eocén bryozoás márgában, de leginkább eocén nummuliteszes mészkőben. A barlangok hossza együtt 4000 m-nél több, de a jelekből ítélve itt a Föld mélyén megbújó járatoknak valószínűleg csak egy kis része van felfedezve. A további kutatás, faláttörés majd eldönti, hogy a Baradla-barlangon kívül Magyarország másik legkiterjedtebb barlanghálózata a Budai-hegyek alatt van-e.
Ennek a barlangvidéknek leghatalmasabb, bejárásra legajánlhatóbb barlangja a pálvölgyi barlangcsoport, amely a Mátyás-hegy és Gugger-hegy közötti völgyben, a Hármashatár-hegyre vezető Szépvölgyi út 162. szám alatt lévő menedékházának közelében található. Mivel a Szépvölgyi út betorkollik a Kolosy térbe a budai villamos megállójánál, ezért a térről könnyen el lehet érni gyalog a barlangcsoportot. A 205 m tszf. magasságban lévő barlangot az 1900-as évek elején tárták fel a mátyás-hegyi kőfejtők. Az 1000 m-nél hosszabb barlang járatai szélesek. A természet csodavilágába érdekes betekintést nyújtanak termes üregei. Elülső részének látogatását gondozott utak, betonlépcsők és villanyvilágítás teszik lehetővé. Bámulatra késztetik az embert cseppkőképződményei: függőcseppkövei, állócseppkövei és a rájuk vetődő fény miatt különböző színben sziporkázó kőfüggönyei. A Pál-völgyi-barlang kőfejtőjében, illetve a Mátyás-hegy oldalában a Pál-völgyi-barlang bejáratán kívül sok barlangszáj sötétlik. Itt van a Mátyás-hegyi-barlang, a Hideglyuk-barlang, a Bagyura-barlang és a Harcsaszájú-barlang, amelyeknek minden bizonnyal összekapcsolódnak mélyen lévő részeik a velük egyszerre, ugyanabban a kőzetben, ugyanolyan viszonyok között keletkezett pálvölgyi barlangcsoporttal.
Az 1937. évi Barlangvilágban megjelent, Kadić Ottokár által írt, a német és magyar barlangkutatók 1927. évi kongresszusáról szóló visszaemlékezésben szó van arról, hogy 1927. szeptember 17-ének délutánján, a kongresszus résztvevői kirándultak a Pál-völgyi-barlanghoz, ahol a vendégeket (a Pannónia Turista Egyesület Barlangkutató Szakosztály élén) Atzél Frigyes elnök fogadta. A társaságot Kadić Ottokár végigvezette a barlang elülső, villannyal kivilágított részén, majd kedélyes estély következett a barlang menedékházában.
A pálvölgyi barlangkutatók 1937. május 19-én, Kadić Ottokár elnökletével értekezletet tartottak. Az elnök leszögezte, hogy az értekezlet magánjellegű és azt leginkább azért hívta össze, hogy Budapest tanácsjegyzőjével a Pál-völgyi-barlangban legközelebb végzendő munkálatokat közösen megbeszéljék. Az elnök azután röveden felvázolta a Pál-völgyi-barlangban 30 éven át végzett feltáró munkák történetét, kiemelve a Pannónia Turista Egyesület Barlangkutató Szakosztályának ezen a téren szerzett érdemeit. A szakosztály ugyanis eddig majdnem teljesen saját anyagi erejéből, tagjainak saját kezű munkájával tárta és tárja fel ezt a nevezetes barlangot. A pálvölgyi barlangkutatók legnagyobb érdeme, hogy évtizedek óta minden ünnepnap és vasárnap ügyeletes vezetést tartanak fenn, és ezzel nagyon segítik a nyilvánosságot. A Magyar Barlangkutató Társulat a nemzetközi barlangkutatók kongresszusakor elérte Budapest vezetésénél a villanyvilágítás bevezetését. Az Elektromos Művek is nagyon segítőkész volt akkor ebben az ügyben.
Pacher Béla tanácsjegyző a főváros nevében köszönetét fejezte ki a pálvölgyi barlangkutatóknak és teljesen elismerte a szakosztály több évtizedes lelkes, önfeláldozó és kitartó munkáját. Kadić Ottokár jelentette, hogy a Magyar Barlangkutató Társulat a múlt évben 10 000 pengő támogatást kért a főváros vezetésétől, hogy a pálvölgyi barlangkutatóknak lehetővé tegye a barlang és a kőfejtő teljes rendbetételét. Értesülés szerint a főváros vezetése 1937-re 1000 pengő segélyt szavazott meg, amit a jelenlévők örömmel vettek tudomásul. Atzél Frigyes, a szakosztály elnöke közölte, hogy a pálvölgyi barlangkutatók legnagyobb kívánsága az, hogy a barlang régóta kívánt és tervezett körforgalmát megvalósítsák. Ebben az esetben a barlangot megtekintőknek nem kellene ugyanazon az úton visszamenniük, hanem új járatokon haladva és új barlangrészeket látva jutnának vissza a bejárathoz. Ezért kérte, hogy a rendelkezésre álló összeget erre a célra fordítsák. Ehhez hozzájárultak a jelenlevők.

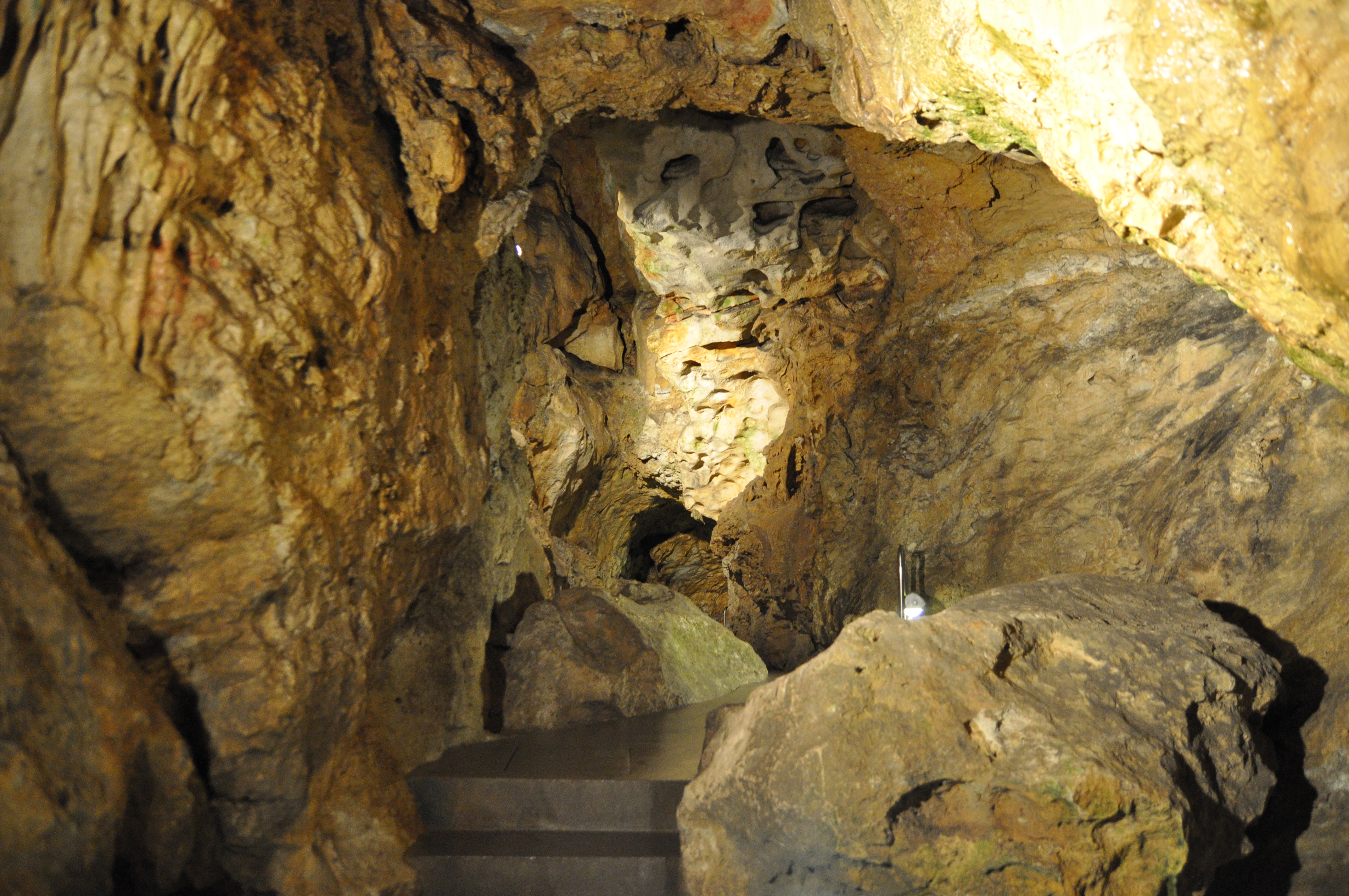
Részlet a barlang utcai ruhában járható részéből

Kadić Ottokár kiemelte, hogy nemcsak a barlangot, hanem a pálvölgyi kőfejtőt is rendezni kell. A kőfejtő Budapest egyik legtanulságosabb földtani feltárása. Rendbe kell hozni, karsztnövényekkel be kell ültetni és be kell fásítani. Így a pálvölgyi kőfejtő hegyvidéki telepe lenne a füvészkertnek és barlangjával együtt egyik legtanulságosabb kirándulóhelyévé válna a tanuló ifjúságnak. A Pannónia Turista Egyesület ezen kívül a kőfejtő tág udvarán sportpályát alakíthatna ki tagjai számára. A pálvölgyi barlangkutatók vállalják, hogy a Székesfővárosi Állat- és Növénykert, illetve az Egyetemi Füvészkert igazgatóságának útbaigazítása szerint rendezik a kőfejtőt, ha Budapest anyagilag támogatja ezt a törekvést.
Pacher Béla megkérdezte a szakosztályt, hogy a barlangkutatók milyen jogi alapon használják a barlangot és a kőfejtőt, mert a tulajdonviszonyok tisztázása nagyon sokat számít abban az esetben, ha azokba nagyobb összeg be lesz majd fektetve. Schmitz Nándor azt mondta, hogy a szakosztály a nevezett javakat (a barlangot, a kőfejtőt és a hozzátartozó épületeket) úrbéri jogon évi egy aranykoronáért tíz évre kibérelte. A szerződésnek van azonban egy súlyos kitétele is, amely szerint a tulajdonos fél évre felmondhatja a szerződést. Pacher Béla azt tanácsolta a barlangkutatóknak, hogy próbáljanak meg olyan hosszúlejáratú szerződést kötni a tulajdonossal, amely kizárja a rövid felmondás lehetőségét, mert különben sem a főváros, sem az állam nem fog majd nagyobb támogatást nyújtani. A résztvevők végül megállapodtak abban, hogy a körforgalom elkészülte után Budapest vezetésének illetékeseit meghívják, hogy tekintsék meg a barlangot, illetve a szakosztály lépéseket tesz egy kedvezőbb bérleti szerződés megkötése miatt.

### 1938–1940

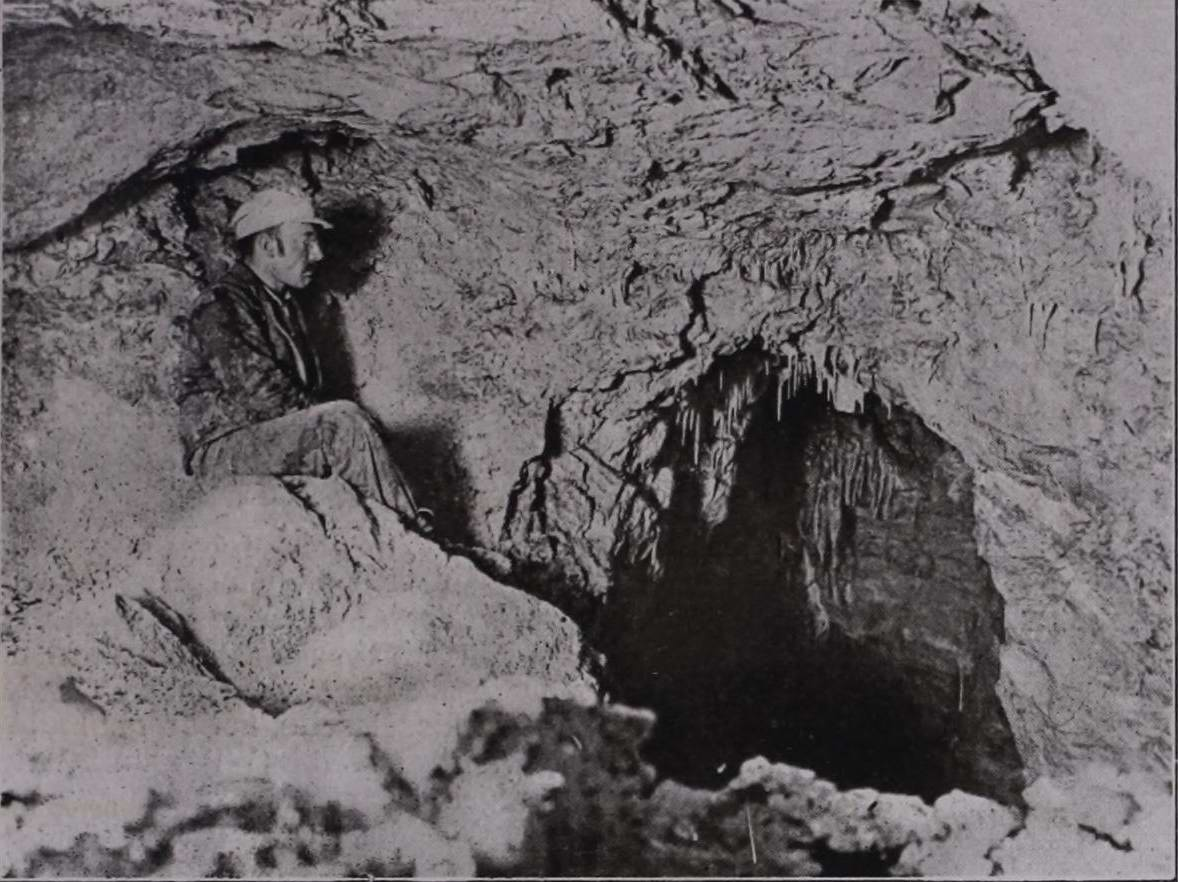
A Hefty-kürtő az Ötösök folyosóján

Az 1938. évi Barlangvilágban az olvasható, hogy a Magyar Barlangkutató Társulat felügyelete alatt működő barlangkutató egyesületek közül a Pannónia Turista Egyesület Barlangkutató Szakosztálya 1937-ben egészen különös tevékenységet végezhetett. Budapest vezetősége a Pál-völgyi-barlang céljaira a társulat közbenjárására 1000 pengőt, közvetlenül a szakosztálynak pedig szintén 1000 pengőt juttatott. A szakosztály ezt az összeget a régóta megvalósítani akart körforgalom megépítésére használta fel. A szakosztály tagjai először a Peti-folyosóban felhalmozódott agyagot és a lezuhant kőtömböket távolították el, és amikor a folyosó járhatóvá vált, akkor lépcsőket építettek a folyosóban. Miután a Peti-folyosóban befejezték a munkát, akkor ugyanezt a munkát elvégezték a Magas-folyosóban és a Scholtz-próba nevű részen. A két rendezett barlangszakasz Incelógónál történő összekötése volt a legnehezebb feladat. A két barlangszakasz ezen a helyen magas és szűk hasadékok kereszteződésében helyezkedik el és egymástól nagy függőleges távolságban van. Itt az összekötést szűk, meredeken lejtő lépcsők létrehozásával lehetett megoldani. Az áthaladás ezen a részen kissé kényelmetlen, de megfelelő tágításokkal ezen a bajon is segíteni lehet fokozatosan.
A két barlangszakasz rendezésével és összekötésével végre elkészült a 20 éve várt Körforgalom. A látogatóknak most nem kell a Színház-teremből a már megtett úton visszamenni, hanem új úton, a Magas-folyosón keresztül a Scholtz-próbában és az Incelógóban épített betonlépcsőkön felmenve a Peti-folyosóba jutnak, majd ezen átgyalogolva a kiindulás helyére, a Lóczy-terembe érkeznek. Ezen a könnyítésen kívül a Peti-folyosó és a Magas-folyosó rendbetételével a barlang két új kitűnő és nagyon tanulságos résszel lett gazdagabb. A Körforgalom megépítésével a Pál-völgyi-barlang idegenforgalmi kezelésében teljesen új fordulat következett be. A szakosztály tagjai remélik, hogy ez a fontos újítás a barlang látogatásában és jövedelmezőségében is nagyon meg fog látszódni. Az egyik jelentős társulati munka a Pál-völgyi-barlangban végzett munka. A kutatás a Budapest által nyújtott segélyből lett elvégezve, ami annak a jele, hogy a főváros vezetősége megértette a budapesti barlangok tudományos, idegenforgalmi és légvédelmi jelentőségét. Kadić Ottokár kijelentette, hogy a magyarországi barlangkutatás sorsa már Budapest kezébe került.

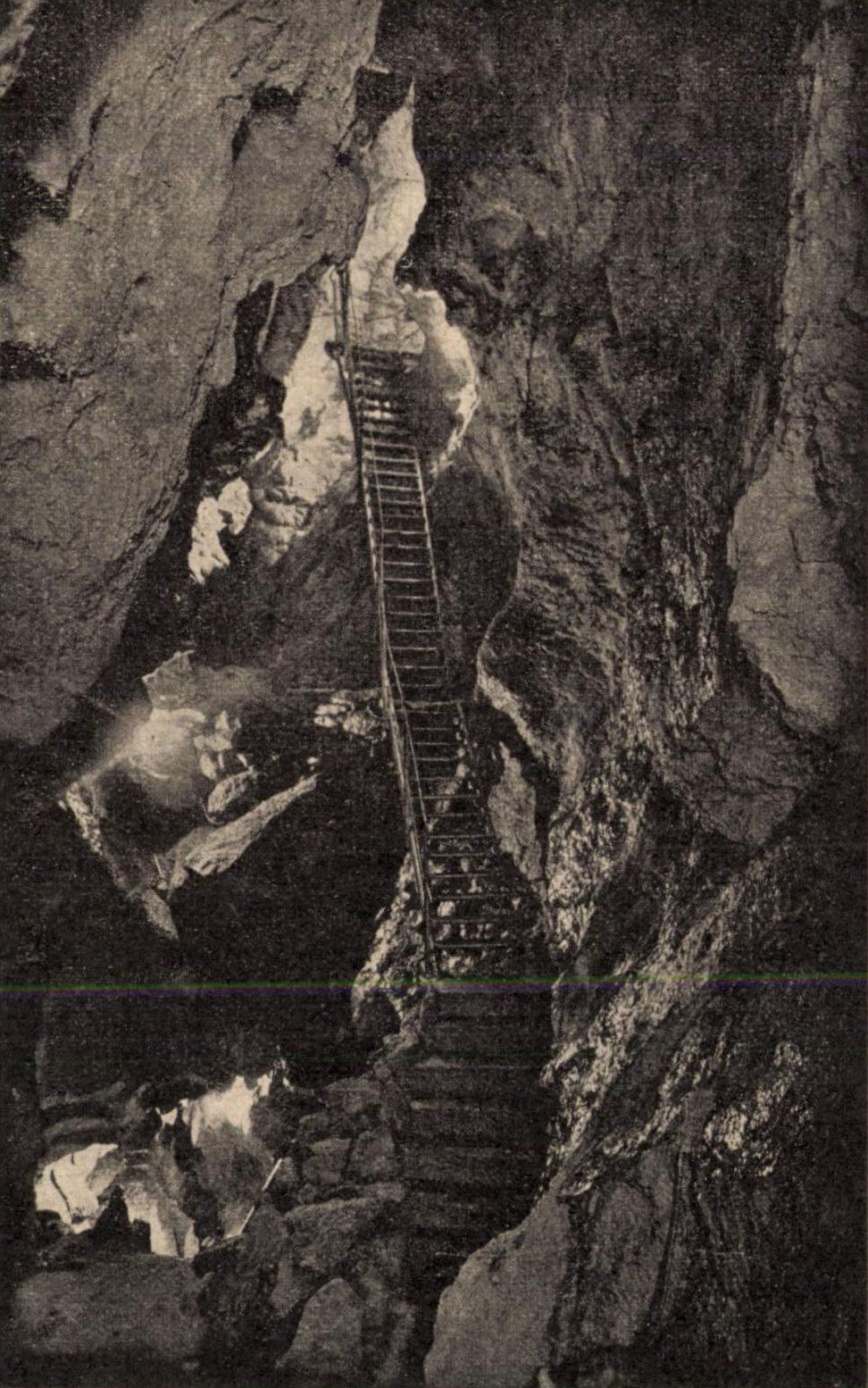
Pál-völgyi-barlang, Színház-terem (1938-ban publikált fénykép)

A Magyar Barlangkutató Társulat 1938. április 28-án tartott választmányi ülésén a társulat tervbe vette a Pál-völgyi-barlang fokozatos bővítését és az eddig rendezett szakaszok karbantartását. A Természetbarát 1938. évi 3–4. számában meg van említve, hogy a TTE barlangkutatói eltervezték, hogy ha elég érdeklődő lesz, akkor Pest környéki barlangkörtúrát (pl. Pál-völgyi-barlang, Szemlő-hegyi-barlang, Ferenc-hegyi-barlang, Solymári-ördöglyuk, Legény-barlang, Kevélyi barlang) fognak vezetni. Az 1938. évi Természettudományi Közlönyben szó van arról, hogy Európa leghosszabb négy barlangjától sokkal rövidebb pl. a Pál-völgyi-barlang.
Az 1938. évi Hidrológiai Közlönyben az van írva, hogy a Szép-völgy egy hegyszorost elhagyva kissé szélesedik és patakhordalékkal van kitöltve addig, amíg a Pál-völgyi-barlanghoz és a Mátyás-hegyhez ér. Meg kell itt említeni az ismert Pál-völgyi-barlangot, amelyben a bryozoás márgarétegek alatt a nummuliteszes mészkövek vannak feltárva. A barlang általában keskeny, hasadékszerű üregekből áll. A feltárt járatok hossza már majdnem 1000 méter. Jelenleg már nincs meg benne a tulajdonképpeni barlangvíz, csak átszivárgó csapadékvíz hatol lassan lefelé és néhány helyen cseppköves bekérgezéseket, valamint kisebb mértékben cseppköveket hoz létre. Nagyon szép rendben van tartva a barlang. Gondozva van és ki van világítva, ami a barlangot kezelő Pannónia Turista Egyesület érdeme. Ezt az üreget nevezik Szépvölgyi-barlangnak is. Magyarország tektonikus barlangjai közé sorolható a Pál-völgyi-barlang.
A zöldmáli dűlőben, a III. kerületben (Szépvölgyi utca 162.) helyezkedik el és tektonikus eredete már alaprajzán is jól észrevehető. Az alaprajzon jól látható, hogy a barlangjáratok keletkezése a fő tektonikai irányokat követve egymást keresztező hasadékok mentén történt. Legöregebb a Pál-völgyi-barlang a tektonikus barlangok között. A barlangban nagyon éreztette hatását már a korrózió is. A barlang a Mátyás-hegy D-i lábánál, a Szépvölgyi-árok jobb oldalán nyílik és felső eocén priaboniai emeleti orbitoidás és nummulinás mészkőben, valamint bryozoás márgában jött létre. Tektonikus eredetét hatalmas, meredek sziklafalai árulják el, melyeken azonban már jól tanulmányozhatók a korrózió nyomai is. A barlangot 1904-ben fedezték fel kőfejtéssel, majd ezután a Pannónia Turista Egyesület Barlangkutató Szakosztálya vette gondjaiba. A közönség részére 1919-től áll nyitva, és jelenleg már nagyrészt villanyvilágítással ellátva várja látogatóit. A tanulmányban van két fekete-fehér fénykép, amelyek a barlangot mutatják be. Az egyik fényképen a barlang bejárata (Szépvölgyi út 162.) és a bejárat előtt lévő magas kőfal a másik fényképen a barlangban lévő Színház-terem látható.

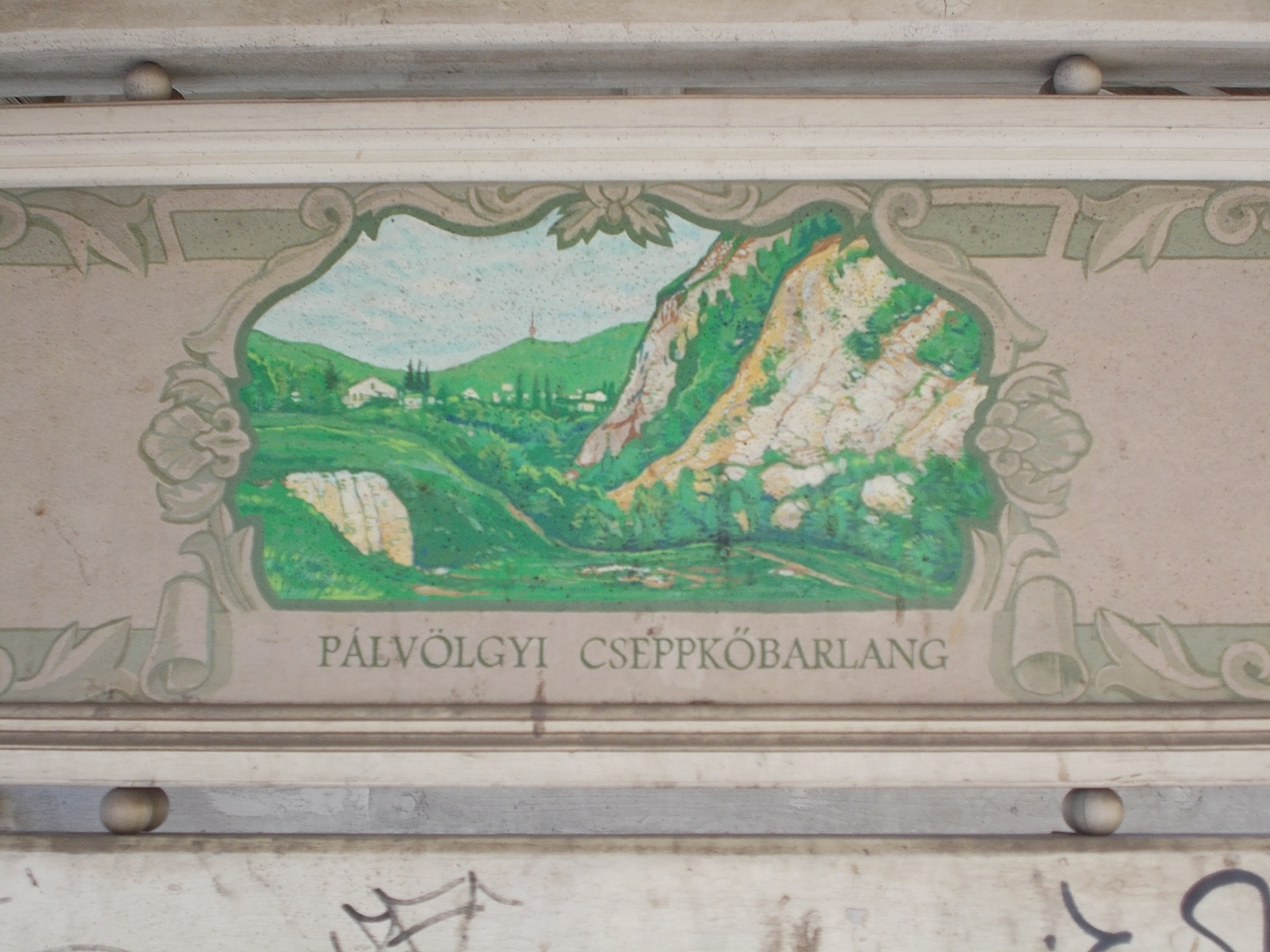
A hűvösvölgyi villamos- és buszvégállomás fedett lépcsőjének egyik festménye

A Pannónia Turista Egyesület Barlangkutató Szakosztályának 1939. február 22-én tartott választmányi ülésén Schmitz Nándor közölte, hogy a szakosztály rendben találta a Budapest Székesfőváros Idegenforgalmi Ügyosztálya és a Magyar Barlangkutató Társulat részéről 1938-ra a Pál-völgyi-barlang fejlesztésére nyújtott, összesen 3000 pengős segély felhasználásáról szóló elszámolást. Schmitz Nándor jelentette, hogy a barlang 10 éves bérletideje 1939. december 31-én lejár. Ezért a kőbánya tulajdonosához, a Salgótarjáni Kőszénbánya RT-hez a szakosztály januárban azzal a kéréssel fordult, hogy az utóbbi években történt és ezután történő nagyobb beruházások miatt, a barlangot a szakosztálynak még 25 évre adja bérbe.

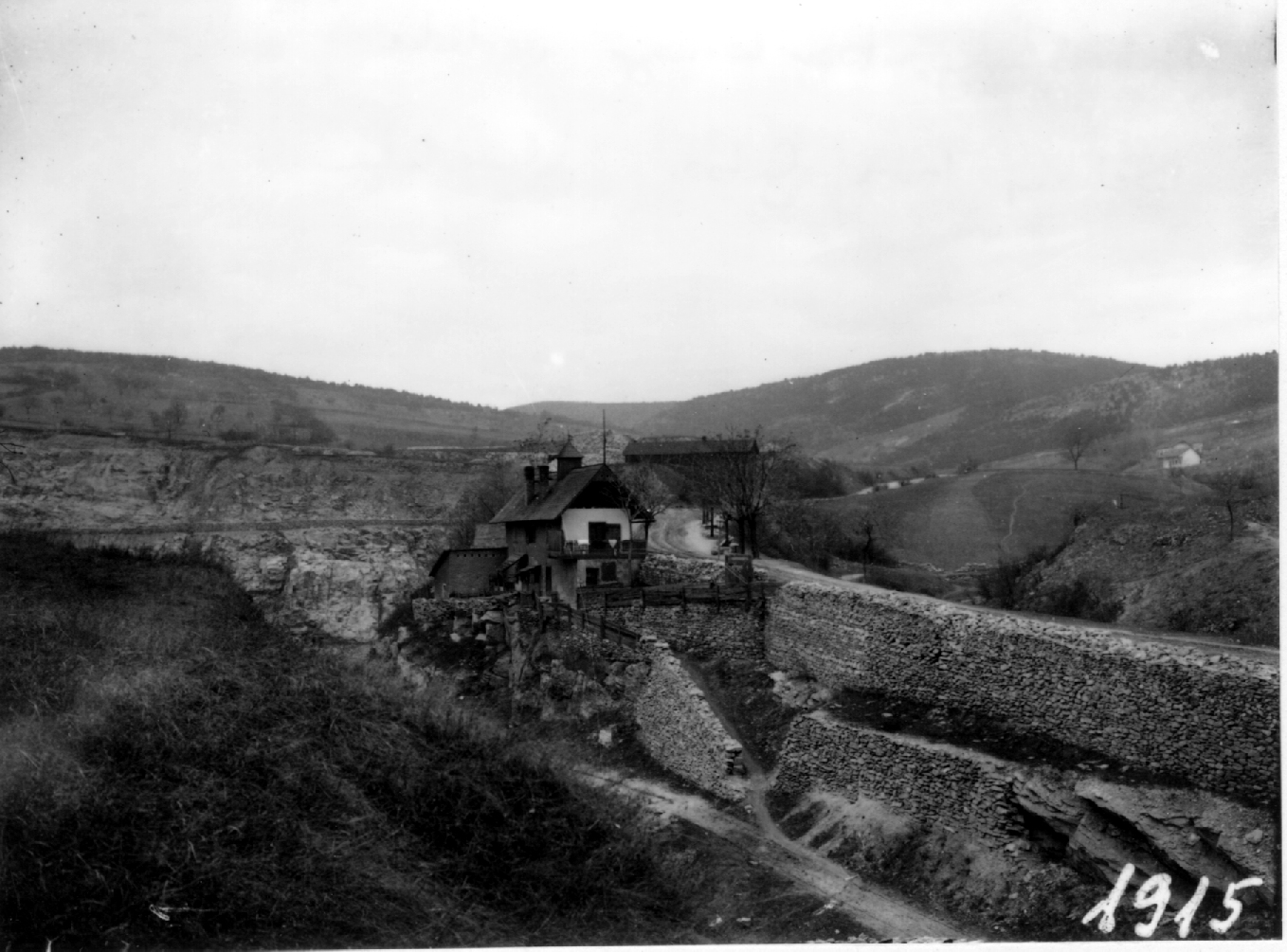
A Pál-völgyi-barlang bejáratának helyet adó kőbánya 1910-ben (Bekey Imre Gábor fényképe)

Kadić Ottokár kérte a választmányt, hogy döntse el mi legyen elvégezve a barlangban a Budapest által 1939-ben nyújtott 2000 pengős segélyből. Többek hozzászólása után úgy határozott a választmány, hogy először az 1938-ban rendezett szakaszban az ideiglenes gumikábel-vezetéket cserélik ki végleges földkábel vezetékre a villanyvilágítás miatt a szakosztály tagjai. Később a Felső és Alsó lépcsős folyosóban a korábban megépített, de nehezen járható lépcsőket építik át. Utóbbi munkával a látványos Kőhíd-terem és a Kápolna nevű részeket nyitják meg a látogatók számára. A szakosztály 1939. március 4-én tartott évi rendes tagülésén Schmitz Nándor jelentésében röviden vázolta a barlang rendbetétele és kiépítése miatt a Pál-völgyi-barlangban végzett, a főváros anyagi támogatásával 1938-ban történt munkákat. A barlangot 1938-ban majdnem 60 000 látogató tekintette meg, akik között nagyon sok külföldi volt. A látogatók vezetését most is díjtalanul végezték a szakosztály tagjai.
A Pannónia Turista Egyesület Barlangkutató Szakosztályának 1939. április 18-án tartott választmányi ülésén Schmitz Nándor jelentette, hogy a Salgótarjáni Kőszénbánya RT már csak 3 évre adta bérbe a barlangot a szakosztálynak, annak kiemelésével, hogy a bérlet lejárta után az ügyet a legnagyobb előzékenységgel fogja kezelni. A választmány kínos meglepetéssel fogadta ezt a bejelentést és elhatározta, hogy a kőbánya tulajdonosánál lépéseket tesz határozatának megváltoztatása miatt. A Magyar Barlangkutató Társulat Várhegyi Bizottságának 1939. január 27-én tartott ülésén az elnök, Kadić Ottokár megemlítette, hogy 1938-ban a Budai Vár-barlang előcsarnokának falai pl. a Pál-völgyi-barlang plakátjaival lettek feldíszítve.

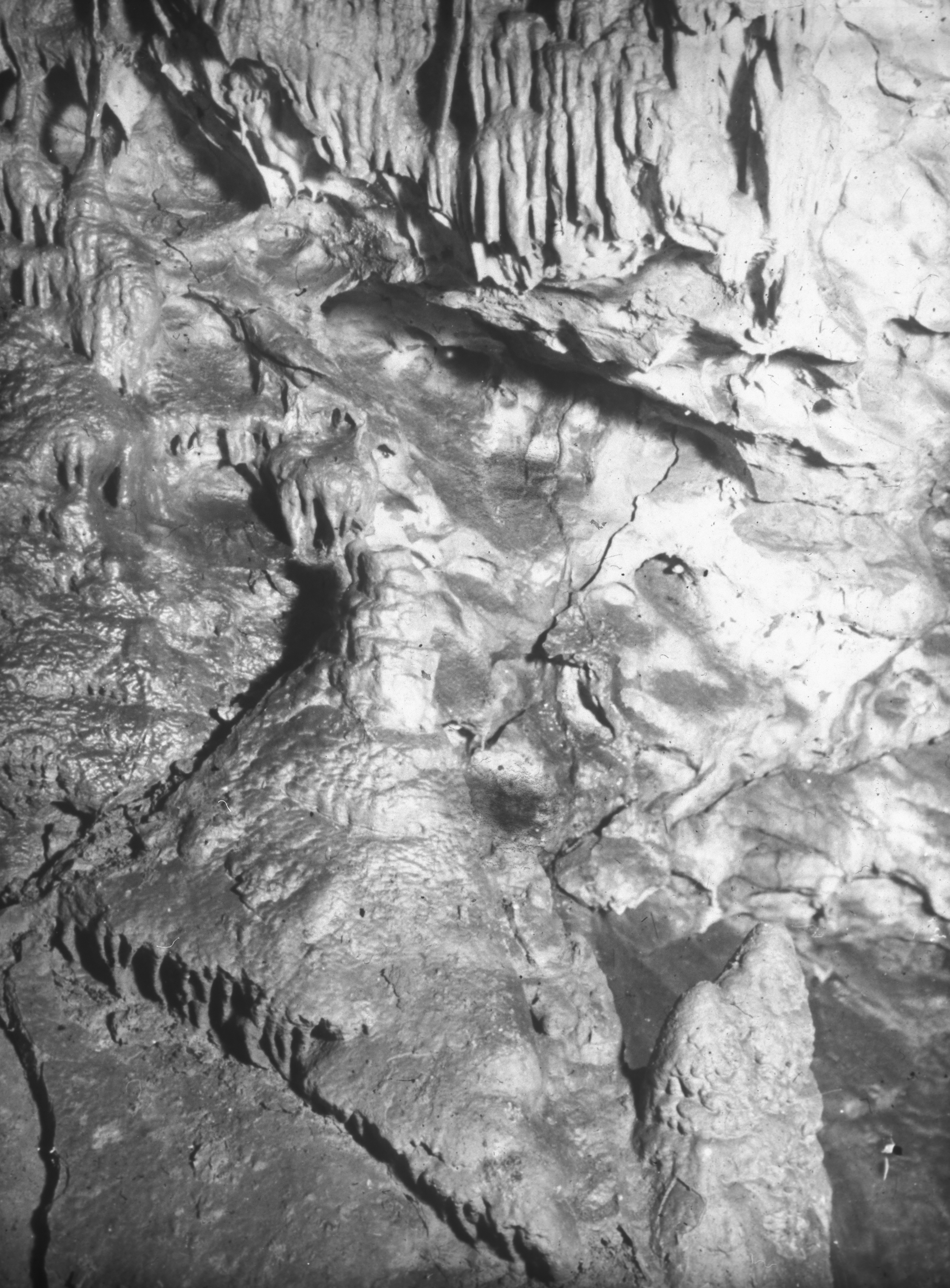
A Pál-völgyi-barlang egyik része (Bekey Imre Gábor fényképe)

Az 1939. évi Barlangvilág 3. füzetében publikált és Kadić Ottokár által írt jelentésben meg van említve, hogy Budapest legnagyobb és legrégebben ismert barlangját, a Pál-völgyi-barlangot régóta a Pannónia Turista Egyesület kezeli és ezért nem vállalhatta a barlang idegenforgalmi felkarolását a Magyar Barlangkutató Társulat. A Pannónia Turista Egyesület Barlangkutató Szakosztálynak 1938-ban a főváros 3000 pengő segélyt nyújtott. Ezt az összeget a szakosztály leginkább a Pál-völgyi-barlang Színházához vezető lépcsők átépítésére használta fel. A Színházhoz addig a Kabaré-teremből a magasba nyúló Színházi-folyosó betonlépcsőin kellett felmenni egy kis pihenőig, ahonnan nagyon kényelmetlen, meredeken lejtő, legtöbbször nedves, sáros fahágcsón kellett leereszkedni a Színházi-erkélyig. Amiatt, hogy ez a kényelmetlen út el legyen kerülve, a Kabaré-teremből kiinduló, vízszintes oldalfolyosót építettek az erkélyre, ahonnan a hatalmas csarnokot át lehet tekinteni, majd erről kényelmes lépcsőkön le lehet menni a Színházba.
A már régen felfedezett, alacsony és szűk oldalfolyosót vésőmunkával és robbantással bővítették és mélyítették. A folyosó végén található mély szakadékot betonlappal hidalták át az erkélyig. Az új folyosót és az erkély alját kibetonozták, az áthidalást és az erkély szélét korláttal látták el. Így a Színházba való lejutás sokkal könnyebb lett. A rendelkezésre álló összegből a Lóczy-terem bejáratát, a felette elhelyezkedő kőzetben mutatkozó repedés miatt, két vasbeton oszloppal támasztották alá, hogy biztonságos legyen a látogatás ezen a részen. A segélyből még jutott arra is pénz, hogy a szakosztály megoldja az előző években megépített Körjárat Lóczy-terem és Bástya közötti szakaszában, gumikábel és 24 vízálló világítótest felszerelésével ennek a barlangrésznek az ideiglenes kivilágítását.
Az 1939. évi Barlangvilágban megjelent és Pápa Miklós által írt tanulmányban meg van említve, hogy turistaegyesület (Pannónia Turista Egyesület) kezeli a Pál-völgyi-barlangot. Az 1939. évi Barlangvilág 4. füzetében lévő és Kadić Ottokár által írt dolgozat szerint a Bükk hegységben lévő Szeleta-barlanghoz, Balla-barlanghoz, Herman Ottó-barlanghoz, Kecske-lyukhoz, Három-kúti-barlanghoz, Istállós-kői-barlanghoz, Büdös-pesthez és Puskaporosi-kőfülkéhez hasonló jelentőségűek a dunántúli barlangok, pl. a Budai-hegységben található Pál-völgyi-barlang. A Természet 1939. évi évfolyamában szó van arról, hogy leginkább a barlangok vannak kiválasztva kőfejtés céljára, mert a tömör kőzetnél könnyebben fejthető az üregekkel és hasadékokkal átszőtt kőzet. Emiatt pusztult el három barlang (Pálvölgyi-barlang, Jankovich-barlang, Tűzköves-hegyi-barlang) elülső része.
A Pannónia Turista Egyesület Barlangkutató Szakosztály 1939. május 25-én tartott választmányi ülésén Silberer Nándor jelentette, hogy a Pál-völgyi-barlang bérlésének meghosszabbítása miatt tárgyalt a Salgótarjáni Kőszénbánya RT vezetőjével, Erdélyi Sándorral és további 10 év bérletviszonyt kötött a jelenleg érvényben lévő megállapodás feltételeivel. A választmány elhatározta, hogy felkéri a Magyar Barlangkutató Társulatot, hogy biztonsági szempontból vizsgálja át a barlangnak azokat a részeit, amelyeket a közönség látogat.

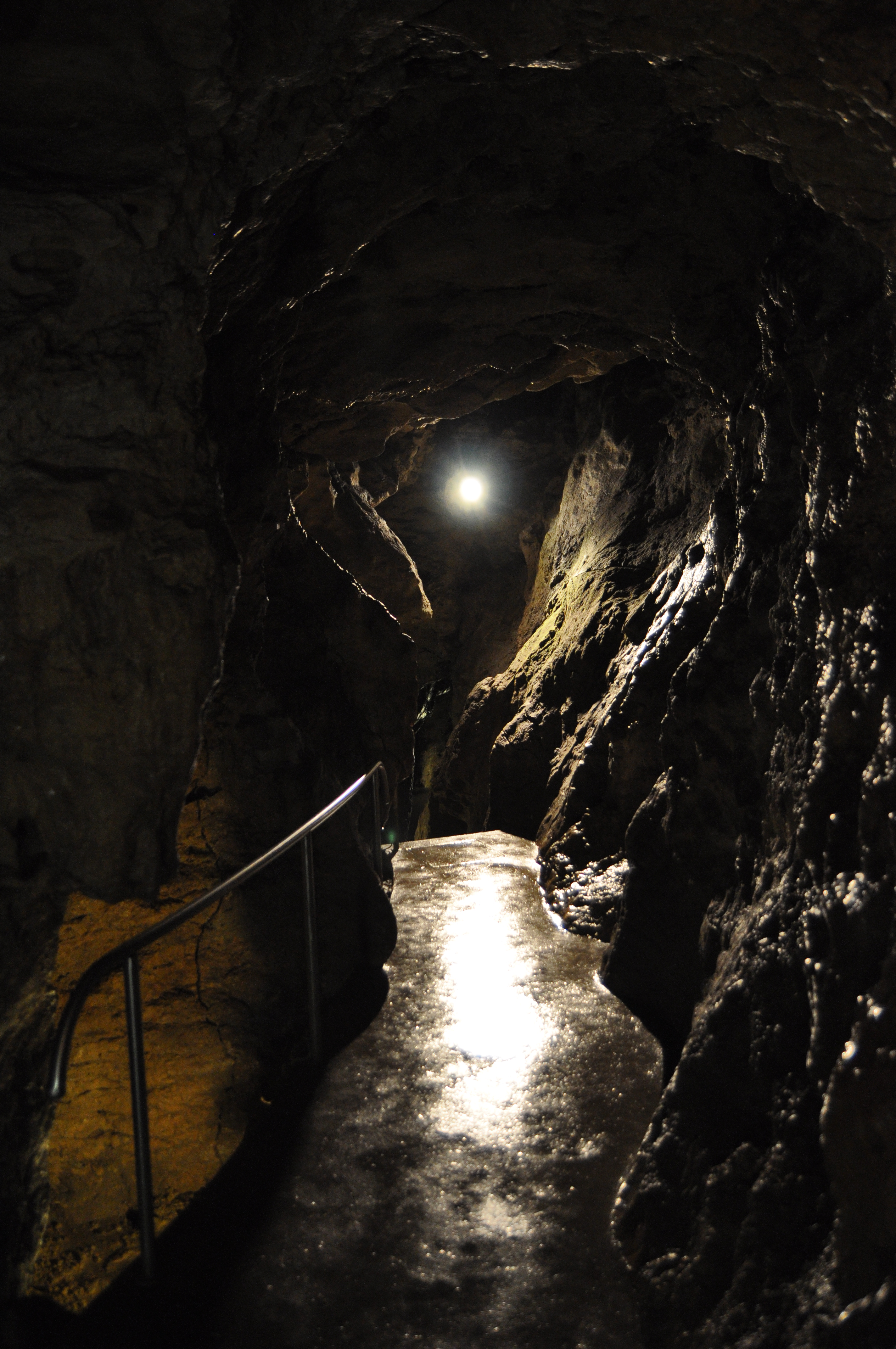
Részlet a Pál-völgyi-barlang utcai ruhában járható részéből

Az 1940. évi Barlangvilágban megjelent és Kadić Ottokár által írt áttekintésben szó van arról, hogy a Pannónia Turista Egyesület Barlangkutató Szakosztálya 1939-ben is jól haladt a Pál-völgyi-barlang kiépítésével. Budapest 2800 pengős segélyéből a szakosztály tagjai átépítették a felső és alsó Lépcsős-folyosó kényelmetlen lépcsőit. A Lóczy-teremből kiindulva jelenleg szabályos betonlépcsőkön lehet lemenni a Keresztezésig, majd innen tovább a Kápolna érintésével a Kőhíd-terembe. Ezen kívül betonnal kiépítették a Lóczy-terem, a Keresztezés és a Kápolna előtti térség alját. A Keresztezéstől a Kőhíd-teremig tartó lépcsős részt gumikábel bevezetésével villannyal világították ki, a lépcsőket pedig korláttal látták el a megfelelő helyeken. Ezzel a munkával a barlangnak egy nagyon érdekes, új részét tették könnyen járhatóvá a látogatók számára. A barlangot 1939-ben 5458 látogató tekintette meg, amelyek közül 1737 tanuló és 353 külföldi volt. A belépődíjakból tatarozva lett a barlang két menedékháza. Ugyancsak a belépődíjakból lett fedezve a barlang propagálása.
Az utóbbi évek barlangi vonatkozású eseményeit nézve, örömmel lehet megállapítani, hogy a magyarországi barlangügy hatalmas fejlődésnek indult minden irányban. Ez a fellendülés főleg a Baradla-barlang, a Pál-völgyi-barlang és a Budai Vár-barlang körül látható. Az elért sikerek mindhárom helyen a kitartó, szívós munka eredményei. Kb. 25 évvel korábban a Pannónia Turista Egyesület kezébe vette a Pál-völgyi-barlang sorsát, lelkes barlangkutató tagjai pedig vasárnapjaikat hétköznappá téve, saját kezűleg fogtak hozzá a barlang feltárásához és idegenforgalmi kiépítéséhez. A barlang első pártfogója Lóczy Lajos volt, aki memorandummal fordult a főváros vezetéséhez, hogy megfelelő anyagi támogatással rendbe legyen téve a barlang és a kőfejtő, valamint a barlang a nyilvánosság számára hozzáférhetővé váljon. Ezt a memorandumot követte egy második, majd egy harmadik és külön memorandum lett küldve a kultuszminiszternek. A barlangkutatók kérései, indoklásai és magyarázatai azonban nem jutottak túl ezeken a magas helyeken. Minden igyekezet hiábavalónak bizonyult, mert nem értették meg a barlangkutatókat.
Sok év telt el azóta és a barlangkutatók nem tehettek semmit a főváros egyik páratlan természeti emlékének könnyen látogathatóságáért. De megjött a barlang fellendülésének ideje. Három éve Budapest állandó segélyt nyújt ennek az elsőrangú természeti látványosságnak, valamint elkezdődött a barlangban a feltáró és építő munka. Elkészült a 20 évvel ezelőtt tervezett körút. A látogatók most folyamatosan előre haladva nézhetik meg a barlang leglátványosabb részeit. A régebben rendezett, de kényelmetlenül járható részeket átépítették, majd az így kialakított járatokat villannyal világították ki a barlangkutatók. A körforgalmon kívül minden évben a barlangban egy másik szakasz fel van tárva és járhatóvá van téve. Ha az addig nyújtott támogatást a következő években is megkapják a kutatók, akkor képesek lesznek az egész barlangot rendbe tenni, majd így a Magyarországra látogató külföldieknek bemutatni.
A Pannónia Turista Egyesület Barlangkutató Szakosztályának 1939. október 31-én tartott választmányi ülésén Silberer Nándor beszámolt a folyamatban lévő barlangi munkálatokról és ezzel kapcsolatban köszönetet mondott Pálfy Gyulának, a szakosztály tagjának a Pál-völgyi-barlang kivilágítása és a menedékházak karbantartása körül végzett önzetlen munkájáért. Silberer Nándor jelentette, hogy a Keresztezéstől a Kőhíd-teremig tartó lépcsőlejáratban lefektették a villanyvilágításért felelős gumihuzalt és a lámpahelyeket kijelölték. Silberer Nándor megemlítette a Tyúklétra nevű meredek és szűk járat bővítését. A rendbetett körjáratban ez az egyetlen kényelmetlen hely. Több hozzászólás után úgy határozott a választmány, hogy ezt a helyet akkor fogja bővíteni a szakosztály, amikor rendezni fogják az ezzel szorosan összefüggő Scholtz-terem felé haladó feljáratot. Schmitz Nándor közölte, hogy az előző ülésen tárgyalt barlangi botszögek művészi kivitelben elkészültek és a látogatók számára 30 fillérért megvásárolhatók.
A Pannónia Turista Egyesület Barlangkutató Szakosztályának 1940. január 12-én tartott választmányi ülésén Schmitz Nándor jelentette, hogy a Székesfővárosi Idegenforgalmi Ügyosztálytól kapott 1000 pengős segélyt a szakosztály már teljesen felhasználta és erről szabályszerűen elszámolt. A szakosztály tagjai ebből az összegből elsősorban a megrongált villanyvezetéket javították ki, a Keresztezés és a Kőhíd-terem közötti szakaszban lépcsőket alakítottak ki, az egyik menedékházat tatarozták és többfajta propagandára használták. Silberer Nándor közölte, hogy a Salgótarjáni Kőszénbánya RT további 10 évre bérbe adta a Pál-völgyi-barlangot és a kőfejtőt a szakosztálynak. Pálfy Gyula javasolta, hogy a legközelebbi budapesti segélyből a Scholtz-terem felé tartó rész legyen rendezve. A választmány egyhangúlag elfogadta a javaslatot. Gubicza Béla barlangmester javaslatára a választmány elhatározta, hogy a barlang egyik folyosóját Kadić Ottokárról, egy másikat Atzél Frigyesről nevezi el. A felavatást az anyaegyesület közgyűlésén akarták véghezvinni.

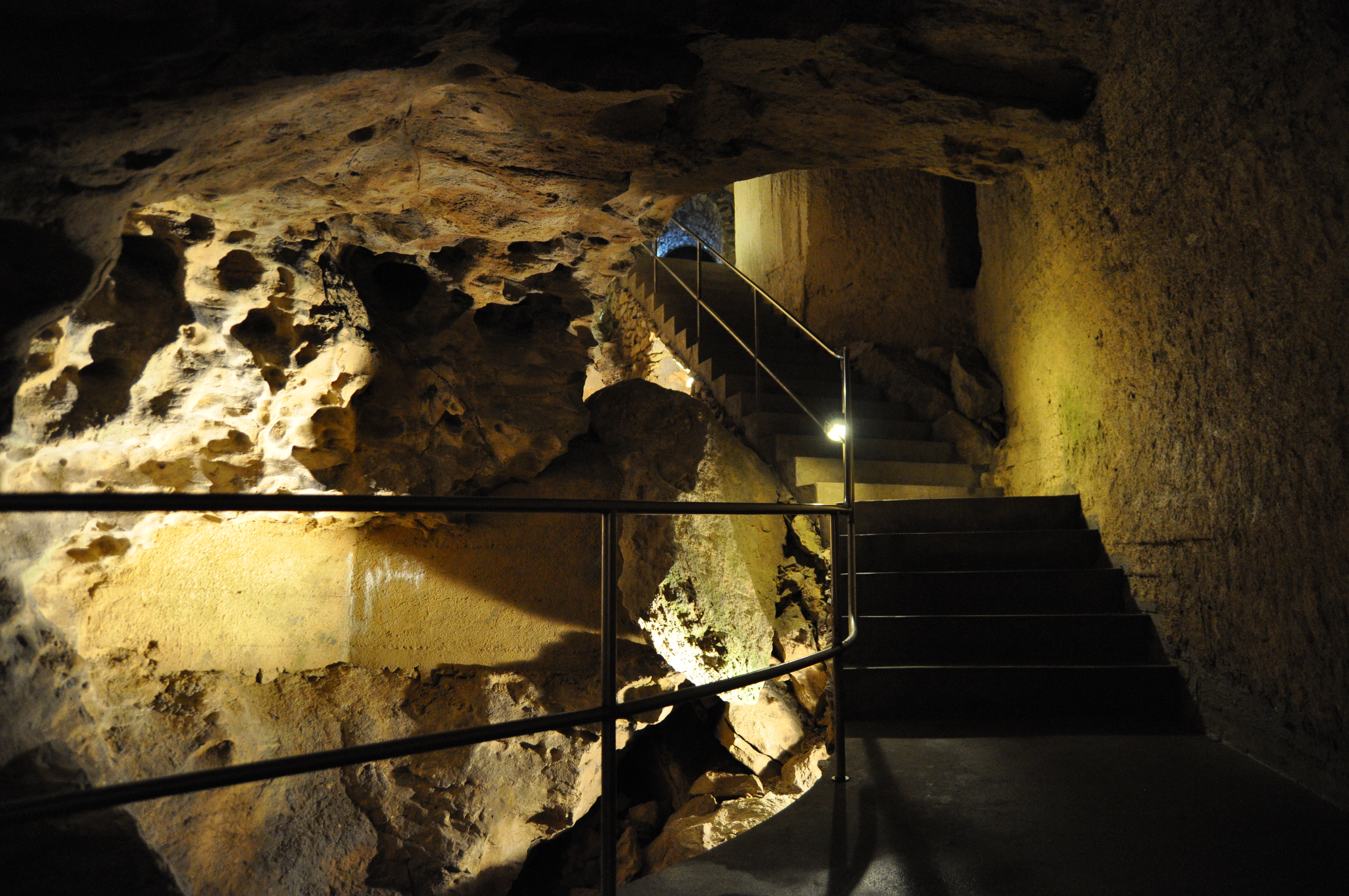
Részlet a Pál-völgyi-barlang utcai ruhában járható részéből

A pálvölgyi barlangkutatók 1940. március 8-án értekezletet tartottak amiatt, hogy Budapest vezetésének közvetlenül beszámoljanak a végzett munkákról. Silberer Nándor jelentette, hogy 1939-ben a barlang fejlesztésére 2 800 pengőt adott a főváros. Ebből az összegből először a Lóczy-terem alját betonozták ki. Ez a barlang első tág terme. Itt a látogatók a barlangról az első benyomásaikat szerezhetik és ezen a helyen a látogatók hosszabb ideig szoktak tartózkodni. Fontos volt, hogy ez a terem teljesen száraz maradjon, amit csak a betonozással lehetett elérni. Ezután következett a fő munka, a Lóczy-terem és a Keresztezés, illetve a Keresztezés és a Kőhíd-terem közötti hosszú, lejtős folyosóban a sok lépcső kialakítása. Az először említett rész lépcsőkkel már el volt látva, de ezeken olyan nehéz volt a közlekedés, hogy a teljes lépcsőt le kellett bontani és újra kellett építeni. A másik részben nem voltak lépcsők, de itt is lépcsők lettek kialakítva. A barlang teljesen új, látványos szakasza lett a nagyközönségnek járható ezzel a munkával.
A rendelkezésre állt összeg másik része a barlang régi, 1927-ben bevezetett, de azóta a nedvesség miatt nagyon megrongálódott villanyvezetékének javítására lett fordítva. Ezen kívül a nemrég rendbetett, Keresztezés és Kőhíd-terem közötti lépcsőszakaszba most lett bevezetve a villany először. Az értekezlet nyugtázta az 1939-ben a barlangban végzett eredményes munkálatokról szóló jelentést. Silberer Nándor közölte, hogy a szakosztály tervbe vette az Incelógótól kiinduló és a Scholtz-terem felé haladó, feltűnően szép szakasz 1940. évi rendezését.

### 1941–1943

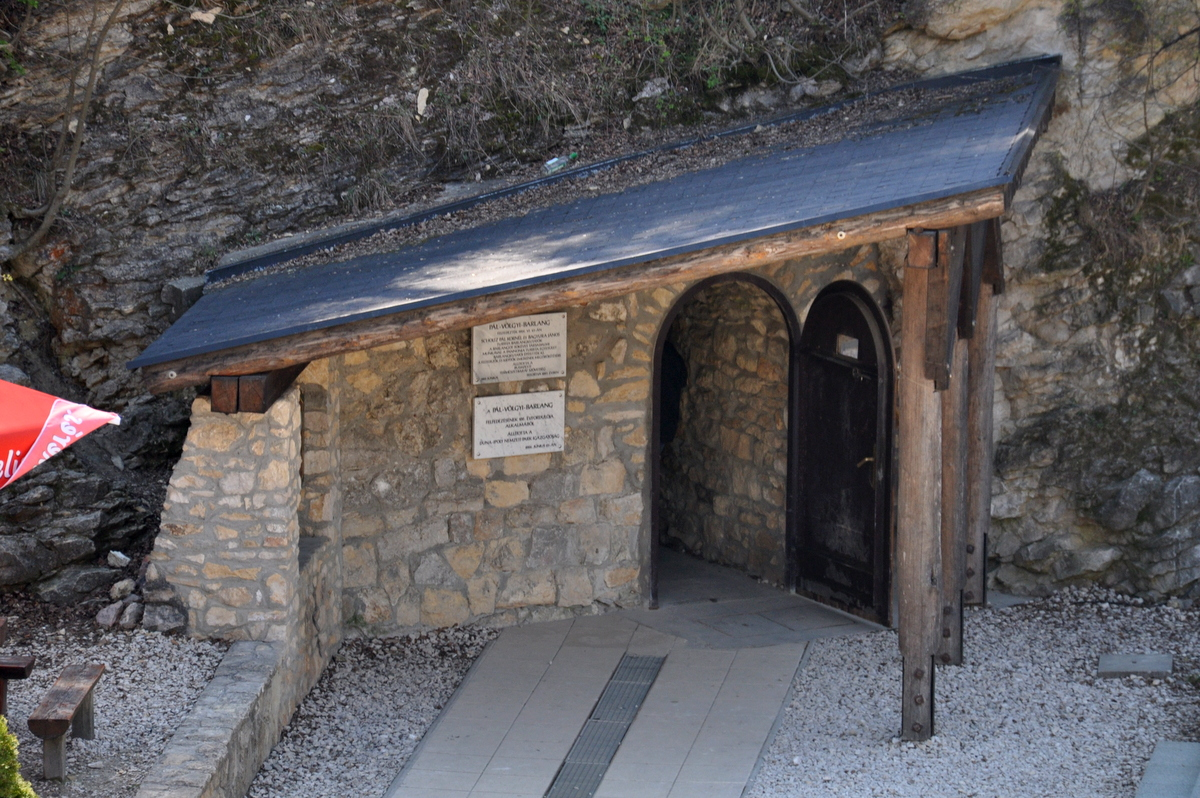
A Pál-völgyi-barlang bejárata 2012-ben

Az 1941. évi Barlangvilágban kiadott, Kadić Ottokár által írt összefoglalóban szó van arról, hogy a Pannónia Turista Egyesület Barlangkutató Szakosztálya 1940-ben is leginkább a Pál-völgyi-barlang rendbetételével és kezelésével volt elfoglalva. Budapest erre a célra 2000 pengő segélyt adott. Ebből az összegből rendezve lett a körjáratnak az Incelógótól a Rádium-terem lejáratáig terjedő része. Itt főleg a Turista-folyosóban összegyűlt agyagot és kőtörmeléket ásatták le a szakosztály tagjai és az így nyert anyaggal kitöltötték a folyosó mélyebb részeit. Ezzel majdnem vízszintes lett az út a cseppkövekben gazdag Scholtz-teremig, amely szintén rendezve lett. Innen lépcsőket építettek a Károly-kútig, ahol a Rádium-teremhez levezető, 20 m mély zsomboly nyílik. Az átalakított barlangrész járdáját és lépcsőit betonnal fedték le. Ezzel a munkával teljesen új, a nyilvánosságnak eddig ismeretlen, nagyon szép cseppkövekben gazdag szakasszal gyarapodott a barlang, és így nagyobb lett idegenforgalmi jelentősége is. Ezt a részt villannyal kell kivilágítani a következő évben.
Emellett a fő munka mellett a rendelkezésre álló összeg egy részéből sikerült a Kőhíd-terem és a Sextagón alját kiépíteni betonnal, illetve a régi, nagyon megrongált villanyvezetéket kijavítani és így legalább részben megszüntetni a gyakran előforduló világítási zavarokat. A villanyvezeték műszaki vizsgálata kiderítette, hogy az 1927-ben épített hálózat már egész hosszában rossz. A barlangot 1940-ben 6422 látogató tekintette meg. A barlang látogatottsága az előző évihez képest 18 %-kal nőtt. Örömmel állapították meg a tagok, hogy amikor a többi magyarországi barlangnál (Baradla-barlang, Budai Vár-barlang, Tapolcai-tavasbarlang) az utolsó évben csökkent a látogatószám, addig a Pál-völgyi-barlang látogatószáma nőtt. Kétségtelenül a pálvölgyi barlangkutatók szorgalma miatt van ez a szép eredmény. A Budapest anyagi támogatásával történt újabb munkálatok könnyen bejárható természeti látványossággá tették a barlangot, amelyet a nyilvánosság, de legjobban a tanuló ifjúság szívesen keres fel. Kadić Ottokár a publikáció végén megemlítette, hogy a Baradla-barlang idegenforgalmi kiépítése sokat haladt és ugyanez mondható el a Pál-völgyi-barlangról is.

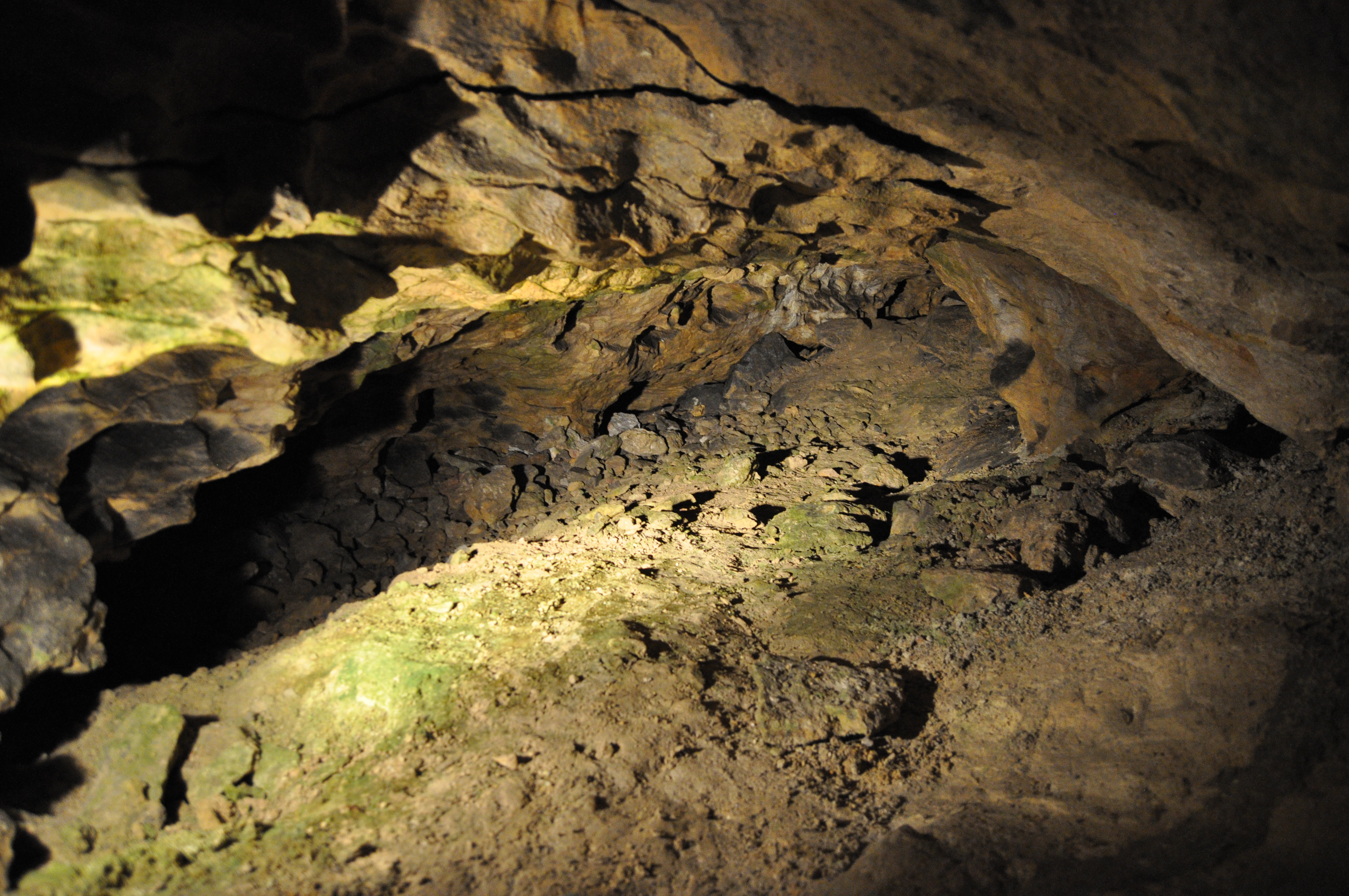
Részlet a barlang utcai ruhában járható részéből

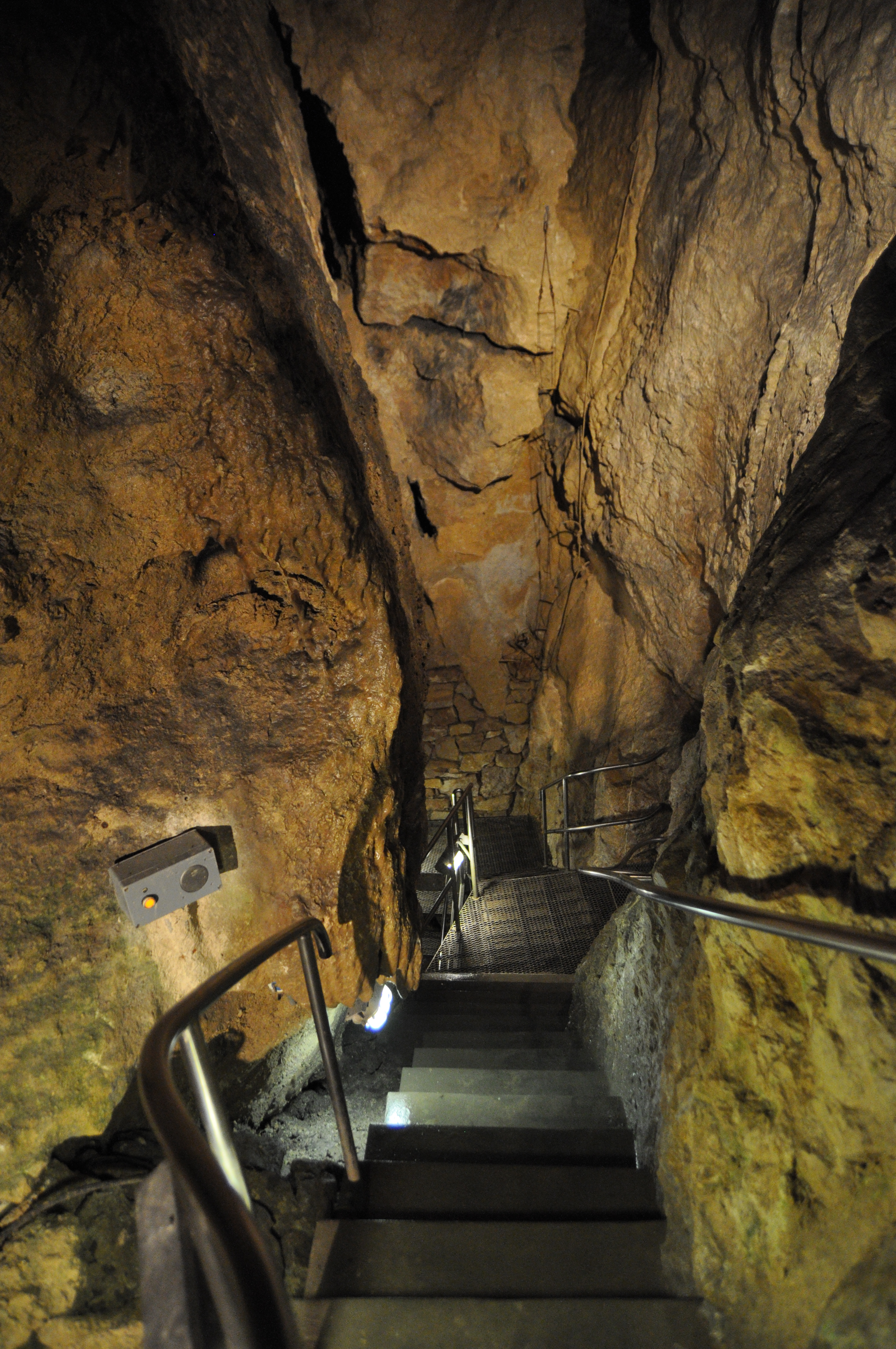
Részlet a barlang utcai ruhában járható részéből

Novák Károly a pálvölgyi barlangkutatók 1941. január 17-én tartott értekezletén beszámolt a Pannónia Turista Egyesület Barlangkutató Szakosztálya által a Pál-völgyi-barlangban, 1940-ben végzett munkálatok eredményeiről. Silberer Nándor a Pannónia Turista Egyesület Barlangkutató Szakosztályának 1941. április 3-án tartott választmányi ülésén ismertette, hogy a Pál-völgyi-barlang látogatóinak baleseti biztosítása 1941-re 75,3 pengő és kérte a pénztárost, hogy ezt az összeget a Magyar Általános Biztosító Társaságnak küldje el. Az elnök közölte azt is, hogy a szakosztály 1941. március 2-án tartott évi taggyűlése után, a barlangot bemutató képeket vetített Csongor tagtárs.
Farkas Károly háznagy jelentése alapján a választmány elhatározta, hogy a nem megfelelően működő világítást sürgősen megjavítja. Azt is tervbe vette a választmány, hogy a Peti-folyosó elején található függő sziklát a biztonság miatt alátámasztja betonoszloppal. Silberer Nándor javaslatára a választmány elhatározta, hogy a barlangban történő munkálatok befejezése után, megfelelő időben, sajtóbemutatón lesz a legutóbb rendbehozott és kivilágított barlangrész a nyilvánosságnak megnyitva. Silberer Nándor javaslatára a választmány elhatározta, hogy a szakosztály megfelelően kiképzi azokat az új tagokat, akik részt szeretnének venni a barlangot látogatók kísérésében. A választmány kérte a tagokat, hogy minél gyakrabban vegyenek részt a látogatók vezetésében.

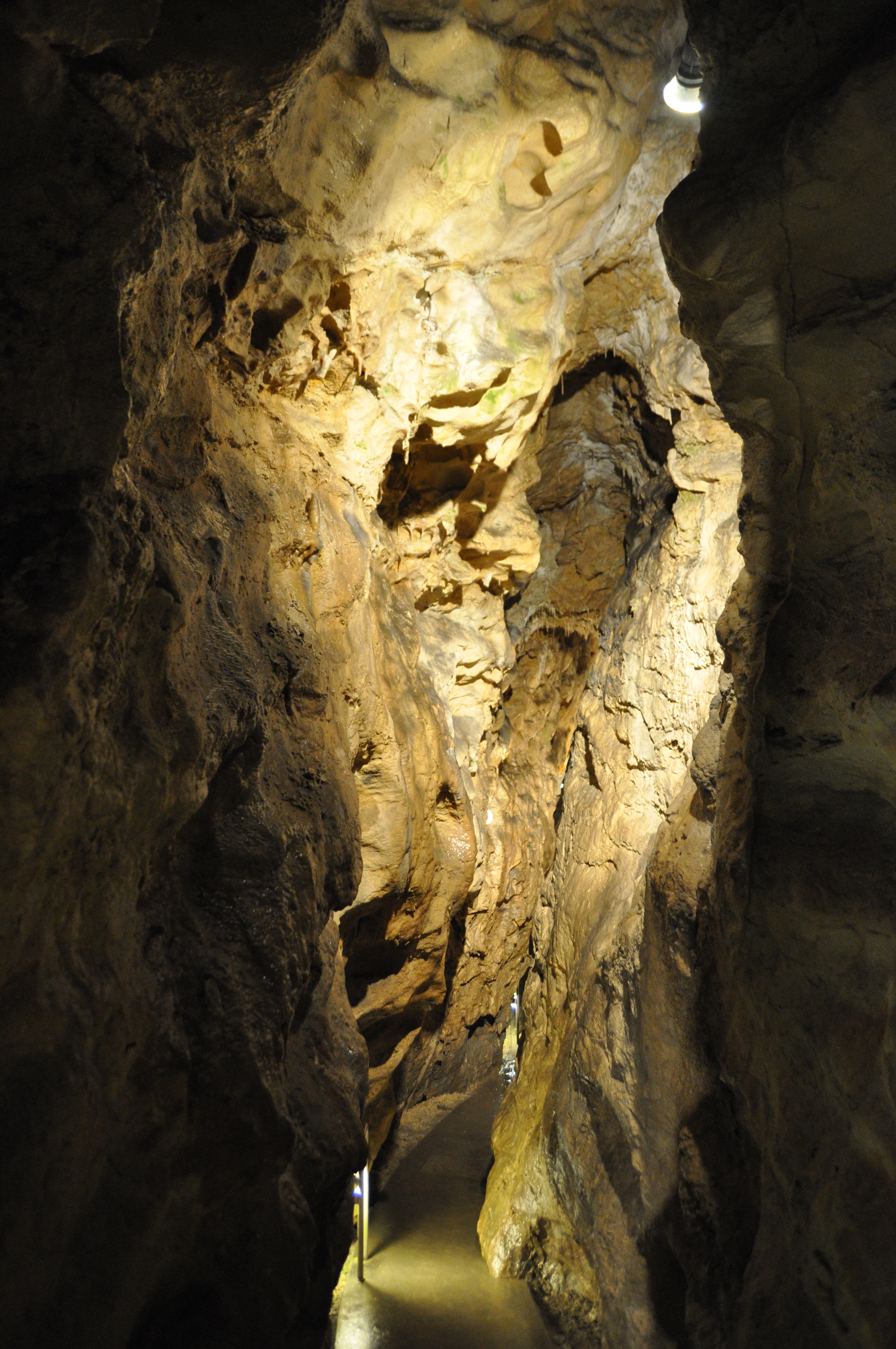
Részlet a barlang utcai ruhában járható részéből

A barlangmester, Novák Károly jelentette a szakosztály 1941. július 10-én tartott választmányi ülésén, hogy a Magyar Barlangkutató Társulat 1941-re 1500 pengőt helyezett kilátásba a Pál-völgyi-barlangban történő munkálatok sikeres befejezésére. A választmány elhatározta, hogy ebben az esetben a következő intézkedéseket tervezi: a szakosztály tagjai alátámasztják a Peti-folyosó elején veszélyesen áthajló nagy sziklatömböt. A Bástya elején található meredek falépcsőt lecserélik kényelmesen járható betonlépcsőkkel. Megjavítják, vagy új kábellel cserélik ki (a földzárlatok kiküszöbölése miatt) az elektromos világítás elhasznált hálózatát néhány helyen. Tervezték azt is, hogy a Scholtz-teremben látható, összetört cseppköveket helyrehozzák és kibővítik a Tyúklétra részt.

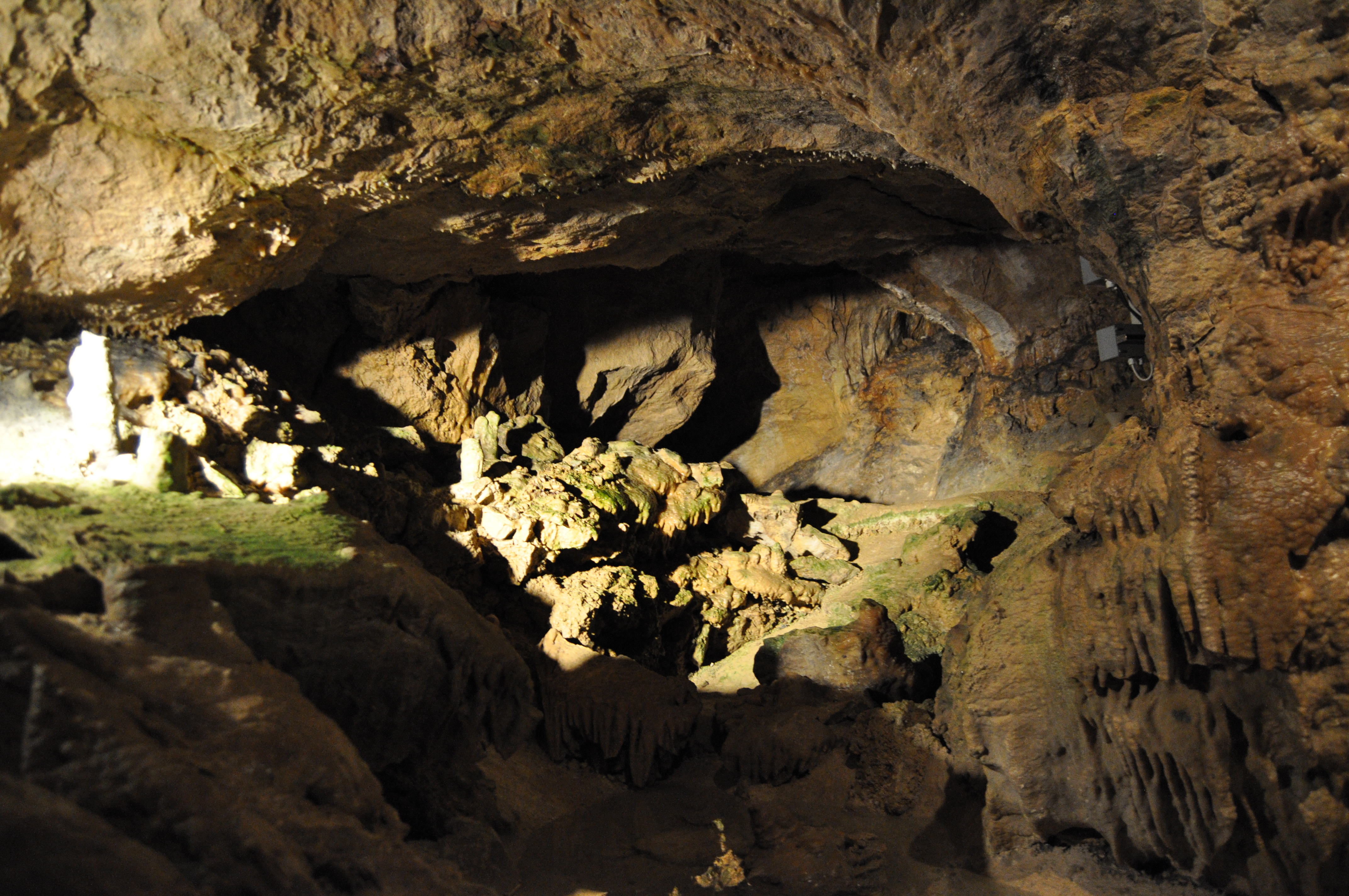
Részlet a barlang utcai ruhában járható részéből

A szakosztály 1941. szeptember 3-án választmányi ülést tartott, amelyen Novák Károly barlangmester, a barlangban történő munkák vezetője jelentette, hogy a Bástya nevű részről levezető betonlépcsőket elkezdte építeni, és megfelelő mennyiségű gumikábelt vásárolt az új rész megvilágításához. Bejelentette, hogy sikerült megszereznie a környéken folyamatban lévő útépítések miatt leásott földet. Ezzel ki lett bővítve a kőfejtő felső udvarának az a része, amelyik a barlanghoz vezet. Közölte azt is, hogy mostanában már hat munkatúrát rendeztek, amelyen szép számmal képviselte magát a tagság. Silberer Nándor javaslatára a választmány elhatározta, hogy a barlang sajtóbemutatója 1941. szeptember 25-én történik. Már folyamatban vannak az erre vonatkozó szükséges intézkedések. Az elnök javaslatára határozta el a választmány azt is, hogy kissé felemeli a belépődíjakat. Így a rendes belépődíj felnőtteknek ezentúl 50 fillér, csoportok látogatásakor 30 fillér, iskolák csoportos látogatásakor a tanulójegy 20 fillér.
Novák Károly beszámolt arról, hogy 1941. szeptember 25-én, a munkálatok befejezése utáni sajtóbemutatón lett megnyitva az új járat a nyilvánosságnak. A bemutatón megjelent Kadić Ottokár és Cholnoky Jenő, a barlang két régi pártfogója és a sajtó 27 képviselője. Cholnoky Jenő elmagyarázta a barlang bejárásakor a barlang érdekes kialakulását és dicsérő szavakkal méltatta azt a nagy munkát, amelyet itt 20 év alatt véghezvittek a pálvölgyi barlangkutatók. Silberer Nándor szakosztályvezető a nap jelentőségét kiemelte és leleplezte az Atzél Frigyes és Kadić Ottokár nevét viselő folyosók márványtábláját. Silberer Nándor a szakosztály nevében köszönetet mondott a barlang körül végzett munkájukért Novák Károly barlangmesternek és titkárnak, illetve Gerstenberger Egon választmányi tagnak. Csak kettőjük érdeme, ami 1941-ben történt a barlangban.

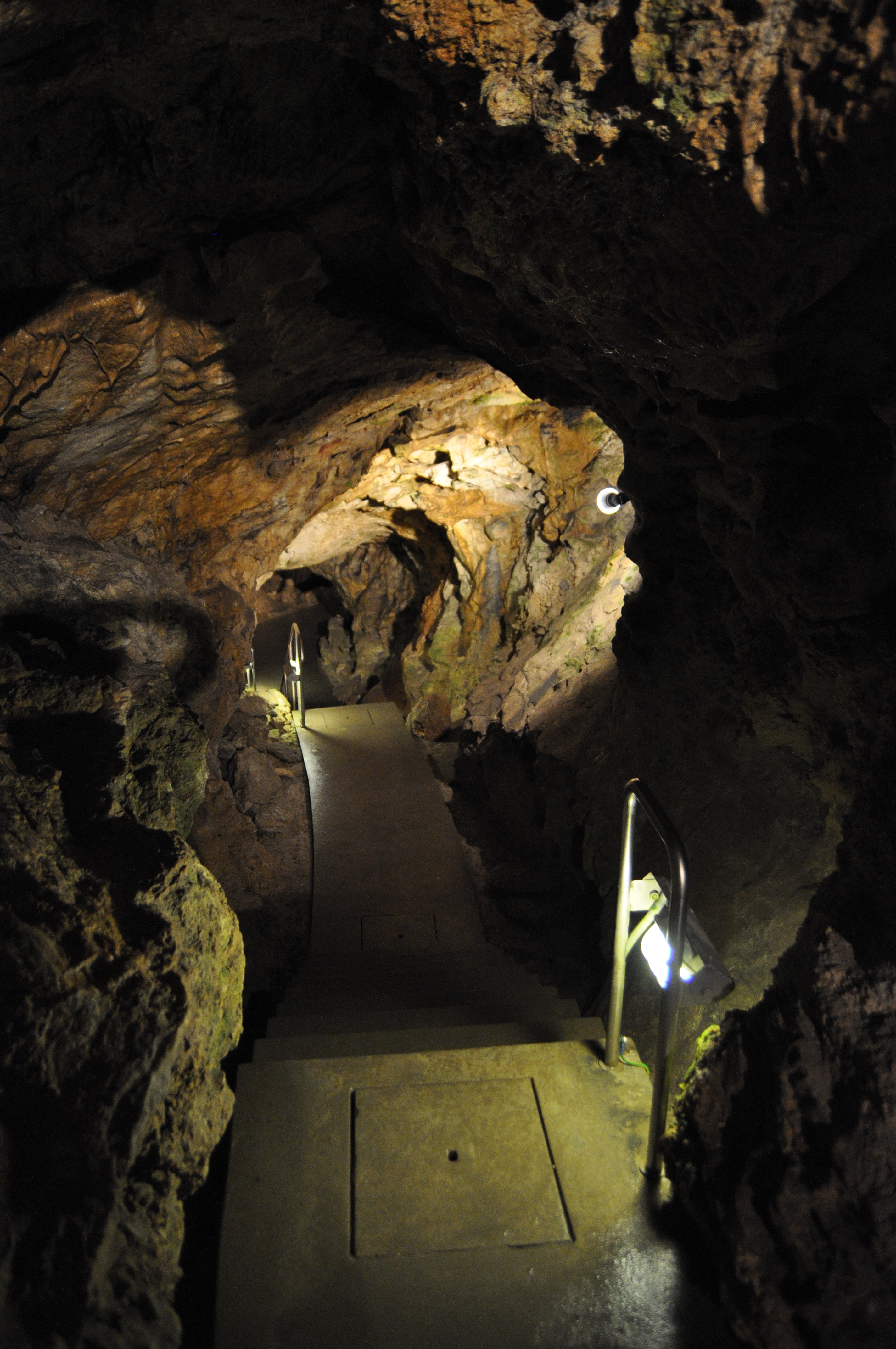
Részlet a barlang utcai ruhában járható részéből

A szakosztály 1941. október 9-én tartott választmányi ülésén, Novák Károly barlangmester jelentést tett a folyamatban lévő munkálatok haladásáról. Azt mondta, hogy mivel a Magyar Barlangkutató Társulat a barlang céljaira további 1500 pengőt adott, teljesen be lehetett fejezni az új rész tervezett munkálatait. A hosszú járat meredeken lejtő részeit leásták, valamint lerobbantották, majd kitöltötték az így keletkezett anyaggal a mélyebben elhelyezkedő részeket. A földmunkák után került sor a vízszintes részek betonnal burkolására, valamint betonlépcsők építésére a meredekebb részeken. Erkélyt alakítottak ki a Rádium-terem felső részében, ahonnan kényelmesen szemlélhető a reflektorokkal megvilágított 25 m mély zsomboly. Úgy oldották meg az így kiépített új rész világítását, hogy átváltható legyen a világítás, vagyis odafele is és visszafele is takart fény mellett legyen megnézhető a szakasz. A kábel most nem rejtve, hanem szabadon lett vezetve a falon.
Az 1941. évi Barlangvilágban napvilágot látott, Bogsch László által írt összefoglalóban meg van említve, hogy a pálvölgyi barlangkutatók 1940. március 8-án tartott értekezletén Silberer Nándor beszámolt a Pál-völgyi-barlangban 1939-ben végzett munkálatokról. A Pannónia Turista Egyesület Barlangkutató Szakosztály 1941. november 13-án tartott választmányi ülésén Novák Károly jelentette, hogy a szakosztály megint 1500 pengő segélyt kapott a Magyar Barlangkutató Társulattól a Pál-völgyi-barlang fejlesztésére. Ez az összeg lehetővé teszi, hogy a szakosztály teljesen be tudja fejezni a tervezett munkát. Az előző 1500 pengős segélyről megtörtént az elszámolás. Kerth József az anyaegyesület nevében kifejezte őszinte köszönetét a szakosztálynak az 1941-ben a barlangban végzett nagyszabású munkálatokkor kifejtett munkájáért.
Az 1941-ban publikált Magyar turista lexikonban külön szócikke van a barlangnak. A szócikk szerint Budán, a Pálvölgyben helyezkedik el a bonyolult felépítésű Pál-völgyi-barlang. A barlangbejárat a Szépvölgyi út 82. sz. alatti klubháznál található, ahol a barlangot kezelő Pannónia Turista Egyesület rendszeresen vezetőszolgálatot tart. A Pál-völgyi-barlang szerkezete hasonló a Ferenc-hegyi-barlang és a Szemlő-hegyi-barlang szerkezetéhez. A Pál-völgyi-barlangban több a cseppkő és kevesebb a hévíz által létrehozott képződmény. A barlang nagyrészét kényelmesen járható utakkal és villanyvilágítással látta el a PTE. Különtúrákon mutatják be a nehezebben járható szakaszokat. A kb. 1 km hosszú barlangnak Kadić Ottokár készítette el a térképét. A Pál-völgyi-barlanghoz közel sok kisebb, de nagyon érdekes barlang nyílik.
Az 1942. évi Barlangvilágban lévő és Wagner János által írt összefoglalásban az van írva, hogy a Pálvölgyi-barlangban előfordul az Oxychilus glaber Stud. nevű csiga. A tanulmányban ismertetett barlangokon kívül sok barlangból, pl. a Pál-völgyi-barlangból is gyűjtve lettek puhatestűek, de ezek általában alkalmi gyűjtések voltak, és legtöbbször csak egy-két Mollusca faj előkerülését eredményezték.
Az 1942. évi Barlangvilág 1–2. füzetében publikált és Kadić Ottokár által írt összefoglalóban az olvasható, hogy a Pannónia Turista Egyesület Barlangkutató Szakosztálya 1941-ben folytatta és befejezte a Pál-völgyi-barlang Ince-lógótól a Rádium-teremig terjedő új szakaszának átalakítását. Mivel ezt a munkát 1940-ben már jórészt elvégezte, ezért 1941-ben csak be kellett fejezni a munkát és ki kellett világítani a szakaszt. A szakosztály tagjai az addigi hibákból okulva úgy oldották meg a villanyvezeték felszerelését, hogy a kábeleket nem rejtve a falakon, hanem láthatóan vezették, a világítótesteket pedig úgy helyezték el, hogy azok rejtve legyenek. Mivel ezen a szakaszon vissza is kell jönnie a látogatóknak, két különböző kapcsolást alkalmaztak. Ezért a látogatók odafele és visszafele más-más részeket látnak megvilágítva. A Rádium-terem mélységbe nyúló részét úgy világították meg fényszóróval, hogy magával ragadó legyen a hatás.

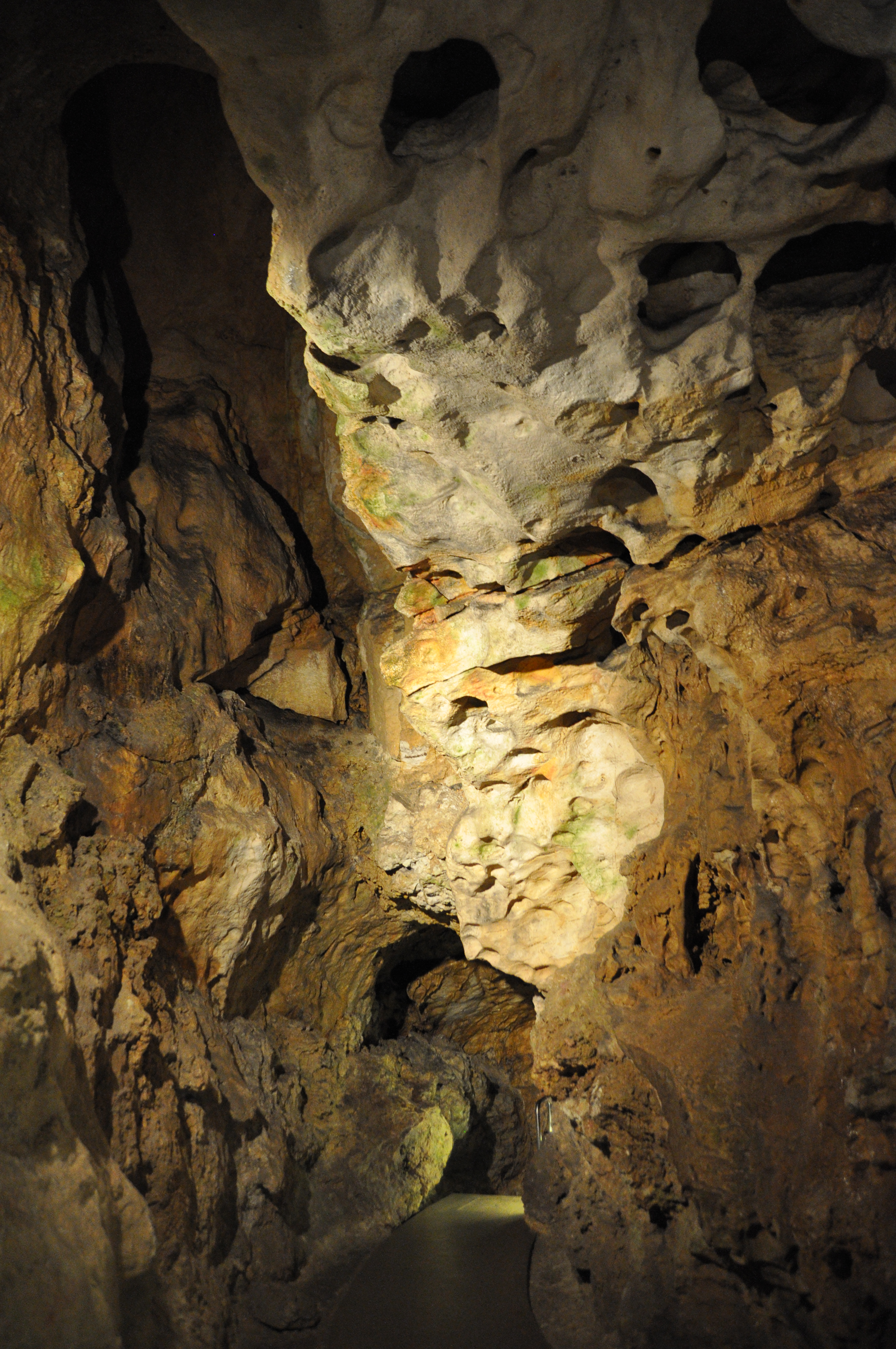
Részlet a barlang utcai ruhában járható részéből

Az ismertetett munkálatokon kívül a barlang többi részében is el lettek végezve kis tennivalók. A Sextagonban a gyakran jelentkező világítási zavarok miatt a régi kábelt új, szabadon vezetett huzalokra cserélték le. A Bástya nevű részről levezető meredek falépcsők helyére kényelmes betonlépcsőket építettek. A Peti-folyosóban egy veszedelmesen áthajló nagy kőtömböt vasbetonoszloppal támasztottak meg. Ugyanígy gondoskodtak a bejárati kapu felett meglazult sziklarész megerősítéséről. Említésre méltó még, hogy feltöltötték és kiszélesítették a kőfejtőben a barlangbejárathoz vezető utat a környéki útrendezésből származó agyaggal. A barlangban végzett munkák befejezése után, 1941. szeptember 25-én a sajtó képviselőinek bemutatták a frissen átalakított szakaszt. A következő napokban a sajtó sok közleményben ismertette a barlangban látottakat és elismerően méltatta a pálvölgyi barlangkutatók eredményes és önzetlen munkáját.
Az 1941. évi munkákat Novák Károly és Gerstenberger Egon vezették. A munkálatok az elképzelésük szerint történtek. Örvendetes jelenség, hogy a barlang látogatószáma, a háborús viszonyok ellenére, egyre nő. Ugyanis míg 1939-ben a látogató személyek száma 5458, 1940-ben pedig 6422 volt, addig 1941-ben 8517-en keresték fel a barlangot. Kadić Ottokár az összefoglaló végén megemlítette, hogy a pálvölgyi barlangkutatók a Pál-völgyi-barlangban évek óta tartó feltáró munkát folytatták és befejezték 1941-ben. Idegenforgalmi szempontból már rendezve vannak a barlang leglátványosabb részei. A látogatók pompás világítás mellett, kényelmes lépcsőkön és betonnal burkolt járdákon haladva gyönyörködhetnek ebben a páratlan természeti látnivalóban. Az 1942. évi Barlangvilágban Barbie Lajos nyilvánosságra hozta, hogy a Magyar Barlangkutató Társulat a Pál-völgyi-barlang fejlesztésére 1941-ben 3000 pengőt kapott és 1941-ben 3000 pengőt adott a Pál-völgyi-barlang feltárásához.
Novák Károly (barlanggondnok) jelentette a pálvölgyi barlangkutatók 1942. január 20-án tartott ülésén, hogy a Pannónia Turista Egyesület Barlangkutató Szakosztálynak a Pál-völgyi-barlang egyik olyan, kiválóan szép részét sikerült (1940-hez hasonlóan) 1941-ben kiépítenie, amely az idegenforgalomba nem volt bekapcsolva addig. Ez a szakasz a körjáratból kiindulva az Incelógótól a Turista-folyosón és a Scholtz-terem nevű részen keresztül a Károly-kútja érintésével a Rádium-terem felső részéig húzódik. Ebbe a szakaszba a kiépítése után be lett vezetve a villany. Történtek kisebb munkák az említett főmunka mellett a barlang többi részében. A munkálatok elvégzése után, 1941. szeptember 25-én bemutatták a frissen kialakított részt a sajtó munkatársainak. A sok megjelent újságírót Silberer Nándor, a szakosztály vezetője üdvözölte. A szakosztály kihasználta ezt az alkalmat arra, hogy elismerésének és hálájának kifejezést adva, egy-egy barlangjáratot két érdemes tagjáról, Kadić Ottokárról és Atzél Frigyesről nevezzen el és leleplezze a két járatba elhelyezett két emléktáblát.

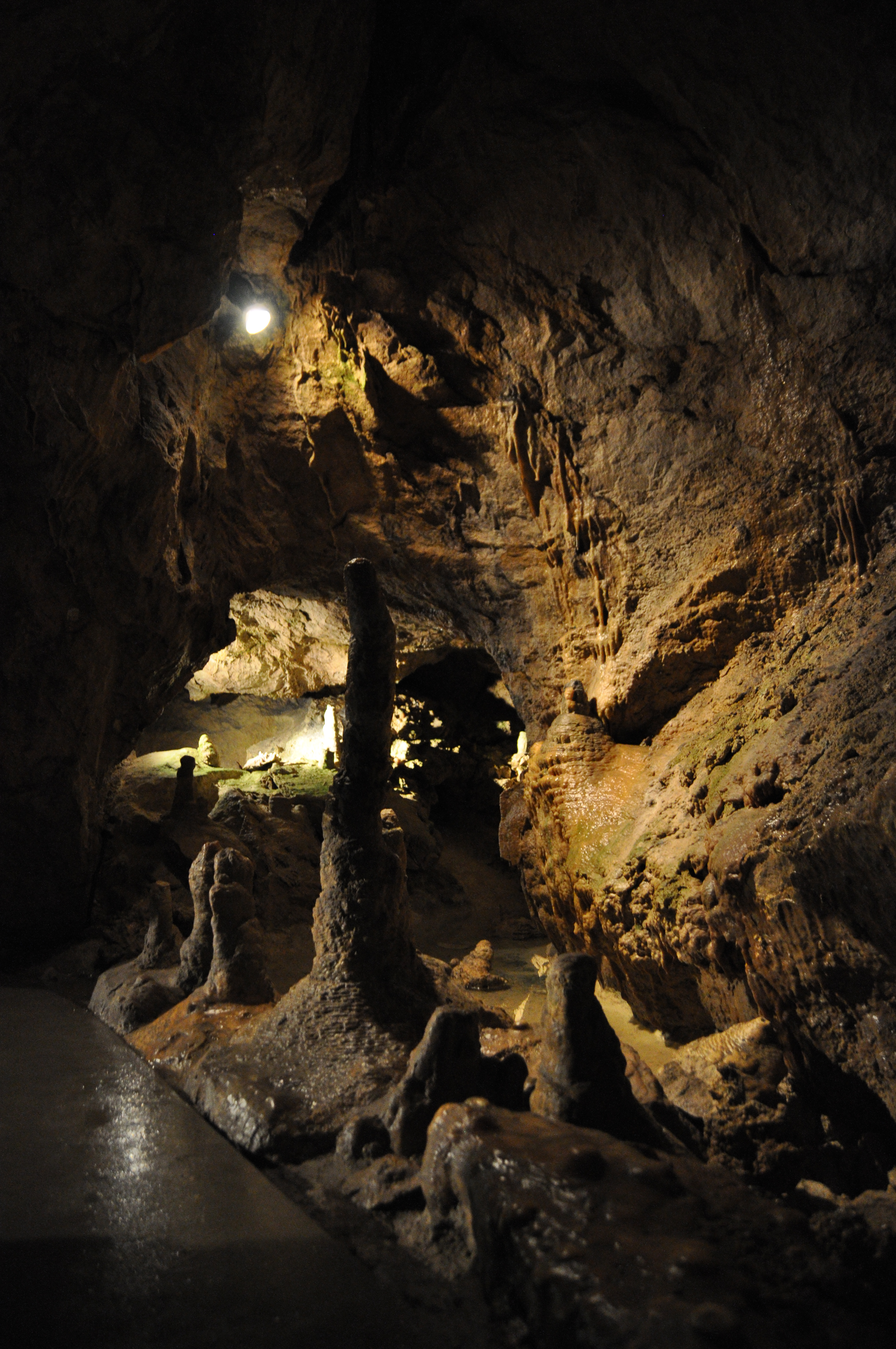
Részlet a barlang utcai ruhában járható részéből

Cholnoky Jenő a barlang bejárásakor magyarázatot adott a látott üregek kialakulásáról, majd kiemelte dicsérő szavakkal a szakosztály által végzett értékes munkát, amit a szakosztály tagjai 20 éven keresztül végeztek a Pál-völgyi-barlangban. A szakosztály két tagja, Novák Károly és Gerstenberger Egon elképzelése és vezetése által zajlottak az 1941. évi munkálatok. A barlangot 1941-ben 8517 látogató látogatta meg. Péczely Béla budapesti főjegyző örömét fejezte ki, mert fényesen sikerült az 1941. évi barlangfeltárás, és ezzel a barlangnak az a része, amelyet be szoktak mutatni a nyilvánosságnak, Budapest elsőrangú idegenforgalmi látványosságává emelkedett.
A szakosztály 1942. február 6-án tartott választmányi ülésén, Novák Károly beszámolt a Központi Városházán, 1942. január 20-án tartott értekezletről, ahol (főleg) az évben, a barlangban történt feltáró és építő munkálatokról lett beszámolva. Péczely Béla az ülésen kifejezte aggályát amiatt, hogy a pál-völgyi kőfejtőben kialakítani tervezett füvészkert lehet, hogy károsan fogja befolyásolni a Pál-völgyi-barlang környékének jelenlegi regényes arculatát. Kert József, az anyaegyesület ügyvezető elnöke, a szakosztály 1942. március 8-án tartott (évi rendes) taggyűlésén köszönetét fejezte ki a szakosztály által végzett sikeres munkáért, amelyet a szakosztály 1941-ben, a barlang felvirágzása miatt végzett. Silberer Nándor megállapította, hogy az utóbbi években a barlangban elért eredmények főleg Novák Károly és Gerstenberger Egon tagtársak érdemei. Novák Károly röviden ismertette a barlang körül kifejtendő további teendőket. Ez a két teendő a kőfejtő rendezése és egy új menedékház építése.
A szakosztály 1942. április 16-án tartott választmányi ülésén, Csernyák Béla indítványára elhatározta a választmány, hogy amikor lehetőség lesz rá, a barlangban a Budai Dalárda részvételével hangversenyt rendez. Csongor József választmányi tag meg lett bízva azzal, hogy a barlangról terveztessen új, hatásos falragaszt és gondoskodjon annak kinyomtatásáról. Erre a barlang jobb propagálása miatt van szükség. Novák Károly beszámolt az 1942. február 22-én a Pál-völgyi-barlangban tartott mászóversenyről, amelyen az első helyezett Gerstenberger Egon, a második Csongor Gyula és a harmadik Puskás Lajos lett. Puskás Lajos jelentette, hogy a barlangban készült színes képekből propaganda-előadást tartottak a Magyar Kárpát Egyesületben, a Természetbarátok Turista Egyesületében és a Siketnémák Turista Egyesületében. Frank Gyula a pálvölgyi barlangházban hasonló előadást tartott.
Novák Károly (titkár és barlangmester) a szakosztály 1942. június 2-án tartott választmányi ülésén jelentette, hogy a Pál-völgyi-barlangban, szombatonként rendszeresek voltak a munkatúrák. Jelenleg a Rádium-teremben vannak kutató és feltáró munkák. Arról is beszámolt, hogy a Salgótarjáni Kőszénbánya RT hozzájárulásával a barlang bejárata előtti szűk térség fel lett töltve és ki lett bővítve agyaggal. Gerstenberger Egon javasolta, hogy össze kellene gyűjteni krónikaszerűen a Pál-völgyi-barlang történetét, valamint a barlangban tevékenykedett és tevékenykedő kutatók munkásságának történetét. Az érdekes javaslatot a választmány jónak találta és Silberer Nándort, valamint Gerstenberger Egont felkérte az adatok összegyűjtésére. Czibesz Pál választmányi tag vállalta az elkészítendő könyv díszes bekötését.
Novák Károly jelentette a szakosztály 1942. szeptember 2-án tartott választmányi ülésén, hogy a Pál-völgyi-barlang villanyvilágításában ismét előfordult zavarok megszüntetése miatt kicseréltek sok kapcsolót. A villanykábeleket kicserélték a Kabaré-teremben és a Szinház-csarnokban. A legtöbbet Bérczi Károly dolgozott ezen a munkán. Novák Károly beszámolt arról a sajnálatos tényről, hogy a barlang létezéséről alig tud a nagyközönség, annak ellenére, hogy az utóbbi években európai színvonalra lett emelve a barlang. Véleménye szerint hatásosabb propagandát kellene kifejteni. Mozgószínházakban kellene hirdetni, propagandafilmeket kellene bemutatni, falragaszokat, nyomtatványokat és röplapokat kellene készíteni. A választmány úgy döntött, hogy a jelenlegi rendkívüli háborús viszonyokra való tekintettel, csak fokozatosan tudja megvalósítani a propagandát. Novák Károly szóba hozta a barlang ügyeleti szolgálatát és megállapította, hogy az utóbbi időben ebben a feladatban a tagok nem vették ki eléggé a részüket. Ez minden bizonnyal a tagok egy részének honvédelmi szolgálata miatt van, de éppen ezért fokozottabban kellene kivenniük a részüket az itthon maradóknak.
Az 1942. évi Barlangvilág 3–4. füzetében publikált, Kadić Ottokár által írt tanulmányban szó van arról, hogy a Budai Vár-barlangban kialakított barlangtani gyűjtemény 2. termében lévő második vitrinben a Pál-völgyi-barlang alaprajza, körülötte pedig a barlangban előforduló kőzetek mintái láthatók. Ez a régóta ismert, időszerűen rendezett, látványos barlang leginkább arról nevezetes, hogy kétszer alakult ki, először hideg, másodszor pedig meleg vizek kilúgozása miatt. A terem falán látható egyik képcsoport azokat a régi fényképeket egyesíti, amelyek a Pál-völgyi-barlang első feltárásakor készültek. Ugyanakkor készültek a barlangban azok a fényképek, amelyek a második papírlemezen vannak csoportosítva. Két másik képcsoporton a barlang legújabban feltárt részei figyelhetők meg.
Novák Károly jelentette a szakosztály 1942. október 8-án tartott választmányi ülésén, hogy a barlangbejárat előtti térség törmelékkel történő kiszélesítése be lett fejezve. Így a bejárat előtt már sokan elférnek gond nélkül. Beszámolt arról, hogy az iskolai tanév megindulásával a barlang látogatására ösztönző felhívást küldött szét az iskoláknak, amely nagyon növelte az iskolák által történő barlanglátogatást. A barlangot 1942-ben (az eltelt 9 hónap alatt) 5941-en látogatták meg. A választmány ezután részletesen foglalkozott a vezetők és az inspekciósok ügyével. Felhívta a vezetői ügyelet intézőjének, Szarka Gyulának a figyelmét arra, hogy az inspekciók összeállításakor jobban figyeljen arra, hogy az ügyeleti szolgálatnál a képzett vezetők mellé mindig osszon be kezdőket is. A szakosztály 1942. november 26-án tartott választmányi ülésén Novák Károly jelentette, hogy a barlang látogatása az idény előrehaladásával csökken. Ezzel szemben elég nagy az érdeklődés a különtúrák iránt. Ezeket viszont a kevés vezető miatt nem lehet mindig simán lebonyolítani.
Az 1942. évi Természettudományi Közlönyben meg van ismételve A Természet 1939. évi évfolyamában publikált tanulmánynak a Pál-völgyi-barlangra vonatkozó része.

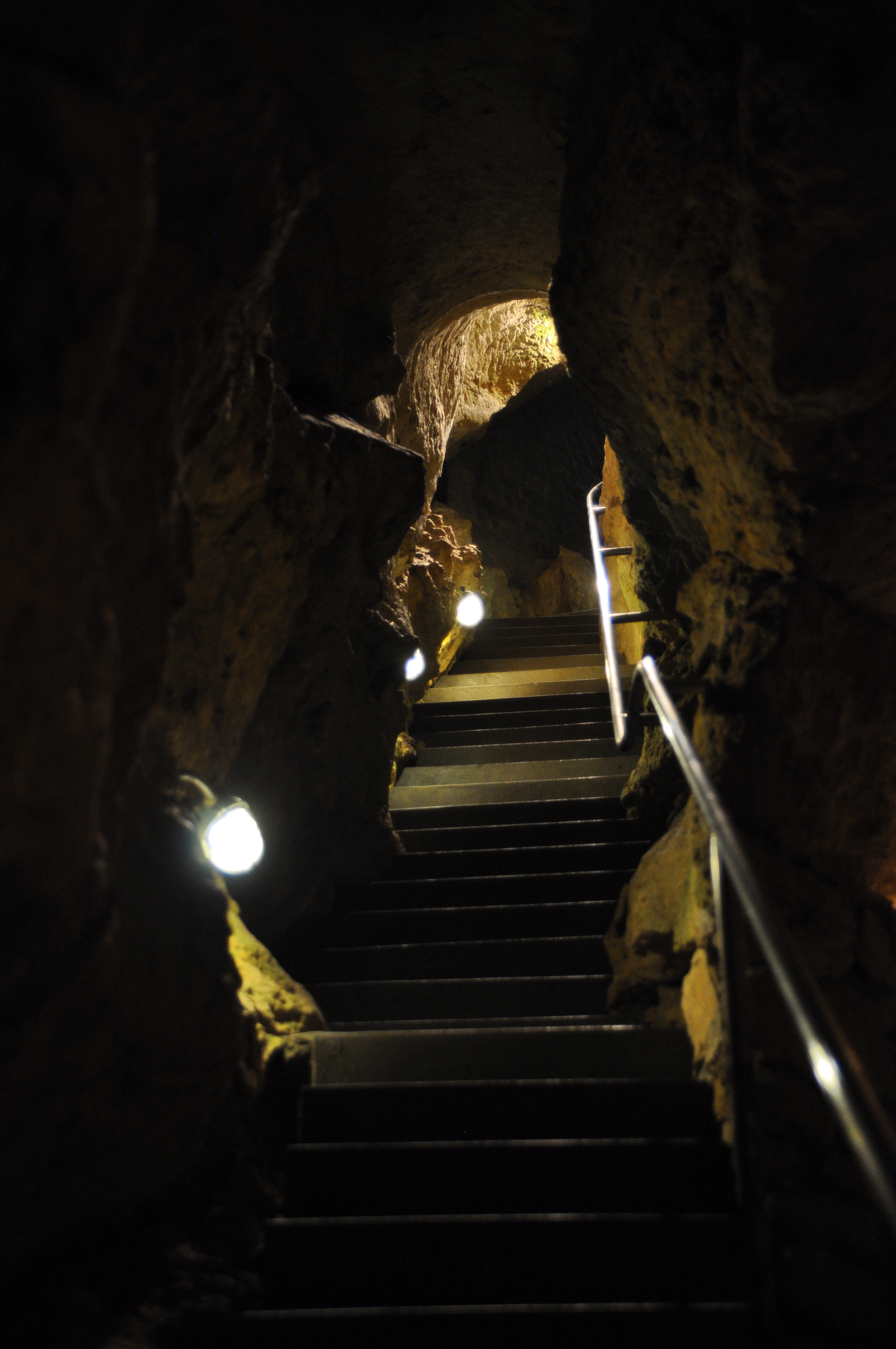
Részlet a barlang utcai ruhában járható részéből

Az 1943. évi Barlangvilágban publikált és Kadić Ottokár által írt összeállítás szerint a Pannónia Turista Egyesület Barlangkutató Szakosztály a Pál-völgyi-barlang elülső szakaszainak kiépítését és idegenforgalmi rendezését befejezte az előző években, ezért 1942-ben csak a végső simításokat és a villanyvezetékkel kapcsolatban felmerült javításokat kellett elvégezniük a szakosztály tagjainak. Ilyen javítások 1942-ben főleg a Színház-csarnokban váltak szükségessé. Itt kicserélték a villanyvezetékeket. Javítások történtek az új járatban nemrég felszerelt villanyvezetéken is. A barlang bejárata előtti szűk területet úgy bővítették, hogy a kőfejtő udvarába lenyúló lejtőt feltöltötték agyaggal és kőtörmelékkel. Az előtér mérete így 80 m²-re nőtt. Mivel 1942-ben a fővárostól nem kapott anyagi támogatást a szakosztály, ezért tevékenysége leginkább a barlang új járatainak további feltárása és részbeni feltárása lett. Ki lett bontva a Rádium-terem alján nyíló eltömődött kürtő, amelyben 8 m mélyre jutottak le. Szép eredmények várhatók ennek a résznek a további kutatásától.
A korábban készített, Pál-völgyi-barlangot bemutató 70 darab színes fényképet (diát) arra használták fel a szakosztály tagjai, hogy a barlangot minél szélesebb körben megismertessék a több helyen tartott előadásokkal. A látogatókat 1942-ben is a szakosztály tagjai ellenszolgáltatás nélkül vezették. 1942-ben rendes belépőjegyet 3172 látogató, kedvezményes belépőjegyet 1027 látogató és tanulójegyet 3245 látogató vett. 158-an díjtalanul nézték meg a barlangot, 111 természetjáró pedig különtúrán ismerkedett meg a barlanggal. Ebben az évben 7713-an tekintették meg a barlangot. Kadić Ottokár végül megemlítette azt is, hogy a jelenlegi háborúban fontos szerepe van a Pál-völgyi-barlangnak, mert a környező lakosságnak oltalmat nyújt légitámadáskor. Ezért 1942 őszén, amikor berepülések történtek, a barlang és kezelői éjjel-nappal segítették az idemenekült lakosságot.
A Pannónia Turista Egyesület Barlangkutató Szakosztály 1943. január 13-án tartott választmányi ülésén Novák Károly javaslatára a választmány elhatározta, hogy azokat a barlangi túravezetőket, akik a legtöbb túrát vezették az évben, plakettel fogja kitüntetni. Ezzel kapcsolatban felkérte a vezetőséget, hogy ilyen plakettek elkészítése miatt tegye meg a szükséges lépéseket. Az 1943. évi Barlangvilágban napvilágot látott, Bogsch László által írt összefoglalóban meg van említve, hogy 1942. január 20-án a Magyar Barlangkutató Társulat ülésén a pálvölgyi barlangkutatókat képviselő Novák Károly (barlangmester) beszámolt a Pál-völgyi-barlangban 1941-ben végzett munkálatokról.
A szakosztály 1943. február 21-én tartott évi rendes tagülésén Silberer Nándor megemlítette, hogy a szakosztálynak főleg a Pál-völgyi-barlang idegenforgalmi fejlesztése volt a fő célja, és ezen a téren a szakosztály jelentős eredményeket ért el. Novák Károly jelentette, hogy a barlangban 1942-ben 50 vasárnap és 12 ünnepnap tartottak vezetői ügyeletet a szakosztály tagjai. A barlangot 1942-ben 7713 látogató kereste fel. Mivel 1942-ben a szakosztály nem kapott anyagi támogatást, ezért tevékenysége leginkább a barlang további, még ismeretlen járatainak feltárására és kutatására irányult. Egyszer ügyességi sziklamászóverseny volt tartva a barlangban. A barlangot ismertető színes fényképek bemutatásával több helyen rendezett a szakosztály propaganda előadásokat. A szakosztály elismerő plakettel tüntette ki Novák Károlyt, aki által 8 különtúrán 35 résztvevő, és Csongor Gyulát, aki által 5 különtúrán 23 résztvevő volt vezetve. A Magyar Barlangkutató Társulat 1943. március 17-én tartott egy népszerűsítő estélyt, amelyen Kadić Ottokárné Budapest a barlangok városa címmel ismertette a Budapesten végzett barlangkutatások legkiemelkedőbb eredményeit, és ekkor szóba került a Pál-völgyi-barlang is. Az előadást sok természethű, vetített kép kísérte, melyeket Markó István készített.
Silberer Nándor a Pannónia Turista Egyesület Barlangkutató Csoportjának 1943. május 20-án tartott ülésén közölte, hogy a sportegyesületekre vonatkozó új, hatósági rendelkezések miatt a barlangkutató szakosztály mint önálló testület megszünt. Emiatt a barlangi vonatkozású ügyek ezentúl az anyaegyesület választmányának hatáskörébe tartoznak, ahol Silberer Nándor, mint alelnök fogja képviselni a barlangügyeket. A Pál-völgyi-barlang nagy ügykörét az eddigi barlangkutatók, külön csoportot alkotva, fogják tovább intézni. A barlangcsoport pénztára továbbra is külön lesz kezelve. Csernyák Béla javaslatára az ülés elhatározta, hogy 25 pengőre emeli Bagyura Ilonka (barlanggondnoknő) havi díjazását.
Novák Károly javaslatára határozta el az ülés, hogy propaganda miatt 5000 db új képes levelezőlapot készíttet, amelyek a Pál-völgyi-barlangot mutatják be. A barlang belépődíja az eddigi 50 fillérről 80 fillérre, a kedvezményes díj 30 fillérről 40 fillérre lesz emelve. Silberer Nándor indítványára az ülés elhatározta, hogy a barlang Sextagonjában emléket állít a háborúban elesett hősöknek és az üregnek Hősök terme lesz a neve. Silberer Nándor jelentette, hogy a pálvölgyi kőfejtő tulajdonosa, a Salgótarjáni Kőszénbánya RT román munkásokat kíván elszállásolni a felső barlangházban. Az ülés megtagadta a helyiség ilyen célra történő átadását, mert valószínűleg a munkások a ház belsejét és környékét be fogják szennyezni, ez pedig hátrányos lesz a barlang látogatására nézve.
Novák Károly a csoport 1943. október 21-én tartott ülésén jelentette, hogy, figyelembe véve azt a körülményt, amely szerint a rendkívüli, háborús viszonyok miatt a barlang iskolai látogatásának legnagyobb része elmaradt, október 17-ig mégis 8367 látogató tekintette meg a barlangot. Közölte azt is, hogy a barlang világításában mutatkozott részleges zavarokat házilag tudták orvosolni.

### 1948–1959
Az 1948-ban kiadott, Szegő István által írt útikönyvben szó van arról, hogy a TTE VI. és VII. kerületi osztályának legjobb alpinistáiból alakult barlangkutató csoport kezeli a Pál-völgyi-barlangot. Az osztály csinos menedékháza a Szépvölgyi út 82. szám alatt, a barlang katlana felett található. Budapest környékének ez a legterjedelmesebb barlangja. Mindenképp érdemes megtekinteni a korróziós eredetű barlangot. Az osztály vasár- és ünnepnapokon a látogató közönségnek barlanglátogatásokat rendszeresített, amelyeket gyakorlott vezetők irányítanak. A barlang első része kb. 50 perc alatt megtekinthető. A látogatható útvonal utcai ruhában is járható. Felejthetetlen látványt nyújtanak különösen szép cseppkőalakzatai a villanyvilágítás fényében. A Pál-völgyi-barlang többi része: a Harcsa száj, a Kőbánya-barlang, a Fehérterem, a Hideg-barlang és a Jordán megtekintése csak nagyon gyakorlott turistáknak ajánlott. A kiadványban látható egy fekete-fehér fénykép, amely bemutatja a pálvölgyi cseppkőbarlangot (Fénykép: MFI).
Az 1956. évi Karszt- és Barlangkutatási Tájékoztatóban lévő, Radó Denise által írt jelentésben az van írva, hogy az Élelmiszeripari Minisztérium Kinizsi SK Barlangkutató Csoportjának egyik feladata volt a Pál-völgyi-barlang patronálása. Az 1956. évi Karszt- és Barlangkutatási Tájékoztatóban publikált, Maucha László által írt beszámoló szerint az 1956. augusztus 19-én tartott magyar barlangkutatók második országos ankétjén Kessler Hubert arról beszélt, hogy a Pál-völgyi-barlang feletti karsztos területen a VITUKI munkatervének keretében nagy jelentőségű beszivárgási kísérletek történtek.
Az 1957. évi Karszt- és Barlangkutatási Tájékoztatóban található, Láng Gábor által írt tanulmányban meg van említve, hogy a pálvölgyi kőfejtőben a főbarlangon (Pál-völgyi-barlang) kívül több olyan üreg, üregrendszer van, amelyek a főbarlanggal azonos földtani keretbe sorolhatók. Az 1957. október 5–6-án tartott magyar karszt- és barlangkutatók 3. országos ankétjén (a Kinizsi Liga Barlangkutató Csoport nevében) Hégráth Gyula beszámolt arról, hogy a Pál-völgyi-barlang feltárási munkája még tart. Hégráth László az ankéton azt javasolta, hogy a Magyar Barlangkutató Társulat szerezze meg a Pál-völgyi-barlang épületét, mert így megoldódna a székház problémája.

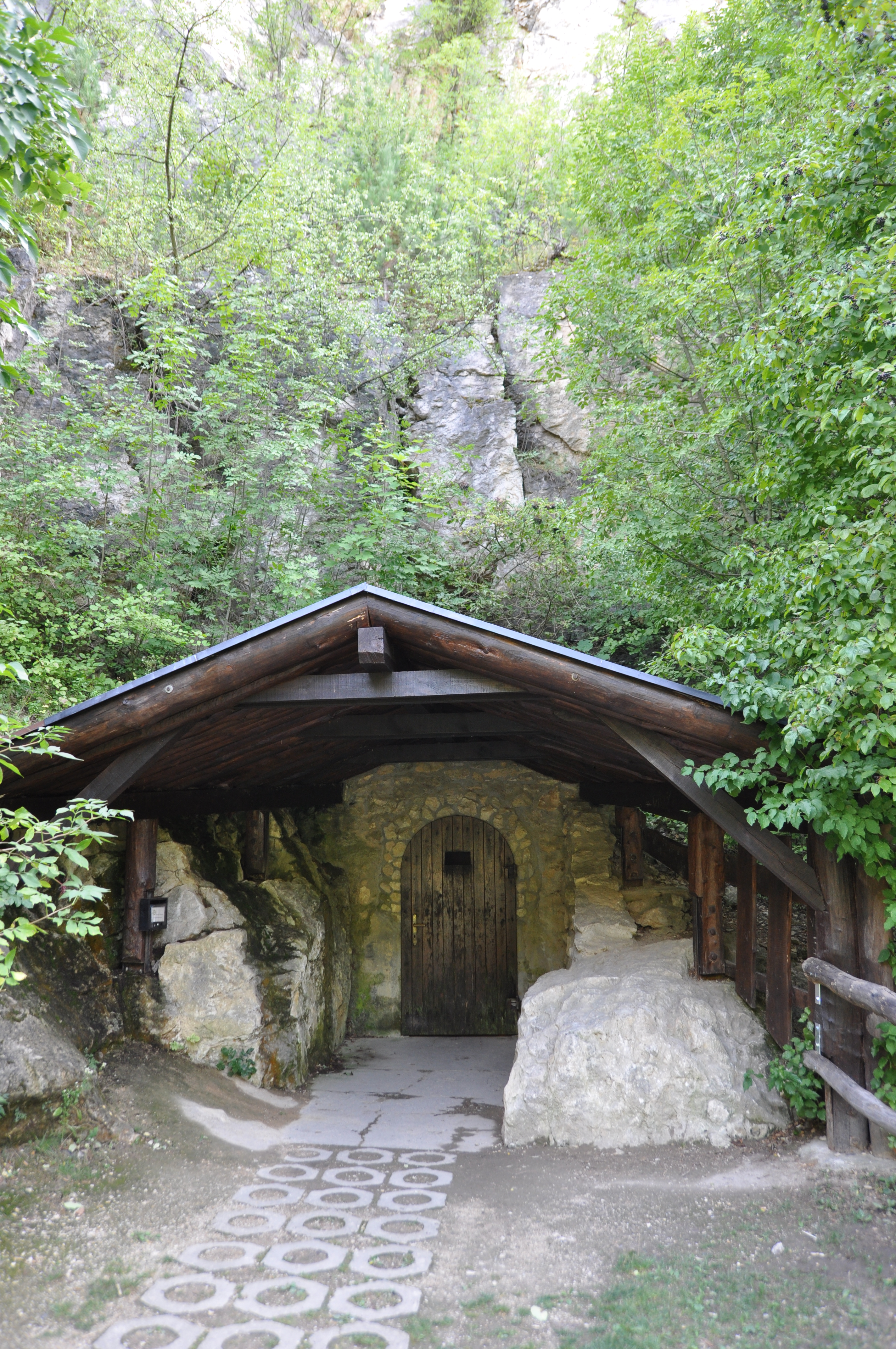
A Pál-völgyi-barlang kijárata

A Leél-Őssy Sándor által írt, 1957-ben napvilágot látott tanulmányban szó van arról, hogy a Pálvölgyi-cseppkőbarlangnak az óbudai Pál-völgy Ny-i oldalában, közvetlen a Hármashatár-hegyre vezető autóút mellett, hatalmas kőfejtőben van a bejárata. Véletlenül találták meg kőfejtés közben 1902-ben. Felső eocén nummuliteszes mészkőben keletkezett. Bonyolult, zeg-zugos az alaprajza. Járatai főleg függőleges irányúak és több, különböző szintben jöttek létre egymás alatt, de sokfelé szétágaznak vízszintesen is. Néhány kisebb terem is megfigyelhető benne. Főbb járatai egymással párhuzamosak és egyenes irányuk is mutatja, hogy tektonikus hasadékok mentén alakultak ki. Bár a barlang jelenleg már teljesen száraz és nagyon pusztul, jellegzetes alaprajza és néhány helyen kristálylerakódásai bizonyítják, hogy a barlang egy hajdani hévizes barlang. A budai barlangok közül ebben a barlangban található a legtöbb cseppkő, de ezek is kis méretűek. A barlang 1 km-nél hosszabb.
A bejárat közelében fekvő, könnyebben járható részeket kiépítették az idegenforgalom számára és ellátták villanyvilágítással is. Bejárata közelében egy állandóan üzemben lévő turistaház van. A Pál-völgyi-barlang kőfejtőjében a nummuliteszes mészkőben még több kisebb-nagyobb, hévizes keletkezésű, jelenleg már száraz barlang van, amelyek minden bizonnyal eredetileg a Pál-völgyi-barlanghoz kapcsolódtak. A szintén felhagyott kőfejtőből nyíló Mátyás-hegyi-barlang a Pálvölgyi-cseppkőbarlanggal pontosan szemben helyezkedik el. A Mátyás-hegyi-barlang nagyon közel van a Pál-völgyi-barlanghoz. Elképzelhető, hogy eredetileg összefüggtek egymással, de jelenleg még nem sikerült megtalálni a két barlang közötti átjárót. A Ferenc-hegyi-barlang alaprajza is bizonyítja (a Pál-völgyi-barlanghoz, a Szemlő-hegyi-barlanghoz és a Mátyás-hegyi-barlanghoz hasonlóan), hogy a Ferenc-hegyi-barlang járatai is jellegzetes tektonikus hasadékok, melyeket továbboldott a feltörő hévíz.
A Budán található nagyobb barlangok mind hévizes barlangok, a Pál-völgyi-barlang is. A tektonikus eredet gyakran nagyon jellegzetes alaprajzban nyilvánul meg: hosszú, egyenes vagy derékszögben megtörő párhuzamos folyosók (pl. a Pál-völgyi-barlangban). A Buda környéki legnagyobb méretű, hévizes barlangok minden bizonnyal egyidősek egymással és az ópleisztocénban keletkeztek (Pál-völgyi-barlang, Mátyás-hegyi-barlang, Szemlő-hegyi-barlang, Ferenc-hegyi-barlang és a Solymári-ördöglyuk). A részletes leíráson kívül a Budai-hegység barlangjainak földrajzi elhelyezkedését bemutató helyszínrajzon megfigyelhető a hévizes Pálvölgyi-cseppkőbarlang földrajzi elhelyezkedése.
Az 1958-ban megjelent, Budapest természeti képe című könyvben szó van arról, hogy különösen a Mátyás-hegy és a Pálvölgy barlangjai nevezetesek szép cseppköveikről. A pleisztocén meleg források üledékei, pl. a Pál-völgyi-barlang karfiolszerű képletei, mind kalcitnak bizonyultak. A mátyás-hegyi és pál-völgyi barlangokban, valamint kőbányákban a fennőtt baritkristályokat és tömött baritkérgeket a pirit kockás kristályai, fészkei és halmazai kísérik. Mellette ott láthatók a vörös vasokker és limonit fészkei, amelyek a pirit átalakulásából jöttek létre. A Szép-völgynek a Pál-völgyi-barlang alatti szorosban törik meg megint az esésgörbéje. A Mátyás-hegyi-barlang bejárata ÉK-re kb. 200 m-re van a régóta jól ismert Pál-völgyi-barlangtól. A Mátyás-hegyi-barlanggal és a többi kisebb-nagyobb üregrendszerrel együtt a Pálvölgy környéki barlangok hossza sokkal több 3 km-nél. A Mátyás-hegy–Ferenc-hegy környékének térképén (Láng Sándor által készített rajz) megfigyelhető a Pál-völgyi-barlang földrajzi elhelyezkedése.

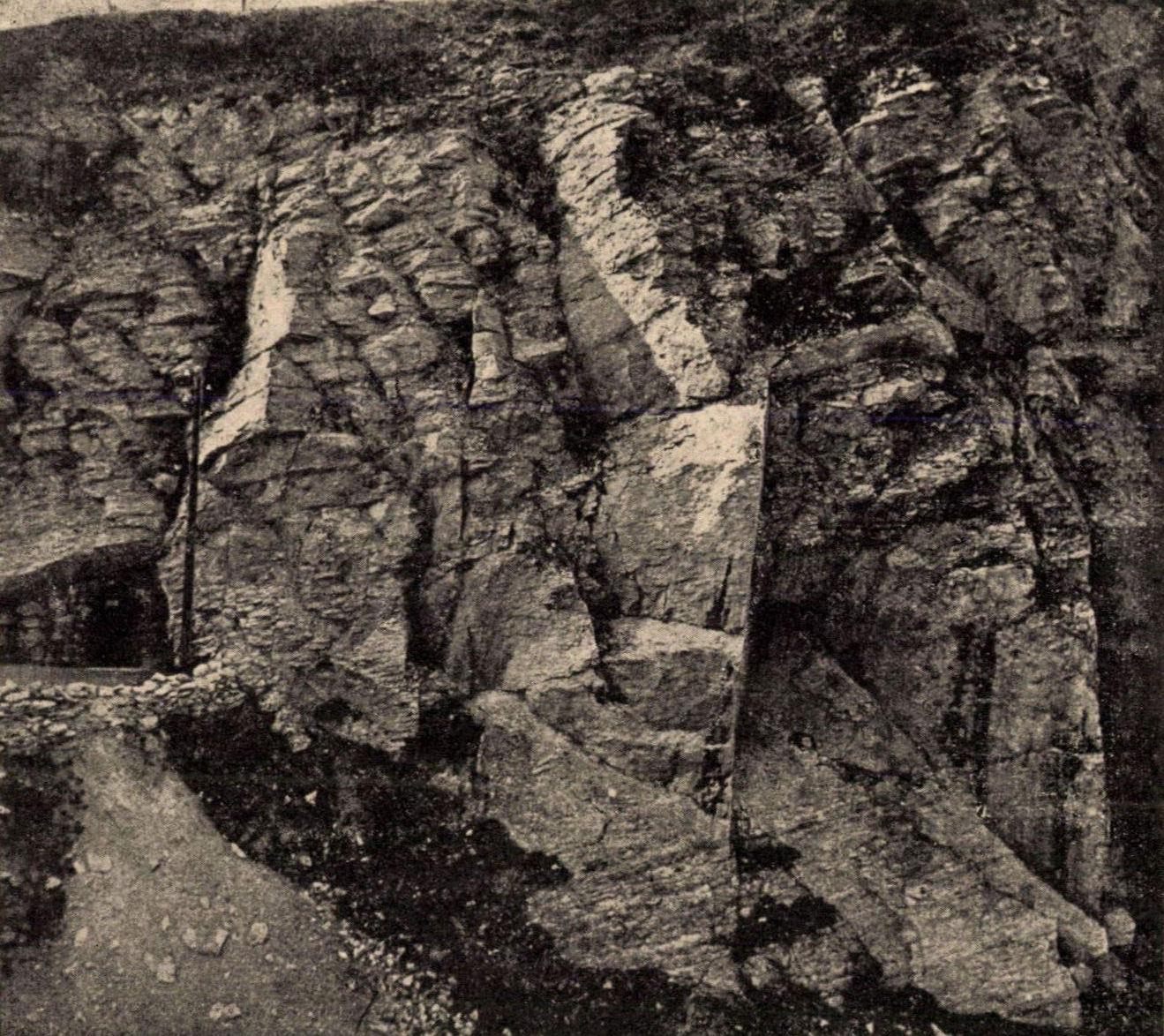
A barlang bejáratának 1938-ban publikált fényképe (a bejárat előtt magas kőfal látható)

A Pál-völgyi-barlangot kőfejtéssel fedezték fel 1902-ben. Nummuliteszes mészkőben jött létre, járatai labirintusszerűek, a barlang emeletes. A fő folyosók egymással majdnem párhuzamos, ÉNy–DK, valamint ÉK–DNy irányú tektonikus hasadékok mentén keletkeztek. A hasadékok magasak, keskenyek, metsződésüknél néhány helyen kialakultak kisebb termek is. Az 1000 m-t meghaladja a barlang hossza. Kevés benne a cseppkő. Az idegenforgalom számára is be van rendezve nagy része. Villanyvilágítással van ellátva. Közelében turistaház van. A barlangban a repedések tektonikus tágulása és összébbzárulása még a kioldódáskor is tarthatott. Erre bizonyítékot nyújthat néhány, a barlang mennyezetéről lelógó, a két szemközti barlangfal közé szorult nagy sziklatömb. A barlang bejárata 205 m tszf. magasságban, a barlang feneke kb. 150 m tszf. magasságban van. Megoszlanak a vélemények a barlang kialakulásáról. Cholnoky Jenő (1925) értelmezése szerint először víznyelő barlangrendszer jött létre, később a hévforrások tágították az üregrendszert, végül pedig megint működésbe léptek a víznyelők. Az újabb vizsgálatok szerint nem biztos, hogy a barlang kialakításában szerepet játszottak a víznyelők (Jaskó Sándor 1936). A Pál-völgyi-barlang kőfejtőjében elhelyezkedő többi, kisebb barlang is hévizes eredetű és valószínűleg összefüggtek a Pál-völgyi-barlanggal.
Az 1959-ben kiadott, Budapest természeti földrajza című kiadvány szerint a Mátyás-hegyet és közvetlen környékét gyakran és sokan felkeresik a szomszédságában található híres Pálvölgyi-cseppkőbarlang miatt. A Budai-hegység barlangjai általában viszonylag nagyon fiatalok, a pliocén végétől, pleisztocén elejétől kezdve keletkeztek. Leél-Őssy Sándor szerint a hévizes eredetű legnagyobb barlangok, a Pál-völgyi-barlang, a Mátyás-hegyi-barlang, a Ferenc-hegyi-barlang, a Szemlő-hegyi-barlang és a Solymári-ördöglyuk valószínűleg egyidőben, az ópleisztocénban alakultak ki. A Pálvölgyi-cseppkőbarlang mellett található a Bagyura-barlang és a Harcsaszájú-barlang. A Mátyás-hegyi-barlangnak a budai barlangok közül legjobban látogatott Pálvölgyi-cseppkőbarlang bejáratától ÉK-re 200 m-re van a bejárata.

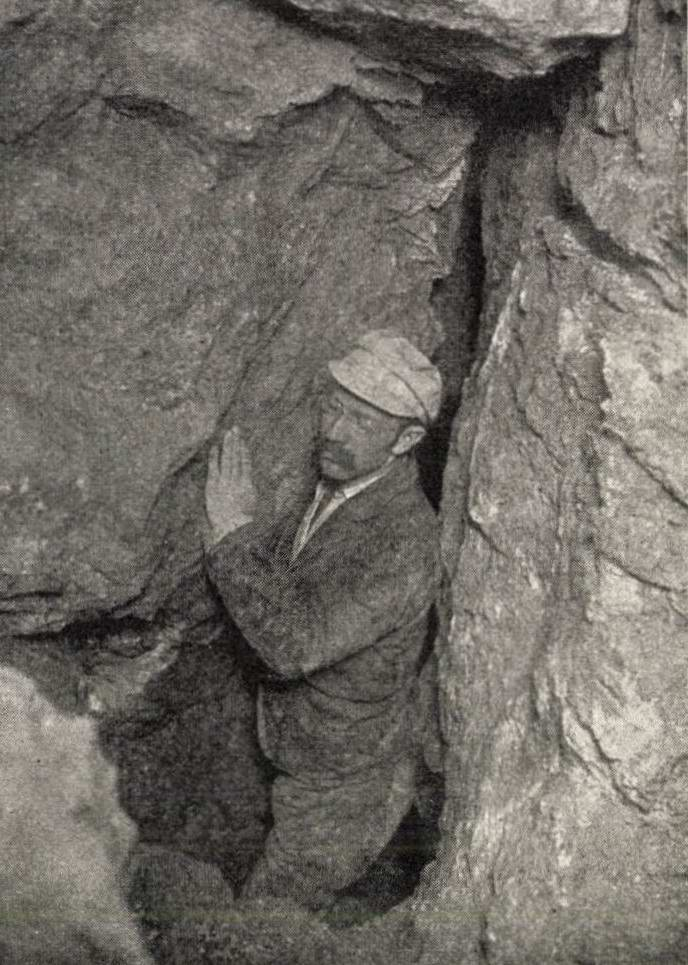
A Pál-völgyi-barlangban lévő Gilly-kapu kirobbantott résének 1916-ban publikált fényképe (Bekey Imre Gábor fényképe)

A Mátyás-hegyi-barlang egykor valószínűleg összefüggött a közelében lévő Pál-völgyi-barlanggal, vagy esetleg a Pál-völgyben található sok barlang közül eggyel, vagy többel is. A Mátyás-hegyi-barlang felsőbb, víztől mentes részeit könnyű és gyors megközelíthetőségük miatt hasznos lenne a Pál-völgyi-barlanghoz hasonlóan kiépíteni és az idegenforgalom, az érdeklődők számára is járhatóvá tenni. A Hármashatár-hegyre vezető Szépvölgyi út bal oldalán, a Pálvölgy Ny-i peremén, hatalmas kőfejtőben, 205 m tszf. magasságban van a Pálvölgyi-cseppkőbarlang szépen kiépített bejárata. A Pálvölgyi-cseppkőbarlang közvetlen közelében, ugyanannak a kőfejtőnek az oldalában mint amelyikben a Pálvölgyi-cseppkőbarlang nyílik, van még néhány kisebb-nagyobb barlang. A Pál-völgyi-barlang kb. 55 m mély. Kőfejtés során, 1902-ben fedezték fel. A budai barlangok közül ebben van a legtöbb cseppkő, valószínűleg ezért is lettek kiépítve a nagyközönségnek a barlang bejárata közelében elhelyezkedő tágabb járatok. Ezt a felső szakaszt felszerelték villanyvilágítással is és építettek a barlang bejáratánál egy turistaházat.
A felső eocén nummuliteszes mészkőben létrejött cseppkőbarlang 1 km-nél hosszabb. A barlangot Kadić Ottokár térképezte fel. Tektonikus vonalak határozták meg a barlang járatainak irányát is. A főjáratokat általában egymással párhuzamos, ÉNy–DK-i és erre merőleges, ÉK–DNy-i irányú hasadékok mentén működő hévizek oldották és tágították ki. Labirintusos az alaprajza. Az egymás felett több szintben elhelyezkedő járatok zegzugosak. Sok függőleges járat köti össze egymással ezeket a szinteket. Kisebb termek keletkeztek a különböző irányú tektonikus vonalak kereszteződéseinél. Legnagyobb közülük a Színház-terem. A barlang hévizes keletkezésére (a barlang alaprajzán kívül) különböző ásványok, kristálylerakódások utalnak. Cholnoky Jenő szerint a hévizeken kívül a hidegvizes karsztosodásnak is szerepe volt a barlang létrehozásában. Véleménye szerint a hévizek működése előtt is és után is víznyelő barlangrendszer alakult ki. Nézetét nem igazolják az újabb vizsgálatok. Jelenleg már ez a budai legjobban látogatott barlang is a természetes pusztulás állapotában van.
A Harcsaszájú-barlang eltömődésében szerepet játszik a sok cseppkő, amelyek szép formájúak. Ebben is hasonlít a Pál-völgyi-barlanghoz, amellyel valamikor minden bizonnyal össze is függött. Lehet, hogy a Bagyura-barlang is egykor összefüggött a Pál-völgyi-barlanggal. A Budapest környékén lévő kb. 50 barlang közül 6 (Mátyás-hegyi-barlang, Solymári-ördöglyuk, Ferenc-hegyi-barlang, Pál-völgyi-barlang, Szemlő-hegyi-barlang, Budai Vár-barlang) hosszabb 500 m-nél. A Mátyás-hegy–Ferenc-hegy környékének térképén (Láng Sándor által készített rajz) megfigyelhető a Pál-völgyi-barlang földrajzi elhelyezkedése. A könyvben látható egy olyan fekete-fehér fénykép, amelyen a Pál-völgyi-barlangban lévő cseppkövek figyelhetők meg (Schuller felvétele).

### 1960–1962

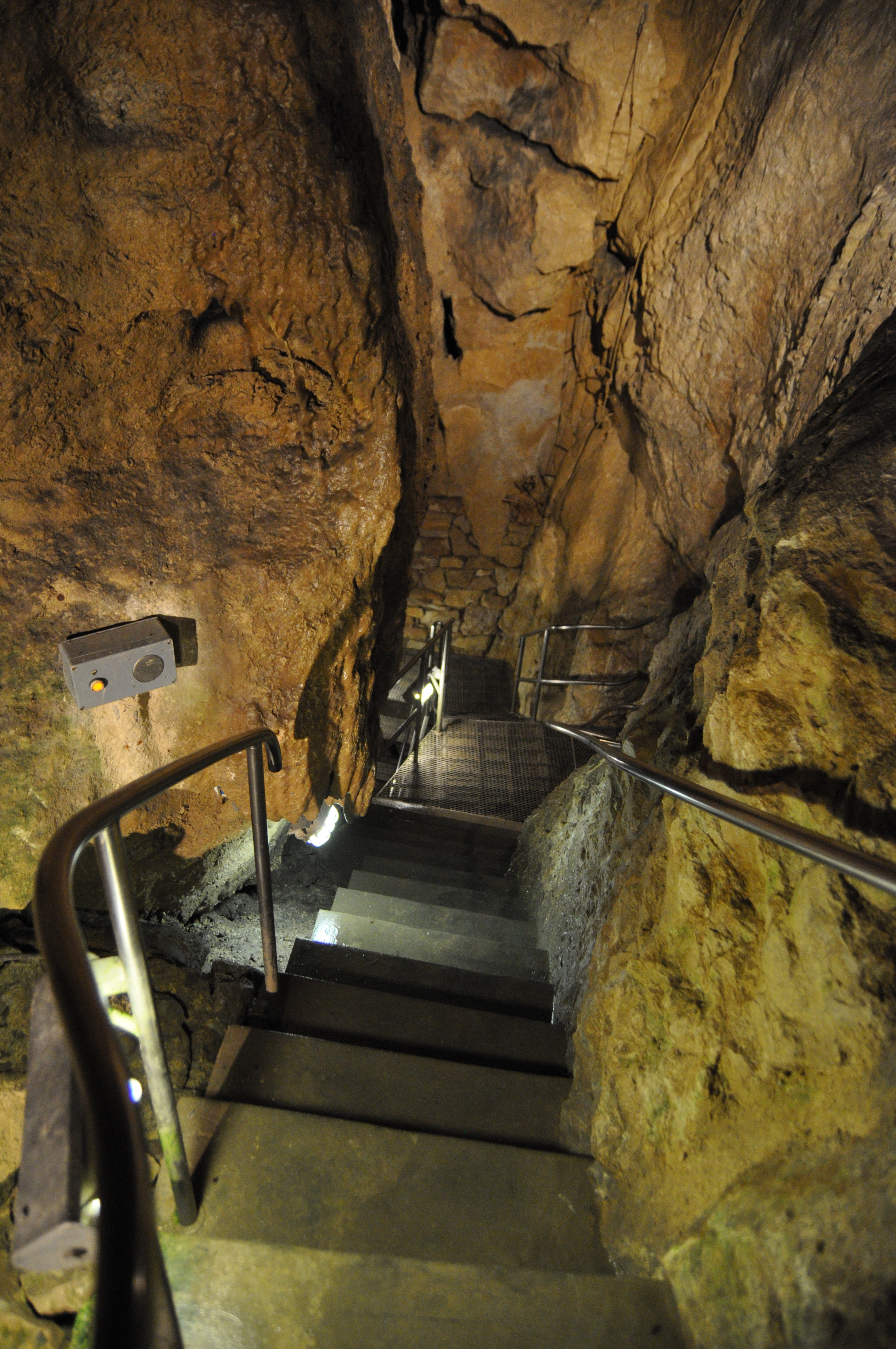
Részlet a barlang utcai ruhában járható részéből

Az 1960. január–februári Karszt- és Barlangkutatási Tájékoztatóban lévő és Palánkai János által írt csoportjelentés szerint a Kinizsi Természetbarát Liga Barlangkutató Szakosztálya 1959 februárjában meglátogatta a Pál-völgyi-barlangot, és ott vezetett népszerűsítő és bemutató túrát turistáknak. Az 1960. január–februári Karszt- és Barlangkutatási Tájékoztatóban meg van említve, hogy a Szabó József Geológiai Technikum KISZ szervezetének barlangkutató csoportja vállalta, hogy dolgozzon a Pál-völgyi-barlangban, és a barlangban (rendszeresen) segítse a látogatók vezetését. A Magyar Karszt- és Barlangkutató Társulat 1960. február 29-én tartott vezetőségi ülésén szóba került, hogy a társulatnak lépéseket kell tennie a Pál-völgyi-barlang megóvása miatt, mert omladozik a márgából álló mennyezet a rácsos kapu felszerelése óta. Az 1960. áprilisi Karszt- és Barlangkutatási Tájékoztatóban közölve lettek az idegenforgalomnak kiépített magyarországi barlangok 1950–1959 közötti látogatószámai. A kimutatásban nem szerepel a Pál-völgyi-barlang, mert annak látogatási adatait a Turistaházakat Kezelő Vállalat nem adta meg.
A Magyar Karszt- és Barlangkutató Társulat 1960. április 11-én tartott választmányi ülésén született egy olyan határozat, amely szerint a következő időszakban sor kerül a Pálvölgyi Cseppkőbarlang tönkrement, elhasználódott berendezéseinek felújítására, újjáépítésére. A Turistaházakat Kezelő Vállalat felkérte a társulatot, hogy tegyen javaslatot a korlátok kiegészítésére és az új korlátok helyének kijelölésére. Ennek végrehajtására a választmány bizottságot jelölt ki, melynek tagjai: Magyari Gábor, Hégráth Gyula, valamint az Oktatási és Propaganda Bizottság kijelölt tagja. A bizottság munkáját az Oktatási és Propaganda Bizottság fogja össze. Felelős: Barátosi József. (Lehetőleg 1960. április 30-ig el kell végezni.)
A választmányi határozatokban meg van említve, hogy a Turistaházakat Kezelő Vállalat külön helyiséget biztosít a társulatnak a Pál-völgyi-barlangnál barlangmúzeum céljaira. Határozat született arról, hogy a társulat kisegítő barlangvezetői szolgálatot tart 1960. április 30-tól vasárnaponként a Pálvölgyi Cseppkőbarlangnál. A szolgálatot az Oktatási és Propaganda Bizottság részéről Józsa László geofizikus tanár, a geológiai technikum részéről Kovács József geológus tanár szervezi. A társulat kérte a budapesti csoportok vezetőit, hogy közöljék a bizottsággal a barlangvezetésre és előadás tartására jelentkező munkatársaik nevét. (Felelős: Barátosi József. Határidő: 1960. április 30.)
Nemsokára újjáépül a Pálvölgyi Cseppkőbarlang villanyvilágítása és ezért a választmány megbízta a műszaki bizottságot, hogy a világítási berendezéseket tervezőknek és kivitelezőknek segítsen szaktanácsokkal. (Felelősök: Jambrik Károly és Bics Lajos. Határidő: a munkálatoktól függ.) A barlang világításának újjáépítéséhez kapcsolódva a társulat pályázatot hirdetett a társulat ifjúságának. A barlang korszerű kivilágításával összefüggő legjobb elgondolások, javaslatok díjazásban részesülnek. Első díj 500 Ft, második 300 Ft és a harmadik 200 Ft. A pályázatnak tartalmaznia kell a bejárásra tervezett útvonal megvilágítását (a pályázat javasolhat új útvonalat), a megtekintendő alakulatokat, képződményeket, a kapcsolótáblák elhelyezéseit összefüggésben a barlangismertető helyek megválasztásával, a megvilágítások technikai módozatait stb. A pályázatokat Hogyan világítanám meg a Pálvölgyi Cseppkőbarlangot? felirattal ellátott levélben kell benyújtani Szász Imrénéhez (Gorkij fasor 46.). A pályázat beküldési határideje 1960. június 30. (A pályázatokat a műszaki bizottság bírálja el. Eredményhirdetés: 1960. július 31-ig.)

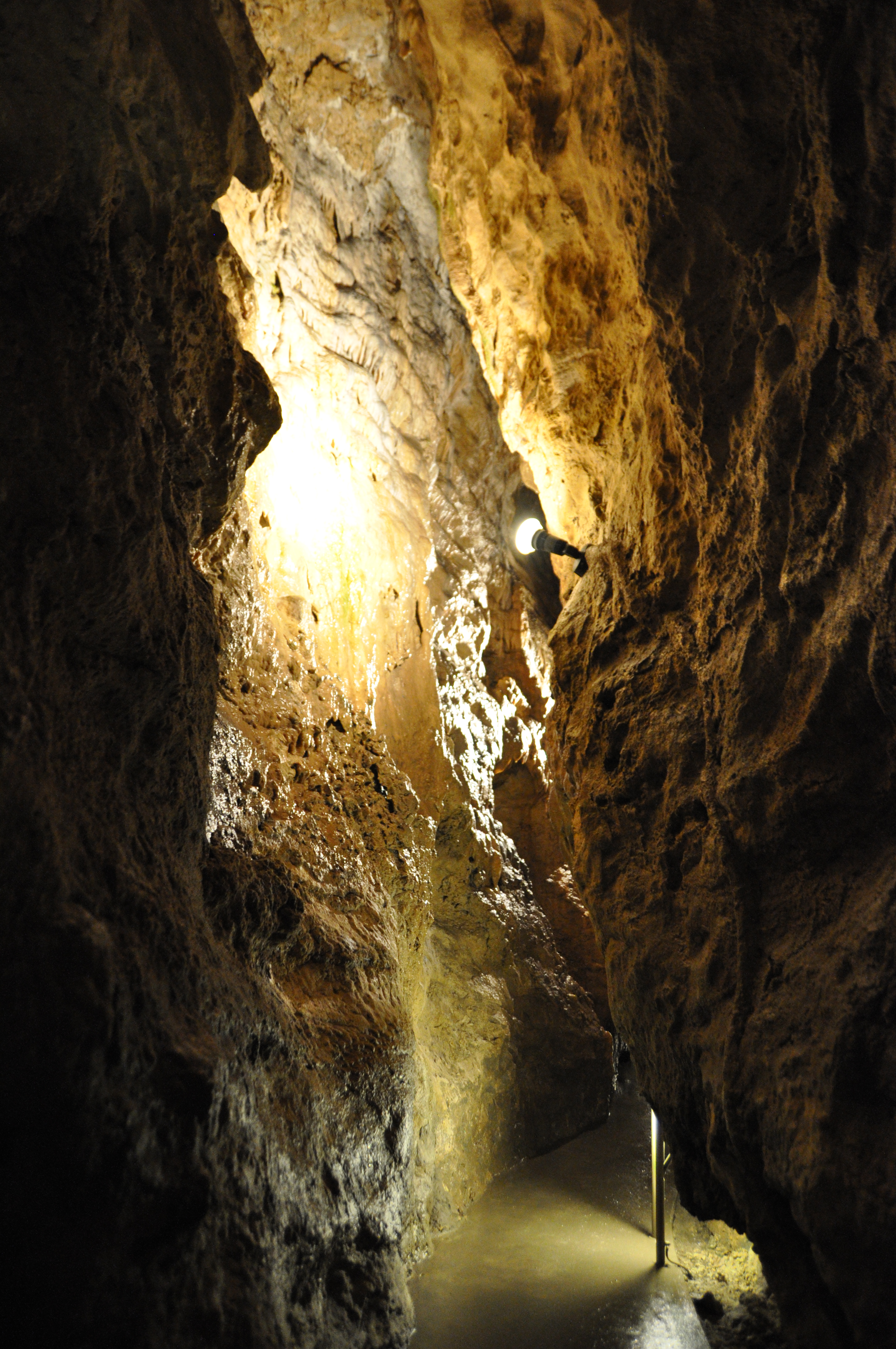
Részlet a barlang utcai ruhában járható részéből

1960. április 15-én, délután érkezett egy bejelentés a Magyar Karszt- és Barlangkutató Társulat titkárságára, hogy négy napja, nyomtalanul eltűnt Földi Gusztáv pedagógus, aki valószínűleg barlangba ment eltűnésekor. A barlangi mentőszolgálat önkéntes csoportjai egy-két órán belül útnak indultak. Ekkor, hajnalig át lett vizsgálva a Pál-völgyi-barlang is. (Később kiderült, hogy nem barlangban tűnt el a keresett személy.) Az 1960. májusi Karszt- és Barlangkutatási Tájékoztatóban kiadott, Szilvássy Gyula által írt tanulmányban meg van említve, hogy a Róka-hegyi-barlangnak magasabban (236 m tszf.) van a bejárata, mint a Pál-völgyi-barlangnak és a Szemlő-hegyi-barlangnak, valamint 16 m-rel alacsonyabban, mint a Ferenc-hegyi-barlangnak. Minden bizonnyal egykorúak ezek a hévizes barlangok és a pleisztocén legelején jöttek létre.
Az 1960. májusi Karszt- és Barlangkutatási Tájékoztatóban megjelent, Barátosi József által írt beszámolóban az van írva, hogy a Pál-völgyi-barlangnál alkalmazva lett új barlangvezető. A Magyar Karszt- és Barlangkutató Társulat valóban elkezdte tervszerűen segíteni a Pál-völgyi-barlangnál történő barlangjárást és barlangvezetést. A Szabó József Geológiai Technikum a tanulóinak, ebben a barlangban szeretne bepillantást engedni a barlangjárás szépségeibe és a kutatómunkába. A technikumi csoport tagjai megrajzolták a Kadić Ottokár által készített, a barlang 1918–1919-ben végzett felmérésén alapuló, eredeti barlangtérképet. A nagy rajzon feltüntették a régi és az új elnevezéseket. A térképen jelölve lett a körtúra útvonala és látnivalói. A tagok feltüntették azokat a szebb részekhez vezető utakat is, melyeket külön kérésre megmutat a barlangtúra vezetője. Ezek az Állatkert és a Meseország. A térképet kint tartják szobájukban, és ha sok látogató érkezik, akkor megmutatják.
A használatra adott kis szobáért az MKBT köszönetet mondott Baga István igazgatónak, a Turistaházakat Kezelő Vállalat vezetőségének és Nemes Gézának (pálvölgyi új gondnok), aki nagyon megértően segíti a közös munkát. A technikumi csoport órát készített, amelyen jelezni lehet, hogy mikor indulnak a következő barlangi túrák. Eddig 1960. április 24-én, 1960. május 8-án, 1960. május 15-én és 1960. május 22-én volt arra szükség, hogy több tag segítse a barlangi vezetést, mert ezeken a napokon sok száz úttörő tervszerűen kereste fel a barlangot. Ekkor rövid időközönként indulva 2–3 csoport is volt a barlangban. Ebben a munkában az MKBT feljegyzései szerint a Szabó József Geológiai Technikum Barlangkutató Csoport, a Kinizsi Barlangkutató Csoport, a Vörös Meteor Barlangkutató Csoport és a Petőfi Sándor Gimnázium Barlangkutató Csoportja nyújtották a legtöbb segítséget.
Az 1960. júniusi Karszt- és Barlangkutatási Tájékoztatóban lévő, Papp Ferenc által írt tanulmány szerint a teljesen kutatott magyarországi barlangok közé tartozik a Pál-völgyi-barlang. Az 1960. júniusi Karszt- és Barlangkutatási Tájékoztatóban, az MKBT nevében Barátosi József segítséget kért a budapesti barlangkutató csoportoktól a Pál-völgyi-barlang túravezetői munkájával kapcsolatban. Észrevétele szerint a túravezetésre mindig vannak alkalmi vállalkozók, de ők össze-vissza vállalják el a vasárnapi vezetéseket, nem jelennek meg időben és nem munkarendszerűen fejezik be munkájukat. Ezért nehéz a túravezetés megszervezése, és mivel a geológus technikusok nyáron termelési gyakorlaton vidéken tartózkodnak, ők sem tudják most ellátni ezt a feladatot. Aki segíteni szeretne, jelentse azt közvetlenül Barátosi Józsefnek, vagy Palánkai Jánosnak, aki felajánlotta segítségét ehhez a munkához.

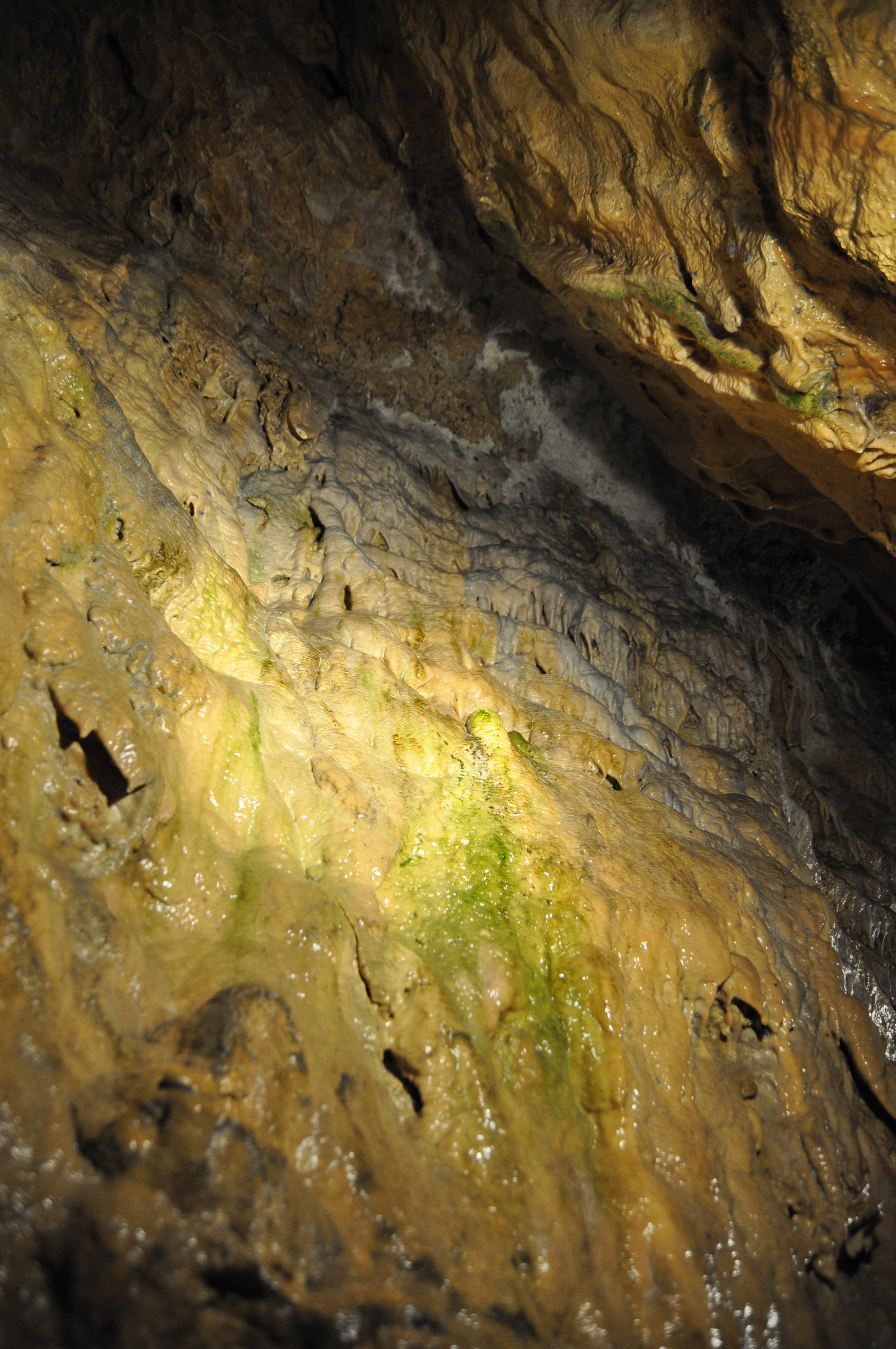
Részlet a barlang utcai ruhában járható részéből

Az 1960. szeptember–októberi Karszt- és Barlangkutatási Tájékoztatóban szó van arról, hogy 1960. november 20-ára tervezte az MKBT Ifjúsági Bizottsága a Pál-völgyi-barlangnál és környékén megtartani a Barlangok Napja rendezvényt. A rendezvény egyik célja az volt, hogy sokan járják be a Pál-völgyi-barlangot, a Mátyás-hegyi-barlangot és a Szemlő-hegyi-barlangot. Tervezték, hogy a résztvevő csapatok a barlangos verseny után tapasztalatcserén vesznek részt a Pál-völgyi-barlang bejárata előtti kőfejtő katlanában. Az 1960. decemberi Karszt- és Barlangkutatási Tájékoztatóban napvilágot látott és Barátosi József által írt beszámoló szerint a Szabó József Geológiai Technikum KISZ Szervezetének Barlangkutató Csoportja 1960-ban kezdeményezte, hogy legyen megint feltérképezve a Pál-völgyi-barlang, és lehetőleg tervszerűen történjenek benne egyéb vizsgálatok is. A kiadványnak ebben a füzetében ki lett hirdetve, hogy a Pál-völgyi-barlang kivilágítási tervpályázatára, Gádoros Miklós által beküldött anyagot a bíráló bizottság átnézte. A sok térképvázlattal dokumentált javaslatot a bizottság elfogadta, és a kitűzött 500 Ft-os pályázati 1. díj kifizetéséhez hozzájárult.
Az 1960. évi Karszt- és Barlangkutatási Tájékoztatóban publikált, Ozoray György által írt tanulmányban az olvasható, hogy a felszíntől elzárt üregek véletlen megnyitásakor (kőfejtéskor, alapozáskor), majd az azt követő tervszerű feltáró munkakor egymás után váltak ismertté a Budapesten lévő nagy, hévizes barlangok. Ez részben lelkes amatőrök, részben szakemberek érdeme. Ezek közé a barlangok közé tartoznak a pálvölgyi kőfejtő barlangjai (1904-ben fedezték fel őket). A kőfejtő barlangjainak hossza 1210 m és bejáratuk 205,76 m tszf. magasságban van.
A Ferenc-hegyi-barlang párhuzamos hosszanti és azokat állandó szög alatt metsző (egymással szintén párhuzamos) haránt járatok rendszere. A járatok egyenesek, hosszúak, keskenyek, magasak: kétségtelenül hévizes oldással járható méretűvé tágított tektonikus hasadékok. A hegység uralkodó szerkezeti irányainak megfelel irányuk. Többé-kevésbé ezt a képet mutatja a Pál-völgyi-barlang is. Gejzirit és sajátalakú, vagy félig sajátalakú kalcit található a Pál-völgyi-barlangban. A barlangban a hévízfeltörést preformáló paraklázis elmetsz egy régibb kalcitgenerációval kitöltött kristályfészket. A barlang jellemző, lemezes kalcitképződménye minden bizonnyal vízfelszínen kicsapódott kalciumkarbonát. A cseppkőképződés a Budapesten és környékén lévő kőfejtők kis üregein kívül csak a Pál-völgyi-barlangban, a Bagyura-barlangban és a Solymári-ördöglyukban számottevő.
Barátosi József 1961. március 26-án, a Kadić Ottokár Barlangkutató Csoport meglátogatása után Esztergom-Tábor felé távozott, hogy csatlakozzon az országúton az esztergomi Ifjú Gárda Barlangkutató Csoporthoz, akik autóbusszal mentek Budapestre megnézni a Pál-völgyi-barlangot. A barlangkutató csoport tagjait a Barátosi család barlangkutató tagjai és Dénes György vezették végig a barlangon, valamint mutatták meg annak érdekesebb képződményeit. Az 1961. áprilisi Karszt- és Barlangkutatási Tájékoztatóban közölt, Barátosi József által írt, Papp Ferenc által 1961. március 30-án előadott, a Magyar Karszt- és Barlangkutató Bizottság ülésén elhangzott előadás szerint a Pál-völgyi-barlang eocén mészkőben helyezkedik el. A barlang kőzeteinek, cseppköveinek és ásványainak uralkodó színei az elterjedtség sorrendjében a sárga, a barna, a vörös és a rózsaszín. A Petőfi Barlangkutató Csoport 1961. tavaszi programjában szerepelt a Pál-völgyi-barlangban végzendő kutatómunka.

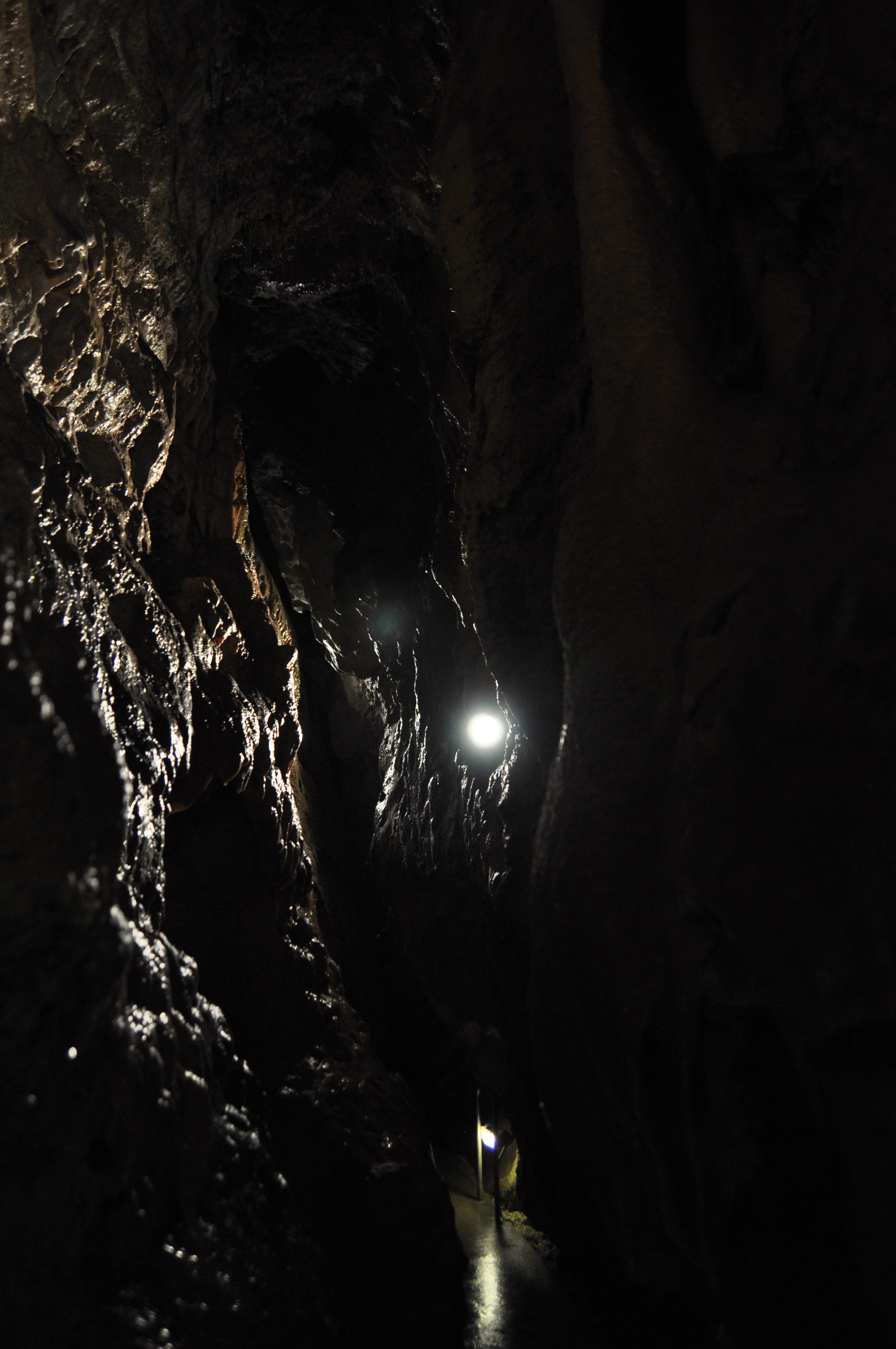
Részlet a barlang utcai ruhában járható részéből

Az 1961. májusi Karszt- és Barlangkutatási Tájékoztatóban publikálva lett egy Pál-völgyi-barlangot bemutató, barlangi túravezetőknek szóló, Barátosi József által összeállított rövid ismertető. A szerző javasolta, hogy mielőtt a barlangba lemegyünk nézzük meg a barlang környezetét és a barlang térképvázlatát, melyet Kadić Ottokár a barlang 1918–1919-ben végzett felmérése alapján rajzolt. A Pál-völgyi-barlang nem tartozik a nagy barlangok közé. Hossza majdnem csak 1 km (926 m). Legmélyebben lévő pontja a Hosszú-folyosó, amely 50 m-rel lejjebb helyezkedik el, mint a barlang régi kőfejtőből nyíló bejárata. A barlangnak nem volt természetes kijárata. Bagyura János a barlangot 1904-ben, kőfejtés közben találta meg. Az elbeszélések szerint akkor fedezte fel a barlangot, amikor hasadékba esett csákánya után mászott, hogy felhozza.
Az ÉÉK–DDNy és ÉNy–DK irányú hasadékokat a később bennük feltörő hévforrások mechanikai és oldó hatásukkal barlangjáratokká szélesítették. A Pál-völgyi-barlang tehát tulajdonképpen hasadékbarlang, amely a pliocén végén, a jégkorszak előtt, legfeljebb csak néhány millió éve jöhetett létre. A barlangban munkát végzett hévforrások jelenleg már a Duna szintjéhez közelebb törnek fel. (A Budán lévő jelenlegi gyógyfürdők.) Azóta a barlangban cseppkő és kalcit is kialakul, mert a mészkő repedéseiben utat talál magának a víz, és old is, épít is. Kadić Ottokár készítette el a barlang alaprajz térképvázlatát. A térképvázlat a barlang 1918–1919. évi felmérésének adatait felhasználva készült.
A jelenlegi körtúra útvonala (zárójelben az 1918–1919. évi elnevezések láthatók): Bejárati-terem (Bejárati-terem), Lóczy-terem (Lóczy-terem), Felső Lépcsős-folyosó (Felső Lépcsős-folyosó), Kereszt-folyosó (Keresztezés), Széles-folyosó (Széles-folyosó) az Orgonasípokkal, Hatos elágazás a Kabaréval (Kabaré), Mellék-folyosó (Mellék-folyosó) – innen ÉK-re van a Boszorkánykonyha –, Színház-terem (Színház) a részeivel, a Színpaddal, a Súgólyukkal, a Vészkijárattal, az Erkéllyel, a Süllyesztővel és a teremben vannak még a János-hegyi kilátó, előtte a Tündér-szikla, tovább a Mamutkoponya, Damoklész sziklája, lépcső alján van a Kismajom és a Tőr. A Színház-terem után következik a Bástya (Bástya), Hosszú-folyosó (Hosszú-folyosó), Tyúklétra, előtte a Fáraók lépcsője (ez a rész volt a régi Scholtz-próba), Kornél-kémény (Kornél-kémény), Ince-lógó (Ince-lógó), balra van a Geológus-folyosó (Geológus-folyosó), Peti-folyosó (Peti-folyosó), ahol legjobban láthatók a korróziós üstök, Nagykő-terem (Nagykő-terem), innen mesterséges átjáró vezet vissza a Lóczy-terembe, és közben a Hegyből kifolyó lávafolyam, valamint a Postaláda figyelhetők meg.
A hosszabb túra két helyen ágazik ki. A Hatos elágazástól lehet eljutni az Állatkertbe. Itt van a Szikla-terem (Szikla-terem), amelyben elefántormányok, vízilófej és krokodil láthatók, valamint a Hód-járat (Hód-járat), amelynek az elején van a Nagy krokodil. Ez utóbbitól kell visszamenni a Hatos elágazásig. A Kornél-kéménytől lehet eljutni a Meseországba. A Kornél-kémény után Bagyura-terem (Bagyura-terem), vagy átjáró, Turista-folyosó (Turista-folyosó), ennek elején van a Bárány. A Turista-folyosó után következik a Scholtz-terem (Scholtz-folyosó), amelyben látható a Hófehérke és a 7 törpe, a Kínai pagoda, a Szószék, a Bibliai paradicsom Ádámmal, Évával, egy mackóval és két fókával. Az utolsó állomás az Erkély (Erkély), ahol a Tündér-forrás és a Herfty-kürtő van. Innen vissza kell térni a Kornél-kéményhez.

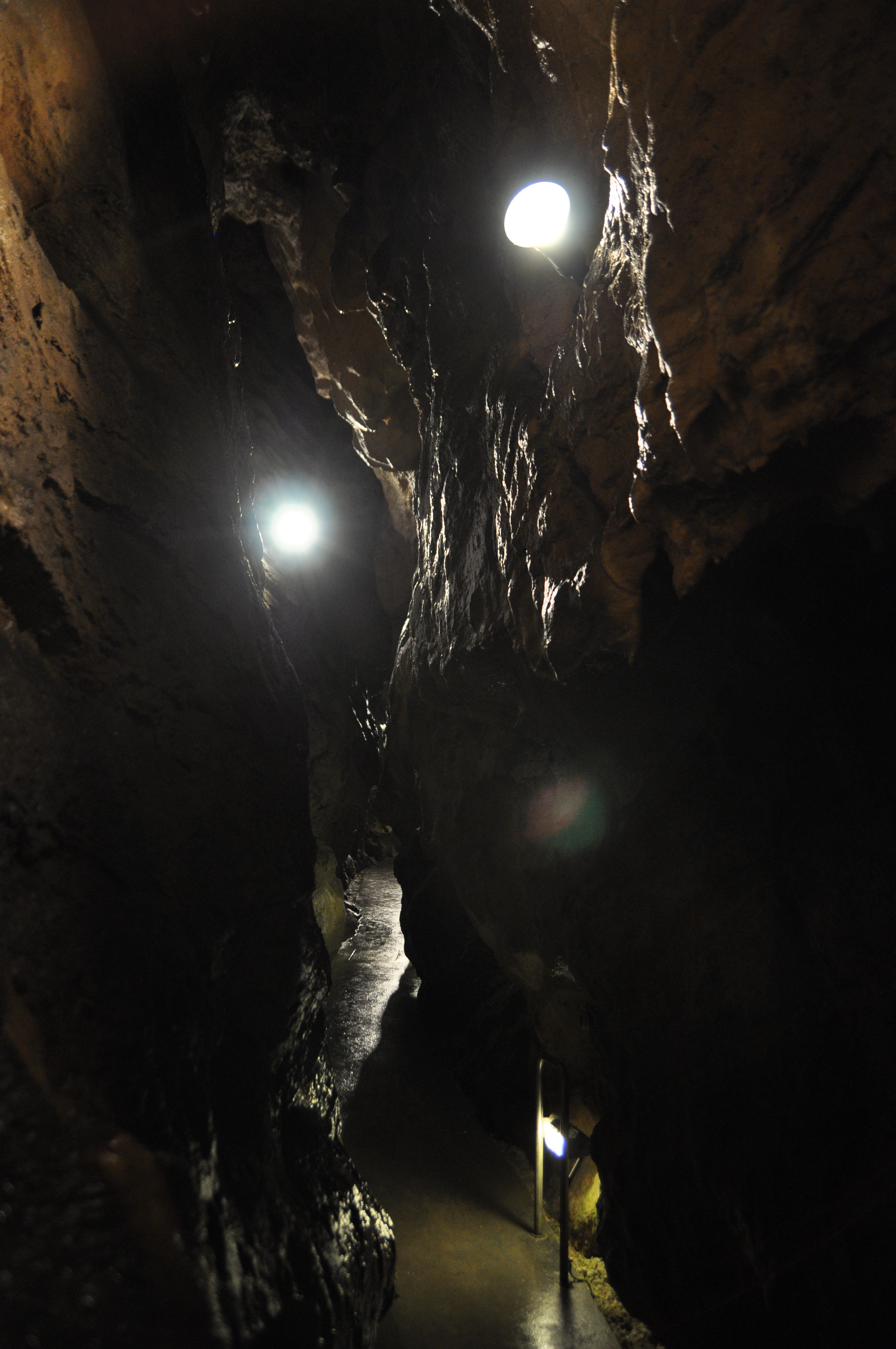
Részlet a barlang utcai ruhában járható részéből

Kadić Ottokár térképén szerepel még az Előcsarnok, Alsó Lépcsős-folyosó, Kettős-terem, Kápolna, Labirint, Kőhíd-terem, Összekötő-folyosó, Színházi-folyosó, Keskeny-terem, Dombos-folyosó, Lapos-terem, Meredek-hasadék, Omladék-terem, Plökl-terem, Jordán-terem, Rádium-terem, Ötösök folyosója, Körforgalom, Sarokszög, Iszapos-terem, Bekey-folyosó, Cseppkő-terem, Pince-folyosó, Cseppkő-folyosó és a Walter-terem. Az ismertetéshez mellékelve lett a barlang alaprajz térképvázlata, vízszintes vetület térképvázlata és függőleges vetület térképvázlata. A térképvázlatok elkészítésén dolgozott a szerkesztőkön kívül, 1961. április 24-én: Pernesz Péter, Pusztai István, Árvay József, Liebe Pál (ők geológus technikusok). Az 1961. júniusi Karszt- és Barlangkutatási Tájékoztatóban közölve lett, hogy az 1961. májusi Karszt- és Barlangkutatási Tájékoztatóban kiadott alaprajz térkép alatt lévő két vetületrajz nem a Pál-völgyi-barlang térképei, hanem a Vörös-kői-forrásbarlangéi.
Az 1961-ben kiadott, Vitéz András és Pap Miklós által szerkesztett, Budapest című könyvben szó van arról, hogy a Pálvölgyi-barlang a Hármashatár-hegy csoportjában helyezkedik el. A barlang eocén mészkőbe vájt járatai nagyon változatosak. Az 1 km hosszú barlangot meglehetősen szép cseppkövek díszítik. A Pál-völgyi-barlangtól ÉK-re (szemben) található a Mátyás-hegyi-barlang. A Mátyás-hegy és a Pálvölgy környéki barlangok óvóhelyként szolgáltak a második világháborúban. Az 1961. novemberi Karszt- és Barlangkutatási Tájékoztatóban meg van említve, hogy Szepessy Géza 1938 júniusában, több mint egy hetes munkával bontotta ki a Mátyás-hegyi-barlang bejáratát, melyhez a Pál-völgyi-barlang adott szerszámokat. Az 1962. márciusi Karszt- és Barlangkutatási Tájékoztatóban szóba került, hogy Claus, Suba és Palik Piroska tekintélyes moszatflórát mutattak ki a Baradla-barlangból, a Pál-völgyi-barlangból, a Béke-barlangból és az Abaligeti-barlangból. Az 1962. évi Karszt- és Barlangkutatási Tájékoztató 8–10. füzete szerint a Budai-hegység óriásbarlangjai a Mátyás-hegyi-barlang, a Pál-völgyi-barlang, a Szemlő-hegyi-barlang, a Ferenc-hegyi-barlang és a Solymári-ördöglyuk.

### 1963–1974
Palánkai János a Magyar Karszt- és Barlangkutató Társulat 1963. február 3-án tartott közgyűlésén felvetette a Pál-völgyi-barlang világítási berendezésének problémáját. Az 1963. évi Karszt- és Barlangkutatási Tájékoztató 1–2. füzete szerint a Petőfi Barlangkutató Csoport 1962-ben, tanulmányi túrát tett a Pál-völgyi-barlangba. Kessler Hubert a Magyar Karszt- és Barlangkutató Társulat 1963. március 28-án tartott választmányi ülésén jelentette, hogy Kessler Hubert és Schőnviszky László képviselték a társulatot és az Országos Természetvédelmi Hivatalt a Pál-völgyi-barlang világítási berendezésével kapcsolatban tartott, a tervező által összehívott értekezleten. Az 1964. évi Karszt- és Barlangkutatási Tájékoztatóban lévő és Papp Ferenc által írt, Pávai-Vajna Ferencről szóló nekrológban szó van arról, hogy Pávai-Vajna Ferenc az 1930. évi Hidrológiai Közlönyben megemlítette, hogy különleges az, hogy a majdnem függőleges barlangokban (pl. a budapesti Pál-völgyi-barlangban) általában olyan helyen vannak a felül-belül zárt üregek, ahol a barlangok fala az alatta lévő üreg felé hajlik, és nem ott, ahová a víznek esnie kellett volna.

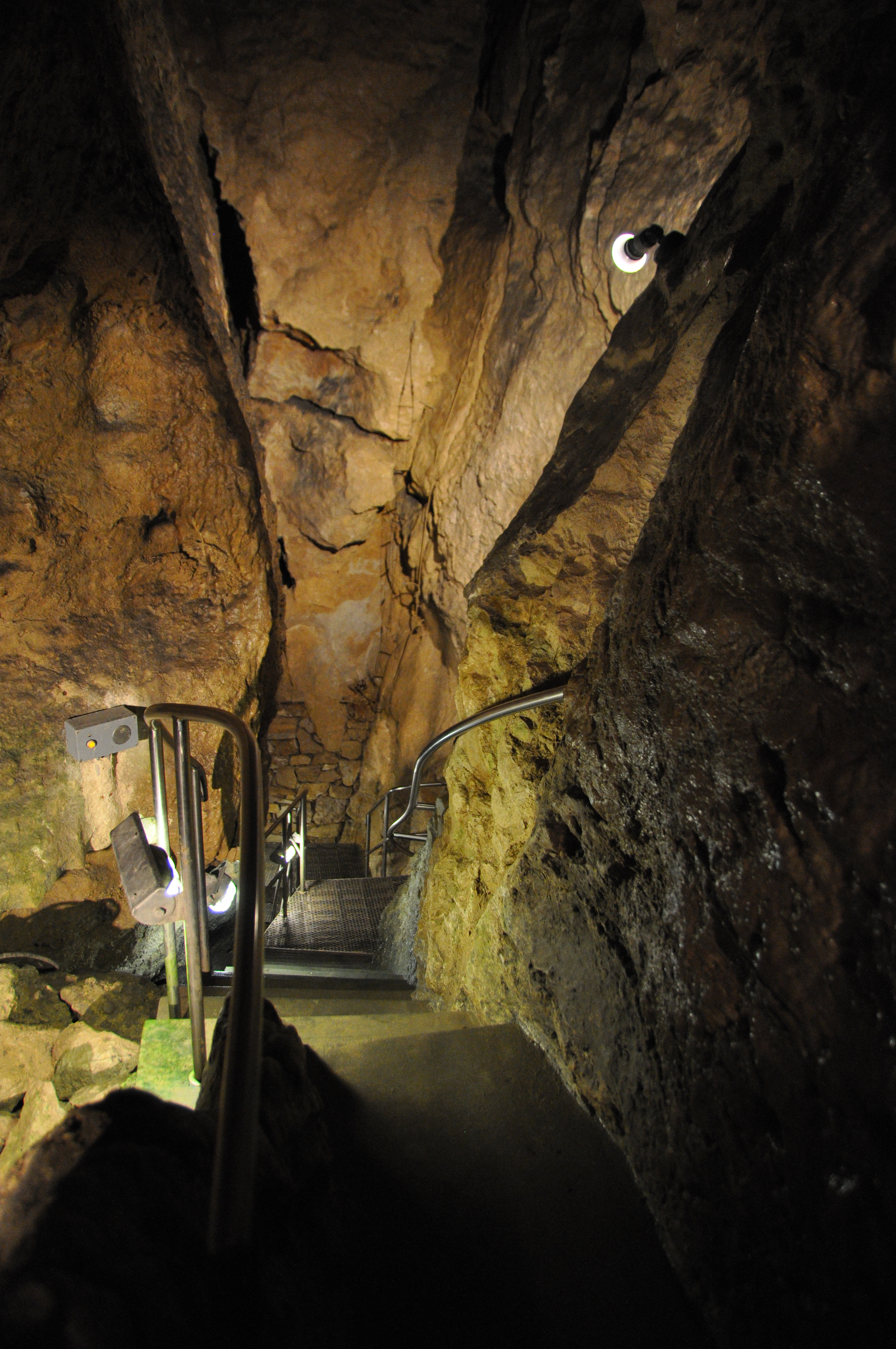
Részlet a barlang utcai ruhában járható részéből

Dénes György az MKBT 1964. február 12-én tartott választmányi ülésén jelentette, hogy elkezdődött a Pál-völgyi-barlang új világításának kiépítése, és az 1964-ben be lesz fejezve. Az MKBT 1964. május 21-én tartott vezetőségi ülésén Dénes György közölte, hogy nemsokára elkészül a Pál-völgyi-barlang villanyvilágítása, és 1964-ben van a barlang felfedezésének 60. évfordulója. Az új világítás ünnepélyes felavatásába és a 60 éves jubileum megünneplésébe a Magyar Természetbarát Szövetség és az Országos Természetvédelmi Hivatal mellett bekapcsolódik a Magyar Karszt- és Barlangkutató Társulat is. Az MKBT 1964. június 2-án tartott választmányi ülésén Palánkai János kérdésére Dénes György társulati főtitkár közölte, hogy a főváros 60 éves barlangos múltját, ahogy jelentette a vezetőségi ülésen is, a Pál-völgyi-barlang villanyvilágításának felavatásához kapcsolódóan akarja a társulat megünnepelni.
Az MKBT 1964. október 1-jén tartott vezetőségi ülésén többek hozzászólása után a Pál-völgyi-barlangban létesítendő cseppkőkiállítást a társulat, minden megtévesztés nélkül, tisztán múzeum jellegűnek javasolja az OTVH-nak. A Turistaházakat Kezelő Vállalat megkeresésére a Pál-völgyi-barlang üzemvezetői helyére a társulat Palánkai Jánost javasolja Palánkai János évtizedes barlangkutatói tevékenysége alapján, szakmai szempontból. A Magyar Természetbarát Szövetség elnöki ülése a Pál-völgyi-barlang kérdésével foglalkozott. A világítás át lesz adva év végén. Az ünnepélyes megnyitás januárban lenne és ehhez kapcsolódna a 60 éves budapesti barlangkutatás ünnepsége és kiállítása. A kiállítás rendezésére Dénes György alkalmi bizottságot javasolt, amelynek elnöke Bertalan Károly, titkára Schőnviszky László lennének. Az MKBT 1964. november 5-i választmányi ülésén Dénes György közölte, hogy kész van a Pál-völgyi-barlang villanyvilágításának felújítása.

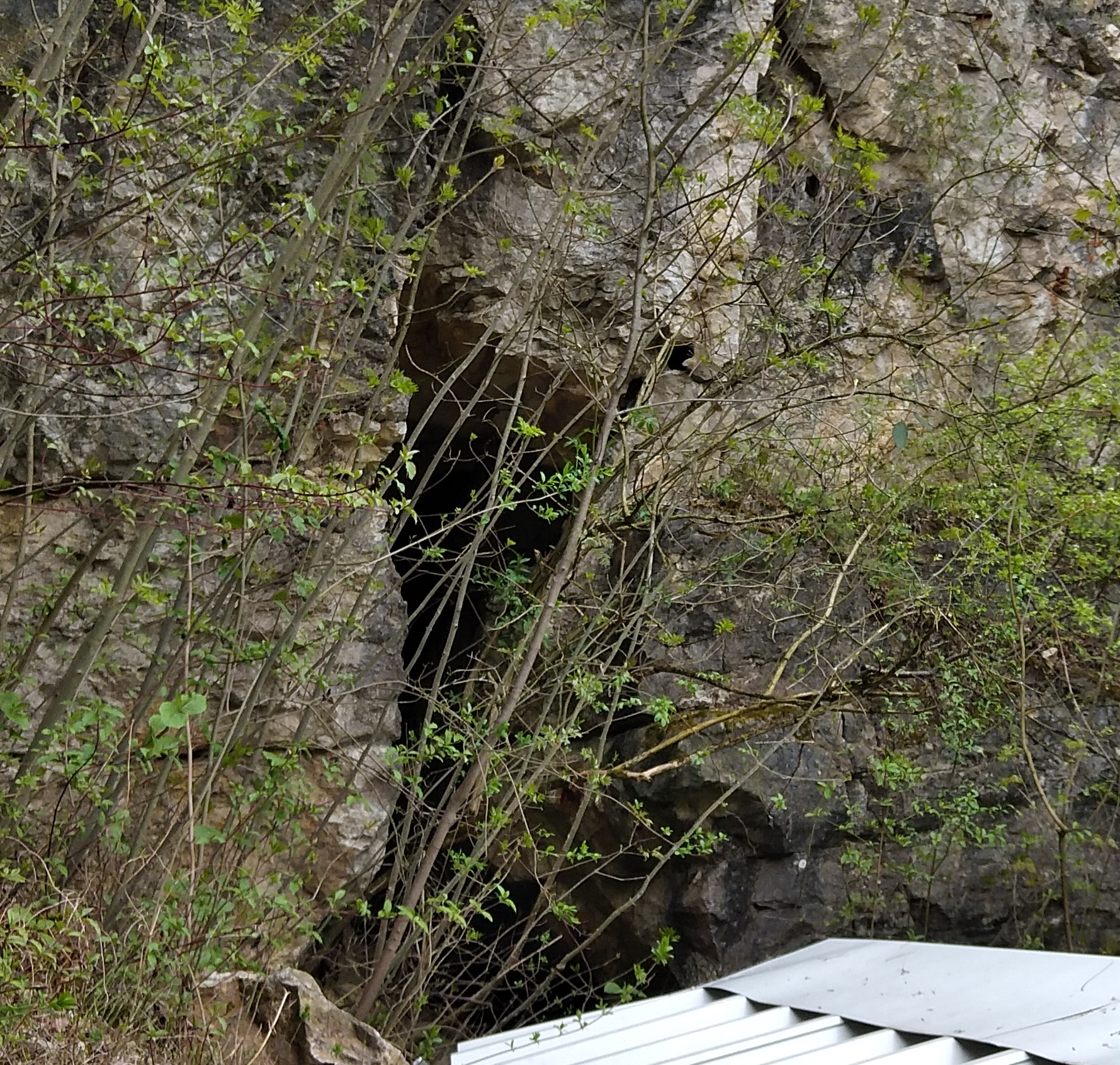
Pál-völgyi-barlang, Bekey-folyosó felső része

Az 1965. évi Karszt- és Barlangkutatási Tájékoztatóban publikált és Ozoray György által írt tanulmányban az olvasható, hogy a felszíntől elzárt üregek véletlen megnyitásakor (kőfejtéskor, alapozáskor stb.), majd az azt követő tervszerű feltáró munkakor egymás után váltak ismertté a Budapesten lévő nagy, hévizes barlangok. Ez részben lelkes amatőrök, részben szakemberek érdeme. Ezek közé a barlangok közé tartoznak a pálvölgyi kőfejtő barlangjai (1904-ben fedezték fel őket). A kőfejtő barlangjainak hossza 1210 m és bejáratuk 206 m tszf. magasságban van.
A Ferenc-hegyi-barlang párhuzamos hosszanti és azokat állandó szög alatt metsző (egymással szintén párhuzamos) haránt járatok rendszere. A járatok egyenesek, hosszúak, keskenyek, magasak: kétségtelenül hévizes oldással járható méretűvé tágított tektonikus hasadékok. A hegység uralkodó szerkezeti irányainak megfelel irányuk. Többé-kevésbé ezt a képet mutatja a Pál-völgyi-barlang is. Gejzirit és sajátalakú, vagy félig sajátalakú kalcit található a Pál-völgyi-barlangban. A barlangban a hévízfeltörést preformáló paraklázis elmetsz egy régibb kalcitgenerációval kitöltött kristályfészket. A barlang jellemző, lemezes kalcitképződménye minden bizonnyal vízfelszínen kicsapódott kalciumkarbonát. A cseppkőképződés a Budapesten és környékén lévő kőfejtők kis üregein kívül csak a Pál-völgyi-barlangban, a Bagyura-barlangban és a Solymári-ördöglyukban számottevő.
Az 1965. évi Karszt- és Barlangkutatási Tájékoztató 1–2. füzetében közölt beszámolóban, amely az MKBT szakbizottságainak 1964. évi munkájáról szól, az van írva, hogy a dokumentációs szakosztály bibliográfiai szakbizottsága 1964-ben összeállította a Pál-völgyi-barlang irodalomjegyzékét. Forgács Géza, a Magyar Természetbarát Szövetség alelnöke az MKBT 1965. március 14-i közgyűlésén szóba hozta (az MTSZ és az MKBT együttműködésének példájaként) a Pál-völgyi-barlang megnyitásával kapcsolatos, társulat által tett javaslatok elfogadását. Bogsch László MKBT elnöki köszönete után köszönetet mondott Dénes György, az MKBT főtitkára is, a Pál-völgyi-barlang mellett rendelkezésre bocsátott öltözőért. Dénes György ismertette azokat a terveket, melyek a magyar barlangkutatás 60 éves múltja, és a felújított villanyvilágítású Pál-völgyi-barlang megnyitása miatt tartandó ünnepséggel kapcsolatban születtek. A megnyitó eltolódik.
Az 1965. évi Karszt- és Barlangkutatási Tájékoztatóban megjelent és Schőnviszky László által írt folyóiratcikkben az olvasható, hogy kb. 60 évvel azelőtt, a Pál-völgyi-barlang felfedezéséhez kapcsolódóan kezdődött a budapesti, komolyabb barlangkutatás. Ennek emlékére és a Pál-völgyi-barlang új, korszerű villanyvilágításának felavatására ünnepélyt rendezett a Magyar Karszt- és Barlangkutató Társulat, valamint a Budapesti Természetbarát Szövetség. Az ünnepség 1965. június 12-én, az MTSZ Budapesti Tanácsának székházában rendezett díszgyűléssel kezdődött. Az ünnepi ülést Bogsch László, MKBT elnök nyitotta meg.
Kessler Hubert ismertette a Pál-völgyi-barlang felfedezésének és kutatásának történetét. (Kessler Hubert előadása is publikálva lett a Karszt- és Barlangkutatási Tájékoztató 1965. évi évfolyamában.) Kessler Hubert után Dénes György emelkedett szóra, aki a budapesti barlangkutatás jelentősebb állomásait méltatta, majd a Pál-völgyi-barlang feltárásában és kiépítésében részt vett Pannónia Turista Egyesület Barlangkutató Szakosztályának, valamint a második világháború után a barlang rendbetételénél közreműködött Természetbarát Turista Egyesület önzetlen és áldozatkész tagjait, fáradhatatlan munkásságuk elismeréseként, a díszgyűlés emléklappal jutalmazta. A nagyszámú közönség végül megtekintette a díszterem előterében rendezett Pál-völgyi-barlang emlékkiállítást.

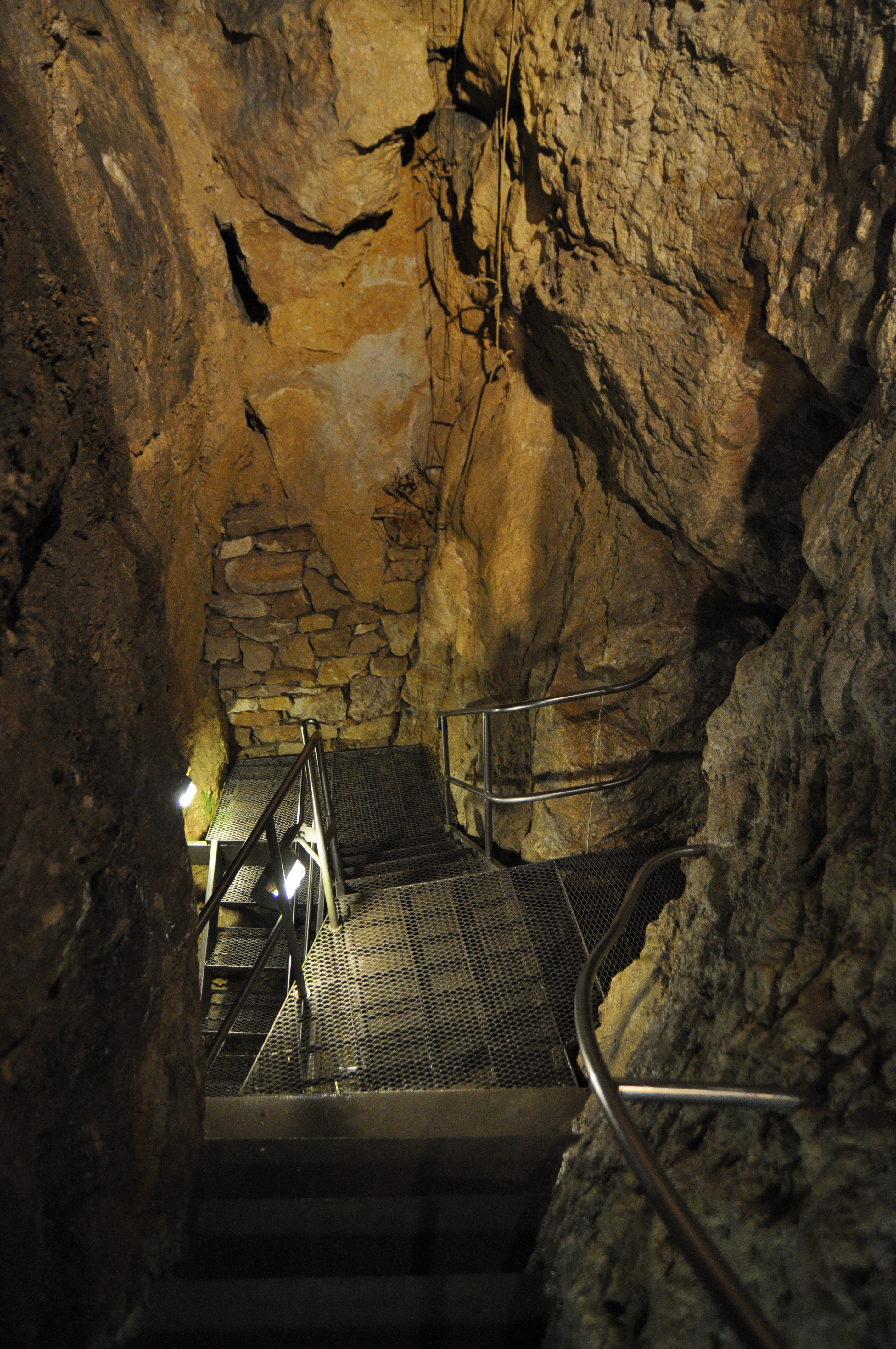
Részlet a barlang utcai ruhában járható részéből

Másnap, 1965. június 13-án, vasárnap délelőtt került sor a Pál-völgyi-barlang korszerű villanyvilágításának ünnepélyes bemutatására és a barlang új megnyitására. A barlangot 1904-ben, Scholtz Pál Kornél és Bagyura János fedezték fel. Az ünnepélyes újramegnyitáskor, a barlang előtt lett leleplezve a két felfedező emlékét megörökítő emléktábla. Az emléktáblát a Budapesti Természetbarát Szövetség készítette. Először, az első világháború után a Pannónia Turista Egyesület Barlangkutató Szakosztályának tagjai kezdték el kiépíteni a barlangot. Sok évi fáradságos munkájukkal, önzetlen tevékenységükkel, 1927-ben készült el a barlang első villanyvilágítása.
A második világháborúban tönkrement berendezést 1945-ben, a Természetbarát Turista Egyesület hozta rendbe. Most, harmadszor pedig a barlangot gondozó Turistaházakat Kezelő Vállalat segítségével, tehát megint a turisták, valamint barlangkutatók áldozatos közreműködésével gyulladt ki a barlangban a villany. Szőnyi László, a Budapesti Természetbarát Szövetség alelnöke ünnepi beszéd kíséretében adta át a korszerű világítással ellátott barlangot a barlangkutató turistáknak és a nagyközönségnek. Kessler Hubert régi barlangkutatók részvételével vezette az első túrát a majdnem fényárban úszó barlangba. Majd megindult az ünneplő közönség és érdeklődők végtelen sora is. A látogatásnak csak az első napi zárás miatt lett vége.
Az 1965. évi Karszt- és Barlangkutatási Tájékoztatóban olvasható Kessler Hubert előadásának szövege, amelyet a fővárosi barlangkutatás 60 éves jubileuma alkalmából, 1965. június 12-én tartott ünnepi ülésen mondott el. A beszéd szerint a budapesti barlangkutatás elmúlt 60 évéről itt lehetetlen, de valószínűleg nem is kell részletesen beszámolni, ezért csak vázlatosan fog kitérni Kessler Hubert a legfontosabb eseményekre és főleg a lényegesebb tanulságokra szeretne utalni. A budapesti barlangkutatás kétségtelenül a Pál-völgyi-barlang 1904-es felfedezésével kezdődött és ez adott lendületet a Magyarországon folyó feltáró kutatásnak is. Tulajdonképpen egy véletlen indította el a Pál-völgyi-barlang megtalálását, és az ezzel kapcsolatos hosszú, eredményes kutatásokat.
A kőbányában, amelyben a barlang bejárata van, annak idején, egy legelő birka alatt beszakadt a laza agyagréteg, és a birka beleesett egy mély üregbe. A bányagondnok fia, Bagyura János sietett az állat kimentésére. Leereszkedett az üregbe és legnagyobb csodálkozására azt látta, hogy az üregnek folytatása is van. Gyorsan értesítette Jordán Károlyt, akiről tudta, hogy érdeklik a barlangok. Ketten jutottak el a jelenleg Színház-teremnek nevezett barlangrészbe. Később pedig Scholtz Pál Kornéllal, Bekey Imre Gáborral és másokkal fedezték fel a barlang jelenleg ismert kb. 1 km hosszú részét.
A Pannónia Turista Egyesület lelkes tagjai az első világháború után vették gondozásukba a barlangot és azt több mint 20 évig kezelték. A barlangban lépcsőket, utakat építettek önzetlen munkával, majd a villanyvilágítást bevezették, és egy különleges látványossággal gazdagították Budapestet. A barlangot nemcsak az érdeklődő nagyközönség és a föld alatti sziklamászótúrákat kedvelő turisták keresték fel, hanem sok tudós, geológus és geográfus is tanulmányozta. Kadić Ottokár részletesen felmérte a barlangot, Cholnoky Jenő pedig megállapította, hogy a barlang leginkább hévizes eredetű. Az eredeti hidrotermális ásványi lerakódásokat később lerombolta és elhordta a felszínről bejutó csapadékvíz, de a sziklákban kialakult eredeti formák, morfológiai bizonyítékok jelenleg is felismerhetők.

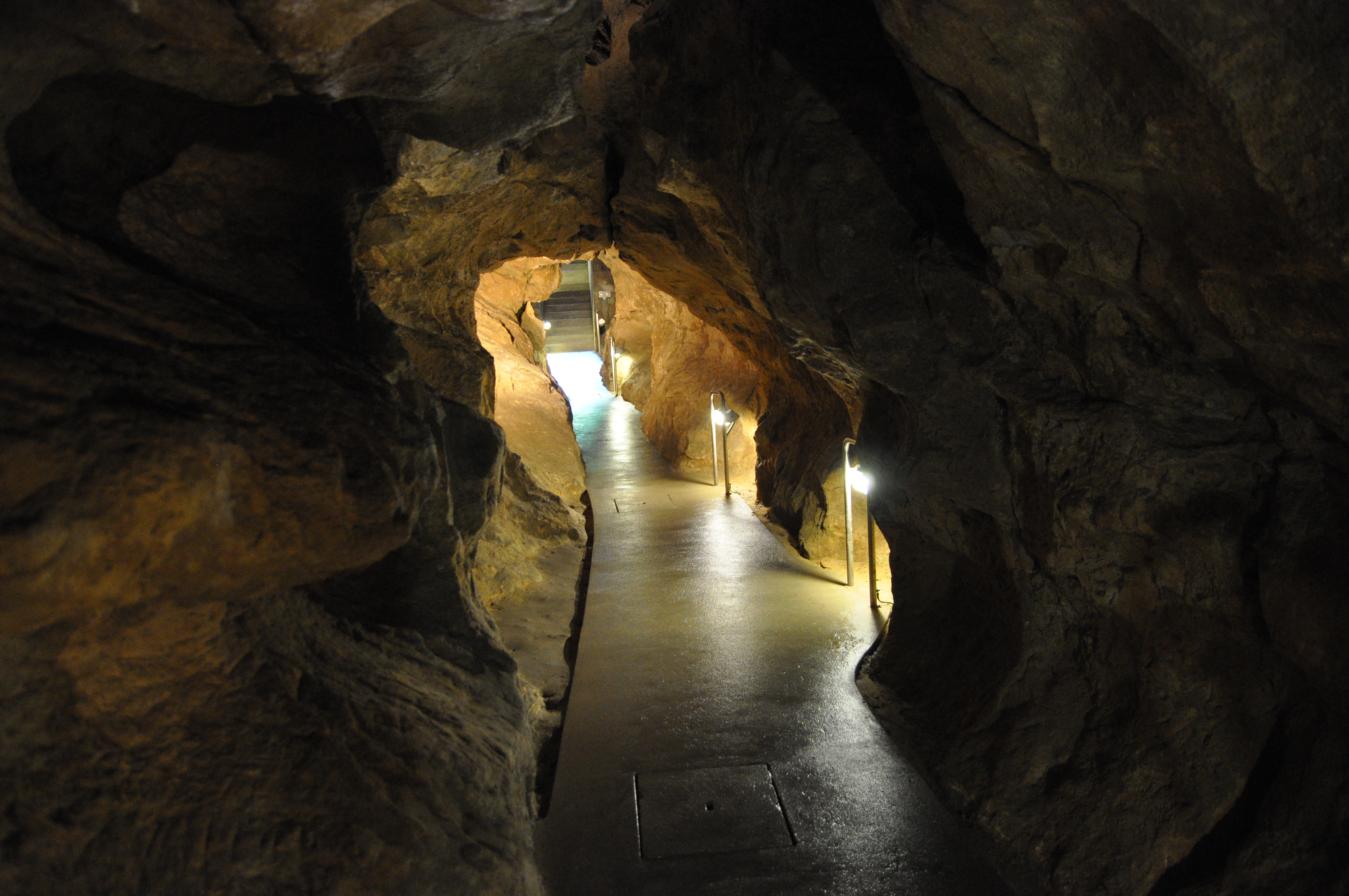
Részlet a barlang utcai ruhában járható részéből

A második világháború, ahogy sok mást is, a budapesti barlangkutatást is nagyon lefékezte. Ekkor a Pál-völgyi-barlang berendezése tönkrement. A második világháború után a Természetbarátok Turista Egyesülete állította megint helyre a barlang berendezéseit annyira, hogy ismét meg lehetett nyitni a barlangot az idegenforgalomnak. A budapesti barlangok kutatásának minden esetben megvolt a maga közvetlen, kimutatható tudományos vagy gazdasági haszna. A Pál-völgyi-barlang megnyitásával eggyel több lett Budapesten az idegenforgalmi látványosságok száma. Kessler Hubert remélte, hogy a Pál-völgyi-barlang mostani ünnepélyes megnyitása és korszerűbb, idegenforgalmi kiépítése is hozzájárul majd a barlangkutatás megbecsüléséhez.
Az MKBT 1965. évi fotópályázatának (Pál-völgyi-barlangot bemutató legjobb fényképéért járó) különdíját a Kessler Hubert által készített (jelige: Speleofot), Pálvölgyi-barlang című fénykép nyerte el. Az Óbudai Szeszgyár Kinizsi Sportkör Barlangkutató Csoport 1966-ban feltáró munkát végzett a barlangban lévő Kőhíd-teremben és az Ötösök folyosójában. Ebben az évben a csoport 4 helyen végzett csepegésmérést a barlangban. A csoport tagjai az így kapott 1460 mérési adatot átadták a Vízgazdálkodási Tudományos Kutató Intézetnek. A csoport 4 tagja 1966 augusztusában, a Turistaházakat Kezelő Vállalat megbízásából tanulmányozta a Baradla-barlang villanyvilágítási hálózatának kiépítését és karbantartását, hogy az itt szerzett tapasztalatokat hasznosíthassák a Pál-völgyi-barlang üzemeltetésénél.

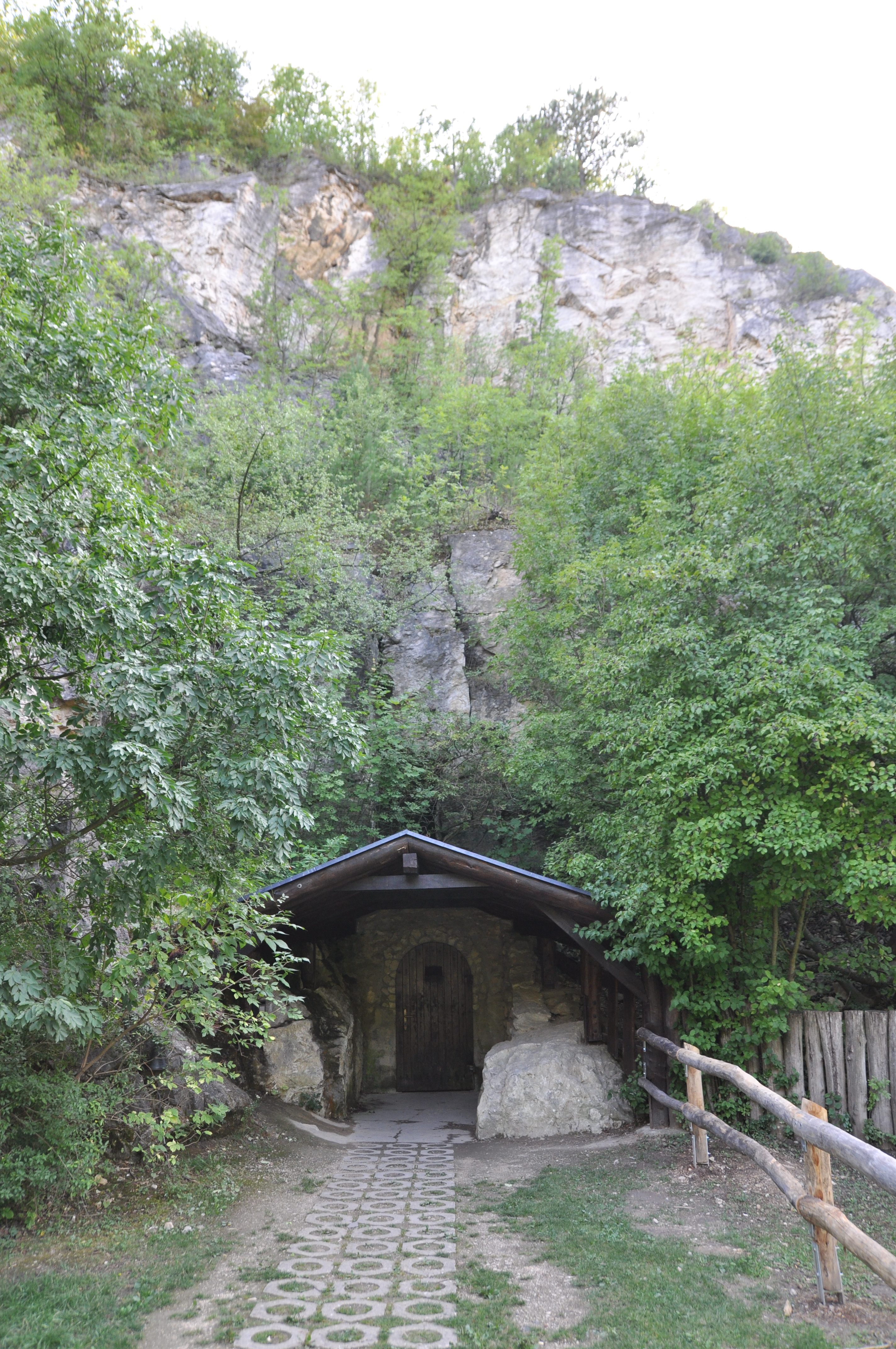
A barlang kijárata 2017-ben

A Budapesti Vörös Meteor Barlangkutató Csoport 1966. évi jelentése szerint a csoport 1966-ban nagyobb pontosságú felméréseket végzett, hogy kiderítse összefügg-e egymással a Mátyás-hegyi-barlang és a Pál-völgyi-barlang. A felmérések adatainak feldolgozása folyamatban van (Révész Lajos). Az 1966. évi Karszt- és Barlangkutatási Tájékoztató szerint 1965-ben tervezte a Budapesti Vörös Meteor Barlangkutató Csoport, hogy felméri a Pál-völgyi-barlangnak a Mátyás-hegyi-barlanghoz legközelebb elhelyezkedő szakaszait és a két barlang bejárata közötti felszíni részt. Ezt azért tartották fontosnak a csoport tagjai, mert a felmérések adatai alapján készült térkép majd megbízható képet fog adni a két barlang egymást legjobban megközelítő járatainak viszonylagos helyzetéről és a két barlang összekapcsolásának lehetőségeiről. Az 1967. évi Karszt- és Barlangkutatási Tájékoztatóban meg van említve, hogy a Budapesti Vörös Meteor Barlangkutató Csoport 1966-ban, nagyobb pontosságú felméréseket végzett. Ezekre a felmérésekre azért volt szükség, hogy jobban megismerje a csoport azt, hogy összefügghet-e a Mátyás-hegyi-barlang és a Pál-völgyi-barlang egymással. Folyamatban van a felmérés adatainak feldolgozása (Révész Lajos).
Az Óbudai Szeszgyár Kinizsi Sportkör Barlangkutató Csoport 1967. évi jelentésében az olvasható, hogy a csoport 1967-ben, a VITUKI megbízásából karsztvízszivárgási megfigyeléseket végzett a Pál-völgyi-barlangban. A csepegésmérő műszerek a jósvafői Vass Imre kutatóállomáson Maucha László által konstruáltakhoz hasonlóak voltak, és ezeket saját maguk készítették a csoport tagjai. Palánkai János vezette az észlelési adatokat tartalmazó jegyzőkönyvet. Feldolgozás alatt van az adathalmaz, amely több éven keresztül gyűlt össze. Befejezése után közzé lesznek téve az eredmények. A csoport 1967-ben, a Harcsaszájú-barlang és a Bagyura-barlang felmérésekor bemérte a kőfejtő Ny-i részének barlangbejáratait is, hogy (a későbbi felmérésekkor) az alaptérképre rászerkeszthetők legyenek.
Az Óbudai Szeszgyár Kinizsi Sportkör Barlangkutató Csoport 1968. évi jelentésében az van írva, hogy a csoport egyik legnagyobb munkája a VITUKI megbízásából végzett karsztvízszivárgás-megfigyelés. A csoport már több éve rendszeresen végzi az észleléseket. A régi mérőhengereket felváltották a korszerű csepegésmérő készülékek. A csepegésmérők távregisztrálóhoz kapcsolódnak, amely a Pál-völgyi-barlang irodájában lett elhelyezve. Négy készülék van a Pál-völgyi-barlangban (a Kereszt-folyosónál, a Kőhíd-teremben és a Színház-teremben). A barlangban fotogrammetriai térképezés kísérleteket végzett a csoport. Ezek a munkák szorosan összefüggnek a barlang újrafelmérésével. A felvételek helyéül a Lóczy-termet, az Alsó-lépcsősor folyosót és a Kőhíd-termet választották a csoporttagok.
A barlang új térképe három dimenzióban fogja bemutatni az üregrendszert, és az lesz az érdekessége, hogy alapponthálózata hozzá lesz kötve az országos geodéziai koordináta-rendszerhez. Jelenleg az alapponthálózat kiépítése és lemérése történik. 1968 végéig megpróbálják befejezni a kiépített részek, 1969 első negyedében pedig az egész barlang felmérését, valamint a térképszerkesztést. A munkát a Budapesti Műszaki Egyetem geodéta hallgatói és a csoport tagjai, Vukov Péter által vezetve végzik. A kéziratban meg van említve, hogy a Jordán-barlang (Bekey-barlang) jellege a Pál-völgyi-barlang jellegével egyezik meg.

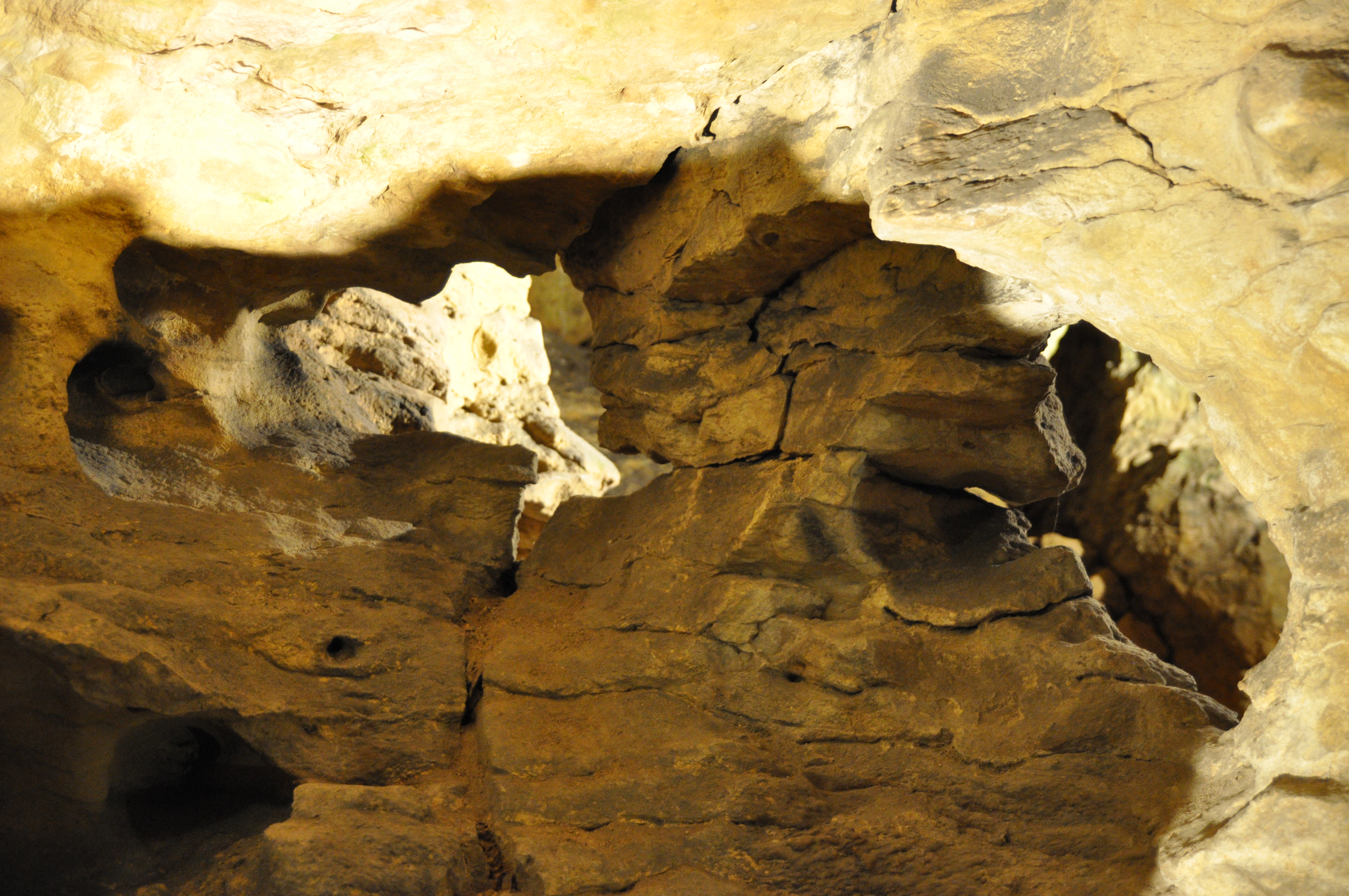
Részlet a barlang utcai ruhában járható részéből

A Gábor Áron Barlangkutató Csoport 1969. évi jelentésében szó van arról, hogy a Gábor Áron Barlangkutató Csoport 1969-ben, a Pál-völgyi-barlangban és a Gábor Áron-barlangban egyszer dolgozott, 6 órát, 2 fővel. Az 1969. évi Karszt- és Barlangkutatási Tájékoztató 4. füzetében az lett publikálva, hogy az Óbudai Szeszgyár Kinizsi Barlangkutató Csoportja elkezdte felmérni részletesen a Pál-völgyi-barlangot. Egyrészt, a régi térképen néhány hibát vettek észre a csoport tagjai, és ezeket akarták korrigálni. Másrészt, a pálvölgyi kőfejtőben lévő barlangok kialakulásának jobb megismerése miatt kezdték el a barlangfelmérő munkát. A Pál-völgyi-barlangban, a VITUKI megbízásából, folyamatosan figyeli a csoport a víz karszton történő átszivárgását. A barlangban és a felszínen meteorológiai megfigyelést végez a csoport. A folyóiratnak ugyanebben a füzetében lévő másik közleményben meg van említve, hogy (az 1969. április 26-án) a Hideglyuk-barlangban balesetet szenvedett Horváth János megmentéséhez társa, Szunyogh Gábor a Pál-völgyi-barlangnál tartózkodó barlangkutatóktól kért segítséget.
Az Óbudai Szeszgyár Kinizsi SK Barlangkutató Szakosztályának 1969. évi jelentése szerint a csoport korábbi jelentéseiben ismertetve lett, hogy a Pál-völgyi-barlangban évek óta csepegésmérés folyik. A mérőműszerek hasonló konstrukciójúak a jósvafői Vass Imre kutatóállomás műszereihez. 1969-ben néhány hónapig nem történt regisztrálás, mert a VITUKI új számláló szerkezetet bocsátott a szakosztály rendelkezésére. Most nagyobb kapacitással és korszerűbben végezhető az észlelés. Az adatok időhiány miatt nem lettek még értékelve. A feldolgozás után publikálni fogja a szakosztály a többéves mérési eredményeket. Ebben az évben a szakosztály tagjai folytatták a Pál-völgyi-barlangban végzett sokszögelési munkát. Már a múlt évben is mértek, de jövőre is marad mérnivaló.

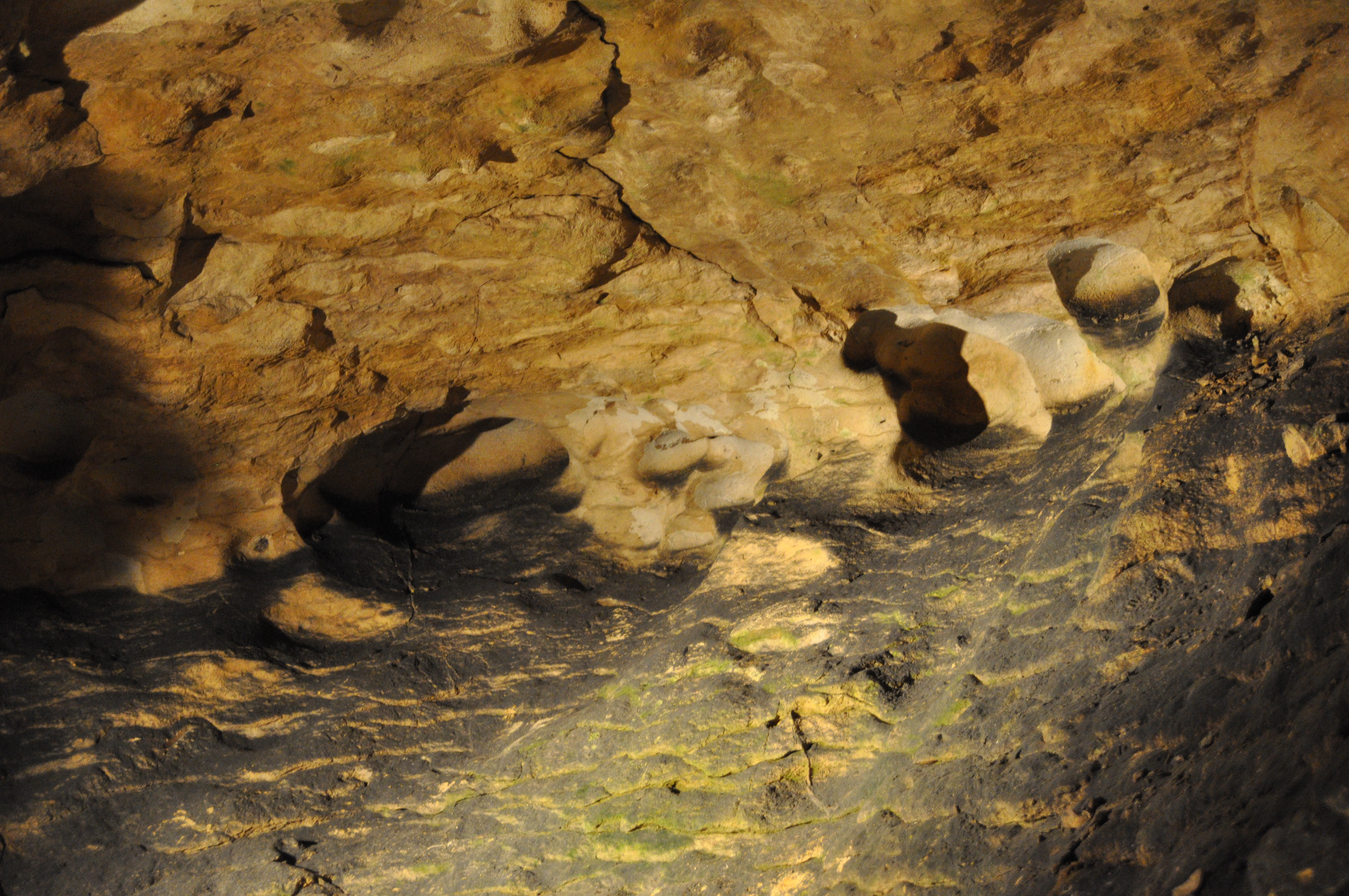
Részlet a barlang utcai ruhában járható részéből

Dénes György a Magyar Karszt- és Barlangkutató Társulat 1969. december 14-én tartott tisztújító közgyűlésén elmondta, hogy Réthly Antal a Pál-völgyi-barlangban, 70 évvel ezelőtt végzett feltáró munkát. Az 1970. évi Karszt és Barlangban közölve lett, hogy az idegenforgalmi célra kiépített Pál-völgyi-barlangot 1969-ben 15 374 fő, 1970-ben pedig 14 248 fő tekintette meg. Az 1960. évi látogatószám nem ismert. A kiadványban látható a magyarországi jelentősebb kiépített barlangok idegenforgalmának grafikonja, amely az 1951 és 1970 közötti időszak látogatószámát mutatja be. A grafikonon látható a Pál-völgyi-barlang látogatószámának alakulása 1961 és 1970 között. A grafikont Balázs Dénes készítette. Az 1970. évi Karszt- és Barlangkutatási Tájékoztatóban lévő tanulmányában Bartha Zsuzsanna közölte, hogy az Oscillatoria Animalis Ag. nevű algát Suba megtalálta a Pál-völgyi-barlangban, de ott előfordul a Lyngbya Lagerheimii (Möb.) Gom. nevű algafaj is.
Az 1971. évi Karszt- és Barlangkutatási Tájékoztató 2. füzetében az olvasható, hogy a barlangkutatás közben szerzett sérülése miatt 1970-ben elhunyt Lakatos László emlékét emléktáblával örökítette meg egyesülete, a Budapesti Vörös Meteor SK. Az emléktábla Lakatos László korábbi munkahelyén, a Pál-völgyi-barlangban lett elhelyezve. A táblaavató ünnepségen a megjelent sok barlangkutató előtt Dénes György, az MKBT főtitkára mondott emlékbeszédet, majd az emléktábla alatt számos barlangkutató csoporttal együtt a társulat is elhelyezte koszorúját. Az 1971. évi Karszt- és Barlangkutatási Tájékoztató 5. füzetében meg van említve, hogy Barbie Lajos a Pannónia TE Barlangkutató Szakosztályával közreműködött a Pál-völgyi-barlang kiépítésében.

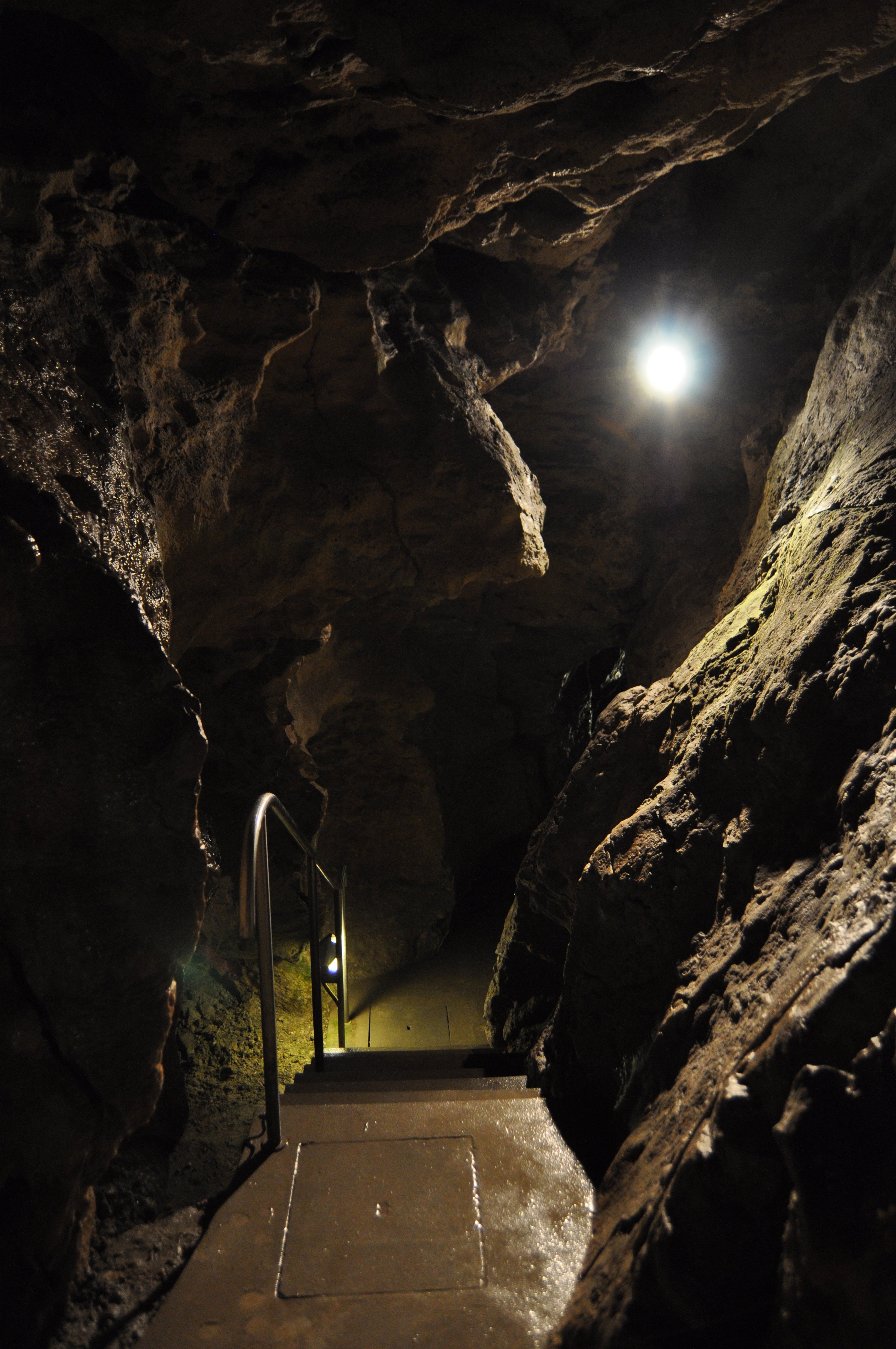
Részlet a Pál-völgyi-barlang idegenforgalmi célra kiépített részéből

Az 1972. évi Karszt és Barlangban közölve lett, hogy az idegenforgalmi célra kiépített Pál-völgyi-barlangot 1970-ben 14 248 fő, 1971-ben 16 903 fő és 1972-ben 14 631 fő látogatta meg. A barlang 1972. augusztusban bezárta kapuit, és a berendezések felújítása megkezdődött. A barlang kezelését, illetve a munkálatok irányítását a Turista Ellátó Vállalattól az Országos Természetvédelmi Hivatal vette át. Az 1973. évi Karszt és Barlangban meg van említve, hogy az idegenforgalmi célra kiépített Pál-völgyi-barlangot 1972-ben 14 631 fő, 1973-ban 3 734 fő látogatta meg. Az 1973. évi látogatószám az 1972. évihez képest 35,5 % (1972 = 100 %). A barlang 1972. augusztusban becsukta kapuit. A barlang kezelését a Turista Ellátó Vállalattól az Országos Természetvédelmi Hivatal vette át, és a barlang berendezéseit korszerűsítette. A barlang a munkálatok befejezése után, 1973. december 23-án nyílt meg megint. 1973 utolsó napjainak forgalmát mutatja a kimutatásban található adat.
A Magyar Karszt- és Barlangkutató Társulat által kiírt és 1974. február 6-án elbírált fotópályázat bíráló bizottsága javasolta, hogy vásárolja meg a társulat a dokumentum kategóriába beérkezett egyetlen képet, a Kessler Hubert által készített, a Pál-völgyi-barlang Meseországát bemutató régi felvételt. Az 1974. évi Karszt- és Barlangkutatási Tájékoztatóban meg van említve, hogy a VMTE Tektonik Barlangkutató Csoport 1973-ban (néhány szombaton és vasárnapon) részt vett a Pál-völgyi-barlang felújítási munkájában, melyen társadalmi munkában, kb. 300 órát dolgozott.

### 1975–1981
Az 1975. évi Karszt és Barlangban meg van említve, hogy az idegenforgalmi célra kiépített Pál-völgyi-barlangot 1973-ban 3 734 fő, 1974-ben 32 444 fő tekintette meg. Az 1974. évi látogatószám az 1973. évivel azért nem lett összehasonlítva, mert 1973-ban korszerűsítési munkák miatt a barlang csak decemberben volt látogatható a nagyközönségnek. Az 1975. évi MKBT Beszámolóban meg van említve, hogy a Kovács Kázmér által javasolt, a kezdő barlangkutatók felkészítését szolgáló gyakorlótérnek megfelelő hely a Pál-völgyi-barlang melletti szurdok. Az 1976. évi MKBT Beszámolóban, az MKBT Barlangklíma és Barlangterápiai Szakbizottságának 1976. évi tevékenységéről szóló jelentésben meg van említve, hogy 1976-ban tovább folyt a bioklíma vizsgálat a Pál-völgyi-barlangban. Az 1976. évi Karszt és Barlangban közölve lett, hogy az idegenforgalmi célra kiépített Pál-völgyi-barlangot 1974-ben 32 444 fő, 1975-ben 15 200 fő tekintette meg. Az 1975. évi látogatószám az 1974. évihez képest 46,8 % (1974 = 100 %). A kétmilliós Budapest házi barlangjának, a Pál-völgyi-barlangnak amúgy is rendkívül alacsony látogatottsága tovább csökkent a felújítási munkák miatt.

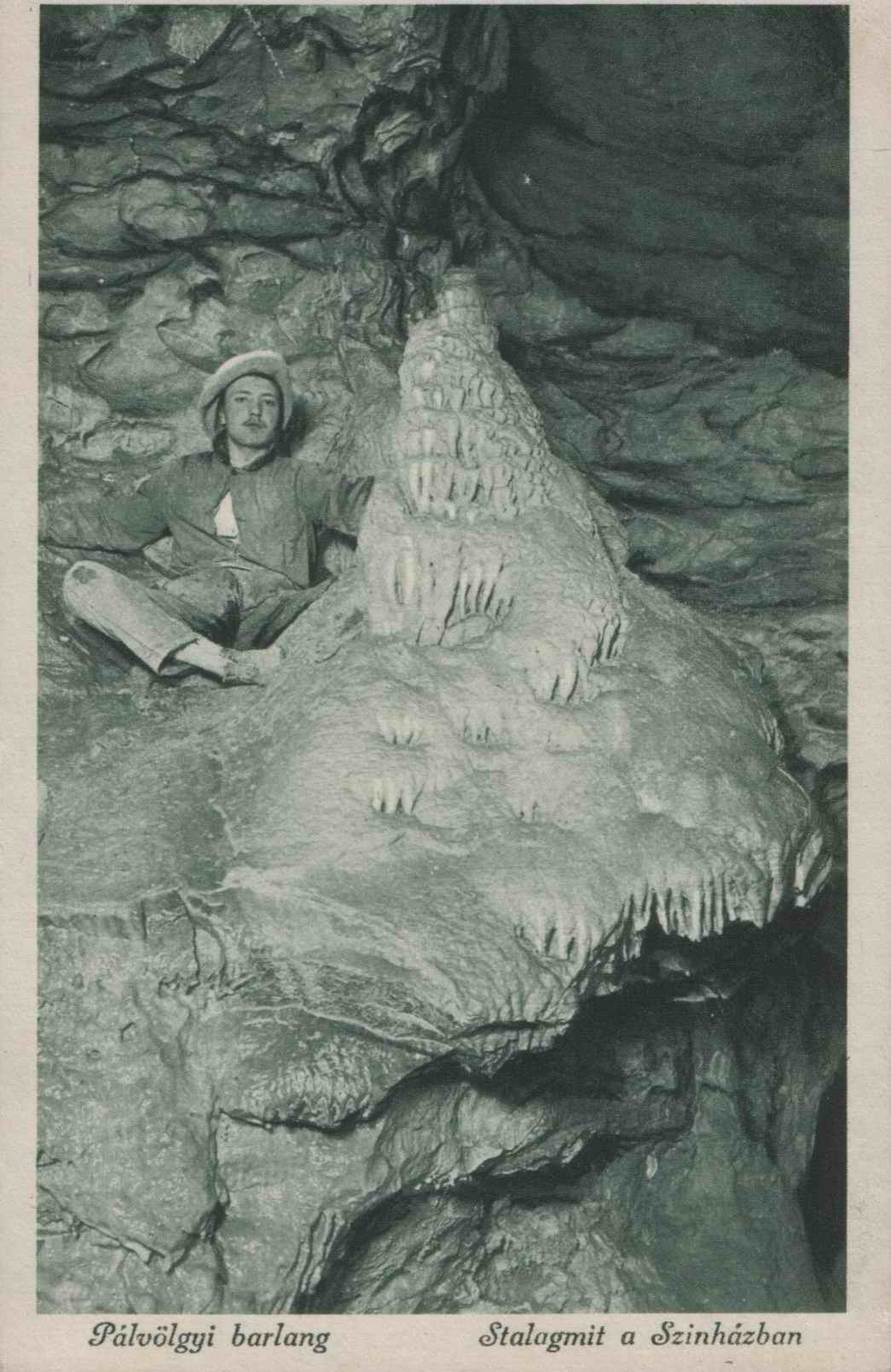
Sztalagmit a Színházban (Bekey Imre Gábor fényképe)

Az 1976-ban befejezett, Magyarország barlangleltára című kéziratban az olvasható, hogy a Budapest II. kerületében lévő Pálvölgyi-barlang további nevei Birka-barlang, Scholtz-barlang, Lóczy-barlang és Szépvölgyi-barlang. A pál-völgyi kőfejtőben, a kőfejtő Ny-i oldalán van a barlang ajtóval lezárt bejárata. A felfedező bejárata el van falazva (?). A barlang 1200 m hosszú (?) és 50–55 m mély. Több szintben járható hasadékrendszer termekkel. Idegenforgalmi célokra van hasznosítva. Kísérletek voltak benne beszivárgás mérésre és asztma gyógykezelésre is. A kézirat Pál-völgyi-barlangra vonatkozó része 11 irodalmi mű alapján lett írva. A Mátyás-hegyi-barlang bejárata a Pál-völgyi-barlang bejáratától ÉK-re 200 m-re van.
A Bertalan Károly és Schőnviszky László által összeállított, 1976-ban megjelent Magyar barlangtani bibliográfia barlangnévmutatójában meg van említve a Budai-hegységben lévő barlang Pál-völgyi-barlang néven. A barlangnévmutatóban fel van sorolva 164 irodalmi mű, amelyek foglalkoznak a barlanggal. 1976-ban vált országos jelentőségű barlanggá a 4700-as (Budapest és Budai-hegység) barlangkataszteri területen, Budapest II. kerületében lévő Pál-völgyi-barlang. Az 1976-ban összeállított, országos jelentőségű barlangok listájában lévő barlangnevek pontosítása után, 1977. május 30-án összeállított, országos jelentőségű barlangok listáján rajta van a Budapest II. kerületében található barlang Pál-völgyi-barlang néven.
Az 1977. évi Karszt és Barlangban megjelent, Bajomi Dániel által írt publikáció szerint Lithobius stygius infernus nevű százlábú előfordul a budai Pál-völgyi-barlangban. A tanulmányban van egy Magyarország térkép, amelyen a Magyarországon lévő, biológiailag kutatott barlangok földrajzi elhelyezkedése figyelhető meg. A térképen látható a biológiailag feldolgozás alatt álló Pál-völgyi-barlang földrajzi elhelyezkedése. A folyóirat 1977. évi különszámába bekerült a tanulmány angol nyelvű változata. Ebben a tanulmányban is közölve lett a térkép, amelyen Pál-völgy a barlang neve. Az 1977. évi Karszt és Barlang angol nyelvű különszámában megjelent, The longest and deepest caves of Hungary (December 31, 1975) című közleményből megtudható, hogy a Budai-hegységben fekvő, 1200 m hosszú Pál-völgy Cave 1975. december 31-én Magyarország 11. leghosszabb barlangja.
Az 1977. december 31-i állapot szerint (MKBT Meghívó 1978. május) a Budai-hegységben lévő és kb. 1200 m hosszú Pál-völgyi-barlang az ország 11. leghosszabb barlangja. Az 1977. évi Karszt és Barlangban megjelent összeállítás alapján, 1977. december 31-én Magyarország 12. leghosszabb barlangja a Budai-hegységben elhelyezkedő, 1977. december 31-én, 1976-ban és 1975-ben kb. 1200 m hosszú Pál-völgyi-barlang. Ez az összeállítás naprakészebb az 1978. májusi MKBT Meghívóban publikált listánál. Az 1977. évi Karszt és Barlangban meg van említve, hogy az idegenforgalmi célra kiépített Pál-völgyi-barlangot 1975-ben 15 200 fő, 1976-ban 17 232 fő tekintette meg. Az 1976. évi látogatószám az 1975. évihez képest 113,4 % (1975 = 100 %). Az 1977. évi Karszt és Barlang angol nyelvű különszámában szó van arról, hogy Magyarország idegenforgalmi célra kiépített 9 barlangja közül az egyik a Pál-völgyi-barlang (Budai-hegység, Budapest). A tanulmányban lévő Magyarország térképen megfigyelhető a barlang földrajzi elhelyezkedése.
Az 1978. évi Karszt és Barlangban közölve lett, hogy az idegenforgalmi célra kiépített Pál-völgyi-barlangot 1976-ban 17 232 fő, 1977-ben 18 869 fő látogatta meg. Az 1977. évi látogatószám az 1976. évihez képest 109,5 % (1976 = 100 %). Gyuricza György 1978-as, a Pál-völgyi-barlang és a Mátyás-hegyi-barlang üledékvizsgálatát bemutató kézirata szerint a Gyuricza György által vizsgált két barlang hévizes keletkezésű, ezért azok vizsgálatának eredményéből nem lehet a hidegvizes eredetű barlangokra vonatkozó következtetéseket levonni. Ezeket a vizsgálatokat azért végezte el, mert a két barlang kitöltését autochton eredetűnek írták le, ezért sokkal egyszerűbbnek tűnt a vizsgálat. Ez nem azt jelenti, hogy ezek az eredmények nem használhatók a klasszikus, karsztos barlangok kitöltésének vizsgálatához, mert Gyuricza György célja főleg a módszer megismerése volt, amely alkalmazható más üledékek vizsgálatánál is. A Baradla Barlangkutató Csoport kutatási területéhez viszonyítva látszólag teljesen érdektelenek a vizsgálatok, de valójában azzal szorosan összefüggnek.

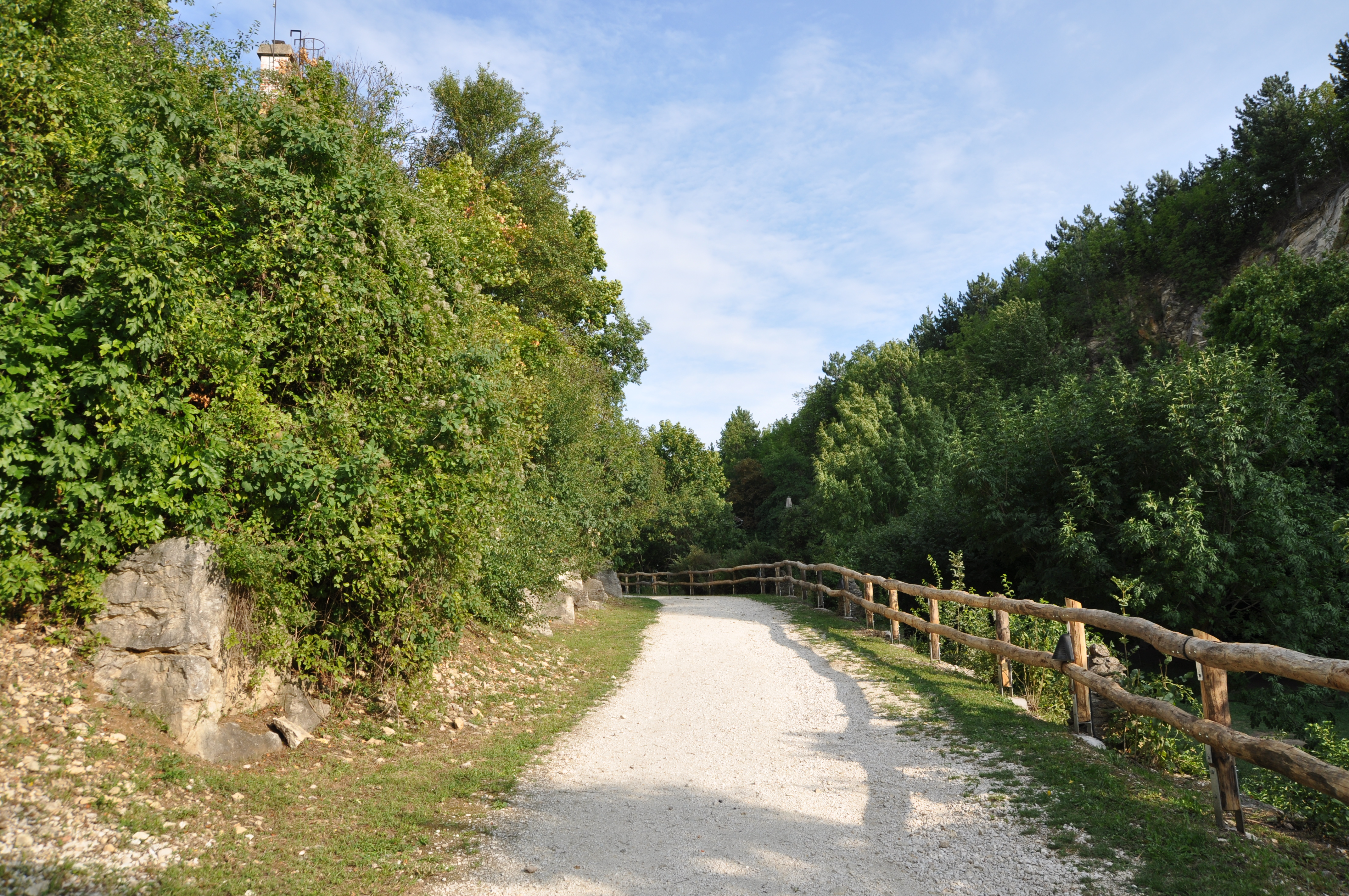
Részlet a pálvölgyi kőfejtőből

A vizsgálatok célja a barlangi kitöltések megismerésén kívül a két barlang anyagának összehasonlítása volt. Figyelembe kellett venni sok bizonytalan adatot, pl. nem ismert teljesen a hévizes források kémiai jellemzője (az ionkoncentráció, a mészkő miatt fontos karbonáttartalom, ami az agresszivitást, az oldóképességet határozza meg), a források hőmérsékletére csak hozzávetőlegesen lehet következtetni, illetve nem tisztázottak a működés viszonyai, periodicitása és időtartama. Mindkét barlang eocén nummuliteszes mészkőben keletkezett. Kialakulásukban jelentős szerepet játszottak a környéken történt erős tektonikai mozgások, amelyek nagyon összetörték az alaphegységet és a rátelepült kőzeteket. A hévizes oldás főleg a létrejött repedésrendszerben fejtette ki hatását és azt tovább tágítva alakította ki a barlangok járatait.
Gyuricza György munkájának lényege alapvetően a két barlang alapkőzetének összehasonlítása volt, amely több mint 50 %-át tette ki a kutatásnak. Először makroszkópos elemzést végzett kb. 120 mintán. A minták a két barlang között arányosan oszlottak meg. A két barlangon kívül a Mátyás-hegyi-barlang feletti kőfejtőből is gyűjtött anyagot. A Pál-völgyi-barlang bejárásában és a mintavételi pontok bejelölésében gondot okozott az, hogy Gyuricza Györgynek csak az 1920-as években (Kadić Ottokár által készített) térkép másolata állt rendelkezésére, amelyen nincsenek magassági adatok. Nem talált lényeges különbséget a két barlangból gyűjtött mészkőminták között a makroszkópos vizsgálatkor. Ennek a kőzetnek gyakori elváltozásai: átkovásodás, gejziritesedés, telérszerű kalcitkiválás, limonitosodás stb. Mindkét barlangban előfordul barit és gipsz a leírások szerint. Mindkét barlangban láthatók ezek az elváltozások, valamint kristályképződmények, ezért a hévizes hatás mindkét helyen azonosnak tekinthető. A kőzet oldottságának mértékét tekintve (porlódás, üstök stb.) valószínűleg a hévizes hatás erősebb volt (időben és intenzitásban is) a Pál-völgyi-barlangban.

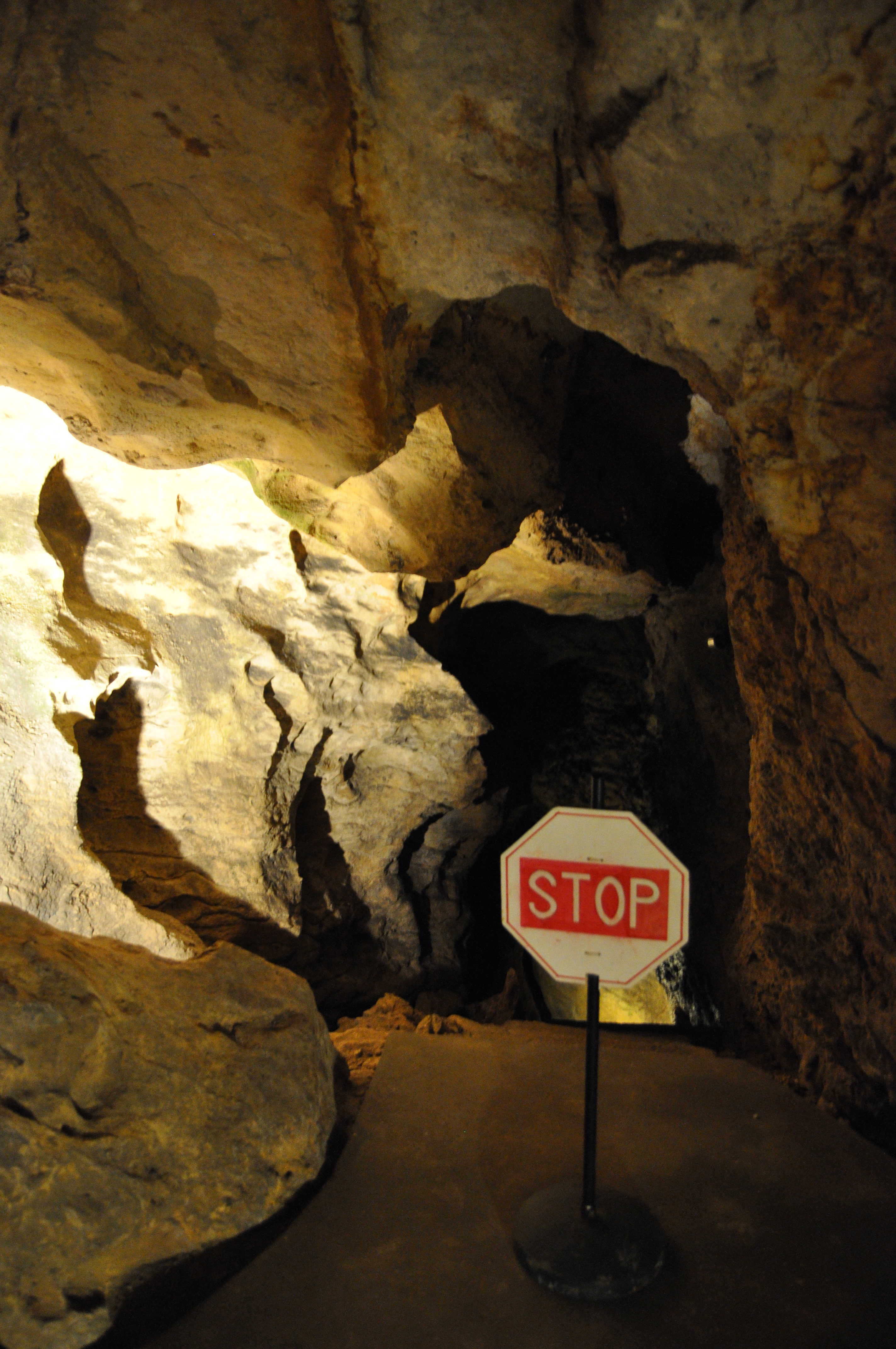
Részlet a barlang utcai ruhában járható részéből

Következő lépésben a minták legtöbbjéből (92 darabból) vékonycsiszolatot készített a szerző és azokat szöveti vizsgálatnak vetette alá. A mészkő leginkább TcIIb osztályú (a Folk-féle osztályozási rendszer szerint), vagyis agyagos, apró mikrokristályokból álló biogén eredetű anyag (biomikrit). Néhány esetben talált ettől eltérő szövetű mészkövet. Előfordultak gömbös testecskék (minden bizonnyal ürülékszemcsék) és néhány esetben finomhomok volt a terrigén anyag. De utóbbinál egy esetben nem karbonátos, hanem kovás kötőanyagot észlelt, ami a hárshegyi homokkőre jellemző. Az alaptól való szerkezeti eltérés annyira ritka és lokális, hogy egységesnek nevezhető a két barlang befoglaló kőzete. A vizsgálati eredmények megegyeznek a korábbi leírásokkal (partközeli, sekélytengeri eredet). Számolni kell azonban nagyon gyenge áramlással, amely miatt néhány metszetben kimutathatók intraklasztok. Egyes mintákban látható (pirit utáni) limonit pseudomorfosa előfordulása, ami arra utal, hogy néhány helyen rosszul szellőzött a tengerfenék régiója.
A fosszíliákban gazdagabb metszetek faunáját kérésére Jámborné Kness Mária vizsgálta meg. A Nummulites, a Discocyclina, a Heterostegyna, az Operculina és az Asterocyclina fajok dominálnak az általa meghatározott nagy Foraminiferak között. A szöveti vizsgálatok eredményeivel azonosak a meghatározások alapján levont következtetések. A két barlang kőzetét egységesnek tekintve megállapítható, hogy a hévizes korrózió potenciálisan ugyanolyan folyamatokat eredményezhetett mindkét helyen. A barlangok kitöltésének anyaga autochton, vagyis az alapkőzetből, jelen esetben főleg a nummuliteszes mészkőből, kisebb részben a fedő briozoás márgából származik. Mivel azonban leginkább a kőzetliszt frakció adja a kitöltések anyagát, ezért felmerült annak a lehetősége, hogy lényegében a mészkő oldási maradékáról van szó. A feltételezés miatt oldási maradék vizsgálatokat végzett főleg nummuliteszes mészkövekből.
A táblázatokból is látható, hogy nagyon változatos értékeket kapott, melyeket csak a maradékok mikroszkópos vizsgálata után tudott értelmezni. Elsősorban a fauna összetétele okozza a nagy szórást. A sok mészvázas maradványt tartalmazó és másodlagosan átkristályosodott, vagy kalcitlerakódást tartalmazó kőzet oldási maradéka 6–8 % körüli, a nagyobb mennyiségű kovavázas faunát tartalmazó kőzet 15–30 % oldási maradékot ad. Ezek alapján megállapítható, hogy oldhatatlan maradék formájában fennmaradt a hévizes hatásra feloldott kőzet kb. 15 %-a. Főleg agyagból, kőzetlisztből áll az oldási maradék. A DTA-vizsgálatok kimutatták, hogy minden bizonnyal teljes mennyiségben kaolinit az agyagásvány. A kitöltés anyaga kvarcból (főleg kőzetliszt frakció), kovavázas fosszíliákból és kevés limonitból áll az agyagásvány mellett. Néha előfordul csillám, füstkvarc stb. A kitöltések anyagában ezen kívül kalcit, gipsz, mészkőkavics és kőtörmelék található, ami kétségkívül utólag keveredett hozzá. Az utóbbiakat nem tartalmazó üledékek oldási üledékek (hévizes oldással keletkezett üledékek), az utóbbiakat is tartalmazó anyagok (mivel ezek kialakulási körülményei egyelőre nem tisztázottak) törmelékes üledékek.

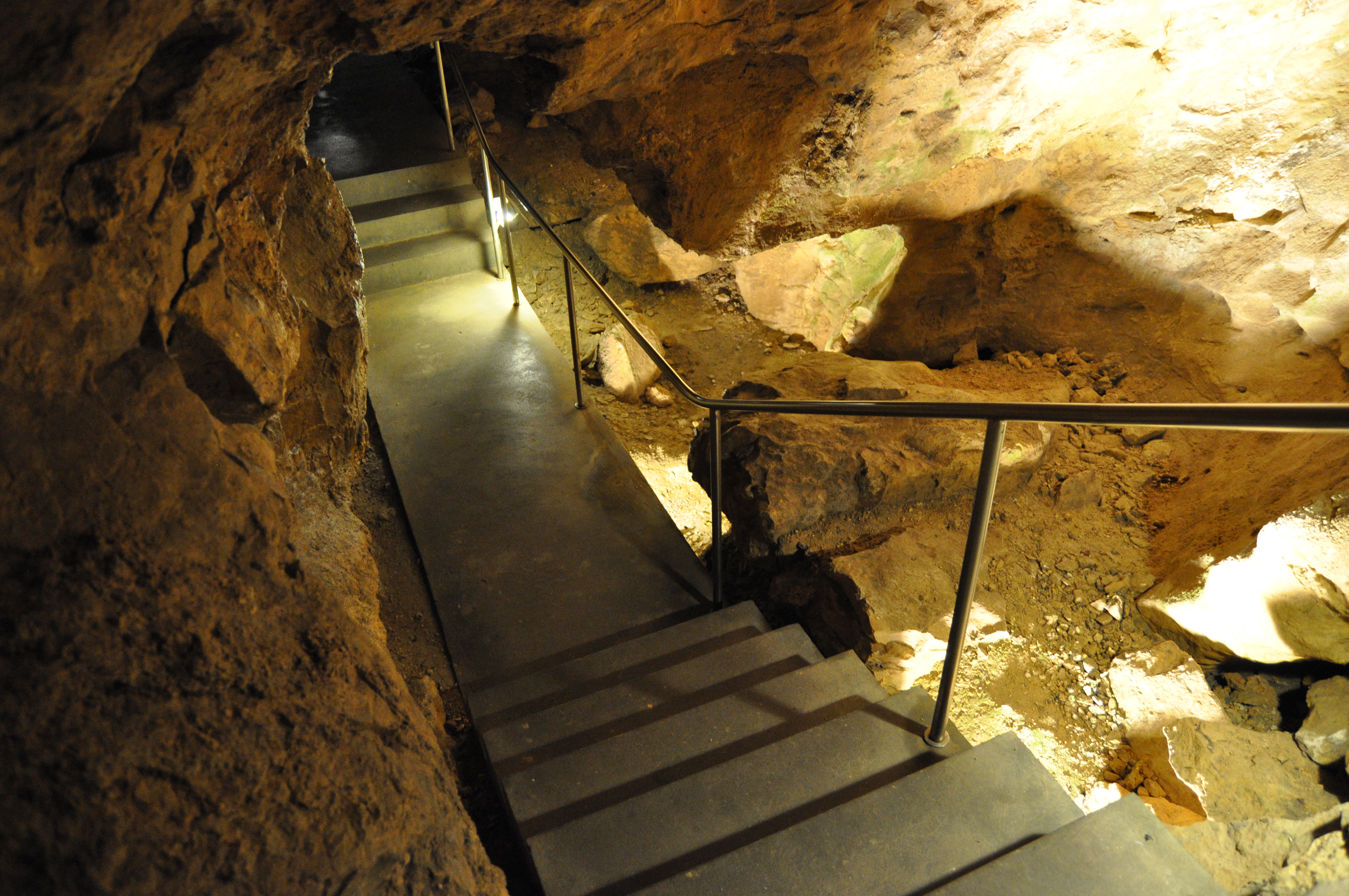
Részlet a barlang utcai ruhában járható részéből

A kép végül a következőképpen összegezhető: a hévizes oldással a szennyezett nummuliteszes mészkő egy része feloldódott és kb. 15 %-nyi oldhatatlan maradéka összegyűlt a járatokban. A hévizes hatás megszűnte után a kitöltés anyaga a kőzet tektonikus mozgása, repedezettsége és gyakori beszakadásai, illetve a fedő márgarétegnek a szivárgó vizek által bekövetkezett belső pusztulása miatt gyarapodott karbonáttartalmú anyagokkal. Annak ellenére, hogy egy egységes mechanizmus lett figyelembe véve az üledékképződéskor a létrejött kitöltési anyag minőségét tekintve, az nem lehet semmiképp sem egységes. Nagyon egyszerű lenne, ha csak a hévizes oldással és az oldás után keletkezett anyagok között lenne különbség téve. Az üledék genetikájára a mechanikai vizsgálat több adatot nyújt.
Három üledéktípus különíthető el a mechanikai mérések adatainak áttekintése után. Genetikai szempontból ki kell emelni a szállított anyagokat, melyeket a barlangba beszivárgó és összegyűlve a relatív belső erózióbázis felé lefolyó vizek gyűjtöttek össze. (Logikai szempontból helytelen ez a kiemelés, mert ezek az anyagok a már létrejött kitöltési anyagból másodlagosan halmozódtak fel, de mivel nem keletkeztek a felhalmozódással anyagminőség szempontjából új összetevők, a mészkőkavicsot leszámítva, és mivel nem talált a Pál-völgyi-barlangban ilyen anyagot, így is elfogadható az osztályozás ez esetben.) Még két másik csoport különíthető el a szállított anyagokon kívül.

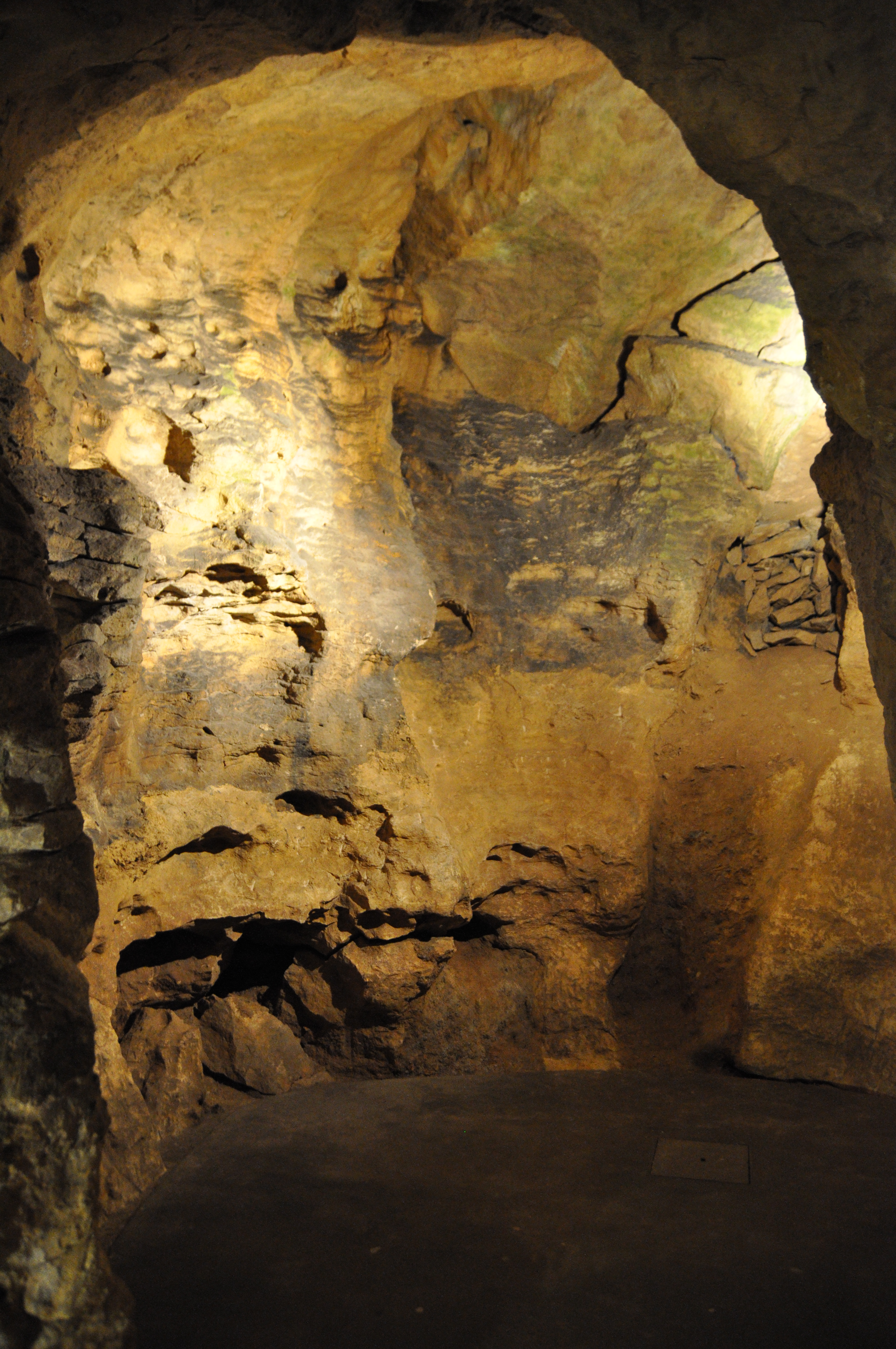
Részlet a barlang utcai ruhában járható részéből

Az első csoport szemeloszlási görbéje hiperbola jellegű, ahol a maximum kb. 10 %-ban jelenlévő homok a durva frakció, a legnagyobb mennyiséget itt a kőzetliszt, valamint az agyag adja. Amennyiben feltételezzük a mérésekkor adódó rossz szitálásból, valamint a kiszárítás után felvett, levegőnedvességből adódó minimális hibát is (köhn eljárás), akkor is feltűnő a tendencia. Úgy magyarázható az üledék kialakulása, hogy az oldódáskor fennmaradó oldhatatlan maradék adja az alapot, a domináns frakciót, míg az utánpótlásból kerülhettek bele a durvább anyagok. (Sok körülménnyel kell itt számolni: durva kvarcszemcsék statisztikus eloszlása, utánpótlás a szálkőzetből, utólagos szállítás stb.) Ezt az anyagot egyelőre (geokémiai vizsgálatok és fúrási adatok hiányában) a szálkőzetből hévizes hatásra in situ létrejött kitöltési anyagoknak tekintette Gyuricza György.
A másik csoport is jellegzetes képet mutató, heterogén összetételű anyagokból áll. Szemeloszlási görbéjük majdnem egyenes, gyakran enyhe dominancia figyelhető meg a finom, valamint durva kavics frakciónál. Ezt nem lehetett figyelembe venni, mert nem a teljes kitöltési anyag lett vizsgálva. Ebben az esetben a tömbök és görgetegek miatt olyan mennyiségű anyagot kellett volna begyűjteni, amely megoldhatatlan technikailag. Tekintettel arra, hogy ebben az anyagban már mészkőtörmelék (ezen kívül kalcit- és gipszkristály) is van, teljes értékű hévizes oldási terméknek semmiképpen sem tekinthető. Itt is valószínűsíthető a hévizes hatás, mert a finomabb frakció limonittal sárgára van színezve, amiből langyos vizek működése feltételezhető.
Az anyag osztályozatlansága feltűnő, ami tektonizmusból eredő törmelékképződésre enged következtetni. Végeredményben nem értékelhető egyértelműen ez az anyag, mert a keletkezésére vonatkozó jelenleg egyetlen biztosnak tűnő támpont az, hogy a kitöltési anyag felső rétegét képviseli mindig. Ebből arra lehet következtetni, hogy a hévizes tevékenység végén, vagy utána keletkezett, de a finom frakciók kisebb aránya magyarázható a szivárgó vizek hatására lezajlott kiszűrődéssel, vagyis elhordással is. A két, vagy három típus egymásra rétegződésére egyelőre nincs használható adatsor. Jelenleg csak a következő tendenciával lehet számolni: az alsó rétegeket a hévizes oldás maradéka alkotja, mely homogén, vagy enyhén rétegzett, gyakran mutatja szállítás nyomait is. Erre következnek (eddig csak a Mátyás-hegyi-barlangban) a szállításkor áthalmozott anyagok, melyek a jelenleginél sokkal nagyobb sebességű és hozamú vizek munkáját jelzik. Minden esetben törmelékes üledékek a fedő rétegek. Nagyon változó vastagságuk, néhány centimétertől méterig terjednek, egyelőre nem határozhatók meg pontosan kialakulásuk körülményei.
A barlangok genetikájára vonatkozóan néhány következtetés levonható az üledékvizsgálatokból. Biztos, hogy egyik barlang sem állt nyelőn keresztül kapcsolatban a felszínnel, mert kőzetidegen összetevő a fosszilis kitöltés anyagából eddig nem került elő. Az is biztosnak tűnik, hogy a Pál-völgyi-barlangba, kisebb kiterjedése, vagy szűkebb repedésrendszere miatt, kevesebb víz került, amely a kitöltési anyag áthalmozásához nem volt elég. Fontos tapasztalat az a további üledékkőzettani vizsgálatok szempontjából, hogy nem minden esetben jár lényeges mechanikai különbséggel a mikrorétegzettség. Ez főleg minőségi különbséget jelez (limonit, agyagásvány stb. feldúsulása). Csak autogén üledékre érvényes ez a megállapítás. Egyértelműen kiderült, hogy a barlang hidrológiai viszonyai jól jellemezhetők a mechanikai vizsgálatok alapján (intenzitás, de leginkább periodicitás szempontjából), de a rétegek vastagságából a folyamat abszolút időtartamára nem lehet következtetni. A tanulmány 7. ábráján láthatók a Pál-völgyi-barlangból származó 32. számú minta vizsgálati görbéi (nummuliteszes mészkő oldási maradéka). A 12. ábrán láthatók a barlangból származó 50. számú minta vizsgálati görbéi (réteges mészkő oldási maradéka). A mellékletbe került a barlang alaprajz térképe, amelyen jelölve vannak a kőzetminták vételezésének helyei, illetve a kitöltésminták vételezésének helyei.

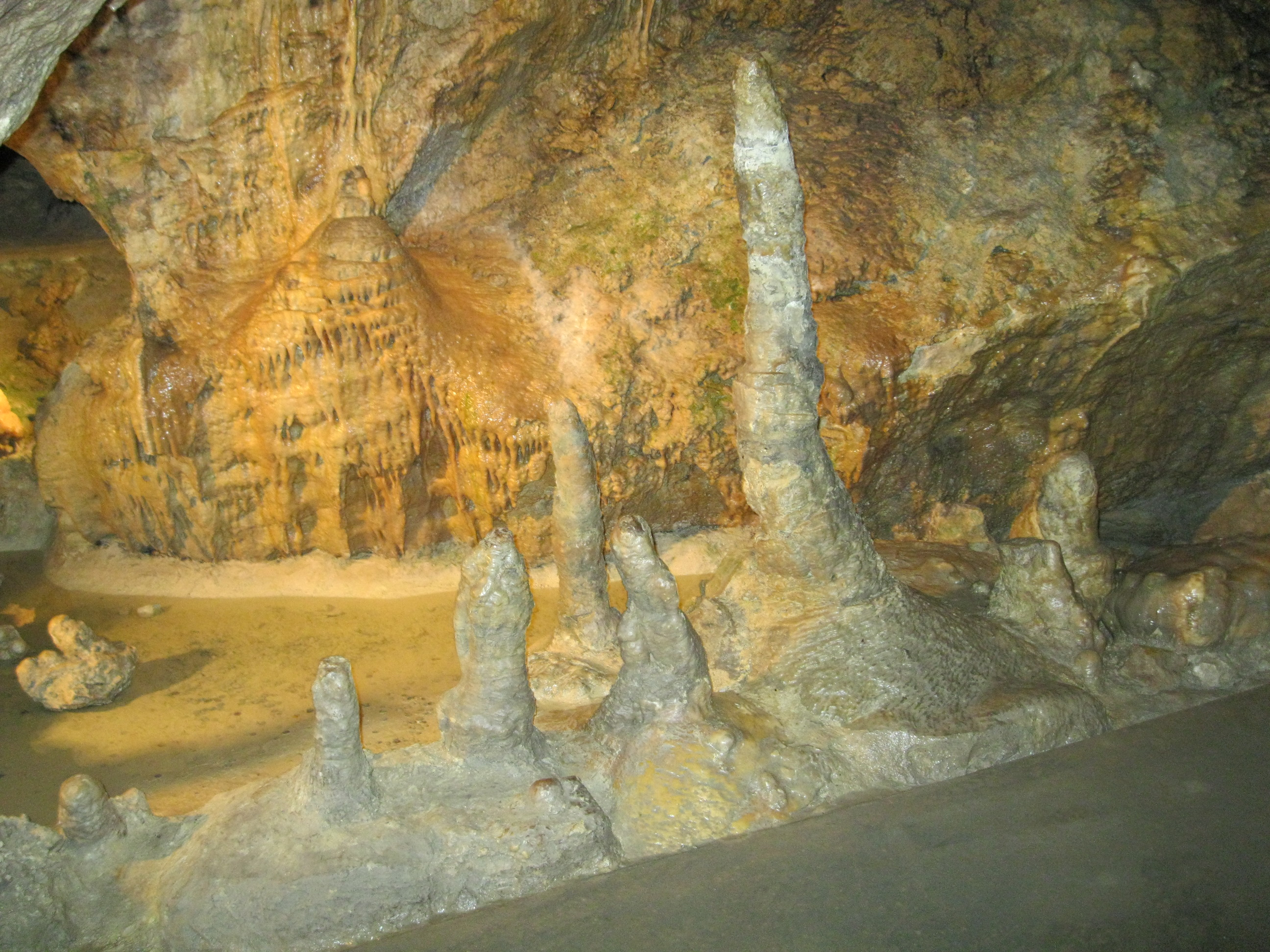
Részlet a barlang utcai ruhában járható részéből

Az 1980. évi Karszt és Barlang 1. félévi számában publikálva lett, hogy a kiemelt jelentőségű Pál-völgyi-barlang a 4700-as barlangkataszteri területen (Budai-hegység és Érd környéke) helyezkedik el. A barlangnak 4762/2. a barlangkataszteri száma. Az MKBT Dokumentációs Bizottsága a helyszínen el fogja helyezni, a többi kiemelt jelentőségű barlanghoz hasonlóan, a barlang fémlapba ütött barlangkataszteri számát. A barlangkataszteri szám beütéséhez alapul szolgáló fémlap ugyanolyan lesz mint a többi kiemelt jelentőségű barlang fémlapja.
Az 1980. évi Karszt és Barlang 1. félévi számában közölve lett, hogy az idegenforgalmi célra kiépített Pál-völgyi-barlangot 1978-ban 23 718 fő, 1979-ben 20 672 fő tekintette meg. Az 1979. évi látogatószám az 1978. évihez képest 87,2 % (1978 = 100 %). Az 1980. évi Karszt és Barlang 2. félévi számában közölve lett, hogy az idegenforgalmi célra kiépített Pál-völgyi-barlangot 1979-ben 20 672 fő, 1980-ban 19 007 fő látogatta meg. Az 1980. évi látogatószám az 1979. évihez képest 91,9 % (1979 = 100 %). 1981. december 31-én Magyarország 5. leghosszabb barlangja volt a kb. 3000 m hosszú Pál-völgyi-barlang (Budai-hegység). Az 1981. évi Karszt és Barlangban közölve lett, hogy az idegenforgalmi célra kiépített Pál-völgyi-barlangot 1980-ban 19 007 fő, 1981-ben 25 522 fő tekintette meg. Az 1981. évi látogatószám az 1980. évihez képest 133,8 % (1980 = 100 %).

### 1982–1985

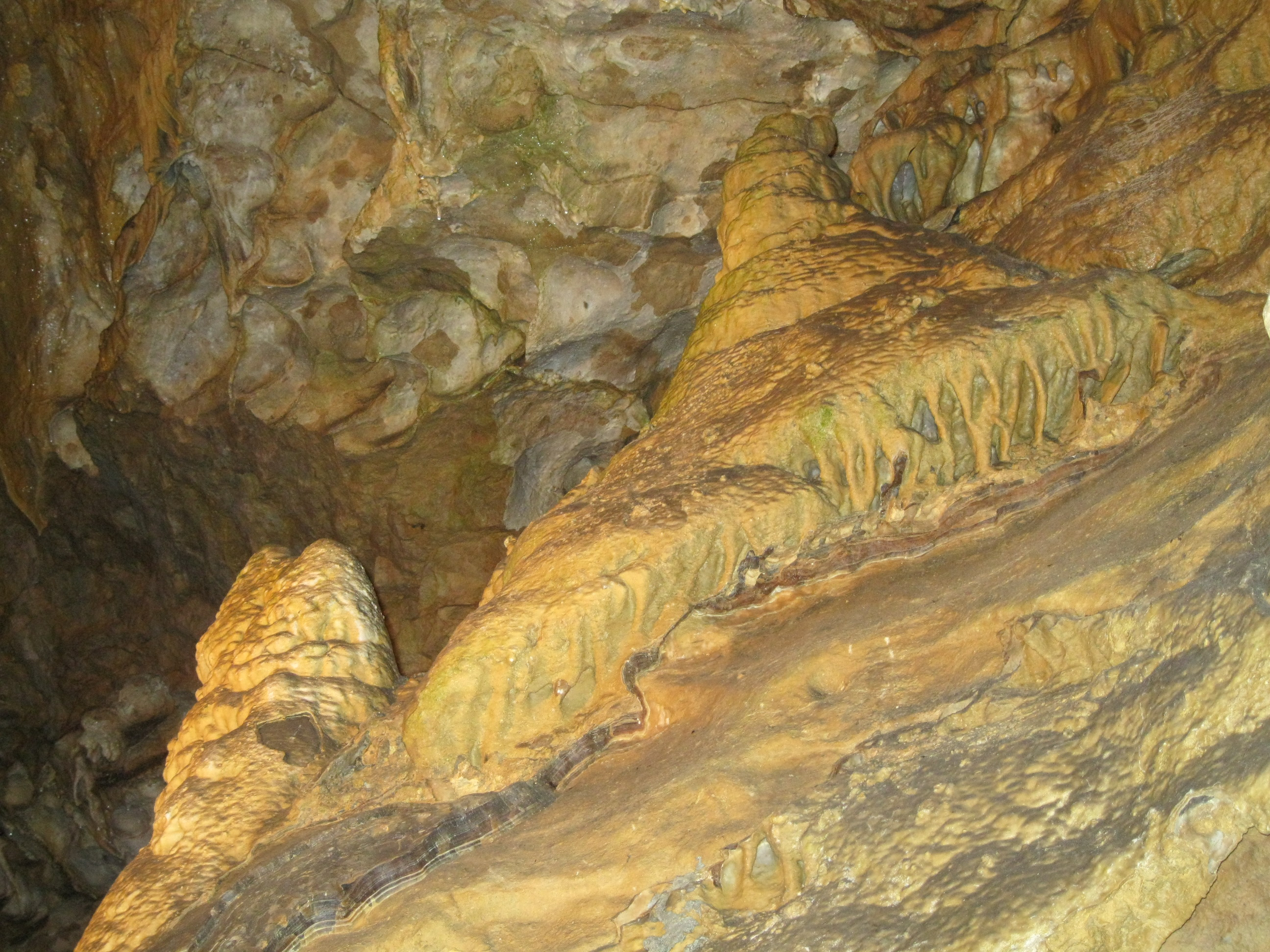
Állócseppkövek a Pál-völgyi-barlangban

1982. július 1-től az Országos Környezet- és Természetvédelmi Hivatal elnökének 1/1982. (III. 15.) OKTH számú rendelkezése (1. §. és 3. §., illetve 5. sz. melléklet) értelmében a Budai-hegységben lévő Pálvölgyi-barlang fokozottan védett barlang. Az 1982. évi Karszt és Barlangban lévő látogatási statisztika szerint az idegenforgalmi célra kiépített Pál-völgyi-barlangot 1981-ben 25 522 fő, 1982-ben 33 260 fő látogatta meg. Az 1982. évi látogatószám az 1981. évihez képest 130,3 % (1981 = 100 %). Az 1982. évi Karszt és Barlangban megjelent, Esküvő a Pál-völgyi-barlangban című hír szerint Hegedűs Gyula, a Magyar Karszt- és Barlangkutató Társulat aktív, régi tagja és Lővey Ilona, akit újabban fogott meg a barlangok világa, barlangot választottak házasságkötésük színhelyéül. Sokan vettek részt (rokonok, barátok, barlangkutató társak) a szertartáson. A hírhez kapcsolódóan publikálva lett egy fekete-fehér fénykép, amely a barlangban tartott eseményen készült.
Az 1982. évi Karszt és Barlangban publikált, Bogsch László által írt, Visszaemlékezésem Kadić Ottokárra című tanulmányban publikálva lett egy fekete-fehér fénykép, amelyen a Pál-völgyi-barlang kutatóival látható Kadić Ottokár, aki a kép jobb szélén helyezkedik el. A Honvéd Osztyapenkó SE Bekey Imre Gábor Barlangkutató Csoportnak 1982-ben volt kutatási engedélye a Pál-völgyi-barlang kutatásához. Az 1982. szeptember–októberi MKBT Műsorfüzetben meg van említve, hogy a Budai-hegységben található Pál-völgyi-barlang fokozottan védett barlang. A felsorolásban a barlangnevek az MKBT által jóváhagyott és használt helyesírás szerint, javított formában lettek közölve. Az 1983. évi Karszt és Barlang szerint az idegenforgalmi célra kiépített Pál-völgyi-barlangot 1982-ben 33 260 fő, 1983-ban 40 154 fő látogatta meg. Az 1983. évi látogatószám az 1982. évihez képest 120,73 % (1982 = 100 %). Az 1984. évi Karszt és Barlangban közölve lett, hogy az idegenforgalmi célra kiépített Pál-völgyi-barlangot 1983-ban 40 154 fő, 1984-ben 37 266 fő látogatta meg. Az 1984. évi látogatószám az 1983. évihez képest 92,8 % (1983 = 100 %).
Az 1984-ben kiadott, Magyarország barlangjai című könyvben az van írva, hogy 1919. április 27-én, Kadić Ottokár javaslatára, Scholtz Pál Kornél vezetésével alakult meg a Pannónia Turista Egyesület Barlangkutató Szakosztály. A szakosztály a Pál-völgyi-barlang körül tömörült kutatókból és érdeklődőkből szerveződött meg. Az 1927. szeptember 14-e és szeptember 24-e között lebonyolított, német és magyar barlangkutatók magyarországi kongresszusának előkészítésekor kapott a barlang villanyvilágítást. A Pannónia Turista Egyesület munkájának eredményeként, évről-évre egyre nagyobb részt lehetett bemutatni a nagyközönségnek a barlangból. A 185. oldalon lévő térképen, amely a Budán található 5 nagy barlang járatainak földrajzi elhelyezkedését szemlélteti, látható a Pál-völgyi-barlang járatainak földrajzi elhelyezkedése. A budai, híres és nagy barlangokon kívül (Pál-völgyi-barlang, Mátyás-hegyi-barlang, Szemlő-hegyi-barlang, Ferenc-hegyi-barlang) még kb. 80 kisebb-nagyobb üreget tartanak nyilván a katalógusok.

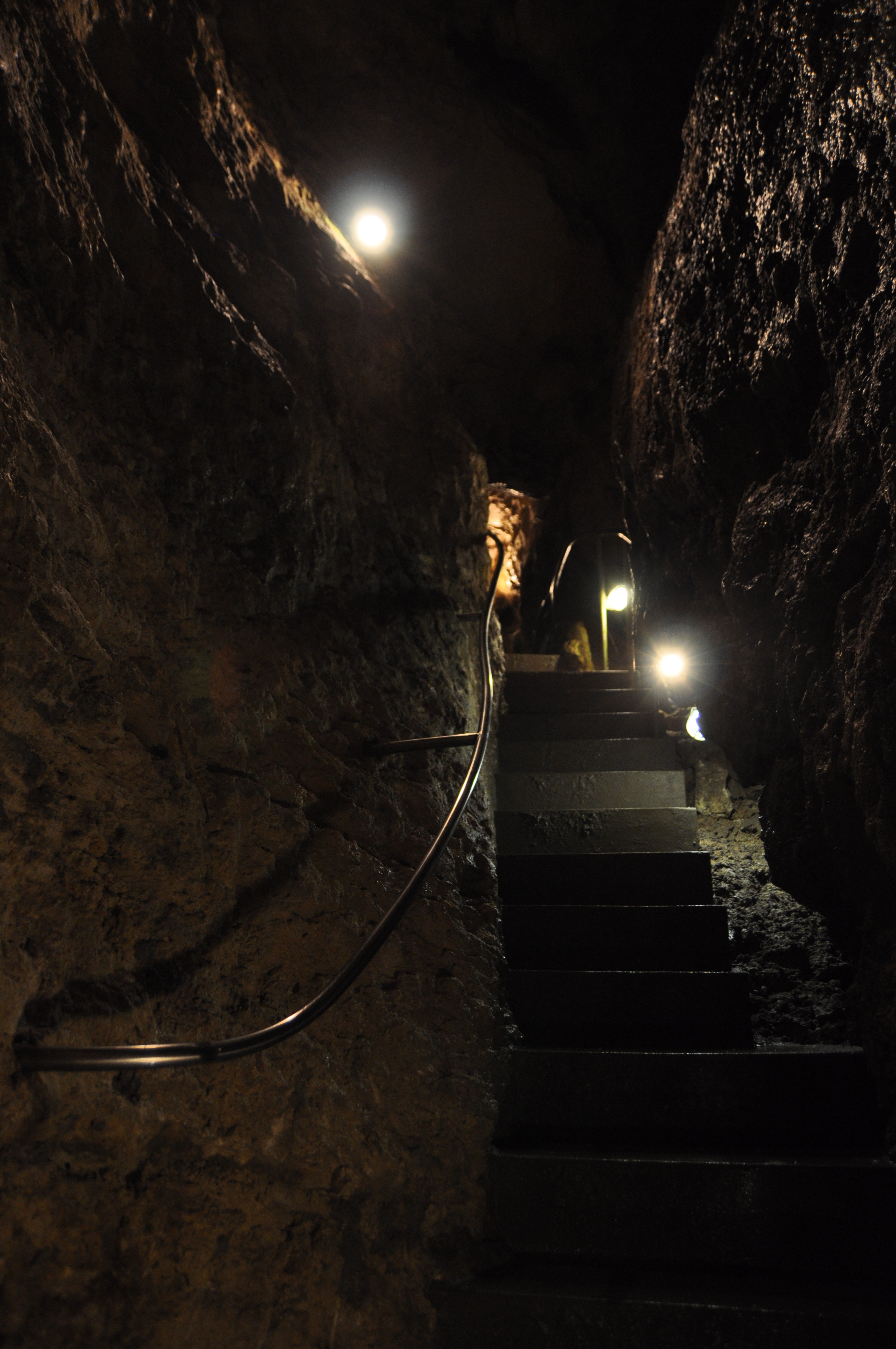
Részlet a Pál-völgyi-barlang utcai ruhában járható részéből

A Budai-hegységben van jónéhány hasadékbarlang-rendszer, amelyeket későbbi melegvíz feltörések tágítottak sajátos módon még tovább. A Pál-völgyi-barlang így jött létre. Figyelemre méltóak az eddig szórványosan végzett ionkoncentráció mérések eredményei: a Pál-völgyi-barlang bejárata előtt mért ionkoncentráció 100/cm³ alatt maradt. Ennek tízszerese a barlangban mért érték. A könyvben van egy Magyarország térkép, amelyen a Magyarországon lévő, biológiailag kutatott barlangok földrajzi elhelyezkedése figyelhető meg. A térképen látható a biológiailag feldolgozás alatt álló Pál-völgyi-barlang földrajzi elhelyezkedése. A Mátyás-hegyi-barlang a Szépvölgyi úttól K-re, a Pál-völgyi-barlanggal szembeni Mátyás-hegy oldalában található kőfejtőből, 203 m tszf. magasságból indul. A kb. 1500 m hosszú Mátyás-hegyi-barlang 1948-ban Magyarország 2. leghosszabb barlangja volt a Baradla-barlang után, messze megelőzve az akkor 980 m hosszú Pál-völgyi-barlangot, a 870 m hosszú Ferenc-hegyi-barlangot és a 810 m hosszú Szemlő-hegyi-barlangot.
Budapest közismert, idegenforgalomnak is megnyitott barlangjának a pálvölgyi régi kőfejtőben, ahol 1900 körül sok szép barlang és cseppkőképződmény eshetett áldozatul a bányászatnak, van a bejárata. Erről a pusztításról még jelenleg is meg lehet győződni, ha a látogató a bányafalon szétnéz és meglátja a sok kisebb-nagyobb üreget, felszínre került cseppkövet, valamint kalcitkristályt. Csak néhány lelkes, a természetért rajongó turista kísérte figyelemmel az itt végzett munkát, és szedte össze a letört kristályokat. A kőfejtő sarkában tátongó Látóhegyi-barlang, a jelenlegi Harcsaszájú-barlang volt még csak akkor ismert itt, és senki sem ismerte a többi üreg kiterjedését.
Régi visszaemlékezések alapján először, 1902 áprilisában Déry József járt a kőfejtő üregeiben, és a bennük látott cseppkövek szépségén fellelkesülve, megpróbálta a turisták figyelmét felkelteni. Ez sikerült. Ezért 1904. június 23-án a kőfejtőben kis turistacsapat jelent meg, hogy átnézze a rejtélyes üreget. Scholtz Pál Kornél, a barlang felfedezője így mondta el Kadić Ottokárnak a barlang kutatásának történetét: Scholtz Pál Kornél a kőfejtő D-i falában szűk, vízszintes repedést látott, ebbe gyertyával bevilágított és azt vette észre, hogy tágabb üreg van beljebb. Két márgalapot felszakított feszítővassal és bemászott az üregbe. Az üregben nagy kőtömbökön lekúszva egy mélyebbre vezető folyosóhoz érkezett. Kötélen leereszkedve, porhanyós márgaporba süppedve, nagyon nehezen ért el a folyosónak ahhoz a részéhez, amely később Keresztezésnek lett elnevezve. A többiekhez visszatérve és elmondva a bemászás eredményét, a teljes csoport bement a felfedezett, új üregbe, és tovább kutatva még aznap a Kőhíd-teremig és a Színház-teremig, későbbi kirándulásukkor pedig a látszólag vakon végződő emeleti folyosóig jutottak.
A következő kutatások eredménye a régi Labirinton és Kőhídon keresztül felfedezett Nagy-körforgalom volt. Megkezdték a barlangi utak kiépítését kis ösvények, valamint lépcsők kialakításával, és 1904 szeptemberében Lorencz Wladimir és Lorencz Viktor új bejáratot nyitottak a Kereszt-folyosóra. Ezzel elérték, hogy ki lett kerülve a nehezen járható Labirint, a jelenlegi Lóczy-terem környéke. A barlang első látogatói között volt Lóczy Lajos is. Ekkor a Színház-teremben tűzijátékot is rendeztek.

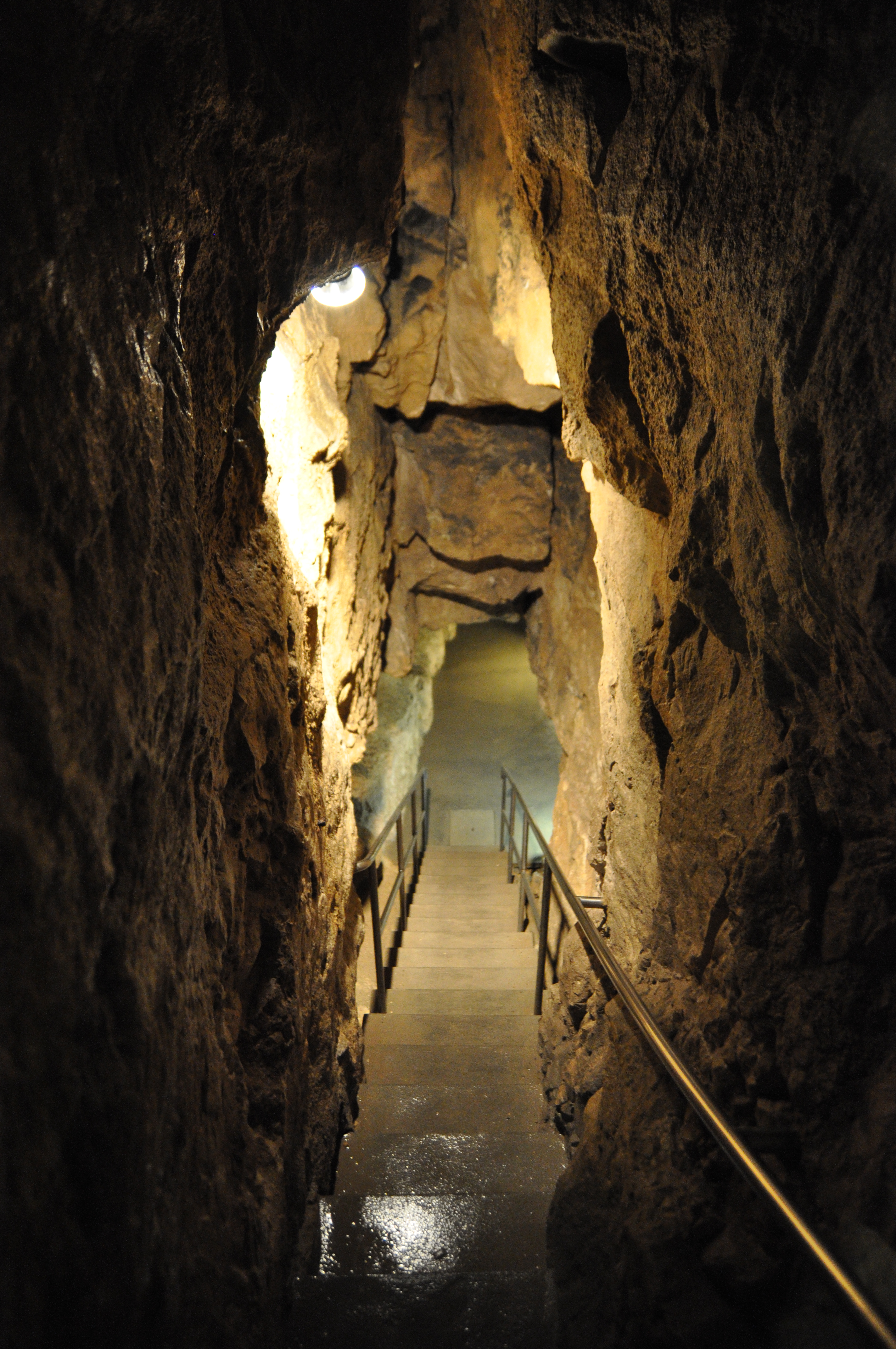
Részlet a Pál-völgyi-barlang utcai ruhában járható részéből

A nagy lelkesedéssel elkezdett feltárást egy év múlva, 1905-ben folytatták Jordán Károly vezetésével. Leküzdötték a 8 m mély Incelógót és felfedezték a mélyen fekvő Rádium-terem nevű részt, majd az Incelógó mellett egy D-i irányba, egészen a Kupoláig húzódó folyosót. Akkor, az itt végződő járat végén, a véletlen vezette a további folyosók felfedezéséhez a kutatókat. 1906-ban ugyanis egy omladékkő elmozdulása miatt a keletkezett kis nyíláson keresztül erős légmozgást lehetett érezni, ami arra figyelmeztette Scholtz Pál Kornélt és társait, hogy itt tovább folytatódik a barlang. Elkezdték a kis nyílást bontani, és nehéz munkával annyira kibővítették a rést, hogy azon át tudtak bújni. Rövid idő múlva egy folyosón végighaladva, új terembe, a későbbi Mici-terembe és az Ebédlőbe jutottak. Itt látták azt, hogy más irányba is folytatódik a barlang, és az örömtől ujjongva rohantak végig a keskeny és hosszú Ötösök-folyosóján. 1906-ban történt az első barlangi mentés a frissen feltárt Pál-völgyi-barlangból. Amikor még a barlang bejárata nem volt lezárva, két tanuló 30 m-es kötéllel és néhány gyertyával felszerelkezve ereszkedett le a Rádium-terembe. Ereszkedéskor egyikük elejtette a gyertyáját, és kérte társát, hogy húzza őt fel. Ez többszöri nekirugaszkodással sem sikerült, ezért kiment segítségért és értesítette a barlang őrét. Éjfél után húzta felszínre a bajba jutott fiút az összeállt mentőexpedíció.
A felfedezés hőskora utáni években Scholtz Pál Kornél elkészítette a barlang kiépítésének tervét, sőt azt annyira végre is hajtották, hogy a barlang két legjelentősebb részét a Kőhídig és a Színházig végig lehetett járni utcai ruhában. A régi bejárat alacsony nyílását kibővítették, kifalazták és ajtóval látták el. Az elkezdett munka folytatására később a Magyar Amatőrök Országos Egyesületének tagjai vállalkoztak, akik a barlanghoz tartozó épületeket kibérelték és kézbe vették a barlang kezelését is. 1915-ben Budapest vezetőségének az egyesület beadványt nyújtott be, amelyben kérte a barlang teljes feltárását és rendbetételét. A kéréshez pozítívan állt hozzá a főváros és szakbizottság alakult Lóczy Lajos vezetésével a beadvány kivizsgálására. December 22-én helyszíni szemlét tartottak és a barlang kiépíthetősége mellett állást foglaltak. Több év telt el anélkül, hogy érdemben foglalkoztak volna a javaslattal, de a kutatás nem szünetelt.
1917-ben Lóczy Lajos javaslatára elhatározta Budapest tanácsa a főváros területének új, részletes földtani felvételét (benne a Budapesten lévő barlangokkal). Kadić Ottokár lett megbízva a feladat végrehajtásával. Kadić Ottokár beszámolója alapján 1917 tavaszán ezirányú vizsgálatait Budapest legnagyobb üregével, a Pál-völgyi-barlang kutatásával kezdte meg, és 35 munkanap alatt, 1918 őszén fejezte be. Tekintettel a barlang bonyolult felépítésére, a mérést egyszerű, de jól bevált eszközökkel (kompasszal és mérőléccel) végezte. A mérések adatai alapján 1:100 méretarányú alaprajzot és szelvényeket készített.
Közben a barlang körül tevékenykedő kutatók egyesültek a Pannónia Turista Egyesületbe és az egyesületen belül külön barlangkutató csoportot, barlangkutató szakosztályt alapítottak. Scholtz Pál Kornél, a barlang felfedezője és az új kutatócsoport vezetője 1920-ban így számolt be a szakosztály tevékenységéről: a kialakult nehéz viszonyok mellett a szakosztály ezekben az években csak szerény keretek között mozoghatott, leginkább a barlang karbantartása körül forgott tevékenysége. Mindenekelőtt a Bejárati-terem, a Széles-folyosó, a Felső Lépcsős-folyosó és az Alsó Lépcsős-folyosó kőlépcsőit javították ki, és ahol kellett, megint átépítették és néhány helyen fakorláttal látták el. Időközben elhunyt a barlang nagy pártfogója, Lóczy Lajos és emlékére a bejárat közelében lévő terem róla lett elnevezve, amelynek falán az alábbi szövegű márványtáblát helyezték el: Dr. Lóczy Lajos kiváló földrajztudósunk és geológusunk emlékére hálás tisztelettel emelte a Pannónia Turista Egyesület Barlangkutató Szakosztálya 1920. október havában. A barlang előtti térségen sok résztvevő jelenlétében történt az emléktábla ünnepélyes leleplezése.

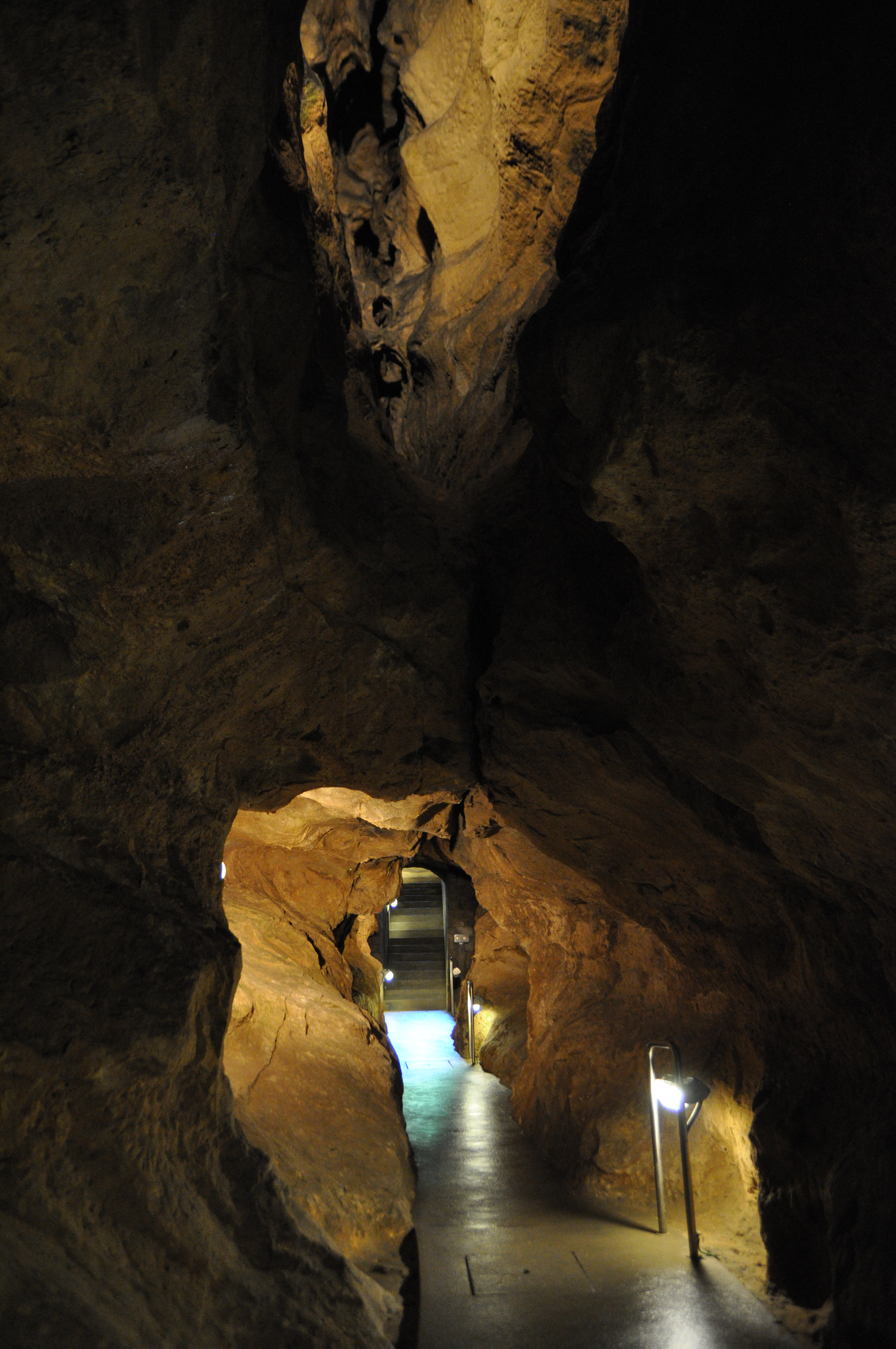
Részlet a Pál-völgyi-barlang utcai ruhában járható részéből

Akkor kapott nagyobb lendületet a híres barlang ügye, amikor 1926-ban az önálló Magyar Barlangkutató Társulat létrejöttével egyidőben megalakították Kadić Ottokár elnökletével a pálvölgyi bizottságot. A barlanggal most már két testület is foglalkozott, a Pannónia Turista Egyesület szakosztálya a barlang turisztikai fejlesztését, a Magyar Barlangkutató Társulat bizottsága pedig a barlang tudományos vizsgálatát tűzte ki céljának. Olyan eredményes volt a szervezés, hogy 1927-ben, amikor Magyarországon tartották a magyar és német barlangkutatók kongresszusát (az első nemzetközi barlangkutató kongresszust), kigyúlhatott a villanyfény a Pál-völgyi-barlangban szeptember 17-én. Újabb jelentős eseményt ünnepelhettek 1929-ben: a barlang felfedezésének 25 éves évfordulóját. Ennek alkalmából Cholnoky Jenő tartott ünnepi beszédet a kormány, a főváros és a barlangkutatók előtt. A kezdeti lendület elfogyott az 1930-as évek elején és csökkent a látogatók száma.
1935-től kezdve a hatásos propaganda miatt megint sikerült növelni a barlangot látogatók számát, de a bevétel csak arra volt elég, hogy elvégezzék a legfontosabb karbantartási munkákat. Például 1936-ban az esőzések miatt leomlott az utcai támfal és a belépődíjak jelentős részét ennek helyreállítására kellett költeni. 1937-ben budapesti segélyből meg tudták oldani a barlang sokáig húzódott problémáját, a Körfolyosó kialakítását. A látogatóknak eddig ugyanis a Színház-teremből a már megtett úton kellett visszamenniük. Most, a Körforgalom kiépítésével, a Magas-folyosón keresztül a Scholtz-próbán és az Incelógóban épített betonlépcsőkön a Peti-folyosóba jutnak, majd ezen végighaladva a kiindulási helyre, a Lóczy-terembe érkeznek. A következő években az elromlott berendezéseket mindig új és új szakaszokon cserélték ki és az idegenforgalmi látványosságba további részeket kapcsoltak be. Ekkor a barlang 1030 m hosszú, a bejárattól számított legnagyobb mélysége pedig 97 m volt. A mélységadat az új mérések szerint rossz, talán a fele igaz.
A látogatók háromféle túra közül választhattak: csak beöltözve és előzetes bejelentés alapján a Színház-teremig, minimum 5 látogató esetén a Rádium-teremig, valamint azzal együtt. A helyszínen 80 fillérért barlangkutató ruhát lehetett kölcsönözni. A villanyvilágítás felújítását 1941-ben fejezték be. Az akkori felmérés szerint a barlang 926 m hosszú és kb. 40 m mély volt a bejárattól számítva. A barlang történetében 1944. július 24-e nevezetes dátum. A legnehezebb háborús események között a Földművelésügyi Minisztérium természetvédelmi területté nyilvánította a Természetvédelmi Tanács javaslatára. A második világháborúban a környék lakóinak óvóhely volt a barlang. Az új világítással berendezett barlangot az 1950-es években megint megnyitották. Az Országos Természetvédelmi Hivatal 1973-ban vette kezelésbe és új világítást kapott negyedszerre is. Még jelenleg is sok tényező akadályozza a barlang bemutatását. Például 1975-ben omlás történt a Bejárati-teremben és a Lóczy-teremben, ezért szünetelt a nyitvatartás az omlás miatt keletkezett károk elhárításáig. Annak ellenére, hogy a teljes pálvölgyi kőfejtő védett terület, szemetet raktak le benne. Nagyon lassan haladnak a szép tervek megvalósításával, amelyek alapján bemutatóhelyet, kőparkot és sziklamászó iskolát akarnak a kőfejtőben létrehozni.

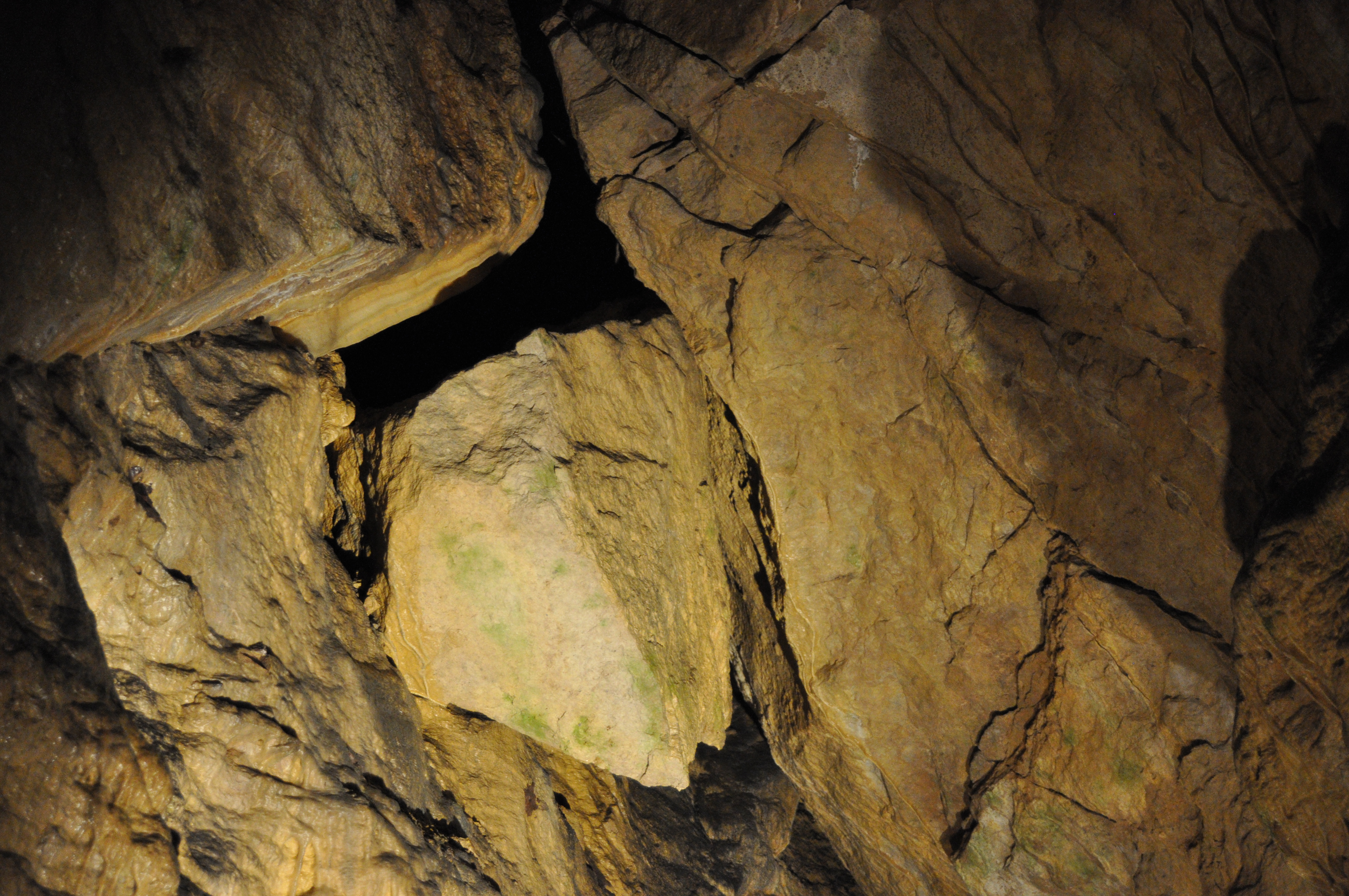
Részlet a Pál-völgyi-barlang utcai ruhában járható részéből

A Pál-völgyi-barlang jelenleg a Szépvölgyi út 162. szám alatti kiépített bejáraton keresztül látogatható. A 205 m tszf. magasságban nyíló ajtón átmenve a Bejárati-terembe, majd több lépcsőn a Lóczy-terembe lehet jutni. A körút itt balra folytatódik, ahonnan sok lépcsőn leereszkedve a Keresztezés következik, majd innen az út a derékszögben jobbra forduló Széles-folyosóba és a Szikla-terembe vezet. Megint jobbra fordulva a barlang legnagyobb terme, a Színház fölé érnek a látogatók. A páholyból kitűnő rálátás van a teremre, és a jobb oldalon az 1907-ben vésett felirat, az Izzadó emlékezteti a látogatót a barlang régen nehezen leküzdhető részeire. A Színház-terem egy ÉÉK–DDNy irányú repedés mentén keletkezett, É-i végét K–Ny irányú törés zárja. Az MTE Barlangkutató Bizottságának az 1904 decemberében történt első, csoportos látogatásakor, amelyen 81-en vettek részt, Plöckl Antal és Tescher Mihály tűzijátékot rendeztek. A Színpad alatt, a Nézőtérről továbbvezető lépcsővel szemben a mennyezeten látható egy sziklaalakzat, amely hatalmas repülő denevérhez hasonló.
A Színház-terem aljáról a 46 m-es Hosszú-folyosóba lehet jutni, amelynek a Scholtz-próba a legmélyebb és legkeskenyebb része. A 97 kg súlyú Scholtz Pál Kornél volt az első, aki az akkor csak 25–30 cm széles nyíláson először átjutott. Jelenleg létrákon lehet itt a magasba mászni, és a 40 m hosszú Turista-folyosón folytatható az út a Cseppkő-teremig, ahol a barlang legnagyobb cseppkőképződményei vannak. Itt látható a Paradicsom Ádám és Éva cseppkőalakjával. A vaskorlátos erkélyről pedig a Rádium-terembe lehet lenézni. A terem azért kapta ezt a nevet, mert a rádium titkát a terem felfedezésekor fejtették meg. Ide 21 m-es ereszkedéssel lehet lejutni, majd a Jordán-termen, amelynek első bejárója Jordán Károly, és a Geológus-folyosón át lehet visszajutni a Lóczy-terembe.

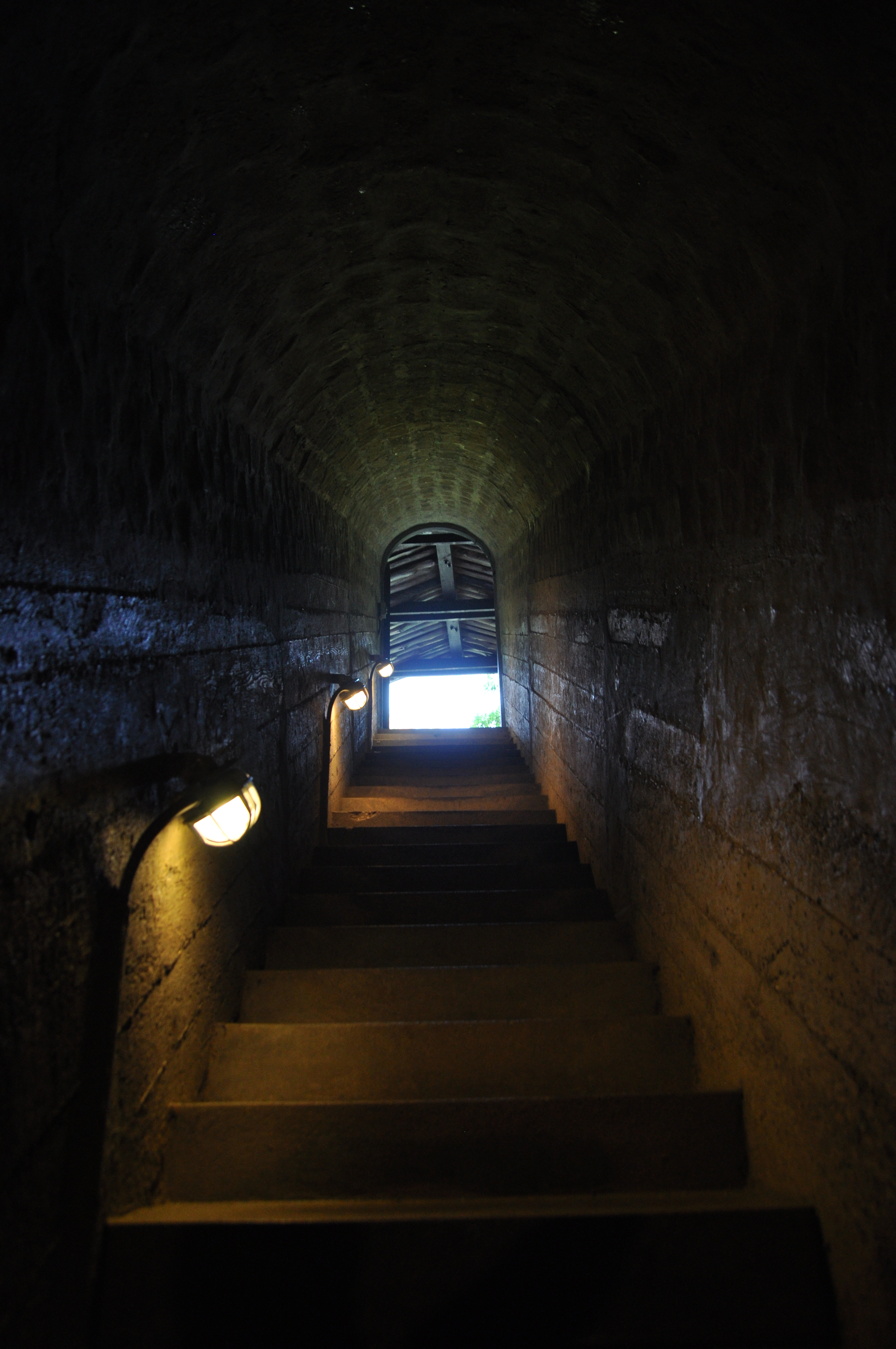
Részlet a Pál-völgyi-barlang utcai ruhában járható részéből

A barlangban túrázók, ha jól megnézik a barlang falait, abban sok ősmaradványt vehetnek észre. Két kőzet határán keletkezett a barlang, az alsóbb szintek eocén nummuliteszes mészkőben, a felsőbb szintek pedig briozoás márgában jöttek létre. A barlang térképét megnézve azonnal szembetűnik a járatok szabályos, egymást keresztező rendszere. A járatok ÉK–DNy irányú és erre merőleges hasadékok mentén keletkeztek, amelyeket felül lezár az elkovásodott márgás kitöltés. Cholnoky Jenő véleménye szerint az egykori hévizek által kialakított, majd málladékkal részben betömött barlangot a felszínről bezúduló csapadékvíz megint megnyitotta és tovább tágította. Valószínűleg ez az oka annak, hogy kevés a barlangban a termális eredetű képződmény, inkább a később létrejött cseppkövek jellemzők az üregrendszerre. Más kutatók szerint a barlang keletkezésében nem volt szerepük víznyelőknek, a barlangot csak meleg vizek hozták létre.
A barlang klímaviszonyait több szórványos méréssorozat próbálta már megállapítani. Hégráth László 1957 nyarán a Lóczy-teremben 8,5–10 °C, a belsőbb részeken 6,5–8,2 °C hőmérsékletet mért. A Színház és a Hosszú-folyosó a barlang leghidegebb részei. Ugyanekkor 7,9–8,3 °C-os a Károly-kút vize. Suba Éva 1955-ben a barlangban algákat gyűjtött, amelyekből 41 fajt határozott meg: kimutatott 21 Cyanophyta, 13 Chlorophyta és 7 Chrysophyta fajt. A melegebb vizeket kedveli a kékalgák közül 8 faj, amelyek minden bizonnyal reliktumok abból az időből, amikor még melegforrások törtek fel a barlangban. A nagy teljesítményű reflektorok használatával az 1970-es évek elején kezdődött el a barlang nagy mértékű algásodása. A barlang látogatottsága az 1904. évi 81-ről fokozatosan emelkedett (1962-ben 13 270 főre, 1977-ben pedig 18 869 főre). Ez a látogatottság rendkívül alacsony ahhoz képest, hogy Budapesten, kirándulónegyedben van. A magyarországi kiépített barlangok közül csak a Lóczy-barlangnak van kevesebb látogatója (11 386 fő).
Az idő malmának kerekei tovább őrölnek, mert ami most papírra lett írva, máris a múltat jelenti. Több mint fél évszázados, felfedezés nélküli nyugalom után, 1980 legvégén felreppent a hír: új, hatalmas és tág, képződményekben gazdag szakaszokat sikerült találni. A szenzációs rövid hír után nemsokára a részleteket is megtudhatták az érdeklődők. Egy nemrég alakult barlangkutató csoport a Pál-völgyi-barlangot választotta kutatási területének, és a csoport tagjai úgy gondolták, hogy ennek a tektonikus hasadékok mentén keletkezett barlangnak biztosan van folytatása. A barlangtól É-ra a bányaudvart megközelítő járatok, D–DNy-ra pedig a felszín morfológiája miatt volt remény arra, hogy ismeretlen járatokat lehessen felfedezni. Ez utóbbi irányba történő kutatáshoz a Hód-járat és a Vészkijárat-hasadék tűnt legalkalmasabbnak. Először egy keskeny hasadékot vizsgáltak át a Hód-járat folytatásában, de a beláthatatlanul sok munka miatt inkább a Vészkijáratot kezdték el átnézni. Kiss Attila és Kurucz József dolgozott itt 1980. december 5-én, miközben másnap a felszínen gyors és erős lehűlés történt, aminek hatására megerősödött a barlangi légáramlás. A végponton lévő kis, omladékos terem bejáratánál már olyan erős volt a légmozgás, hogy a karbidlámpa lángját elhajlította.

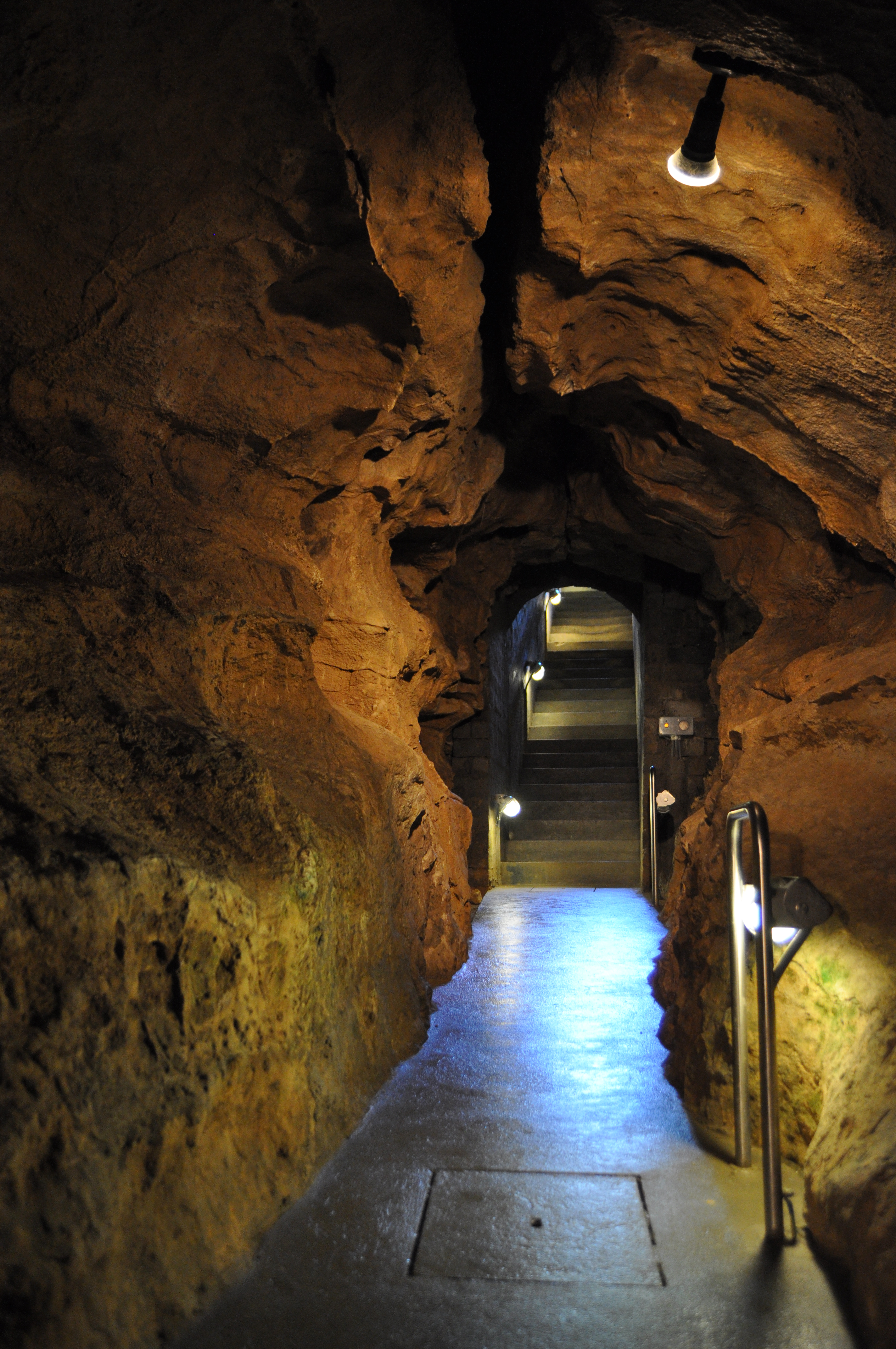
Részlet a Pál-völgyi-barlang utcai ruhában járható részéből

Fokozatosan sikerült előrehaladniuk a huzat útját követve, és végül ismeretlen, tág folyosóba kerültek. Néhány méter után sötéten tátongó mélységhez értek, ahol továbbmenni már nem tudtak, ezért gyorsan hazasiettek a felszerelésért, segítségért, majd még az éjszaka visszatértek a helyszínre. A letörésen leereszkedve tág terembe, a Pentaconba érkeztek, amelyből négy irányba is ágaztak tág folyosók. Először a bal oldali folyosót nézték át, de az rövid keresztjáratba (Nagy-fal és Huzatos-folyosó) torkollott rövidesen. Ezután a Pentacon-teremből Ny-ra vezető folyosóba mentek, és nagy kiterjedésű üregrendszert fedeztek fel. Hajnalig bolyongtak a Bekey-teremben, a Hajós-teremben, a Gyöngy-folyosóban, az Ipszilon-folyosóban és a Tollas-teremben. A felfedezést mintaszerűen jelentették, elkészítették az új szakasz térképvázlatát, miközben sűrűn követték egymást az események. A további járatok felfedezése nyilvánvaló volt, csak néhány kő odább tételével, ismeretlen szűkület legyőzésével kellett megbirkózniuk ahhoz, hogy az ismeretlenben tovább tudjanak menni. 1981. január 10-én zárult le a feltárások első üteme, és addig 1201 m-nyi új járatot fedeztek fel, többet, mint amennyi a barlang addig ismert hossza volt.
Nem várattak magukra sokáig az újabb sikerek, mert néhány héttel később, 1981 februárjában és márciusában megtalálták a Térképész-ágat. A nagy lehetőség, a Pál-völgyi-barlang és a Mátyás-hegyi-barlang összekapcsolásának lehetősége minden barlangkutató előtt ott lebegett. A térképet készítő Kárpát József ezért megemlítette, hogy a Pál-völgyi-barlang Labirintus-omladékában szűk, ÉK-i irányú járatot figyeltek meg. Még aznap (február 18-án) éjjel hárman megkeresték az említett helyet és néhány perc alatt kitágították a szűk repedést. Mögötte egy ismeretlen, nagy és omladékos terembe jutottak be. 150 m-t jutottak előre. Márciusra már meghaladta a 3000 m-t a barlang hosszúsága.
1981. áprilisban, a nemrég felfedezett Tollas-teremben táboroztak. A 9 föld alatt eltöltött nap során az előzőektől különböző barlangrészeket ismertek meg. Megszűnt a labirintusjelleg és nem találtak keresztjáratot a főfolyosók között. A Szeptáriás-folyosó például 80 m hosszúságig húzódik, de egyetlen kereszthasadék sem szakítja meg. A széles, néhány helyen teremmé táguló folyosók nagyon feltöltöttek, agyagosak. A dombokba rakódott agyag felszínén száradási repedések, ún. szeptáriák vannak. A Gipszes-folyosóban a falfelületeket a névadó ásvány kristályai díszítik. 1981-ben ugyan történtek még kisebb feltárások, de a Bekey Imre Gábor Barlangkutató Csoport tagjai minden erejüket a dokumentálásra, az eddigi eredmények meggyőző felmérésére fordították. 1982. áprilisban a barlangban megint kutatótábort létesítettek és ennek eredményeként sikerült felfedezniük az Ötösök-folyosója és a Decemberi-szakasz között fekvő ismeretlen részt. Ennek 474 m volt a felmért hossza és ezzel a barlang hosszúsága 3700 m-nél nagyobb lett.

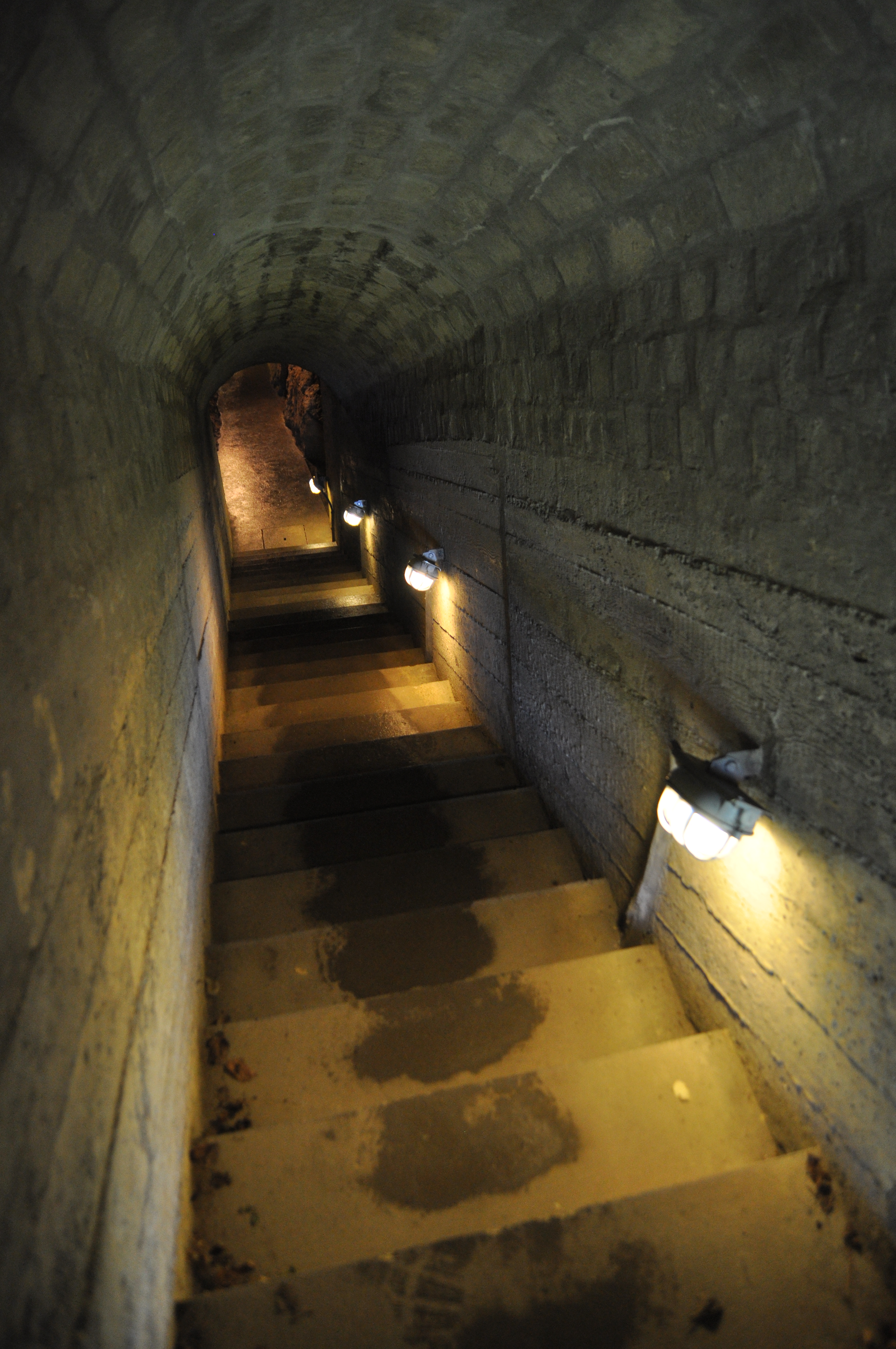
Részlet a Pál-völgyi-barlang utcai ruhában járható részéből

A gyors feltárást mintaszerű tudományos adatgyűjtés és feldolgozás követte. A barlangra vonatkozó dokumentumokat Karip Gyula (lehetetlent nem ismerve) gyűjtötte össze, miközben az MKBT térképtárában felfedezte a barlang első térképét is. Takácsné Bolner Katalin már 1981-ben tanulmányt írt az új barlangrészek földtanáról és morfológiájáról. Megállapította, hogy az új szakaszok, ahogy a korábban ismertek is, felső eocén mészkőben alakultak ki és a 80 m mélyen lévő végponton sem érték még el a triász kőzetekból álló feküt. A legfontosabb három, jellegében is eltérő új szakasz közül az omladékos K-i és a kopár Térképész-ág már 20–25 m-re megközelíti a Mátyás-hegyi-barlangban lévő Meteor-ágat. A régi részhez hasonló, labirintusszerű decemberi szakaszban a sok cseppkőn kívül hévizes ásványok is vannak. A D-i szakasz agyagos aljzatán különleges cseppkőcsészék és hideg vizes eredetű kalcitrózsákkal bélelt medencék keletkeztek. 3 m²-es tó helyezkedik el a barlang végpontján, amelynek környékén sok denevér telel.
Még nem mutatta meg teljes terjedelmét a barlang. Bár közelinek, szinte karnyújtásnyira lévőnek tűnik a Mátyás-hegyi-barlang, de az azzal történő összekapcsolásra, amely a magyarországi barlangkutatás elmúlt 50 évének legnagyobb sikere lenne, és a Pál-völgyi-barlang teljes feltárására még várni kell. A barlang akkor barlang, ha természetes. Ha csak bányászati módszerekkel lehetne átjutni, nem tennénk mást, mintha csak aluljárót építenénk a Szépvölgyi út alatt. Ez nem barlangkutató munka lenne, és senki sem fogadná el, hogy valóban megvan a Mátyás–Pál-barlangrendszer.
A barlang ismertetésébe bekerült a barlang alaprajz térképe, amelyen fel vannak tüntetve az új részek felfedezéseinek időpontjai. A térképet Kárpát József (Takácsné Bolner Katalin, 1981 alapján) készítette. A kiadvány országos barlanglistájában, a Budai-hegység barlangjainak felsorolásában szerepel a barlang Pál-völgyi-barlang néven, Lóczy-barlang, Scholtz-barlang és Szépvölgyi barlang névváltozatokkal. A listához kapcsolódóan látható a Dunazug-hegység barlangjainak földrajzi elhelyezkedését bemutató, 1:500 000-es méretarányú térképen a barlang földrajzi elhelyezkedése. A könyvben van két olyan, színes fénykép, amelyek a barlangot mutatják be. Az első képen a barlang 1980 decemberében felfedezett új szakaszának egyik része látható. A második képen a Pál-völgyi-barlang új szakaszában lévő néhány heliktit figyelhető meg.
Az 1985. évi Karszt és Barlangban közölve lett, hogy az idegenforgalmi célra kiépített Pál-völgyi-barlangot 1984-ben 37 266 fő, 1985-ben 36 358 fő látogatta meg. Az 1985. évi látogatószám az 1984. évihez képest 97,6 % (1984 = 100 %).

### 1986–2001

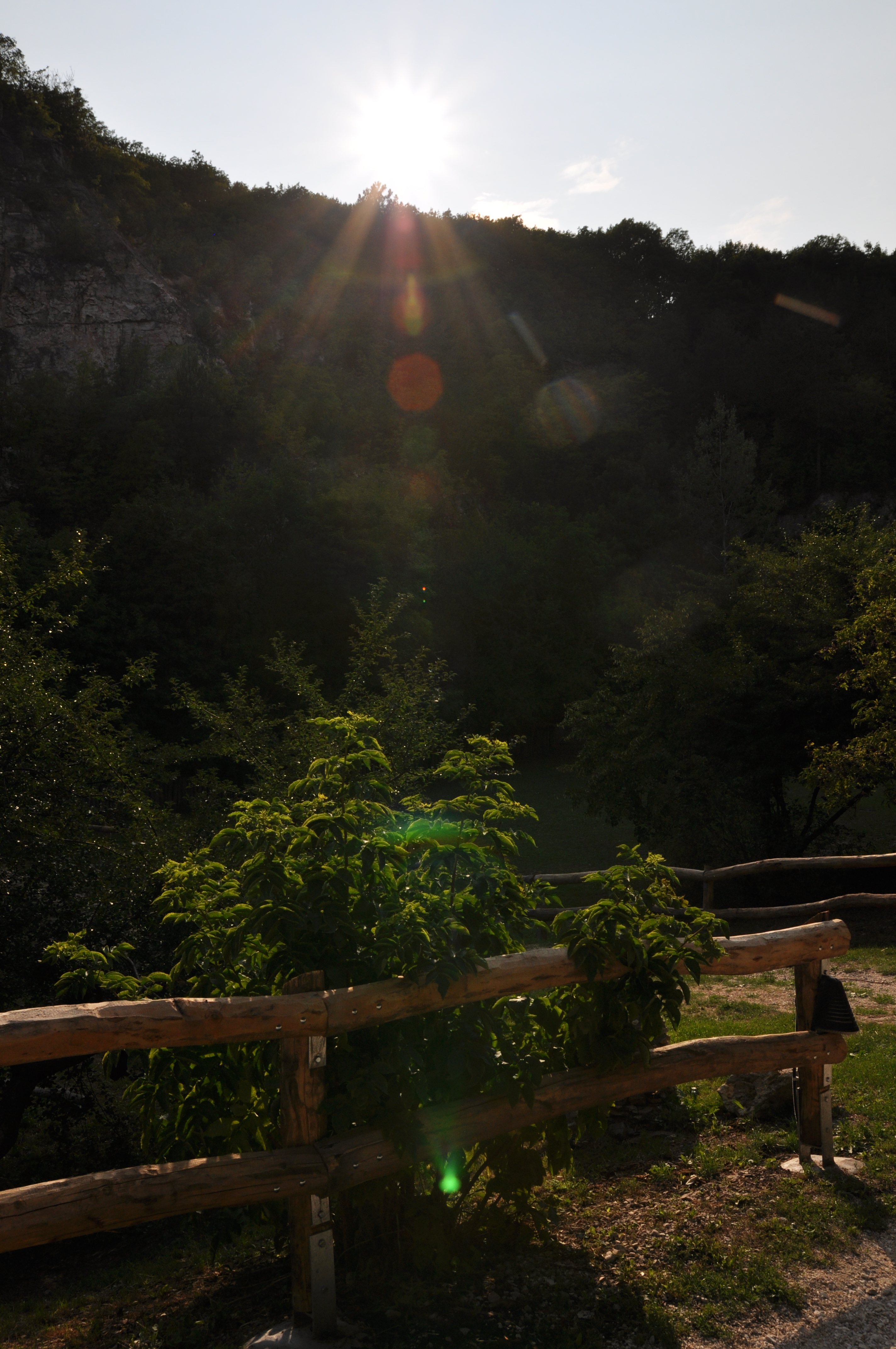
Részlet a pálvölgyi kőfejtőből (2017)

Az 1986. évi Karszt és Barlangban megjelent bibliográfia, amelyben a folyóiratban publikált tanulmányok vannak feldolgozva, regionális bibliográfia részében szerepel a barlang Pál-völgyi-barlang néven. Az összeállítás szerint a Karszt és Barlangban publikált írások közül 10 foglalkozik a barlanggal. Az 1986. évi Karszt és Barlang 2. félévi számában közölve lett, hogy az idegenforgalmi célra kiépített Pál-völgyi-barlangot 1985-ben 36 358 fő, 1986-ban pedig 44 241 fő látogatta meg. Az 1986. évi látogatószám az 1985. évihez képest 122,3 % (1985 = 100 %). Az 1987. évi Karszt és Barlangban lévő, Balázs Dénes által írt látogatási statisztikában meg van említve, hogy az idegenforgalmi célra kiépített Pál-völgyi-barlangot 1986-ban 44 241 fő, 1987-ben pedig 38 451 fő látogatta meg. Az 1987. évi látogatószám az 1986. évihez képest 86,9 % (1986 = 100 %). Az 1988. évi Karszt és Barlangban közölve lett, hogy az idegenforgalmi célra kiépített Pál-völgyi-barlangot 1987-ben 38 451 fő, 1988-ban pedig 44 717 fő látogatta meg. Az 1988. évi látogatószám az 1987. évihez képest 116,3 % (1987 = 100 %).
Az 1989. évi Karszt és Barlangban lévő, Magyarország barlangjai című összeállításban szó van arról, hogy a Budai-hegység barlangokban leggazdagabb területe a Budapest II. kerületében fekvő Rózsadomb, ahol 1 km²-es területen belül helyezkedik el az öt legkiterjedtebb barlang. Közülük legnagyobb az 1904-ben feltárult Pál-völgyi-barlang. A barlang hossza az 1980-as években végzett kutatások eredményeként majdnem 7 km, ezért Magyarország harmadik leghosszabb barlangja. A kb. 500×350 m-es alapterületet lefedő járathálózatot eocén mészkőben keletkezett, hasadékjellegű, aránylag tág folyosók képezik. Formakincsére az üstös oldásformákkal gazdagon tagolt falfelületek és a járatok mennyezetén végighúzódó, jellegzetes keresztmetszeteket eredményező, átalakult, kovásodott kőzetzónák jellemzők.
Melegvizes kiválásai közt legnagyobb mennyiségben kalcitlemezek vannak. A barlangban (a budai többi barlanggal ellentétben) aránylag sok cseppkő is megfigyelhető. Idegenforgalom számára kiépített bejárati szakasza évtizedek óta a budapestiek kedvelt kirándulóhelye. A Pál-völgyi-barlang ÉK-i végpontjai csak 20–30 m-re vannak a szomszédos kőfejtőben nyíló Mátyás-hegyi-barlangtól. A két barlang régen valószínűleg összefüggő rendszert alkotott. A Mátyás-hegyi-barlang KÉK–NyDNy irányú főfolyosóinak formakincse ugyanolyan mint a Pál-völgyi-barlangé. A publikációban lévő 5. ábrán (a szépvölgyi és rózsadombi barlangvidék nagy barlangjainak – illetve a forrásoknak – földrajzi elhelyezkedését szemléltető térkép) be van mutatva a Pál-völgyi-barlang és a Mátyás-hegyi-barlang földrajzi elhelyezkedése.
A folyóirat 1989. évi különszámában napvilágot látott ennek az utóbbi tanulmánynak az angol nyelvű változata (The caves of Hungary). Ebben a tanulmányban Pál-völgy Cave a barlang neve. Az angol nyelvű tanulmányhoz mellékelve megjelent egy olyan lista, amelyben Magyarország leghosszabb, és egy olyan lista, amelyben Magyarország legmélyebb barlangjai vannak felsorolva. A két felsorolás szerint a Budai-hegységben fekvő, 6753 m hosszú és 104 m mély Pál-völgyi-barlang (Pál-völgy Cave) 1988-ban Magyarország 3. leghosszabb és 24. legmélyebb barlangja. (1977-ben nem lehetett tudni, hogy az 1977-ben 1200 m hosszú barlang hány méter mély volt.)

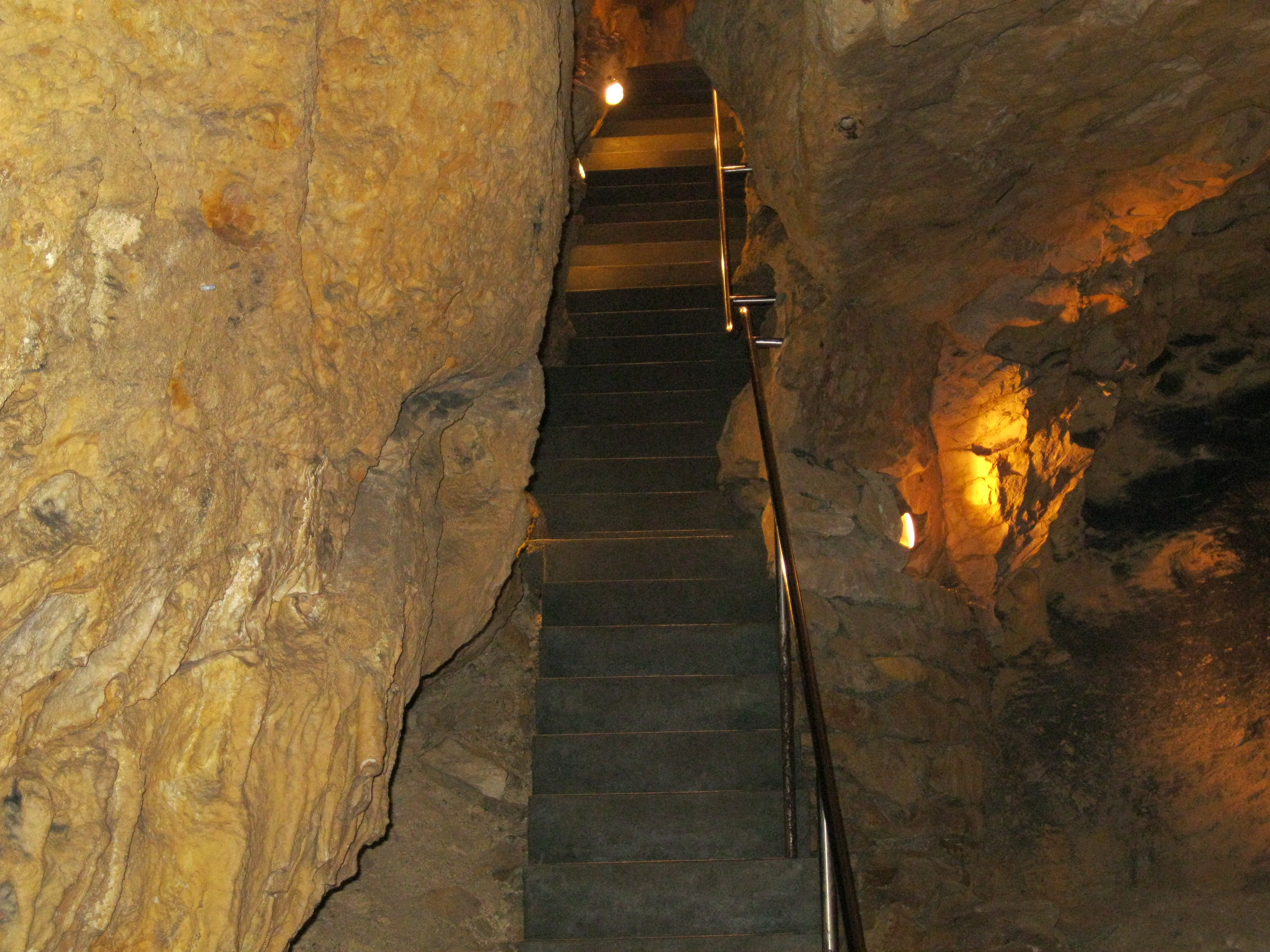
Részlet a Pál-völgyi-barlang utcai ruhában járható részéből

Az 1990. évi Karszt és Barlang 2. félévi számában meg van említve, hogy az idegenforgalmi célra kiépített Pál-völgyi-barlangot 1989-ben 44 375 fő, 1990-ben 45 932 fő látogatta meg. Az 1990. évi látogatószám az 1989. évihez képest 103,5 % (1989 = 100 %). Az 1991. évi Karszt és Barlangban meg van említve, hogy az idegenforgalmi célra kiépített Pál-völgyi-barlangot 1991-ben 36 305 fő látogatta meg. Az 1991. évi látogatószám az 1990. évihez képest 79 % (1990 = 100 %). A barlang decemberben csak hétvégeken, valamint előzetes bejelentés alapján volt látogatható. Az 1992. évi Karszt és Barlangban meg van említve, hogy az idegenforgalmi célra kiépített Pál-völgyi-barlangot 1992-ben 35 013 fő látogatta meg. Az 1992. évi látogatószám az 1991. évihez képest 96 % (1991 = 100 %). (A barlang novemberben és decemberben zárva volt.) Az 1994. évi Karszt és Barlangban meg van említve, hogy az idegenforgalmi célra kiépített Pál-völgyi-barlangot 1994-ben 47 715 fő látogatta meg. Az 1994. évi látogatószám az 1993. évihez képest 121 % (1993 = 100 %). Az 1995–1996. évi Karszt és Barlangban közölve lett, hogy az idegenforgalmi célra kiépített Pál-völgyi-barlangot 1995-ben 39 004 fő, 1996-ban pedig 28 699 fő látogatta meg.
Az 1997. évi Karszt és Barlangban meg van említve, hogy az idegenforgalmi célra kiépített Pál-völgyi-barlangot 1997-ben (január 1-től december 30-ig) 28 895 fő látogatta meg. Az 1997. évi látogatószám az 1996. évihez képest 101 % (1996 = 100 %). A látogatók 24 %-a felnőtt, 76 %-a pedig diák és nyugdíjas. 1998. május 14-től a környezetvédelmi és területfejlesztési miniszter 13/1998. (V. 6.) KTM rendelete szerint a Duna–Ipoly Nemzeti Park Igazgatóság illetékességi területén található és Budai-hegységben lévő Pál-völgyi-barlang látogatók számára nem megnyitott szakaszai az igazgatóság engedélyével látogathatók. Az 1998–1999. évi Karszt és Barlangban közölve lett, hogy az idegenforgalmi célra kiépített Pál-völgyi-barlangot 1998-ban 32 726 fő, 1999-ben pedig 21 695 fő látogatta meg. (1999-ben megtörtént a barlang részleges rekonstrukciója.)

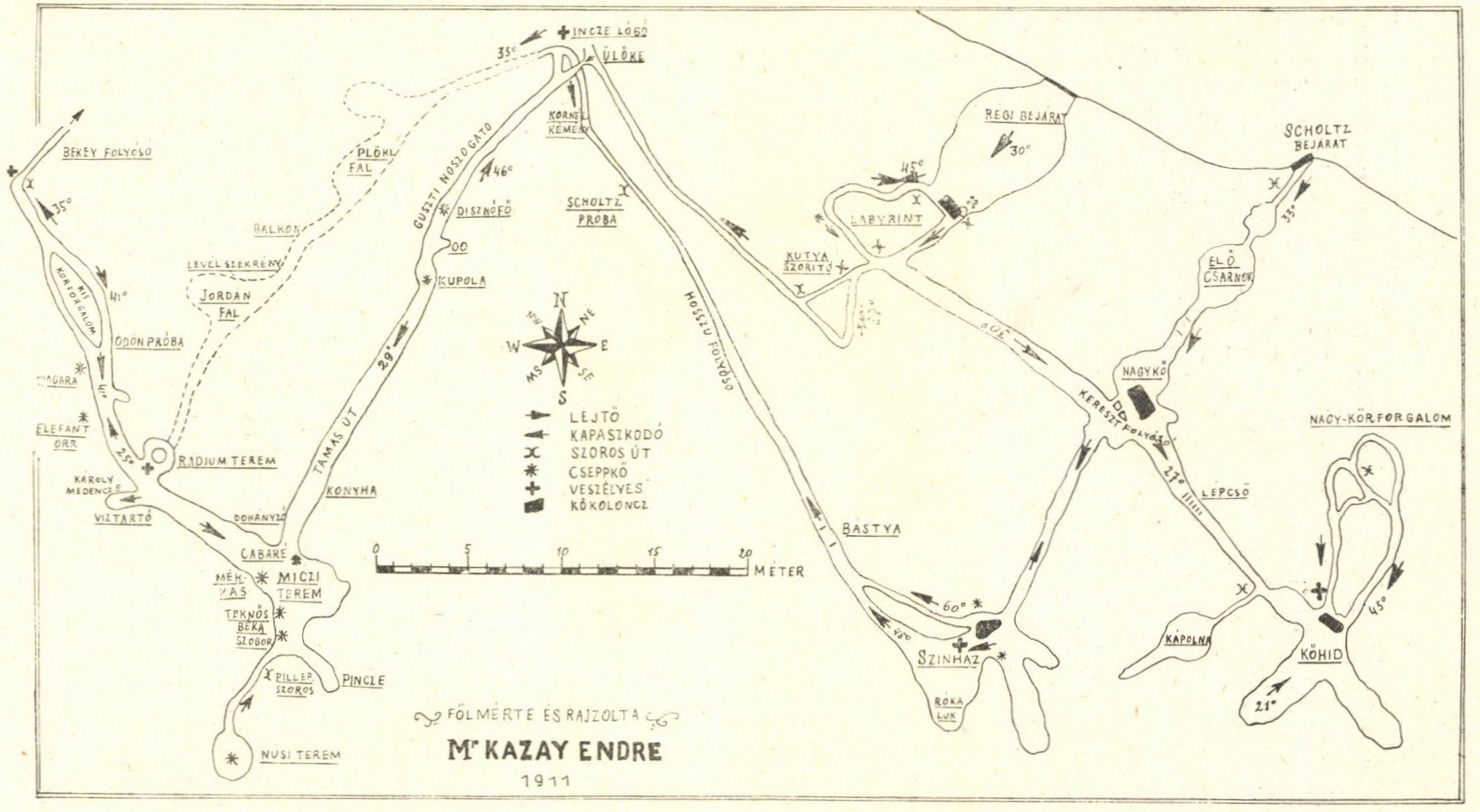
A Pál-völgyi-barlang 1911-ben készült térképe (Kazay Endre rajza)

A 2000–2001. évi Karszt és Barlangban meg van említve, hogy az idegenforgalmi célra kiépített Pál-völgyi-barlangot 2000-ben 29 949 fő, 2001-ben pedig 23 564 fő látogatta meg. (A barlang felújításának 2. üteme befejeződött, majd a barlangot 2001. április 20-án, ünnepélyes külsőségek között átadták a látogatóknak.) 2001. május 17-től a környezetvédelmi miniszter 13/2001. (V. 9.) KöM rendeletének értelmében a Budai-hegység területén lévő Pál-völgyi-barlang fokozottan védett barlang. Egyidejűleg a fokozottan védett barlangok körének megállapításáról szóló 1/1982. (III. 15.) OKTH rendelkezés hatályát veszti.

### 2002–2003
A 2002–2003. évi Karszt és Barlangban meg van említve, hogy az idegenforgalmi célra kiépített Pál-völgyi-barlangot 2002-ben 26 120 fő, 2003-ban pedig 38 985 fő látogatta meg.
A 2003-ban kiadott, Magyarország fokozottan védett barlangjai című könyvben az olvasható a Pálvölgyi–Mátyáshegyi-barlangrendszerről, hogy 2001. december 2. átírta fokozottan védett barlangjaink listáját is: öt évtized sok, zsákutcának bizonyuló próbálkozása után, a Bekey Imre Gábor Barlangkutató Csoport és az Acheron Barlangkutató Szakosztály együttműködésének eredményeként megvalósult a két szomszédos nagybarlang összekapcsolása. A Pál-völgyi-barlang Osztrigás-folyosóját és a Mátyás-hegyi-barlang Természetbarát-szakaszát sikerült egymással átjárhatóan összekötni. Mivel azonban ez a nagy esemény már a kézirat lezárása után történt, a barlangrendszer két barlangja itt még külön-külön van ismertetve. A 4762/2 barlangkataszteri számú Pál-völgyi-barlang (Birka-barlang, Scholtz-barlang, Lóczy-barlang, Szépvölgyi-barlang) a Budai-hegységben (Budai-hegyek), Pest megyében, Budapest II. kerületében helyezkedik el. A barlang 13 465 m hosszú, 113,9 m függőleges kiterjedésű, 86,7 m mély, 27,2 m magas és 1020 m vízszintes kiterjedésű. Bejárata 205,8 m tszf. magasságban van.

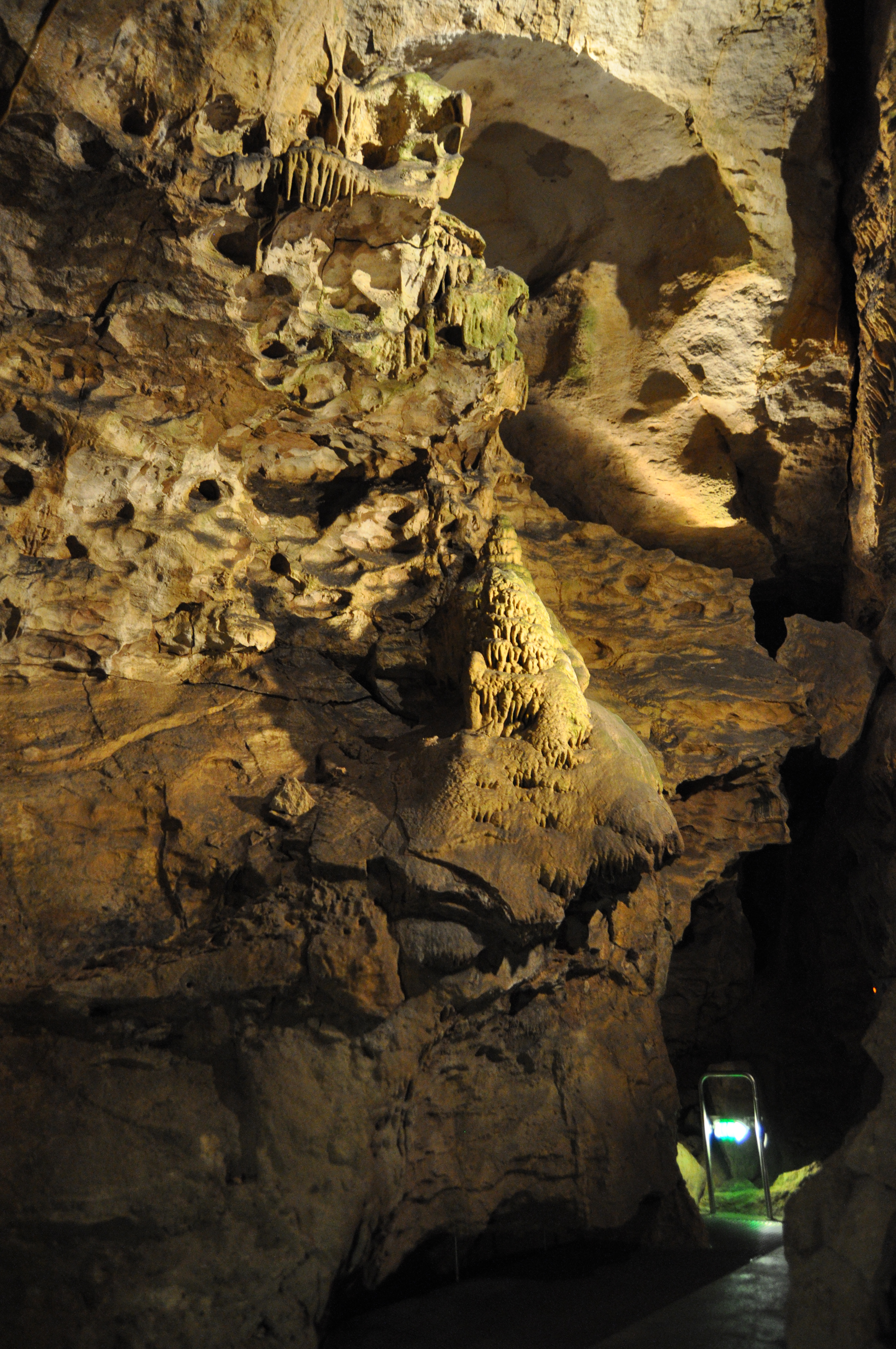
Részlet a Pál-völgyi-barlang kiépített részéből

A Szépvölgyi út 162. sz. alatti felhagyott kőfejtőben nyíló Pál-völgyi-barlang egyike Magyarország azon alig két tucat barlangjának, amely a barlangok általános védettségének kimondása előtt, már 1944-ben (az akkor ismert kiterjedésének megfelelő 1 ha-os felszíni területtel együtt) védelem alá lett helyezve. Főleg idegenforgalmi szerepével érdemelte ki ezt a megkülönböztető figyelmet. A budapestiek kedvelt túracélpontjának számító, és akkoriban csak 1200 m hosszúságig ismert üregrendszerről még az 1970-es években sem sejtette senki, hogy alig két évtized elteltével Magyarország második leghosszabb barlangja lesz. A barlang a fővárost a barlangok fővárosává avató rózsadombi nagy barlangok közül elsőként, 1904. júniusban tárult fel az akkor még művelt Holzspach-féle kőbánya DNy-i falában. Felfedezői (amint az a főbejárat mellett lévő emléktáblán is látható) Scholtz Pál Kornél turista-barlangkutató és Bagyura János, a bányaőr kamasz fia voltak. Scholtz Pál Kornél feljegyzései alapján ők a barlang kezdeti folyosóiba egy réteglapok között megnyílt szűk rést feszítővassal kitágítva jutottak be.
Először a kutatók a Színház-teremig és a Kőhíd-teremig jutottak el, majd a Pannónia Turista Egyesület tagjaiból alakult lelkes kis kutatógárda munkájának köszönhetően (melynek vezéralakjai Scholtz Pál Kornél mellett az ugyancsak a szervezett magyarországi barlangkutatás úttörői közé tartozó Jordán Károly és Bekey Imre Gábor voltak) egymás után kerültek elő a jelenleg már Régi Résznek nevezett szakasz üregei. A Budapest térségének akkor ismert barlangjaihoz viszonyítva hatalmas, cseppköves járatrendszer felfedezéséről az első rövid közlemény még abban az évben napvilágot látott a Földrajzi Közleményekben. A barlang megismerésének ez a hőskora a Miczi-terem (más néven Meseország) és az Ötösök-folyosója 1906. évi, valamint a Bekey-folyosó 1910. évi feltárásával zárult. A kb. 100×200 m-es alapterületet lefedő járathálózat hossza 926 m volt a Kadić Ottokár által 1917–1918-ban, Budapest megbízásából végzett első pontos felmérés szerint.
A következő évtizedekben az egyesület tagjai főleg azzal foglalkoztak, hogy a barlangjárásban nem jártasak számára is könnyebben megközelíthetővé tegyék a leglátványosabb szakaszokat. A bejárat előtti teret rendezték, kitágították a szűkületeket, elegyengették az aljzatot, a feldarabolt sziklatömbökből pedig lépcsőket hoztak létre. A villanyvilágítás (a főváros 1000 pengős segélyével) 1927-ben, az első német-magyar barlangkutató konferencia alkalmából lett bevezetve. Az 1930-as évek közepétől már állandó túravezetővel, hétköznap is látogatható volt a barlang, amelyből a Körséta-folyosó kialakításának befejezésével 1938-tól kb. 400 m-es szakasz volt megtekinthető. A második világháborúban és az azt követő időszakban el volt hanyagolva a barlang. A tönkrement kiépítés felújításával és az idegenforgalom újraindításával párhuzamosan, az 1960-as évektől kezdve az Óbudai Szeszgyár Kinizsi Barlangkutató Csoportja Palánkai János által vezetve, a barlang különböző pontjain megint dolgozott azon, hogy új részt fedezzen fel, de ezeknek a próbálkozásoknak nem nagyon volt eredménye. Ezért a barlang hossza (kb. 1200 m) évtizedeken keresztül nem változott.

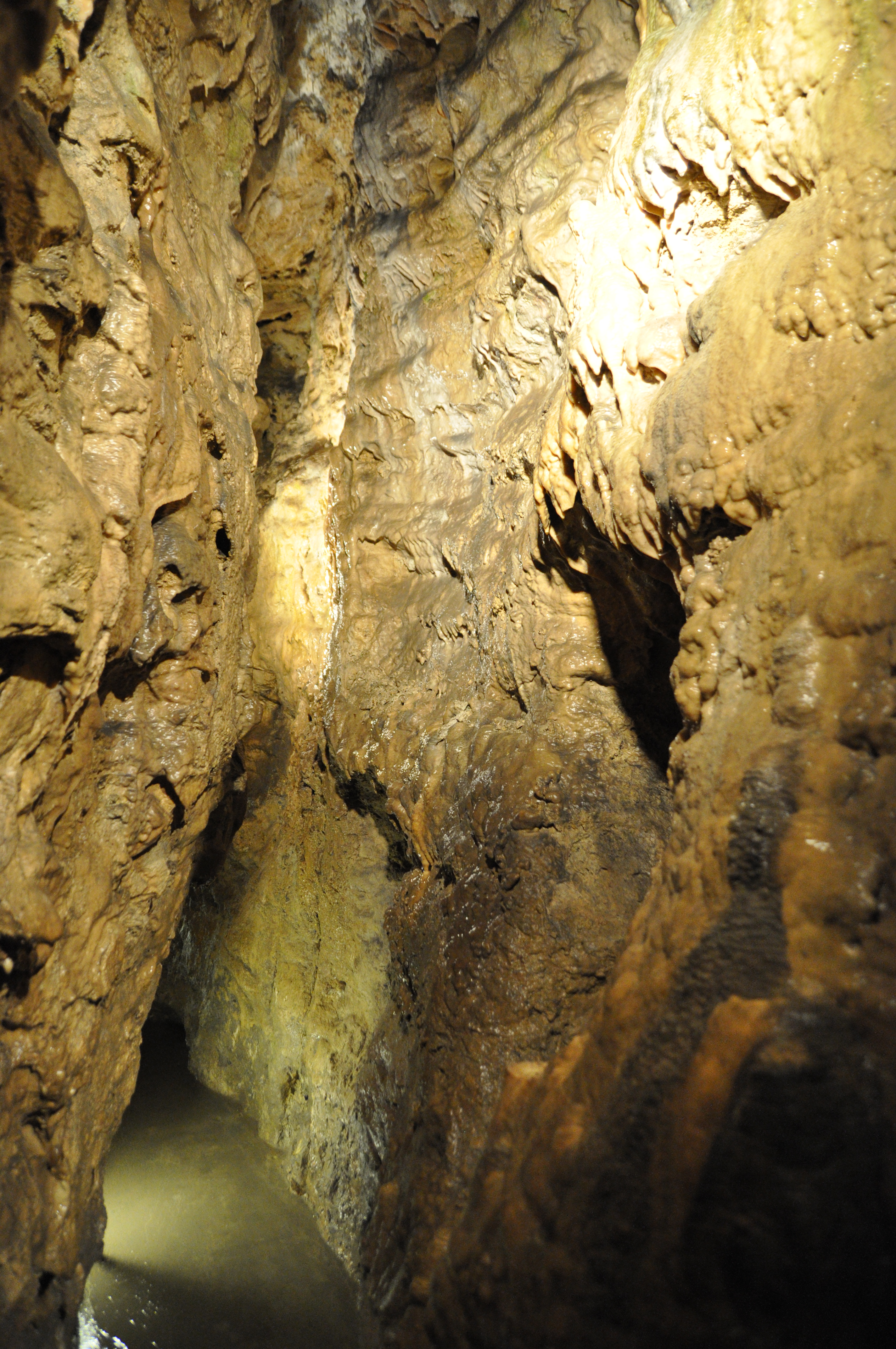
Részlet a Pál-völgyi-barlang kiépített részéből

1980 végén történt egy fordulat a barlang feltáró kutatásában, amikor az újonnan alakult Bekey Imre Gábor Barlangkutató Csoport kezdett el foglalkozni a tapasztaltabb barlangkutatók körében már lerágott csontnak tartott barlang kutatásával. 1980. december elején, a Színház-teremből induló Vészkijárat-hasadékban, a hasadékot lezáró omladékban a csoport két tagja, Kiss Attila és Kurucz József, észrevéve a felszíni lehűlés miatt rendkívül felerősödött légáramlást, a huzat útját követve átjutott rövid bontással az omladékzónán. A mögötte található, többfelé ágazó üregrendszerből kb. 400 m-t sikerült bejárniuk aznap. A jellegében a Régi Részre emlékeztető, de azt termeinek és folyosóinak méreteivel, érintetlen cseppkőképződményeivel és egyéb ásványkiválásaival egyaránt felülmúló Decemberi-szakasz feltárása a barlang hosszát alig néhány hét alatt megkétszerezte, de (mint később kiderült) csak a kezdete volt a csoport nevéhez fűződő, jelenleg is tartó feltárássorozatnak. A Kiss Attila és Takácsné Bolner Katalin által irányított rendszeres kutatómunkával a csoport, kihasználva az új szakasz kínálta továbbkutatási lehetőségeket, egymás után bontotta meg a hálózatos üregrendszerből kifelé, azaz az ismeretlen felé tartó, agyagkitöltéssel vagy omladékkal záruló végpontokat, amelyek közül nem egy átjárónak bizonyult új, a hegy mélyébe egyre beljebb vezető járatrészek felé.
1981. februárban, a barlang ÉK-i részén, a Kőhíd-terem mögötti omladékban jutottak tovább, ahol a Régi Rész térképezését végző Alba Regia Barlangkutató Csoport által talált szűk részen átjutva, a Mátyás-hegyi-barlang Meteor-ágát megközelítő Térképész-ág kb. 450 m hosszú többszintes omladékzónája lett felfedezve. 1981. áprilisban, egy 10 napos föld alatti kutatótábor során, a Decemberi-szakasz D-i végpontját alkotó Y-folyosó bal oldali ágát lezáró omladék (Bombázó) átbontásával sikerült megtalálni a Déli-szakaszt. Ebben a szakaszban vannak nagyon feltöltött, száradási repedésekkel és kristályos bélésű kis cseppkőmedencékkel tagolt aljzatú folyosók, amelyek a barlang legmélyebben elhelyezkedő részei. Az 1982. áprilisi, második föld alatti kutatótábornak is hasonló nagyságrendű, majdnem 500 m-es továbbjutás volt az eredménye. Ekkor, az Oroszlán-sarok mögött induló folyosó több emeletnyi magas omladékkitöltésének átbontásával, a Decemberi-szakaszhoz Ny felől csatlakozó Negyedik Negyed járataival (ahol a Budai-hegység legnagyobb cseppkövének helyet adó Óriás-folyosó is található) lett bővítve a barlang. A barlang 1982 végén, a Kárpát József (KVI Barlangtani Osztály) által vezetett felmérés alapján 4 km-nél hosszabb volt.
Ezután következett néhány olyan év, amikor nem történt nagy felfedezés a barlangban. 1987-ben, a korábban ismert részektől K-re fekvő zónában történt jelentős járatfeltárás. A Déli-szakaszban lévő Szeptáriás-folyosó ÉK-i végén, majdnem egy évig tartó bontással sikerült feltárni júniusban a Pál-völgyi-barlangot Magyarország 3. leghosszabb barlangjává tévő Bronz-folyosót, majd az intenzíven csepegő Csurgatóriumot, ahonnan a kutatók egy határozottan huzatoló oldalkuszoda kimélyítésével az év második felében új, ÉK–DNy irányú párhuzamos folyosókból álló, nagy kiterjedésű üregrendszerbe jutottak. Mindezekkel, 1987 végére a barlang hossza elérte a 6,4 km-t. Az új szakasz továbbkutatásával az eddig feltárt részek körtúrával lettek bejárhatók egy átjáró létrehozásával a Térképész-ág felé, valamint a Mátyás-hegyi-barlang Természetbarát-szakaszát nagyon megközelítő, omladékos Szépvölgyi-ág és a hasadékjellegű, szűk Dezodor-ág 1988., illetve 1989. évi megismerése földtanilag is megalapozottá tette a két szomszédos nagybarlang összeköthetőségét.

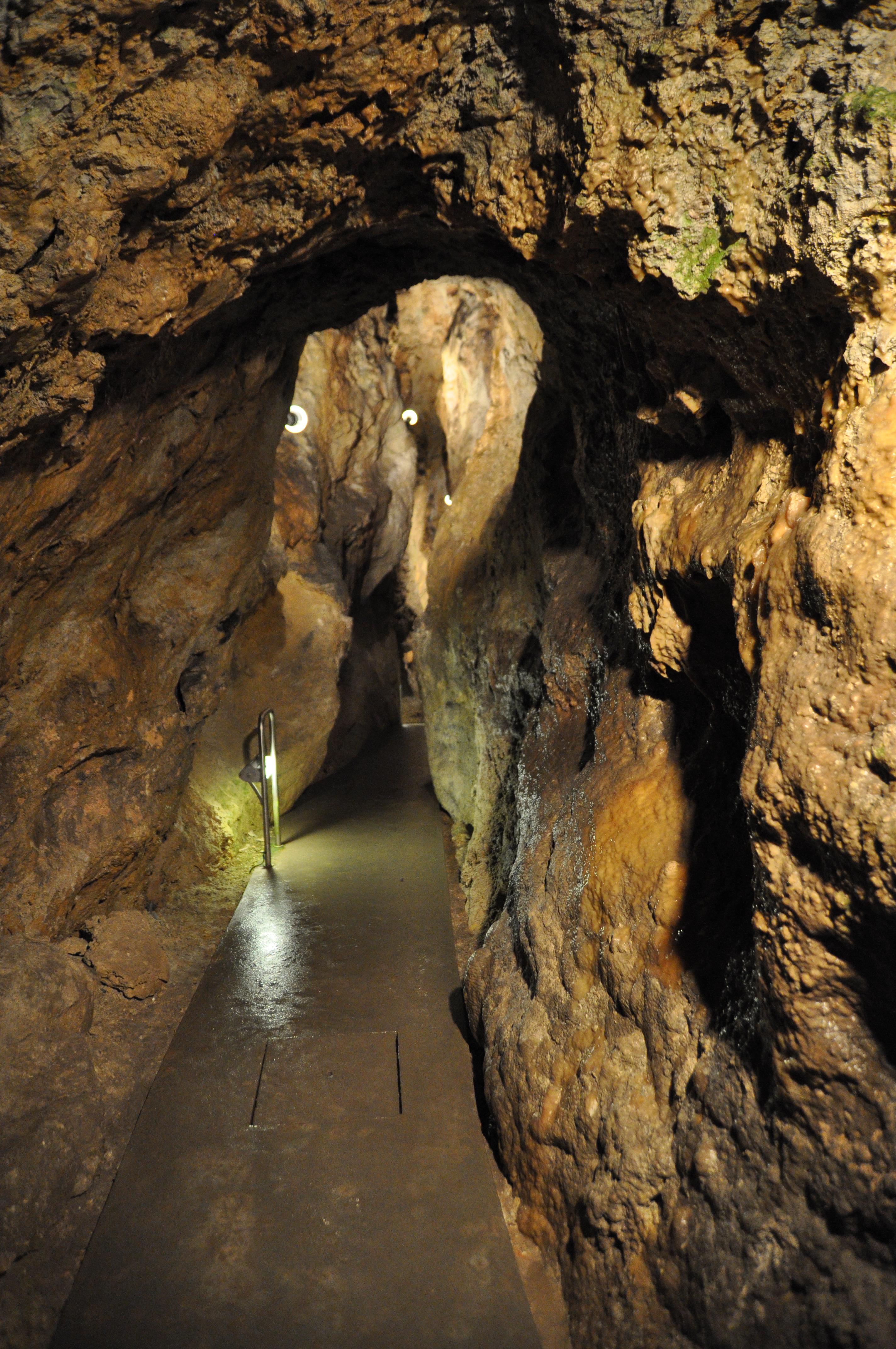
Részlet a Pál-völgyi-barlang kiépített részéből

Az 1990-es évek első felében kezdték el intenzívebben kutatni a barlang Ny-i zónáját, ahol a Vetkőztető-hasadék folytatásában (1991-ben és 1992-ben) feltárt, az ismert járathálózatból messzire kinyúló folyosószakasz miatt a teljes üregrendszer Ny-i irányú jelentős továbbterjedésére lehetett következtetni. Ennek feltárását segítette az 1993. évi áttörés az Y-folyosó jobb oldali ágát kitöltő omladékon, amely mögött megint megnyílt egy 600 m-nél hosszabb rész. Ennek ÉNy-i végpontján találták meg a K2 hatalmas, de ígéretesen huzatoló omladékhegyét. Az addigi feltárássorozat után is meglepő ajándékot hozott a Bekey Imre Gábor Barlangkutató Csoportnak az 1994. év, azaz a barlang felfedezésének 90. évfordulója.
A kutatók július közepén átverekedték magukat a K2-omladék utolsó szűkületén is, amely mögött feltárult egy bontás nélkül bejárható, 3,2 km hosszú rész. Ennek felderítésekor a kutatóknak néha csak időhiány miatt kellett visszafordulniuk, valamint azért, mert az új aknák leküzdéséhez nem volt elég kötelük. A Jubileumi-szakasz megtalálásával Magyarország 2. leghosszabb barlangja lett a 11,6 km hosszú barlang, illetve az egymástól csak keskeny kőzetbordákkal elválasztott tág folyosói, szabályos alakú gömbfülkéi, 20–25 m mély aknái és különleges képződményei miatt sok új megfigyeléssel bővültek a barlang morfológiájára és ásványkiválásaira vonatkozó tudományos ismeretek.
Az utóbbi 5 év feltáró kutatásai részint K felé bővítették a barlang kiterjedését a Szépvölgyi-ág folytatásában 1996-ban feltárt, 500 m-nél hosszabb, omladékos járatrésszel, részint pedig a Jubileumi-szakasz és a Vetkőztető-hasadék között található Nagy fehér folt szélességét csökkentették a Delfin-folyosó Ny-i oldalágának 1998. évi, valamint a Fodros-folyosó folytatásának 1999. évi felfedezésével. Ezekkel a felfedezésekkel a Pál-völgyi-barlang ma ismert hossza 13 465 m, amelyből 8 288 m részletesen, 4 327 m vázlatosan van felmérve. Az üregrendszer K–Ny irányban 1020 m hosszú, É–D irányban 400 m széles. Függőleges kiterjedése 113,9 m, amelyen belül a legmélyebben elhelyezkedő pont a bejárattól 86,7 m-rel mélyebben, a Déli-szakasz Mozaik-terem nevű részében, a legmagasabban elhelyezkedő pont a bejárattól 27,2 m-rel magasabban, a Delfin-folyosó oldalágában lévő Kilátó-teremben található.
A kiterjedt járatrendszer befoglaló kőzete, a terület többi nagy barlangjaiéhoz hasonlóan, főleg felső eocén, sekélytengeri eredetű Szépvölgyi Mészkő Formáció, amelyben gyakran kőzetalkotó mennyiségben vannak nagyméretű egysejtűek (Nummulites, Discocyclina) jellegzetes mészvázai. Mellettük néhány helyen kagylók (leginkább Pecten-félék), tengeri sünök és mohaállatok jó megtartású fosszíliái is megfigyelhetők a barlang falain, sőt a Liliomkertben és a Heliktites-terem térségében tengeri liliom nyéltagok is láthatók. A barlang térbeli elhelyezkedése többé-kevésbé követi az eocén mészkő D–DK-i, 25–30°-os rétegdőlését, ezért a mészkő fedőkőzetébe, a felső eocén márgába csak egy rövid felső járatszint (Alba Regia-folyosó) és néhány magasra harapódzott omlás (pl. Gyűrűs-terem) hatol fel. A mészkő fekükőzetei közül csak az eocén rétegsort bevezető, tűzkőtörmelékes alapbreccsa tárul fel néhány, a környezeténél mélyebbre nyúló járatban (pl. Alagsor, Kiskarácsony-ág).

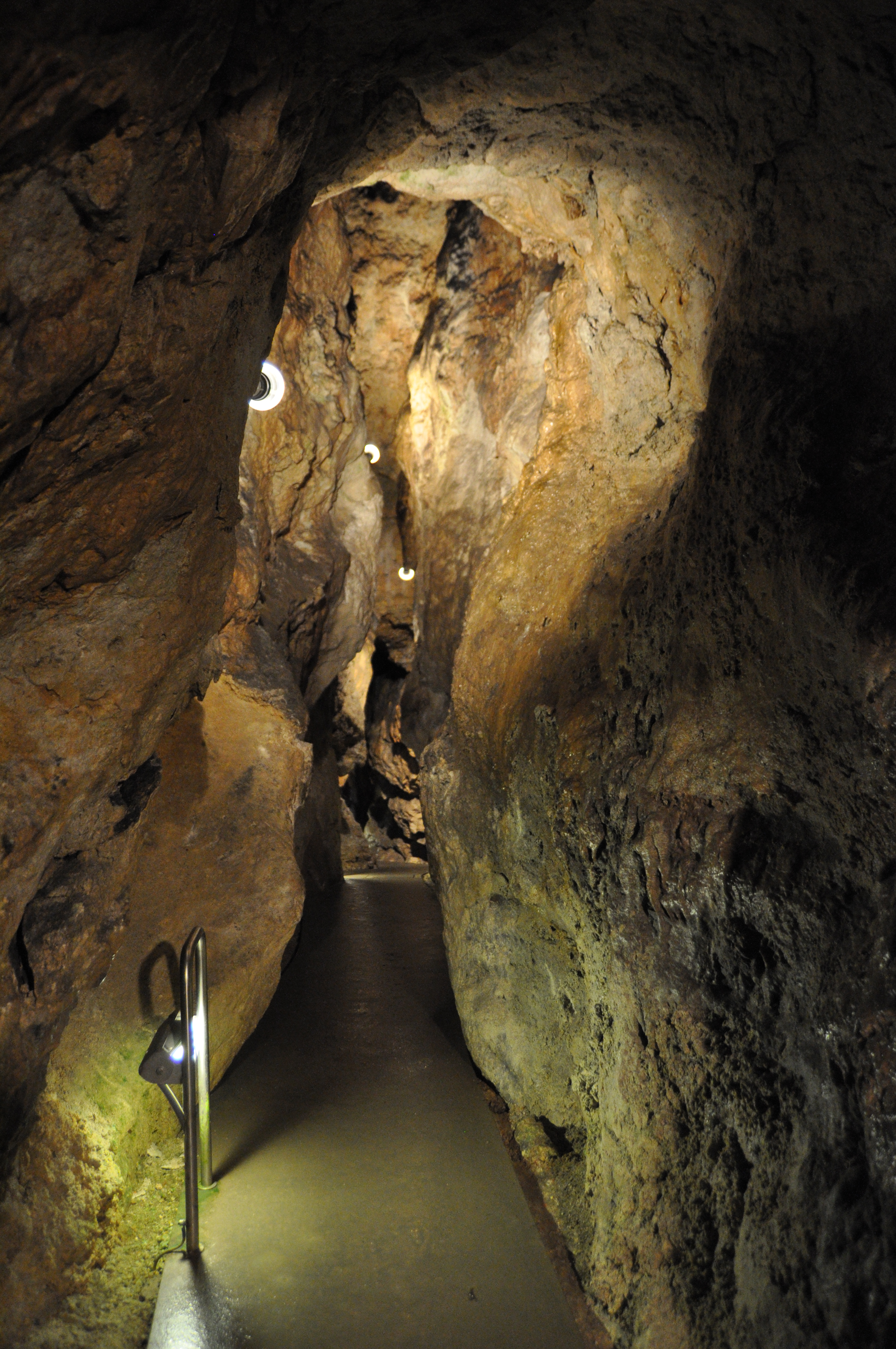
Részlet a Pál-völgyi-barlang kiépített részéből

A hálózatos, néhány helyen kifejezetten labirintus jellegű üregrendszer szerkezete hűen tükrözi az alapkőzetben lévő törésvonalak lefutását, amelyek közül a Decemberi-szakaszt, a Régi Részt és a Negyedik Negyedet magába foglaló központi zónában az ÉÉK–DDNy és ÉNy–DK irányú, a keleti zónában és a Déli-szakaszban pedig az ÉK–DNy irányú, majdnem függőleges törések dominálnak. A nyugati zónát képviselő Jubileumi-szakasz térségében jelentős szerepet játszanak a NyÉNy–KDK irányú törések és a bizonyos járatszakaszok (pl. Felfedező-ág, Kis-dóm, Ementáli-folyosó) mennyezetét meghatározó, lapos elmozdulási (feltolódási?) síkok is.
A tektonikus preformáció mellett a járatok helyének kijelölésében szerepet játszhatott az alapkőzet utóvulkáni, hidrotermális folyamatokhoz köthető megváltozása is, ami az egyes törésvonalak menti, pár dm-től 1–1,5 m-ig terjedő szélességű zónákban a mészkövet porózus, laza, magas kovasavtartalmú anyaggá alakította át. Ezek a kovás zónák a járatok többségének főtéjén előfordulnak, és a magasabb, kb. 160 m Bf. feletti szinteken (pl. Felső-lépcsős-folyosó, Delfin-folyosó, Nagy-fal) nagyon jól láthatók, ahol élesen elüt az alapkőzet sárgás színétől rozsdabarna szegéllyel határolt fehéres anyaguk.
A barlang térszerkezete és oldásformái egyaránt karsztvízszint alatti, freatikus zónában történt üregkioldódást mutatnak, amelynek valószínűleg legfőbb hatótényezője volt a törésvonalak mentén a mélyből feltörő langyos-meleg vizek és a hegység nyílt karsztos térszínei felől érkező, leszálló hideg karsztvizek találkozási zónájában fellépő keveredési korrózió. A napjainkban a Duna mentén feltörő hévforrások őseinek régi vízjáratait képviselő járatrendszer keletkezésének kezdete az alsó pleisztocén végén (kb. 1 millió év) lehetett. A Budai-hegység kiemelkedésével, valamint a Duna mélyebbre vágódásával egyre lejjebb süllyedő karsztvízszint következtében fokozatosan szárazra kerülő járatok legtöbbje már legalább 350 ezer évvel ezelőtt is légteres volt a 160 m tszf. körüli zónában elhelyezkedő vízszintjelző kiválások kormeghatározása alapján.
A barlang jelenleg inaktív hidrológiai szempontból. Legmélyebb pontja (Mozaik-terem) is a karsztvízszint felett található, de e helyi, függőkarsztvíz jellegű tároló szintjének megemelkedésekor (amelyben valószínűleg az épített emberi környezet vízcsőtörései is közreműködnek a megfigyelések szerint) itt akár létrejöhet 3 m vízmélységű tó is. Bár a barlangot (vagy legalábbis néhány részét) a múltban, minden bizonnyal a Szép-völgy bevágódásához kapcsolódva felszíni befolyó vizek hatása is érte. Ezek főleg a járatok feltöltésében, valamint üledékeinek áthalmozásában játszottak szerepet, de nem végeztek érdemi üregtágító munkát. Csepegő vizek, valamint az ezekből felgyülemlő sekély medencék azonban napjainkban is sok helyen megfigyelhetők, melyek ugyancsak hozzájárulnak cseppkőkiválásaikkal a barlang kitöltődéséhez.

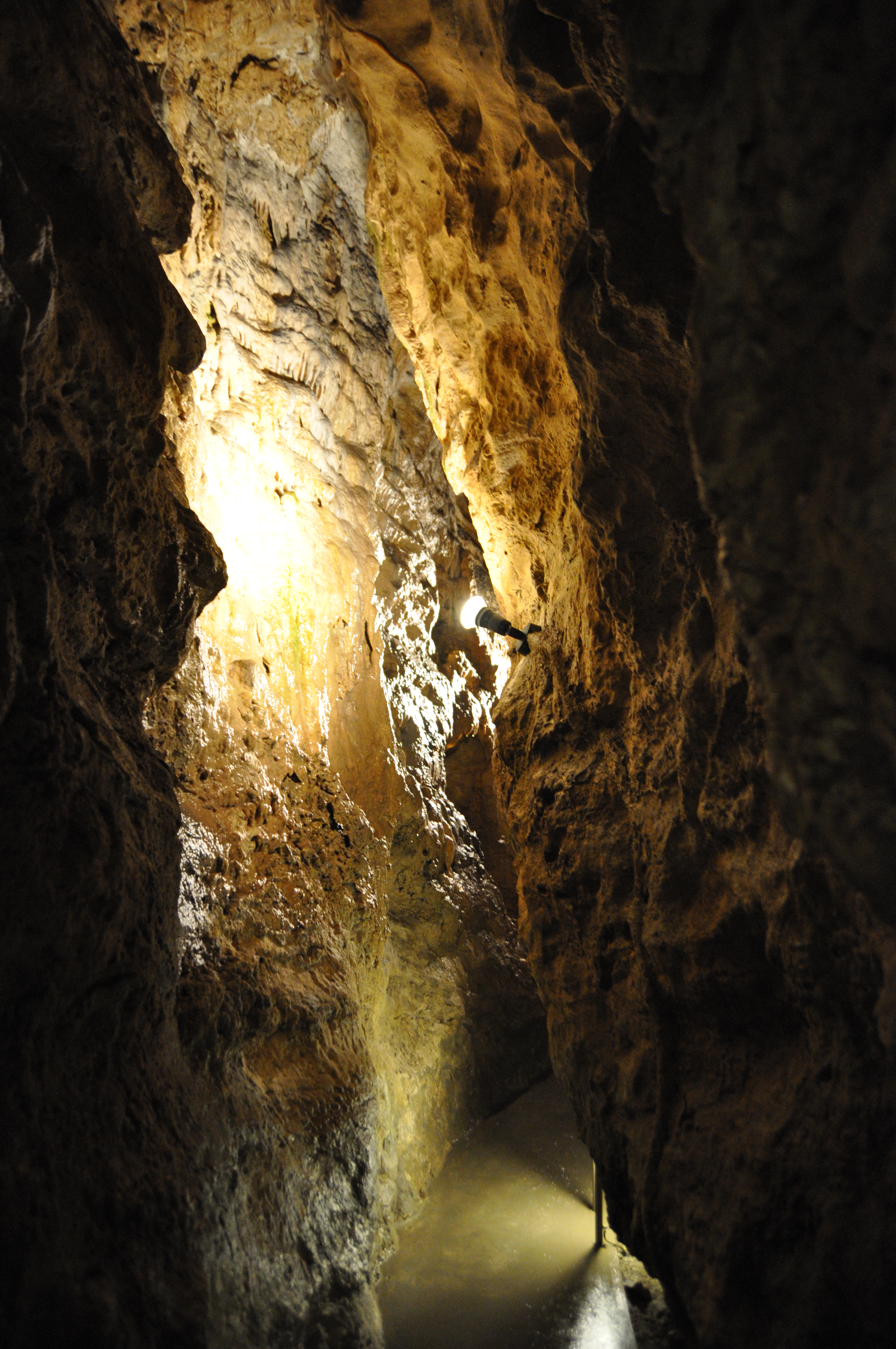
Részlet a Pál-völgyi-barlang kiépített részéből

A tektonikus előkészítés nemcsak a barlang alaprajzán, de a legtöbb folyosó alapvetően hasadék jellegű kifejlődésén is nyomon követhető. A járatok aránylag keskenyek, átlag 2 m szélesek, de magasságuk jelentős, néhány helyen elérik a 15–20 m magasságot. Maguk a járatszelvények azonban többnyire jellegzetesen aszimmetrikus, b, valamint d betűhöz hasonló alakúak. A kőzetdőléssel ellentétes irányban kiöblösödő, oldott alsó szelvényrészeikhez a mennyezeti kovás zónák kipergésével keletkezett, keskeny kémények kapcsolódnak. Ez a jelenség a barlang legmagasabban lévő, legidősebb részeiből álló Negyedik Negyedben (pl. Nyest-folyosó, Delfin-folyosó) figyelhető meg a legjobban, de észrevehető a legmélyebb zóna járataiban is kevésbé kifejlett formában.
Az oldott szelvényrészeket a lekerekített formák: hullámos vagy pár dm átmérőjű félgömbszerű bemélyedésekkel (ún. gömbüstökkel) gazdagon tagolt falfelületek és kisebb-nagyobb kiöblösödő oldalfülkék határozzák meg. Ezekhez néhány helyen zegzugos csatornák, melyek gömbüstök egymásba oldódásával keletkeztek, és a szálkőfőtébe mélyülő kis vakkürtők is társulnak. A hévizes kialakulású barlangok tipikus formaelemének tartott gömbfülkék viszont csak a Jubileumi-szakasz központi zónájára jellemzők. Itt a gömb vagy ellipszoid alakú, 1–5 m átmérőjű üregrészek kis ablakokkal egymásba nyíló láncolatai sajtszerűen bonyolult szövevényt képeznek. Bár a járatokat meghatározó törésvonalak zöme csak egy szintben oldódott ki, a barlang magasabb helyzetű részein előfordulnak egymás felett két független szintben keletkezett oldott üregrészek is. Ezeket a különböző járatszinteket függőleges, majdnem szabályos ellipszis vagy kör szelvényű aknák, valamint kürtők kötik pontszerűen össze. Mindezek az elemek a barlangot régen kitöltő víztömegben keletkező különféle áramlások, az eltérő töménységű és hőmérsékletű vizek találkozásakor fellépő keveredési korrózió, a vízből felszabaduló gázbuborékok, valamint a vízfelszín feletti falakra lecsapódó vízpára oldó hatásának eredményei.
A felszínről befolyó-beszivárgó hideg vizekhez köthető oldásformák csak kevés helyen fordulnak elő a Jubileumi-szakasz ÉNy-i részének néhány magasra felnyúló járatában (pl. Rányelő), ahol átlag 2 cm széles kis karrbarázdák és szabályos ujjbegykarrok csipkézik a falakat. A Röpde térségében pedig a magasból lehulló vízcseppek vájtak pár cm átmérőjű, akár m-es mélységet is elérő csöveket a kőzetbe. Sok helyen módosították a járatok arculatát az utólagos omlások. Néhány, tektonikusan jobban igénybe vett zónában kiterjedt omladéklabirintusok jöttek létre (pl. Prézli, Szépvölgyi-ág és Térképész-ág), ahol nem is lehet sokszor barlangfalról beszélni, csak az omladék bejárhatóságának határáról. A nagyobb termek többségének mai formáját is a réteglapok és repedések mentén felszakadozott, omlott felületek befolyásolják (pl. Titanic-terem, Apokalipszis-terem és Tollas-terem).

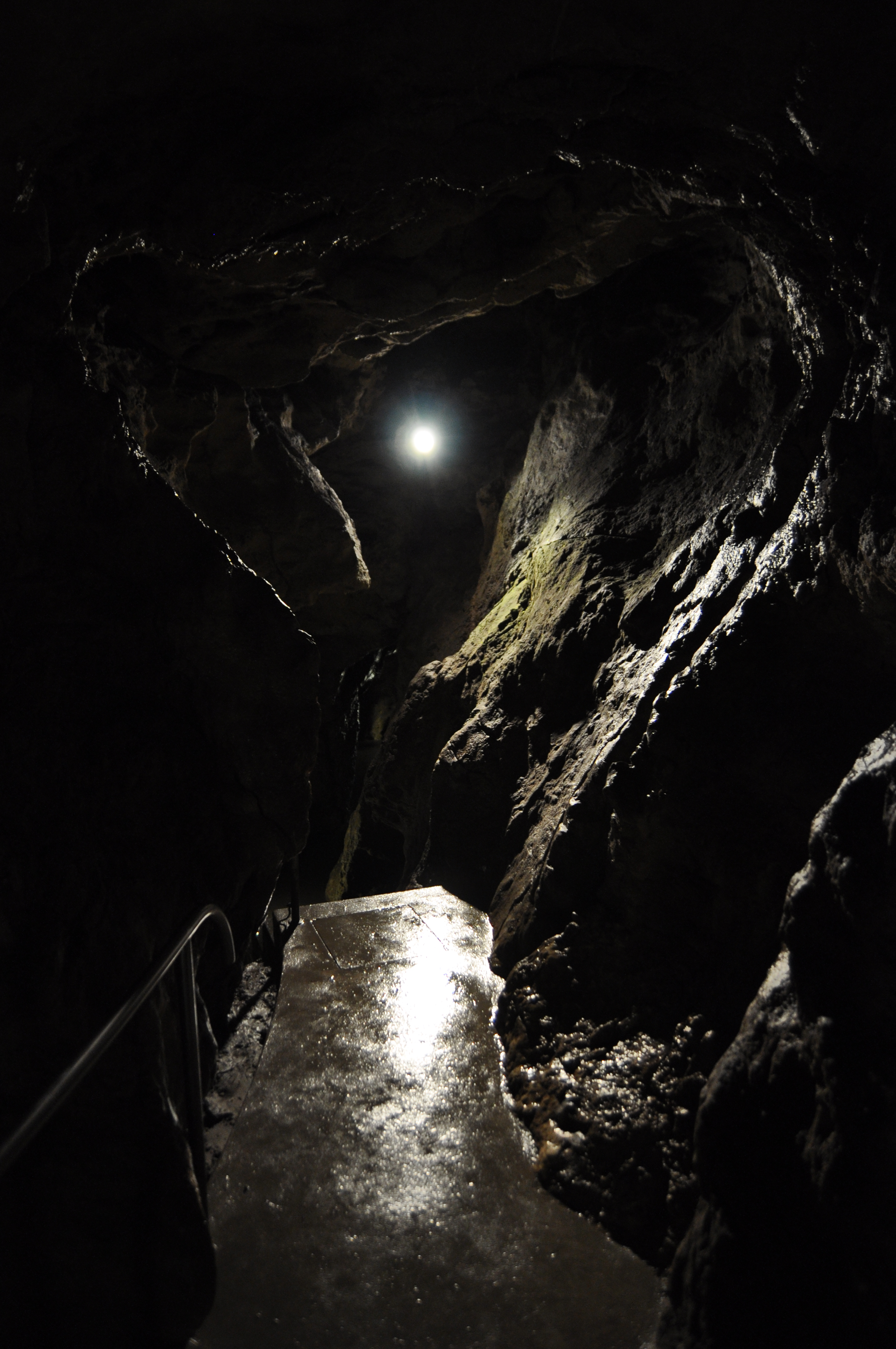
Részlet a Pál-völgyi-barlang kiépített részéből

Törmelékes üledékekből áll a barlang aljzata. Szálkőtalp, a márgában keletkezett Alba Regia-folyosó egy rövid csőszakaszának kivételével, nem figyelhető meg benne. Nem ismert az üledékkitöltés teljes vastagsága, de a kitöltött alsó szelvényrészekbe néhány helyen pontszerű betekintést nyújtó, és a környező járatrészek jellemző talpszintjénél akár 10–20 m-rel is mélyebbre nyúló gyökérzónák (pl. Kút, Feneketlen-folyosó) alapján nagyon vastag lehet. A jelenlegi járattalp felett 2–3 m magasságban sok helyen látható üledékmaradványok pedig annak a bizonyítékai, hogy régen még magasabb volt a kitöltés szintje.
Az üledékkitöltés a majdnem minden tágasabb járatszakaszon előforduló omladéktömbökből, kőzet- és kovatörmelékből, illetve a kovás zónák kipergett, púderszerű anyaga mellett leginkább sárgásbarna, rétegzetlen agyagból áll, de szürkés-fehéres agyagrétegekkel tagolt vagy homokos betelepüléseket tartalmazó agyaglerakódások is több helyen vannak. Az agyagkitöltés ásványos összetétele alapján zömmel oldási maradékként, a kovás zónák málladékából eredeztethető. A Hágcsós-kürtő alján és az Osztrigás-folyosóban azonban biztosan felszíni eredetű, szenesedett növénytörmelékes agyagrétegek is vannak. A Huzatos-átjáróban megfigyelhető, jól kerekített márgakavicsokból álló álmennyezetből is felszíni behordódásra lehet következtetni.
Az agyagos üledékek felszínét a barlang mélyebb helyzetű részein látványos mikroformák: cseppvájta agyagkráterek és poligonális száradási repedések tagolják, melyekhez a mélyponton lévő Mozaik-terem főtéjén a falakat fedő vékony agyagfilm megfolyásával keletkezett, pár cm-es agyagsztalaktitok is társulnak. A Jubileumi-szakasz néhány járatában jellegzetesen fűrészfogas szélű, enyhén cementált agyaglefolyások jöttek létre. Az aljzat néhány pontján patakmederszerű vízfolyási nyomok is vannak, ezek egy része (pl. Patakos-ág) cseppkőcsoportok túlfolyó vizéhez kapcsolható, míg mások (pl. Alagsor, Junior-ág, Fodros-folyosó folytatása) hajdani intenzív vízbefolyásokat jeleznek, amelyek nem biztos, hogy természetes eredetűek voltak.
Bár a hosszú barlangban ásványkiválások tömegesen csak néhány részen mutatkoznak, a képződmények változatossága szerint az üregrendszer kiemelkedő, cseppköveinek gazdagságával pedig egyedülálló helyet foglal el a Budai-hegység barlangjai között. Magyarországi szinten is különlegességnek számítanak egyes képződményei. Ennek a kiválásegyüttesnek legidősebb tagjait a barlang kioldódása előtti mélykarsztos fázis több generációs, fennőtt barit- és kalcitkristályai képviselik, melyek 60–100 °C közötti hőmérsékletű vizekből váltak ki a folyadékzárvány-vizsgálatok szerint. Közülük a barit sárga, 0,5–2 cm élhosszúságú táblás kristályai leginkább teléres formában, a járatokat preformáló törések vagy harántrepedések falain helyezkednek el (pl. Háztető, Bombázó). A sokkal gyakoribb kalcit akár 5 cm élhosszúságot is elérő, szkalenoéderes vagy romboéderes kristályainak viszont kb. 24 előfordulása ismert a barlang falaiban feltáruló, kisebb-nagyobb őskarsztos üregek béléseként is (pl. Y-folyosó, I. vágány).

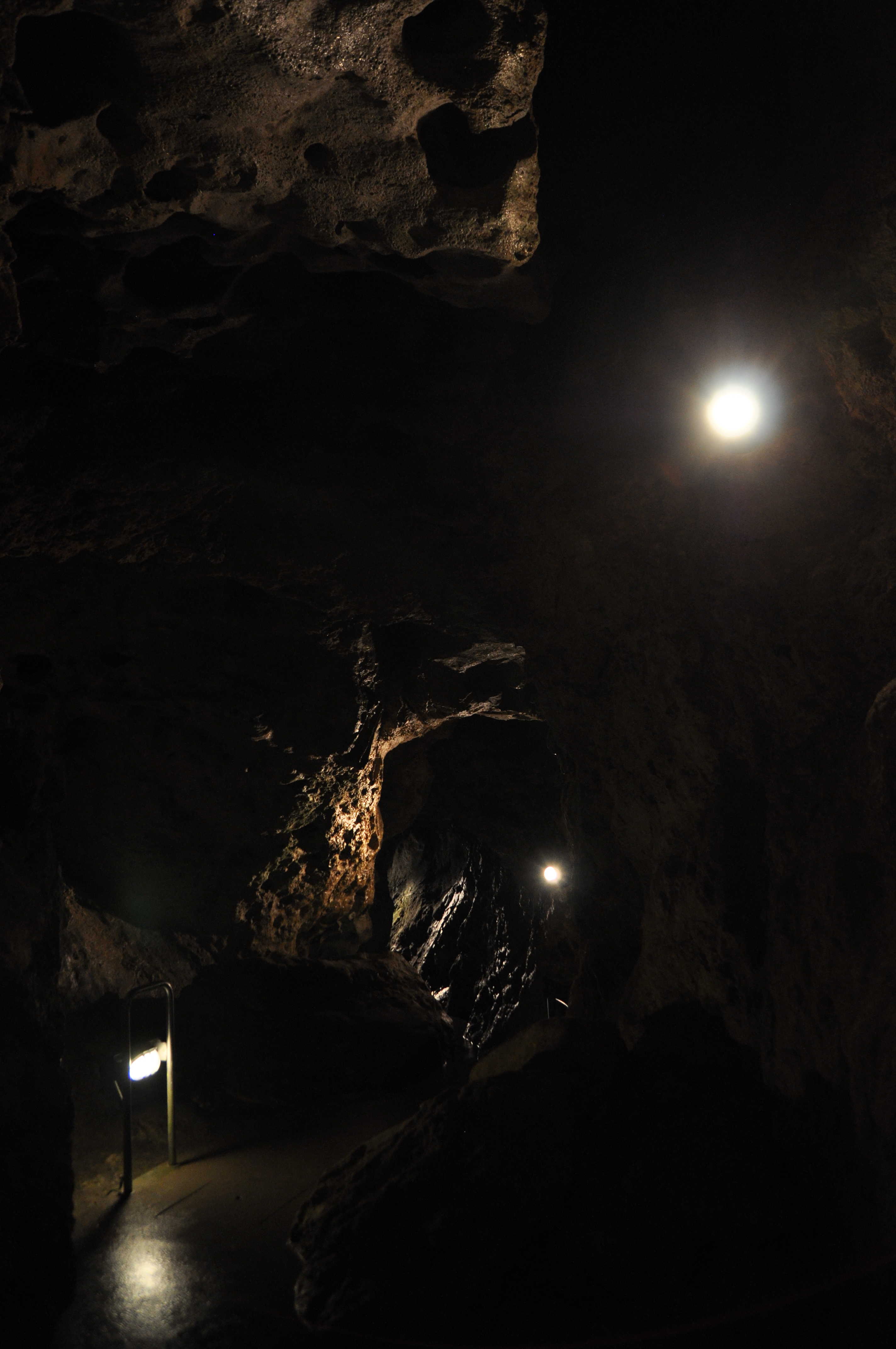
Részlet a Pál-völgyi-barlang kiépített részéből

A barlangot régen kitöltő langyos-meleg vizekhez kötődő kiválások közül a fekete vas-mangános rétegekkel tagolt, vastag víz alatti kalcitbevonatok leginkább a Vetkőztető-hasadék térségében vannak. Míg a szintén kalcit anyagú karfiolok legösszefüggőbb előfordulásai a K-i zónában lévő Karfiol-teremben, valamint a Jubileumi-szakasz Paplanos-folyosó nevű részében vannak. Ennek a kiválási fázisnak a legelterjedtebb képződményei az egykori vízfelszíneken kialakult kalcitlemezek, melyek két határozott szintben, párkányokat képezve fordulnak elő a 200 m (Ötösök-folyosója, Turista-folyosó), valamint kb. 160 m (pl. Y-folyosó, Gyöngyös-folyosó, VB-folyosó) tszf. magasságban, de a köztes szinteken is néhány helyen mutatkoznak vékonyabb lemezkék. Bár ezek a párkányok több m-rel a mai járattalp felett húzódnak, a bázisukon fennmaradt törmelékdarabkák azt bizonyítják, hogy lerakódásuk eredetileg az aljzaton ment végbe. Sőt, a teljes hosszában kalcitlemezhíddal két szintre választott Kalcit-galéria nevű részben a hajdani agyagos aljzat száradási repedéseit is megőrizte a kiválásréteg alján lévő jellegzetes bordázottság.
A kalcitlemezkék pontszerű felhalmozódásával kialakuló karácsonyfa nevű képződmények tucatnyi képviselője is megfigyelhető a Jubileumi-szakaszban, amelyeknek ez a harmadik magyarországi előfordulási helye. A barlang másik különlegessége a hajdani barlangi tavak peremeit szegélyező, egymás alatt szabályos távolságra sorakozó majdnem vízszintes kiválásbordák, az ún. apadási szinlők, melyek Magyarországon először a Pál-völgyi-barlangban lettek felfedezve. Ezek a képződmények egytől-egyig szintén a kb. 160 m-es szinten helyezkednek el, leglátványosabb előfordulásaik a Fodros-folyosóban és a Kút térségében vannak.
A néhány budai barlangban hatalmas felületeket fedő borsókövek itt csak alárendelten, kisebb csoportokban fordulnak elő (leginkább a Jubileumi-szakasz néhány járatában). Viszont a kalcit apró pátkristályhalmazai borsókőhöz hasonló alakzatokat képeznek néhány másik helyen (pl. a Gyöngyös-folyosóban). Minden bizonnyal már légteres járatokban történt ezek kiválása, akárcsak az alapkőzetben lévő pirit mállásához köthető gipszkristályoké, amelyek pár mm vastag alabástromszerű kérgek, áttetsző, hártyavékony lemezkék és görbülő kis rostkötegek alakjában jelennek meg pl. az Óriás-folyosó, a Gipszes-folyosó és a Junior-ág egy-egy rövid részén.
A beszivárgó vizekhez kapcsolódó cseppkőképződmények azonban (ha nem is azonos gyakorisággal) a barlang minden részén megfigyelhetők, és közöttük az összes ismert magyarországi cseppkőtípus jelen van a cseppkődobok kivételével. A legtöbb cseppkőalakzat jelenleg is él, fejlődik. Színük jellemzően halványsárga, de láthatók narancssárga és hófehér, sőt, sötétbarna példányok is. Ezeknek a képződményeknek főtömege cseppkőlefolyásokból áll, amelyek leglátványosabb képviselőjeként a Jubileumi-szakaszban elhelyezkedő Narancszuhatag említhető. Míg a szintén gyakran előforduló függőcseppkövek közül a barlang Ny-i zónájának több pontján is látható, méteres szalmacseppkövek emelendők ki. A mennyezet és az oldalfalak további jellegzetes képződményei a szépen sávozott cseppkőzászlók (pl. Csipkerózsika-folyosó, I. vágány), valamint a görbült, horgas vagy ágas-bogas heliktitek, melyek néhány helyen (pl. Ezüst-utca, Heliktites-terem) akár 0,5 m átmérőjű csoportokat is képezhetnek.

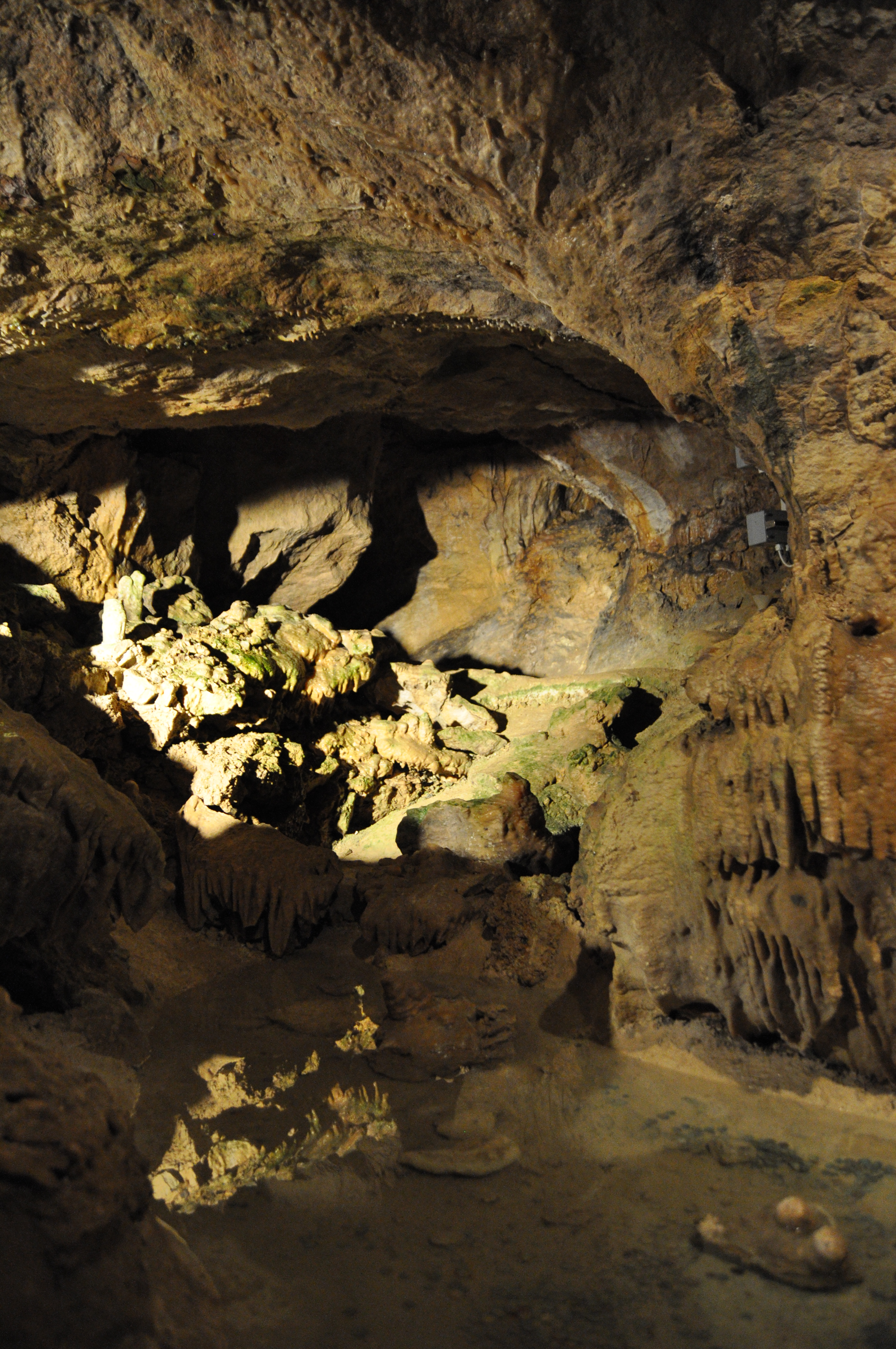
Részlet a Pál-völgyi-barlang kiépített részéből

A laza, agyagos aljzat miatt ritkák a jól fejlett állócseppkövek és cseppkőoszlopok. Ez utóbbiak közül viszont az Óriás-folyosó egyik falkiszögellésén álló, jó 3 m magas, emberderéknyi cseppkőoszlop-pár nemcsak a Budai-hegység legnagyobb, de minden bizonnyl a Pál-völgyi-barlang legidősebb cseppköve is. A képződménycsoport egy leszakadt darabjából végzett abszolútkor-határozás 290±44 ezer évet mutatott annak legfiatalabb részén is. Helyettük a legtöbb aljzati képződményt kiterjedt cseppkőbekérgezések, cseppvájta mélyedéseket bélelő cseppkőcsészék és kisebb-nagyobb cseppkőmedencék alkotják. Néhány medencékben (pl. Gipszes-folyosó, Gyöngyös-folyosó) barlangi gyöngyök is vannak, néhány medence belsejét pedig hegyes kis kalcitromboéderek (ún. medence-pátok) bélelik (pl. HOSE-terem). Néhány helyen a nyugodt vizű medencék peremeit gallérként szegélyező cseppkőszinlők, sőt a Delfin-folyosó 1998-ban megtalált oldalágának végpontján (ennek a formának egyetlen magyarországi előfordulásaként) a vázkristályszerű, üreges kelyhek pár cm-es példányai is láthatók.
A nagy kiterjedésű barlang változatos földtani, ásványtani és morfológiai értékeihez nagyban hozzájárul az 1980-tól feltárt részek gyakorlatilag természetes állapotban való tanulmányozhatósága, amelynek fenntartása miatt csak a kijelölt ösvényeken közlekedhetnek még a barlangkutatók is. A barlang nem csak a földtudományok területén kínál bőséges témát a kutatóknak. Az itt telelő denevérállomány is jelentős a Budai-hegységben. Bár a 15 éve történő megfigyelések alapján az állomány jelentősen csökkent az 1950-es évekhez viszonyítva, még mindig átlag 100–120 példány (főleg kis patkósdenevér) tartózkodik itt telente. Sajátos, szinte csak a Decemberi-szakaszra és a Régi Részre kiterjedő területi eloszlásukban minden bizonnyal a klimatikus adottságok játszanak közre. Ezek eddig vizsgált paraméterei közül mind a hőmérséklet, mind a radonaktivitás-koncentráció a bejárattól távolodva egyre kiegyenlítettebb és lassan emelkedő tendenciával jellemezhető. A mélyponti Mozaik-teremben állandó 11,7 °C hőmérséklet és a barlang átlagos radonszintjének kétszeresét képviselő, 4,2 kBq/m³ aktivitáskoncentráció mérhető.
A barlang fentiekben vázolt sajátosságainak és természeti értékeinek feltárását célzó kőzettani, tektonikai, üledékföldtani, morfológiai, ásványtani és klimatológiai vizsgálatok, valamint hidrológiai és denevér-megfigyelések mellett a legrészletesebb kutatások a barlang és felszíni környezete kapcsolatának jobb megismerésére irányultak, mert a barlangnak a legjelentősebb veszélyeztető tényezőt felszínének az új feltárásokat megelőző beépülése jelenti. Ezeknek a vizsgálatoknak az alapján azonban, melyek a közeljövőben egy, a Phare-program által finanszírozott távmérőhálózattal is kiegészülnek, az épített emberi környezet leginkább nem az épületek súlyával veszélyezteti a barlangot: a legtöbb járat ugyanis 40–50 m-t meghaladó mélységben húzódik, ahol a fedő kőzettömeg súlyához képest elhanyagolható az épületek többletterhelése. Az igazi veszélyforrást az olyan közvetett hatások jelentik, mint az intenzív vízbefolyásokat okozó csőtörések és a beszivárgó vizek minőségének megváltozása, ami leginkább a sózással fagymentesített közutak alatti stabil klorid-, valamint a szennyvízbeszivárgásokra utaló erőteljes nitrát- és alkalmi bakteriális szennyeződésekben nyilvánul meg. Mindezek nem csak a karsztvízminőség szempontjából jelentenek problémát: sok csepegés alatt kimutatható már a cseppkövek kezdődő visszaoldódása is.

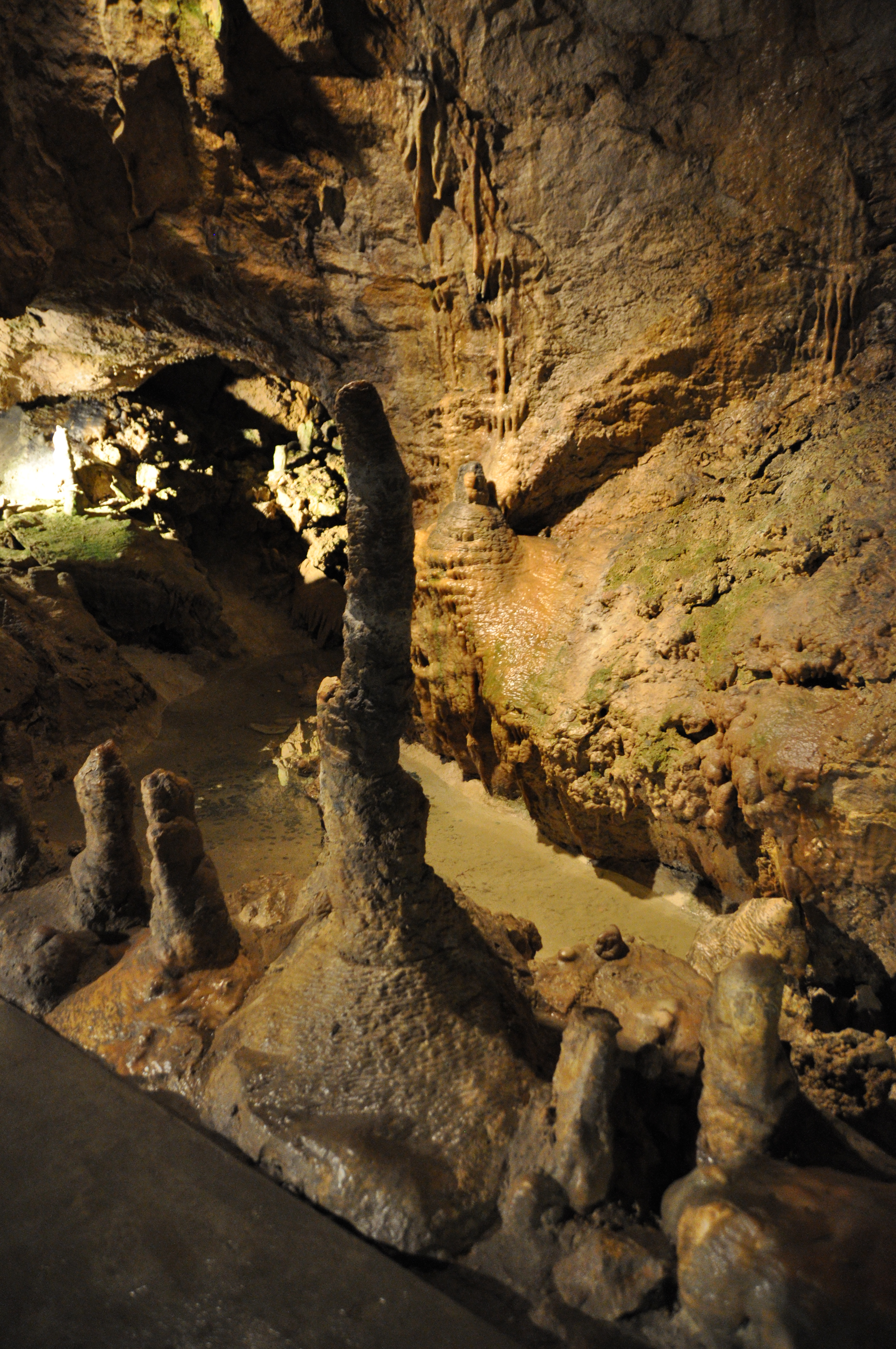
Részlet a Pál-völgyi-barlang kiépített részéből

Fokozottan védett méretei, kialakulásmódja, formakincse és ásványkiválásai miatt lett, de denevérvédelmi és idegenforgalmi szempontból is jelentős a barlang, amelynek kb. 500 m hosszú szakasza tekinthető meg a nagyközönségnek. A túraútvonal a 20. század első felében létrehozotthoz képest 1989-ben, a barlangkutatók Budapesten rendezett 10. világkongresszusa alkalmából az Ötösök folyosója nevű rész kiépítésével bővült, ami a bányafalhoz vezető Bekey-folyosóra nyitott Kijárattal immár útvonalismétlés nélküli megtekintést tesz lehetővé.
Az 1997-től 2001-ig tartó teljes rekonstrukció eredményeként az idegenforgalmi rész nemcsak műszaki megoldásaiban lett korszerűbb, de néhány, eddig kitöltött járatrész kitakarításával megújult látványában is. Itt a látogatók (évente átlag 30 000 fő) kényelmes lépcsőkön és betonjárdákon haladva, villanyvilágítás mellett ismerkedhetnek a járatlabirintus jellegzetességeivel: a kovás zónák mentén felharapódzott Lóczy-teremmel, a Keresztezés és a Boszorkánykonyha üstös oldásformáival, a tág Színház-terem kiváló akusztikájával, a Hosszú-folyosó magasba nyúló hasadékával, a Turista-folyosó kalcitlemez-lerakódásaival, a Meseország cseppkőalakzataival, majd az Ötösök-folyosója nevű rész torkolatában a Károly-kút cseppkőmedencéjével és a Rádium-terem mély aknájával. A barlang többi része a Duna–Ipoly Nemzeti Park Igazgatóság engedélyével tekinthető meg. Bejárásához (a Jubileumi-szakasz néhány járatának kivételével) csak alapfelszerelés kell. A nagyobb letöréseknél a közlekedést vaslétrák segítik, de az egyébként könnyű mászást néhány helyen kellemetlenül szűk hasadékok és kuszodák tagolják, és az omladékokon történő átkeléshez is fokozott elővigyázatosság kell.
A Pál-völgyi-barlanggal szemben lévő kőfejtőben van a Mátyás-hegyi-barlang bejárata. Sok kutatót foglalkoztatott a Pál-völgyi-barlang és a Mátyás-hegyi-barlang összekötésének gondolata. A kiadványba bekerült a Pál-völgyi-barlang idegenforgalmi szakaszának színes térképe (Országos Barlangnyilvántartás, Kárpát József, 1981). A könyvfejezetben publikálva lett négy olyan, színes fénykép, amelyek bemutatják a barlangot. Az első fényképet Borzsák Péter készítette. A fényképen a barlang idegenforgalom számára kiépített szakaszának egyik része figyelhető meg. A második fényképen az Ezüst-utca látványos oldásformákkal tagolt járatszelvénye látható (Kiss Attila fényképe). A harmadik fényképen egy egymásra halmozódott kalcitlemezkékből álló karácsonyfa figyelhető meg, amely az 1994-ben felfedezett Jubileumi-szakaszban található (Kiss Attila fényképe). A negyedik fényképen a barlangban lévő néhány cseppkő van megörökítve (Kiss Attila fényképe).

### 2004-től
A 2004–2005. évi Karszt és Barlangban közölve lett, hogy az idegenforgalmi célra kiépített Pál-völgyi-barlangot 2004-ben 33 112 fő, 2005-ben pedig 38 131 fő látogatta meg.
A 2005-ben megjelent, Magyar hegyisport és turista enciklopédia című kiadvány szerint az Acheron Barlangkutató Szakosztály egyik legjelentősebb feltárása a Pál-völgyi-barlang és a Mátyás-hegyi-barlang közötti kapcsolat felfedezése (2001), amelyet a Bekey Imre Gábor Barlangkutató Csoporttal közösen végzett. Bekey Imre Gábor szócikkében meg van említve, hogy Bekey Imre Gábor részese volt az 1904-ben talált Pál-völgyi-barlang feltárásának, és neki köszönhető, hogy a barlang 1911-ben, újabb részekkel bővült. Bejárta és ismertette a pál-völgyi kőfejtő üregeit. Kiváló természet- és barlangfotói alapján sok képeslap jelent meg, amelyek a Pál-völgyi-barlangot mutatják be. Bekey Imre Gábor nevét viseli a Pál-völgyi-barlangot kutató csoport. A Bekey Imre Gábor Barlangkutató Csoport célja a pál-völgyi kőfejtőnek és barlangjainak kutatása, védelme, felügyelete és népszerűsítése. A csoport legjelentősebb eredménye a Pál-völgyi-barlang új járatainak feltárása (kb. 12 km, 1980–2002) és a feltárt szakaszok tudományos feldolgozása, felmérése, illetve a Pál-völgyi-barlang és a Mátyás-hegyi-barlang összekapcsolása (2001-ben, az Acheron Barlangkutató Szakosztállyal együtt).

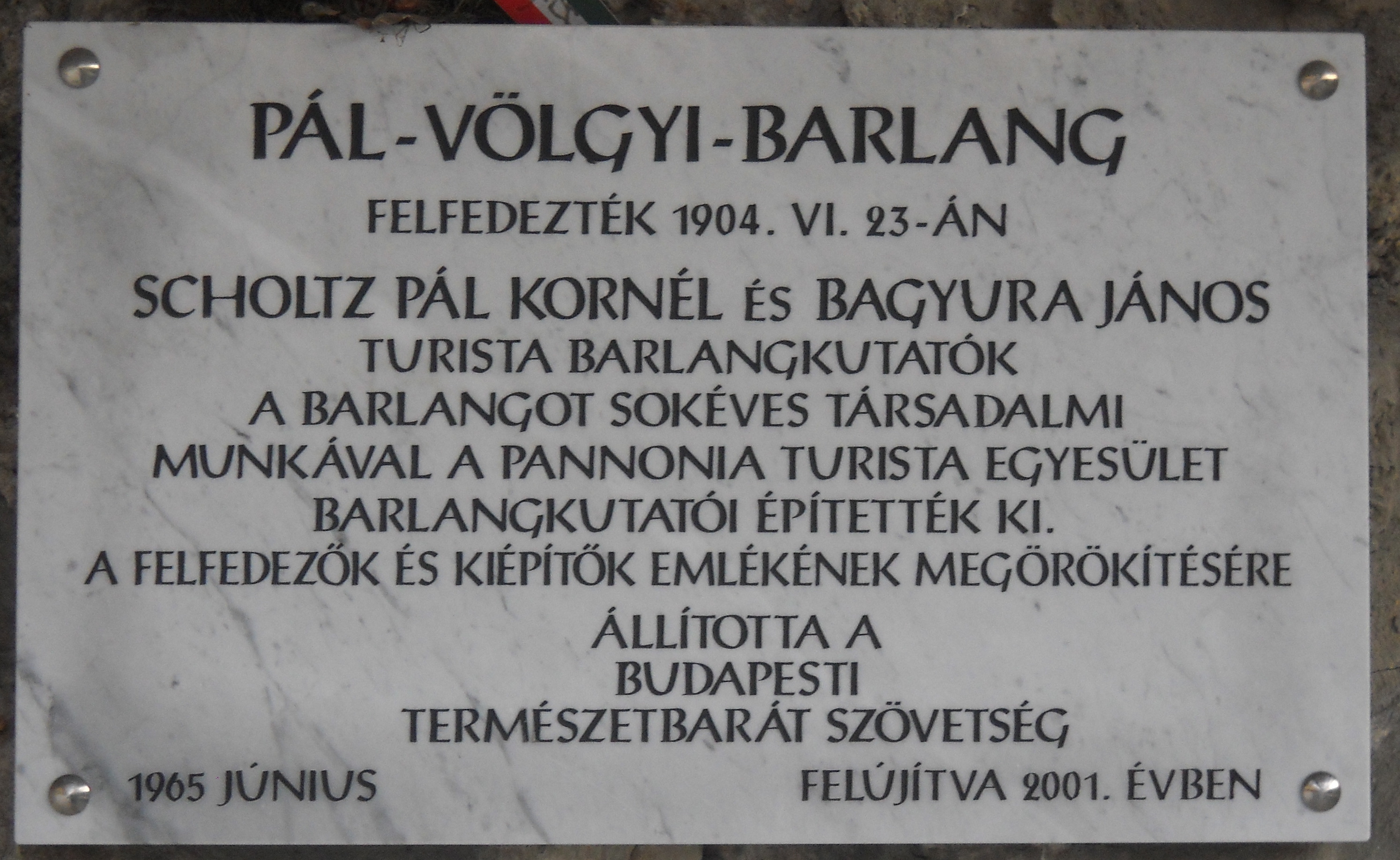
A barlang főbejáratánál található egyik emléktábla

Kadić Ottokár szócikkében meg van említve, hogy Kadić Ottokár kérte a Pál-völgyi-barlang kiépítését és megnyitását. Kiss Attila szócikke szerint Kiss Attila a Pál-völgyi-barlang üzemvezetője. A barlang feltáró kutatását 1986-tól vezette, amely nagyon eredményes volt. Amikor Kiss Attila vezette a barlang kutatását, akkor 1200 m-ről 13 200 m-re nőtt a barlang hossza. Továbbá sikerült kialakítani a Pál-völgyi-barlang és a Mátyás-hegyi-barlang között lévő, régóta sejtett kapcsolatot, amelyet addig eredménytelenül kerestek. Ezzel a két barlang együttes hossza, a több ütemben végzett feltárás során 2002-re elérte a 18 600 m-t, és ezzel Magyarország második leghosszabb barlangja lett. Könyvet írt, amely a Pál-völgyi-barlangot ismerteti (2004). Lakatos László szócikke szerint Lakatos László egy évig hivatásos barlangvezető volt a Pál-völgyi-barlangban. Lakatos László emlékét a Vörös Meteor Természetbarát Egyesület barlangkutatói által elhelyezett, a barlang Lakatos-termében látható márványtábla őrzi.

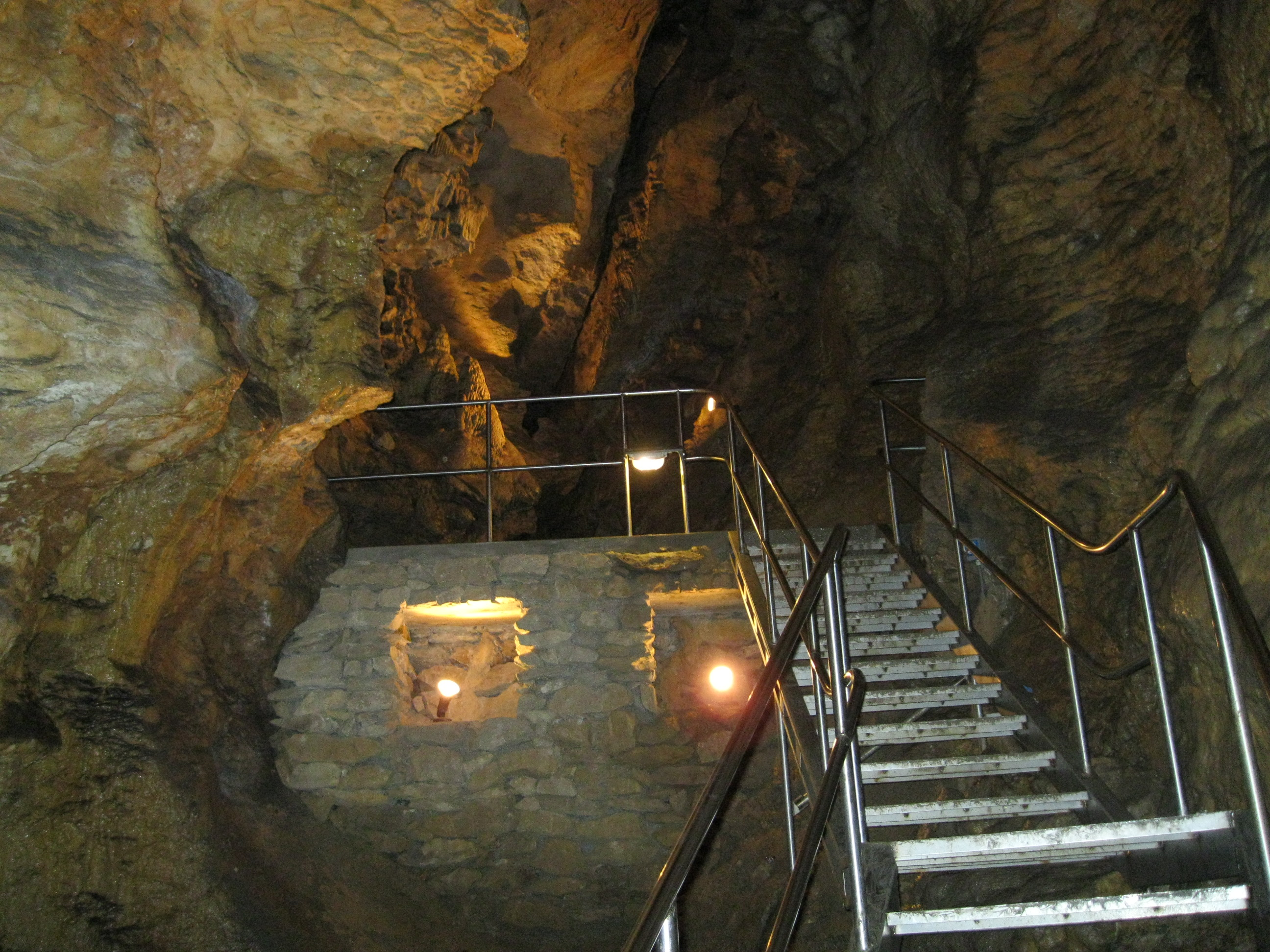
Részlet a Pál-völgyi-barlangból

A Pannónia Turista Egyesület Barlangkutató Szakosztálya 1919-ben, Scholtz Pál Kornél vezetése által alakult szervezet, melynek tevékenysége leginkább a Pál-völgyi-barlang és az annak közelében lévő barlangok népszerűsítésére, illetve feltárására irányult. A barlangban lévő, a felfedezők által Labirintusnak (jelenleg Lóczy-teremnek) nevezett terem falán látható egy márványból készült, 75×16 cm-es emléktábla, amelyet a Pannónia TE Barlangkutató Szakosztálya állított Lóczy Lajos halálakor, 1920 októberében. A Budapesten, 1927. szeptember 11–15-én tartott Német és Magyar Barlangkutatók Nemzetközi Találkozójának tiszteletére gyulladt ki a fény a barlangban. Az Óbudai Szeszgyár Kinizsi Barlangkutató Szakosztály működési területe kiterjedt a Pál-völgyi-barlangra. A szakosztály tagja, Vukov Péter látogatókat vezetett a barlangban. 1904-ben fedezte fel a barlangot a nem sokkal korábban alakult társaság, amely 1918-ban Pálvölgyi Barlang Társaság (Magyar Amatőrök Országos Egyesülete) néven folytatta munkáját. 1919-ben a társaság beolvadt a Pannónia TE-be.

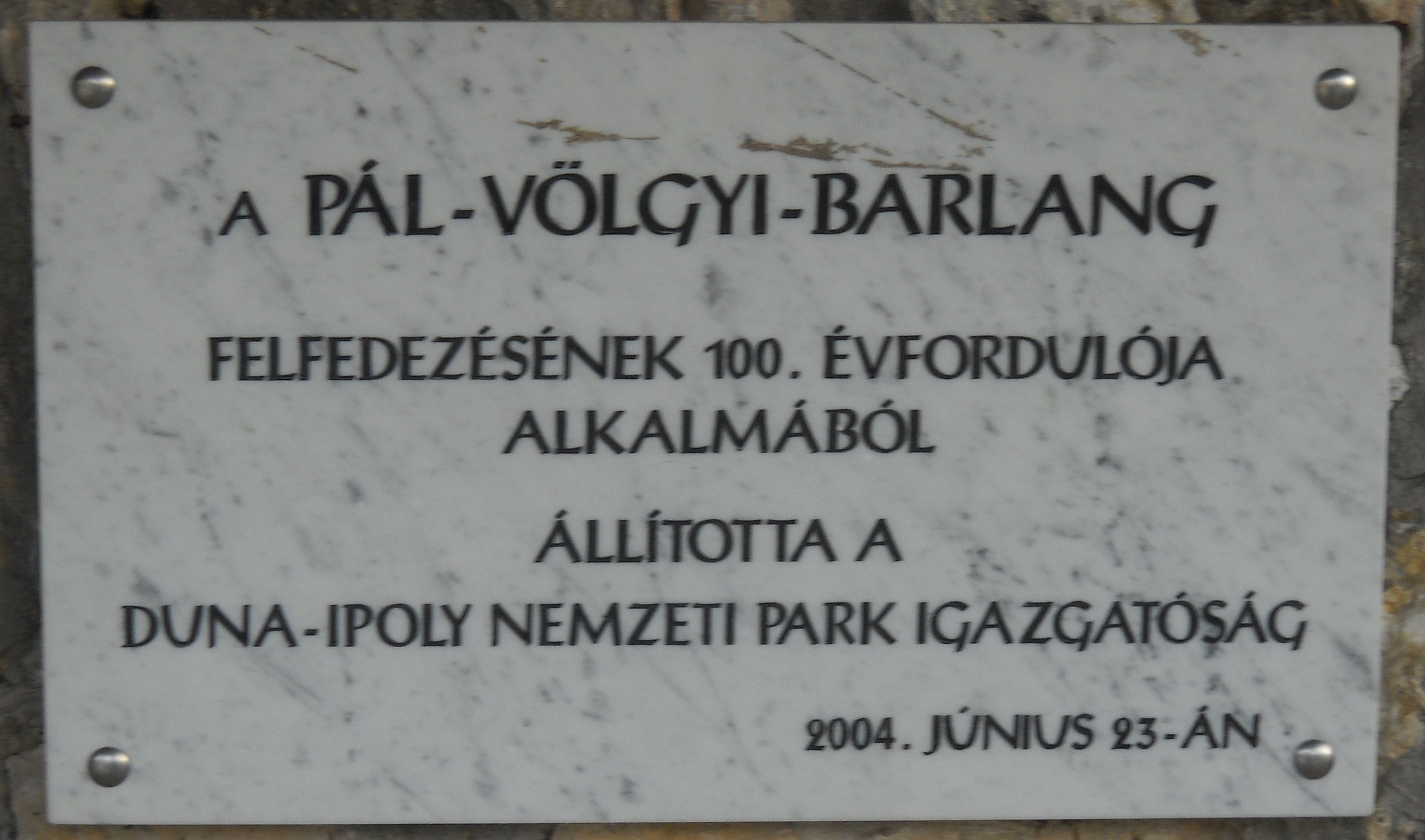
A barlang főbejáratánál található egyik emléktábla

Őri László szócikke szerint Őri László 1929-ben lett a Pannónia Turista Egyesület Barlangkutató Szakosztályának tagja, és ekkor ismerkedett meg a Pál-völgyi-barlanggal, melynek rövidesen vezette barlangtúráit is. Ezek a túrák három kategóriában zajlottak: utcai ruhás, overallos és mászós túrák. Barlangi vezetéseinek 15 éve alatt (1944-ig) több, a barlang bejárását könnyítő munkában vett részt. Közreműködött a Sextagonból jobbra, a Színház-terembe vezető folyosó feltárásában és kibontásában. Róla nevezték el ezt a részt Őri-folyosónak. Frank Gyulával az 1930-as évek második felében kiépítették a Tyúklétra nevű részt. Ezzel vált lehetővé a körforgalom a Peti-folyosón át vissza a Lóczy-terem felé. 2004. június 23-án a Pál-völgyi-barlang felfedezésének 100. évfordulója alkalmából a barlangnál rendezett konferencián, mint a legidősebb barlangászt köszöntötték.
A Pálvölgyi–Mátyáshegyi-barlangrendszer két fokozottan védett természeti érték 2001. évi átjárhatóságával létrehozott barlangrendszer, amely Budapesten van. A turizmus számára megnyitott Pál-völgyi-barlangnak a II. kerületben, a Szépvölgyi út 162. szám alatti felhagyott pál-völgyi kőfejtőben, 205 m tszf. magasságban van a bejárata. A középső pleisztocén hévízműködés által kioldott, főleg hasadék jellegű járatok felső eocén mészkőben, alárendelten márgában, törésvonalak mentén keletkeztek. Majdnem 13,5 km hosszú. 114 m a függőleges kiterjedése. Felsőbb szinten fekvő folyosói leginkább keskeny, magas hasadékok, a mélyebb részeken túlnyomórészt széles és lapos, agyaggal feltöltött járatok vannak.
Formakincsére gömbüstök, ásványkiválásaira kalcit (CaCO3), barit (BaSO4), ritkábban borsókövek jellemzőek. A budai barlangoktól eltérően sok benne a cseppkő. Függőcseppkövek és állócseppkövek mellett heliktitek, cseppkőzászlók és barlangi gyönggyel bélelt medencék is előfordulnak benne. A barlang bejárata 1904-ben kőfejtéssel nyílt meg, és a barlang 1200 m hosszig vált ismertté 1910-ig. Az 1980-ban fellendülő, a Bekey Imre Gábor Barlangkutató Csoport által végzett és jelenleg is tartó kutatás eredménye mai hossza. 1927-től egy kiépített és villanyvilágítással ellátott része utcai ruhában látogatható. Az 1989-ben, 500 m hosszúvá bővített rész műszaki berendezéseinek teljes rekonstrukciója 2001-ben készült el.
A Pannónia Turista Egyesület 1921. augusztus 7-én a három évvel korábban (1918-ban) kezelésébe vett Pál-völgyi-barlangnál nyári mulatságot tartott, melynek tiszta jövedelmét a barlang további feltárására és kiépítésére fordították az egyesület tagjai. Az egyesület szorgalmas tagjainak önzetlen és önkéntes munkájának volt köszönhető a barlang kezdeti járhatóvá tétele, majd későbbi első kiépítése is. 1927-ben a nemzetközi barlangkutató kongresszusra a tagok bevezették a villanyvilágítást a barlangba, illetve lépcsőket, járdákat és korlátokat építettek. 1936-ban az egyesület tervezte, hogy a barlangban egy körforgalom lebonyolítására alkalmas járatot alakít ki. A barlang látogatottsága sajnos a hazai érdeklődők körében meglehetősen alacsony volt, mert pl. a barlangkönyv szerint az évi 5000 vendég közül csak 300 volt magyar. 1938. május 22-én a barlangnál ünnepelték meg fennállásuk 25 éves évfordulóját. A Rózsadomb és Vidéke Egyesület 1938-ban elhatározta, hogy mozgalmat indít a Budapest II. kerületében lévő barlangok feltárására. Abban az időben már jól ismert volt a Pál-völgyi-barlang. A könyvben lévő 14. képmellékleten látható a barlang fogadóépülete.
A 2008. évi Karszt és Barlangban meg van említve, hogy az idegenforgalmi célra kiépített Pál-völgyi-barlangot 2006-ban 33 575 fő, 2007-ben pedig 34 595 fő látogatta meg. A 2009. évi Karszt és Barlangban közölve lett, hogy az idegenforgalmi célra kiépített Pál-völgyi-barlangot 2008-ban 34 144 fő látogatta meg. A 2010. évi Karszt és Barlangban meg van említve, hogy az idegenforgalmi célra kiépített Pál-völgyi-barlangot 2009-ben 35 824 fő tekintette meg. A 2011. évi Karszt és Barlangban meg van említve, hogy az idegenforgalmi célra kiépített Pál-völgyi-barlangot 2010-ben 34 298 fő, 2011-ben pedig 34 575 fő látogatta meg. A 2012–2014. évi Karszt és Barlangban közölve lett, hogy az idegenforgalmi célra kiépített Pál-völgyi-barlangot 2012-ben 34 865 fő, 2013-ban 35 744 fő, 2014-ben pedig 36 811 fő látogatta meg. A 2015–2016. évi Karszt és Barlangban közölve lett, hogy az idegenforgalmi célra kiépített Pál-völgyi-barlangot 2015-ben 35 357 fő, 2016-ban pedig 35 205 fő látogatta meg. A 2017 novemberében megjelent Földalatti Magyarország Naptár 2018 decemberi oldalán a Pál-völgyi-barlang egyik részlete látható. A fényképet Ambrus Gergely készítette.

## Látogatási statisztika
A Pál-völgyi-barlang látogatóinak száma évenként:
| év              | 1904               | 1920       | 1921   | 1924   | 1931   | 1932   | 1935   | 1936   | 1938       | 1939   | 1940   | 1941   | 1942   | 1960   | 1961   |
| látogatók száma | 81                 | 1564       | >3000  | 2297   | 4800   | 3502   | 6786   | 5593   | kb. 60 000 | 5458   | 6422   | 8517   | 7713   | 9076   | 13 270 |
| év              | 1962               | 1963       | 1964   | 1965   | 1966   | 1967   | 1968   | 1969   | 1970       | 1971   | 1972   | 1973   | 1974   | 1975   | 1976   |
| látogatók száma | 9647 (vagy 13 270) | 4080       | zárva  | 16 463 | 14 315 | 17 787 | 18 553 | 15 374 | 14 248     | 16 903 | 14 631 | 3734   | 32 444 | 15 200 | 17 232 |
| év              | 1977               | 1978       | 1979   | 1980   | 1981   | 1982   | 1983   | 1984   | 1985       | 1986   | 1987   | 1988   | 1989   | 1990   | 1991   |
| látogatók száma | 18 869             | 23 718     | 20 672 | 19 007 | 25 522 | 33 260 | 40 154 | 37 266 | 36 358     | 44 241 | 38 451 | 44 717 | 44 375 | 45 932 | 36 305 |
| év              | 1992               | 1993       | 1994   | 1995   | 1996   | 1997   | 1998   | 1999   | 2000       | 2001   | 2002   | 2003   | 2004   | 2005   | 2006   |
| látogatók száma | 35 013             | nincs adat | 47 715 | 39 004 | 28 699 | 28 895 | 32 726 | 21 695 | 29 949     | 23 564 | 26 120 | 38 985 | 33 112 | 38 131 | 33 575 |
| év              | 2007               | 2008       | 2009   | 2010   | 2011   | 2012   | 2013   | 2014   | 2015       | 2016   | 2017   | 2018   | 2019   | 2020   | 2021   |
| látogatók száma | 34 595             | 34 144     | 35 824 | 34 298 | 34 575 | 34 865 | 35 744 | 36 811 | 35 357     | 35 205 | 36 324 | 36 638 |        |        |        |